# U-Bahn

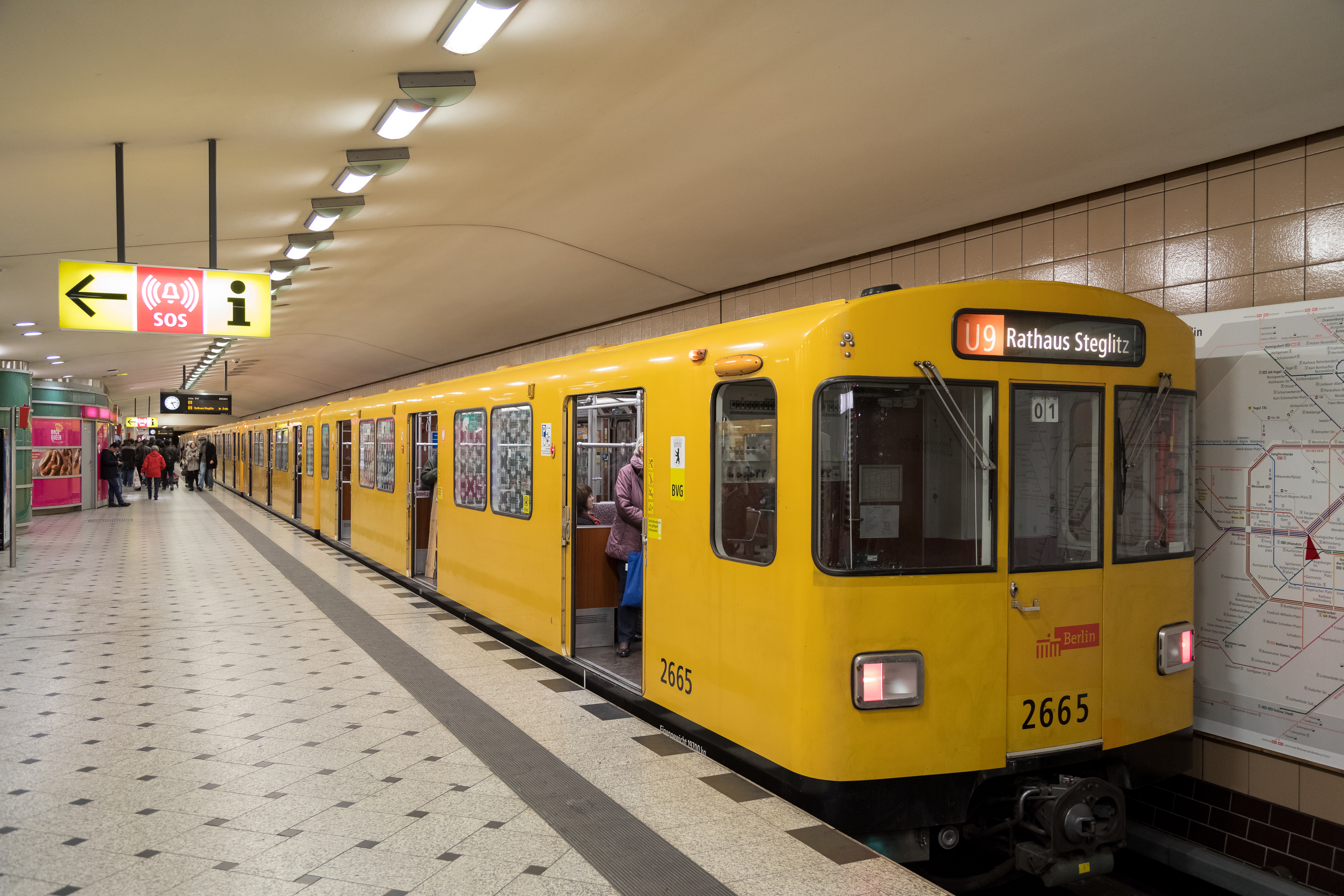
U-Bahn Berlin:
Größtes Netz im deutschsprachigen Raum sowie ältestes Netz Deutschlands

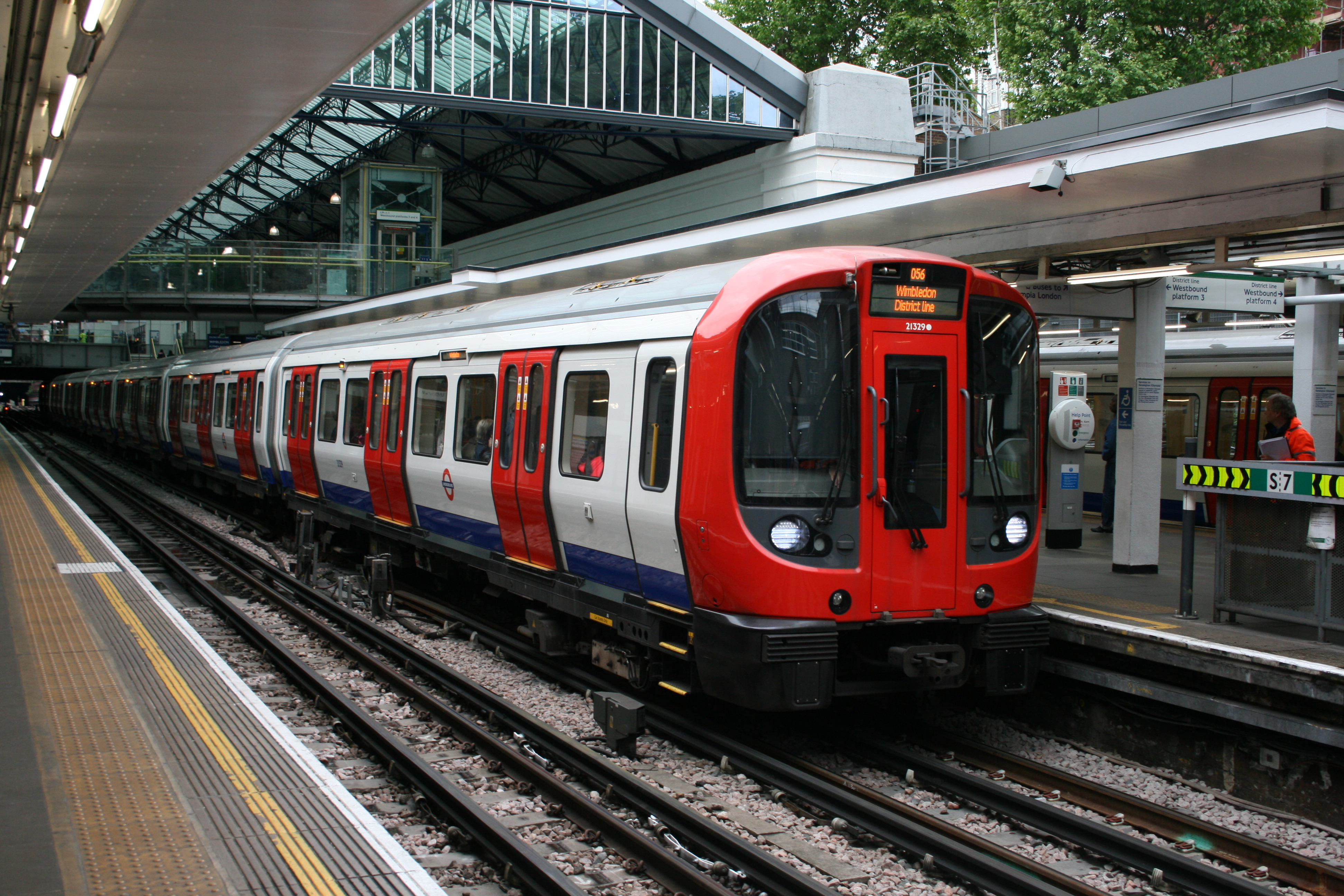
London Underground:
Ältestes Netz der Welt sowie größtes Netz Westeuropas

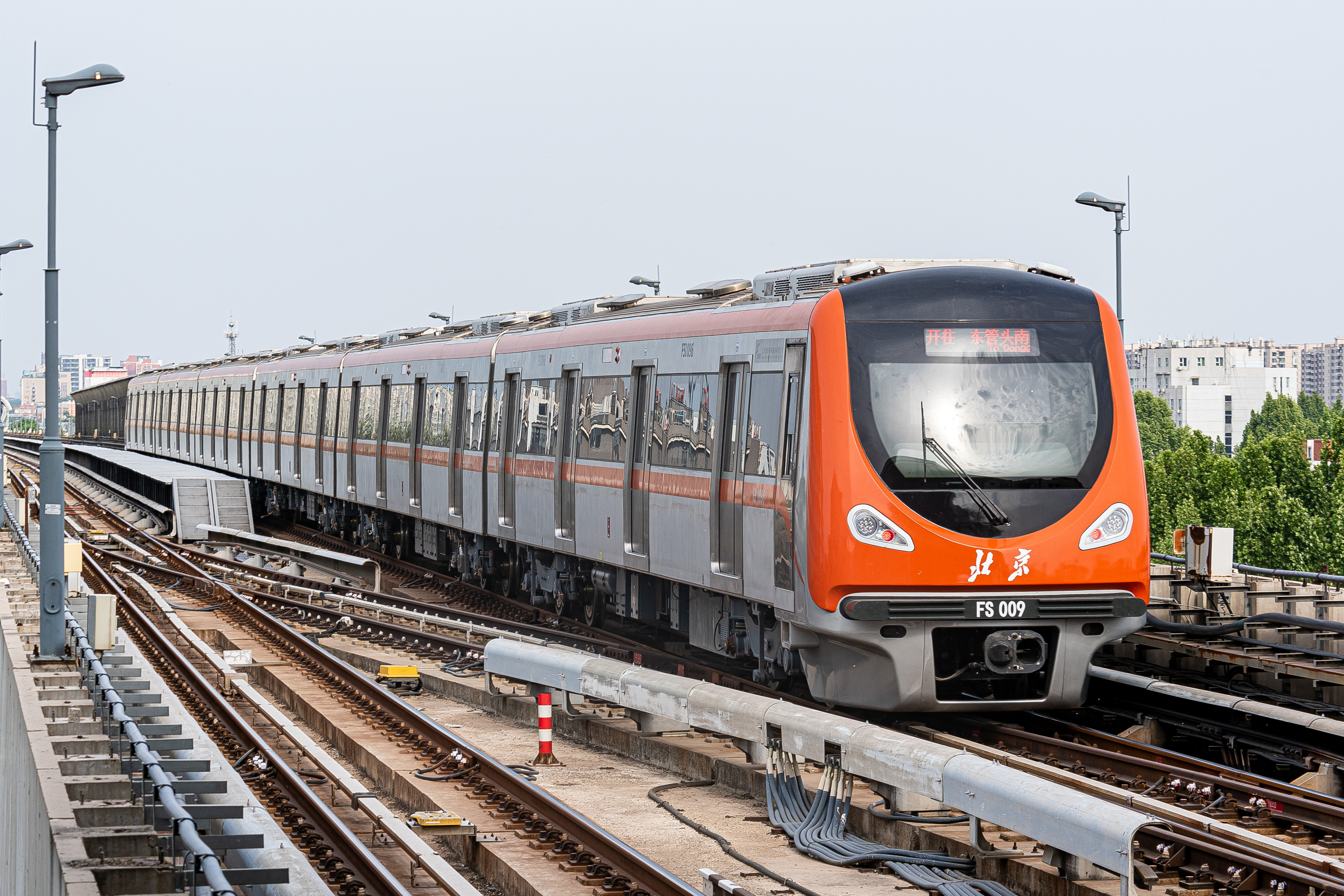
U-Bahn Peking:
Netz mit der größten Streckenlänge weltweit

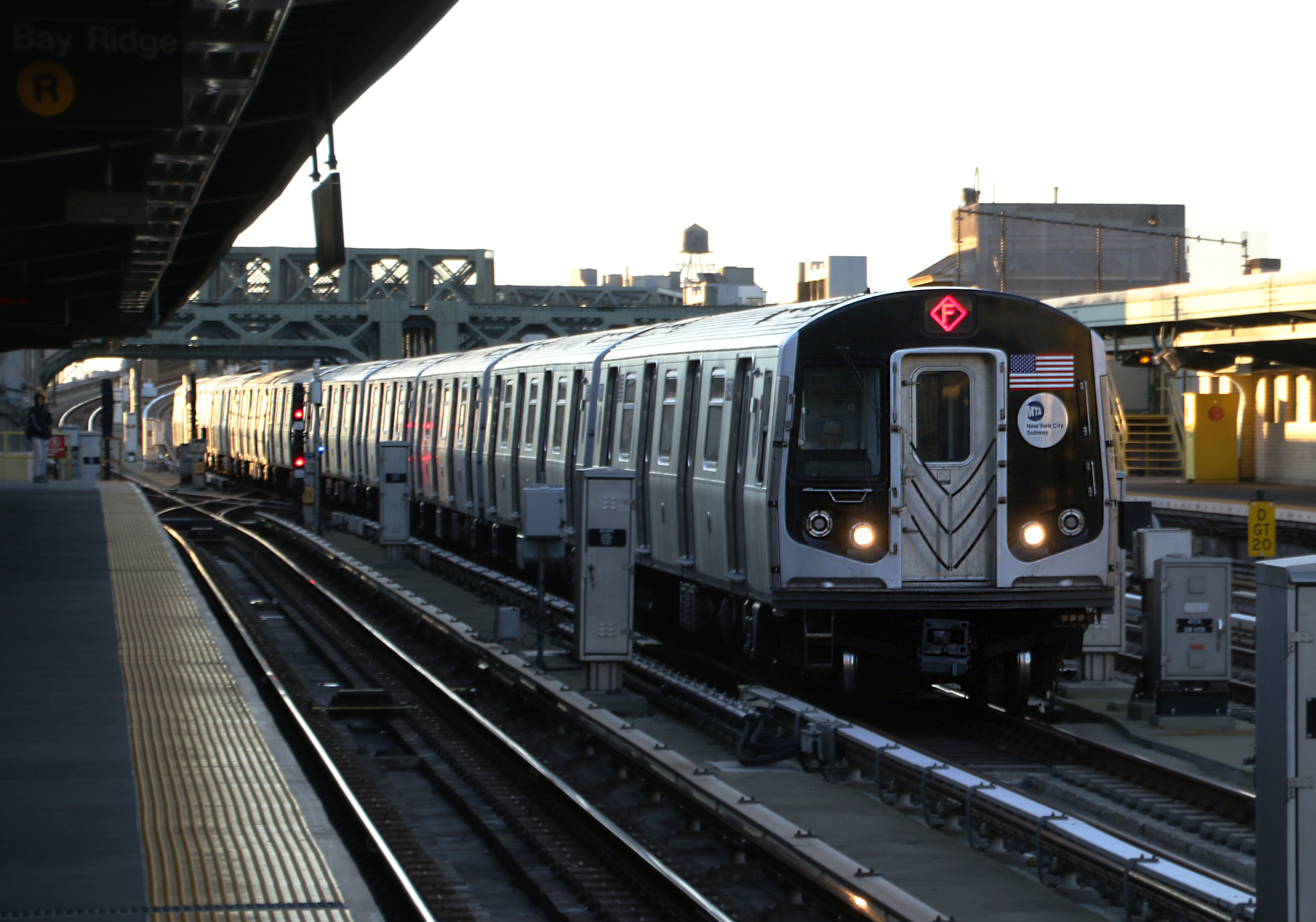
New York City Subway:
Netz mit den meisten drei- und viergleisigen Abschnitten weltweit sowie größtes Netz in Amerika

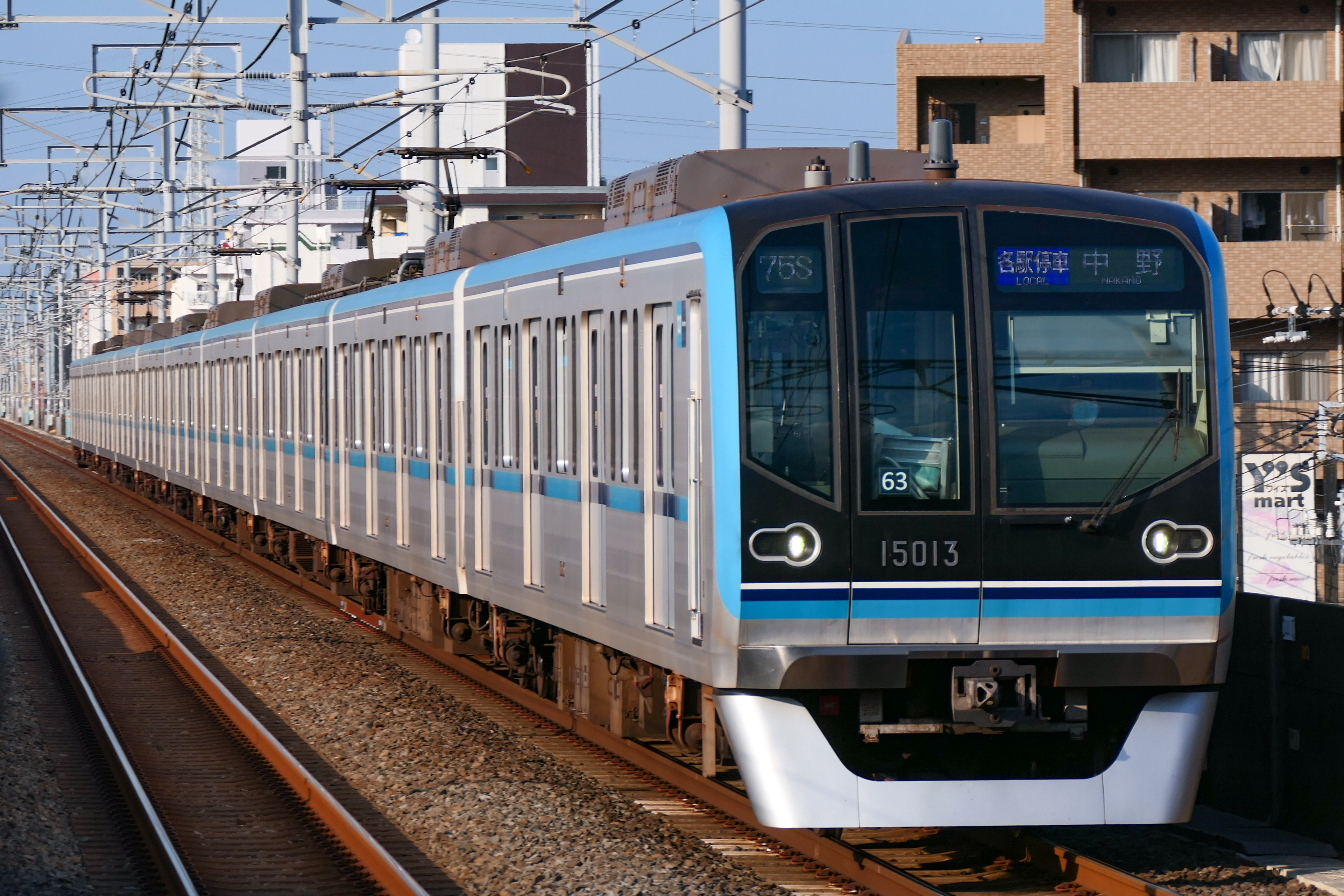
U-Bahn Tokio:
Netz mit den meisten Fahrgästen weltweit sowie ältestes Netz Asiens

Eine U-Bahn oder Metro (Kurzform für Untergrundbahn bzw. abgeleitet von englisch Metropolitan und französisch Métropolitain) ist ein Schienenverkehrsmittel des öffentlichen Personennahverkehrs, das vollständig unabhängig von anderen Verkehrsmitteln trassiert ist und häufig zu größeren Teilen oder auch vollständig im Tunnel geführt wird. Der Begriff wird gleichermaßen für das Gesamtsystem, seine Strecken und Linien und umgangssprachlich auch für die einzelnen Fahrzeuge (U-Bahn-Triebwagen, U-Bahn-Zug) verwendet.
Der Begriff Untergrundbahn beschränkte sich in der Frühzeit des Verkehrsmittels auf unterirdisch trassierte Bahnen, erfuhr jedoch spätestens in den 1920er Jahren eine Bedeutungserweiterung und wird seitdem pars pro toto auch für Bahnen verwendet, die im Einschnitt, an der Oberfläche, auf Bahndämmen oder auf Viadukten verkehren. Vor diesem Hintergrund wird das U in der Kurzform U-Bahn teilweise auch mit der allgemeineren Bedeutung unabhängig verwendet.
Untergrundbahnen für den Güterverkehr wie Post-U-Bahnen sowie Grubenbahnen und Kasemattenbahnen weisen Gemeinsamkeiten mit U-Bahnen auf, dienen anders als diese jedoch nicht primär der Personenbeförderung.

## Definition

### Technische Definition

#### Internationaler Verband für öffentliches Verkehrswesen
Der Internationale Verband für öffentliches Verkehrswesen (UITP) definiert den Begriff Metro als Schienenverkehrssystem für den städtischen Raum mit hoher Beförderungskapazität, das unabhängig von anderen Verkehrsmitteln trassiert ist.
Der Begriff Schienenverkehrssystem (in der englischsprachigen Quelle: rail system) wird dabei weit gefasst und bezieht sich insgesamt auf Systeme mit bauartbedingt physisch fixierter Spurführung der Fahrzeuge und umfasst neben Bahnen, die mit Stahlrädern auf zwei Stahlschienen fahren, auch Bahnen auf Gummireifen, Einschienenbahnen und Magnetschwebebahnen, soweit sie die weiteren genannten Kriterien erfüllen (siehe auch hier). Hochbahnen, das heißt in Hochlage auf Viadukten geführte Bahnen, sind im Sinne des UITP ebenfalls Metros bzw. stellen eine Variante der Trassenführung von U-Bahnen dar (siehe auch hier). Ausdrücklich nicht zu Metros gezählt werden hingegen Hängebahnen. Das Kriterium der hohen Beförderungskapazität ist nicht präzise definiert, die UITP nennt als Bedingung lediglich den Einsatz von mindestens zweiteiligen Fahrzeugen mit einer Beförderungskapazität von mindestens 100 Personen.
Der Verband grenzt hiervon Bahnen ab, die vorrangig der Verbindung von Stadt und Region dienen und nicht zwingend kreuzungsfrei trassiert sind (commuter railway, dt. wörtlich Pendlerbahn), sowie Straßenbahnen (tram) und mit deutschen Stadtbahnen vergleichbare Systeme (LRT), die wie U-Bahnen vorrangig dem städtischen Verkehr dienen, jedoch mindestens teilweise auf Sicht betrieben werden und auf Trassen verkehren, die mindestens teilweise auch von anderen Verkehrsmitteln genutzt werden. Ebenfalls nicht eingeschlossen sind Peoplemover, da diese keine für den Stadtverkehr relevanten Relationen bedienen und/oder eine zu geringe Beförderungskapazität haben.

#### Verband Deutscher Verkehrsunternehmen
Der Verband Deutscher Verkehrsunternehmen (VDV) definiert den Begriff U-Bahn analog zum UITP als schienengebundenes und vom Individualverkehr vollständig getrennt geführtes Massenverkehrsmittel, das ein geschlossenes System bildet. Das Erfordernis der Geschlossenheit beinhaltet auch, dass eine U-Bahn weder niveaugleiche Kreuzungen mit anderen Schienenverkehrsmitteln noch Bahnübergänge oder Reisendenübergänge aufweist. Die Trassierung kann sowohl im Tunnel als auch auf Dämmen und Viadukten, im Einschnitt und zu ebener Erde im freien Gelände erfolgen, wobei die Unabhängigkeit der Trasse in letzterem Falle durch Einzäunung gesichert wird. Die Fahrstromzuführung kann über Stromschiene oder Oberleitung erfolgen, wobei alle deutschen Netze ausschließlich Stromschienen verwenden. Systeme, die die genannten Merkmale erfüllen, werden auch als Voll-U-Bahn bezeichnet.
Wie der UITP grenzt auch der VDV U-Bahnen von Straßen- und Stadtbahnen ab, die mindestens teilweise eine Streckenführung auf öffentlichen Straßen haben können, in deren Bereich die Straßenverkehrs-Ordnung gilt. Aus diesem Grund haben in Deutschland U-Bahn-Wagen, anders als Straßenbahnwagen, weder Fahrtrichtungsanzeiger noch Klingeln respektive Glocken. Zur Abgabe von Achtungssignalen verfügen sie jedoch analog zur Eisenbahn über Makrofone, um beispielsweise das in der BOStrab geforderte Schutzsignal „Sh 5“ abgeben zu können. Notwendig ist dies beispielsweise zur Warnung von Personen, die sich auf Stationen zu nah an der Bahnsteigkante aufhalten, oder zur Vorwarnung von Arbeitern im Gleis.
Im Sinne der genannten Definition verfügen Berlin, Hamburg, München und Nürnberg über U-Bahnen (siehe auch hier).

#### American Public Transportation Association
Die American Public Transportation Association (APTA) hat für die Vereinigten Staaten in Zusammenarbeit mit Vertretern von Verkehrsbetrieben, Herstellern, technischen Sachverständigen und externen Beratern eine umfangreiche Zusammenstellung von gebräuchlichen Begriffen aus dem Gebiet des schienengebundenen Nahverkehrs erarbeitet. Ihre Verwendung ist freiwillig, der Verband strebt gleichwohl eine Übernahme durch die öffentlichen und privaten Akteure des öffentlichen Verkehrswesens an. Die Begriffe wurden zudem durch die Canadian Urban Transit Association (CUTA), die grundsätzlich eng mit ihrer amerikanischen Schwesterorganisation zusammenarbeitet, für Kanada übernommen.
Die im Wesentlichen der Definition des Begriffs Metro des UITP entsprechenden Systeme werden von der APTA unter den Begriffen heavy rail, metro, subway, rapid transit und rapid rail beschrieben. Sie bezeichnen elektrisch angetriebene Schienenbahnen mit hoher Beförderungskapazität für den Verkehr im städtischen Raum, die auf einem vollständig unabhängigem Bahnkörper verkehren. Bahnübergänge sind ebenfalls ausgeschlossen mit der ausdrücklichen Ausnahme von Chicago, dessen System auf den Außenstrecken der Brown, Pink, Purple und Yellow Line zahlreiche Bahnübergänge aufweist. Ansonsten kann die Streckenführung im Tunnel, aufgeständert und in Dammlage, im Einschnitt und zu ebener Erde erfolgen. Die eingesetzten Fahrzeuge zeichnen sich durch hohe Beschleunigung und Beförderungsgeschwindigkeit aus, sind für den Zwei-Richtungs-Betrieb ausgelegt, können in Mehrfachtraktion eingesetzt werden und verfügen über zwei bis fünf Doppeltüren pro Wagenseite, um schnelle Fahrgastwechsel zu ermöglichen. Abweichend von der Definition des UITP werden ausschließlich hochflurige Systeme zu den U-Bahnen gezählt, während Niederflurfahrzeuge ausdrücklich auf Straßen- und Stadtbahnen (s. u.) beschränkt sind.
Der Verband unterscheidet als weitere elektrische Schienenbahnen im Stadtverkehr Straßenbahnen (streetcar, street railway, tramway oder trolley) und den weitgehend mit deutschen Stadtbahn-Systemen vergleichbaren Typus light rail/LRT. Straßenbahnen verkehren vorrangig im Mischverkehr im oberirdischen Straßenraum, haben kürzere Stationsabstände und werden vorwiegend zum Reisen kürzerer Strecken genutzt. Light rail wird zwischen Straßen- und U-Bahnen eingeordnet und kombiniert straßenbündige Streckenabschnitte mit längeren auf unabhängigem oder besonderem Bahnkörper trassierten Abschnitten. Beförderungskapazität, Beförderungsgeschwindigkeit und Stationsabstände liegen jeweils ebenfalls zwischen Straßen- und U-Bahn. Sowohl bei Straßenbahnen als auch bei light rail können Niederflur- und Hochflurfahrzeuge eingesetzt werden, die Stromversorgung erfolgt in der Regel über Oberleitung. Hinzu kommen Eisenbahn-Systeme, die vorrangig dem Pendlerverkehr in der engeren und/oder weiteren Stadtregion dienen (commuter rail, metropolitan rail, regional rail, suburban rail) und mit lokomotivbespannten Zügen oder Triebzügen betrieben werden, also mit S-Bahnen im deutschsprachigen Raum und teilweise dem Regionalverkehr vergleichbar sind.
Im Sinne der genannten Definition verfügen in den Vereinigten Staaten Atlanta, Baltimore, Boston, Chicago, Cleveland, Honolulu, Miami, New York mit Newark, Los Angeles, Philadelphia mit dem Camden County, San Francisco und Washington, D.C. sowie San Juan im amerikanischen Außengebiet Puerto Rico über U-Bahnen.
In Kanada erfüllen die Systeme von Montreal (Métro und REM), Toronto und Vancouver sowie die Confederation Line in Ottawa die genannten Anforderungen.

### Rechtliche Definitionen
Die rechtliche Definition und die betrieblichen Bestimmungen für U-Bahnen sind international unterschiedlich ausgestaltet. Während U-Bahnen in Deutschland etwa eindeutig von Eisenbahnen abgegrenzt werden und in Österreich eine eigene Klasse innerhalb der Eisenbahnen bilden, sind die Grenzen in anderen Ländern teilweise fließender oder es besteht keine rechtliche Differenzierung. Die Abgrenzung orientiert sich dort beispielsweise an der betrieblichen Geschlossenheit oder am Eigentum des Systems, da sich U-Bahnen – anders als Eisenbahnen – in der Regel in kommunalem Besitz befinden.
Die aktuellen Regelungen in Deutschland und Österreich gehen auf die aus dem Rechtsbestand des Deutschen Reichs übergeleitete Straßenbahn-Bau- und Betriebsordnung (BOStrab) zurück, weshalb die hierzu in den beiden Ländern einschlägigen Normen eine große formelle und materielle Nähe zueinander aufweisen.

#### Deutschland
Im rechtlichen Sinne gehören U-Bahnen in Deutschland zu den Straßenbahnen (vgl. § 4 Abs. 2 Personenbeförderungsgesetz (PBefG)) und hier zu den sogenannten unabhängigen Bahnen, die explizit „Hoch- und Untergrundbahnen, Schwebebahnen [und] ähnliche Bahnen besonderer Bauart“ umfassen (§ 1 Abs. 2 Nr. 2 Straßenbahn-Bau- und Betriebsordnung (BOStrab) in Verbindung mit § 4 Abs. 2 PBefG). U-Bahnen sind demnach „Schienenbahnen“, die „ausschließlich oder überwiegend der Beförderung von Personen im Orts- oder Nachbarschaftsbereich dienen“ (§ 4 Abs. 1 PBefG) und „durch ihre Bauart oder Lage auf der gesamten Streckenlänge vom Straßenverkehr oder anderen Verkehrssystemen getrennt [sind]“ (§ 1 Abs. 2 BOStrab). Sie entsprechen damit der vom VDV sowie vom UITP für U-Bahnen formulierten Anforderung der vollständig unabhängigen und kreuzungsfreien Trassierung, wobei der UITP Hängebahnen ausdrücklich nicht zu den U-Bahnen zählt.
Dem gegenüber stehen sogenannte straßenabhängige Bahnen (vgl. § 1 Abs. 2 Nr. 1 BOStrab in Verbindung mit § 4 Abs. 1 PBefG), die „den Verkehrsraum öffentlicher Straßen benutzen und sich mit ihren baulichen und betrieblichen Einrichtungen sowie in ihrer Betriebsweise der Eigenart des Straßenverkehrs anpassen oder einen besonderen Bahnkörper haben und in der Betriebsweise den [vorgenannten] Bahnen gleichen oder ähneln“ (§ 4 Abs. 1 PBefG), das heißt teilweise oder ausschließlich im Mischverkehr mit anderen Verkehrsarten auf der Fahrbahn verkehren. Hierunter fallen Straßenbahnen im engeren Sinne (z. B. Bremen, Dresden, Würzburg) sowie Stadtbahnen, die oberirdische, teilweise straßenbündige Abschnitte mit U-Bahn-mäßig ausgebauten Tunnel- und vereinzelt Viaduktstrecken kombinieren (z. B. Hannover, Köln, Stuttgart). Die Maße für Bahnen, die am Straßenverkehr teilnehmen, sind zudem auf eine Breite von 2,65 m (vgl. § 34 Abs. 3 Nr. 1 lit. a BOStrab) und eine Länge von 75 m (vgl. § 55 Abs. 2 BOStrab) begrenzt, während für U-Bahnen keine entsprechenden Höchstmaße gelten.
Die Abgrenzung zwischen U-Bahn und Eisenbahn ergibt sich vor allem aus deren rechtlicher Stellung als Vollbahn, die z. B. auch niveaugleiche Kreuzungen mit anderen Verkehrsmitteln, insbesondere in Form von Bahnübergängen, haben kann. U-Bahnen werden zudem von Berg- und Seilbahnen abgegrenzt.
Bau und Betrieb von U-Bahnen sind bundesrechtlich durch die Straßenbahn-Bau- und Betriebsordnung (BOStrab) geregelt.

##### Zulassungsverfahren
Die Zulassung von Vorhaben für den Bau und die Änderung von Betriebsanlagen von U-Bahnen erfolgt in Deutschland gem. § 28 Personenbeförderungsgesetz (PBefG) auf Landesebene und grundsätzlich im Wege eines Planfeststellungsverfahrens auf Antrag des Vorhabenträgers bei der hierfür von der jeweiligen Landesregierung bestimmten Planfeststellungsbehörde (vgl. § 29 Abs. 1 PBefG);
- In den Stadtstaaten Berlin und Hamburg sowie im Flächenland Schleswig-Holstein (betroffen durch die U-Bahn Hamburg) ist die Planfeststellungsbehörde jeweils bei einer Landesoberbehörde angesiedelt:
  - Berlin: Senatsverwaltung für Mobilität, Verkehr, Klimaschutz und Umwelt[11]
  - Hamburg: Behörde für Wirtschaft, Arbeit und Innovation[12]
  - Schleswig-Holstein: Ministerium für Wirtschaft, Verkehr, Arbeit, Technologie und Tourismus[13]
- In Bayern ist die Planfeststellungsbehörde bei der Regierung des jeweils räumlich betroffenen Regierungsbezirks als Landesmittelbehörde angesiedelt:
  - München: Regierung von Oberbayern[14]
  - Nürnberg: Regierung von Mittelfranken[15]

Bei Vorhaben, die – vereinfacht dargestellt – mit keinen oder nur geringfügigen Auswirkungen auf öffentliche und private Interessen verbunden sind, kann gem. § 74 Abs. 6 Verwaltungsverfahrensgesetz (VwVfG) an die Stelle des Planfeststellungsbeschlusses eine Plangenehmigung treten. Weiterhin können Planfeststellung und Plangenehmigung gem. § 28 Abs. 3 PBefG durch einen Bebauungsplan mit entsprechenden Festsetzungen für Betriebsanlagen der U-Bahn ersetzt werden. Eine Reihe von Einzelmaßnahmen (Installation von Oberleitungen, Maßnahmen zur Digitalisierung des Streckenbetriebs, barrierefreier Umbau von Bahnhöfen, Erhöhung und Verlängerung von Bahnsteigen, Aufstellung von Lärmschutzwänden) sind gem. § 28 Abs. 1a PBefG grundsätzlich verfahrensfrei.

##### Regelungen in der DDR
In der DDR waren Bau und Betrieb von U-Bahnen ebenfalls einheitlich geregelt, wobei es dort lediglich ein Netz in Ost-Berlin gab, das zum großen Teil aus zwei bereits vor der Staatsgründung bestehenden Strecken (nach aktueller Nomenklatur U2 und U5) bestand. Zunächst galten in der DDR ebenfalls die übergeleitete BOStrab bzw. deren gleichnamige Novellierungen (vgl. § 1 Abs. 1 BOStrab (DDR) vom 8. Dezember 1959), ab dem 1. Juni 1979 eine eigenständige Bau- und Betriebsordnung für Untergrundbahnen (BO U).

#### Österreich
Im rechtlichen Sinne gehören U-Bahnen in Österreich zur Gruppe der Straßenbahnen innerhalb der Eisenbahnen und hier zu den sogenannten straßenunabhängigen Bahnen, die explizit „Hoch- und Untergrundbahnen, Schwebebahnen [und] ähnliche Bahnen besonderer Bauart“ umfassen (§ 5 Abs. 1 Nr. 2 Eisenbahngesetz 1957 (EisbG)). U-Bahnen sind demnach „für den öffentlichen Verkehr innerhalb eines Ortes bestimmte Schienenbahnen“, „auf denen Schienenfahrzeuge ausschließlich auf einem eigenen Bahnkörper verkehren“ (§ 5 Abs. 1 EisbG). Sie entsprechen damit der vom UITP für U-Bahnen formulierten Anforderung der vollständig unabhängigen und kreuzungsfreien Trassierung.
Dem gegenüber stehen sogenannte straßenabhängige Bahnen, „deren bauliche und betrieblichen Einrichtungen sich zumindest teilweise im Verkehrsraum öffentlicher Straßen befinden und auf denen Schienenfahrzeuge zumindest teilweise den Verkehrsraum öffentlicher Straßen benützen und sich in ihrer Betriebsweise der Eigenart des Straßenverkehrs anpassen“ (§ 5 Abs. 1 Nr. 1 EisbG), das heißt teilweise oder ausschließlich im Mischverkehr mit anderen Verkehrsarten auf der Fahrbahn verkehren. Hierunter fallen Straßenbahnen im engeren Sinne (z. B. Graz, Innsbruck, Linz). Die Maße für Bahnen, die am Straßenverkehr teilnehmen, sind zudem auf eine Breite von 2,65 m (§ 34 Abs. 3 Nr. 1 lit. a StrabVO) und eine Länge von 75 m (§ 58 StrabVO) begrenzt, während für U-Bahnen keine entsprechenden Höchstmaße gelten.
Bau und Betrieb von U-Bahnen sind bundesrechtlich durch die Straßenbahnverordnung 1999 (StrabVO) geregelt.

##### Zulassungsverfahren
Die Zulassung von Vorhaben für den Bau und die Änderung von Betriebsanlagen von U-Bahnen erfolgt in Österreich im Wege einer Bewilligung gem. § 14 Abs. 1 Eisenbahngesetz (EisbG). Das Verfahren erfolgt auf Landesebene und auf Antrag des Vorhabenträgers bei der hierfür von der jeweiligen Landesregierung bestimmten Behörde (vgl. § 12 Abs. 1 EisbG). In Wien ist dies die für Bau-, Energie-, Eisenbahn- und Luftfahrtrecht zuständige Magistratsabteilung (MA) 64.

#### Schweiz
In der Schweiz sind die Begriffe „U-Bahn“ bzw. „Metro“ nicht gesondert legaldefiniert und fallen wie andere Schienenbahnen einschließlich Straßenbahnen unter die Regelungen des Eisenbahngesetzes (EBG).

##### Zulassungsverfahren
Die Zulassung von Vorhaben für den Bau und die Änderung von Betriebsanlagen von U-Bahnen erfolgt in der Schweiz gem. Art. 18 EBG im Wege eines Plangenehmigungsverfahrens. Anders als in Deutschland und Österreich erfolgen Prüfung und Zulassung nicht regionalisiert, das heißt z. B. durch die Kantone, sondern auf Bundesebene durch das Bundesamt für Verkehr BAV (vgl. Art. 18 Abs. 2 EBG).

### Übersicht der Städte mit U-Bahnen
Ende 2020 gab es weltweit 193 Städte bzw. Ballungsräume mit U-Bahn-Systemen im Sinne der UITP-Definition, die über eine kombinierte Streckenlänge von 17.221 km verfügten. Die Zählung nach Städten bedeutet, dass Netze, die technisch-betrieblich und/oder organisatorisch-rechtlich voneinander getrennt sind, verkehrlich jedoch ein zusammenhängendes Gesamtsystem bilden, nicht einzeln gezählt werden. Beispielsweise bilden die Metro Montreal und das Réseau express métropolitain ein Gesamtsystem, ebenso bilden die Linien von Tōkyō Metro und Toei zusammen das Netz der U-Bahn Tokio, das zudem durch weitere metromäßig ausgebaute Systeme wie die Tōkyō Monorail und das Yurikamome-System ergänzt wird.
Die globalen Regionen mit den höchsten Dichten von Systemen sind Ostasien, das heißt insbesondere das östliche China, die koreanische Halbinsel bzw. die Republik Korea und Japan, Europa einschließlich der Westtürkei sowie Südasien. Weitere kleinere Cluster bestehen in der dichtbesiedelten Region östlich der Großen Seen (Megaregion Boswash in den Vereinigten Staaten und Québec-Windsor-Korridor in Kanada) und im zentralen Vorderasien. Sehr gering ist die Dichte hingegen auf dem afrikanischen Kontinent, auf dem nur eine sehr geringe Zahl der zahlreichen Millionenstädte über ein System verfügt.
Zu den weltweit kleinsten Städten bzw. Ballungsräumen mit einer U-Bahn zählen Lausanne (rund 145.000 Einwohner in der Stadt, 430.000 in der Agglomeration, 1.320.000 in der Metropolregion), Brescia (rund 200.000 Einwohner in der Stadt), Rennes (rund 230.000 Einwohner in der Stadt, 335.000 in der Unité urbaine, 483.000 in der Métropole) und Lille (rund 239.000 Einwohner in der Stadt, 1.063.000 in der Unité urbaine, 1.205.000 in der Métropole). Zu den Megastädten, das heißt im Sinne der Definition des Programms der Vereinten Nationen für menschliche Siedlungen zusammenhängende urbanisierte Räume mit mindestens 10 Millionen Einwohnern, ohne U-Bahn zählen Karatschi und Kinshasa. Die nördlichste U-Bahn der Welt befindet sich in Helsinki, wobei Sankt Petersburg und Oslo nur unwesentlich weiter südlich liegen, die südlichste in Buenos Aires. Besonders weit von der nächsten U-Bahn entfernt sind die Systeme in Honolulu und Sydney. Honolulu ist dabei auch in großem Umkreis die einzige Millionenstadt, während die anderen Metropolen Australiens bislang über kein System verfügen.
| \| Stadt mit U-Bahn Stadt mit im Bau befindlicher oder geplanter U-Bahn \| |
| Städte mit U-Bahn                                                          |
| Stadt mit U-Bahn Stadt mit im Bau befindlicher oder geplanter U-Bahn       |

#### Deutschland, Österreich und Schweiz

##### Bestehende Systeme

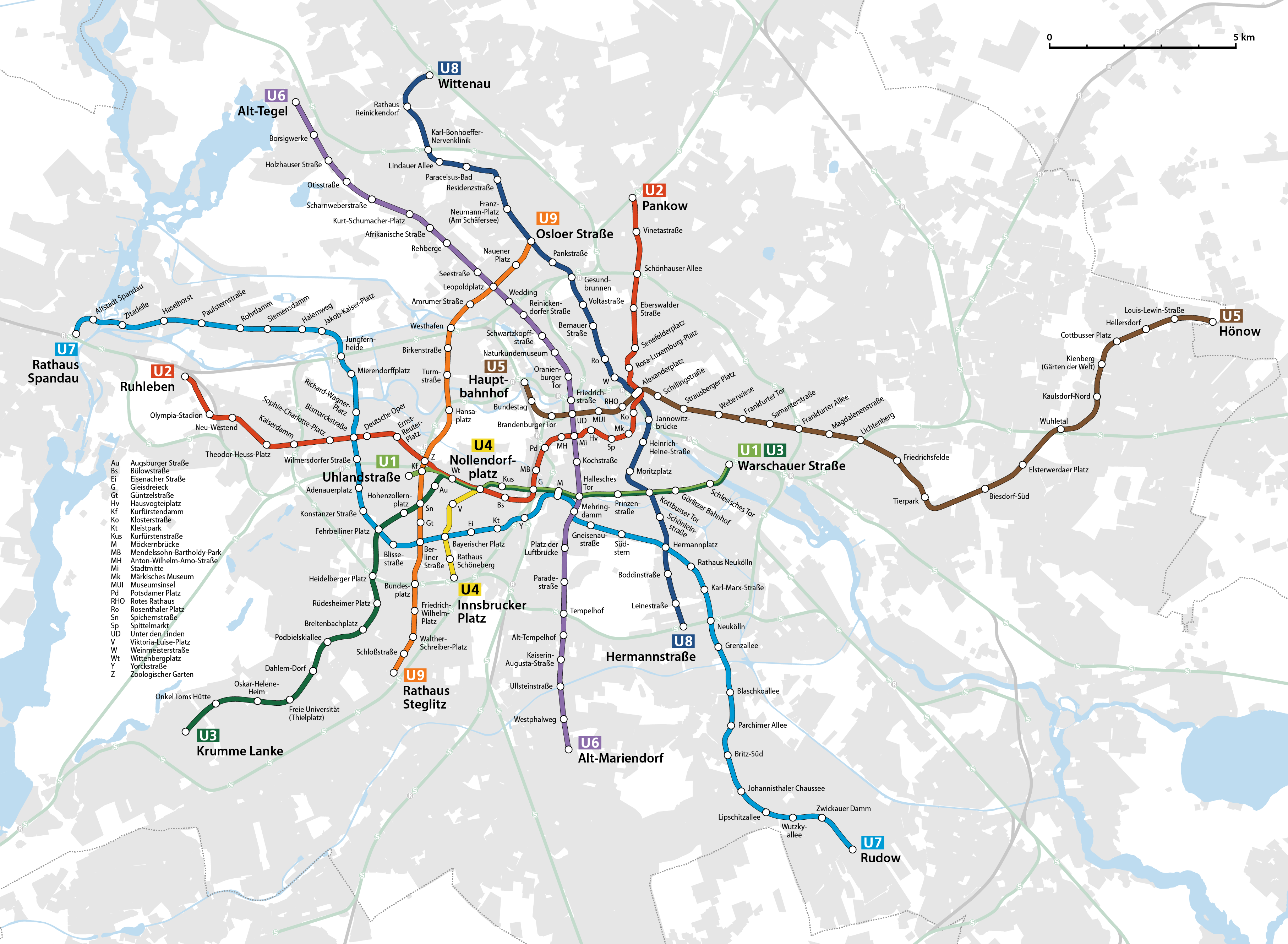
Liniennetz der U-Bahn Berlin
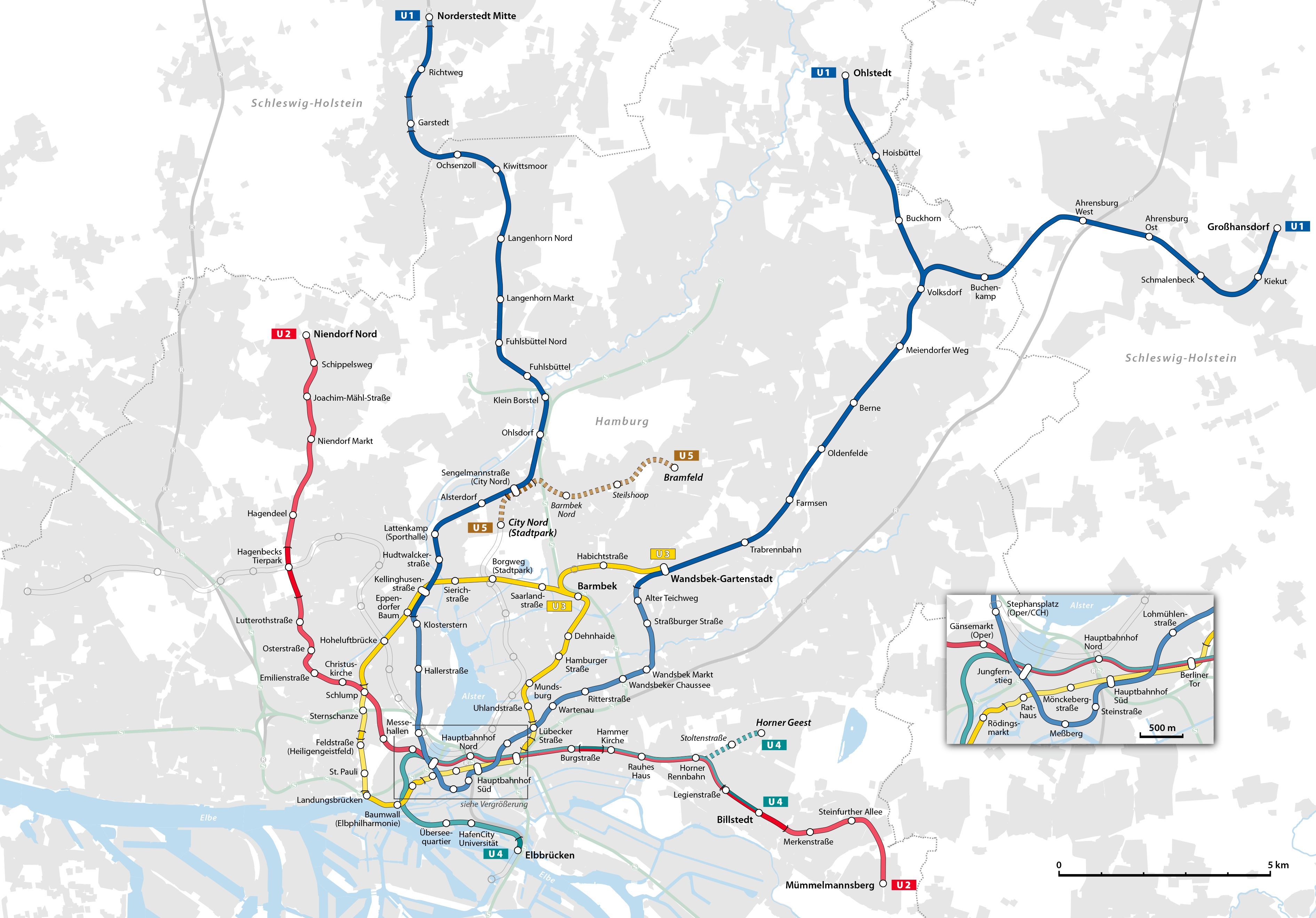
Liniennetz der U-Bahn Hamburg
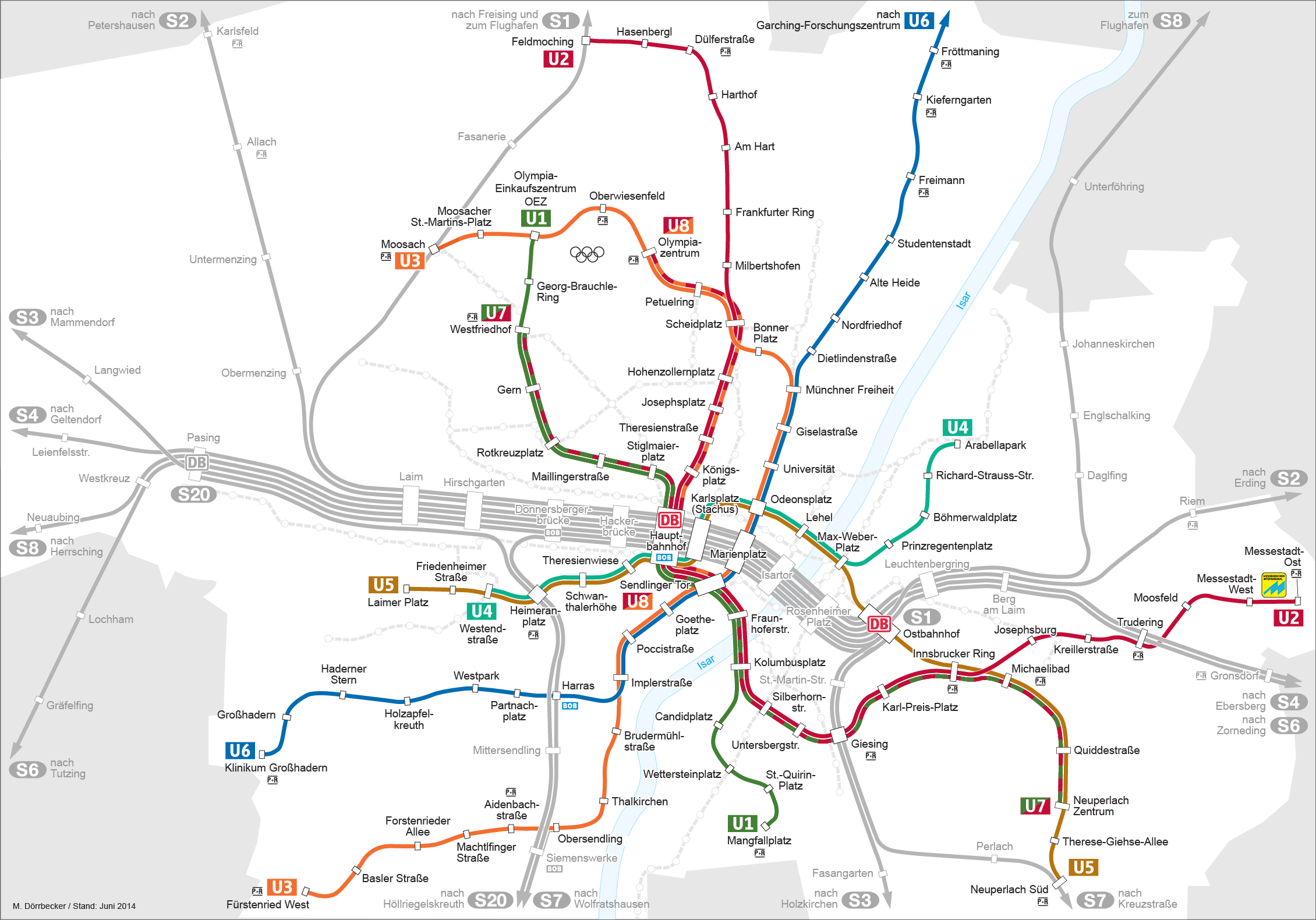
Liniennetz der U-Bahn München
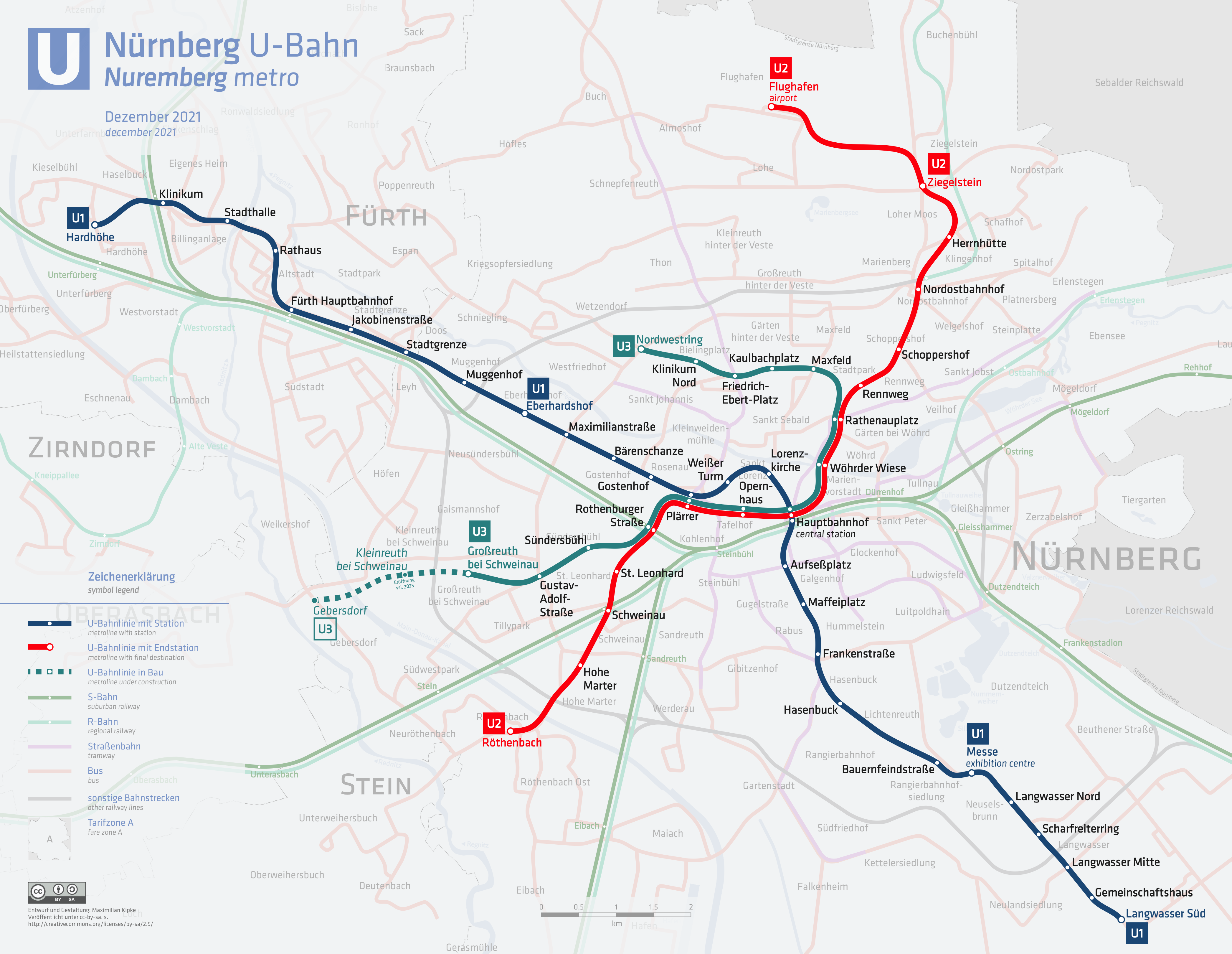
Liniennetz der U-Bahn Nürnberg
Liniennetz der U-Bahn Wien
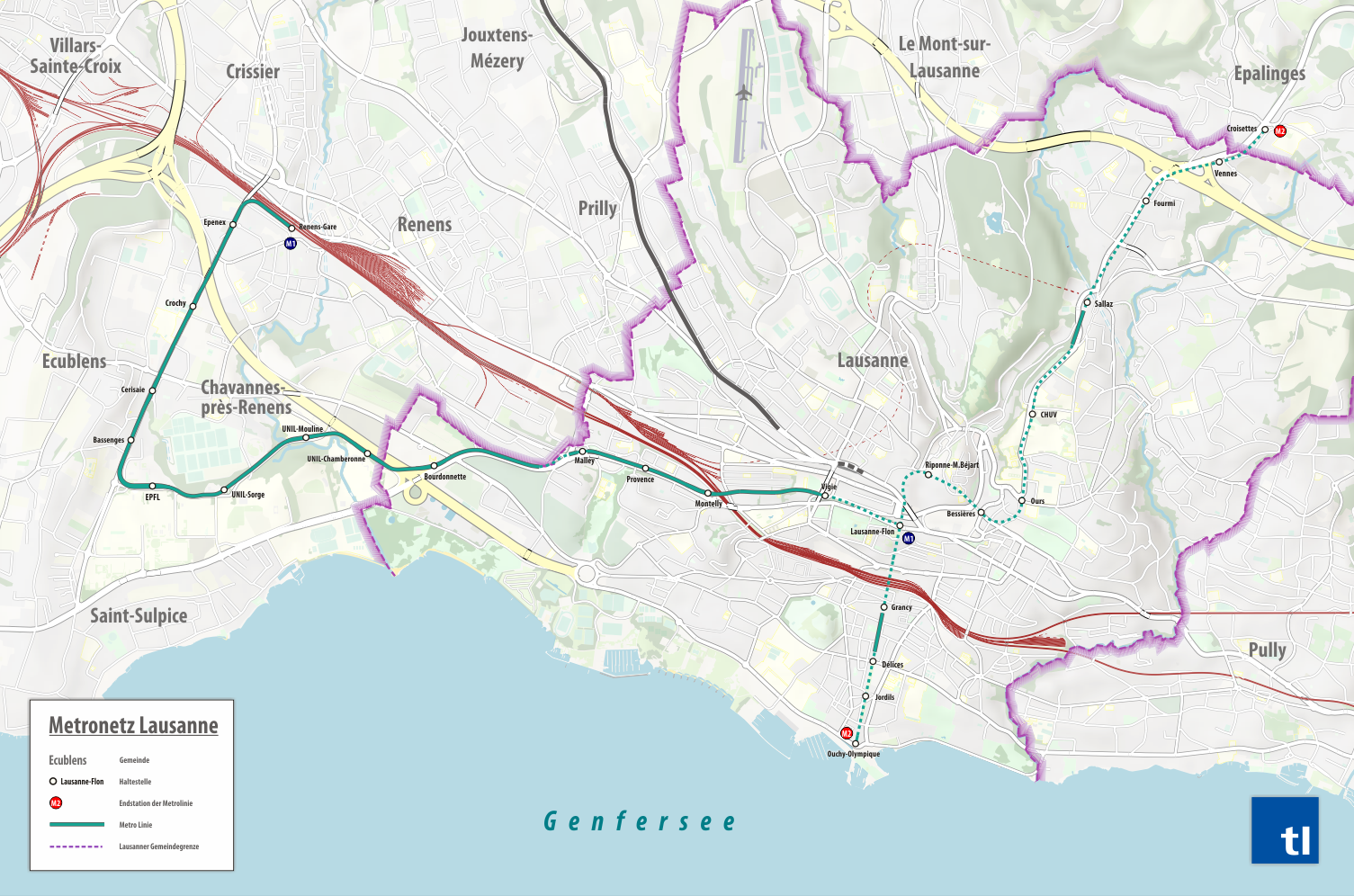
Liniennetz der Métro Lausanne

In Deutschland verfügen die vier Städte Berlin, Hamburg, München und Nürnberg, in Österreich die Bundeshauptstadt Wien und in der Schweiz die Stadt Lausanne über U-Bahn-Systeme, die den Definitionen des UITP entsprechen, das heißt insbesondere vollständig unabhängig von anderen Verkehrsarten trassiert sind.
Zu weiteren Informationen zu Technik und Betrieb der Netze siehe hier.
| Logo | System          | Bediente Gemeinden                                          | Eröffnung                                                                   | Netzlänge | Anzahl Stationen | Linien                                        | Anmerkungen |
| --- | --------------- | ----------------------------------------------------------- | --------------------------------------------------------------------------- | --------- | ---------------- | --------------------------------------------- | --- |
| | U-Bahn Berlin   | Berlin*                                                     | 15. Februar 1902                                                            | 155,4 km  | 175              | Kleinprofillinien: Großprofillinien:          | - Das Netz ist aufgeteilt auf die älteren Kleinprofillinien für Fahrzeuge mit einer Breite von ca. 2,3 Metern und die ab 1923 in Betrieb genommenen Großprofillinien für 2,65 Meter breite Fahrzeuge. - Die U1 und U3 befahren zwischen Wittenbergplatz und Warschauer Straße eine gemeinsame Strecke. |
| | U-Bahn Hamburg  | Hamburg, Ahrensburg, Ammersbek, Großhansdorf**, Norderstedt | 15. Februar 1912                                                            | 106,4 km  | 93               | In Betrieb: In Bau, Inbetriebnahme vsl. 2029: | - Die U1 verfügt nördlich von Volksdorf über zwei Streckenäste. - Die U2 und U4 befahren zwischen Billstedt und Jungfernstieg eine gemeinsame Strecke. |
| | U-Bahn München  | München, Garching b. München                                | 19. Oktober 1971                                                            | 103 km    | 96               | Hauptlinien: Verstärkerlinien:                | - Das Netz verfügt im zentralen Bereich Münchens über drei Stammstrecken, die von jeweils zwei Hauptlinien (U1+U2, U3+U6 und U4+U5) befahren werden. Die zwei Verstärkerlinien wechseln zwischen den verschiedenen Linienfamilien. |
| | U-Bahn Nürnberg | Nürnberg, Fürth                                             | 1. März 1972                                                                | 38,2 km   | 49               | U1 · U2 · U3                                  | - Die U2 und U3 befahren zwischen Rathenauplatz und Rothenburger Straße eine gemeinsame Strecke. - Der westliche Abschnitt der U1 führt größtenteils entlang Strecke der ersten deutschen Eisenbahn nach Fürth und verbindet damit als einzige U-Bahn in Deutschland zwei Großstädte. - Die 2008 eröffnete U3 war Deutschlands erste fahrerlos betriebene U-Bahn-Linie, seit 2010 wird auch die U2 ausschließlich fahrerlos betrieben. |
| | U-Bahn Wien     | Wien                                                        | Probebetrieb mit Fahrgästen: 8. Mai 1976 Regelbetrieb: 25. Februar 1978     | 83 km     | 98               | In Betrieb: In Bau, Inbetriebnahme vsl. 2026: | - Die U6 verkehrt mit Niederflurfahrzeugen unter Oberleitung, die restlichen Linien mit Hochflurfahrzeugen und seitlicher Stromschiene. |
| | Métro Lausanne  | Lausanne, Epalinges                                         | Kostenloser Probebetrieb: 18. September 2008 Regelbetrieb: 27. Oktober 2008 | 5,9 km    | 14               |                                               | - Lediglich die Linie M2 ist als U-Bahn qualifiziert, während die M1 nicht vollständig kreuzungsfrei trassiert ist. - Die Strecke geht auf die Zahnradbahn Lausanne–Ouchy zurück (siehe auch hier) und überwindet zwischen ihren Endstationen bei einer durchschnittlichen Steigung von 57,3 ‰ eine Höhendifferenz von 338 Metern. |
| * Die damals selbstständigen Städte Schöneberg, Dahlem und Wilmersdorf eröffneten 1910 bzw. 1913 eigene U-Bahn-Strecken, die jedoch nach denselben technischen Parametern wie die Berliner U-Bahn geplant wurden und von Anfang an mit dem Berliner System verknüpft waren. Hönow, der östliche Endpunkt der U5, lag zum Zeitpunkt seiner Eröffnung im Juni 1989 außerhalb (Ost-)Berlins im Bezirk Frankfurt (Oder) und gelangte erst durch eine Grenzanpassung im Rahmen der Vereinigung West- und Ost-Berlins im Zuge der Wiedervereinigung zum Berliner Ortsteil Hellersdorf. Seitdem ist die Berliner U-Bahn die einzige in Deutschland, die ausschließlich auf dem Gebiet einer einzigen Gemeinde liegt. ** Großhansdorf bildete zum Zeitpunkt seines Anschlusses an das U-Bahn-Netz eine Exklave Hamburgs und ging erst mit Inkrafttreten des Groß-Hamburg-Gesetzes 1937 an die preußische Provinz Schleswig-Holstein, nach dem Zweiten Weltkrieg an das Land Schleswig-Holstein, über. |                 |                                                             |                                                                             |           |                  |                                               | |

##### Verworfene Planungen
- Deutschland
Zahlreiche Städte und Ballungsräume der Bundesrepublik verfolgten zwischen den 1960er und den 1980er Jahren umfangreiche Planungen für neue U-Bahn-Netze (siehe hier). Aufgrund der sich während der laufenden Umsetzung abzeichnenden mehrheitlich ungeklärten langfristigen Finanzierungsperspektive wurden diese jedoch mit Ausnahme von München und Nürnberg in keiner Stadt vollständig realisiert. Die Planungen wurden stattdessen weiterentwickelt und bildeten die Grundlage der heutigen Stadtbahn-Systeme von Bielefeld, Frankfurt, Hannover, Köln und Bonn sowie Stuttgart und der Teilnetze der Stadtbahn Rhein-Ruhr, die jeweils U-Bahn-mäßig ausgebaute Streckenabschnitte mit oberirdischen Strecken kombinieren, die häufig von früheren und teilweise parallel weiterbetriebenen Straßenbahnnetzen übernommen wurden.[26][27][28][29]
- Graz
In den 1990er Jahren und erneut ab 2018 untersuchte die Stadt Graz den Bau einer U-Bahn, nahm jedoch in beiden Fällen Abstand vom Vorhaben, nachdem die jeweils erstellten Machbarkeitsstudien aufzeigten, dass der Ausbau des bestehenden Straßenbahn- und S-Bahn-Netzes sinnvoller sei.
Die Planungen der 1990er Jahre sahen ein radial von der Innenstadt ausgehendes Netz mit drei Linien vor, die zwischen Jakominiplatz und Hauptplatz eine kurze gemeinsame Stammstrecke befahren sollten.[30] Die ab 2018 entwickelten Überlegungen sahen ein rund 25 Kilometer langes, vollständig unterirdisches Netz mit zwei Strecken vor, die sich am Jakominiplatz kreuzen sollten. Die Baukosten wurden mit Stand Februar 2021 auf 3,3 Mrd. Euro prognostiziert, eine Umsetzung bis 2030 wurde zum selben Zeitpunkt als realistisch eingeschätzt.[31][32]
- U-Bahn Zürich
Die Stadt Zürich verfolgte in den 1960er und 1970er Jahren den Bau einer U-Bahn. Die erste Strecke sollte von Dietikon über den Zürcher Hauptbahnhof zum Flughafen führen und hätte die bedeutenden Siedlungsachsen entlang des Limmattals und des Glatttals erschlossen. Das Vorhaben wurde im Mai 1973 in einer Volksabstimmung vom Zürcher Stimmvolk mehrheitlich abgelehnt. Ein bereits vor der Abstimmung genehmigter, als Vorleistung für die U-Bahn vorgesehener rund 1,4 km langer Tunnel wurde 1978 im Rohbau fertiggestellt und später in den Tramtunnel Milchbuck–Schwamendingen integriert, der seit 1986 von den Linien 7 und 9 der Zürcher Strassenbahn genutzt wird. Eine weitere Vorleistung ging im 1990 eröffneten Endbahnhof der Sihltal-Zürich-Uetliberg-Bahn am Zürcher Hauptbahnhof auf.[33]

##### Weitere alsU-BahnoderMetrobezeichnete Systeme
- U-Bahn Frankfurt
Die Stadtwerke Verkehrsgesellschaft Frankfurt am Main bezeichnen das von ihnen betriebene System als U-Bahn, allerdings erfüllt es die Definition des UITP und des VDV nicht, da die Strecken außerhalb der Innenstadt zu größeren Teilen straßenbündig und somit nicht vollständig höhenfrei bzw. unabhängig von anderen Verkehrsmitteln trassiert sind.
- Stadtbahn Köln
Die Kölner Verkehrs-Betriebe bezeichnen das von ihnen betriebene System insgesamt als Stadtbahn, verwenden im Zusammenhang mit den Tunnelstrecken und -bahnhöfen jedoch teilweise die Begriffe U-Bahn und U-Bahnhof.[34]
- Straßenbahn Linz
Die Straßenbahn verkehrt im Bereich des Hauptbahnhofs seit 2004 auf einer Tunnelstrecke mit drei unterirdischen Stationen. Das System wird lokal teilweise als Mini-U-Bahn bezeichnet, hat abseits der Tunnelstrecke jedoch eine weitgehend konventionelle straßenbündige Trassierung.
- Metro Alpin, Saas-Fee
Die Standseilbahn Metro Alpin im Kanton Wallis verläuft vollständig unterirdisch und wird teilweise als U-Bahn bezeichnet. Aufgrund ihrer geringen Beförderungskapazität bzw. der zu kleinen Fahrzeuge und der fehlenden Bedeutung für den städtischen Nahverkehr erfüllt sie die Definition des UITP jedoch nicht.
- U-Bahn Serfaus
Das in Serfaus in Tirol betriebene System ist eine 1280 Meter lange unterirdische Luftkissenschwebebahn mit Seilantrieb. Mindestens aufgrund seiner geringen Beförderungskapazität ist das System keine U-Bahn im Sinne des UITP.

## Geschichte

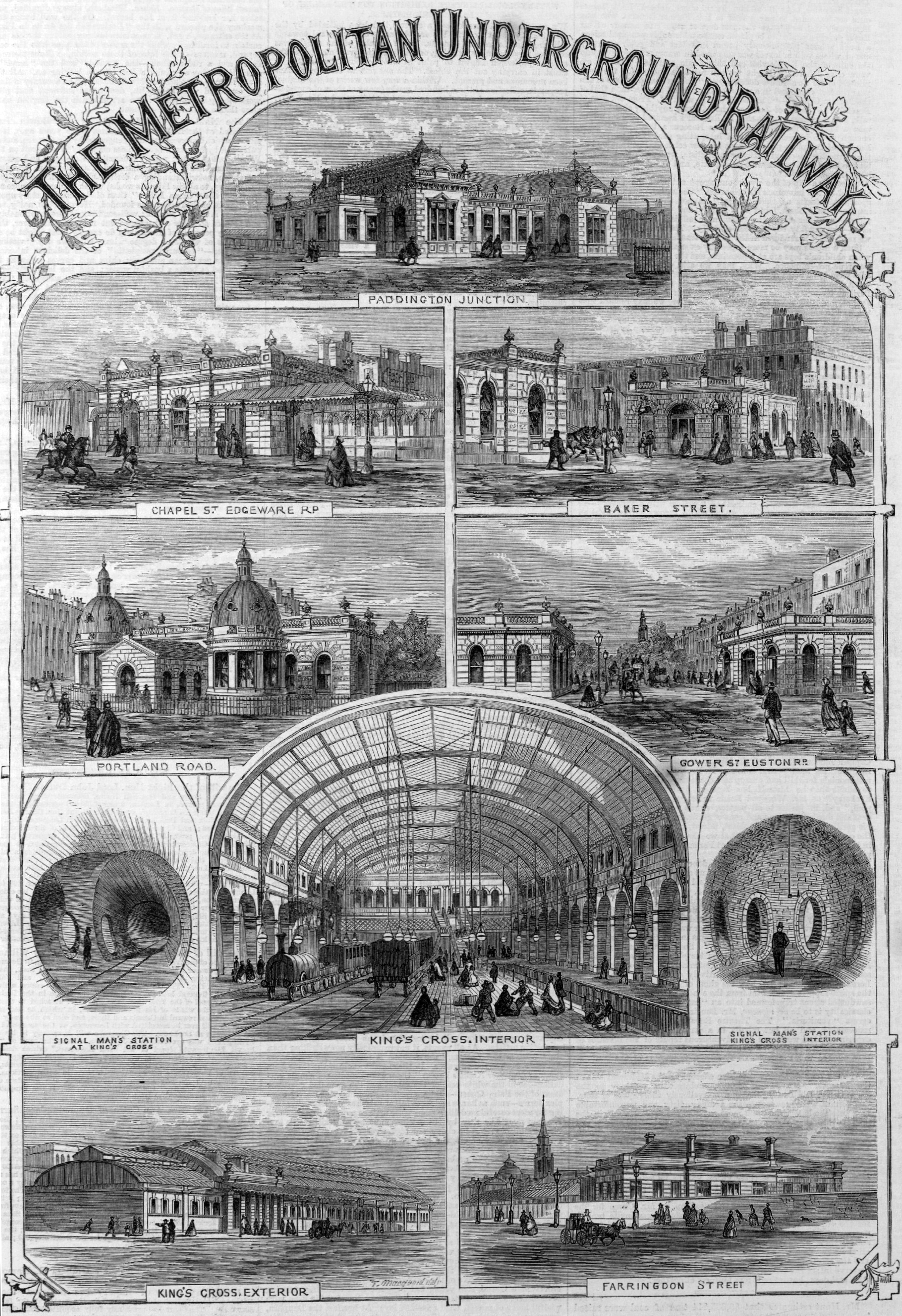
Darstellung der sieben Stationen der Metropolitan Railway in den Illustrated London News vom Dezember 1862, rund einen Monat vor Eröffnung der Strecke

Die ersten U-Bahn-Systeme entstanden ab der zweiten Hälfte des 19. Jahrhunderts in verschiedenen Großstädten West- und Mitteleuropas und der Vereinigten Staaten. Nachdem sich die Zahl der Betriebe bis zur Mitte des 20. Jahrhunderts weltweit auf rund zwei Dutzend Systeme beschränkt hatte, die im Wesentlichen in den genannten Regionen sowie in Japan lagen, erlebt der U-Bahn-Bau seit der zweiten Hälfte des 20. Jahrhunderts, insbesondere seit den 1970er Jahren, in fast allen Teilen der Welt ein deutliches Wachstum.
Die erste unterirdische Eisenbahnstrecke der Welt war die Metropolitan Railway, die am 10. Januar 1863 den Betrieb zwischen den Kopfbahnhöfen Paddington und Farringdon in London aufnahm und später in den Sub-Surface-Linien der Londoner U-Bahn aufging. Nachdem die Metropolitan Railway noch bis ins frühe 20. Jahrhundert mit dampfbespannten Zügen bedient worden war, eröffnete am 4. November 1890 mit der City and South London Railway die erste elektrisch betriebene U-Bahn der Welt, die die Grundlage der heutigen Northern Line der Underground bildete. Ebenfalls im Vereinigten Königreich folgten die Systeme von Liverpool (1893) und Glasgow (1896).
Ausgehend von Großbritannien wurden rund um die Wende vom 19. zum 20. Jahrhundert weitere Systeme in West- und Mitteleuropa und in den Vereinigten Staaten aufgebaut. Hierzu gehören Budapest (1896) als erste Stadt auf dem europäischen Festland, Paris (1900), Berlin (1902) und Hamburg (1912), in den Vereinigten Staaten entstanden Systeme in Chicago (elektrischer Betrieb ab 1896) und in den Ostküstenmetropolen New York (elektrischer Betrieb ab 1900), Boston (1901) und Philadelphia (1907). 1913 folgte mit der Subterráneos de Buenos Aires zudem die erste U-Bahn-Strecke der südlichen Hemisphäre und der Hispanität.
Mit Beginn des Ersten Weltkriegs endete die erste Phase des U-Bahn-Baus, gleichzeitig hatte das System U-Bahn in allen wesentlichen Komponenten, Technologien und Parametern (elektrischer Betrieb, Tunnelbauverfahren, Einführung der Rolltreppe u. a.) eine erste Reife erreicht, deren Erkenntnisse maßgeblich für den Ausbau bestehender und die Anlegung neuer Netze wurden. Zwischen den Weltkriegen gingen in Europa lediglich die Netze in Madrid (1919), Barcelona (1924) und Moskau (1935) in Betrieb. Auf dem restlichen Kontinent verhinderten die Instabilität der Zwischenkriegszeit und später die Weltwirtschaftskrise den Bau neuer Systeme. Außerhalb Europas wurden jedoch in Tokio (1927) und Osaka (1933) die ersten U-Bahnen Asiens in Betrieb genommen.
Während und unmittelbar nach dem Zweiten Weltkrieg ruhte der U-Bahn-Bau nahezu überall auf der Welt, wurde jedoch zügig wieder aufgenommen. In den beiden unmittelbaren Nachkriegsjahrzehnten beschränkten sich neue Netze weiterhin vorrangig auf die prosperierenden Staaten Europas, Nordamerikas und auf Japan mit neuen Systemen u. a. in Stockholm (1950), Toronto (1954), Rom (1955), Lissabon (1959), Mailand (1964), Montreal (1966), Mexiko-Stadt (1969), München (1971) sowie Nürnberg und San Francisco (beide 1972). Zudem wurden in der Sowjetunion und anderen RGW-Staaten zahlreiche neue Netze realisiert oder initiiert, darunter Leningrad (1955), Kiew (1960), Prag (1974), Bukarest (1979), Minsk (1984) und Warschau (1995).
Ab den 1970er Jahren erlebte der U-Bahn-Bau ein sprunghaftes Wachstum und umfasste neben den weiterhin wachsenden frühen U-Bahn-Regionen erstmals auch eine größere Zahl von Städten in Lateinamerika und Asien außerhalb Japans. Bedeutende technische Neuerungen dieser Zeit sind die Einführung des fahrerlosen Betriebs (z. B. Lille (1983); siehe auch hier) und die Entwicklung modularer, standardisierter Systeme wie des Véhicule automatique léger (siehe auch hier), die aufgrund geringerer Herstellungs- und Betriebskosten erstmals auch kleineren Ballungsräumen den Bau von U-Bahnen ermöglichten.
Einen nochmaligen Anstieg erlebte die Bauaktivität zu Beginn des 21. Jahrhunderts, wobei vor allem Ost-, Südost- und Südasien die wichtigsten globalen Entwicklungsschwerpunkte bildeten; gab es in den genannten Regionen bis zum Jahr 2010 insgesamt 39 Systeme, die mit Ausnahme der drei japanischen Netze in Tokio, Osaka und Nagoya alle nach 1970 eröffnet worden waren, wurden zwischen 2010 und 2020 insgesamt 44 Systeme neu in Betrieb genommen, davon 22 in China und elf in Indien. China bildet auch in den 2020er Jahren den weltweiten wichtigsten Schwerpunkt des U-Bahn-Baus, jedoch gingen seit Beginn des Jahrzehnts auch die ersten Systeme in Australien (Sydney, 2019), Vietnam (Hanoi, 2021; Ho-Chi-Minh-Stadt, 2024), im subsaharischen Afrika (Lagos, 2023) und in Ozeanien/Polynesien (Honolulu, 2023) in Betrieb. Mitte der 2020er Jahre sind in allen Teilen der Welt weitere neue Netze und Erweiterungen bestehender Systeme in Planung oder Umsetzung.

## Bezeichnungen

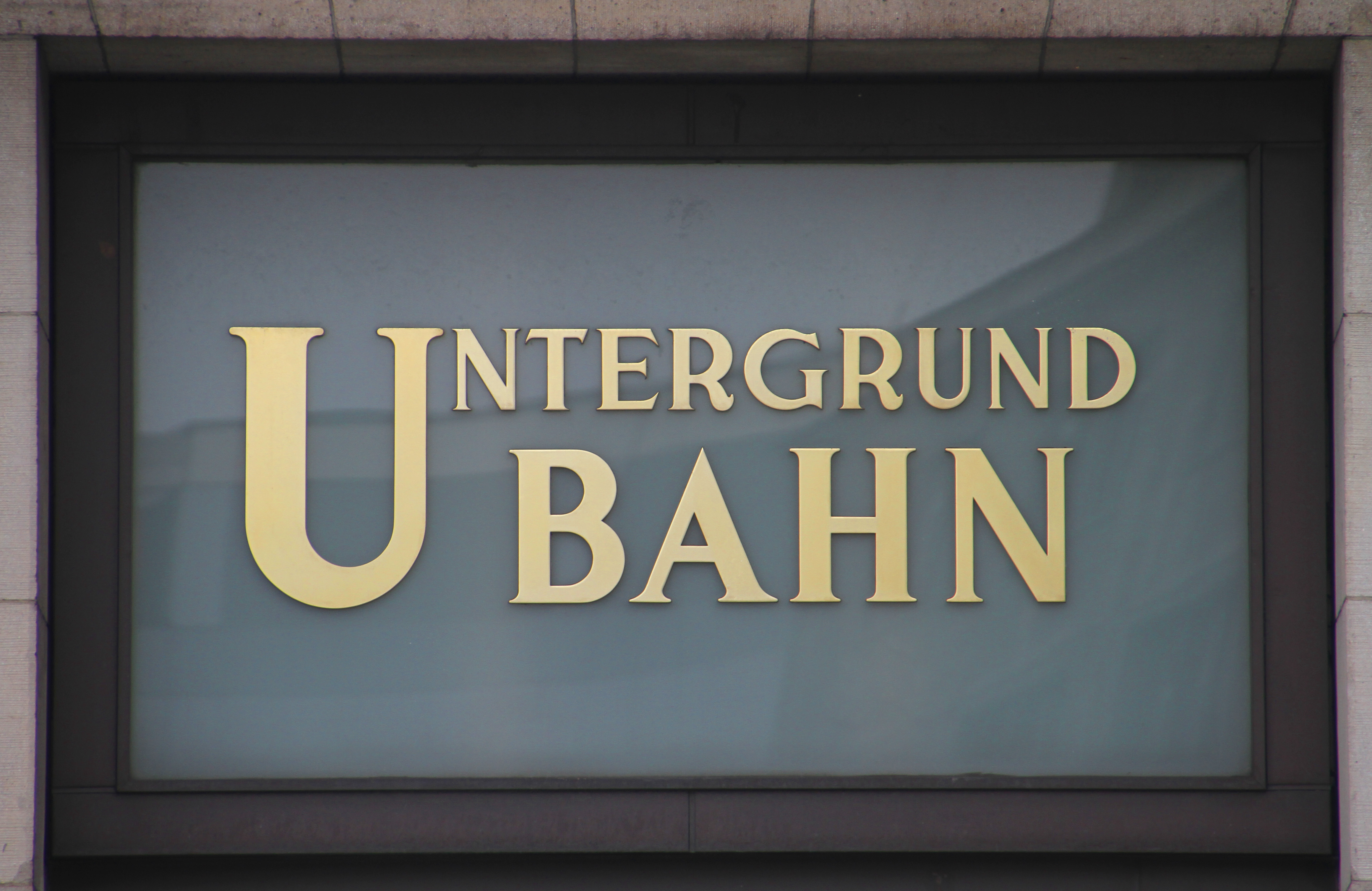
Schriftzug am U-Bahnhof Wittenbergplatz, Berlin Originalentwurf von 1912
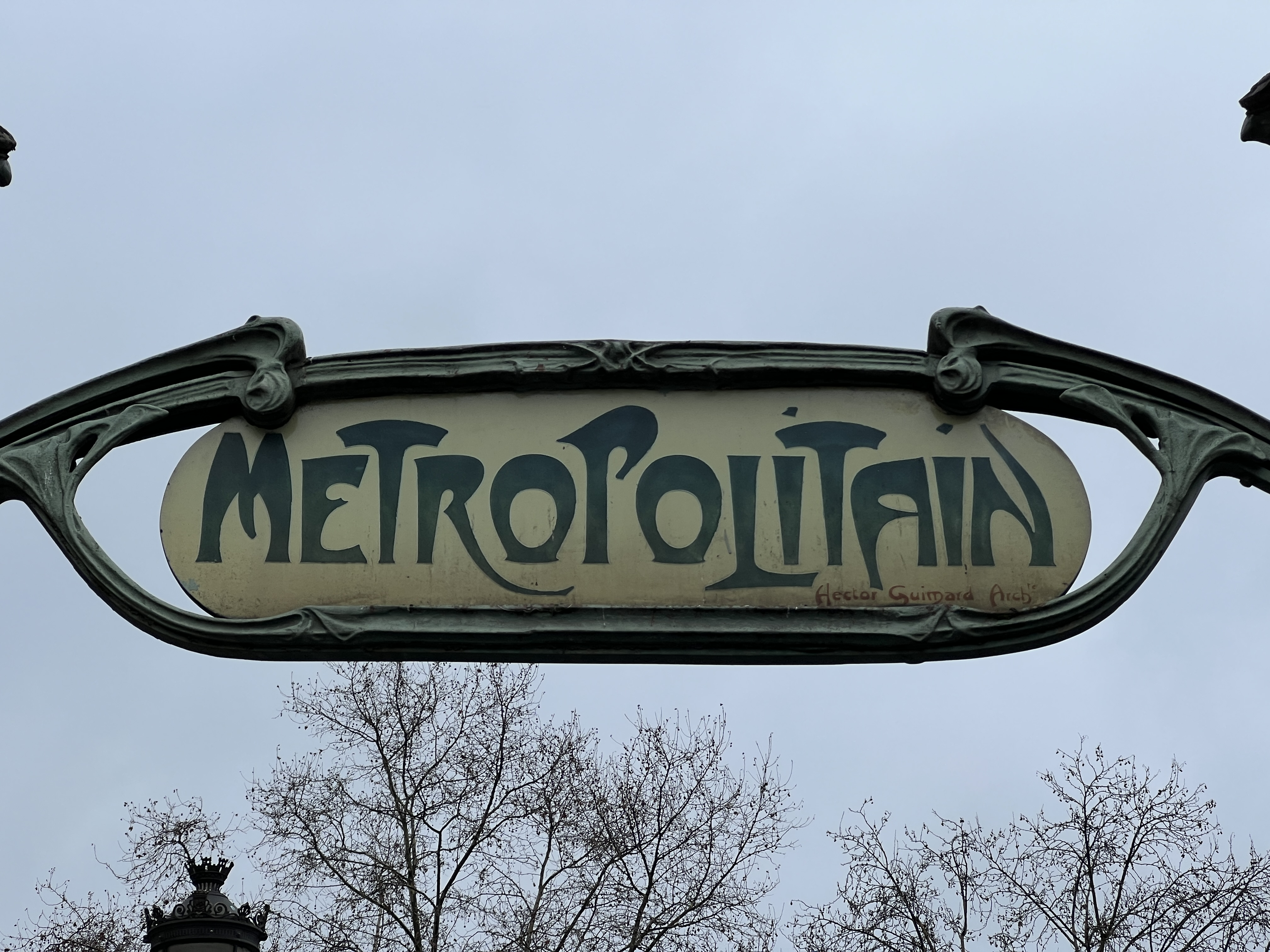
Klassische Jugendstil-Wort-Bild-Marke der Métro Paris von Hector Guimard Originalentwurf etwa 1900
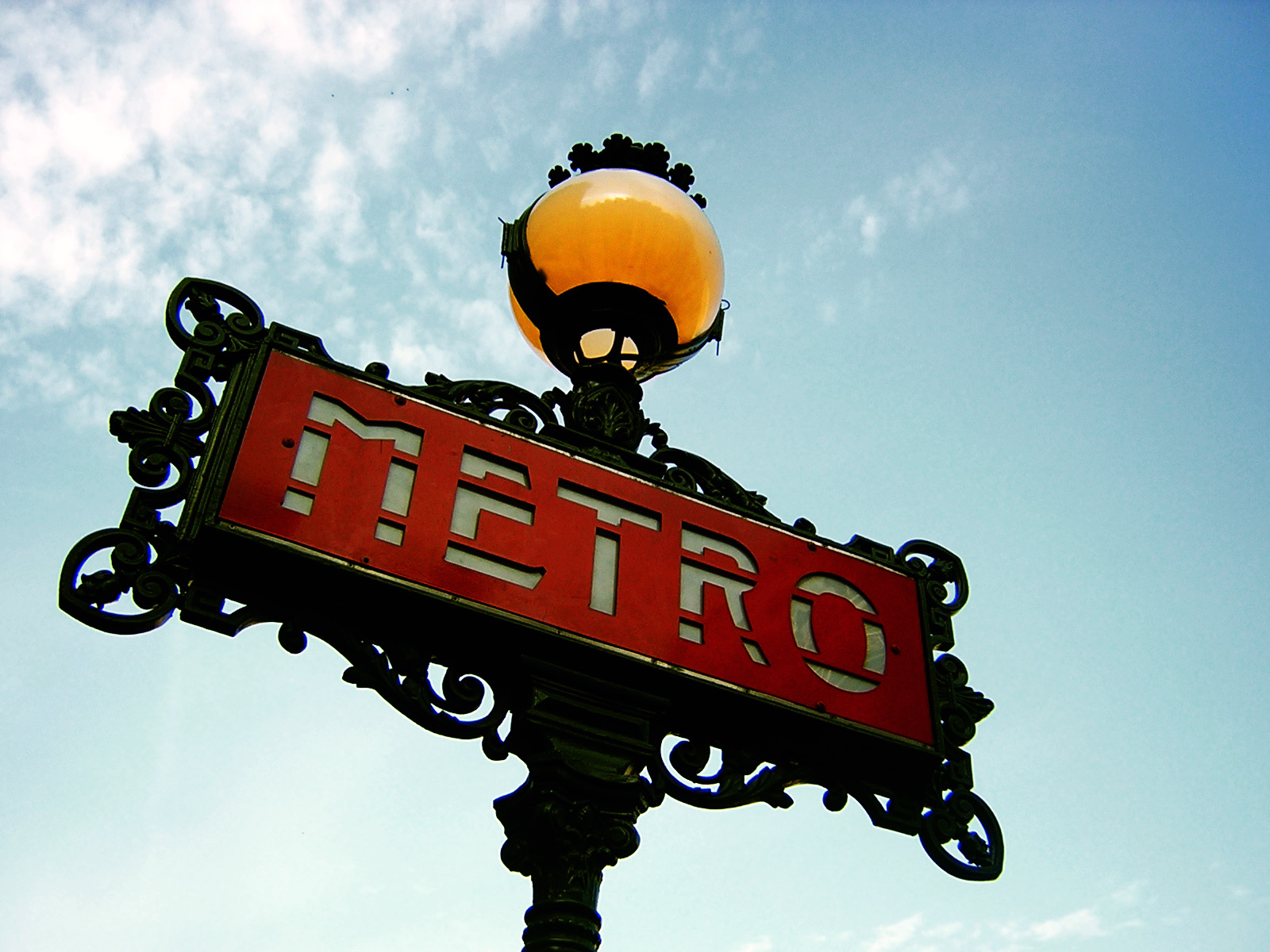
Kandelaber Typ Val d'Osne mit Kurzform METRO in Paris Originalentwurf etwa 1909
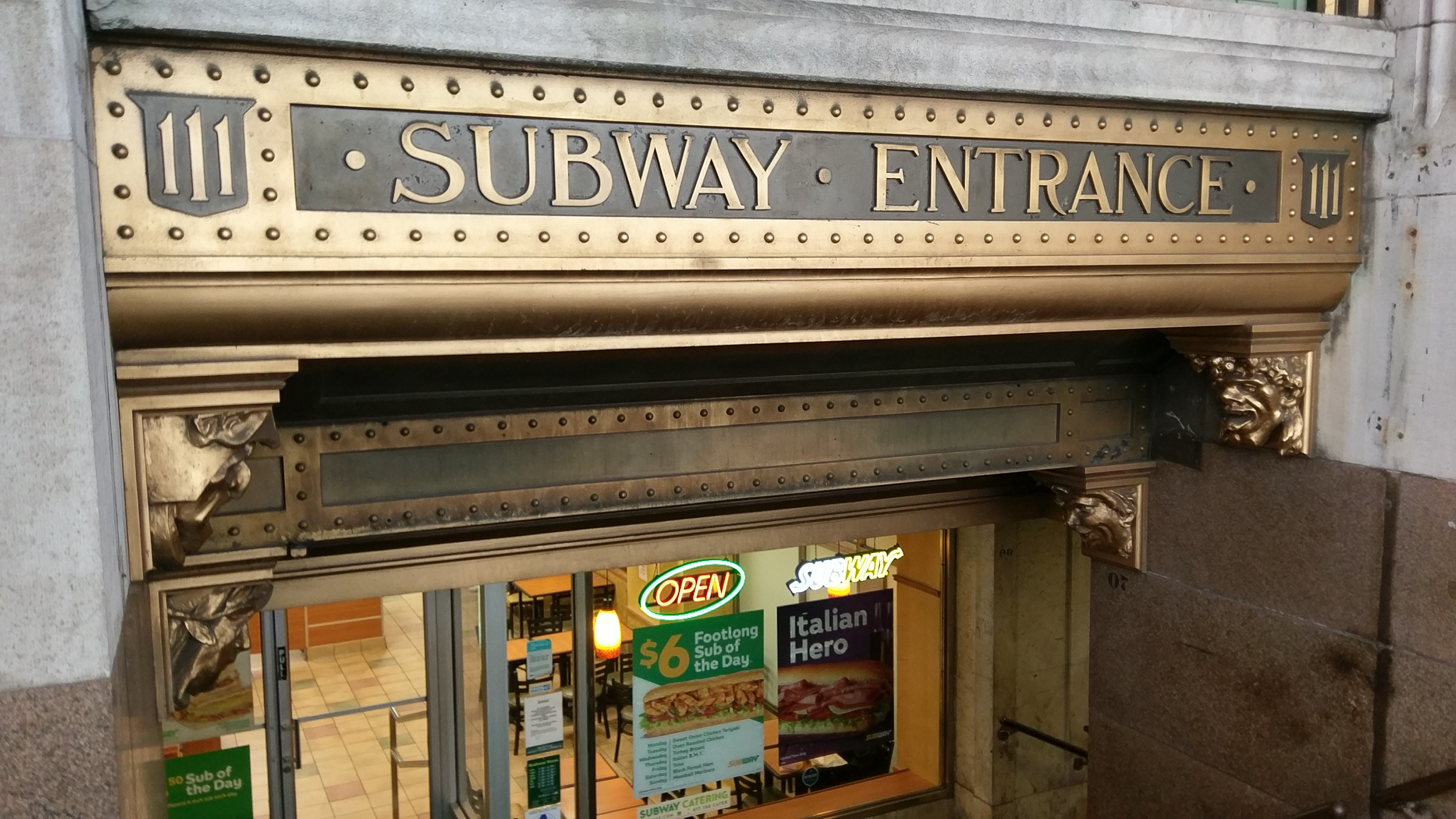
Ehemaliger Eingang der Station Wall Street an der ältesten U-Bahn-Strecke New Yorks Originalentwurf von 1904
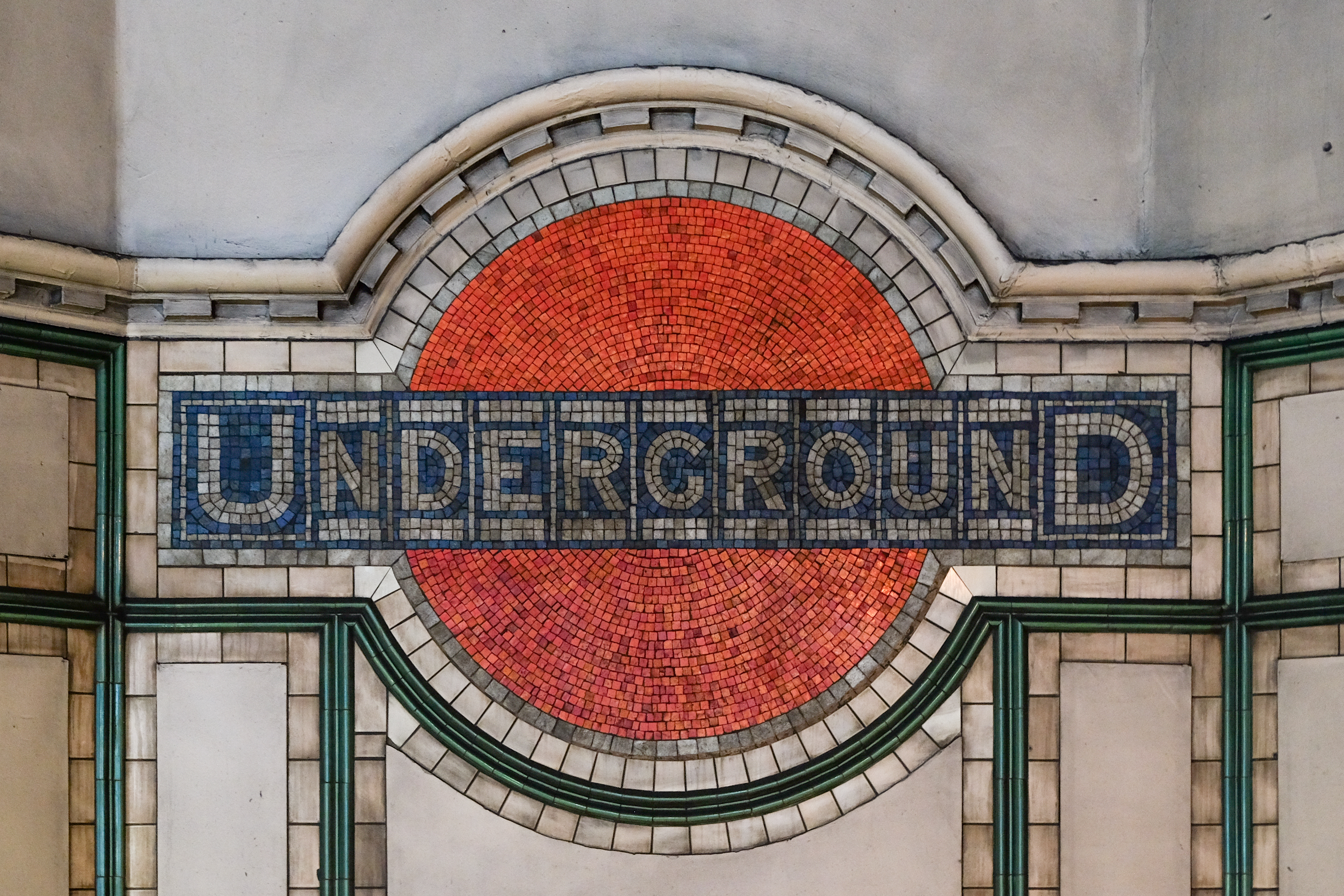
Ursprüngliches, flächiges roundel der London Underground als dekoratives Mosaik in der Station Maida Vale Originalentwurf etwa 1915
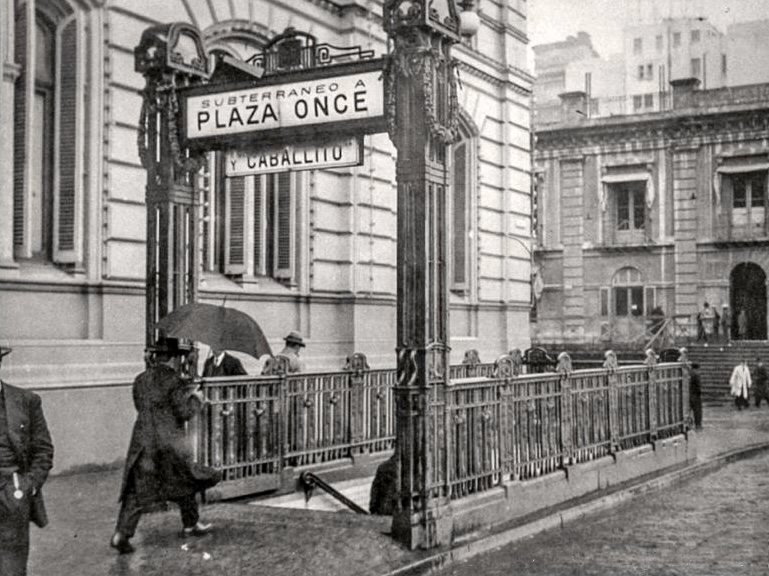
Ursprünglicher Abgang zur Subterráneos-Station Plaza de Mayo, Buenos Aires; die Beschilderung weist das Linienziel aus, nicht den Stationsnamen
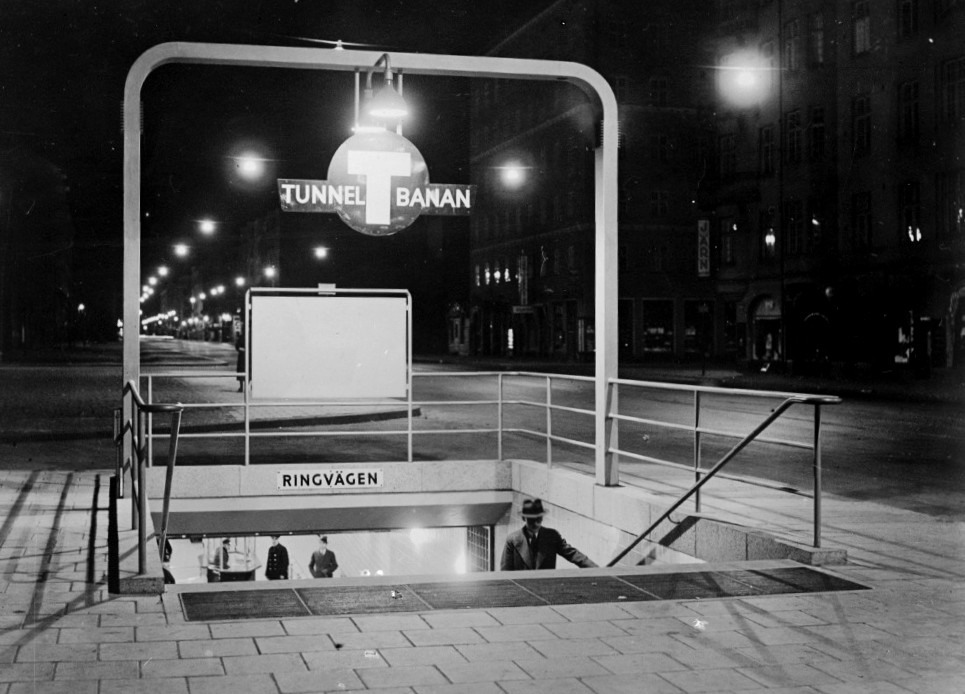
Station Ringvägen (heute: Skanstull) der ursprünglichen tunnelbana, eines Straßenbahntunnels Originalentwurf von 1933

### Deutschsprachiger Raum
In Deutschland, Österreich und der Deutschschweiz wird das Verkehrsmittel im Allgemeinen als U-Bahn bezeichnet, insbesondere in Bezug auf die in diesen Ländern vorhandenen bzw. im Falle der Schweiz ehemals geplanten Netze. Darüber hinaus ist auch der internationale Begriff Metro (siehe hier) im deutschsprachigen Raum allgemein bekannt, der Gebrauch beschränkt sich jedoch tendenziell auf Netze, die auch in der jeweiligen Landessprache als Metro bezeichnet werden.
Der Name U-Bahn ist ursprünglich eine Abkürzung für Untergrundbahn und wird in dieser Bedeutung im deutschen und österreichischen Bundesrecht (siehe hier und hier) und vom Verband Deutscher Verkehrsunternehmen verwendet. Der Begriff geht auf das erste entsprechende System im deutschsprachigen Raum zurück, das Ende des 19. Jahrhunderts in Berlin durch die Gesellschaft für elektrische Hoch- und Untergrundbahnen in Berlin angelegt und 1902 eröffnet wurde. Während das Gesamtsystem in den ersten Jahrzehnten von Betreiberseite konsequent Hoch- und Untergrundbahn genannt wurde und die Bezeichnung Untergrundbahn auf die im Tunnel geführten Streckenabschnitte beschränkt war, wurde spätestens 1929 die Kurzbezeichnung U-Bahn eingeführt und pars pro toto für das Gesamtsystem verwendet. Hamburg übernahm die Bezeichnung 1936. Daneben wird der Begriff teilweise auch in der Bedeutung Unabhängige Bahn verwendet, um zusammenfassend auf das zentrale betriebliche Merkmal der unabhängigen Trassierung hinzuweisen.
Im Deutschen nicht mehr gebräuchliche bzw. heute teilweise mit anderer Bedeutung verwendete Bezeichnungen sind Stadtbahn, Schnellbahn, Stadtschnellbahn, Untergrundstadtbahn, Untergrundschnellbahn, Untergrundeisenbahn, Metropolitain-Schnellbahn, Metropolitaneisenbahn oder Metropolitanbahn. Der Begriff Schnellbahn wird regional (z. B. in Hamburg, mindestens historisch in München und Nürnberg) und teilweise in der Literatur als Sammelbegriff für U-Bahnen und S-Bahnen verwendet, soweit letztere wie in Berlin, Hamburg und München wesentliche Bedeutung für den städtischen Nahverkehr haben und in ihrer Betriebsweise U-Bahnen ähneln oder gleichen, das heißt insbesondere eine hohe Takt- und Stationsdichte aufweisen und mit entsprechenden Fahrzeugen betrieben werden.
In Abgrenzung zur U-Bahn werden die übrigen städtischen Verkehrsträger auch als Oberflächenverkehr respektive Oberflächenverkehrsmittel bezeichnet.

### Weitere Bezeichnungen
Die außerhalb des deutschen Sprachraums am häufigsten verwendete Bezeichnung für das Verkehrsmittel ist Metro bzw. landessprachliche Varianten hiervon (Métro, Metró, Metrô etc.). Der Begriff wurde erstmals bei der 1863 eröffneten Metropolitan Railway in London (später aufgegangen in den Sub-Surface-Linien der London Underground, u. a. der Metropolitan Line) und der 1899 gegründeten Compagnie du chemin de fer métropolitain de Paris, kurz Métro de Paris, verwendet und bedeutete jeweils (groß-)städtische Eisenbahn (vgl. Metropole) im Sinne einer Eisenbahn für den städtischen Raum. Von dort ausgehend wurde der Name u. a. in die meisten romanischen und slawischen Sprachen, ins Finnische und Ungarische sowie auch ins Englische übernommen. In einigen Ländern ist der Begriff „Metro“ kein reiner Gattungsname, insbesondere in Spanien und Frankreich ist er durch die Betreiber der einzelnen Systeme häufig als Marke geschützt.
In der Anglosphäre, das heißt im Engeren dem Vereinigten Königreich, der Republik Irland, den Vereinigten Staaten, Kanada, Australien und Neuseeland, wird der Begriff rapid transit als allgemeine Bezeichnung für U-Bahnen verwendet. Insbesondere in den Vereinigten Staaten und Kanada wird auch Subway (z. B. Boston, New York und Toronto, jedoch auch Glasgow) verwendet, womit im britischen Englisch im Allgemeinen eine Personenunterführung bezeichnet wird. Underground sowie Tube werden als Eigennamen ausschließlich für das Londoner System genutzt. Weiterhin ist in den Vereinigten Staaten und Kanada vielfach verbreitet, im Zusammenhang mit einem bestimmten System den jeweiligen Betreibernamen totum pro parte für die U-Bahn sowie auch insgesamt als Synonym für den lokalen ÖPNV zu verwenden. Teilweise werden rapid transit sowie Metro auch nur für die Betreibergesellschaft (z. B. Dallas Area Rapid Transit, Metro Los Angeles) verwendet, während die Verkehrsmittel selbst andere Namen tragen.
Weitere Gattungsnamen sind tunnelbana/T-bana im Schwedischen und tunnelbane/T-bane im Norwegischen (dt. jeweils Tunnelbahn). Im Dänischen wird das analog zur deutschen Bezeichnung gebildete und gleichbedeutende undergrundbane, das auch dem Norwegischen als undergrunnsbane (Bokmål) bzw. undergrunn (Nynorsk) bekannt ist, für das Verkehrsmittel verwendet, während das einzige dänische System jedoch Metro heißt.
Weitere Bezeichnungen sind Földalatti (dt. [die] Unterirdische, von hu. föld für Erde und alatt für unter) speziell für die älteste Linie der Budapester U-Bahn, MTR (Mass Transit Railway) in Hongkong, MRT (Mass Rapid Transit) für die Netze in Manila, Singapur und Taipeh sowie Subte (von es. subterráneo; dt. unterirdisch) in Buenos Aires, das sich trotz der Pionierfunktion des Systems als erste U-Bahn der Hispanität nicht weiter verbreitet hat.

### Weitere Verwendungen der BegriffeMetroundrapid transit

Beispiele für Verkehrssysteme, deren Namen vom Begriff Metro abgeleitet wurden
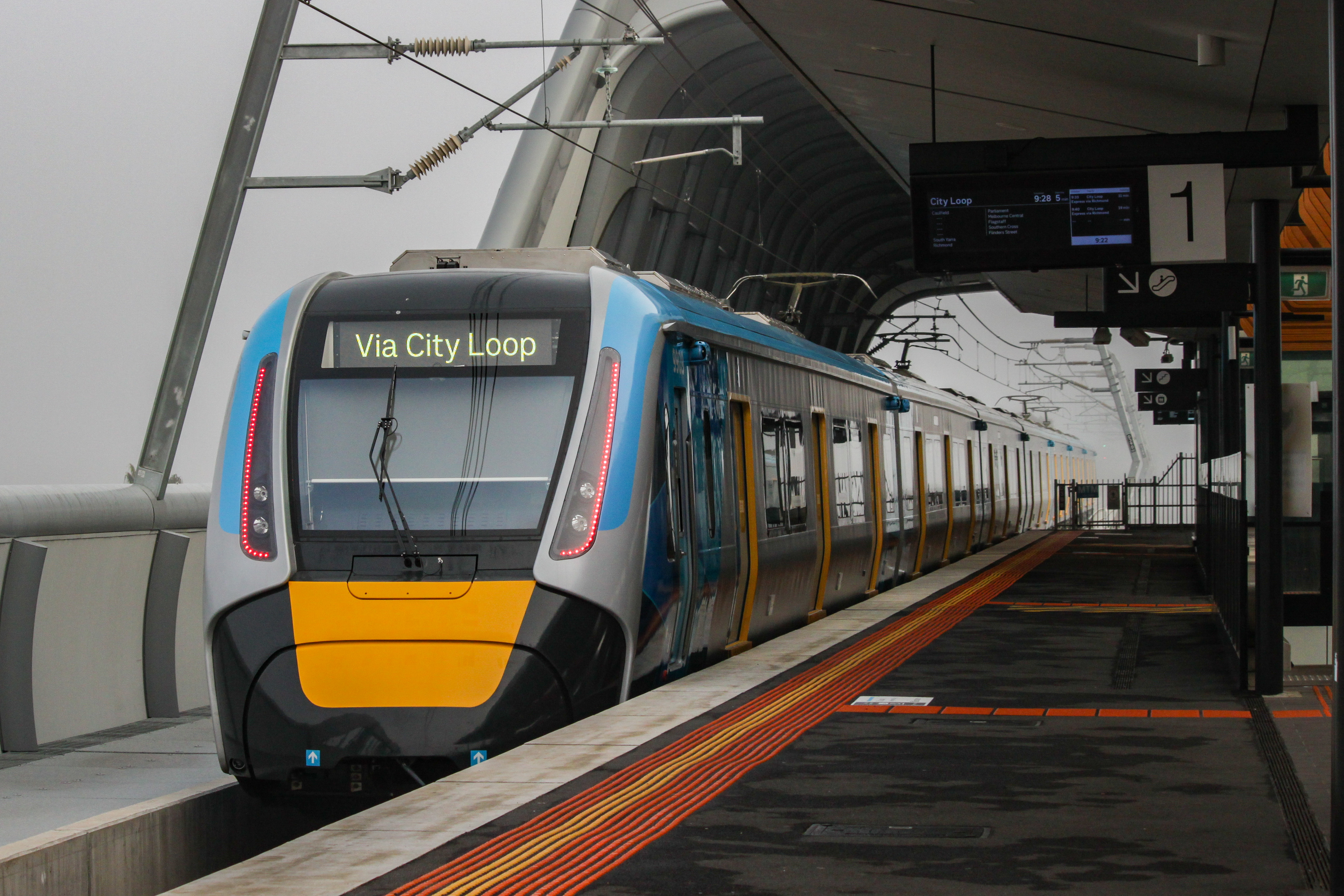
Metro Trains Melbourne S-Bahn-artige Vorortbahn
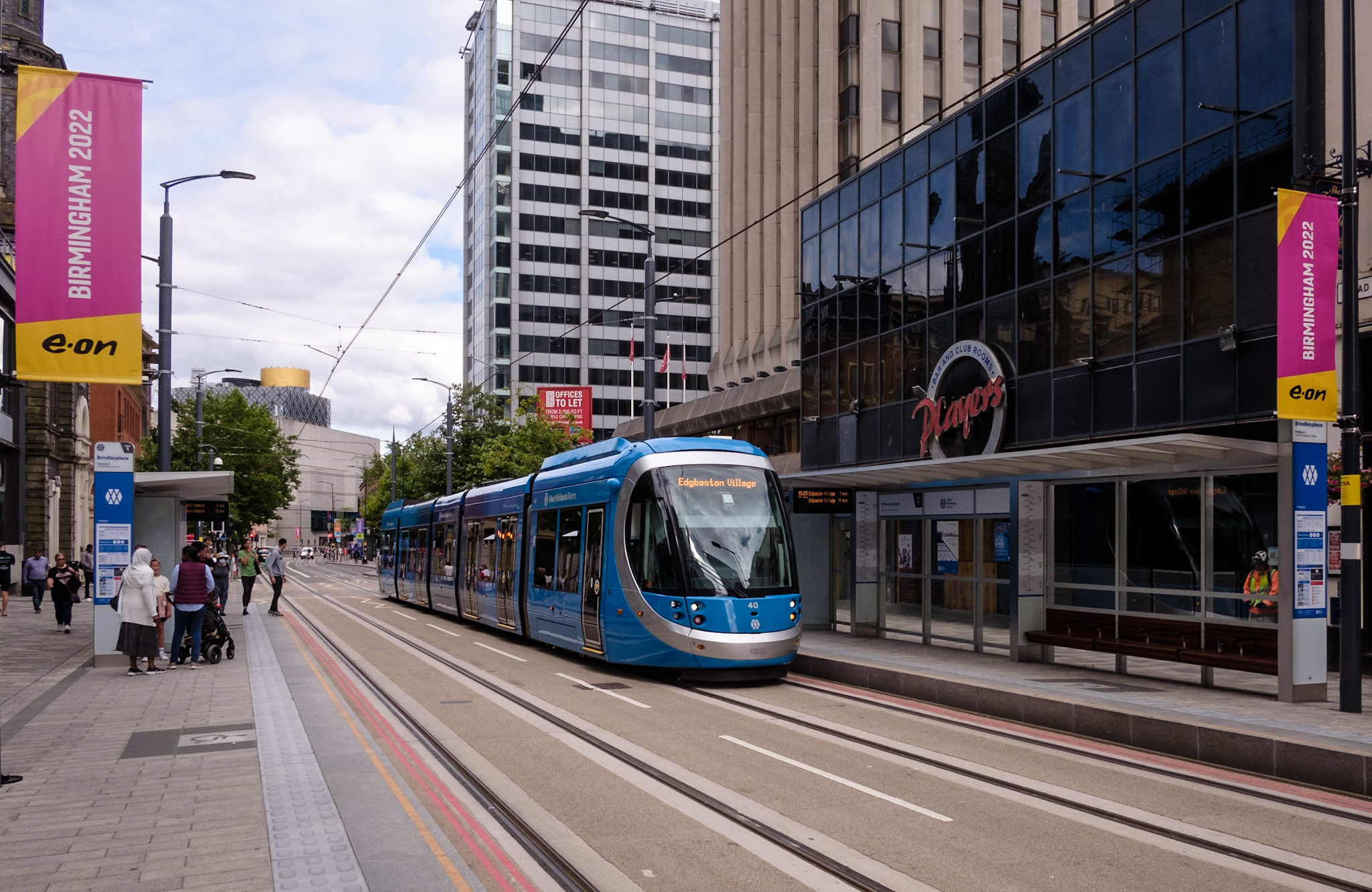
West Midlands Metro Niederflurige Straßen- und Regionalstadtbahn
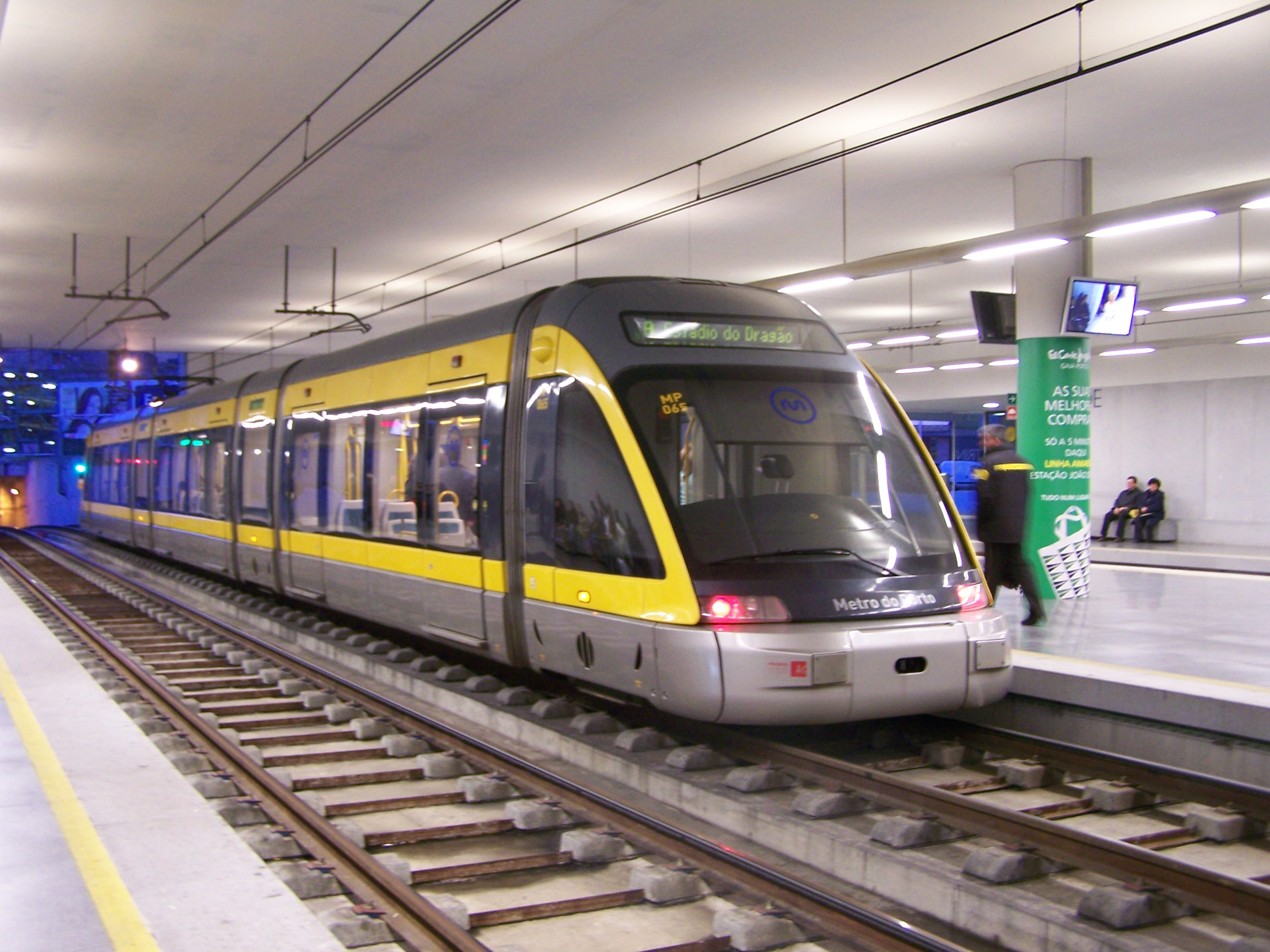
Metro do Porto Niederflurstadtbahn mit Tunnel- und straßenbündigen Streckenabschnitten
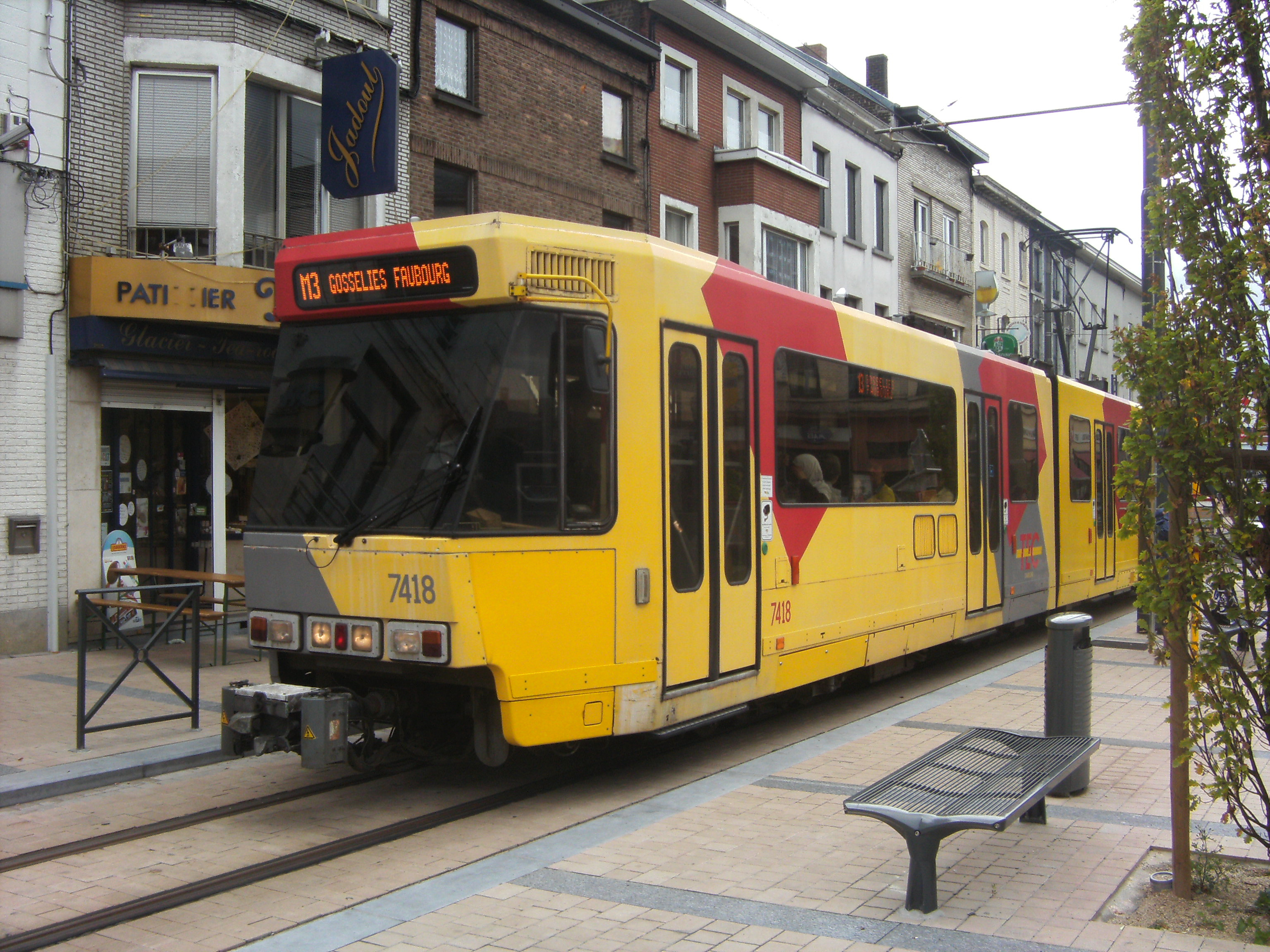
Métro léger de Charleroi Hochflurstadtbahn mit Tunnel- und straßenbündigen Streckenabschnitten
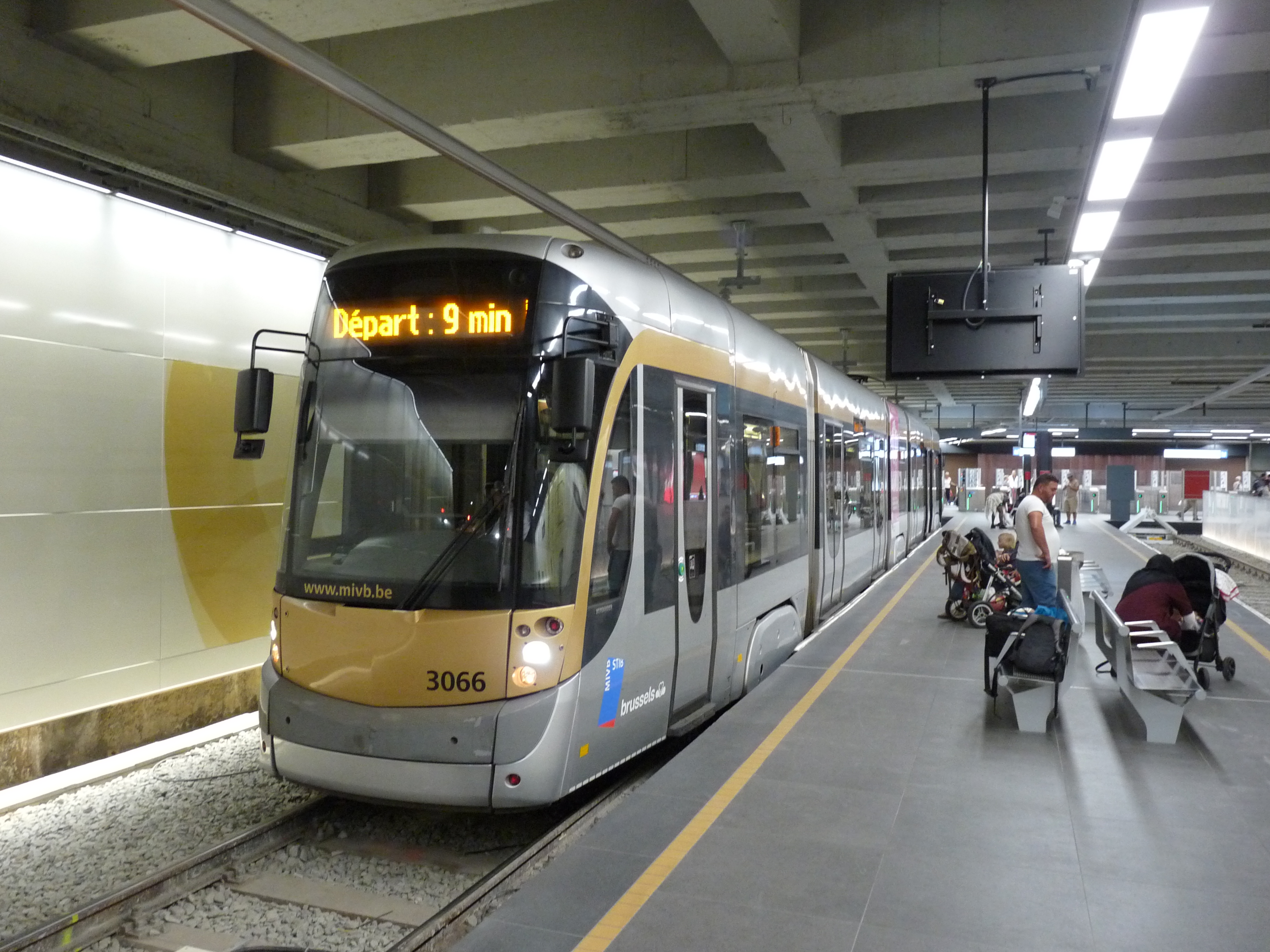
Prémétro de Bruxelles U-Straßenbahn als Vorstufe zur Voll-U-Bahn
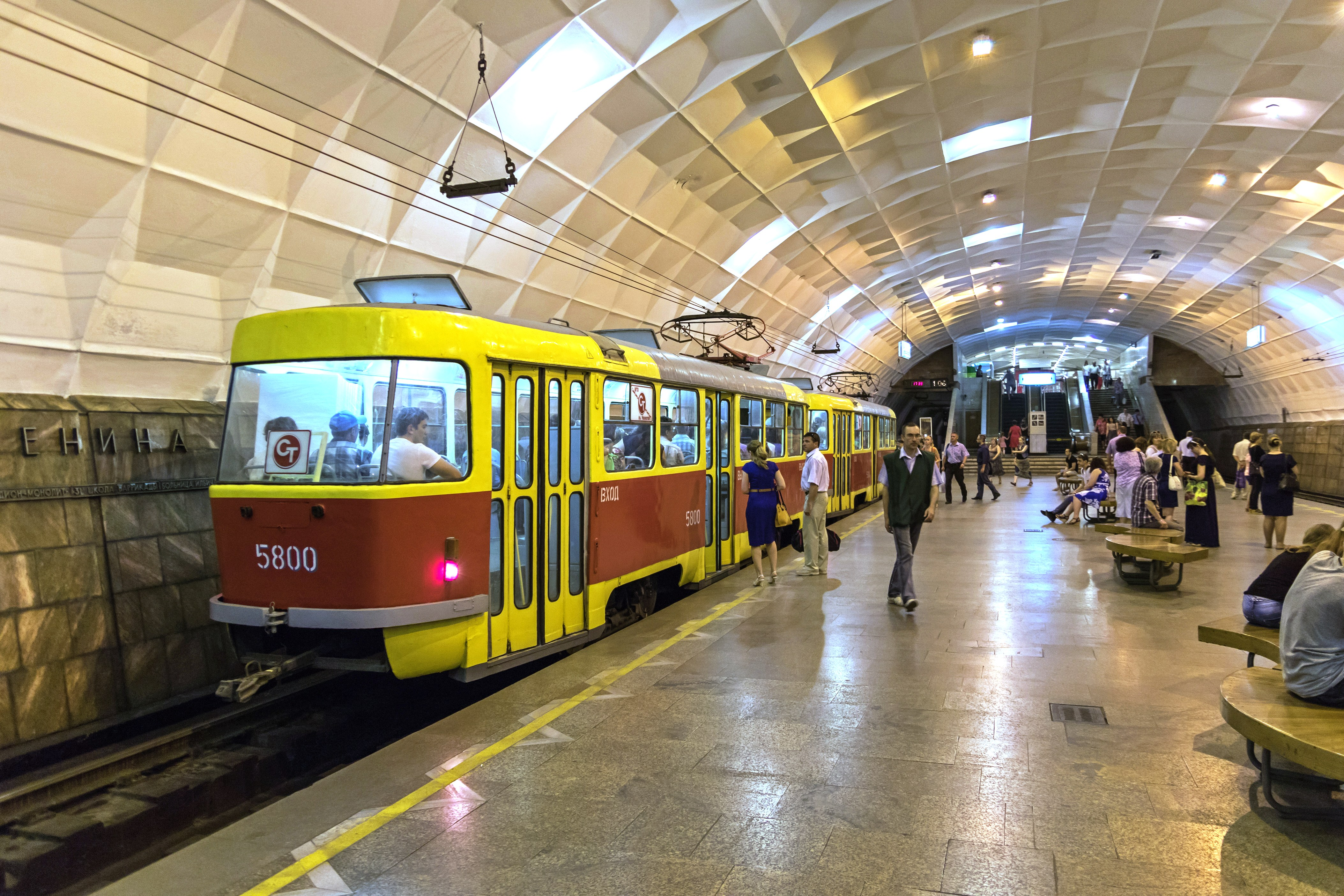
Metrotram Wolgograd U-Straßenbahn
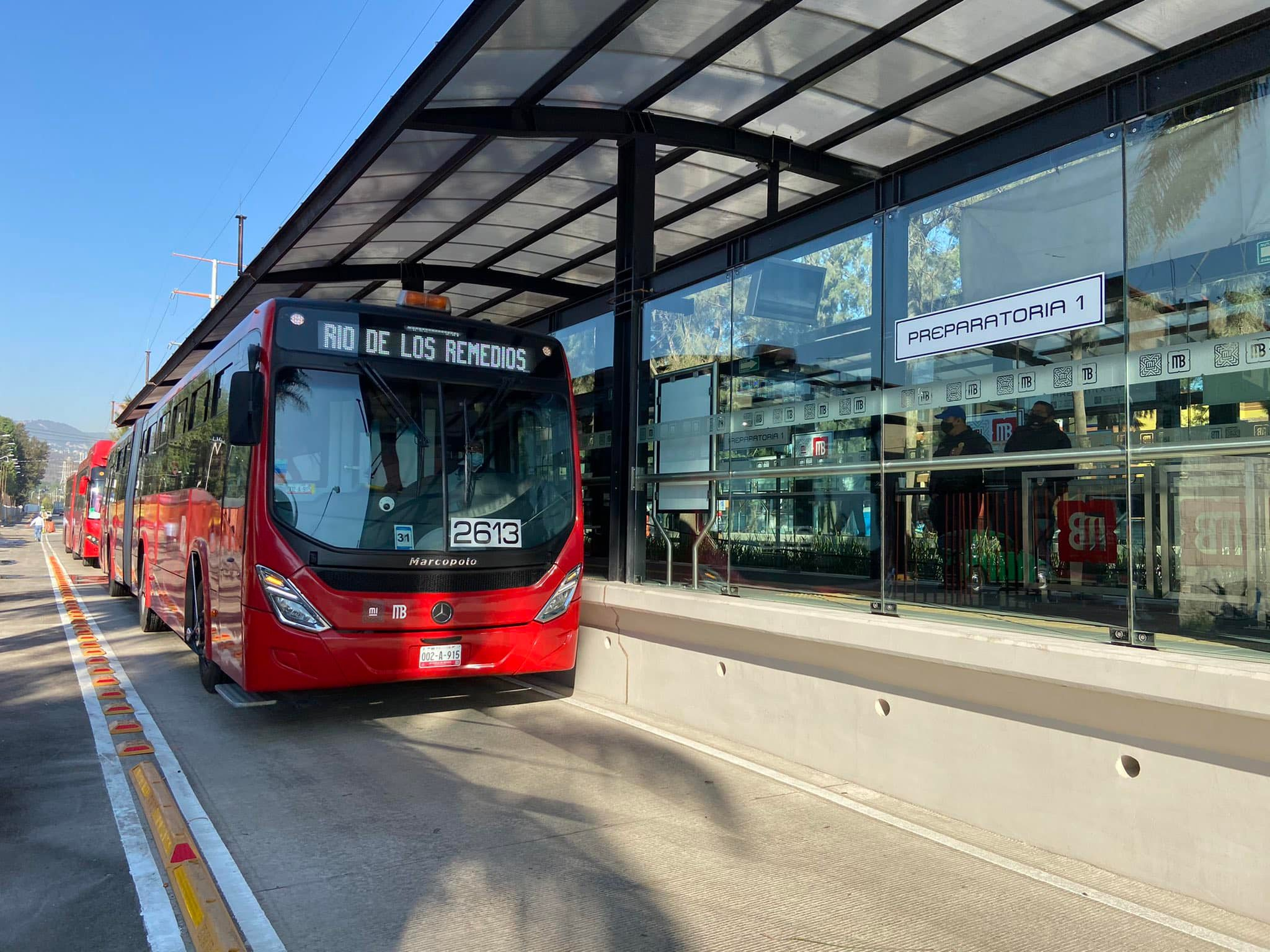
Metrobús de la Ciudad de México BRT-System mit Hochbussteig

Als Marke werden der Begriff Metro und von ihm abgeleitete Bezeichnungen teilweise auch für Schienenbahnen verwendet, die der Definition des UITP (siehe hier) nicht entsprechen und im deutschsprachigen Raum eher als Straßen- oder Stadtbahn (z. B. Metro de Málaga, Metro do Porto, Muni Metro in San Francisco, West Midlands Metro im Raum Birmingham, Metro Express in Port Louis, Manchester Metrolink, Valley Metro Rail in Phoenix), S-Bahn (z. B. Metro Trains Melbourne, Metrô de Teresina, Metrorail Western Cape) und Peoplemover (Miami-Dade Metromover, MiniMetro-System von Leitner) bezeichnet würden.
Weiterhin wurden von Metro in verschiedenen Ländern und Sprachen Begriffe wie premetro/prémétro (dt. Vor-Metro, ursprünglich im Sinne einer Vorstufe zu einer Voll-Metro, deren Entwicklung (langfristig) verfolgt wird), light metro/métro léger/metro ligero/metropolitana leggera (dt. Leichtmetro), semimetro/semi-metro (dt. Halb-Metro) und metrotram/metrotranvia/metrotranvía abgeleitet. Auf nationaler Ebene sind diese Begriffe teilweise normiert, beispielsweise definiert die norma UNI 8379:2000 der italienischen Normierungsorganisation UNI neben dem Begriff metropolitana auch metropolitana leggera und tranvia veloce (dt. Schnellstraßenbahn) bzw. metrotranvia. Insgesamt bestehen international jedoch keine exakt einheitlichen Definitionen und die genannten Begriffe werden ähnlich der ausgeweiteten Verwendung von Metro sowohl als Gattungsnamen als auch als Eigenbezeichnungen bzw. Markennamen für verschiedene hoch- und niederflurige Systeme von Schnellstraßenbahnen (z. B. die Premetro in Buenos Aires) und U-Straßenbahnen (z. B. Prémétro d’Anvers, Prémétro de Bruxelles, Metrotram Wolgograd/Волгоградский метротрам und Metrotram Krywyj Rih/Криворізький метротрам) über Stadtbahnen (z. B. Métro léger de Charleroi, Metro Ligero de Madrid, Metrotranvía de Mendoza, Métro léger de Tunis) bis zu (Kleinprofil-)U-Bahnen (z. B. die als metropolitana leggera bezeichnete Linie M5 der Metro Mailand und das als métro léger/light metro bezeichnete Réseau express métropolitain in Montreal) verwendet.
Ausgehend vom englischen rapid transit wurde die Bezeichnung Bus Rapid Transit (kurz: BRT) als Gattungsname für Stadt- bzw. Schnellbussysteme mit besonders qualifizierter Infrastruktur (z. B. durchgängige oder weitgehende Führung auf eigener Spur und/oder Vorrangschaltung an Ampeln, komfortablere Fahrzeuge, stufenloser Einstieg durch angepasste Bussteige) und höherer Angebotsqualität entwickelt. Diese Systeme werden zudem teilweise als Metrobus vermarktet (z. B. Metrobüs in Istanbul, Metrobús in Mexiko-Stadt, Metrobus in Lahore, Metrobus-Q in Quito).
Die Verkehrsbetriebe bzw. -verbünde verschiedener deutscher Städte (u. a. Berlin, Hamburg und München) führten zu Beginn des 21. Jahrhunderts im Zuge der Neustrukturierung ihrer Stadtbusnetze den Begriff Metrobus für die wichtigsten Linien des jeweiligen Netzes ein. Die Berliner Verkehrsbetriebe führten zusätzlich die Bezeichnung Metrotram für die wichtigsten Linien der Straßenbahn ein, die Braunschweiger Verkehrs-GmbH bezeichnete zwischen 2009 und 2016 ebenfalls einzelne Bus- und Straßenbahn-Linien als Metrolinien. Im Unterschied zu den oben genannten BRT-Systemen wurden diese Linien auf Grundlage und als Teil der bestehenden Infrastruktur eingeführt und nicht als technisch und betrieblich (weitgehend) eigenständige Systeme neu angelegt.
Die jeweils unter dem Namen „Metro“ auftretenden Verkehrsbetriebe der venezolanischen Hauptstadt Caracas und der kolumbianischen Millionenstadt Medellín wiederum bezeichnen die von ihnen als Teil des ÖPNV betriebenen Luftseilbahnen als Metrocable (von es. cable, dt. Seil; analog zur in verschiedenen englischsprachigen Regionen verwendeten Konstruktion Metrorail/Metro Rail).

## Organisatorisches

### Eigentum und Betrieb

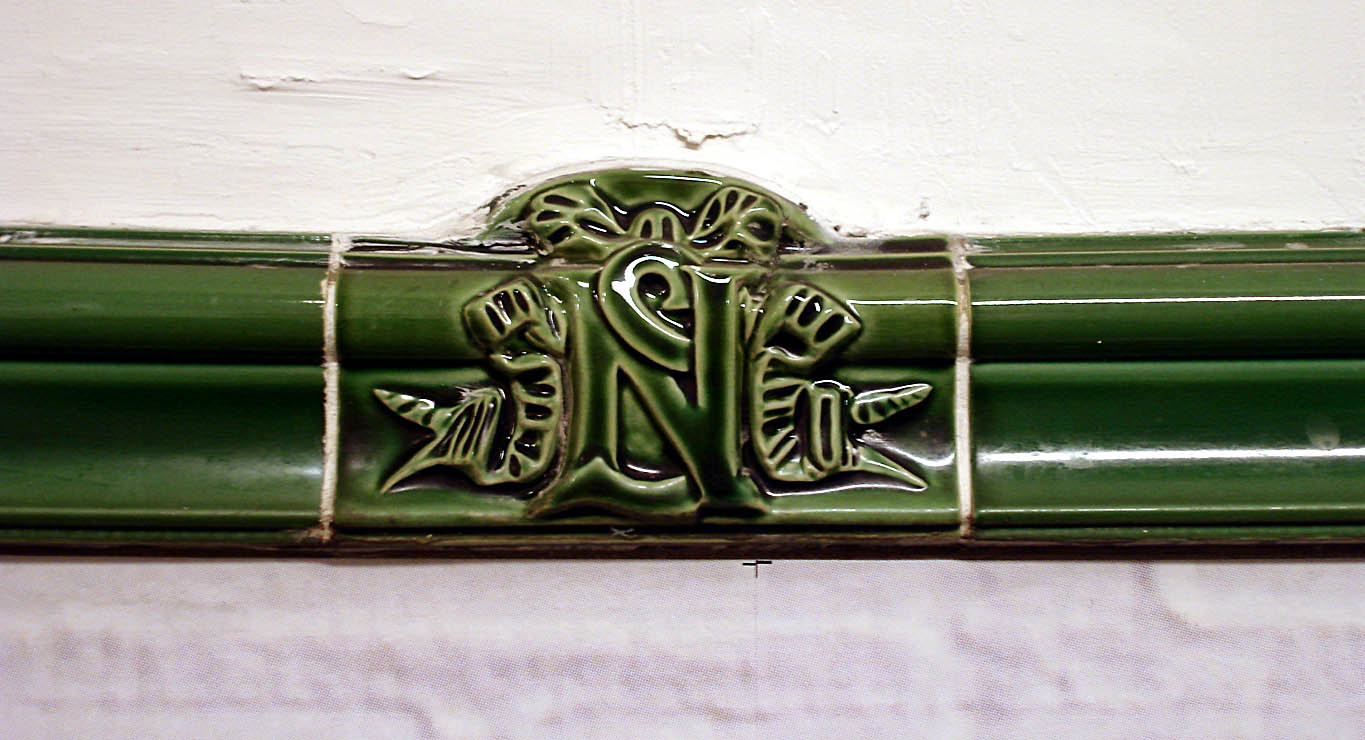
Erhaltenes Logo der ehemaligen Pariser U-Bahn-Gesellschaft Société du chemin de fer électrique souterrain Nord-Sud de Paris, kurz NS

Während die frühen U-Bahn-Systeme vorrangig als Privatbahnen entwickelt und betrieben wurden (siehe hier), vollzog sich in der ersten Hälfte des 20. Jahrhunderts ein weitgehend flächendeckender Übergang von Planung, Bau, Eigentum und Betrieb in die öffentliche Hand einschließlich der Überführung bestehender Netze in öffentliches Eigentum (z. B. London 1933, Berlin 1938, New York 1940 und Paris 1949), sodass sich heute die Mehrheit der U-Bahn-Systeme in Europa, den Vereinigten Staaten, Kanada und Japan im öffentlichen Eigentum befindet. Hierbei sind gleichermaßen öffentlich-rechtliche wie privatrechtliche Organisations- und Rechtsformen verbreitet (siehe auch hier), wobei in Europa und Japan privatrechtlich verfasste Unternehmen im Eigentum der jeweiligen Kommune überwiegen, während Eigentum und Betrieb in den Vereinigten Staaten mehrheitlich in der Hand eigenständiger Nahverkehrsbehörden (englisch transportation/transit authorities) liegen, die vom jeweiligen Bundesstaat eingerichtet wurden und deren räumliche Zuständigkeitsbereiche von einer Kernstadt und ihrem relativ eng gefassten Agglomerationsraum (z. B. Atlanta, Boston, Chicago) bis zu weitläufigen Stadtregionen (z. B. die Metropolitan Transportation Authority für große Teile der Tri-State area und die Los Angeles County Metropolitan Transportation Authority für das gesamte Los Angeles County) reicht. Sowohl in Europa als auch in den Vereinigten Staaten sind die Eigentümer und Betreiber der U-Bahn-Netze häufig auch der zentrale bzw. ein wesentlicher Betreiber des weiteren ÖPNV-Angebots in der jeweiligen Region, darüber hinaus obliegen den amerikanischen authorities häufig auch Planung, Organisation und Finanzierung sowie Ausbau und Unterhaltung der physischen Infrastruktur für den gesamten ÖPNV in ihrem Zuständigkeitsbereich, womit sie in dieser Hinsicht den deutschen ÖPNV-Aufgabenträgern ähneln.
Verschiedene Netze befinden sich auch im alleinigen oder anteiligen Eigentum des jeweiligen Staates bzw. wurden durch ihn eingerichtet. Hierzu gehören beispielsweise:
- Metro Bukarest: Metrorex S.A. – Verkehrsbetrieb in der Rechtsform einer Aktiengesellschaft, die von der rumänischen Regierung gegründet wurde und direkt dem Verkehrsministerium untersteht. Die weiteren öffentlichen Verkehrsmittel in Bukarest (Straßenbahn, Oberleitungsbus und Stadtbus) werden von der städtischen Societatea de Transport Bucuresti STB SA betrieben.[70][75]
- Metro Delhi: Delhi Metro Rail Corporation Ltd. (DMRC) – Gemeinsamer Verkehrsbetrieb der indischen Bundesregierung und der Regierung des Nationalen Hauptstadtterritoriums Delhi (jeweils 50 %).[76]
- Métro Paris: Régie autonome des transports Parisien (RATP) – Verkehrsbetrieb in der Rechtsform einer Anstalt des öffentlichen Rechts (fr. établissement public, hier spezieller: établissement public à caractère industriel et commercial), die vom französischen Parlament durch Gesetz eingerichtet wurde und unter seiner Aufsicht steht.[77]
- U-Bahn Tokio: Tokyo Metro Co., Ltd. (jp. 東京地下鉄株式会社 (Tōkyō Chikatetsu Kabushiki-gaisha)) – Gemeinsamer Verkehrsbetrieb der japanischen Regierung (53,4 %) und der Regierung der Präfektur Tokio (46,6 %) in der Rechtsform einer Aktiengesellschaft, der das größere der beiden Teilnetze der Tokioter U-Bahn betreibt. Die Gesellschaft entstand 2004 durch Privatisierung der staatlichen Nahverkehrsbehörde Teito Rapid Transit Authority, die wiederum durch die Verstaatlichung und Verschmelzung der privaten Tokyo Underground Railway Company und Tokyo Rapid Transit Railway Company im Jahr 1941 entstanden war. Das kleinere Teilnetz der U-Bahn wird durch Toei, das Verkehrsamt der Präfektur Tokio, betrieben, zu dem auch weitere Verkehrsmittel in Tokio gehören.[39]

Einzelne U-Bahnen befinden sich im Eigentum privater Unternehmen ohne (mehrheitliche) öffentliche Beteiligung, z. B. die privat finanzierte und betriebene Linie 9 der U-Bahn Seoul oder die zum Netz der Metro Delhi gehörende Rapid Metro Gurgaon, deren Betrieb jedoch aufgrund finanzieller Engpässe im Jahr 2019 von der Delhi Metro Rail Corporation übernommen wurde.

#### Trennung von Infrastruktur und Betrieb
In verschiedenen Netzen erfolgt eine Trennung von Infrastruktur und Betrieb sowie teilweise auch von Planung und Ausbau, bei der nur einzelne der genannten Bereiche in der öffentlichen Hand verbleiben, während die anderen an Dritte vergeben werden. Hierbei sind neben Privatunternehmen auch öffentliche Betreibergesellschaften anderer Städte aktiv. Beispiele hierfür sind:
- Stockholm: Vergabe des Betriebs
Das System wurde von 2001 bis 2009 durch ein Tochterunternehmen von Veolia Transport betrieben, bevor der Betrieb 2009 an die zur mehrheitlich staatlichen Hongkonger MTR Corporation gehörende MTR Tunnelbanan AB überging,[69] die wiederum 2025 den Betrieb an die Connecting Stockholm AB, ein gemeinsames Tochterunternehmen der privaten britischen Go-Ahead-Gruppe und der ebenfalls privaten Singapurer ComfortDelGro Corporation, übergeben wird.[80] Die physische Infrastruktur verbleibt jeweils im Eigentum der Storstockholms Lokaltrafik AB, der Nahverkehrsplanungs- und -managementgesellschaft der Provinz Stockholm.
- London: Vergabe der Infrastruktur
Transport for London (TfL), die für Planung und Organisation des Nahverkehrs in Greater London zuständige Fachbehörde (englisch executive agency) der Greater London Authority, vergab Unterhaltung und Erneuerung der physischen Infrastruktur im Jahr 2002 in einem ÖPP-Modell für einen Zeitraum von 30 Jahren an die Privatunternehmen Metronet und Tube Lines, während der Fahrbetrieb weiterhin durch die London Underground Ltd., eine 100-prozentige Tochter von TfL, erbracht werden sollte. Infolge der Insolvenz von Metronet (2008) und Tube Lines (2010) wurden die ausgelagerten Aufgaben jedoch vorzeitig wieder von TfL übernommen.[60]

#### Deutschland, Österreich und Schweiz
Eigentum und Betrieb der U-Bahn-Systeme in Deutschland, Österreich und der Schweiz liegen jeweils in Hand eines (vorwiegend) kommunalen Verkehrsunternehmens, das selbst oder durch eine Tochtergesellschaft auch einer der Hauptbetreiber des weiteren ÖPNV-Angebots in der jeweiligen Region ist.
| System | Eigentümer und Betreiber | Eigentümer und Betreiber                    | Rechtsform                            | Eigentümer/Gesellschafter                                                                                                 | weitere Verkehrsmittel des Betreibers                                                                   |
| --- | ------------------------ | ------------------------------------------- | ------------------------------------- | --- | --- |
| U-Bahn Berlin |                          | Berliner Verkehrsbetriebe                   | Anstalt des öffentlichen Rechts       | Land Berlin (100 %) | - Straßenbahn - Stadtbusse - Fähren                                                                     |
| U-Bahn Hamburg |                          | Hamburger Hochbahn*                         | Aktiengesellschaft                    | Freie und Hansestadt Hamburg (100 %) über HGV                                                                             | - Großteil des Stadtbusverkehrs - Fährverkehr im Hamburger Hafen über Tochtergesellschaft HADAG (100 %) |
| U-Bahn München |                          | Münchner Verkehrsgesellschaft**             | Gesellschaft mit beschränkter Haftung | Landeshauptstadt München (100 %) über Stadtwerke München                                                                  | - Straßenbahn - Großteil des Stadtbusverkehrs                                                           |
| U-Bahn Nürnberg |                          | VAG Verkehrs-Aktiengesellschaft Nürnberg*** | Aktiengesellschaft                    | Stadt Nürnberg (100 %) über Städtische Werke Nürnberg                                                                     | - Straßenbahn - Großteil des Stadtbusverkehrs                                                           |
| U-Bahn Wien |                          | Wiener Linien                               | GmbH & Co. KG                         | Stadt Wien (100 %) über Wiener Stadtwerke                                                                                 | - Straßenbahn - Großteil des Stadtbusverkehrs                                                           |
| Métro Lausanne |                          | Transports publics de la région lausannoise | Aktiengesellschaft                    | - Stadt Lausanne und weitere Gemeinden (67 %) - Kanton Waadt (26 %) - Banque Cantonale Vaudoise (4 %) - Streubesitz (3 %) | - Stadt- und Trolleybusse - künftig: Strassenbahn                                                       |
| * Der in Norderstedt gelegene Streckenabschnitt der U1 sowie zwei Fahrzeuge des Typs DT4 befinden sich im Eigentum der Verkehrsgesellschaft Norderstedt, der Betrieb erfolgt jedoch durch die Hochbahn ** Der im Landkreis München gelegene Streckenabschnitt der U6 befindet sich im Eigentum des Landkreises, der Betrieb erfolgt jedoch durch die MVG *** Der in Fürth gelegene Streckenabschnitt der U1 befindet sich im Eigentum der Stadt, der Betrieb erfolgt jedoch durch die VAG |                          |                                             |                                       | | |

### Planung

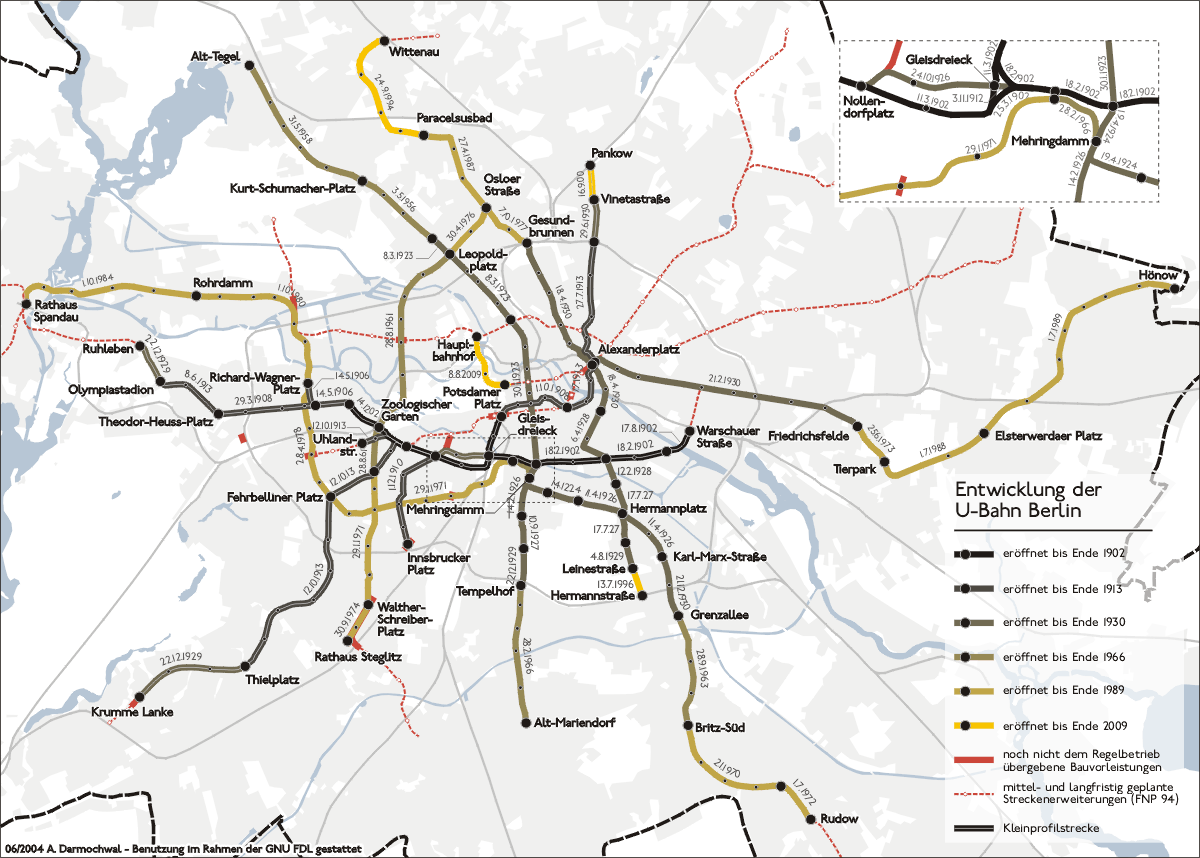
Karte der Entwicklung des Berliner U-Bahn-Netzes mit mittel- bis langfristigen Erweiterungen gem. Flächennutzungsplan des Landes Berlin

In der Frühzeit des U-Bahn-Baus erfolgte häufig ein organisches und nur begrenzt planvolles Wachstum der Netze aus einzelnen, isoliert und teilweise von konkurrierenden Privatunternehmen geplanten Strecken, die nach und nach zu größeren und komplexeren Netzen erweitert und verbunden wurden. Gleichzeitig verabschiedete Paris als eine der frühesten U-Bahn-Städte bereits 1897 eine konsistente und abgestimmte Gesamtplanung für den Aufbau seines Métro-Netzes und realisierte auf dieser Grundlage gemeinsam mit der privaten Compagnie du chemin de fer métropolitain de Paris zwischen 1898 und 1910 ein 65 Kilometer langes Grundnetz aus vier Durchmesser- und einer Ringstrecke.
Spätestens mit der in vielen Teilen der Welt seit Beginn des 20. Jahrhunderts gewachsenen Bedeutung der Stadtplanung und der Verkehrsplanung als eigenständigen Disziplinen und als Aufgaben der öffentlichen Verwaltung und dem vielfach erfolgten Übergang des ÖPNV-Wesens in die öffentliche Hand einschließlich der Kommunalisierung bestehender Netze setzte sich vielfach der Ansatz durch, die U-Bahn-Entwicklung auf Grundlage eines abgestimmten, mittel- bis langfristig angelegten Planwerks und mit Blick auf ein in diesem Planwerk definiertes Zielnetz zu verfolgen. Dies können sowohl Fachpläne wie ein Verkehrsentwicklungsplan (z. B. München) als auch integrierte Pläne sein, beispielsweise enthält der Flächennutzungsplan des Landes Berlin seit 1994 eigenständige Darstellungen zu mittel- bis langfristig zu verfolgenden Ausbauvorhaben der U-Bahn-Netzes.
Vorteile einer solchen koordinierten und längerfristig angelegten Planung können u. a. in einem effizienteren Einsatz von Mitteln und einer verbesserten Bauplanung liegen, indem beispielsweise im Zuge der Herstellung eines Streckentunnels oder eines Stationsbauwerks gleichzeitig Vorleistungen für ein später zu realisierendes Teilvorhaben erbracht werden, etwa Anschlusspunkte für weitere Streckentunnel oder zusätzliche Bahnsteige in einer Station. Auf diese Weise kann der später erforderliche Eingriff in das in Betrieb befindliche Bauwerk beim Anschluss einer neuen Strecke reduziert werden und Stationsbauwerke können von Anfang an in Hinblick auf direkte und komfortable Wegebeziehungen zwischen den Bahnsteigen der einzelnen Linien optimiert werden. Beispiele hierfür sind etwa die zahlreichen für eine mögliche Linie U10 in Berlin erbrachten Vorleistungen oder die zusätzlichen Bahnsteige an den Stationen Hauptbahnhof Nord, Jungfernstieg und Sengelmannstraße in Hamburg, die in Hinblick auf eine letztlich nicht zur Umsetzung gelangte Linie U4 angelegt wurden, später jedoch in die Planungen für die neue U4 und die Linie U5 integriert wurden.

### Tarifierung und Fahrkarten

Historische Erste-Klasse-Fahrkarte der Métro Paris zum ermäßigten Preis, durch Lochung entwertet
Verschiedene Generationen von Zahlmarken der New York City Subway; die MTA gab dieses System 2003 auf
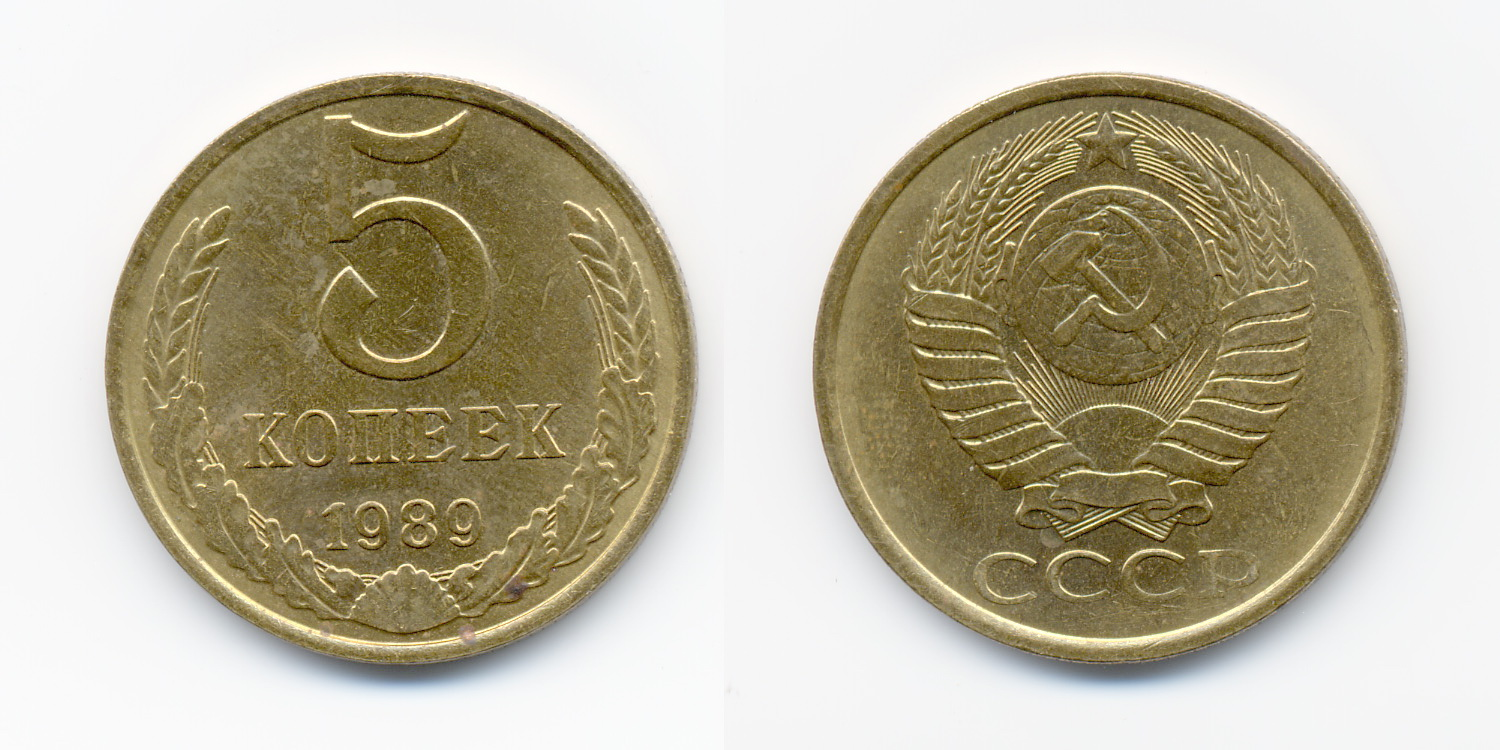
Der Preis für eine Metro-Fahrt betrug in allen Netzen der Sowjetunion von 1961 bis 1991 stabil 5 Kopeken und wurde direkt an der Bahnsteigsperre entrichtet
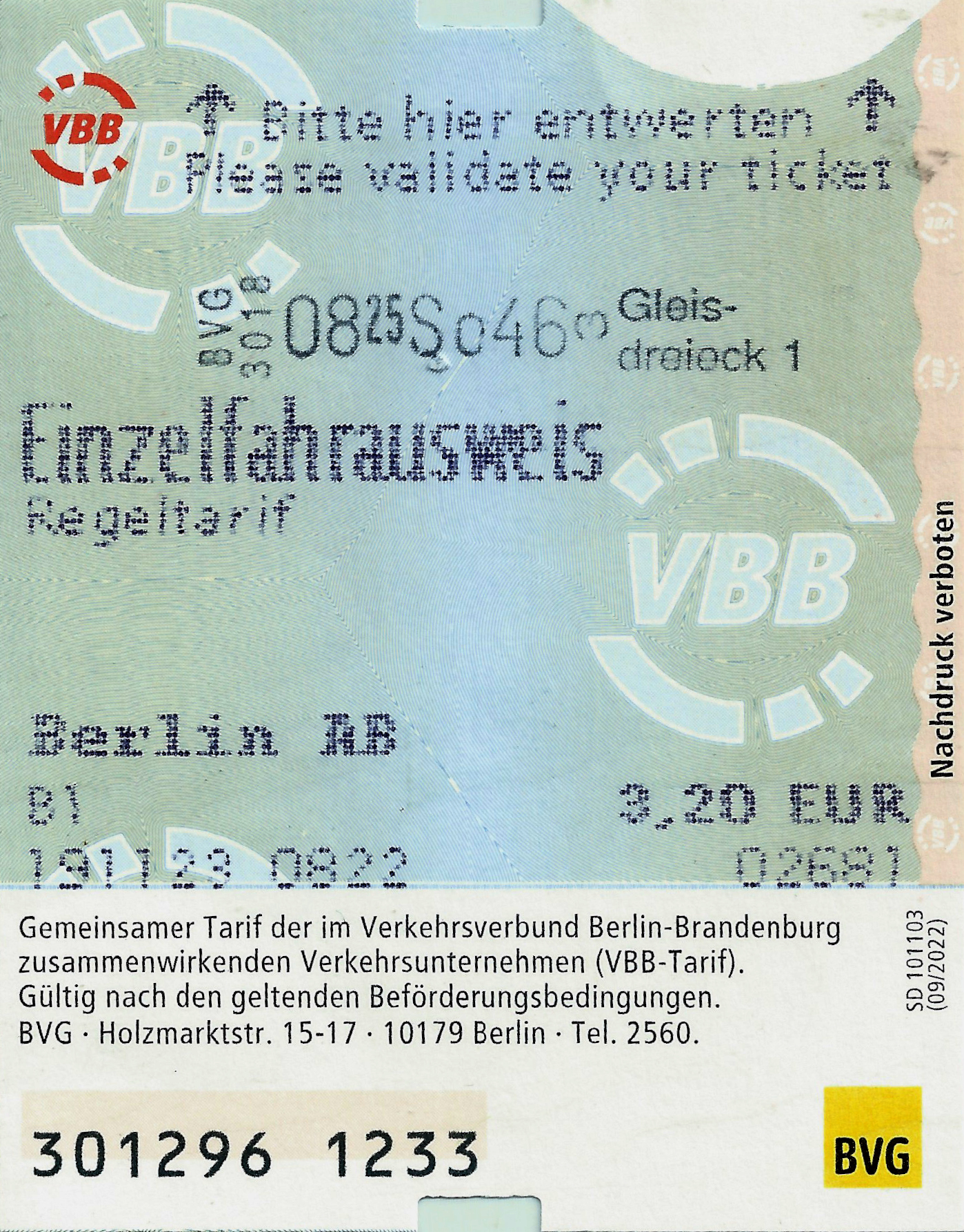
Von der BVG ausgegebene VBB-Einzelkarte als Papierticket, hier mit Entwerterabdruck im oberen Drittel
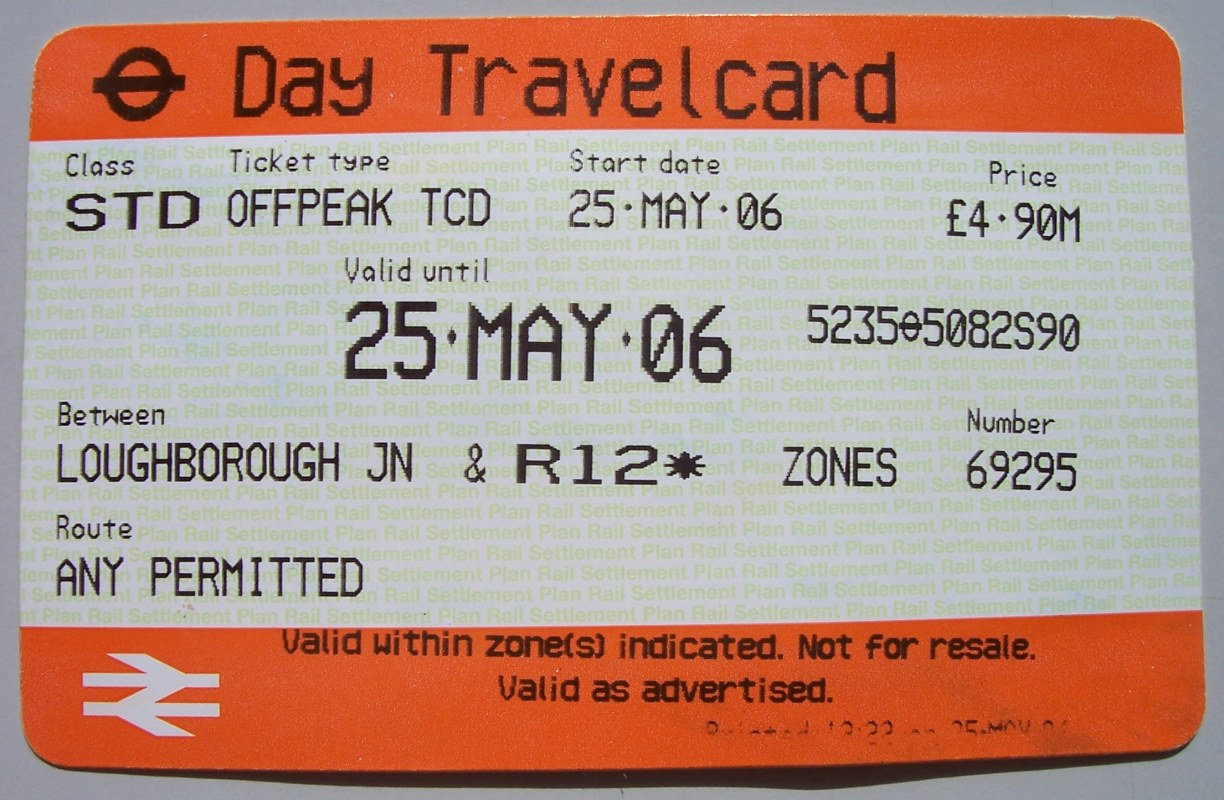
Von National Rail ausgegebene Tageskarte auf einer Wegwerf-Magnetstreifenkarte
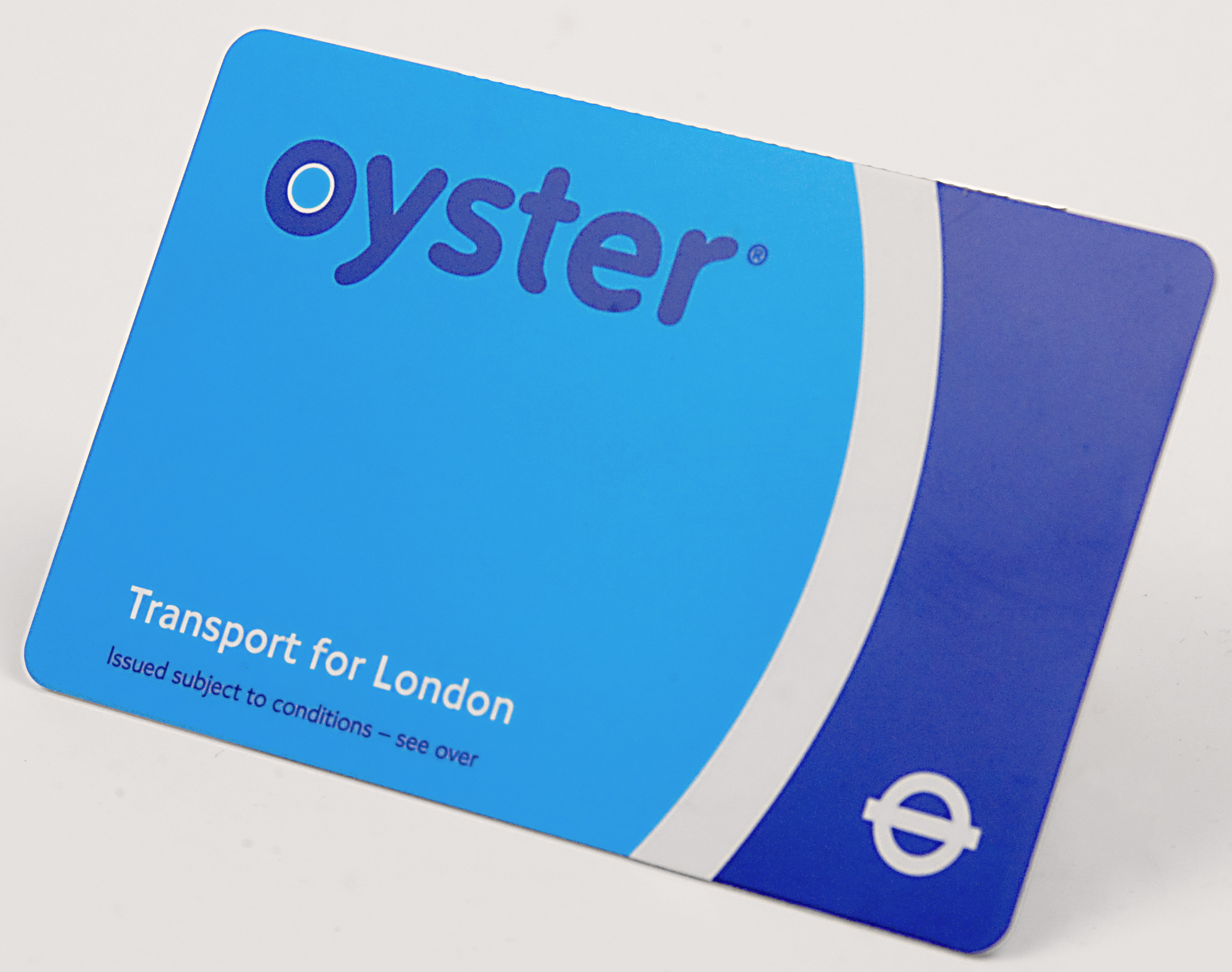
Smartcards wie die Oyster Card wurden seit der Jahrtausendwende weltweit in zahlreichen ÖPNV-Netzen eingeführt
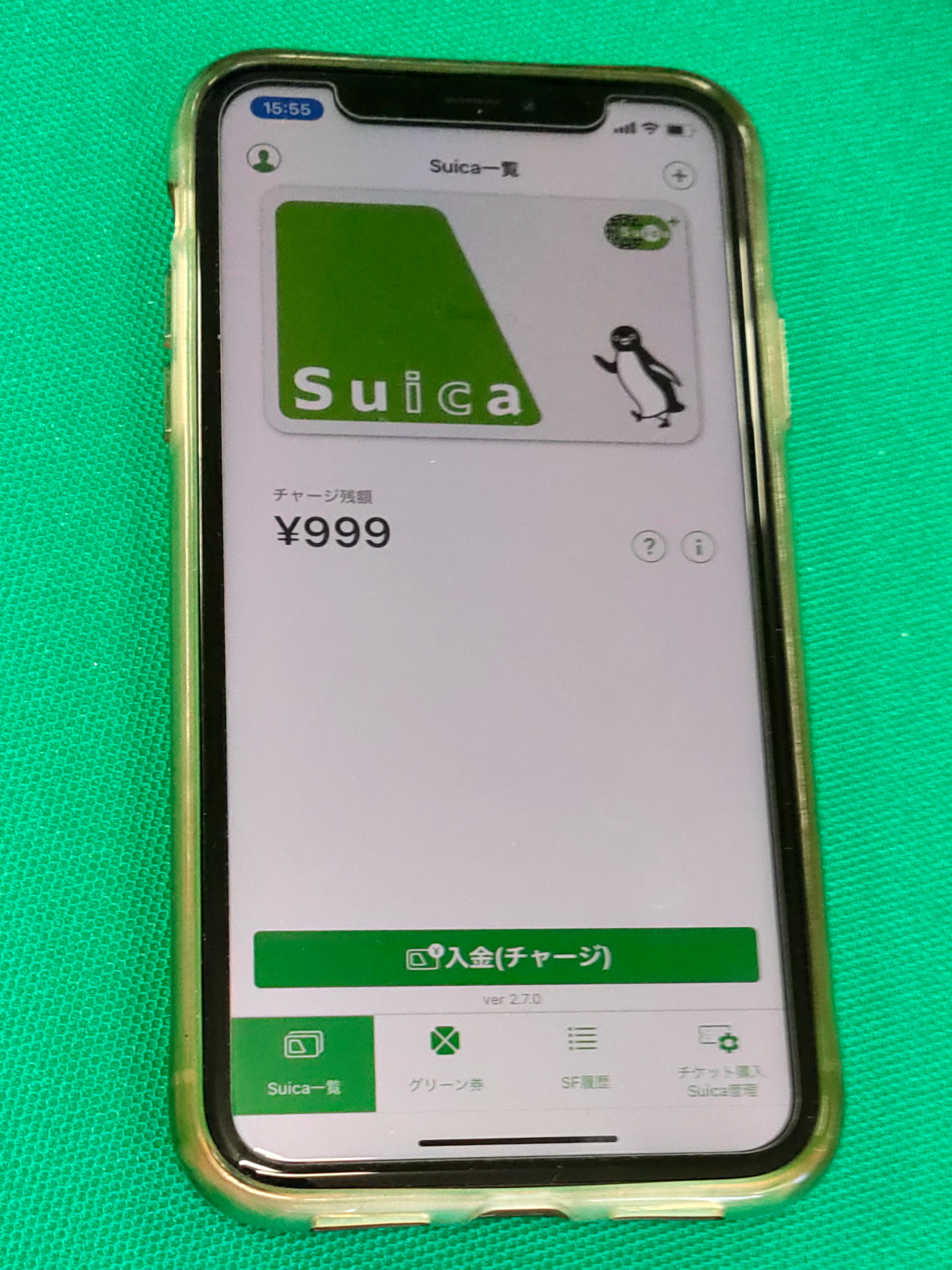
Mobile Suica, Mobil-Variante der elektronischen Ticketplattform Suica

Die rund 200 auf der Welt bestehenden U-Bahn-Systeme verwenden eine erhebliche Bandbreite unterschiedlicher Tarif- und hierauf aufbauender Fahrkartensysteme, die anhand folgender Merkmale grob beschrieben werden können:
- Grundsätzlich kann unterschieden werden zwischen Einheitstarifen, bei denen eine Fahrkarte stets für das gesamte Netz gilt, und Tarifen, bei denen der Preis nach einem bestimmten System individuell berechnet wird, beispielsweise auf Grundlage der zurückgelegten Strecke, der Anzahl der Stationen oder der durchquerten Tarifzonen/-ringe/-waben o. ä. Teilweise werden hierbei für bestimmte Strecken pauschale Zuschläge erhoben, die sich nicht in die sonstige Berechnungssystematik einfügen, beispielsweise für Fahrten durch die Transbay Tube unter der Bucht von San Francisco und für Fahrten zu den Flughäfen in Madrid und Barcelona.[10][93][94] In verschiedenen Netzen werden auch Karten angeboten, die grundsätzlich im gesamten Netz, jedoch nur für eine begrenzte Dauer (z. B. 60, 90 oder 120 Minuten) gelten.
- In verschiedenen Netzen werden die Fahrpreise nach Verkehrs- bzw. Tageszeit differenziert, beispielsweise wird in London während der Hauptverkehrszeiten ein Zuschlag für Einzelfahrten erhoben, während in Washington, D.C. und Vancouver am Abend und am Wochenende ein vergünstigter Einheitstarif anstatt des sonst angewendeten Entfernungs- bzw. Zonentarifs gilt.[60][8][10] Ebenso gibt es Tages- und Zeitkarten, die erst ab einem bestimmten Zeitpunkt (z. B. 9 oder 10 Uhr) bzw. nur zu bestimmten Zeiten (z. B. nur außerhalb der Hauptverkehrszeiten oder nur in den Abend- und Nachtstunden) genutzt werden können, jedoch günstiger als ganztägig gültige Karten sind.[95][96][97] Historisch gab es zudem vereinzelt Nachtzuschläge, so kostete eine Fahrt mit der Prager Metro zwischen 23 und 4 Uhr drei statt sonst einer Krone.
- In zahlreichen Netzen wird ein differenziertes Fahrkartensortiment angeboten, das sich insbesondere an der unterschiedlichen Nutzungshäufigkeit orientiert (z. B. Einzelkarten für Gelegenheitsfahrer, Mehrtages- und Wochenkarten z. B. für Touristen, Monatskarten für regelmäßige Nutzer). Zu den Ausnahmen zählen beispielsweise das BART-System in der San Francisco Bay Area und die Metro Kolkata, für die der jeweilige Betreiber ausschließlich Einzelkarten anbietet.[98][99]
- Während verschiedene Netze weiterhin einfache Papierfahrkarten verwenden, nutzt eine große Anzahl von Systemen mittlerweile vorrangig oder ausschließlich elektronische Medien wie Magnetstreifenkarten, kontaktlose Smartcards und Mobilgeräte zur Speicherung von Fahrkarten oder Guthaben bzw. der entsprechenden digitalen Information, die elektronisch ausgelesen bzw. mittels RFID/NFC übertragen werden kann. In einer wachsenden Zahl von Netzen können zudem auch direkt reguläre Kredit- und Debitkarten mit denselben Funktionen verwendet werden.[100][101] In verschiedenen Netzen mit Einheitstarif werden jetonartige Zahlmarken aus Metall oder Kunststoff verwendet, die an der Bahnsteigsperre eingeworfen und dort einbehalten werden. Historisch war zudem in einigen Netzen der Einwurf gewöhnlicher Kursmünzen möglich.
- Fahrkarten werden grundsätzlich vor dem Fahrtantritt gekauft, im Zuge der Digitalisierung des Fahrkartenwesens insbesondere seit Ende der 1990er Jahre wurde jedoch in zahlreichen Netzen eine automatische Fahrpreisberechnung als Alternative zum Vorabkauf eingeführt. Der Fahrgast bucht sich hierbei vor Fahrtbeginn ein und nach Fahrtende wieder aus und das System rechnet automatisch die für die zurückgelegte Strecke erforderliche Fahrkarte von einem vorher aufgeladenen Guthaben oder über eine hinterlegte Bankverbindung ab. Teilweise gilt hierbei eine automatische Preisobergrenze (englisch price/fare cap), bei der automatisch das jeweils günstigste Ticket abgerechnet wird und beispielsweise ab einer bestimmten Zahl von Einzelfahrten anstelle individueller Einzelkarten eine günstigere Tages- oder Wochenkarte berechnet wird.[102][103] Ebenso erlauben verschiedene Systeme, beispielsweise in Japan, für den Fall, dass für eine absolvierte Fahrt eine unzureichende Fahrkarte gelöst wurde, eine Nachzahlung bis zum Preis der korrekten Fahrkarte, ohne dass dies als Beförderungserschleichung bestraft wird.[39]

#### Fahrkartenkontrolle

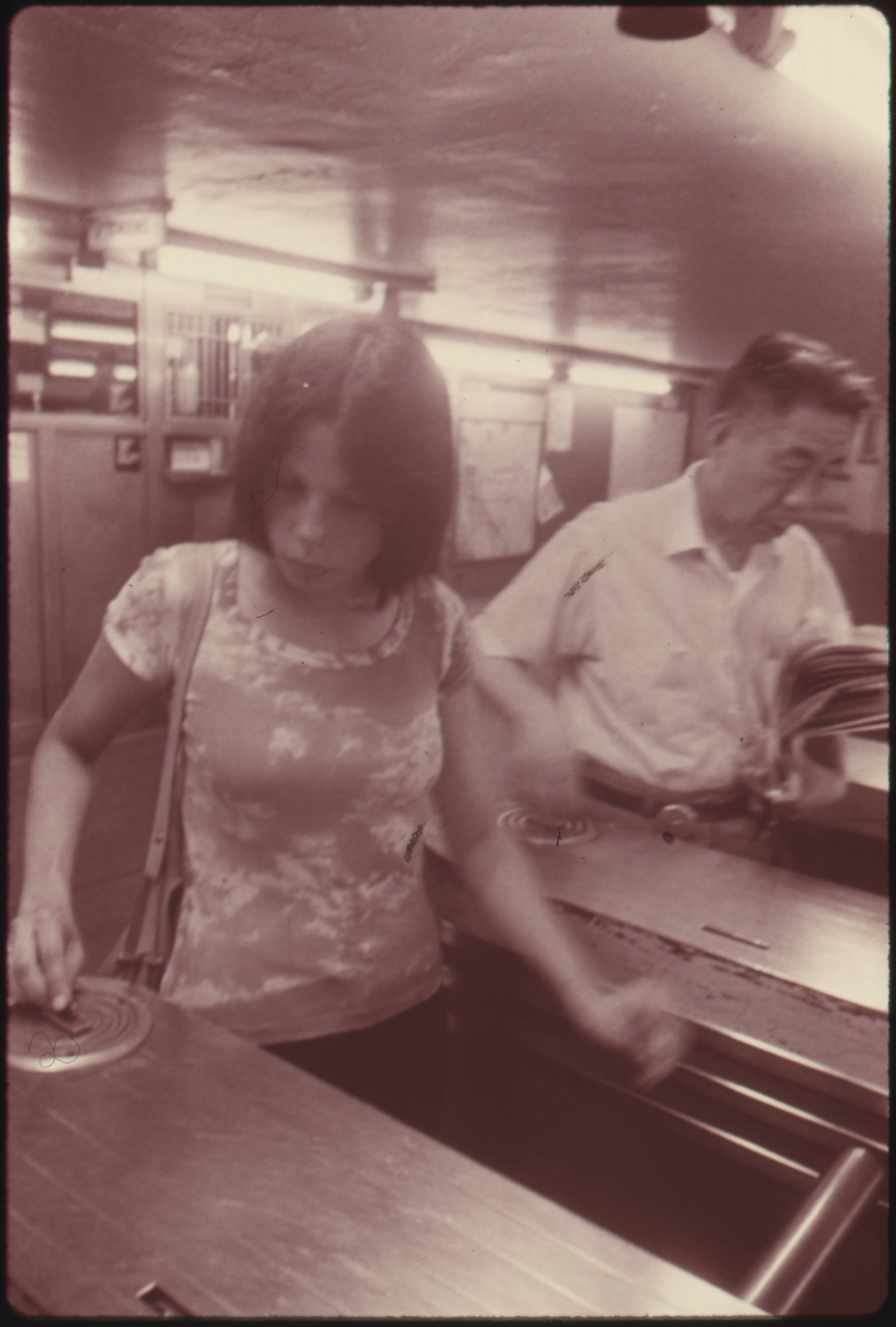
Zwei Fahrgäste der New York City Subway werfen Zahlmarken in eine Bahnsteigsperre ein, 1974
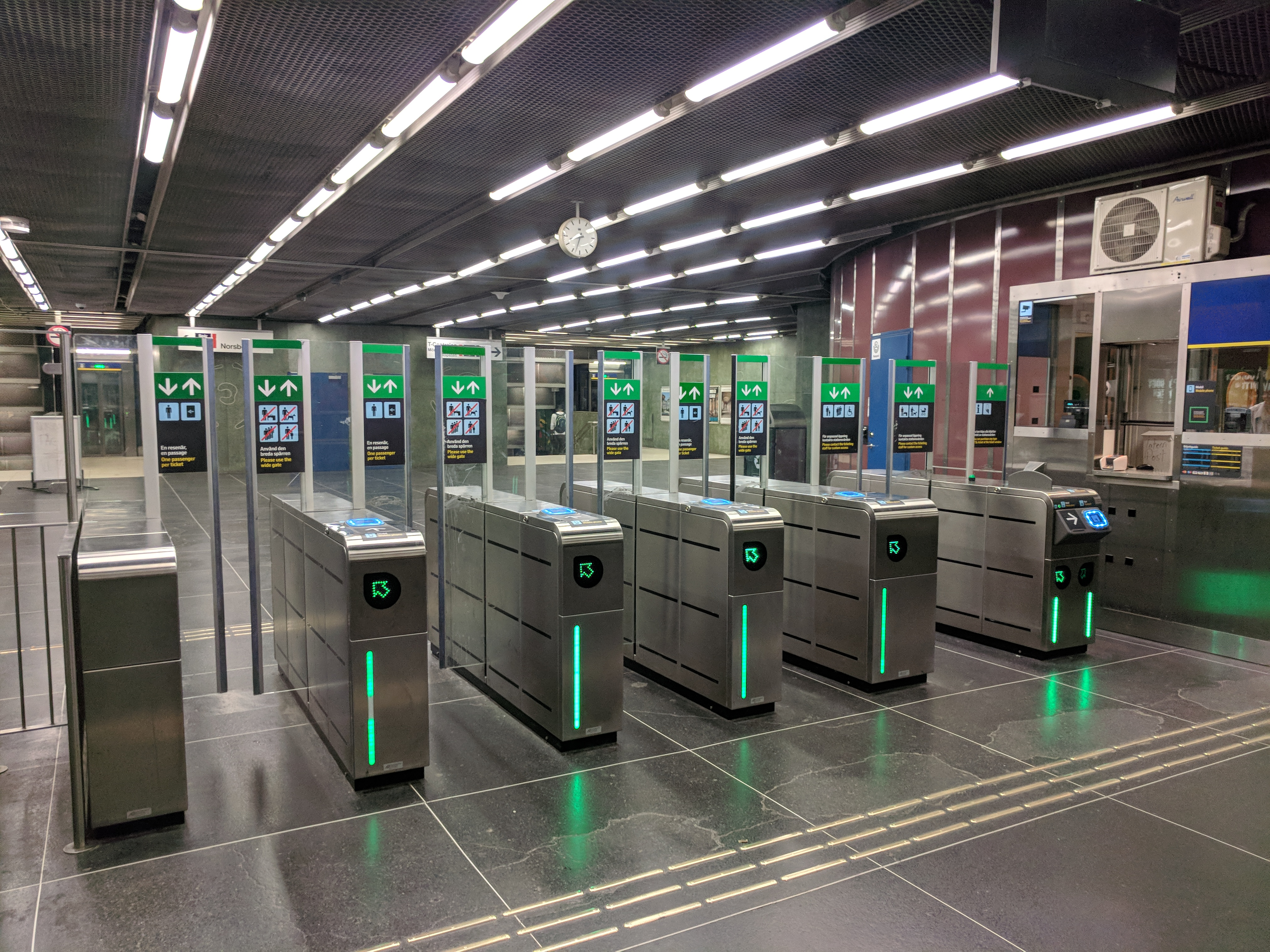
Moderne hohe Bahnsteigsperre in der Station Alby, Stockholms län, ausschließlich für kontaktlose Trägermedien
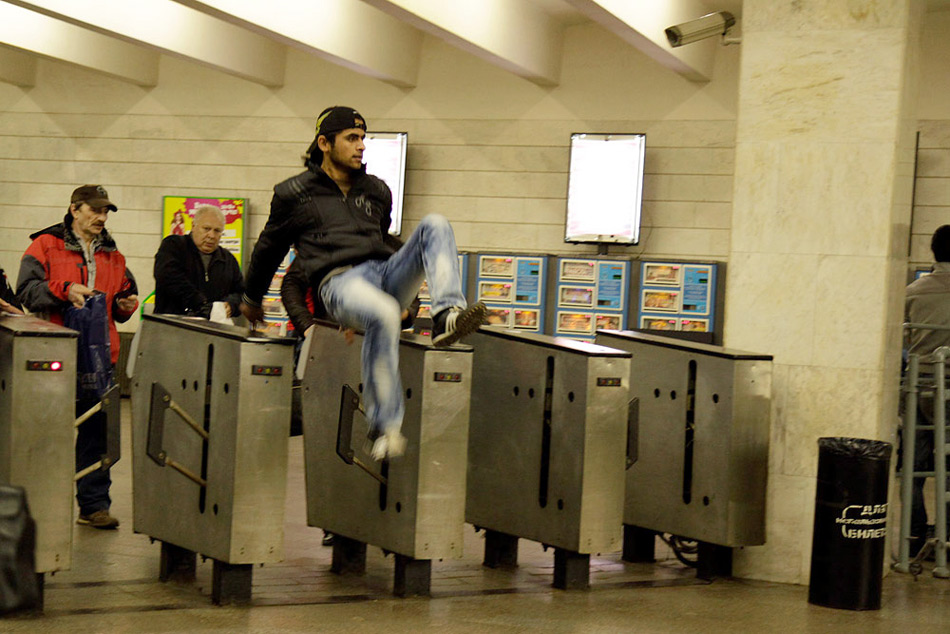
Ein Mann überspringt eine halbhohe Bahnsteigsperre in Moskau
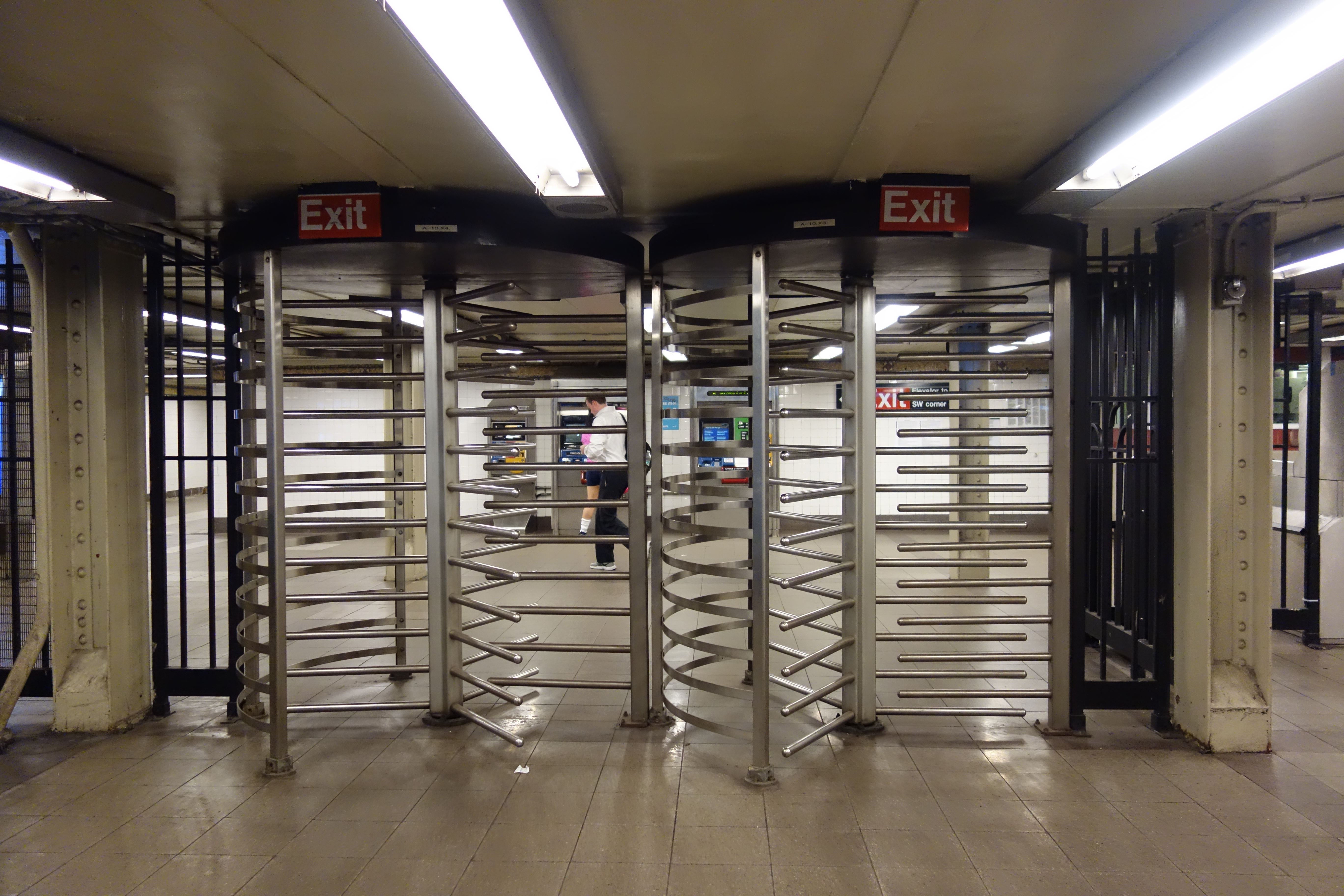
Drehkreuze am Ausgang der Station 57th Street–Seventh Avenue in New York; das Durchschreiten erfolgt ohne vorherige Fahrkartenkontrolle
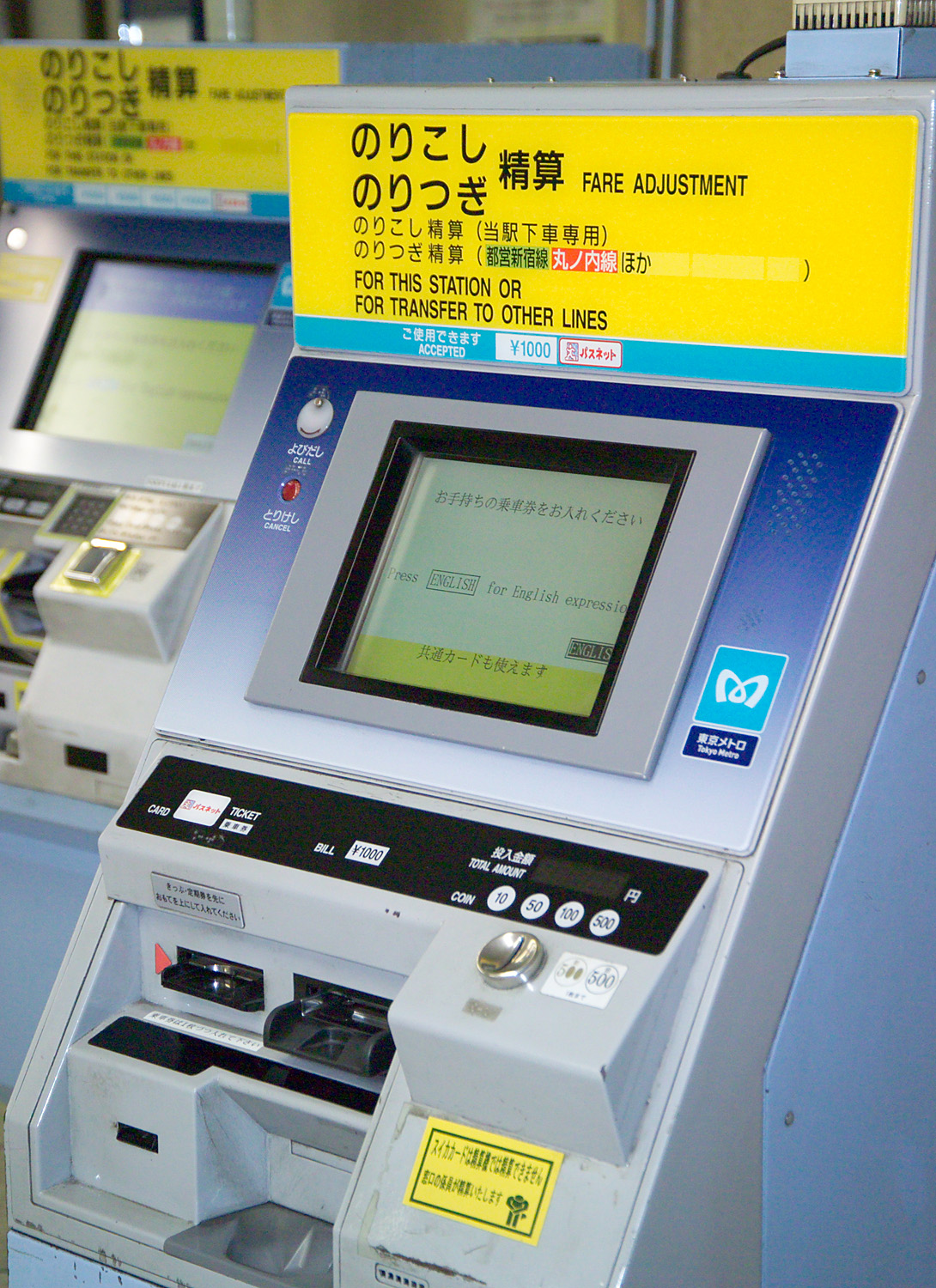
Nachzahlautomat der Tōkyō Metro
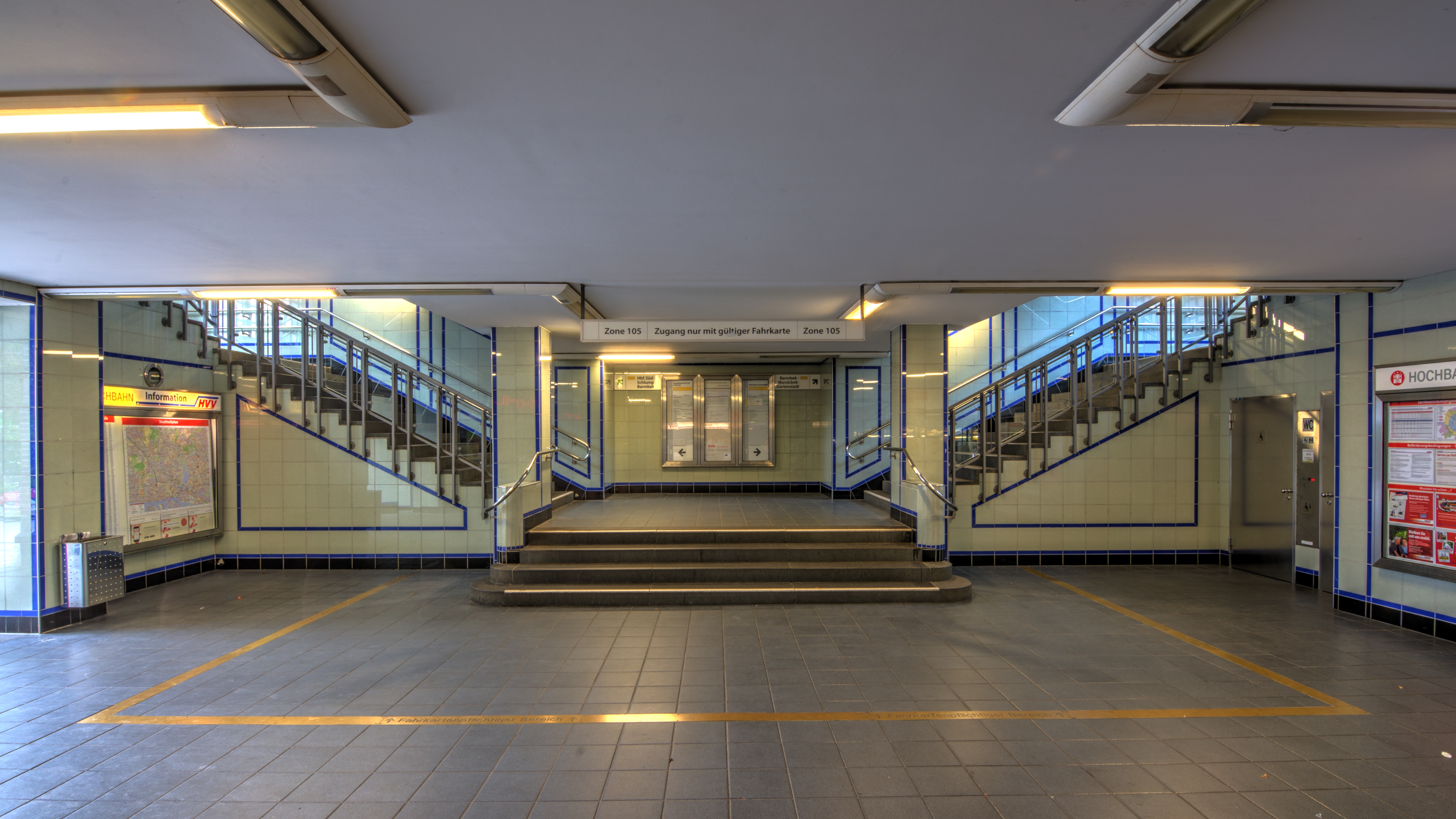
Offener Zu- und Abgang in Hamburg; der fahrkartenpflichtige Bereich wird durch das in den Boden eingelassene Messingband markiert
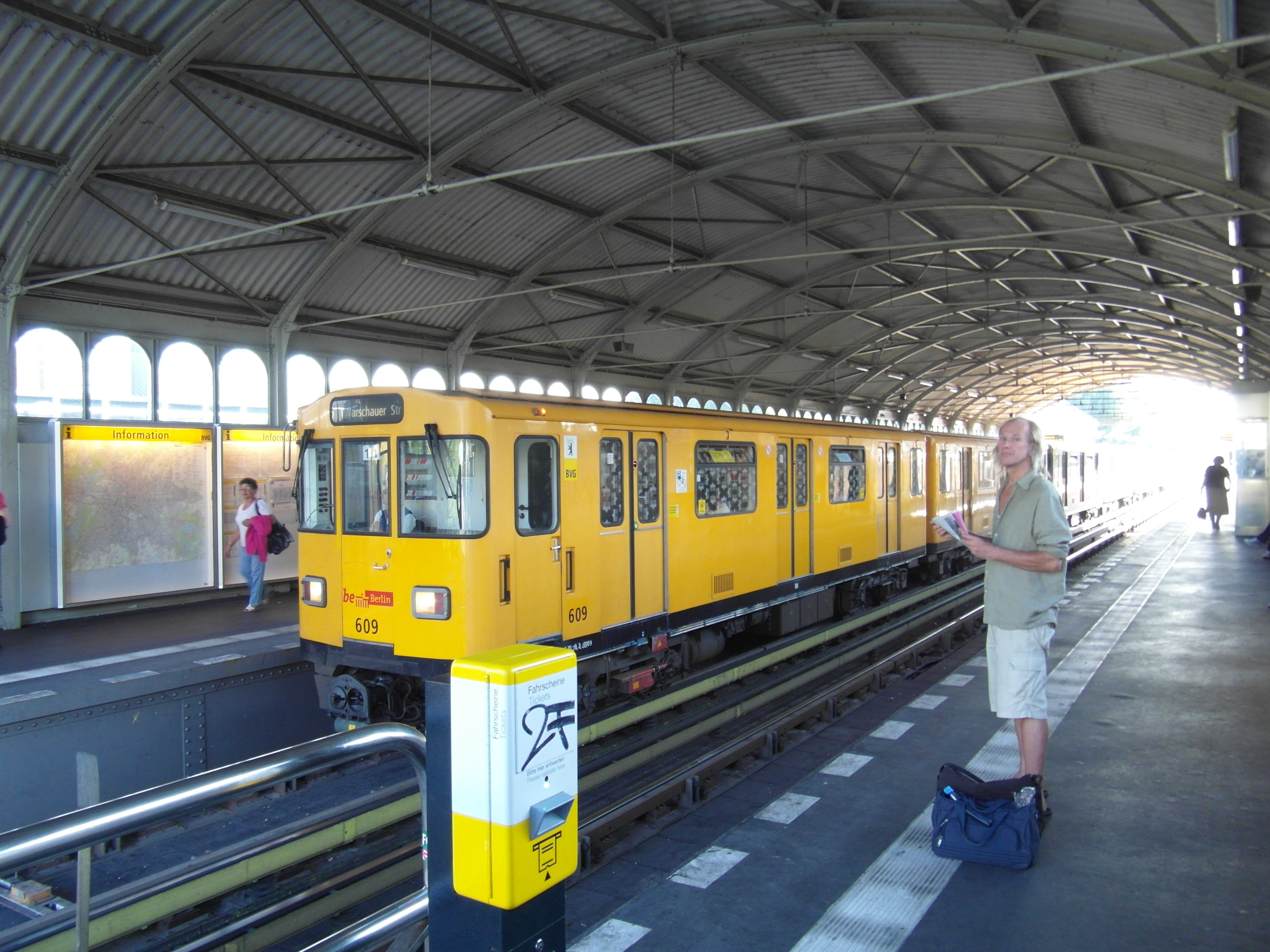
Fahrkartenentwerter auf dem Bahnsteig der Station Prinzenstraße, Berlin

In der Mehrheit der U-Bahn-Netze wird der Zugang zum und teilweise auch der Abgang vom Bahnsteig bzw. fahrkartenpflichtigen Bereich durch automatische Bahnsteigsperren reguliert, die sich gegen Vorlage einer gültigen Fahrkarte öffnen, sodass der Nachweis des Kartenbesitzes bereits vor Fahrtantritt erbracht werden muss. Abhängig von der körperlichen Beweglichkeit, der Bauweise der Sperren und der Kooperationsbereitschaft der anderen Fahrgäste besteht allerdings teilweise die Möglichkeit, Sperren zu übersteigen, zu durchkriechen oder sie gemeinsam mit einer anderen Person zu passieren, weshalb auch in Systemen mit Bahnsteigsperren teilweise Fahrkartenkontrolleure eingesetzt werden und/oder die Sperren zusätzlich durch Personal überwacht werden. In Netzen mit Einheitstarif, in denen der Preis unabhängig von der zurückgelegten Entfernung ist, wird häufig nur der Zugang kontrolliert, während der Abgang über Drehkreuze, sensorgesteuerte Automatiktore oder offene, teilweise überwachte Tore frei möglich ist. In Netzen mit individuell berechnetem Tarif wird hingegen auch der Ausgang kontrolliert, um sicherzustellen, dass die gelöste Fahrkarte für die gesamte zurückgelegte Strecke gültig ist. Wird hierbei eine Differenz festgestellt, kann in verschiedenen Systemen, u. a. in den meisten japanischen, eine Nachzahlung am Automaten und/oder beim Stationspersonal geleistet werden, ohne dass dies als Beförderungserschleichung bestraft wird.
In der geringeren Zahl der Systeme, darunter jenen in Deutschland, Österreich und der Schweiz, werden keine Bahnsteigsperren eingesetzt und der fahrkartenpflichtige Bereich einer Station ist hier physisch frei zugänglich. Die Prüfung des Fahrkarten- oder Bahnsteigkarten-Besitzes erfolgt hier stichprobenartig durch Prüfdienste in den Zügen und auf den Stationen. In solchen Netzen werden häufig Fahrkartenentwerter verwendet, um die Karte vor Fahrtantritt mit Zugangszeit, -datum und -station auszuzeichnen, sodass die Fahrkarte nur einmalig verwendet und die Einhaltung einer zeitlich und/oder auf eine bestimmte Entfernung beschränkten Gültigkeit vom Prüfpersonal nachvollzogen werden kann. Eine Ausnahme hiervon ist beispielsweise Hamburg, da Einzel- und Tageskarten des Hamburger Verkehrsverbunds immer mit Ausgabezeitpunkt und -ort versehen und zur sofortigen Verwendung bereits ab Kauf entwertet sind. Außerhalb des deutschsprachigen Raums verwenden u. a. die U-Bahnen von Helsinki und Kopenhagen keine Bahnsteigsperren. Im englischsprachigen Raum, wo dieses System weniger verbreitet ist, wird es als proof-of-payment (dt. Zahlungsnachweis) bezeichnet.

#### Tarifliche Integration

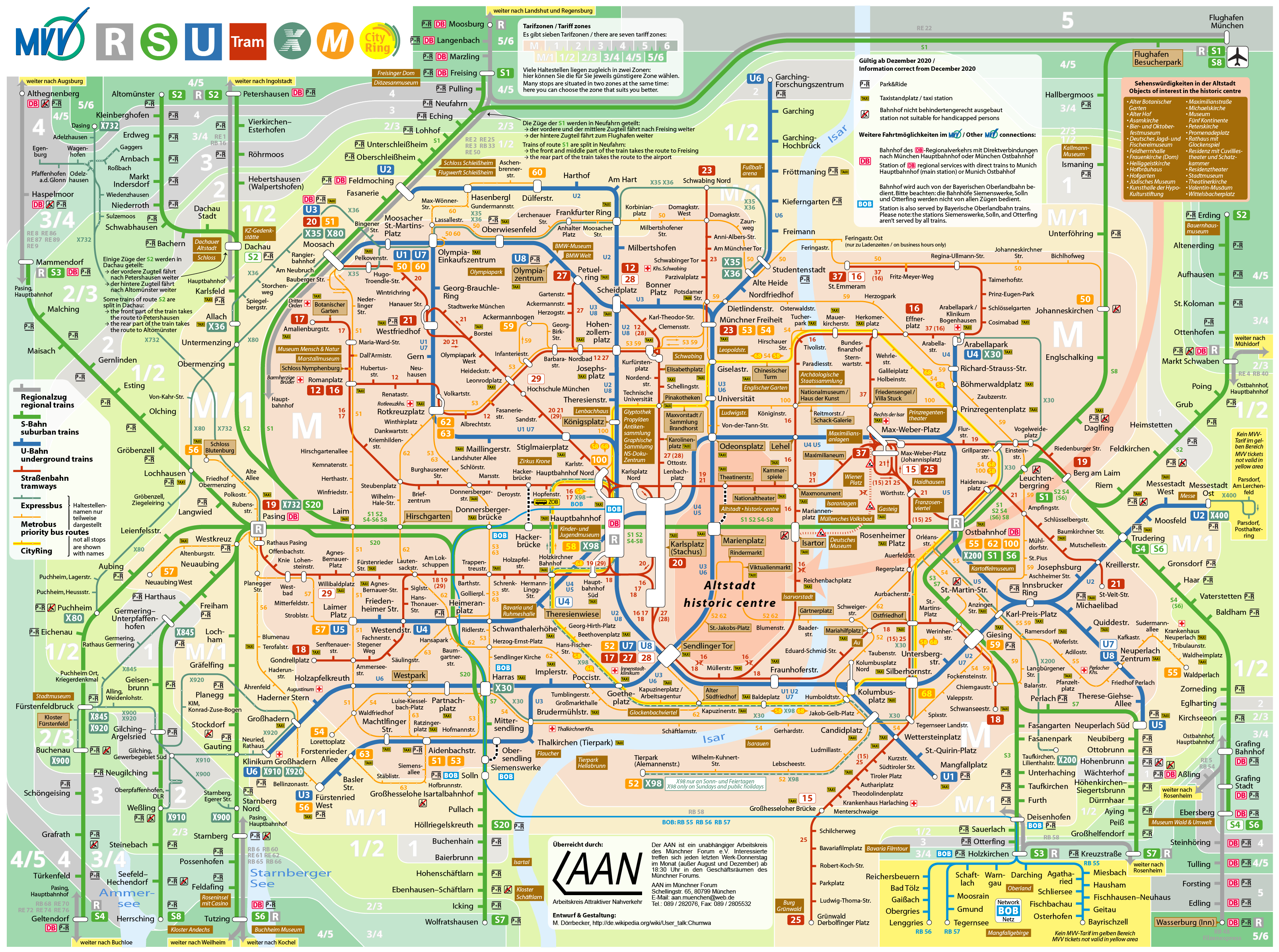
Integriertes ÖPNV-Netz des MVV mit U-Bahn, S-Bahn, Straßenbahn, wichtigen Buslinien und regionalem Zugverkehr

Ein insbesondere aus Fahrgastperspektive interessanter Aspekt ist die tarifliche Integration der U-Bahn und der weiteren öffentlichen Verkehrsmittel der jeweiligen Region, das heißt die Möglichkeit zur Nutzung des gesamten ÖPNV mit derselben Fahrkarte.
Das Niveau der Integration unterscheidet sich zwischen den verschiedenen Netzen; während die U-Bahn-Systeme in Europa und Kanada im Rahmen organisatorischer Strukturen wie Verkehrsverbünden mehrheitlich vollständig in das jeweilige Nahverkehrsnetz integriert sind, werden in den Vereinigten Staaten und Japan überwiegend keine einheitlichen oder nur teilweise integrierte Tarifsysteme verwendet, sodass die Nutzung der Verkehrsmittel unterschiedlicher Betreiber – und teilweise die Nutzung verschiedener Verkehrsmittel desselben Betreibers – separate Fahrkarten erfordert. In den Vereinigten Staaten wird lediglich bei den Systemen in Atlanta, Boston, Cleveland, Honolulu, San Juan und Washington, D.C. ein einheitliches Tarifsystem für alle öffentlichen Verkehrsmittel der jeweiligen Region angewendet. In den anderen amerikanischen und in den japanischen Systemen werden jedoch teilweise kombinierte Karten für Verkehrsmittel verschiedener Betreiber bzw. die verschiedenen Verkehrsmittel desselben Betreibers, die günstiger als separat gelöste Fahrkarten sind, oder vergünstigte Umsteige-/Anschlusstarife angeboten. Zudem vereinfachen die verstärkt seit Ende der 1990er Jahre in zahlreichen Verkehrsnetzen eingeführten elektronischen Fahrkartensysteme das Reisen, indem sie Zahlung und Verwaltung der Fahrkarten der verschiedenen Betreiber mit einem einzigen Medium erlauben.

#### Staaten des RGW
In der Sowjetunion galt von der Währungsreform des Jahres 1961 bis zur Auflösung der Union im Jahr 1991 landesweit in allen U-Bahnen sowie den beiden Metrotram-Systemen ein Einheitstarif von 5 Kopeken für eine Einzelfahrt. Dies war der gleiche Preis wie für eine Autobusfahrt, wohingegen der Oberleitungsbus (4 Kopeken) und die Straßenbahn (3 Kopeken) günstiger waren. Auf den Stationen wurde direkt die entsprechende Kursmünze in die Bahnsteigsperren eingeworfen, ohne hierfür eine Fahrkarte bzw. einen Zahlungsbeleg zu erhalten. Fahrgäste konnten damit die Metro inklusive beliebiger Umstiege bis Betriebsschluss zeitlich unbegrenzt benutzen, solange sie den fahrkartenpflichtigen Bereich nicht verließen. Zeitkarten wurden demgegenüber als Sichtkarten beim Stationspersonal vorgezeigt, das bei Bedarf auch passendes Kleingeld für die Passage der Münzsperren wechselte. Die Verwendung von Kursmünzen anstelle von Papierfahrkarten oder spezieller Zahlmarken für Einzelfahrten wurde in den 1970er Jahren auch bei den zu dieser Zeit neu eröffneten bzw. wesentlich erweiterten Betrieben in Budapest (1 Forint), Bukarest (1 Leu) und Prag (1 Krone) übernommen, jedoch um 1990 herum aufgegeben.

#### Deutschland, Österreich und Schweiz
Die U-Bahnen in Deutschland, Österreich und der Schweiz sind jeweils Teil eines Verkehrsverbunds und tariflich vollständig mit den weiteren öffentlichen Verkehrsmitteln ihrer jeweiligen Region integriert. Sie sind zudem in die nationalen (Nah-)Verkehrstickets der drei Länder (Deutschlandticket sowie Bahncard 100, KlimaTicket und Generalabonnement) integriert, ebenso gelten in Deutschland die jeweiligen Ländertickets.
| System          | Verkehrs- und Tarifverbund | Verkehrs- und Tarifverbund          | für das U-Bahn-Netz gültiges Tarifsystem |
| --------------- | -------------------------- | ----------------------------------- | --- |
| U-Bahn Berlin   |                            | Verkehrsverbund Berlin-Brandenburg  | - Einzelkarte Kurzstrecke: feste Anzahl von Stationen (max. 3) - alle sonstigen Karten: Einheitstarif - weitere gültige Tickets: Deutschlandticket, Brandenburg-Berlin-Ticket, Bahncard 100                                                  |
| U-Bahn Hamburg  |                            | Hamburger Verkehrsverbund           | - Einzelkarte Kurzstrecke und Nahbereich: Entfernungstarif - alle sonstigen Karten: Einheitstarif - weitere gültige Tickets: Deutschlandticket, Mecklenburg-Vorpommern-Ticket, Niedersachsen-Ticket, Schleswig-Holstein-Ticket, Bahncard 100 |
| U-Bahn München  |                            | Münchner Verkehrs- und Tarifverbund | - Einzelkarte Kurzstrecke: feste Anzahl von Stationen (max. 2) - alle sonstigen Karten: Tarifringe - weitere gültige Tickets: Deutschlandticket, Bayern-Ticket, Bahncard 100                                                                 |
| U-Bahn Nürnberg |                            | Verkehrsverbund Großraum Nürnberg   | - Einzelkarte Kurzstrecke: feste Anzahl von Stationen (max. 2) - alle sonstigen Karten: Einheitstarif - weitere gültige Tickets: Deutschlandticket, Bayern-Ticket, Bahncard 100                                                              |
| U-Bahn Wien     |                            | Verkehrsverbund Ost-Region          | - alle Karten: Einheitstarif - weiteres gültiges Ticket: KlimaTicket |
| Métro Lausanne  |                            | Communauté tarifaire Vaudoise       | - Einzelkarte Kurzstrecke: feste Anzahl von Stationen (max. 3) - alle sonstigen Karten: Tarifringe - weiteres gültiges Ticket: Generalabonnement                                                                                             |

## Technik und Infrastruktur

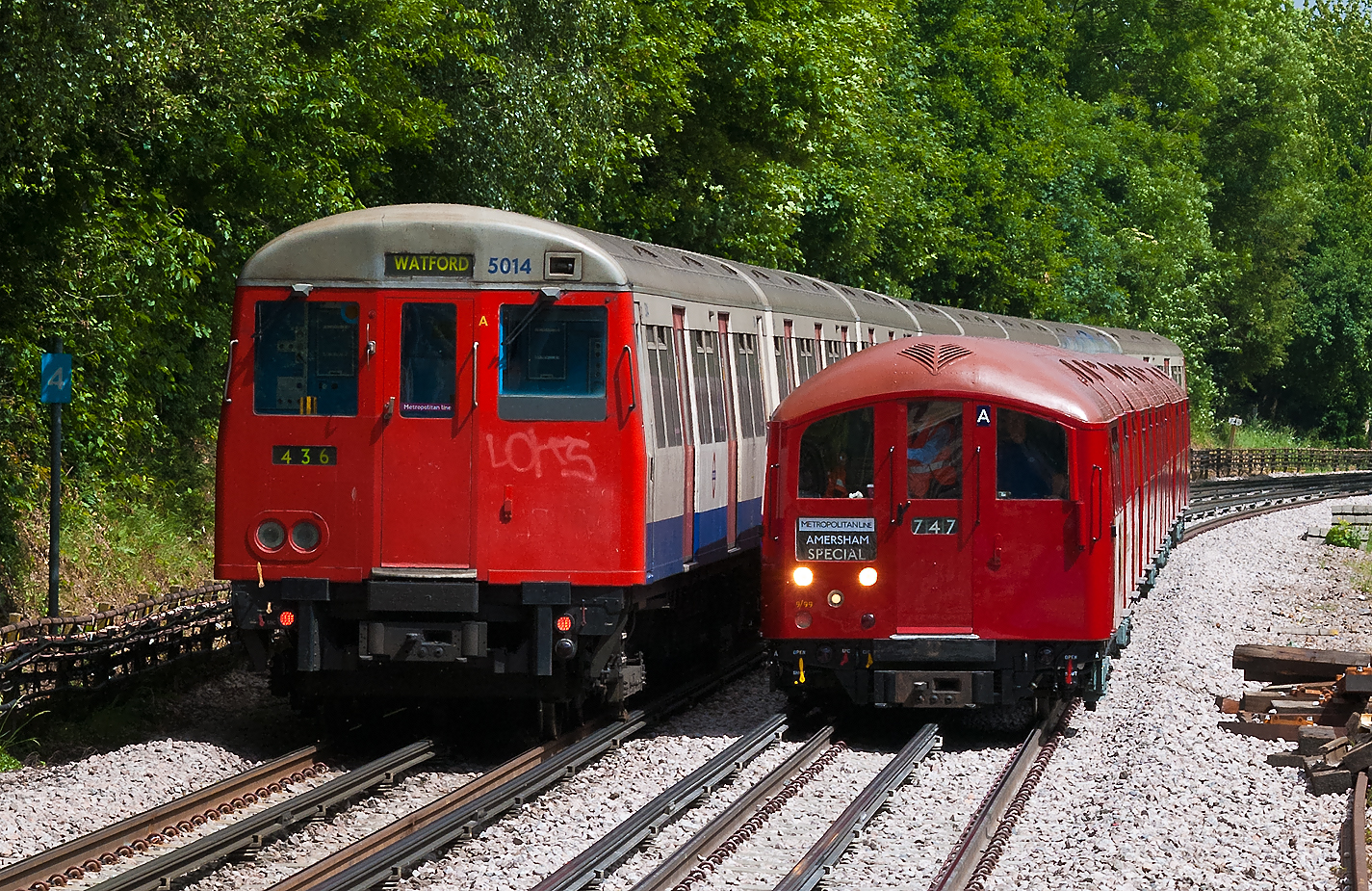
Die London Underground besteht aus den betrieblich und technisch nur teilweise kompatiblen Teilnetzen der sub-surface (links) und deep tube lines (rechts)

Das Verkehrsmittel U-Bahn ist auf technischer Ebene ein komplexes System, das entlang einer Vielzahl von Parametern wie Lichtraumprofil, Kurvenradius, Spurweite, Stromversorgung, Betriebsspannung, Polarität, Betriebssteuerung, Traktionssystem und Bahnsteig- bzw. maximaler Zuglänge variiert werden kann. Insbesondere die bis zur Mitte des 20. Jahrhunderts gebauten Netze weisen dabei so weitgehende Unterschiede zueinander auf, dass sie in der Mehrzahl der Fälle untereinander nicht kompatibel sind, während die ab der zweiten Hälfte des Jahrhunderts neu geplanten Netze häufiger auf stärker vereinheitlichten Parametern beruhen (siehe auch hier). Weiterhin sind U-Bahnen in der Mehrheit der Fälle nicht mit anderen Bahnen wie dem jeweiligen nationalen oder lokalen Eisenbahnnetz oder dem Straßenbahnnetz ihrer jeweiligen Stadt kompatibel (zu Ausnahmen siehe hier).
Auf Ebene der einzelnen Systeme gibt es sowohl Netze, in denen alle Strecken nach einheitlichen Spezifikationen entworfen sind und in denen alle Fahrzeuge grundsätzlich freizügig im gesamten Netz eingesetzt werden können (z. B. Montreal, München, Stockholm), als auch Netze, in denen die einzelnen Strecken nach unterschiedlichen Standards ausgebaut sind und die daher aus mehreren technisch und betrieblich nicht oder nur eingeschränkt kompatiblen Teilnetzen bestehen.
Vorteile technisch homogener Systeme können beispielsweise der flexible Einsatz von Fahrzeugen im gesamten Netz, die Möglichkeit zur Nutzung derselben Betriebswerkstätten und anderer Infrastruktur durch alle Fahrzeuge und Skalenvorteile bei der Beschaffung von Fahrzeugen und Fahrzeugteilen sein. Gründe für unterschiedliche Parameter innerhalb desselben Systems umfassen beispielsweise die Umsetzung neuerer technischer Entwicklungen und Standards, die Korrektur früherer Spezifikationen, die im Nachhinein als unzulänglich oder nachteilig beurteilt werden wie Fahrzeuge mit zu geringer Kapazität, die Reduzierung der Baukosten durch günstigere Bauverfahren (z. B. Ōedo Line in Tokio) oder vereinfachte und reduzierte Ausbaustandards (z. B. auf den Außenstrecken der Linien 7, 9 und 12 in Madrid), die bewusste Differenzierung der Beförderungskapazitäten der einzelnen Linien (z. B. Wenhu Line in Taipeh, historisch Scarborough Line in Toronto), die Vereinigung mehrerer zuvor unabhängiger Netze (z. B. London, New York) bzw. die Integration bestehender Strecken anderer Bahnen (z. B. Linie C in Lyon) oder die Ermöglichung des wechselseitigen Betriebs mit Strecken, die nach anderen Standards ausgebaut sind (z. B. Linie L1 in Barcelona (wechselseitiger Betrieb allerdings nicht umgesetzt), Mita Line und Shinjuku Line in Tokio).
Die nachträgliche Änderung von Parametern kann – insbesondere bei Tunnelstrecken und -stationen – mit erheblichem baulichem, zeitlichem und finanziellem Aufwand verbunden sein, weshalb auf Seite der Betreiber im Allgemeinen die ausgeprägte Tendenz besteht, die für eine Strecke einmal gewählten Standards dauerhaft fortzuführen. Gleichwohl gibt es eine Vielzahl von Beispielen für Anpassungen bestimmter technischer Aspekte auf bestehenden Strecken, insbesondere für die vergleichsweise einfache Umstellung der Stromversorgung von Stromschiene auf Oberleitung bzw. umgekehrt, jedoch auch für die nachträgliche Verlängerung von Bahnsteigen, um den Einsatz längerer Züge zu ermöglichen (z. B. Hamburg, Lissabon, Toulouse). Teilweise wird bei größeren Anpassungen an der Infrastruktur wie der Verlängerung von Bahnsteigen auch ein Teil der Bahnhöfe und/oder Strecken aufgegeben. So wurde beispielsweise der Bahnhof Chamberí der U-Bahn Madrid im Zuge der dortigen Bahnsteigverlängerung aufgegeben und beherbergt heute das U-Bahn-Museum.

### U-Bahnen als Wahrzeichen und Sehenswürdigkeit

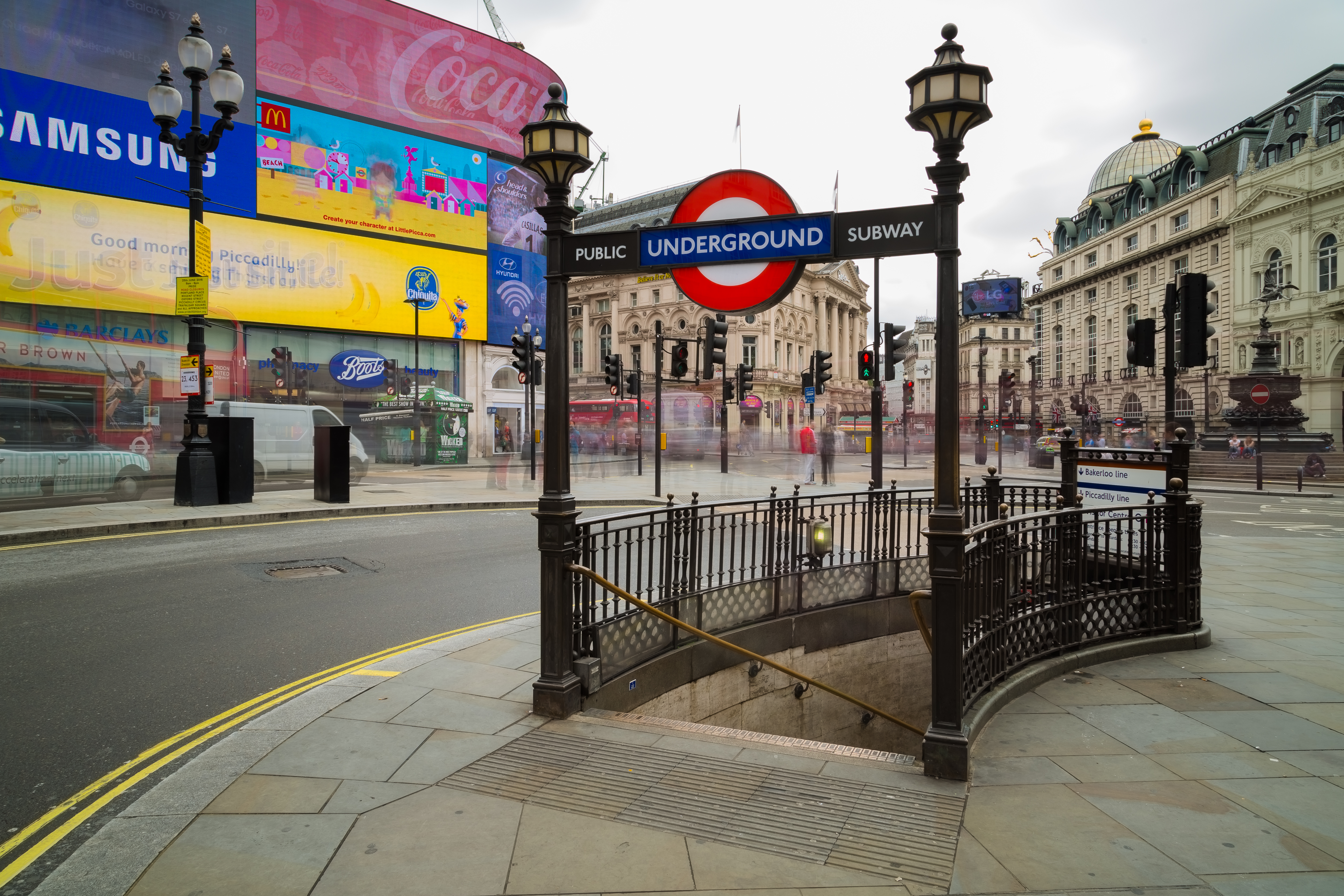
Abgang zur Station Piccadilly Circus in London mit dem charakteristischen Underground-roundel
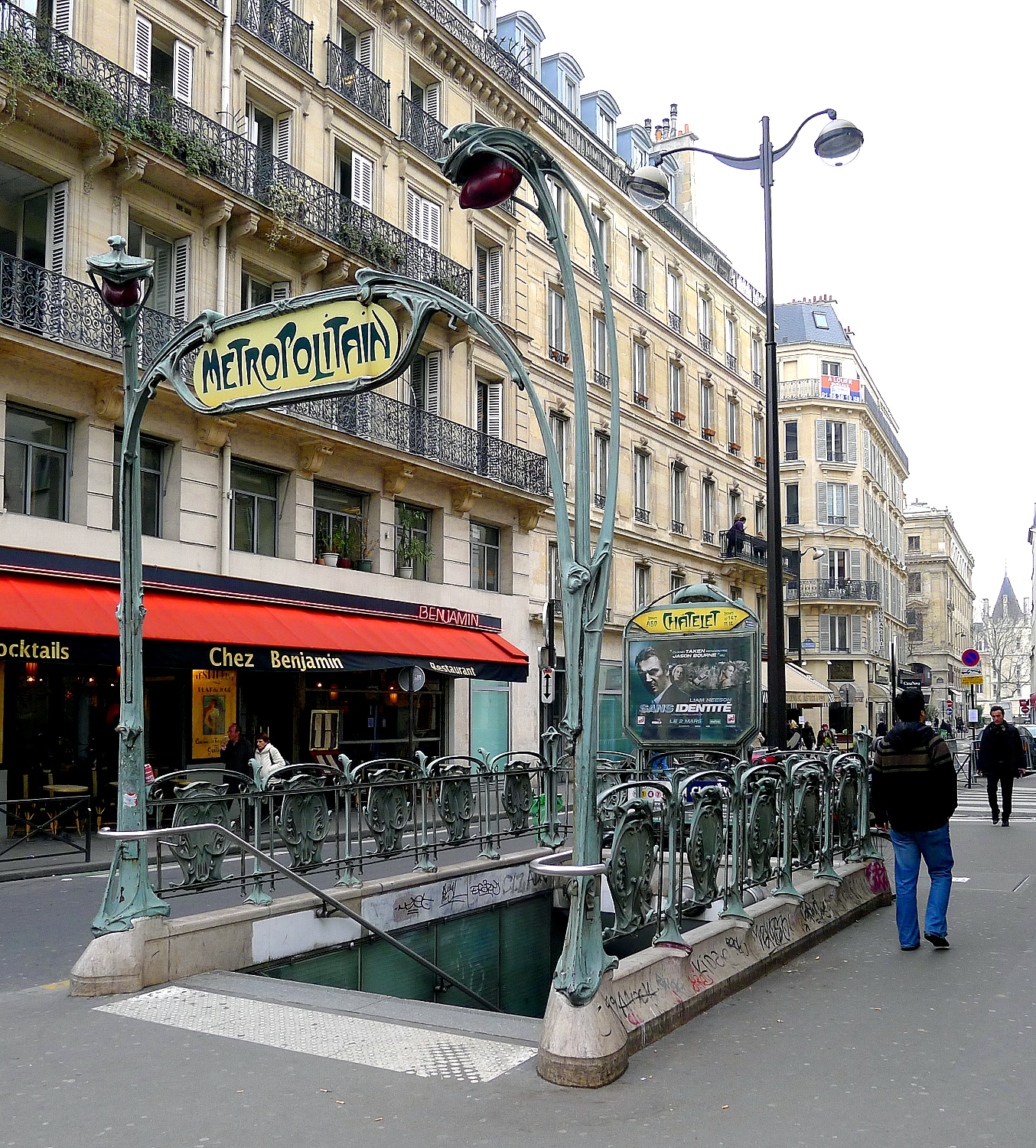
Für Paris typischer Art-nouveau-Abgang nach Entwurf von Hector Guimard
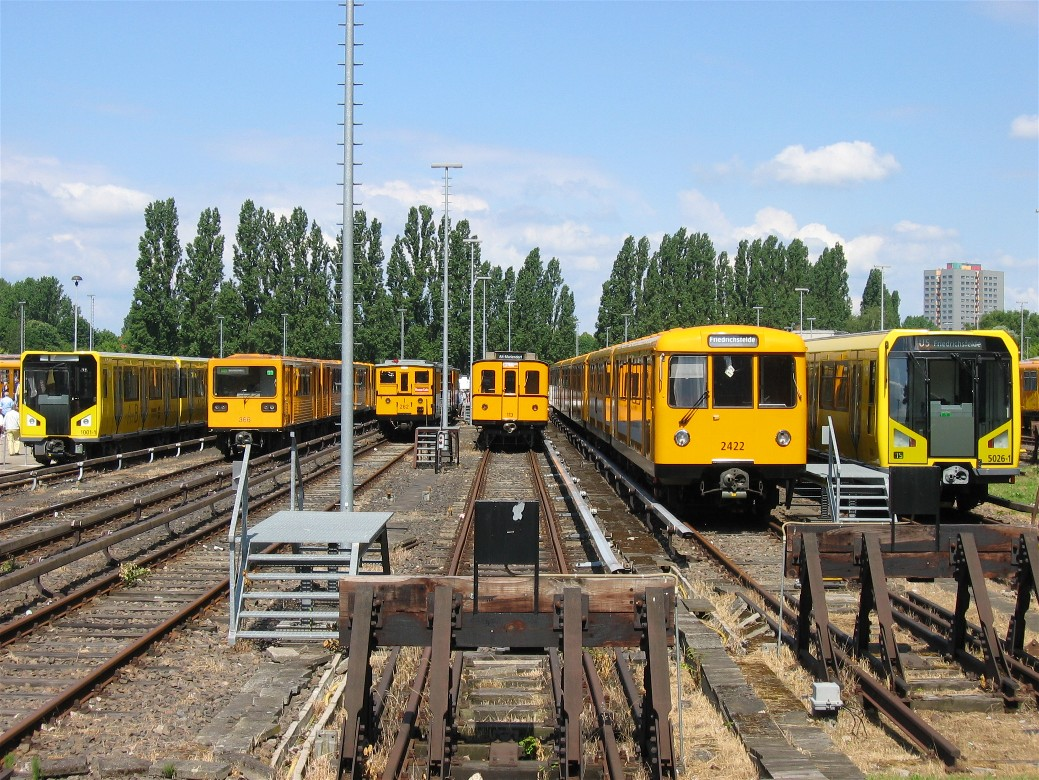
Die gelb lackierten Fahrzeuge der U-Bahn Berlin sind seit den 1930er Jahren markanter Bestandteil des Stadtbildes
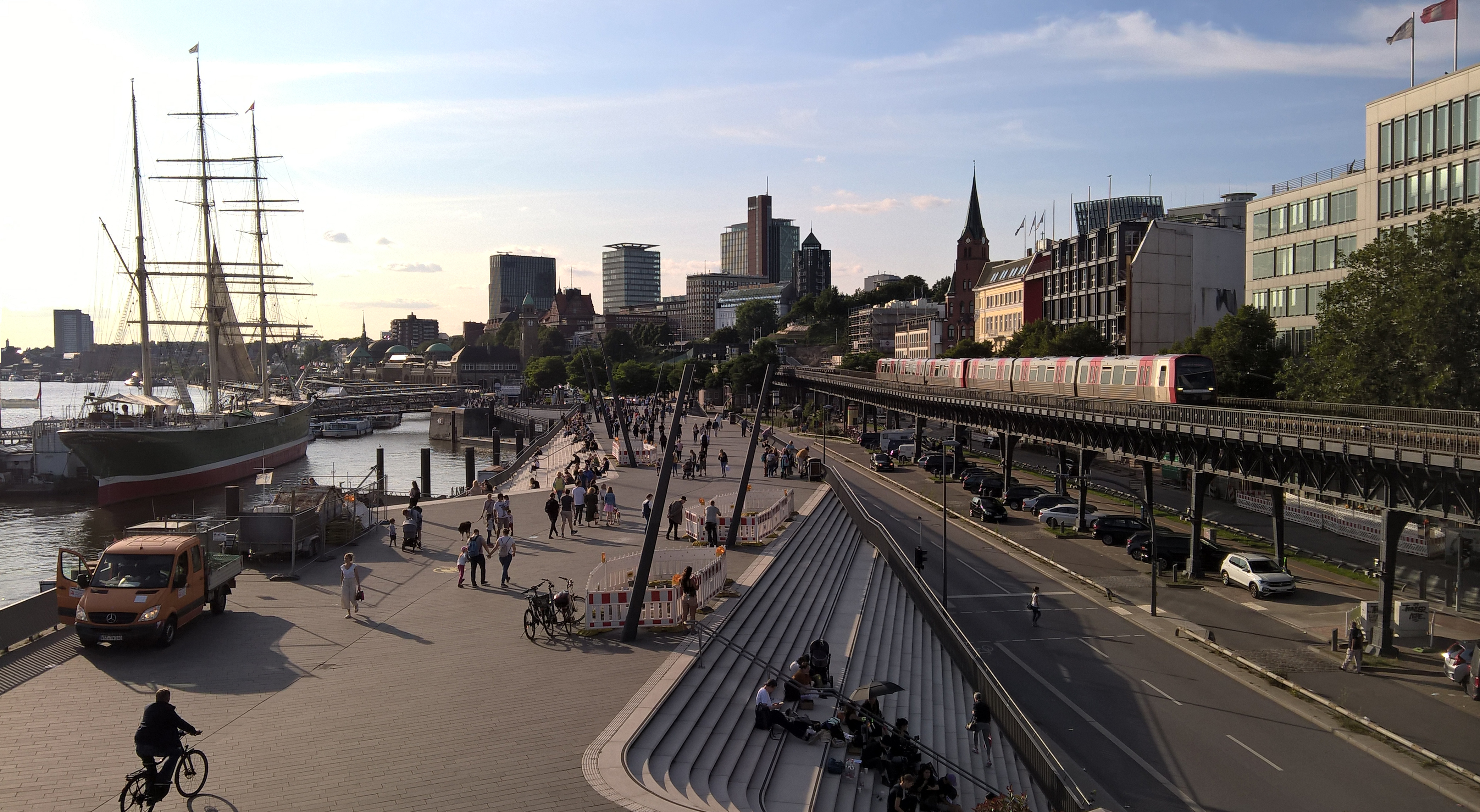
Die Viaduktstrecke der U3 entlang von Baumwall und Vorsetzen ist seit 1912 prägender Teil des Hamburger Elbufers
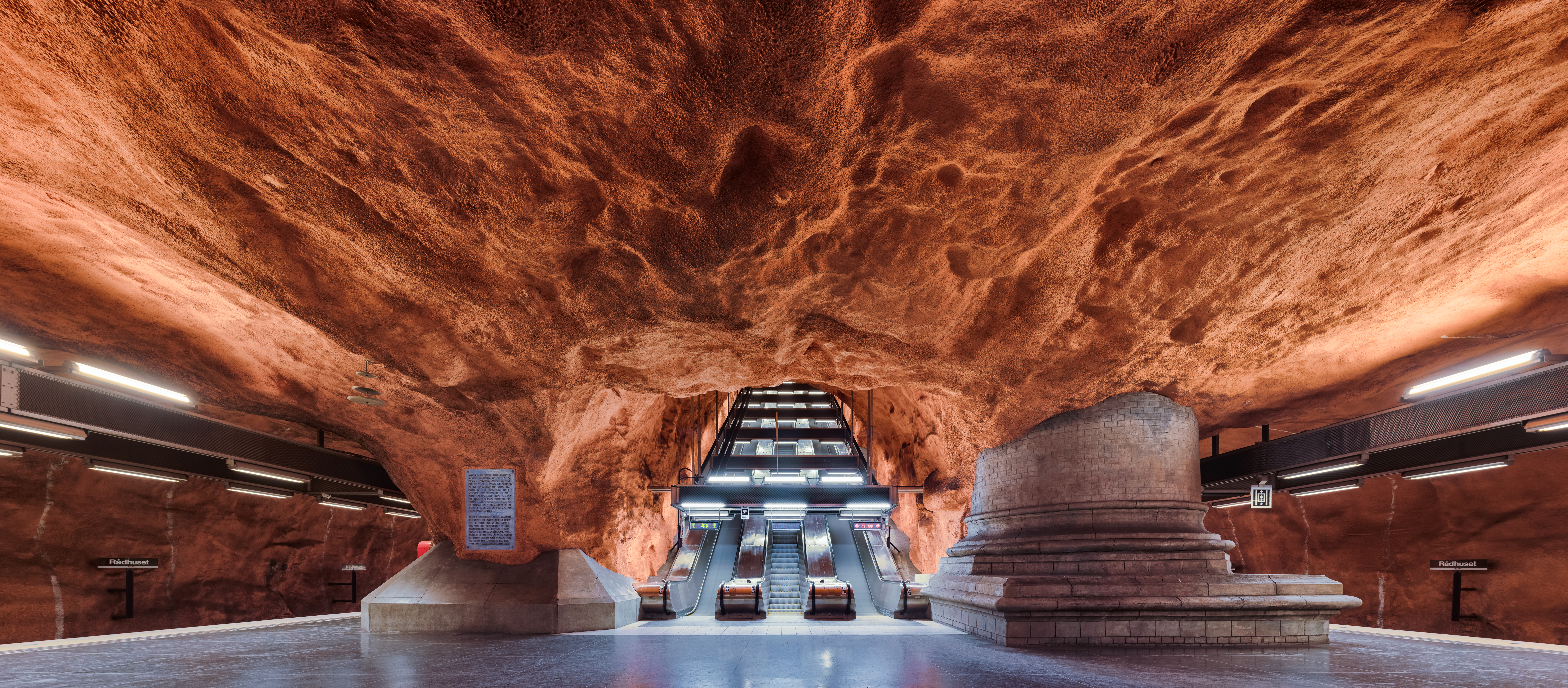
Rådhuset: Für Stockholm typische, künstlerisch gestaltete Höhlenstation (se. grottstation)
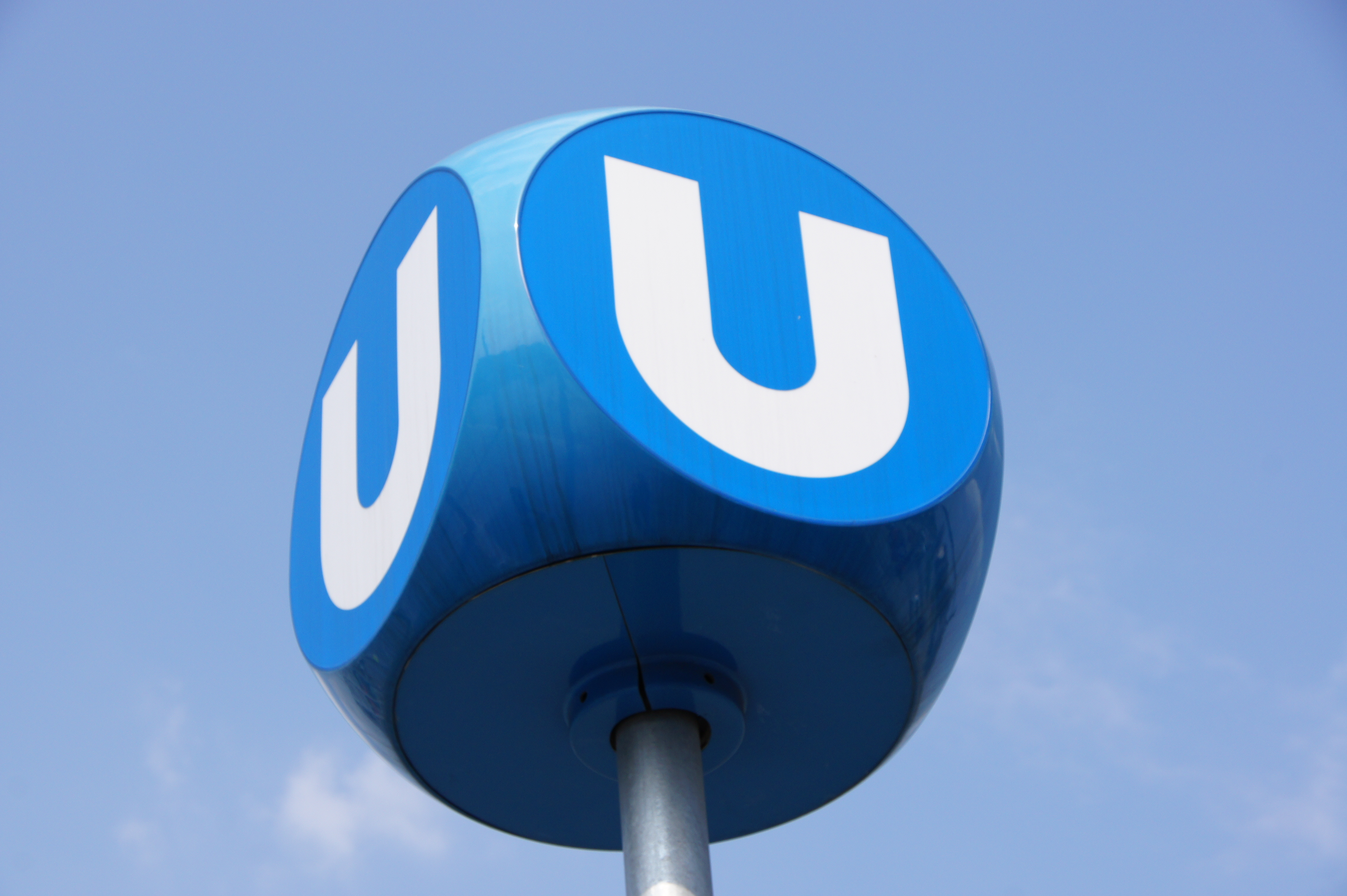
Einer von mehr als 300 sogenannten U-Bahn-Würfeln, die die Stationen der Wiener U-Bahn markieren
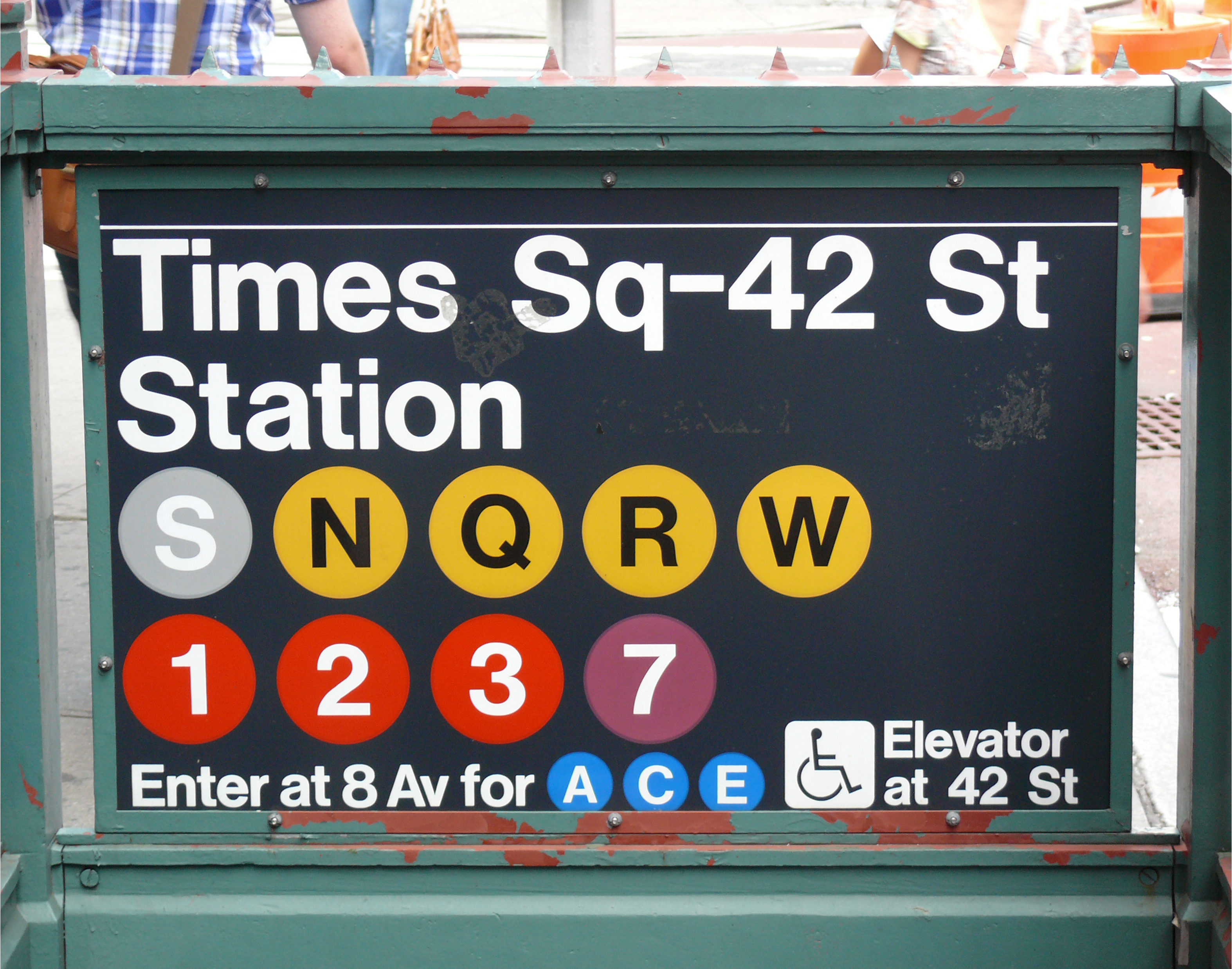
Typisches Stationsschild der New York City Subway an der Haltestelle Times Square–42nd Street

Wie andere Einrichtungen des öffentlichen Verkehrs und öffentlicher Infrastruktur insgesamt bilden U-Bahn-Systeme und ihre einzelnen Elemente häufig einen prominenten Teil des spezifischen physischen und graphischen Inventars ihrer jeweiligen Stadt und können so deren visuelle Identität und Atmosphäre in bedeutender Weise mitprägen und über ihre verkehrliche Funktion hinaus ein Symbol bzw. Wahrzeichen der Stadt und auch eine eigenständige Sehenswürdigkeit sein.
Hierzu können gleichermaßen singuläre Elemente wie gestalterisch besonders markante und/oder stadträumlich besonders exponierte Stations- und Streckenbauwerke wie auch serielle und standardisierte Elemente wie bestimmte Gebäudetypen (siehe hier) und Einbauten (z. B. Stationsmasten), Fahrzeuge, Logos (siehe hier), Liniennetzpläne (siehe hier) und die weitere graphische Gestaltung einschließlich Typografie (siehe hier), Farbsystemen und Wegeleitsystemen/Signaletik zählen. Ebenso charakteristisch und identitätsstiftend können die spezifische Klangwelt (z. B. Türschließsignale, Stationsansagen, Durchsagen wie das u. a. aus London bekannte Mind the gap und die – u. a. in verschiedenen japanischen Netzen verwendeten – Bahnhofs-Jingles sowie ein gesamthaft konzipiertes Sound Branding), das olfaktorische Profil (z. B. der spezifische Geruch der Glasgow Subway) sowie abstrakte Prinzipien wie ein besonderer Anspruch an die architektonische und künstlerische Ausgestaltung von Stationen (siehe hier und hier) sein.

### Trasse

#### Streckenführung

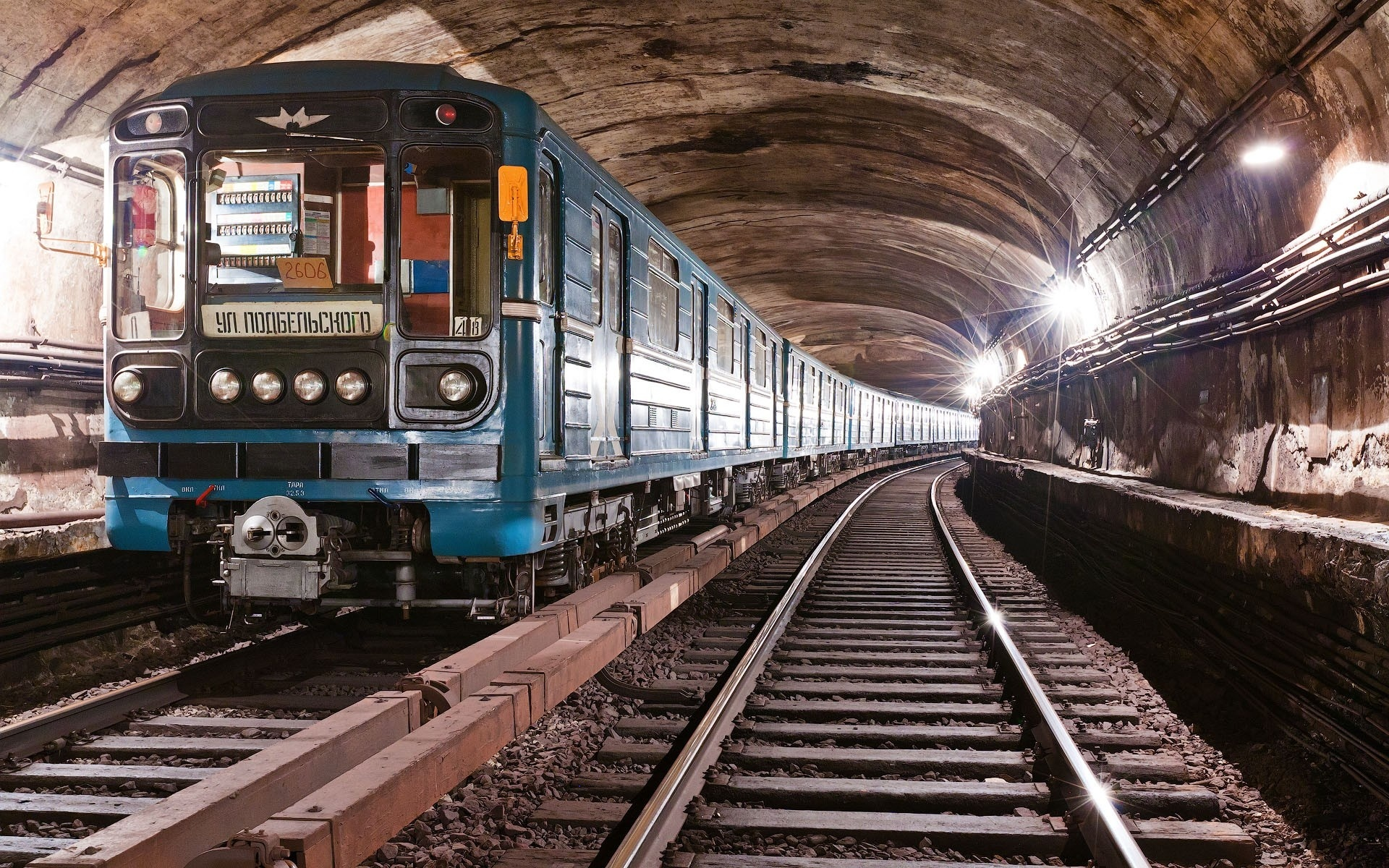
Streckentunnel der Metro Moskau
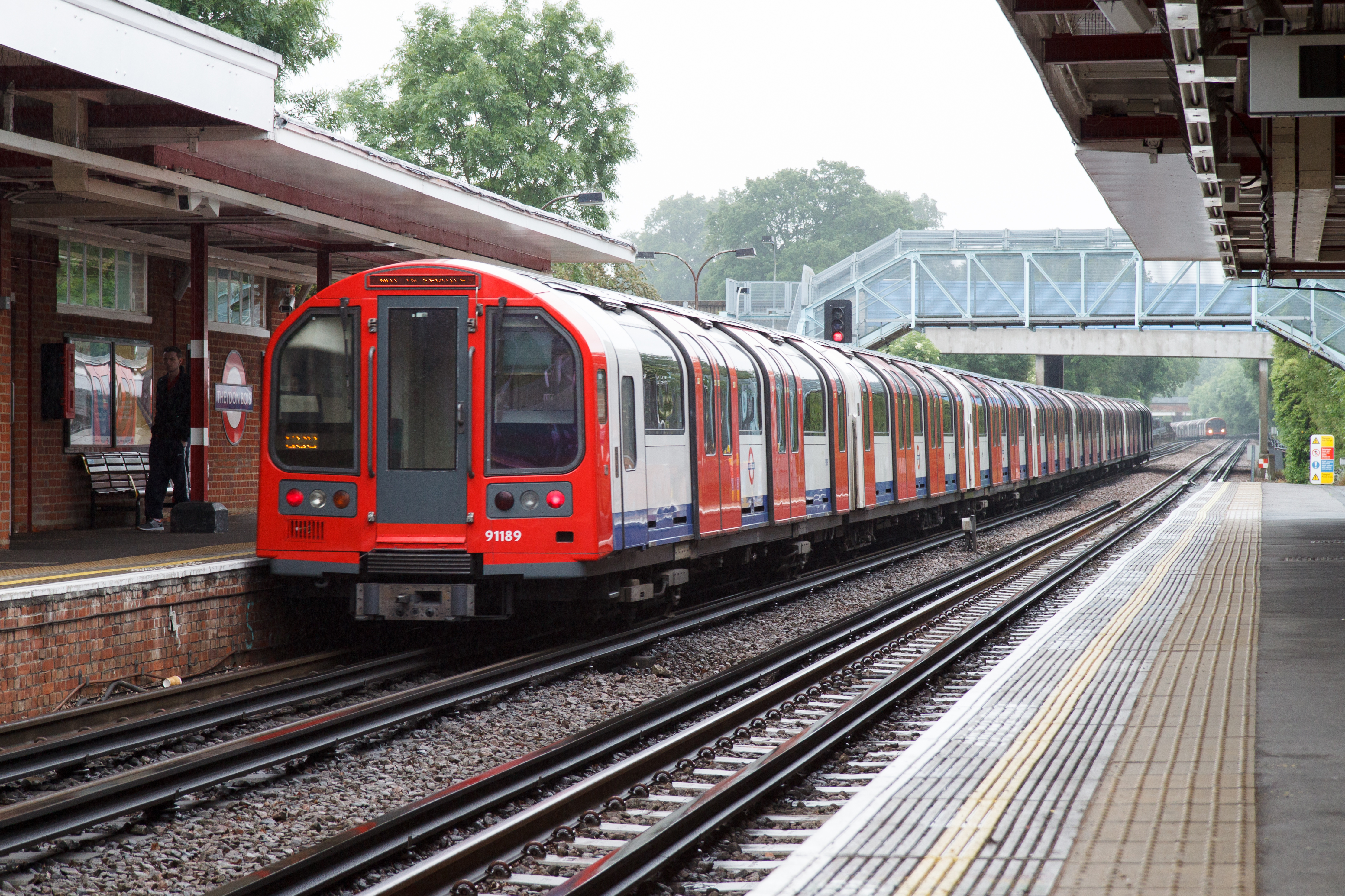
Oberirdische Strecke der Central Line der London Underground am Bahnhof Theydon Bois
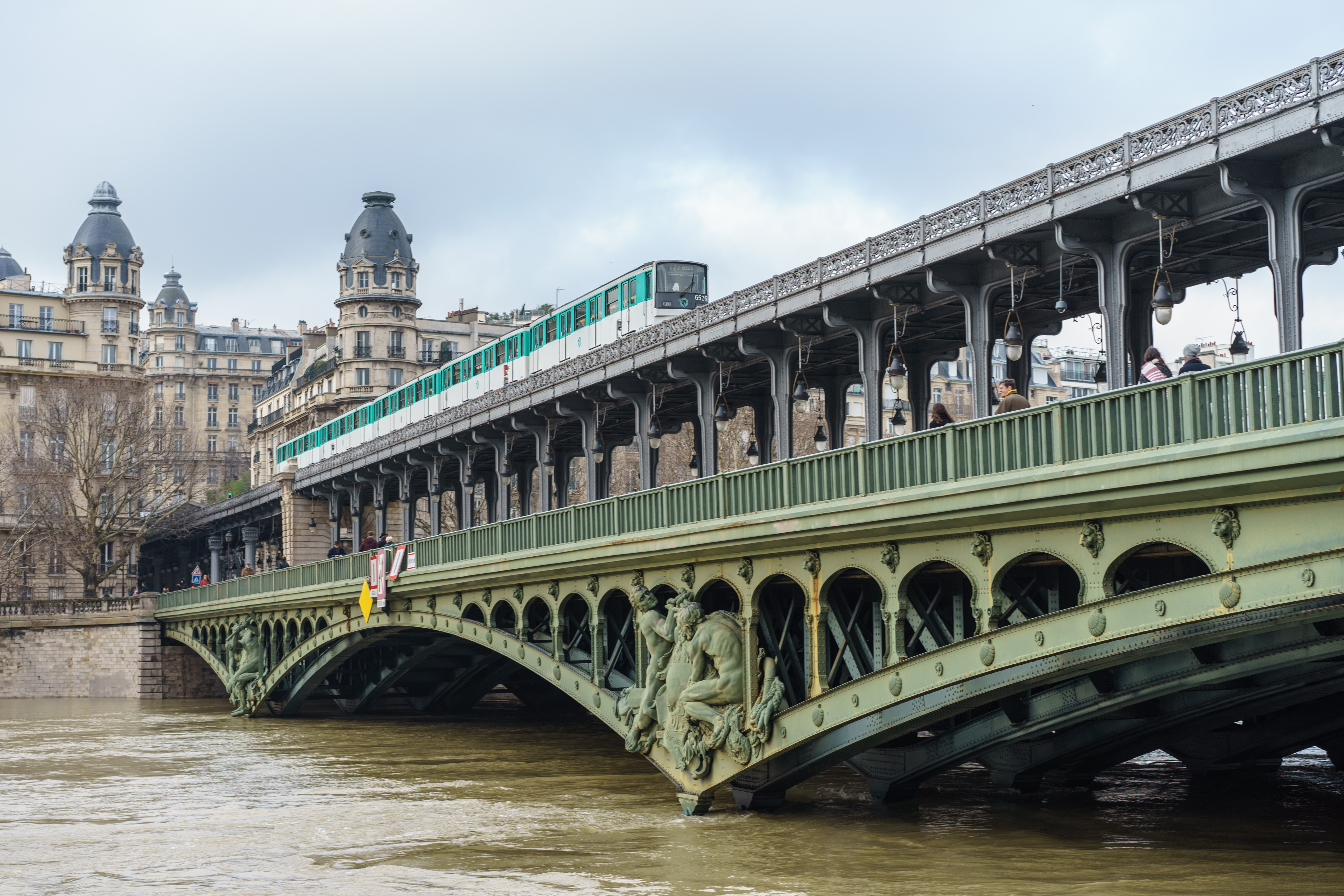
Hochbahnstrecke der Métro Paris über den Pont de Bir-Hakeim
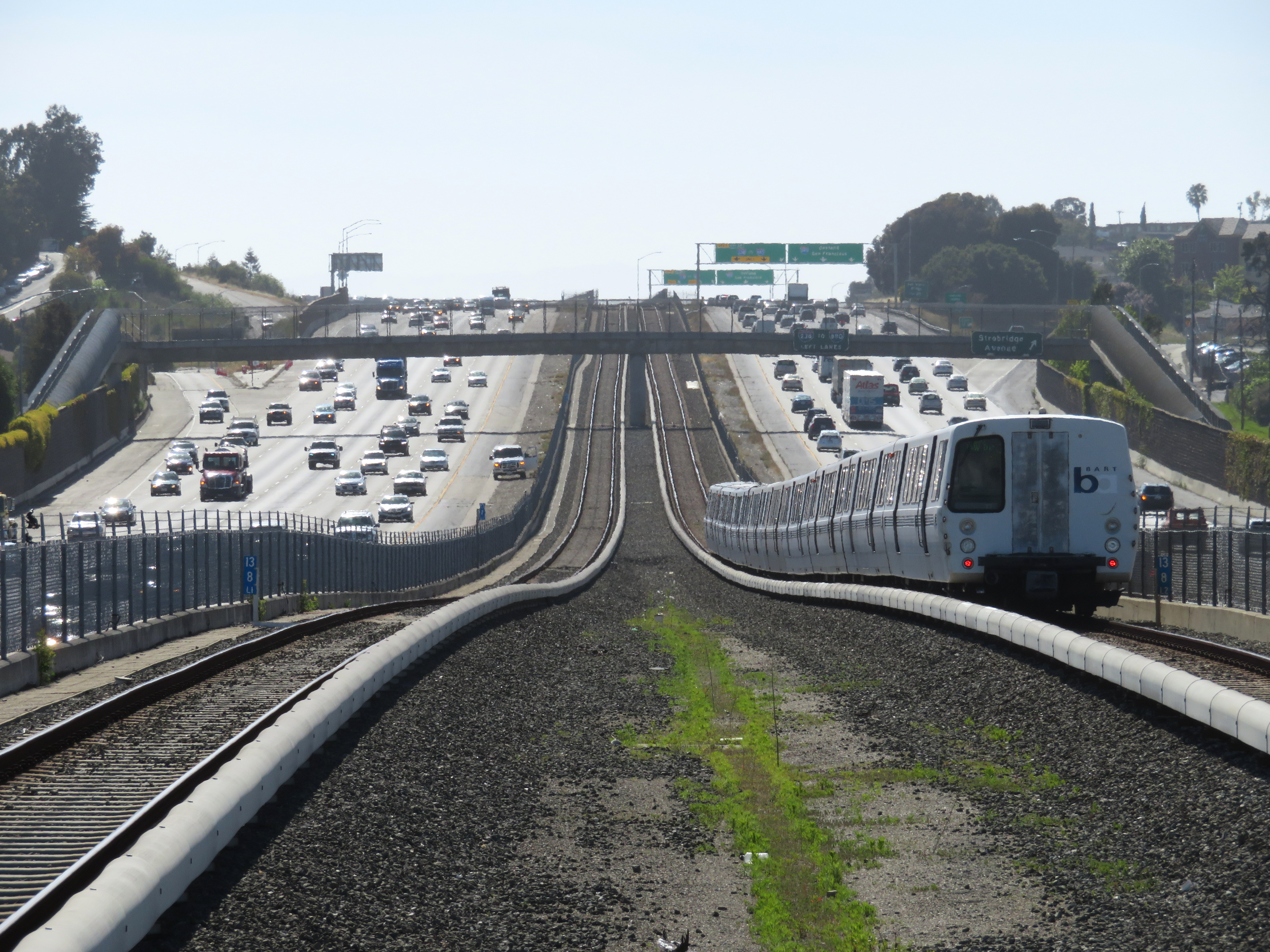
Verkehrswegebündelung mit U-Bahn (BART) in Mittellage zwischen den Richtungsfahrbahnen einer Autobahn (Interstate 580)
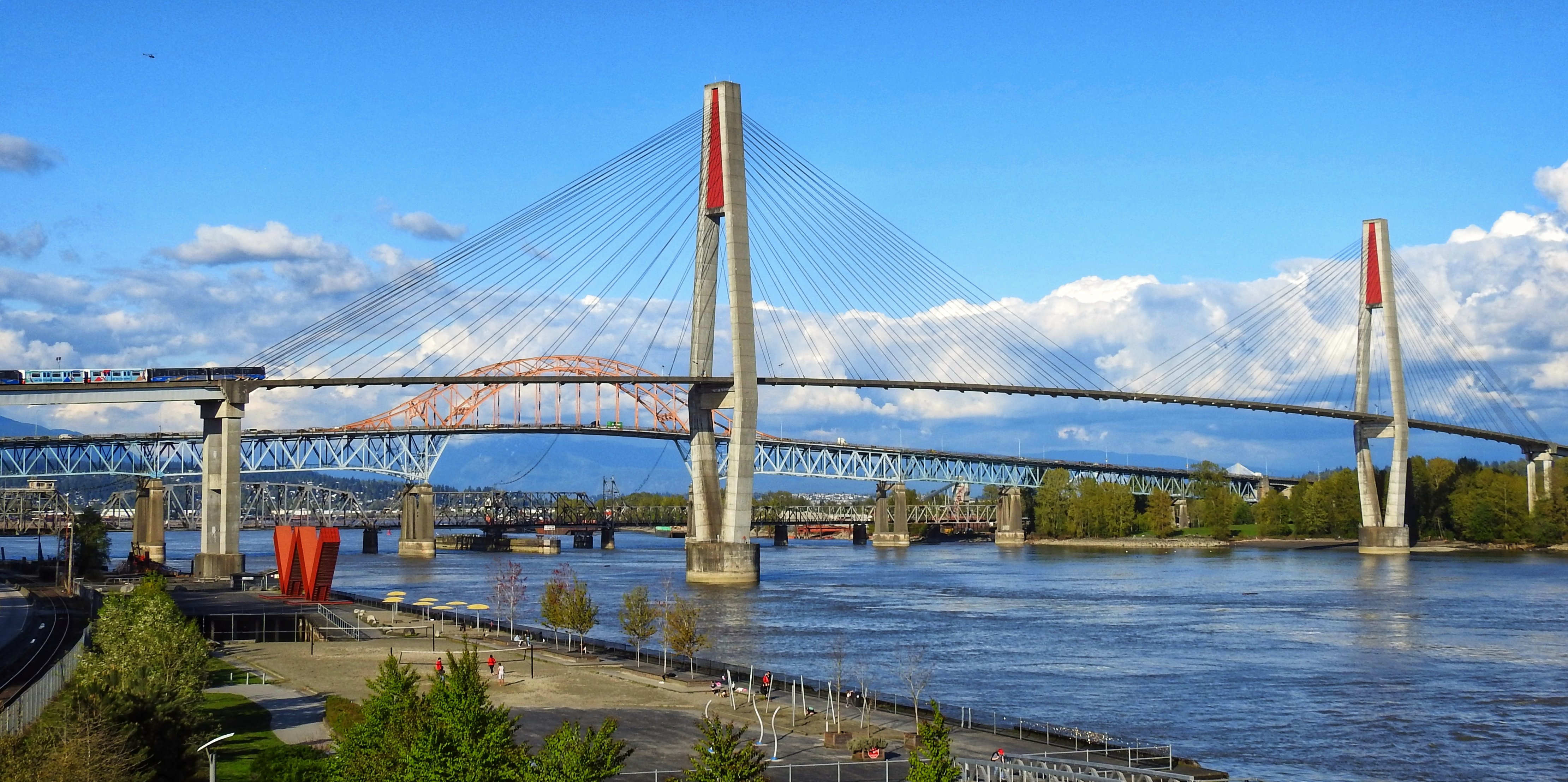
SkyBridge, Vancouver: Aufwändige U-Bahn-Brücke über den Fraser River
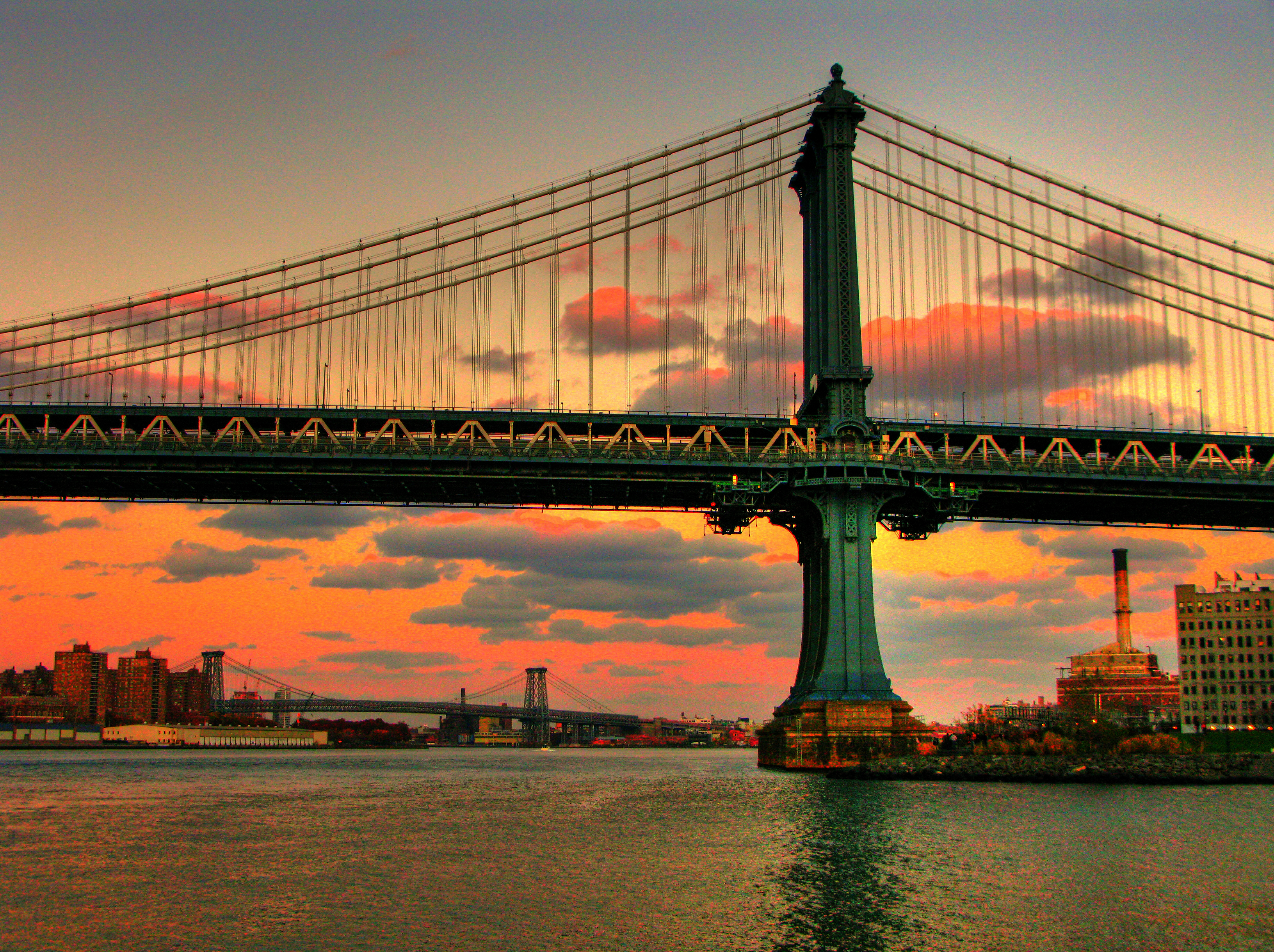
U-Bahn-Strecke auf der unteren Ebene der Manhattan Bridge, New York
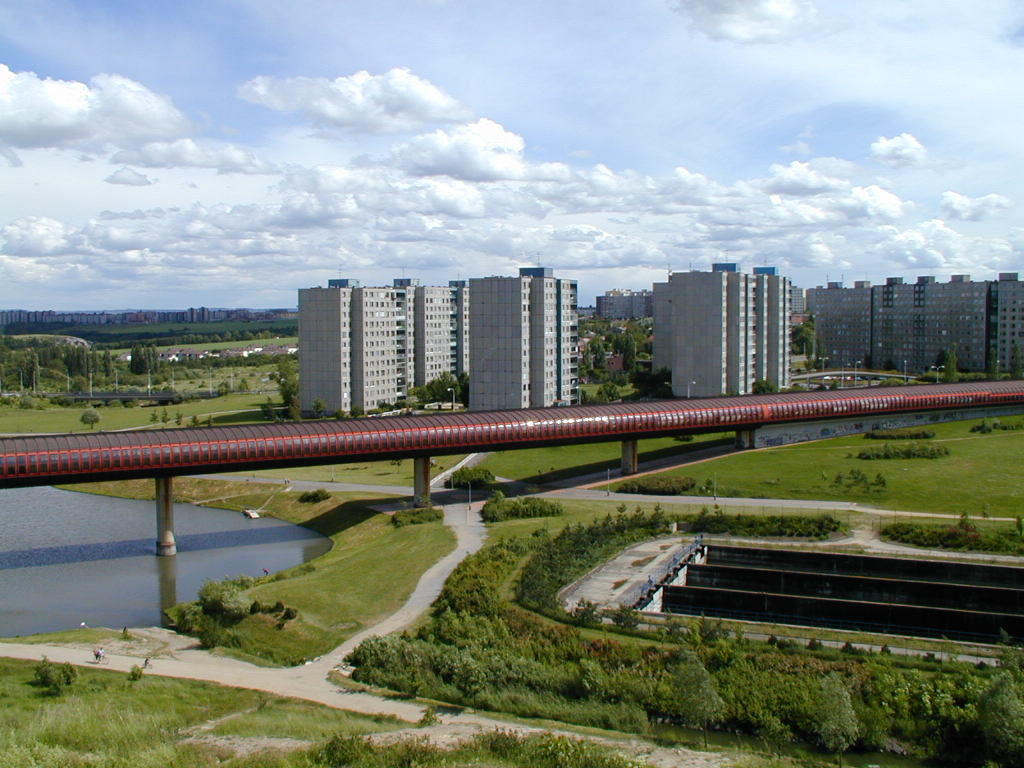
Oberirdischer Tubus der Metro Prag zwischen Lužiny und Hůrka

Das wesentliche Kriterium der Trassierung ist die vollständige Unabhängigkeit von anderen Verkehrsarten, was auch den Ausschluss von Bahnübergängen umfasst. Ebenso dürfen die verschiedenen Streckengleise einer U-Bahn-Strecke einander nicht höhengleich kreuzen, sondern müssen durch Überwerfungsbauwerke höhenfrei entflochten werden. Innerhalb dieser Maßgabe können U-Bahn-Strecken im Tunnel, im Einschnitt, in Dammlage, als Hochbahn auf Viadukten oder zu ebener Erde angelegt werden, wobei die Unabhängigkeit in letzterem Falle durch die Einzäunung der Trasse gesichert wird. Zentraler Vorteil der strikten Trennung ist die Erhöhung der Betriebssicherheit und -stabilität durch Ausschluss und Reduzierung potenzieller Störungs- und Unfallquellen wie blockierten Gleisen in Folge von Verkehrsstaus oder liegengebliebenen Kraftfahrzeugen. Ebenso wird die Gefahr von Kollisionen mit Kraftfahrzeugen, Personen und kreuzenden Zügen ausgeschlossen.
Die Anteile der verschiedenen Streckenführungen unterscheiden sich von System und System, in einigen Fällen weisen Netze jedoch auch eine durchgehend einheitliche Streckenführung auf, darunter die vollständig unterirdischen Systeme von Buenos Aires, Montreal, Pjöngjang und Warschau. Tendenziell werden Tunnelstrecken vorrangig in verdichteten Siedlungsbereichen, insbesondere in Innenstädten, angelegt, in denen eine Trassierung im Einschnitt, zu ebener Erde oder in Höhenlage vielfach nur unter erheblichen Eingriffen in bestehende bauliche Substanz, in Frei- und Grünraumstrukturen oder in Straßenquerschnitte möglich wäre, als Belastung des städtebaulichen und/oder stadtgestalterischen Bildes betrachtet würde und/oder Konflikte in Hinblick auf die Lärmbelastung des Trassenumfeldes auslöste. Weitere Gründe für eine unterirdische Trassierung können der Schutz vor dem Wetter, beispielsweise regelmäßig sehr hohen oder sehr niedrigen Temperaturen oder regelmäßigem starkem Schneefall, oder die Berücksichtigung einer möglichen Sekundärnutzung als Luftschutzbunker (siehe hier) sein. Strecken außerhalb der zentralen Siedlungsbereiche werden demgegenüber vielfach außerhalb von Tunneln geführt.
Während in den frühesten europäischen U-Bahn-Städten London und Paris die ersten Strecken von Beginn an zu großen Teilen im Tunnel geführt wurden, favorisierten andere frühe Betriebe eine Führung als Hochbahn, was insbesondere an den zu diesem Zeitpunkt noch begrenzten ingenieurtechnischen Erfahrungen beim Bau von Verkehrstunneln, den deutlich geringeren Herstellungskosten von Viadukt- gegenüber Tunnelstrecken und dem Betrieb einiger der frühesten Strecken mit Dampflokomotiven lag, die sich für Tunnelstrecken nur bedingt eigneten und von denen U-Bahn-Betreiber bereits im frühen 20. Jahrhundert Abstand nahmen (siehe auch hier). Eine wesentliche ingenieurtechnische Herausforderung vor allem beim frühen Tunnelbau war der statische Auftrieb des hohlen, luftgefüllten Tunnels in grundwasserführenden und grundwassernahen Bodenschichten, weiterhin bestand bzw. besteht die Gefahr von Setzungen von Straßen und Gebäuden. In felsigem Untergrund, wie in Stockholm und Helsinki, ist der Tunnelbau hingegen vergleichsweise einfach zu realisieren. Mit reifendem technischem Wissen wurden jedoch auch in Städten mit hohem Grundwasserstand bzw. insgesamt anspruchsvollem Untergrund vermehrt Tunnelstrecken angelegt.

##### Strecken- und Trassenplanung

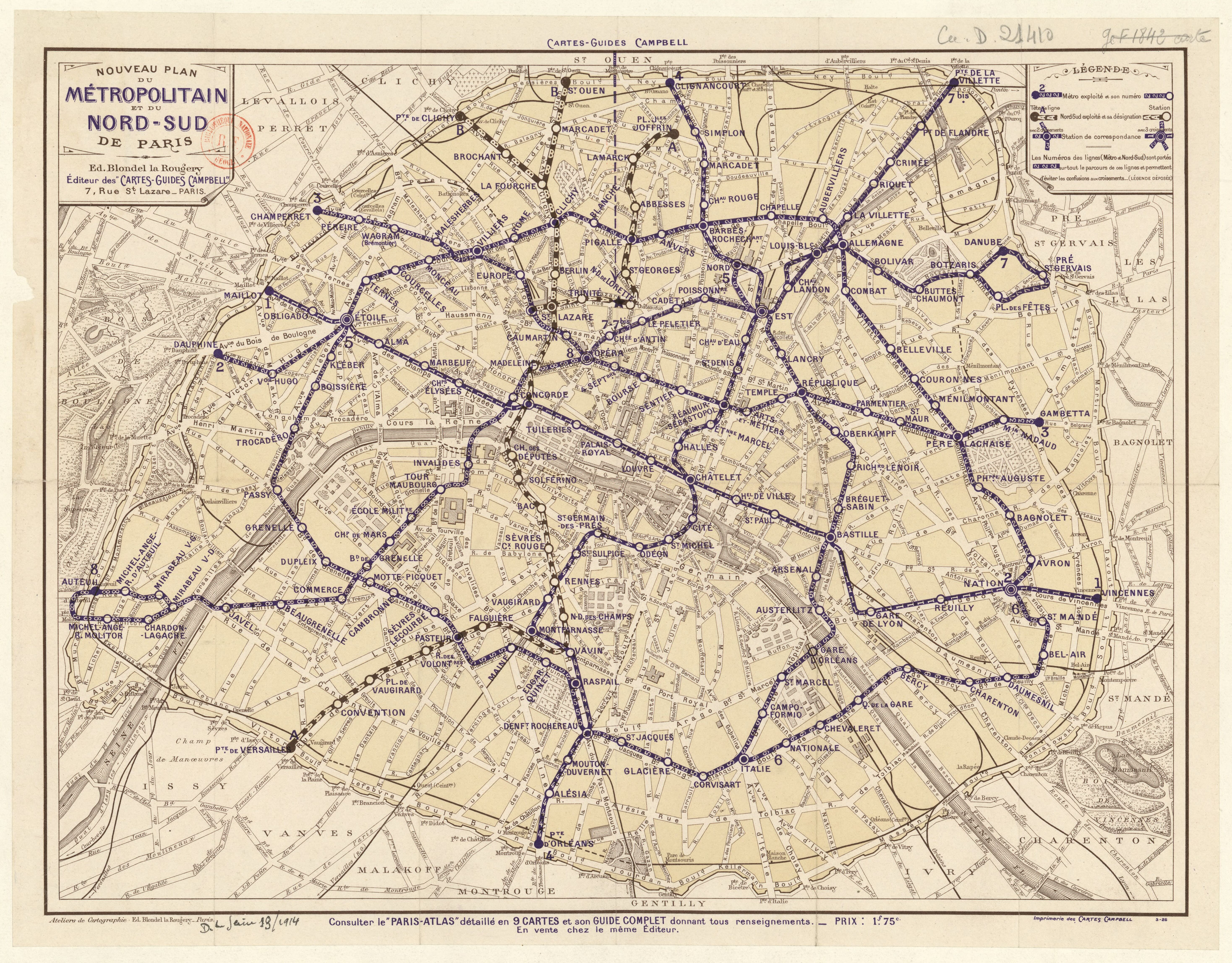
Geographischer Netzplan der Métro Paris im Jahr 1914; die Strecken folgen fast ausschließlich bestehenden Straßenverläufen

Die konkrete Entscheidung über Verlauf und Trassierung einer U-Bahn-Strecke sowie die anzuwendenden Bauverfahren erfolgt wie bei anderen infrastrukturbedeutsamen Vorhaben grundsätzlich im Rahmen einer komplexen, mehrstufigen planerisch-fachlichen Abwägung der betroffenen öffentlichen und privaten Belange. Der Umfang der hierbei einzustellenden Belange, die Tiefe der jeweiligen Betrachtung und die Gewichtung der ermittelten Belange gegen- und untereinander können sich dabei abhängig vom jeweils lokal einschlägigen Rechtsrahmen und politischen Zielsetzungen und Prioritäten unterscheiden.
In Deutschland fließen u. a. verkehrsplanerische (z. B. Erschließungswirkung, Bedienung relevanter Verkehrsrelationen, Verknüpfung mit dem weiteren ÖPNV-Netz und anderen Verkehrsträgern), betriebliche (z. B. Beförderungsgeschwindigkeit, Reisezeiten, Beförderungskapazität), konstruktive (z. B. minimaler Kurvenradius, maximale Steigung und Querneigung), wirtschaftliche (z. B. Grunderwerbs-, Bau-, Betriebs- und Unterhaltungskosten, verfügbare Förderkulissen), topographische und geologische (z. B. Beschaffenheit/Eignung des Bodens für den Tunnelbau, Grundwasserspiegel), infrastrukturelle und technisch-praktische (z. B. bestehende und geplante Bebauung, Ver- und Entsorgungsinfrastruktur und Verkehrswege einschließlich weiterer U-Bahn- und sonstiger Verkehrstunnel), städtebauliche und baukulturelle Belange, die Belange von Schutzgütern im Sinne der Umweltverträglichkeitsprüfung wie menschliche Gesundheit, Natur und Landschaft sowie Hinweise und Einwendungen der Öffentlichkeit in den Planungsprozess ein.
Seit der Planung der ersten U-Bahn-Systeme stellt das bestehende Straßennetz einer Stadt eine zentrale Orientierung für die Streckenplanung dar, da dieses zum einen relevante verkehrliche Beziehungen abbildet und zum anderen der Bau von Strecken unter einer Straße als Unterpflasterbahn oder aufgeständert als Hochbahn darüber wesentlich einfacher – insbesondere unter Berücksichtigung der zum damaligen Zeitpunkt zur Verfügung stehenden Bauverfahren –, sicherer und nicht zuletzt kostengünstiger war als der Bau unter bestehender Bebauung. Gleichzeitig gibt es eine große Anzahl von Strecken, die unterhalb von Gebäuden verlaufen, um beispielsweise eine direktere Wegeführungen und hierdurch kürzere Tunnellängen und Fahrzeiten zu ermöglichen, oder bewusst keinen zum Zeitpunkt ihrer Planung etablierten bzw. vorrangigen Verkehrsbeziehungen folgen, um beispielsweise zuvor unterentwickelte, jedoch attraktive Tangentialverbindungen herzustellen und hierdurch neue Verknüpfungen zu schaffen und bestehende Korridore zu entlasten.

#### Tunnelbauverfahren

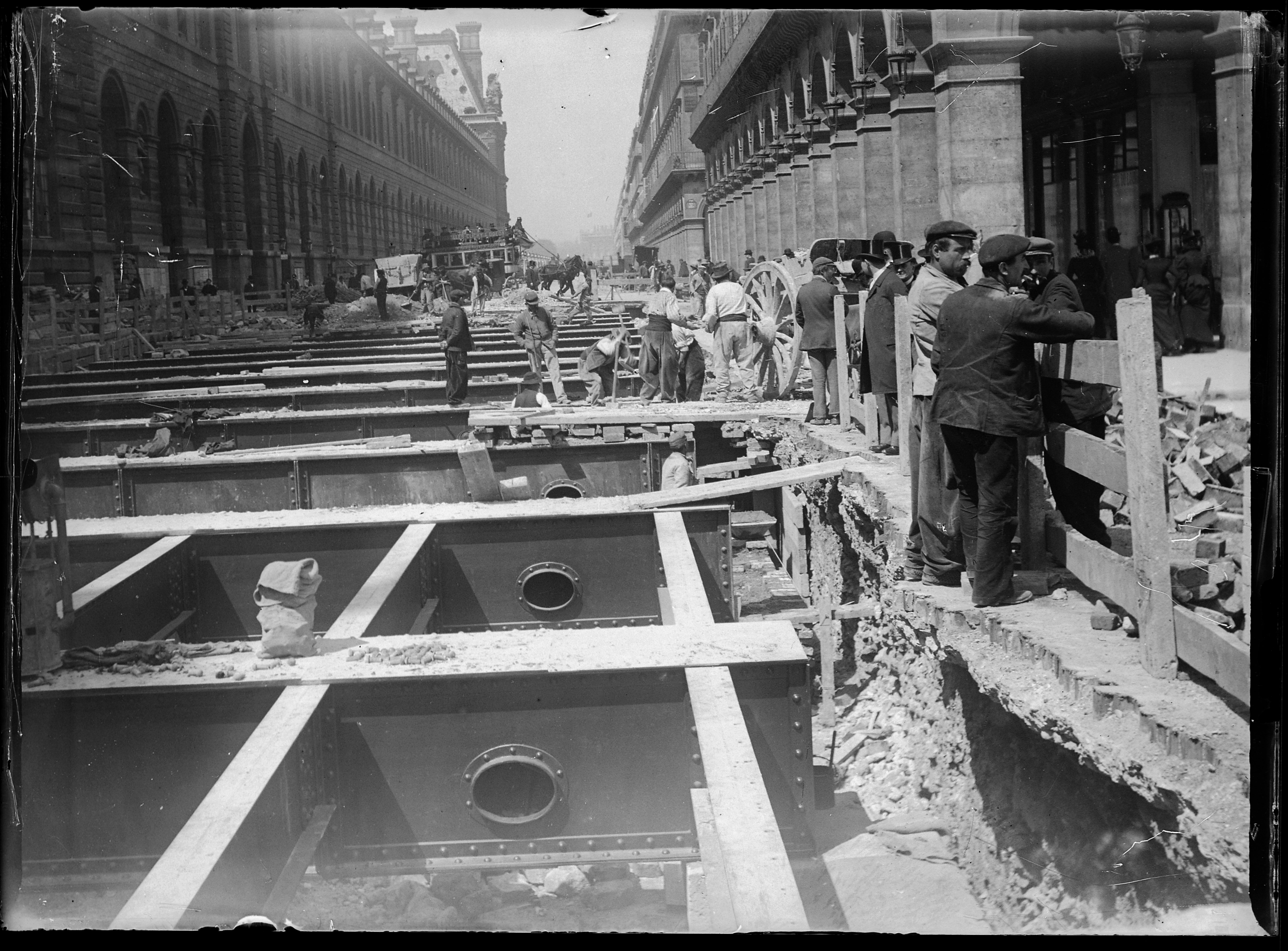
Streckenbau in offener Bauweise mit unmittelbar an die Bebauung heranreichender Baugrube (Rue de Rivoli, Paris, 1899)
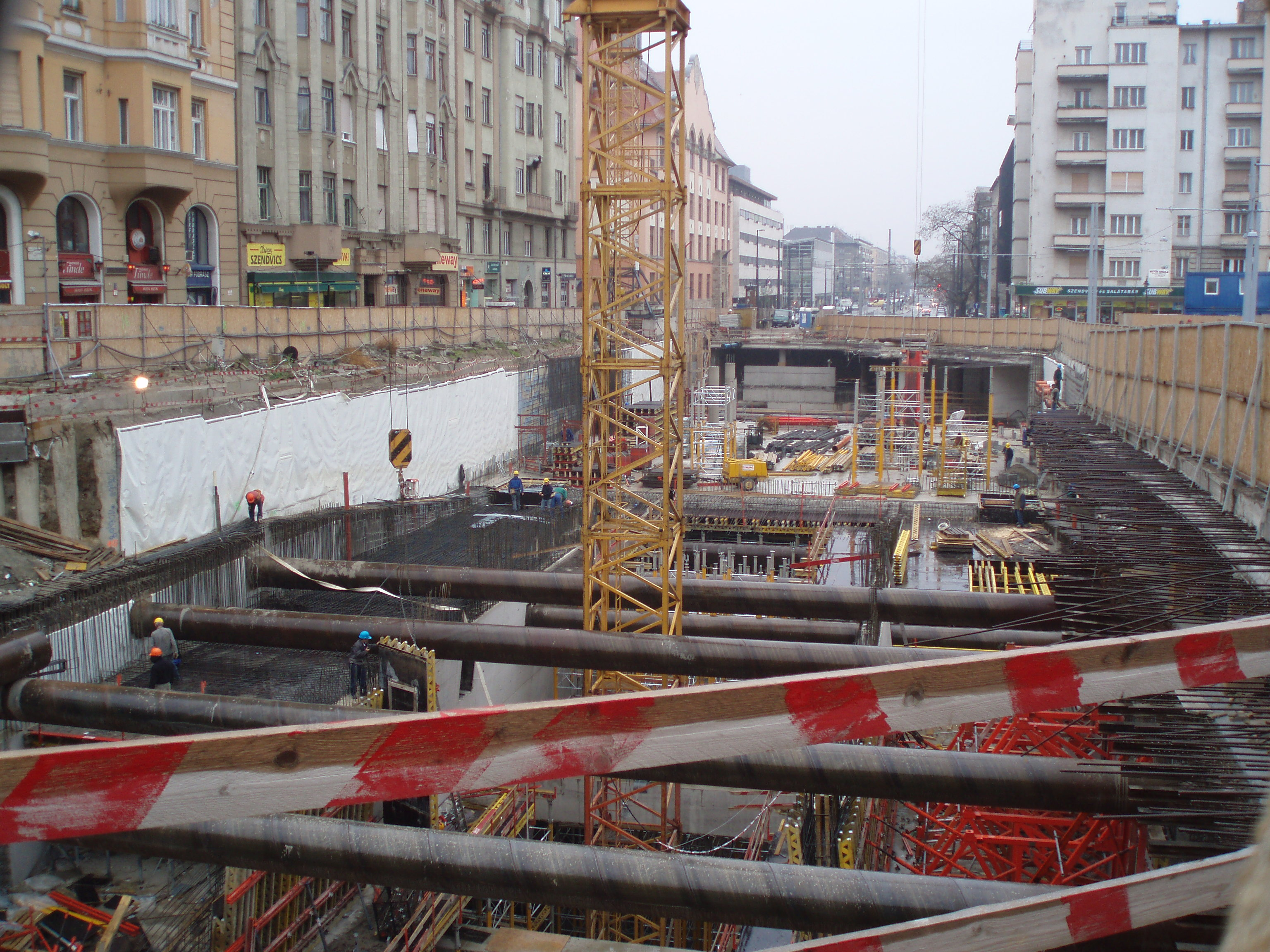
Stationsbau in offener Bauweise (Móricz Zsigmond körtér, Budapest)
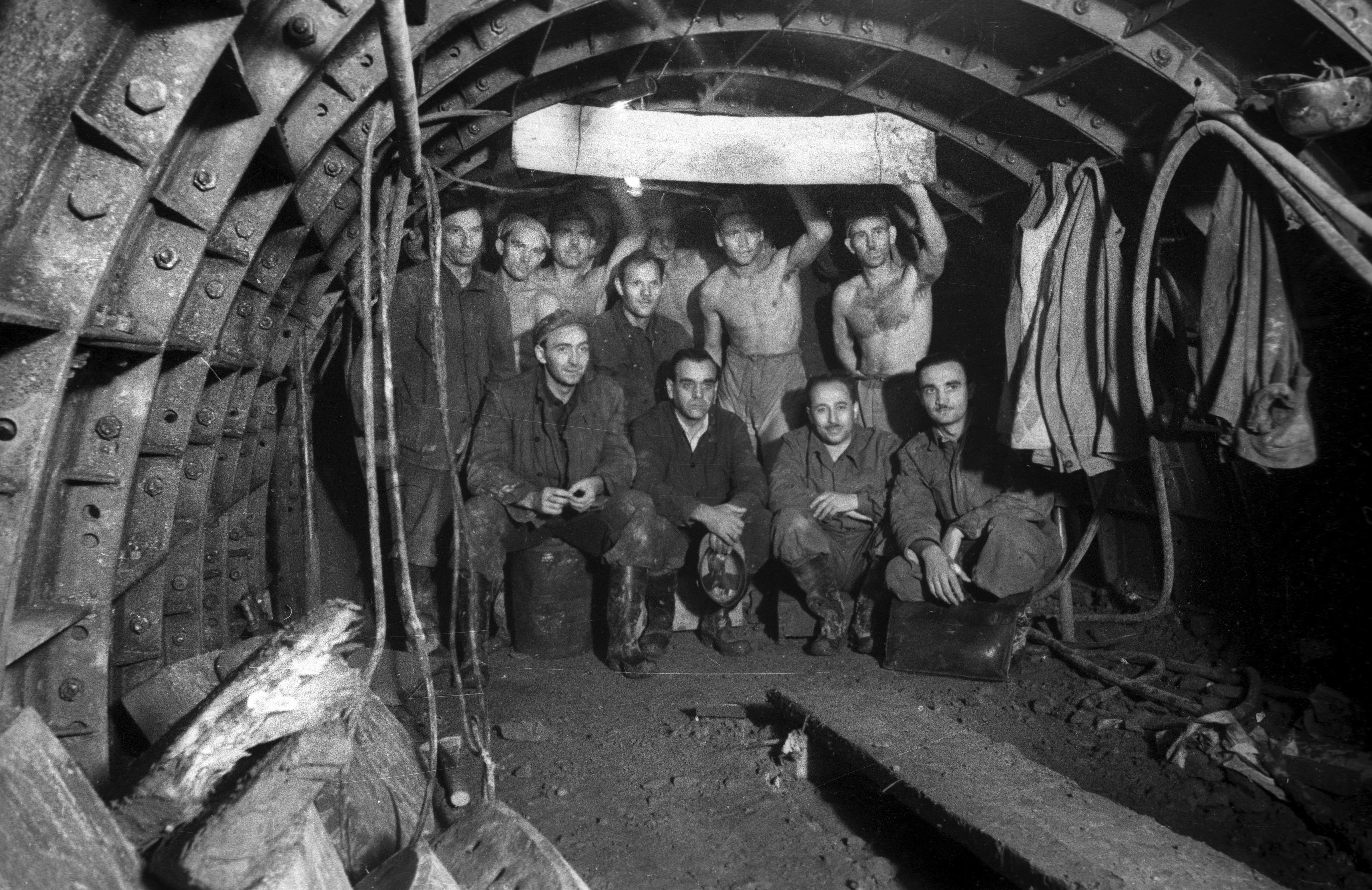
Arbeiter in einem bergmännisch erstellten Streckentunnel, 1953 (Budapest)
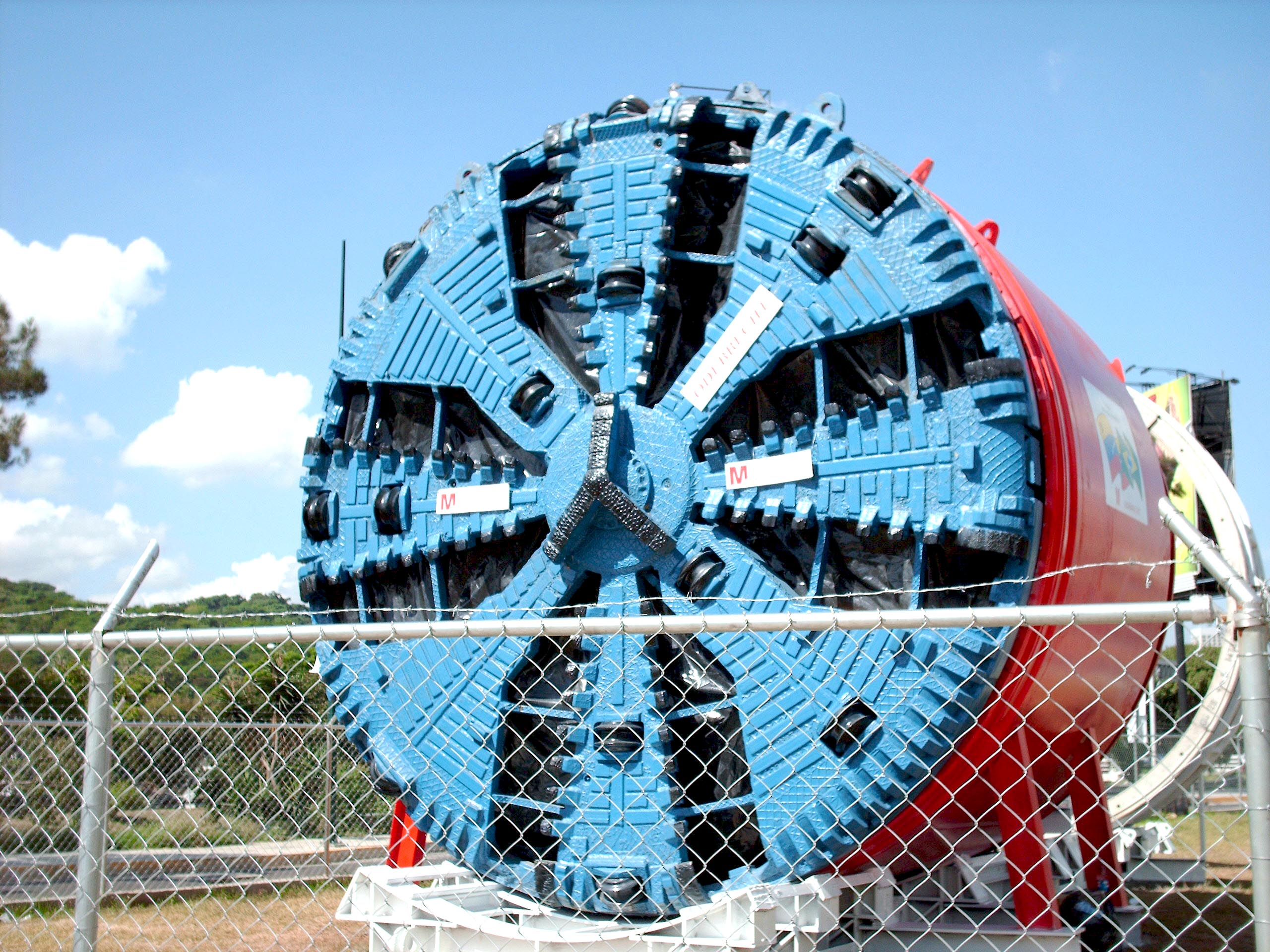
Moderne Tunnelvortriebsmaschine (Caracas)
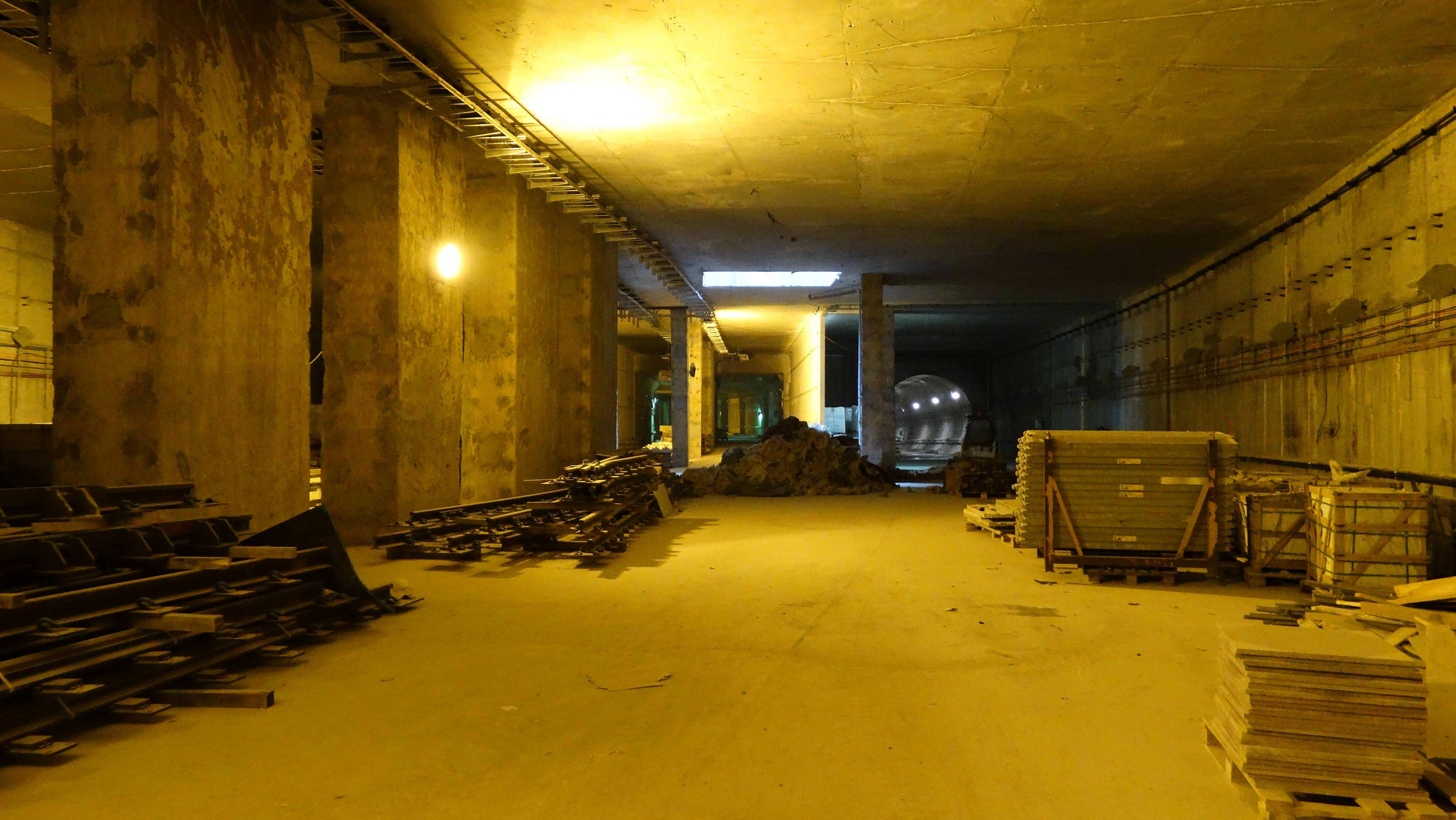
Rohbau eines in offener (links) und in geschlossener (rechts) Bauweise erstellten Streckentunnels (Bukarest)
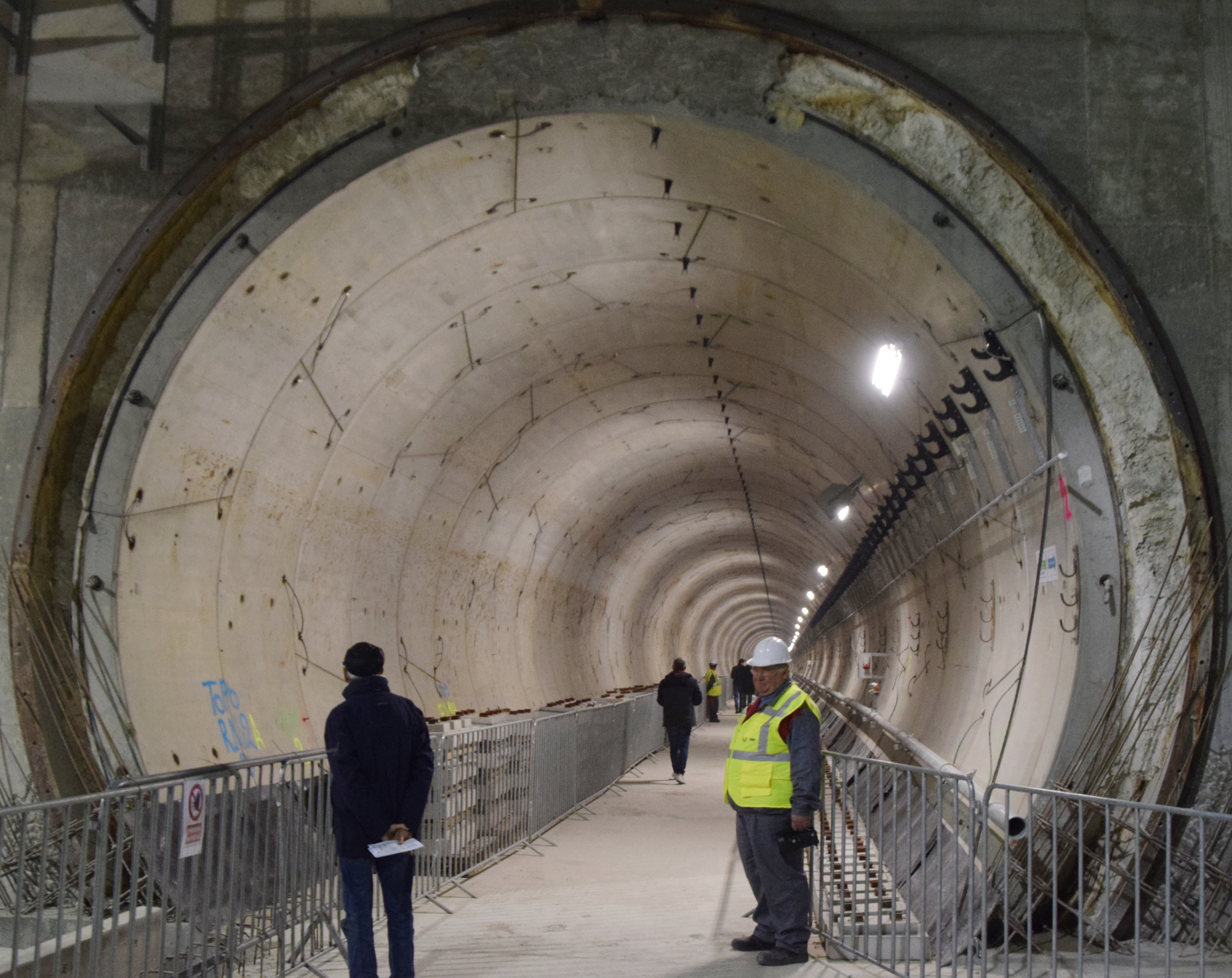
Rohbau eines im Schildvortrieb erstellten Metro-Tunnels anlässlich eines Tags der offenen Tür (Bukarest)
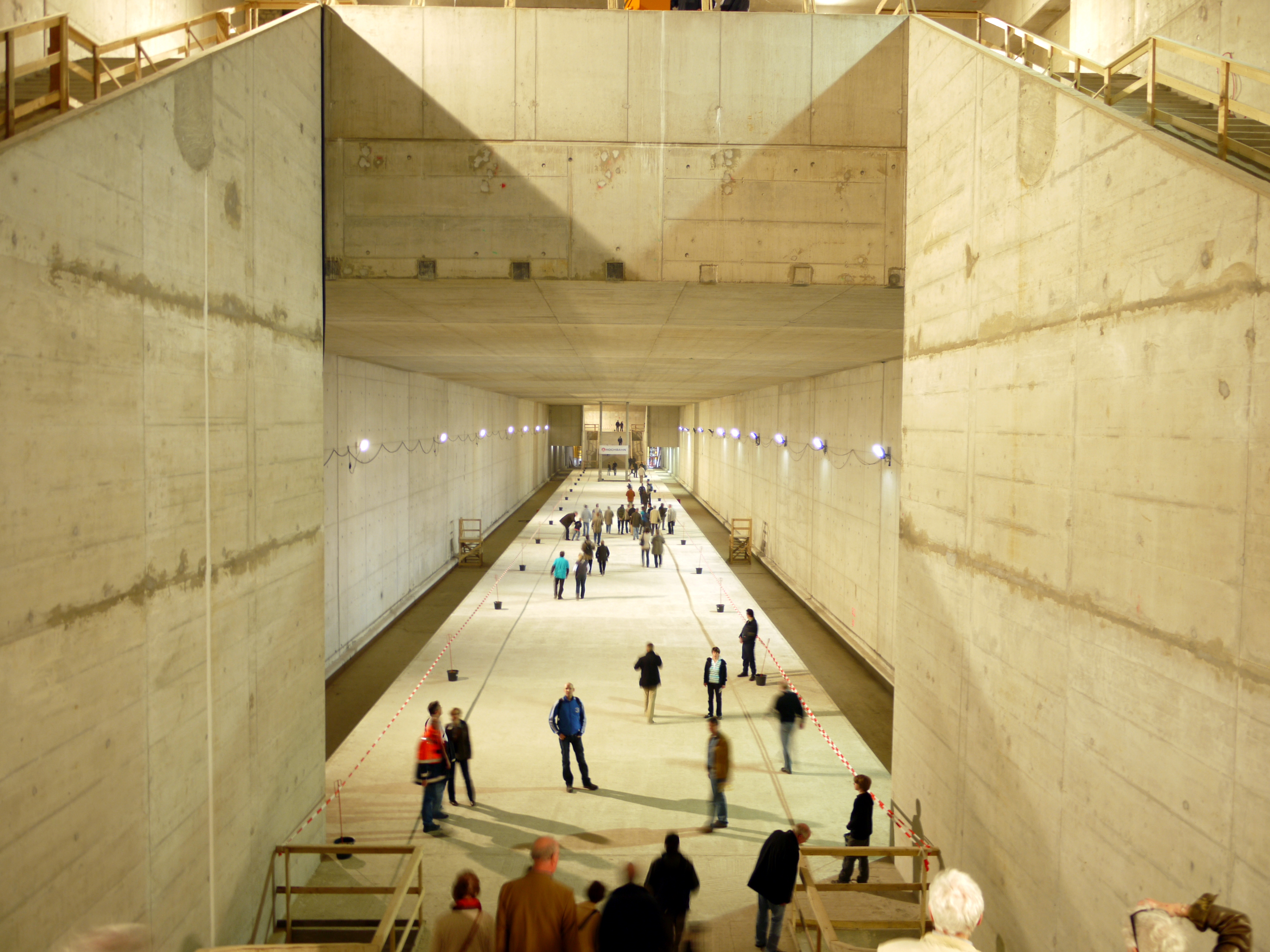
Rohbau eines in offener Bauweise erstellten Bahnhofs (Überseequartier, Hamburg)
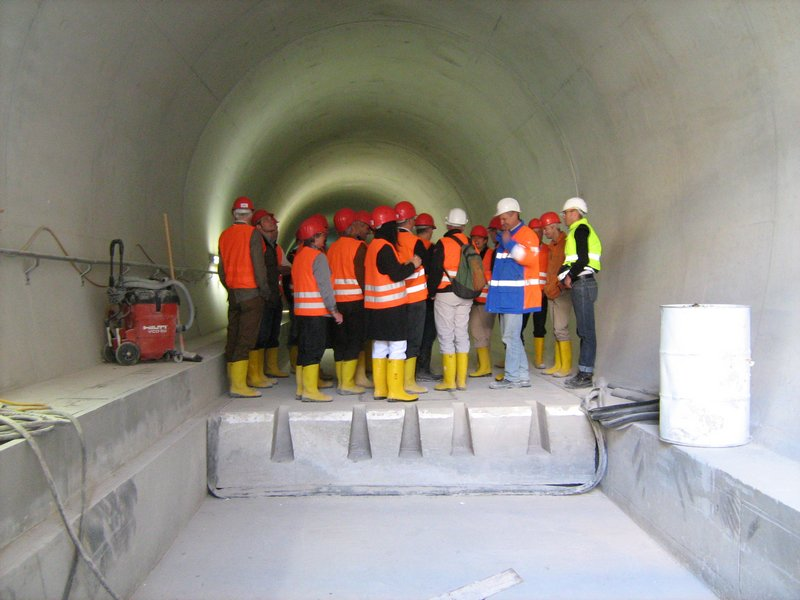
Einbau eines Masse-Feder-Systems in den Streckentunnel der U3 in Nürnberg (2009)

Unterirdische U-Bahn-Strecken und Stationen werden wie andere Verkehrstunnel in zwei verschiedenen Bauweisen errichtet:
- Offene Bauweise: Tunnelherstellung von oben. Der Boden wird geöffnet, das rechteckige Tunnelprofil ausgehoben und betoniert sowie anschließend ein Deckel erstellt und die Oberfläche wieder hergestellt. Das Verfahren ist grundsätzlich kostengünstiger und weniger zeitaufwändig, dem steht jedoch gegenüber, dass sich die Trasse am vorhandenen Straßennetz orientieren muss, sofern auf einen Rückbau von bestehender Bausubstanz verzichtet werden soll. Zudem sollten die unterfahrenen Straßen eine gewisse Mindestbreite aufweisen. Außerdem ist diese Bauweise mit erheblichen bauzeitlichen Eingriffen in den Oberflächenverkehr verbunden, ebenso müssen vorhandene Versorgungsleitungen berücksichtigt und gegebenenfalls, temporär oder dauerhaft, verlegt werden. Im laufenden Betrieb können bei einem in offener Bauweise erstellten Tunnel zudem die durch den Zugbetrieb verursachten Erschütterungen leichter an die Oberfläche gelangen.
- Geschlossene Bauweise: Tunnelherstellung unter Tage. Die Trasse wird wie bei klassischen Eisenbahntunneln im Gebirge unterirdisch erstellt, wobei verschiedene Baumethoden (z. B. Sprengvortrieb oder Schildvortrieb) genutzt werden. Diese Methode ist teurer und zeitintensiver, vereinfacht allerdings eine Streckenführung in höherer Tiefe und somit die Unterfahrung von Gebäuden, Gewässern und bereits vorhandenen unterirdischen Bauwerken. Zudem entstehen beim Bau nur an den jeweiligen Tunnelangriffspunkten Beeinträchtigungen für den Oberflächenverkehr.

Die Wahl der jeweiligen Bauweise hängt von verschiedenen Faktoren ab (siehe z. B. hier). Häufig werden die verschiedenen Bauweisen kombiniert, etwa werden Streckentunnel in geschlossener und Stationsbauwerke in offener Bauweise erstellt. Ein wesentlicher Aspekt ist auch die Vermeidung von Schäden an oberirdischer Bausubstanz durch den von den Fahrzeugen ausgehenden Körperschall, beispielsweise durch die Installation absorbierender Masse-Feder-Systeme.
Beim Bau unterirdischer Betriebsanlagen kann es zu erheblichen Baupannen kommen. In Deutschland erlangte beispielsweise das Busunglück von Trudering in München Bekanntheit, bei dem 1994 ein Stadtlinienbus mit Fahrgästen in den im Bau befindlichen Tunnel der U2 zur Messestadt Riem stürzte, der von einem Wassereinbruch betroffen war. Ein ähnlicher Vorfall ereignete sich 2025 in der südkoreanischen Hauptstadt Seoul.

#### Spurweiten

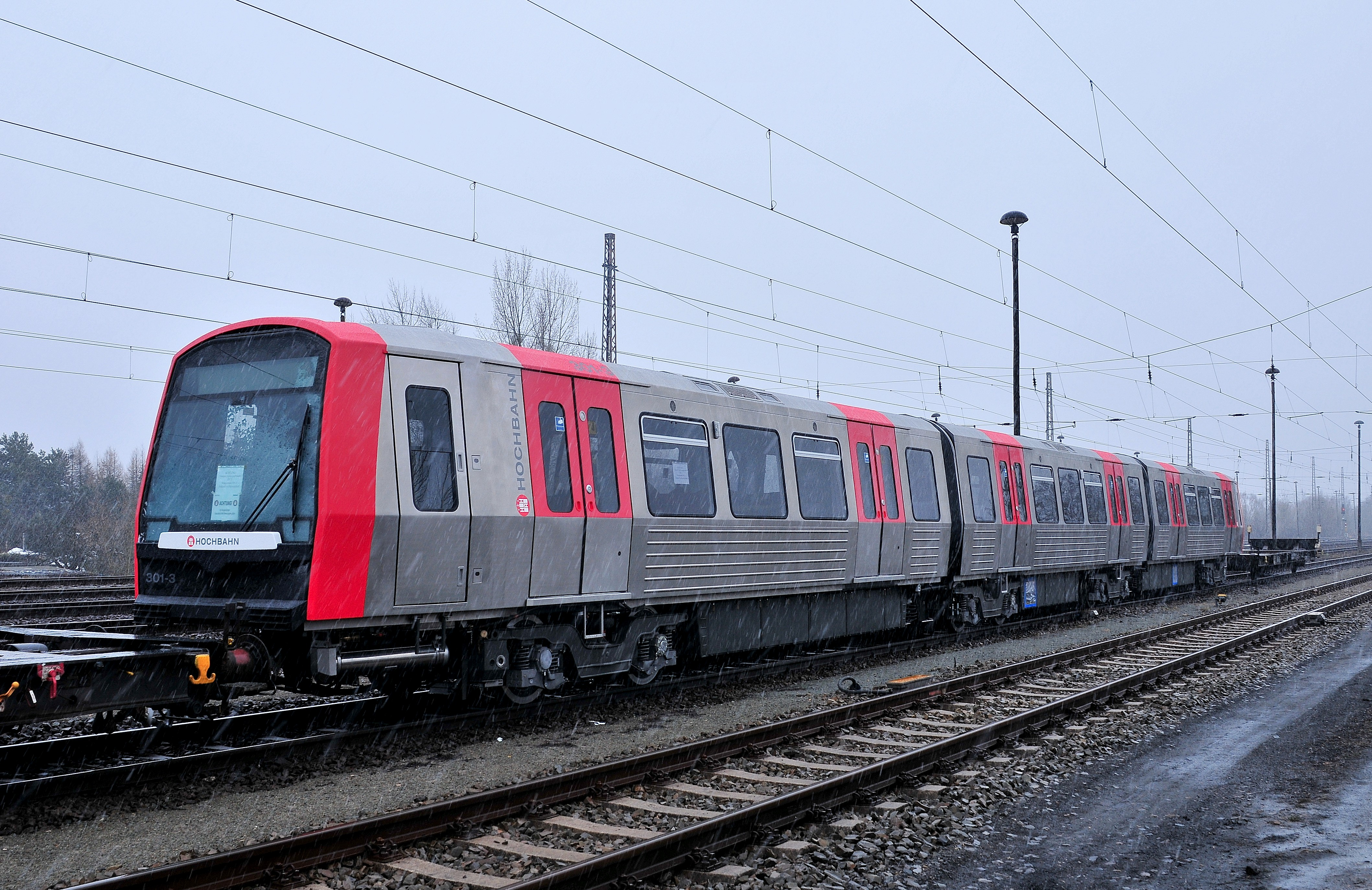
Zug der Baureihe DT5 der U-Bahn Hamburg auf Überführungsfahrt im Eisenbahnnetz, vorne und hinten je ein Kuppelwagen zwischen der U-Bahn-typischen Scharfenbergkupplung und der bei der Eisenbahn üblichen Schraubenkupplung mit Puffern
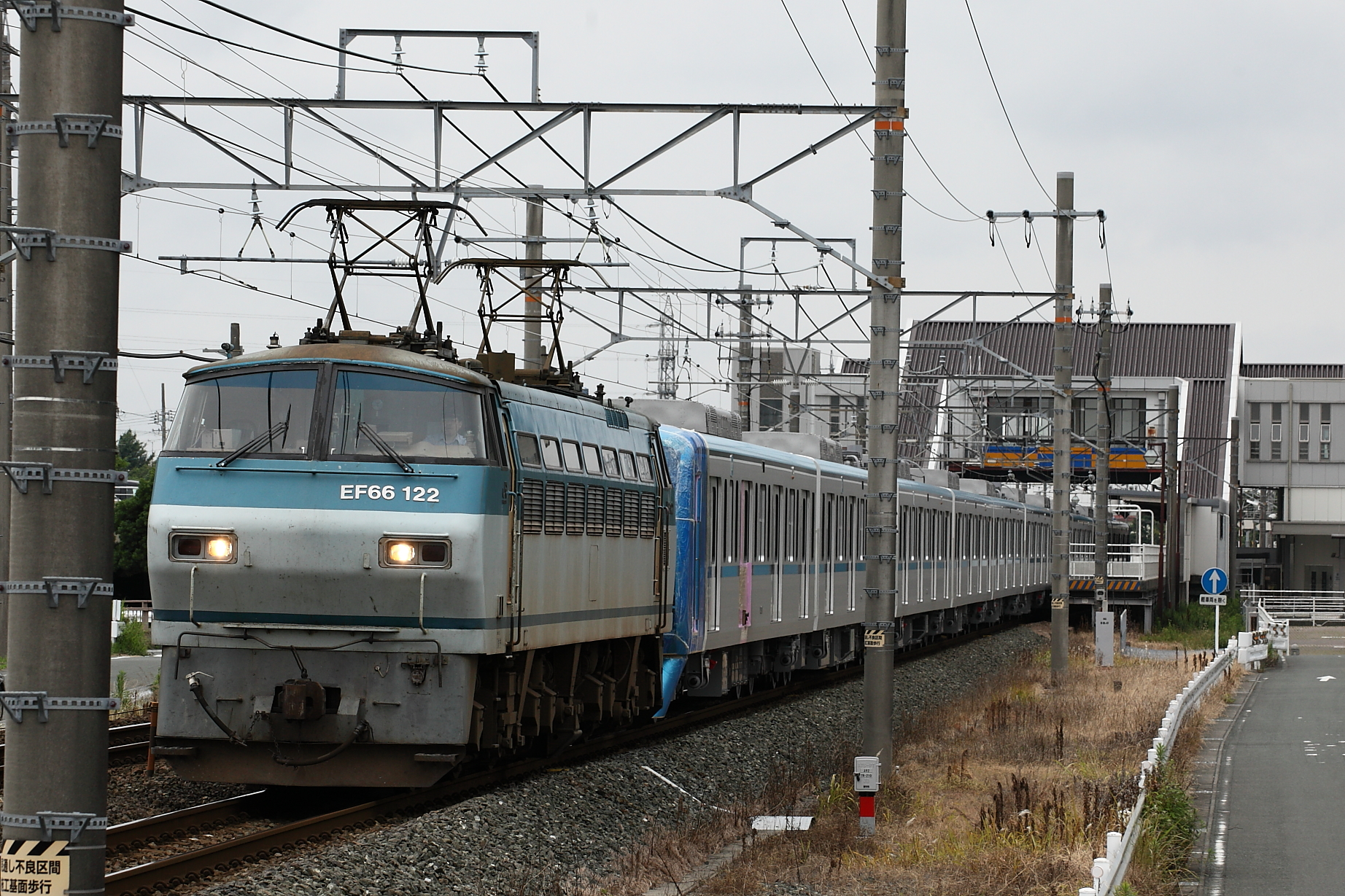
Zug der Baureihe 15000 für die Tōzai Line der Tōkyō Metro auf Überführungsfahrt im Eisenbahnnetz, gezogen von einer Lokomotive der Baureihe EF66-100
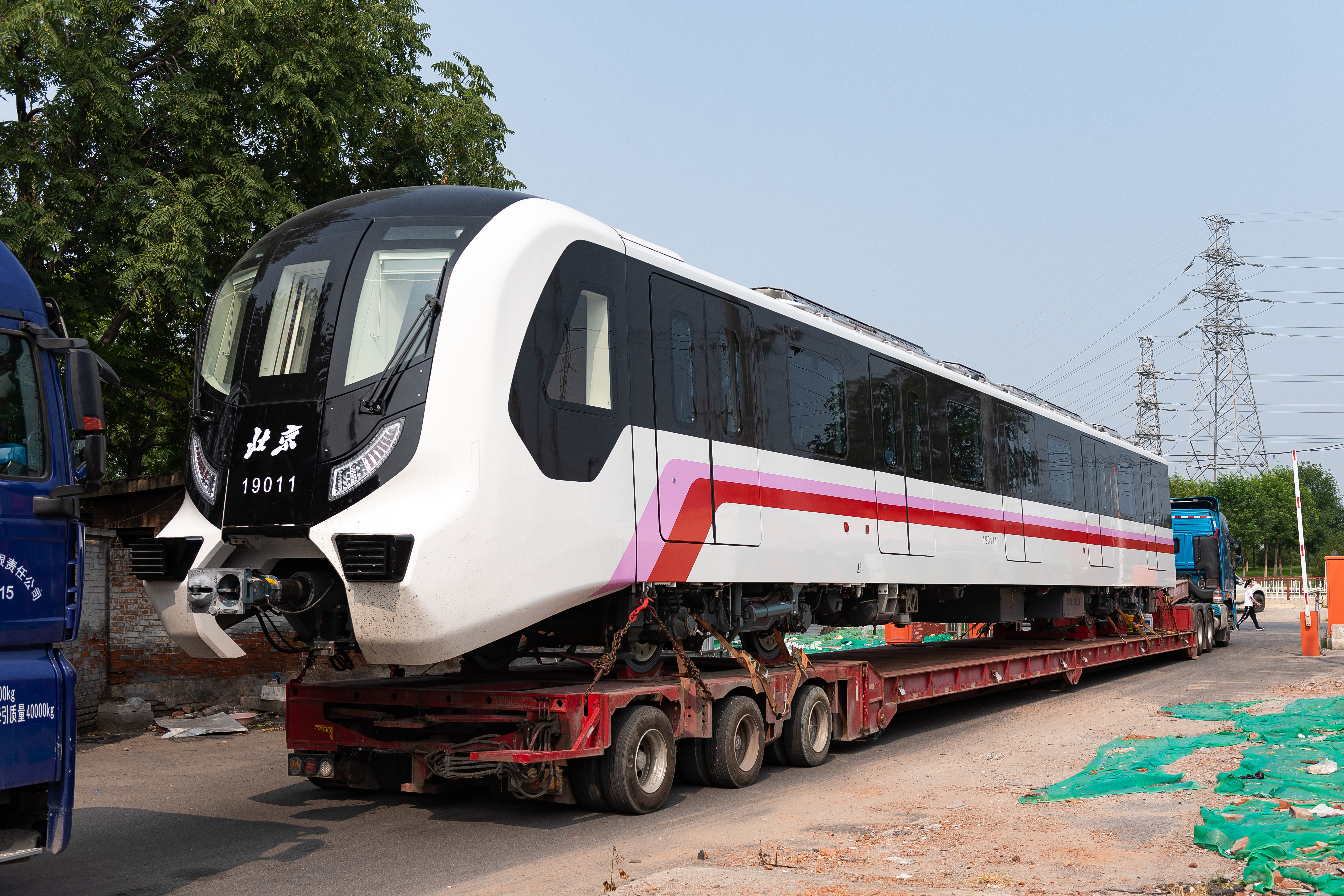
Wagen der Baureihe CCD5034 der U-Bahn Peking auf einem Tieflader zum Transport auf der Straße

Die Mehrheit der U-Bahn-Systeme verwendet die im jeweiligen Land bei den Eisenbahn-Vollbahnen übliche Spurweite, das heißt im Großteil Europas, in Nordamerika, Nordafrika, Vorderasien und China die Normalspur (1435 mm) und in den ehemals vom Kaiserreich Russland beherrschten Staaten die Russische Breitspur (1520 bis 1524 mm).
Die Normalspur ist darüber hinaus auch in Netzen von Ländern verbreitet, die ansonsten andere Spurweiten verwenden. Beispielsweise nutzen weder Lissabon noch die spanischen Netze die in Portugal und Spanien übliche Iberische Breitspur (1668 mm), sondern mehrheitlich ebenfalls Normalspur sowie in einigen spanischen Netzen Meterspur. Barcelona nutzt mit Meterspur, Normalspur und dem alten spanischen Maß von 1674 mm insgesamt drei Spurweiten, Madrid zudem ausschließlich die seltene Weite von 1445 mm, die von der historischen Madrider Straßenbahn übernommen wurde. Die japanischen Systeme verwenden sowohl die aus dem regulären Eisenbahnnetz stammende Kapspur (1067 mm) als auch Normalspur, die in Japan erstmals 1927 bei der späteren Ginza Line der U-Bahn Tokio realisiert und bei der Eisenbahn erst mit dem Bau des Shinkansen-Hochgeschwindigkeitsnetzes ab Ende der 1950er Jahre eingeführt wurde. Die Tokioter Toei verwendet neben Kap- und Normalspur zusätzlich die Schottische Spur (1372 mm). Die Systeme auf dem indischen Subkontinent verwenden ebenfalls mehrheitlich Normalspur, Delhi und Kolkata haben auch in Indischer Breitspur (1676 mm) trassierte Strecken.
Umgekehrt gibt es in den Regionen, die ansonsten Normal- oder Russische Breitspur verwenden, wenige Systeme mit abweichenden Spurweiten. Zu den wenigen Beispielen gehören das System der San Francisco Bay Area (BART) mit Indischer Breitspur, die Market–Frankford Line in Philadelphia mit Pennsylvania-Spur (1581 mm) und die Glasgow Subway mit der Englischen 4-Fuß-Spur (1219 mm).
Ein wesentlicher Vorteil der Verwendung der national üblichen Spurweite ist die Möglichkeit zur Überführung der Fahrzeuge vom Hersteller zum Einsatzort über das Eisenbahnnetz, wozu zahlreiche Betriebe über entsprechende Übergabegleise zwischen beiden Netzen verfügen. In Systemen, die keine direkten Verbindungen zum Eisenbahnnetz haben, erfolgt der Transport hingegen auf dem Straßen- oder Wasserweg und das Aufgleisen mithilfe von Kränen.
Die Wahl einer abweichenden Spurtweite kann jedoch auch bewusst getroffen werden, um einen Mischbetrieb mit anderen Bahnen zu verhindern. Beispielsweise wird die Entscheidung für Indische Breitspur in San Francisco zum einen auf die höhere Stabilität bei Seitenwinden, die etwa bei der ursprünglich geplanten Nutzung des unteren Decks der Golden Gate Bridge von Belang gewesen wäre, zurückgeführt, zum anderen sollte auf diese Weise die Trennung des U-Bahn-Netzes von der Infrastruktur des Schienengüterverkehrs gesichert werden.

#### Ein- und Mehrgleisigkeit

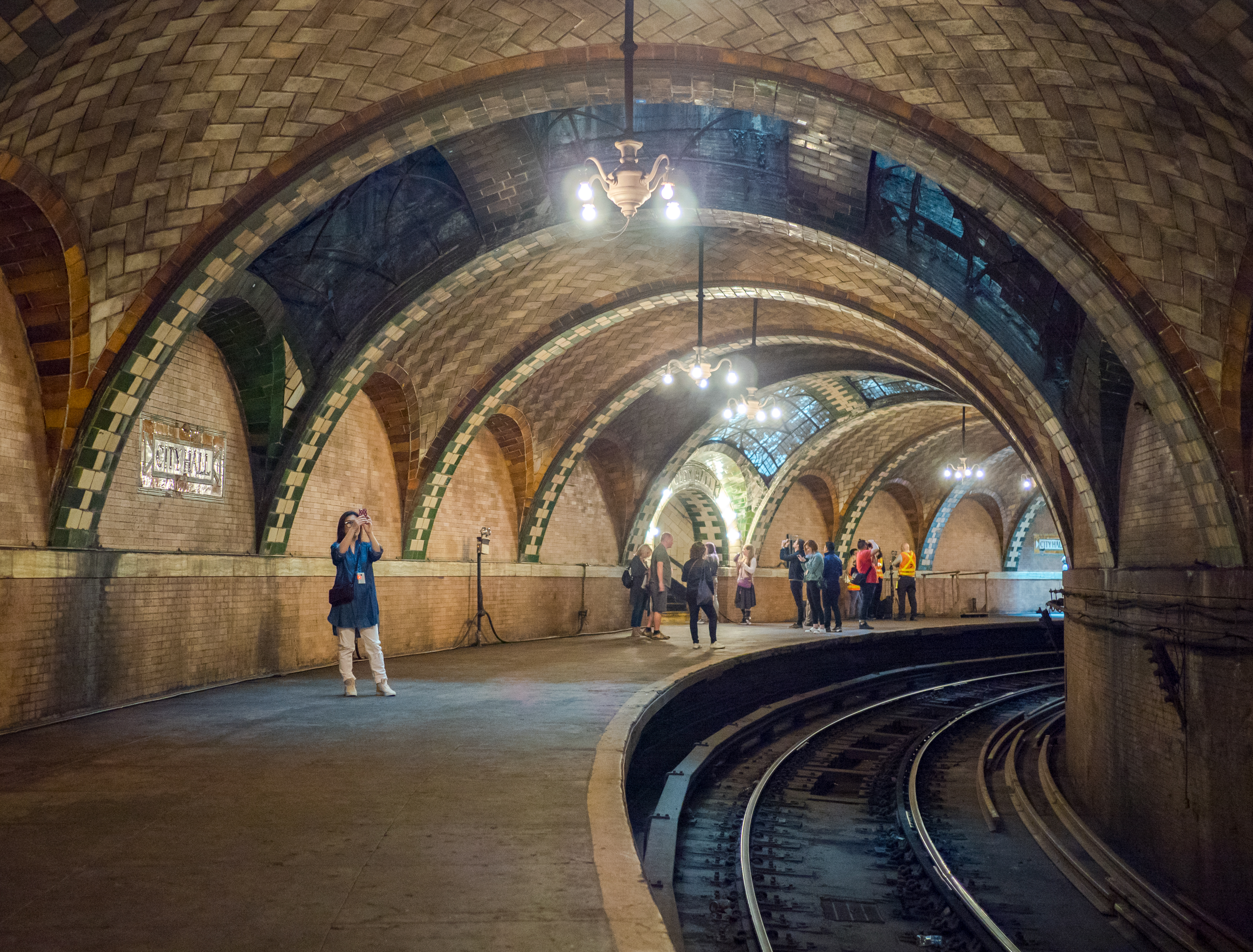
Die ehemalige Endstation City Hall in New York lag in einer Wendeschleife, erkennbar an der starken Gleiskrümmung

U-Bahn-Strecken sind grundsätzlich zweigleisig ausgebaut mit separaten Streckengleisen für beide Fahrtrichtungen, um eine hohe Taktdichte zu ermöglichen und Redundanzen für den Fall des Ausfalls eines Gleises zu schaffen. Strecken, auf denen zusätzliche Expressverbindungen angeboten werden (siehe hier), sind häufig drei- bis viergleisig ausgebaut, um schnellere und langsamere Züge voneinander trennen bzw. aneinander vorbeileiten zu können.
Weiterhin verfügen grundsätzlich alle Linien bzw. Linienbündel eines Netzes (siehe auch hier) über eigene Streckengleise. Die U-Bahn unterscheidet sich darin von Eisen- und Straßenbahnen, bei denen dieselben Streckengleise von Zügen unterschiedlicher Linien genutzt werden. Ein zentraler Vorteil dieser Struktur ist die höhere Betriebsstabilität, da sich Störungen und Verspätungen nicht zwischen Linien übertragen und einzelne Strecken, etwa für Bauarbeiten, separat gesperrt werden können, ohne den Betrieb mehrerer Linien zu beeinflussen.
Einzelne Netze verfügen über eingleisige bzw. nur in eine Fahrtrichtung bediente Streckenabschnitte, hierzu gehören beispielsweise:
- Hamburg: Der durch vorstädtisch bis ländlich geprägte Gebiete führende nordöstliche Ast der U1 ist zwischen Buchenkamp und dem östlichen Linienendpunkt Großhansdorf auf der zweigleisig angelegten Trasse nur eingleisig ausgebaut, allerdings verfügen zwei der vier Zwischenstationen und die Endstation über zwei Gleise, sodass sich auf dem Abschnitt Züge begegnen können.
- London: Die Piccadilly Line verfügt an ihrem südwestlichen Ende westlich der Station Hatton Cross am Flughafen Heathrow über zwei Streckenäste; während der nördliche Ast zweigleisig über die Station Heathrow Terminals 2 & 3 die Endstation Heathrow Terminal 5 erreicht, befährt der südliche Ast ab Hatton Cross eine eingleisige Schleife mit der Station Heathrow Terminal 4, die anschließend auf das in Richtung Innenstadt führende Gleis des Nordastes einfädelt und dort auch die Station Heathrow Terminals 2 & 3 bedient.
- New York: Die ältesten Strecken der New Yorker U-Bahn verfügten über eingleisige Wendeschleifen an den Streckenenden, beispielsweise an der Station City Hall im Süden von Manhattan. Diese Schleife wird nach wie vor von Zügen der Linien 6 und <6> durchfahren, die an der Station Brooklyn Bridge–City Hall enden bzw. dort nach Durchfahren der Schleife erneut beginnen.
- Nürnberg: Der gut zwei Kilometer lange nördliche Abschnitt der U2 zwischen Ziegelstein und Flughafen wurde aus Kostengründen nur eingleisig gebaut, wodurch die Taktdichte hier auf maximal 10 Minuten beschränkt wird. Die Endstation am Flughafen ist jedoch zweigleisig und die Trasse ist für einen späteren zweigleisigen Ausbau ausgelegt.
- Paris:
  - Die älteren Strecken der Pariser Métro wurden durchgehend mit Wendeschleifen an den Streckenenden angelegt, die zu großen Teilen bis heute genutzt werden. Die östlich der Station Botzaris gelegene Wendeschleife der Linie 7bis, die Boucle de Pré-Saint-Gervais, beispielsweise wird ausschließlich gegen den Uhrzeigersinn befahren und bedient dabei die drei Stationen Place de Fêtes, Pré-Saint-Gervais und Danube, bevor sie wieder zu Botzaris zurückgelangt.
  - Die Linie 10 teilt sich zwischen Mirabeau und Boulogne – Jean Jaurès in zwei getrennte, teilweise eingleisige Strecken auf, deren drei nördliche Stationen nur stadtauswärts und deren drei südliche Stationen (einschließlich Mirabeau) nur stadteinwärts bedient werden.
- Peking: Der nordöstliche Streckenteil des Capital Airport Express erschließt den Hauptstadtflughafen in der Art eines Gleisdreiecks; die aus Richtung Innenstadt kommenden Züge erreichen zuerst die Station am Terminal 3, wenden dort durch Kopfmachen, fahren zur Station am Terminal 2, wenden dort erneut und fahren dann zurück in die Innenstadt.

#### Sicherheit in Tunnelstrecken

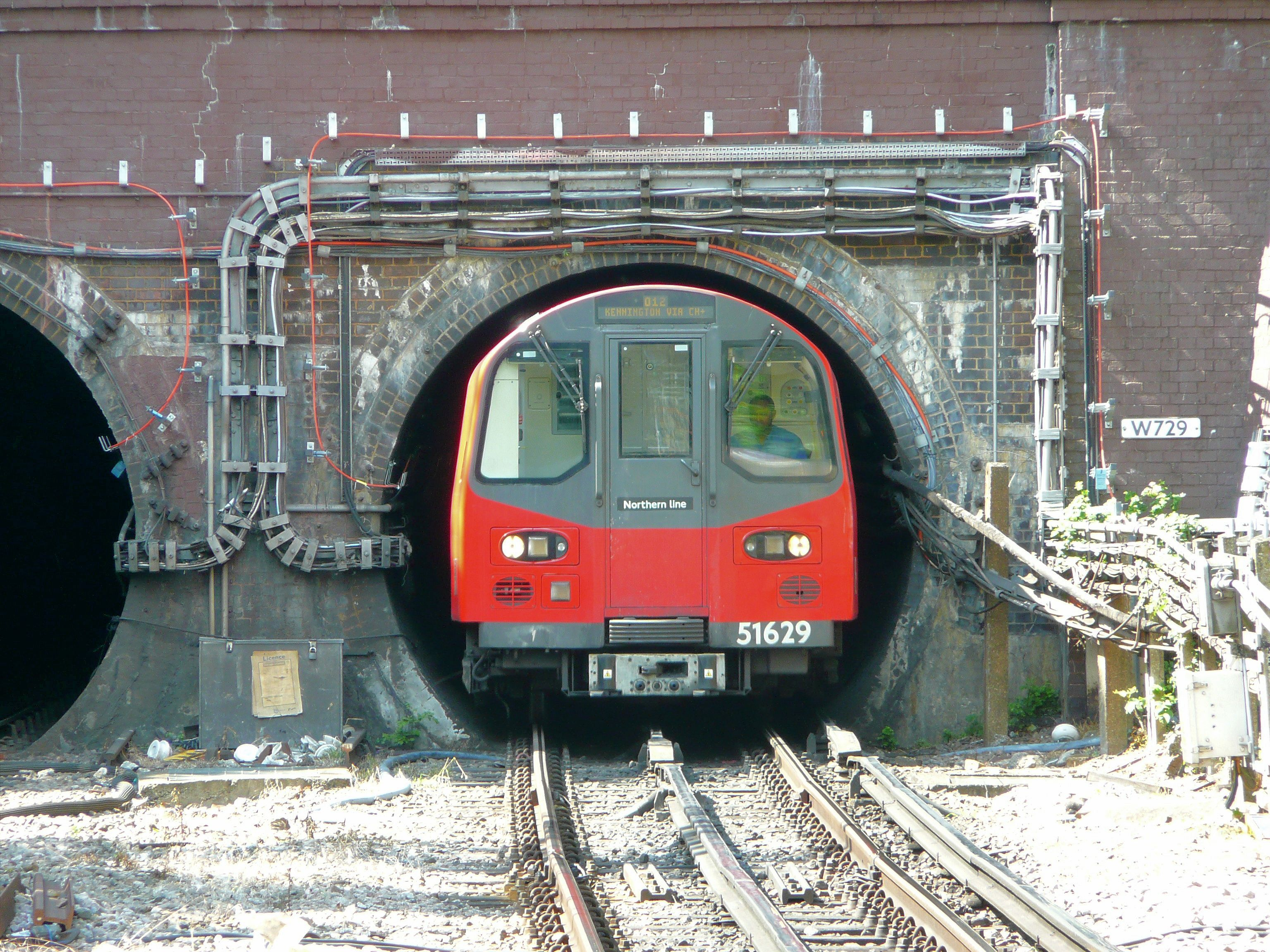
Enge Tunnelprofile können ein Risiko für die Evakuierung darstellen; das hier gezeigte Fahrzeug der London Underground kann im Notfall durch den Führerstand verlassen werden
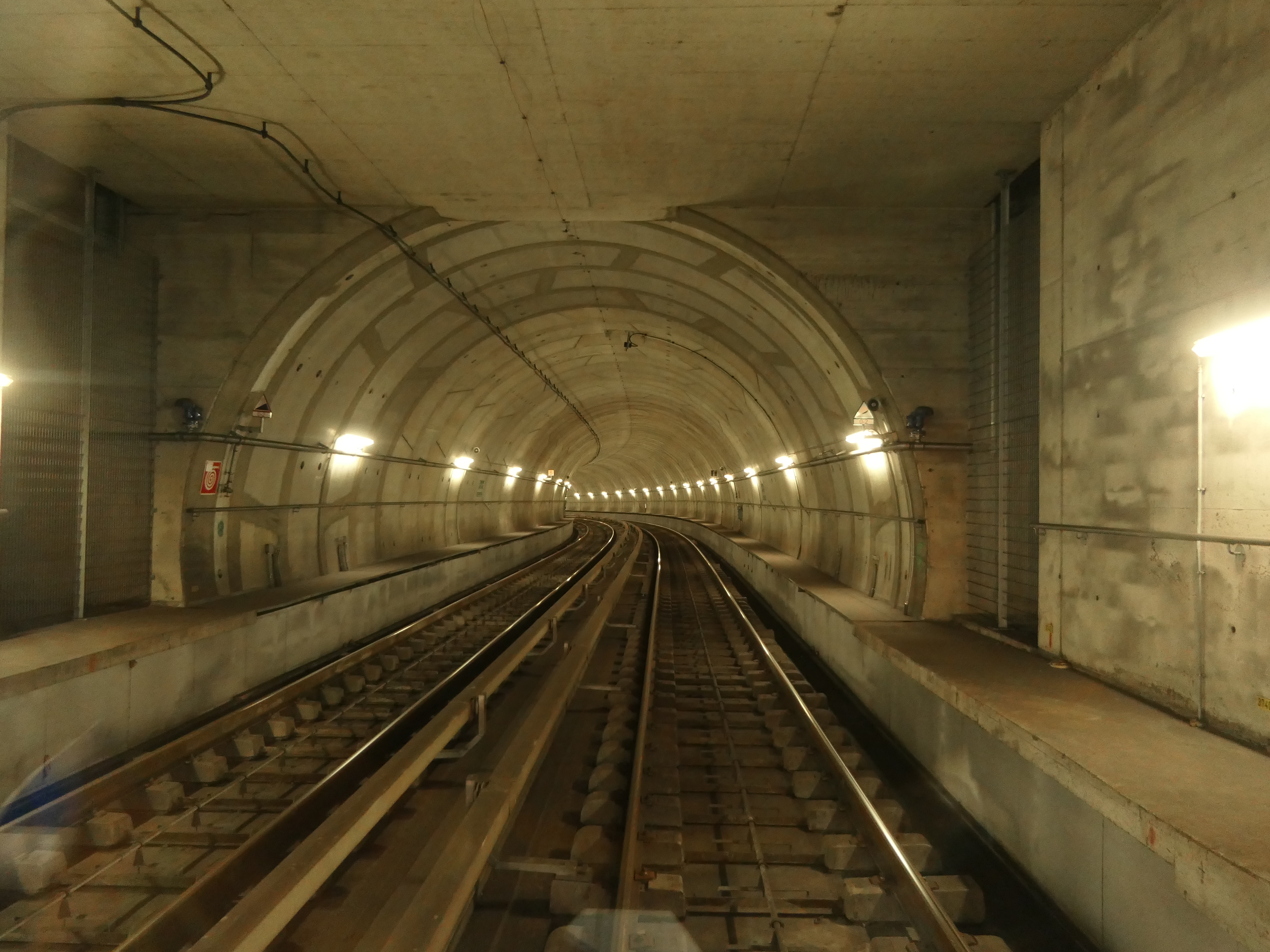
Streckentunnel mit außenliegenden Wartungs- und Rettungsstegen (Brescia)
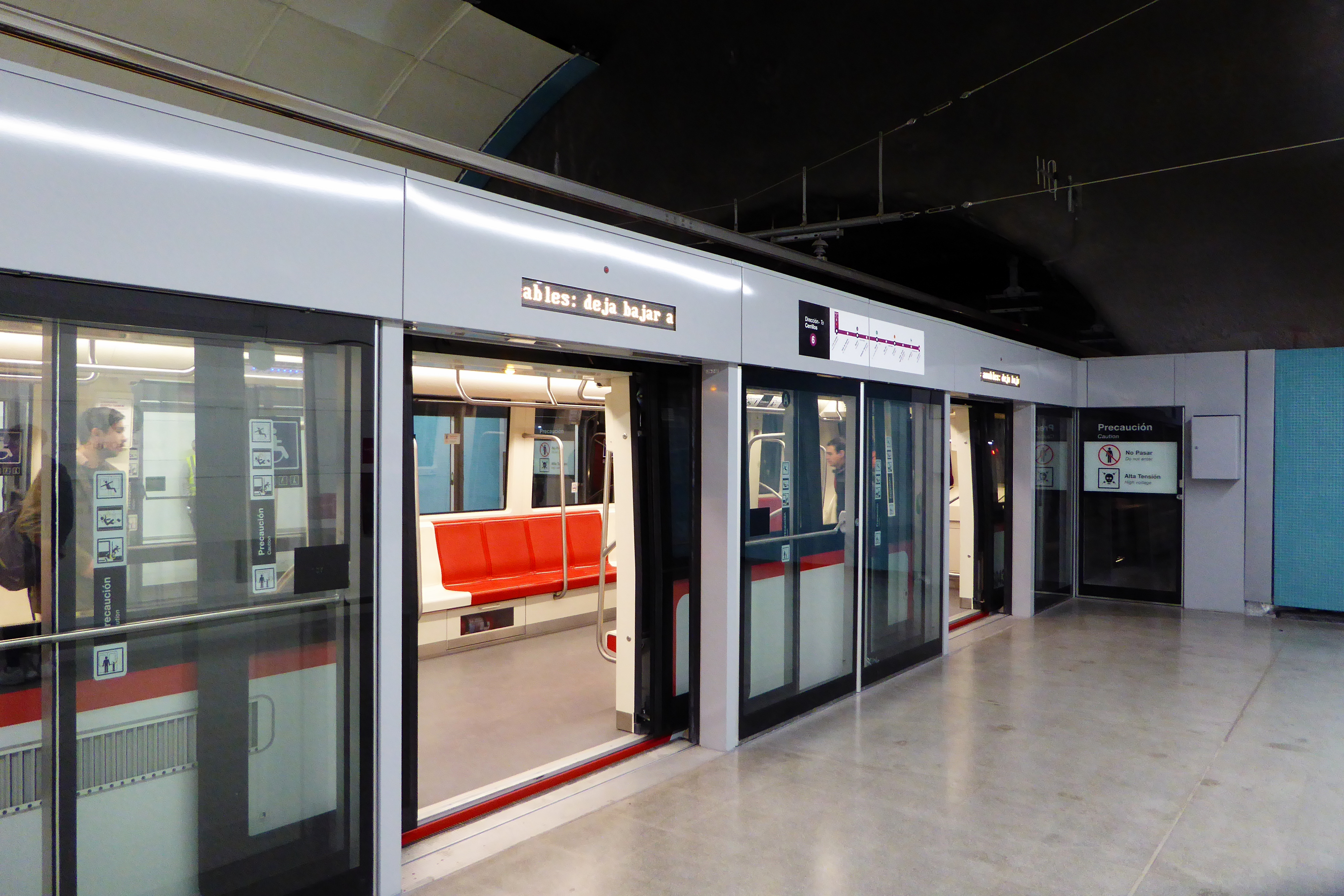
Durch Bahnsteigtürenanlage gesicherter Tunnelzugang (Tür mit Aufschrift „Precaución“ rechts) (Los Leones, Santiago de Chile)

Die Evakuierung von Zügen auf Tunnelstrecken kann aufgrund des beschränkten Lichtraumprofils ein besonderes Risikofeld darstellen, insbesondere bei gleichzeitiger Rauchentwicklung infolge eines Brandes von Betriebseinrichtungen. Dies trifft in besonderer Weise auf Tunnel älterer Netze mit ihren häufig sehr schmalen Profilen zu, beispielsweise auf die Röhrentunnel der deep-tube-Linien in London, in denen ein Verlassen eines Zuges über die regulären Fahrgasttüren nicht möglich ist. Die Evakuierung erfolgt in solchen Fällen häufig über (Not-)Übergangstüren zwischen den Wagen und Stirntüren an Front bzw. Heck der Züge.
Moderne Streckentunnel sind jedoch so dimensioniert, dass sie über ausreichenden Raum für einen sicher zugänglichen und nutzbaren Fluchtweg verfügen, und mit zusätzlichen Notausgängen ausgestattet.
Gleichzeitig stellt das Betreten von Tunnelanlagen durch betriebsfremde Personen eine Gefahr für deren Leben und die Betriebssicherheit dar. Vor diesem Hintergrund werden Tunnelzugänge, z. B. am Ende der Bahnsteige, häufig videoüberwacht und/oder sind mit Lichtschranken oder alarmgesicherten Türen ausgestattet. Auf Strecken mit Bahnsteigtüren entfällt dieses Problem, da diese auch den Tunnelzugang vom Bahnsteig trennen.
Für Deutschland sind bezüglich Rettungswegen in Tunneln die Regelungen des § 30 BOStrab einschlägig;
„Im Tunnel müssen ins Freie führende Notausstiege vorhanden und so angelegt sein, dass der Rettungsweg bis zum nächsten Bahnsteig, Notausstieg oder bis zur Tunnelmündung jeweils nicht mehr als 300 m lang ist. Notausstiege müssen auch an Tunnelenden vorhanden sein, wenn der nächste Notausstieg oder der nächste Bahnsteig mehr als 100 Meter entfernt ist.“

### Fahrbetriebsmittel

#### Allgemeine Merkmale

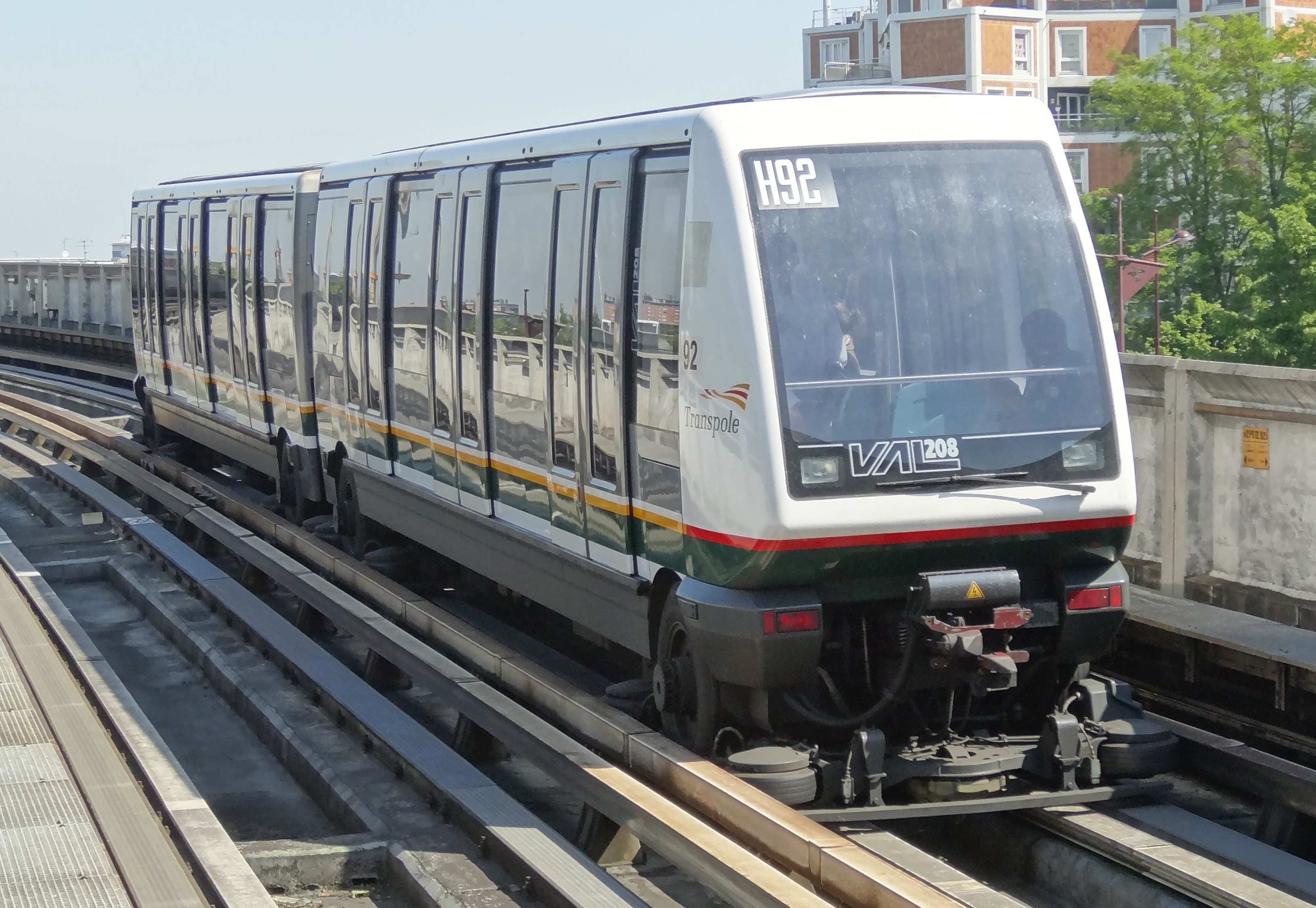
26 Meter langer VAL-Doppeltriebwagen vom Typ VAL 208 bei der Métro Lille (Matra/Siemens)
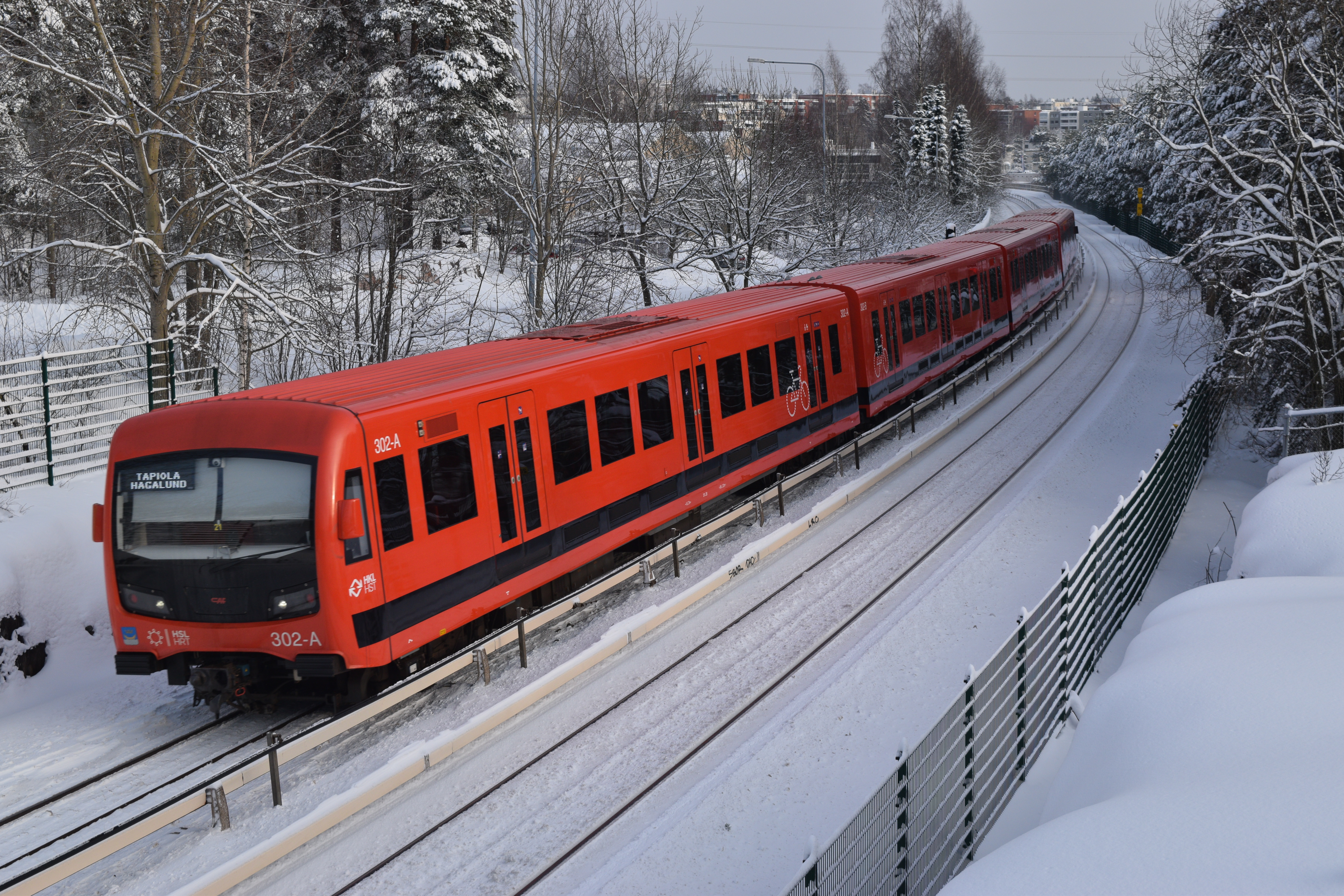
Vierteiliger, 88 Meter langer Triebzug der Baureihe M300 der Metro Helsinki (CAF)
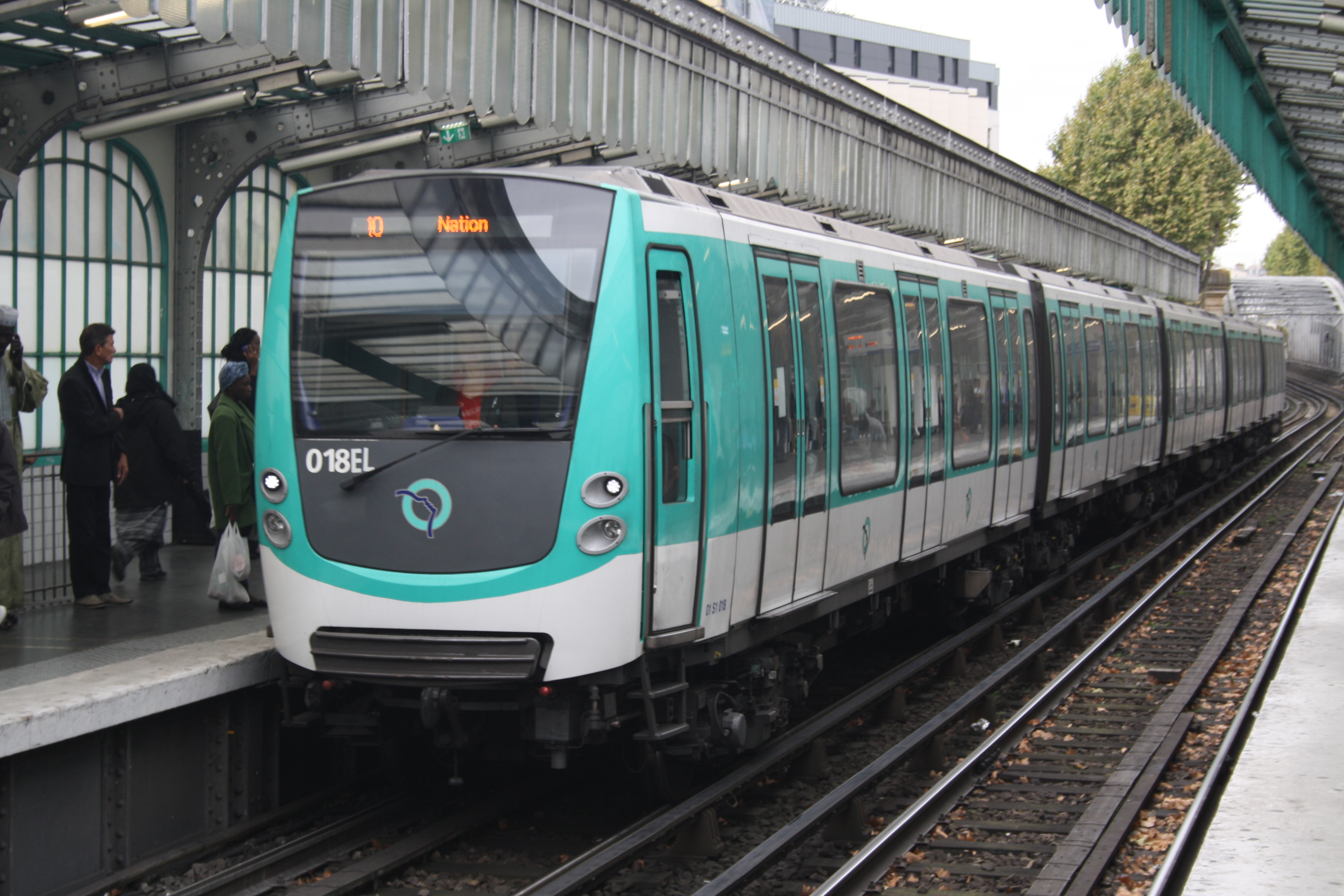
Fünfteiliger, 76 Meter langer Triebzug der Baureihe MF 01 der Métro Paris (Alstom, Bombardier, Areva TA und Ansaldo STS France)
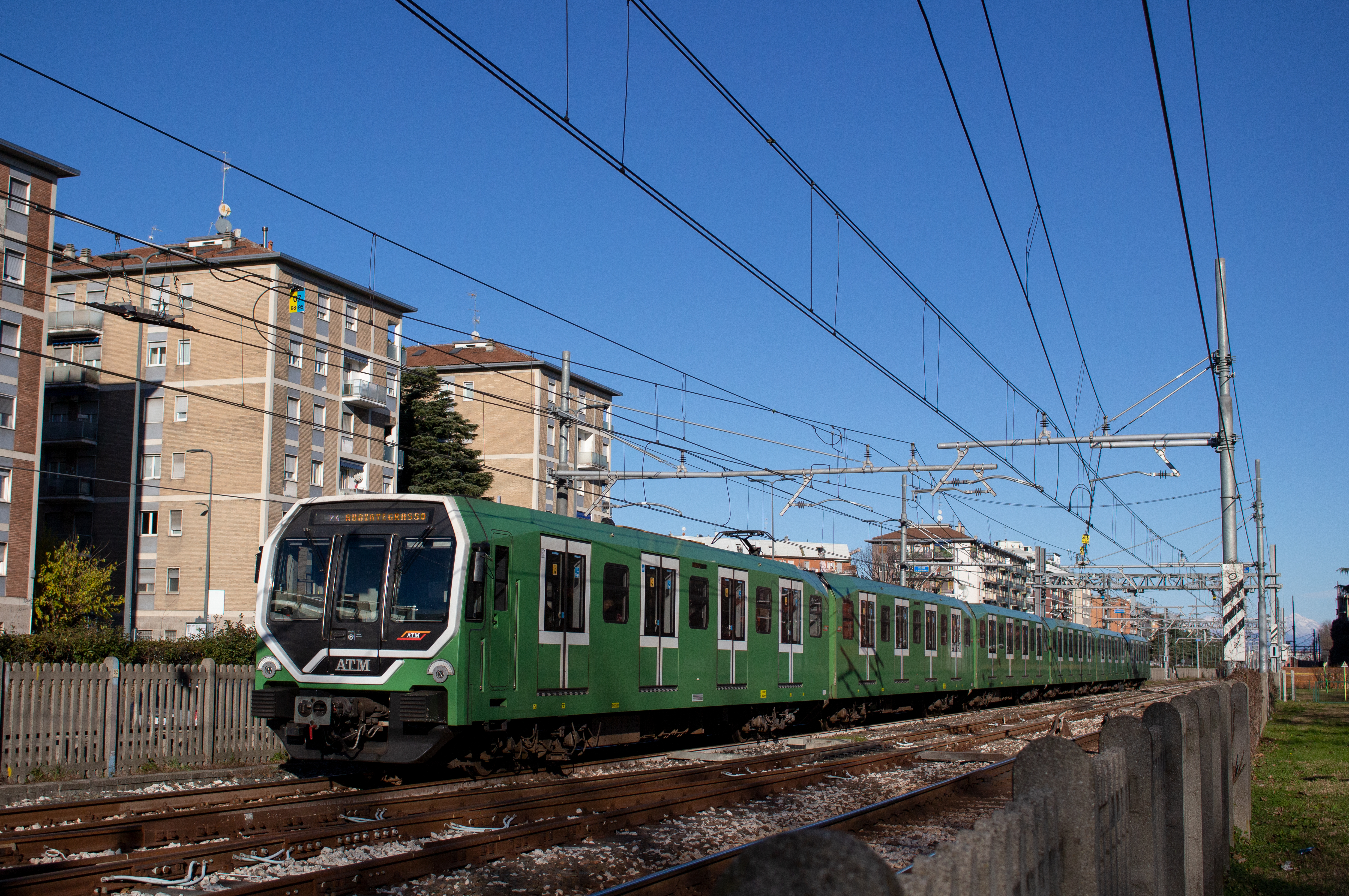
Sechsteiliger, 105 Meter langer Triebzug des Typs Leonardo der Metro Mailand (AnsaldoBreda/Hitachi Rail Italia)
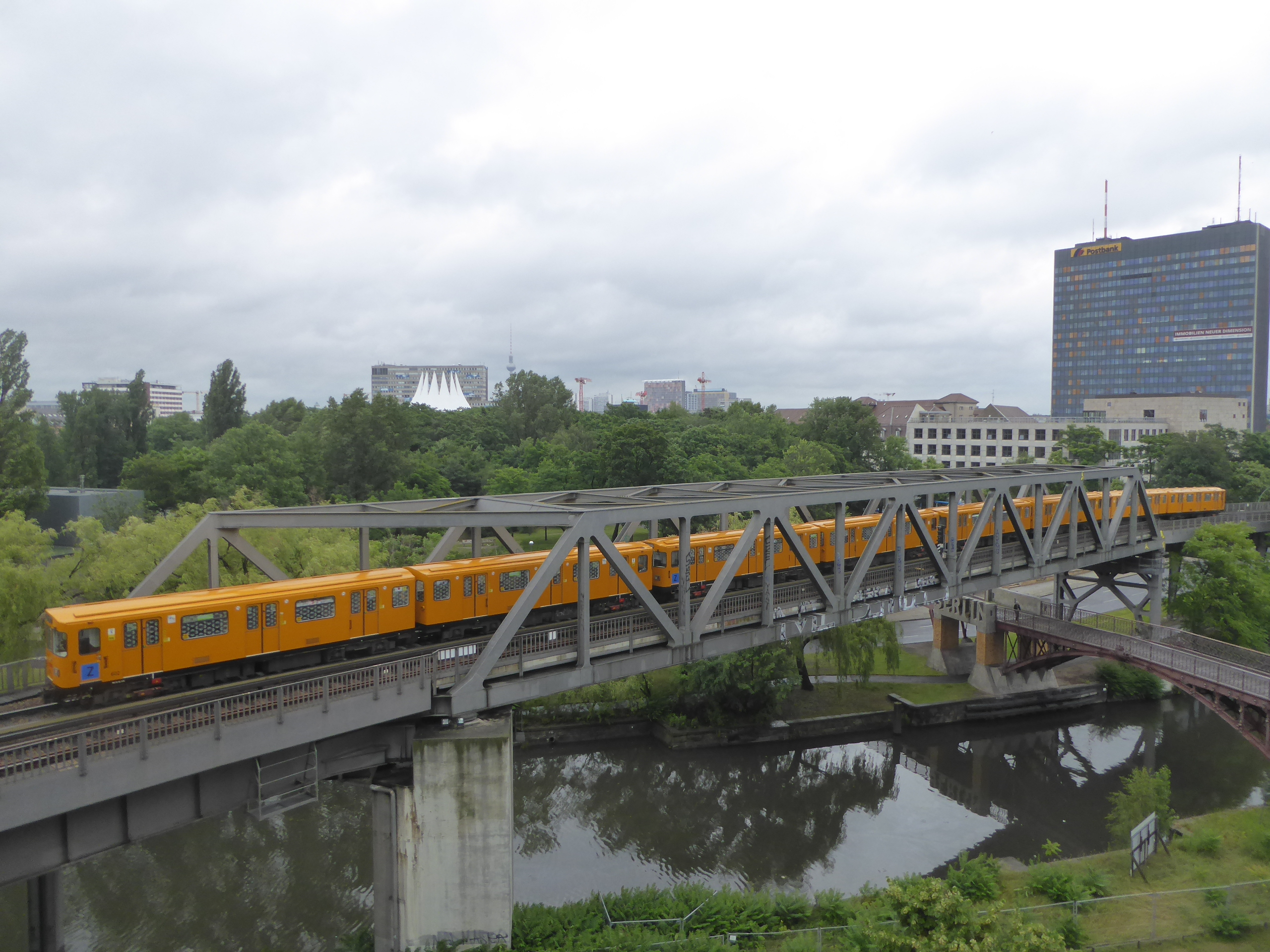
Achtteilige, 100 Meter lange Vierfachtraktion aus Fahrzeugen der Baureihe A3 der U-Bahn Berlin (diverse Hersteller)
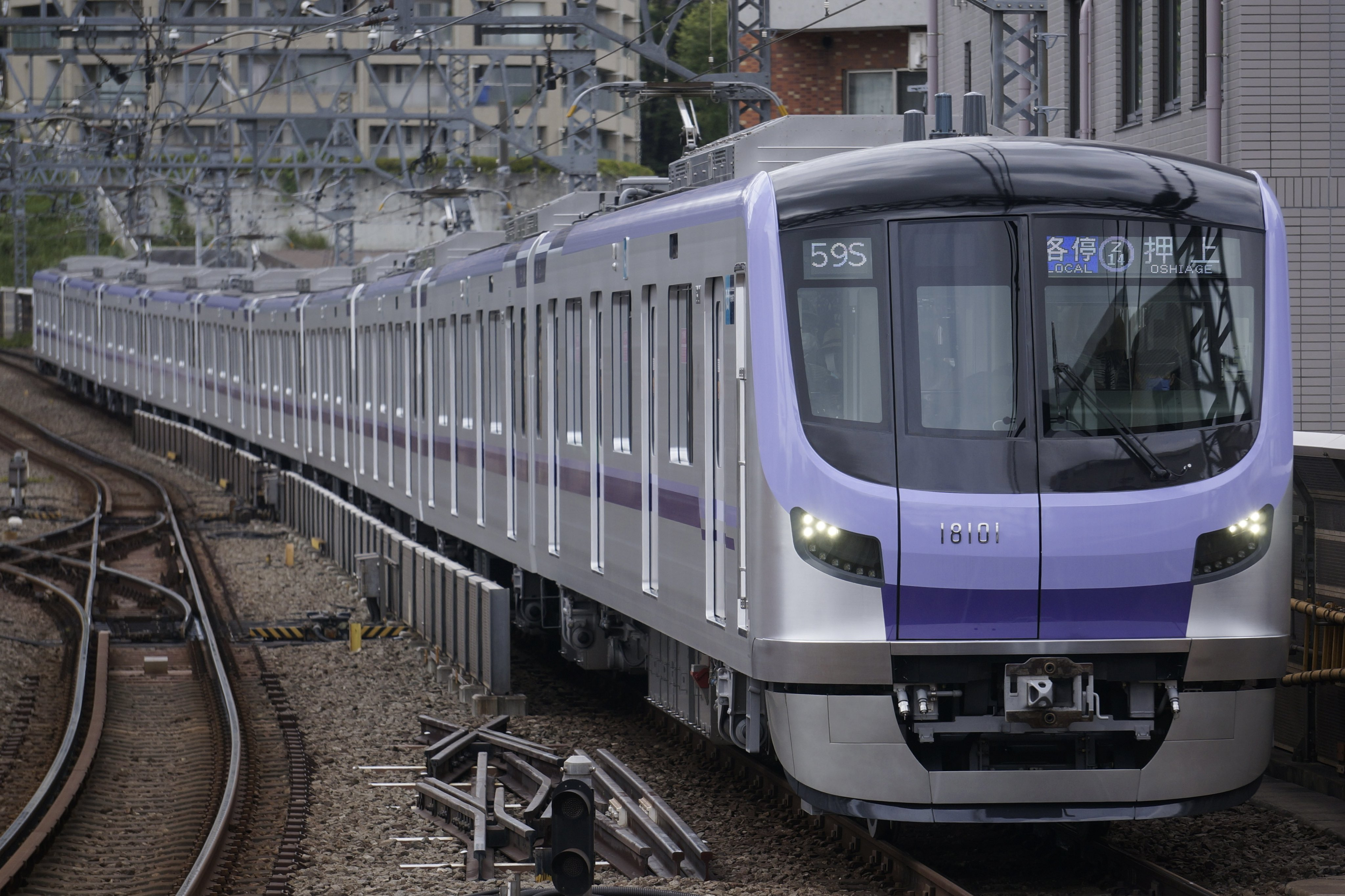
Zehnteiliger, 200 Meter langer Triebzug der Baureihe 18000 von Tōkyō Metro (Hitachi)
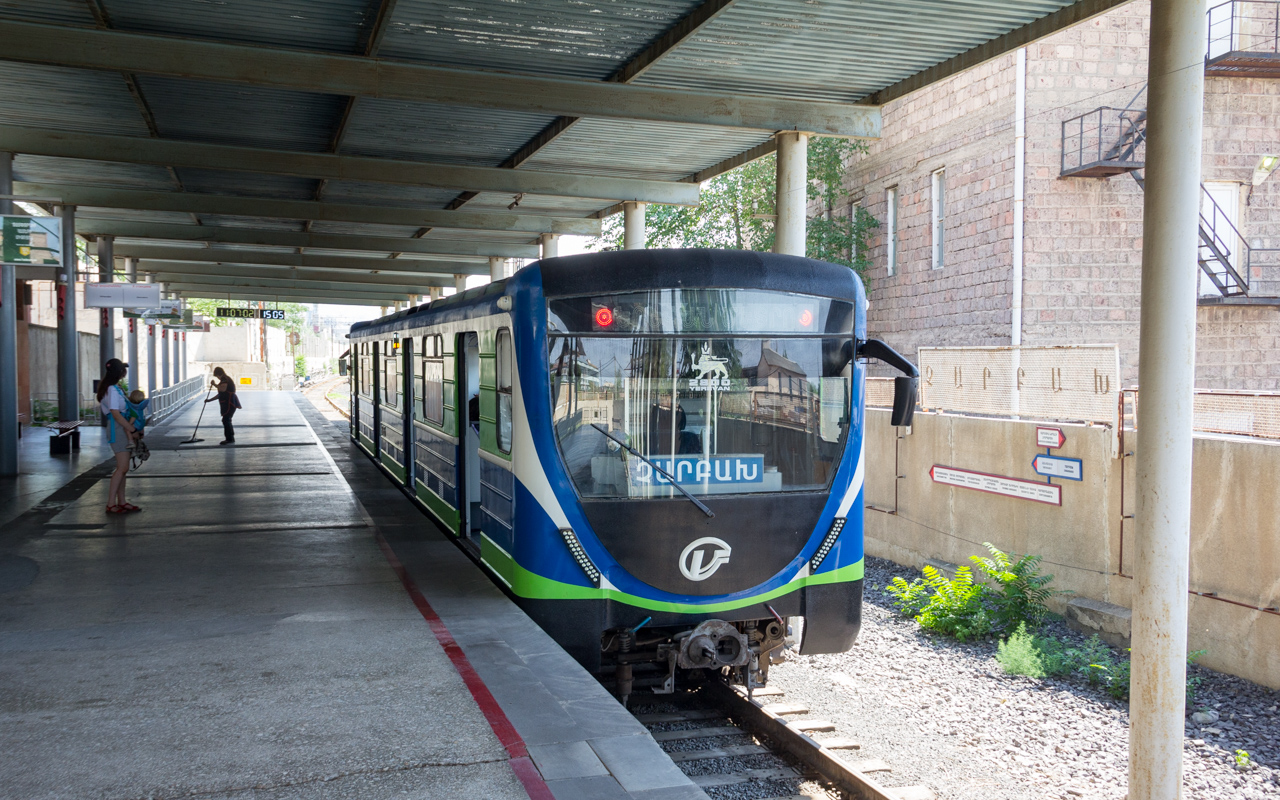
Sonderfall eines Einzelwagens auf Basis des Typs 81-717/714 in Jerewan (Metrowagonmasch)

Während die Metropolitan Railway, die City and South London Railway und die frühen Hochbahnen in New York und Chicago anfangs konventionell gebildete Züge aus Lokomotiven und Reisezugwagen nutzten, entwickelte sich ab Ende des 19. Jahrhunderts ein eigener, an die spezifische Betriebsweise des Verkehrssystems U-Bahn angepasster Fahrzeug-Typus. Charakteristisch für moderne U-Bahn-Fahrzeuge sind insbesondere folgende Merkmale:
- Triebwagen/Triebzüge: U-Bahn-Systeme verwenden Triebwagen und Triebzüge. Ein zentraler Vorteil gegenüber lokbespannten Zügen ist die Verteilung der Antriebsausrüstung auf den gesamten Zug, wodurch eine höhere Beschleunigung und Bremsverzögerung (s. u.) und eine gleichmäßigere Verteilung der Achslast erreicht werden. Zudem können Stationen durch den Verzicht auf eine separate Lokomotive bei gleichem Platzangebot des Zuges kompakter gebaut werden, was insbesondere bei Tunnelstationen mit bedeutenden Kostenersparnissen verbunden ist.
Als erste elektrisch betriebene U-Bahn setzte die 1893 eröffnete Liverpool Overhead Railway Triebwagen ein, deren Grundprinzip – mit wenigen Ausnahmen – bei allen nachfolgend eröffneten U-Bahn-Systemen verwendet wurde.
Nachdem zur Erhöhung der Beförderungskapazität anfangs einzelne Triebwagen zu Mehrfachtraktionen gekoppelt wurden, wobei in der Mitte eines Zuges teilweise nicht angetriebene Beiwagen und geführte Triebwagen ohne eigene Führerstände eingesetzt wurden, entwickelten sich später der Typus des zwei- und mehrteiligen Doppeltriebwagens aus fest miteinander verbundenen Wagen und zuletzt die heute weit verbreiteten Triebzüge. Hiermit verbunden war vielfach auch der Übergang von separaten Einzelwagen zu vollständig durchgängigen Fahrzeugen, die u. a. eine gleichmäßigere Verteilung der Fahrgäste über den ganzen Zug ermöglichen.
Sowohl Doppeltriebwagen als auch Triebzüge verwenden teilweise Jakobs-Drehgestelle, bei denen sich benachbarte Wagen auf ein gemeinsames Drehgestell stützen. Vorteile dieser Bauweise sind die Reduzierung des Fahrzeuggewichts, da Drehgestelle zu den besonders schweren Bauteilen eines Zuges gehören, und die Erhöhung der Laufruhe.
- Beschleunigung und Bremsen: Um eine hohe Reisegeschwindigkeit trotz der im Durchschnitt kürzeren Haltestellenabständen zu ermöglichen, verfügen U-Bahn-Züge über eine hohe Beschleunigung und Bremsverzögerung, sodass die vorgesehene Fahrtgeschwindigkeit schnell erreicht und aufgrund des kurzen Bremswegs lang gehalten werden kann.
- Türen und Türräume: Um einen schnellen Wechsel großer Mengen von Fahrgästen zu ermöglichen, verfügen U-Bahn-Wagen über eine größere Anzahl von Türen – vorwiegend Doppeltüren – entlang des gesamten Zuges sowie großzügig dimensionierte Aufstell- und Auffangfläche im Türbereich für aus- und einsteigende Fahrgäste.
- Zweirichtungsbetrieb: Um das Wenden zu beschleunigen und auf aufwendige und flächenintensive Kehranlagen (Wendeschleifen, Gleisdreiecke) verzichten zu können, sind U-Bahn-Fahrzeuge in der Regel für den Zweirichtungsbetrieb ausgelegt und verfügen daher über Türen auf beiden Fahrzeugseiten und entweder Führerstände an beiden Fahrzeugenden oder die Möglichkeit zur Kopplung von Einzelfahrzeugen mit einem Führerstand an jeweils nur einem Ende. In den allermeisten Netzen erfolgt das Wenden entsprechend am Bahnsteig oder in hinter der Station gelegenen Wendeanlagen, die zudem häufig als Bauvorleistung für einen späteren Weiterbau der Strecke angelegt sind.
Die Métro Paris gehört zu den wenigen Systemen, in denen ein Großteil der Strecken über Wendeschleifen verfügt und in denen diese bis heute genutzt werden, die New York City Subway verfügt teilweise ebenfalls über solche Schleifen.
- Steuerung/Zugbildung: Sofern die Bildung von Mehrfachtraktionen vorgesehen ist, um beispielsweise das Platzangebot an eine im Tagesverlauf schwankende Nachfrage anzupassen, müssen Fahrzeuge im Verband eingesetzt werden können und über entsprechende Steuerungstechnik verfügen.

Die genannten Merkmale beschränken sich gleichwohl nicht auf U-Bahn-Fahrzeuge, sondern finden sich vielfach auch bei der Eisenbahn, in Deutschland beispielsweise bei den U-Bahn-ähnlich betriebenen S-Bahnen, und bei Straßen- und Stadtbahnen.
Die Dimensionierung der Wagen und die (maximal mögliche) Länge eines Zuges werden insbesondere in Hinblick auf die geplante Beförderungskapazität einer Strecke gewählt, die neben der Kapazität der Fahrzeuge von der maximalen Taktdichte abhängt (siehe auch hier). Die Spanne der eingesetzten Züge reicht entsprechend von kompakten Doppeltriebwagen etwa in kleineren Großstädten bis zu mehrere hundert Meter langen Zügen mit zehn oder mehr Wagen etwa in den Megastädten Ostasiens.

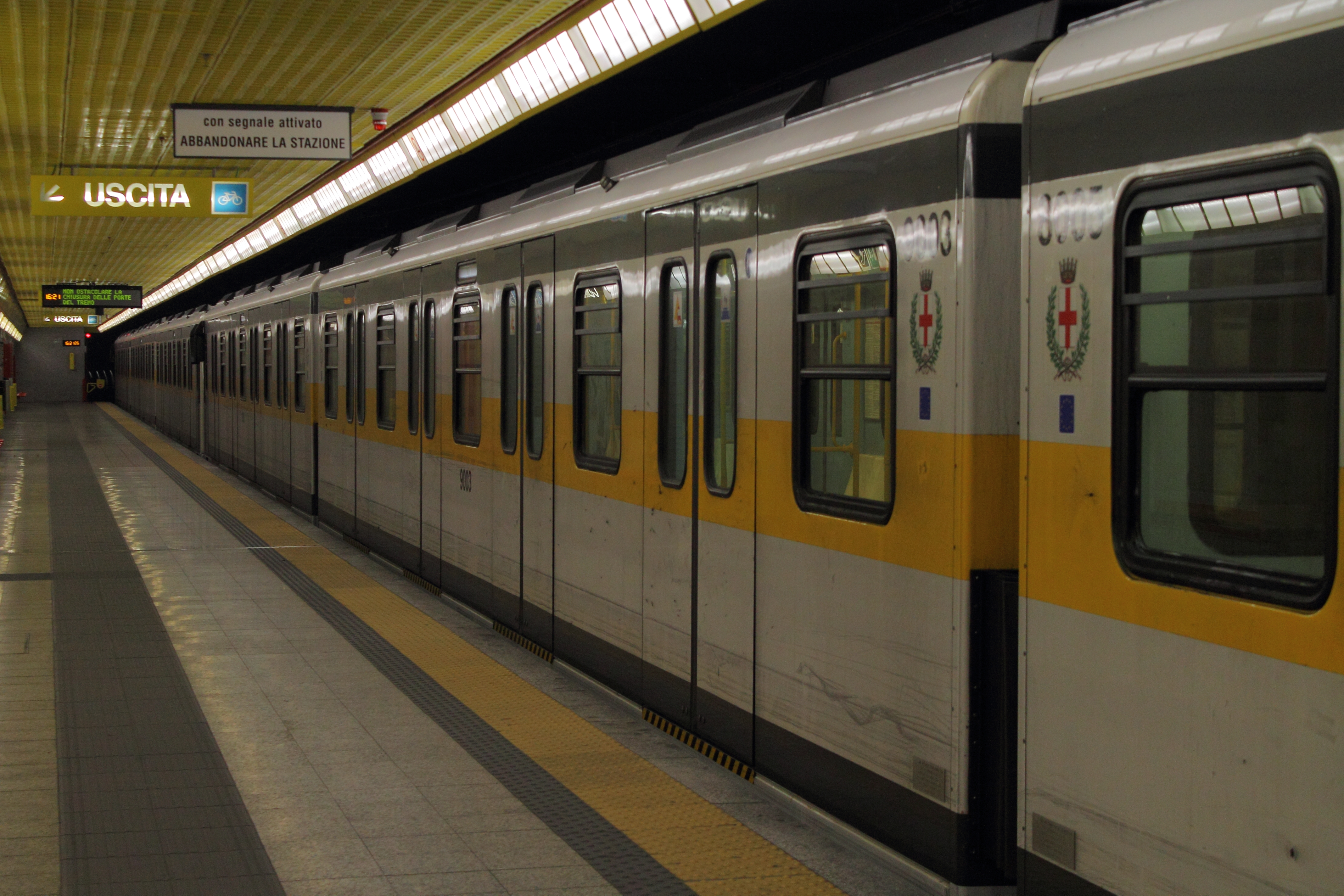
Älterer Mailänder U-Bahn-Zug mit Übersetzfenstern, die aus Sicherheitsgründen nur einen Spalt weit geöffnet werden können

U-Bahn-Züge, die auf älteren Strecken mit kleinem Tunnelprofil verkehren, können aufgrund des beengten Raums mitunter nicht vollumfänglich klimatisiert werden. Ursächlich hierfür ist zum einen, dass die dort eingesetzten Fahrzeuge in ihrer Größe genau an die Höhe der Tunnel angepasst sind. Hierbei verbleiben zwischen Fahrzeugdach und Tunneldecke nur wenige Zentimeter Zwischenraum, was den Einbau von Klimaaggregaten verunmöglicht. Zum anderen kann die durch diese entstehende Abwärme zu Überhitzung der Tunnel führen, was wiederum auch gegen unterflur eingebaute Klimaanlagen spricht. Ausgleichend dafür werden vom Fahrgast selbst zu öffnende Fenster eingebaut, meist im oberen Bereich klappbar oder als Schiebefenster ausgeführt. Bei älteren italienischen U-Bahn-Zügen wurden zu diesem Zweck auch Übersetzfenster verwendet, die jedoch aus Sicherheitsgründen nur einen Spalt weit geöffnet werden können.
Abgesehen von Klimaanlagen kann auch die beim Bremsen entstehende Wärme zum Aufheizen des Tunnels führen. Der Budapester U-Bahn gelang es dabei schon in den 1930er Jahren, diesen Effekt durch die Umstellung auf regenerative Bremsen einzudämmen.

##### Innenraumgestaltung

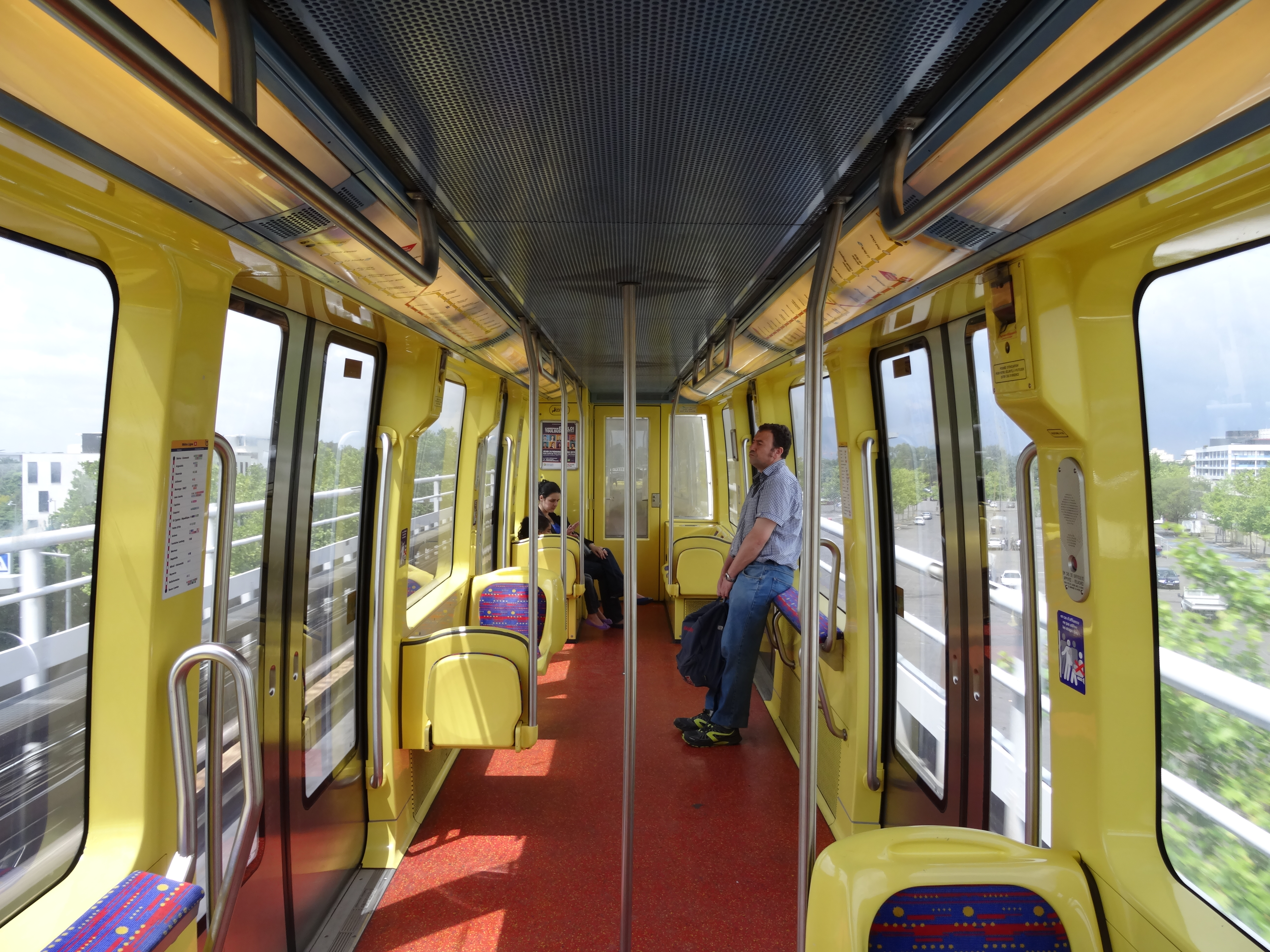
Innenraum eines 2,08 Meter breiten Fahrzeugs des Typs VAL 208 bei der Métro Toulouse mit gemischter Sitzkonfiguration mit 1+1-Querbestuhlung
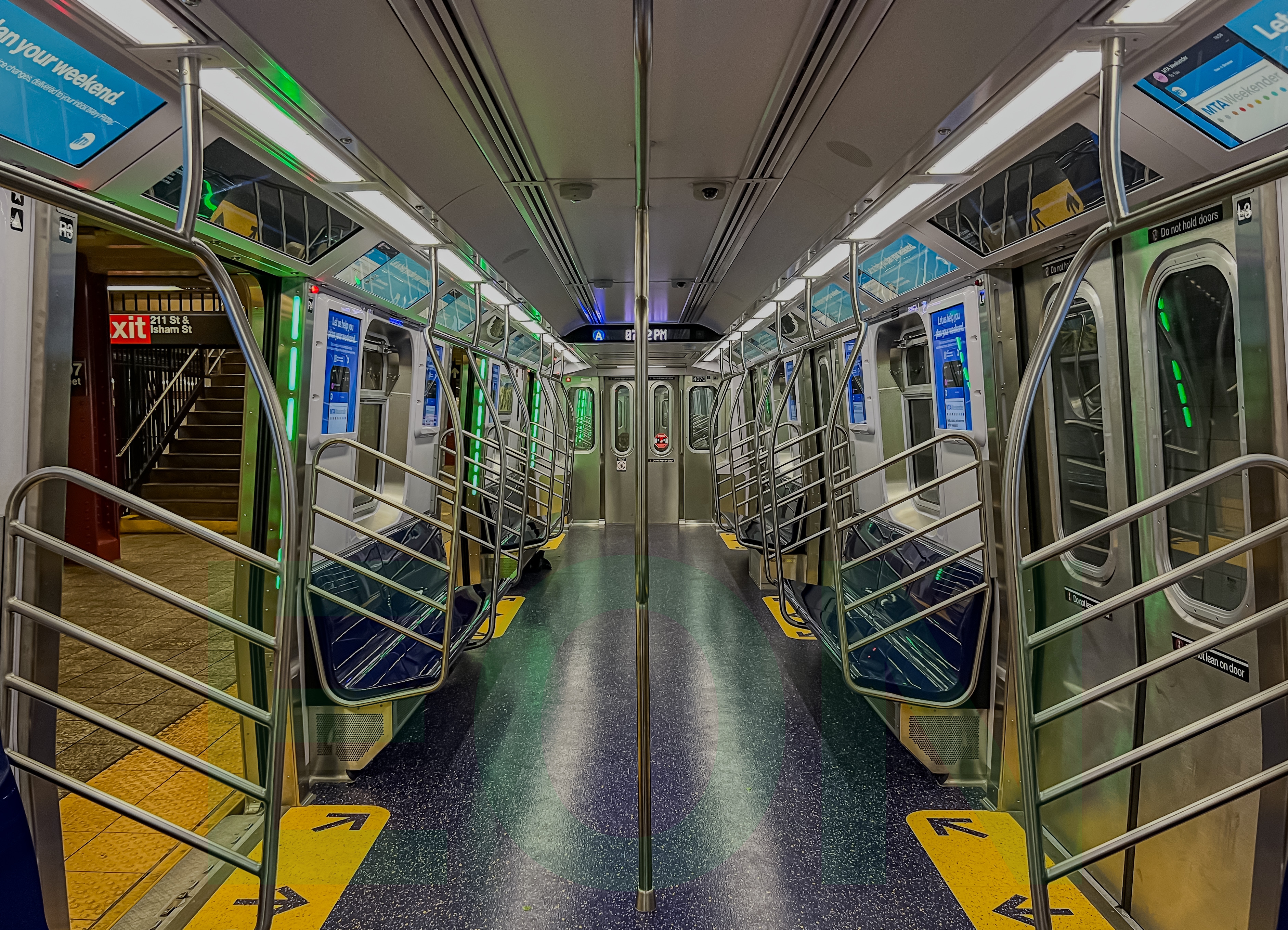
Innenraum eines 3,05 Meter breiten Fahrzeugs der Baureihe R211A der New York City Subway mit Längssitzen
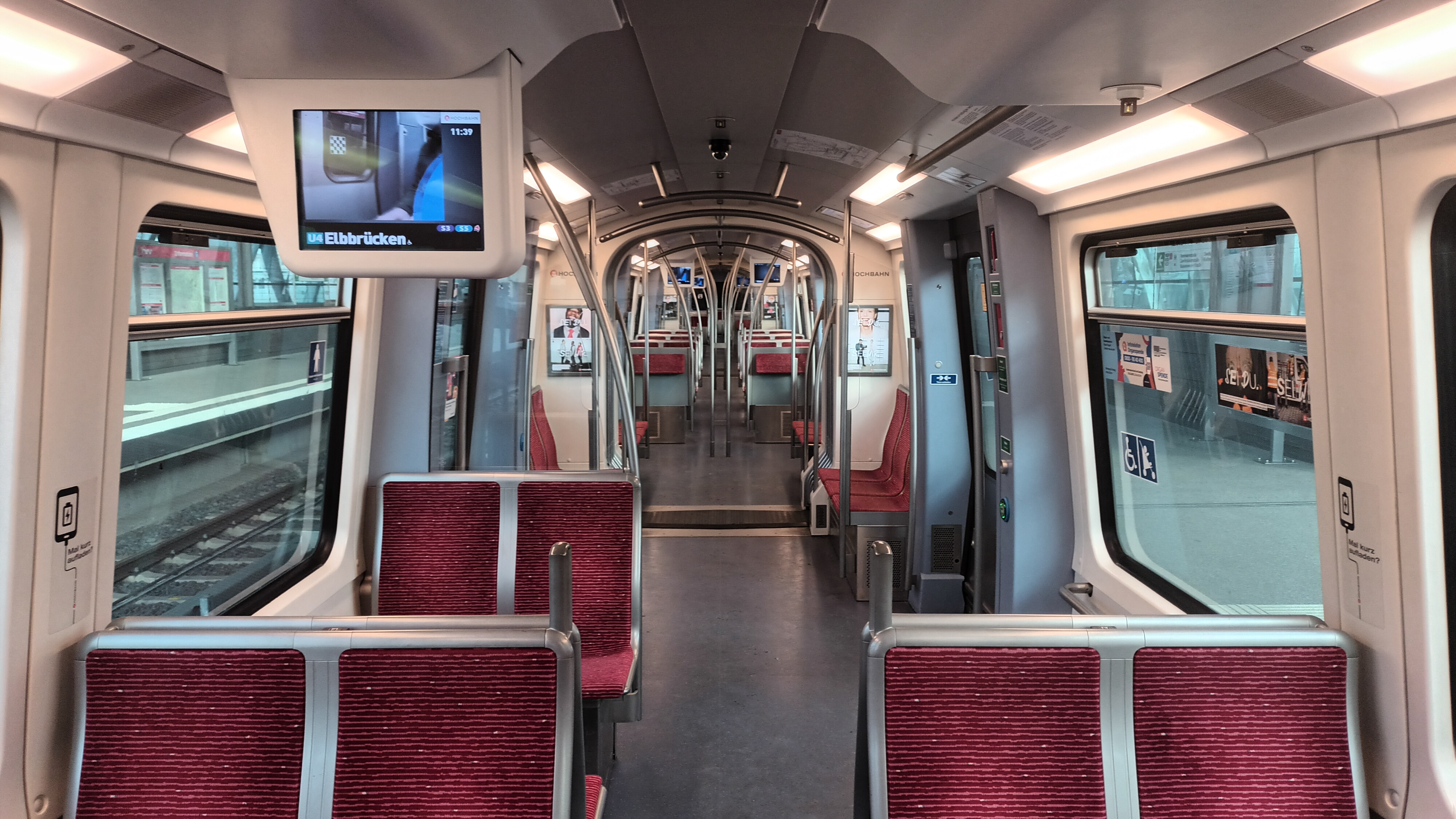
Innenraum eines durchgängigen Zuges des Typs DT5 der U-Bahn Hamburg mit gemischter Sitzkonfiguration und 2+2-Querbestuhlung
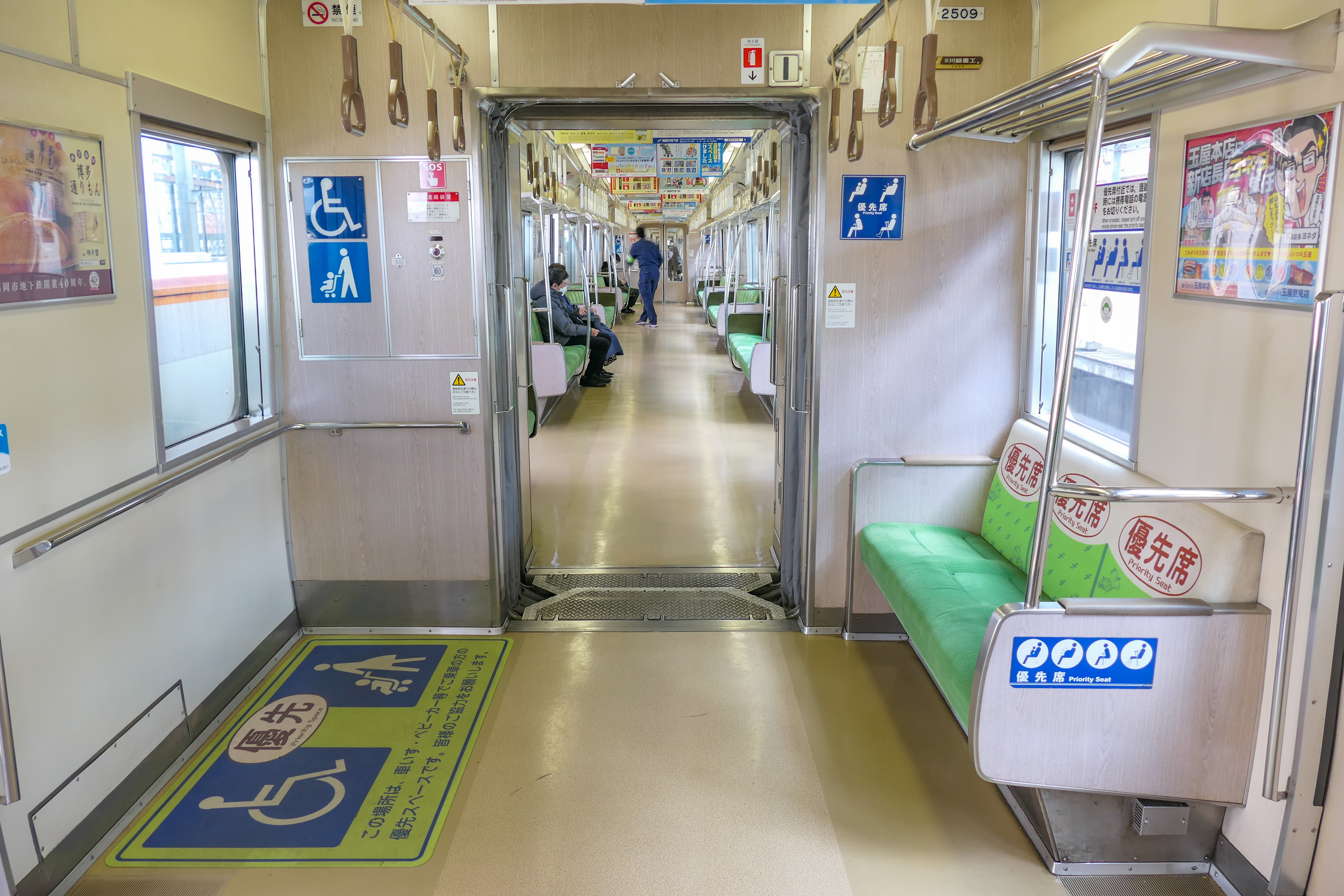
Innenraum eines durchgängigen Zuges der Baureihe 2000 der U-Bahn Fukuoka mit Mehrzweckfläche für Rollstühle und Kinderwagen und Vorrangsitzen
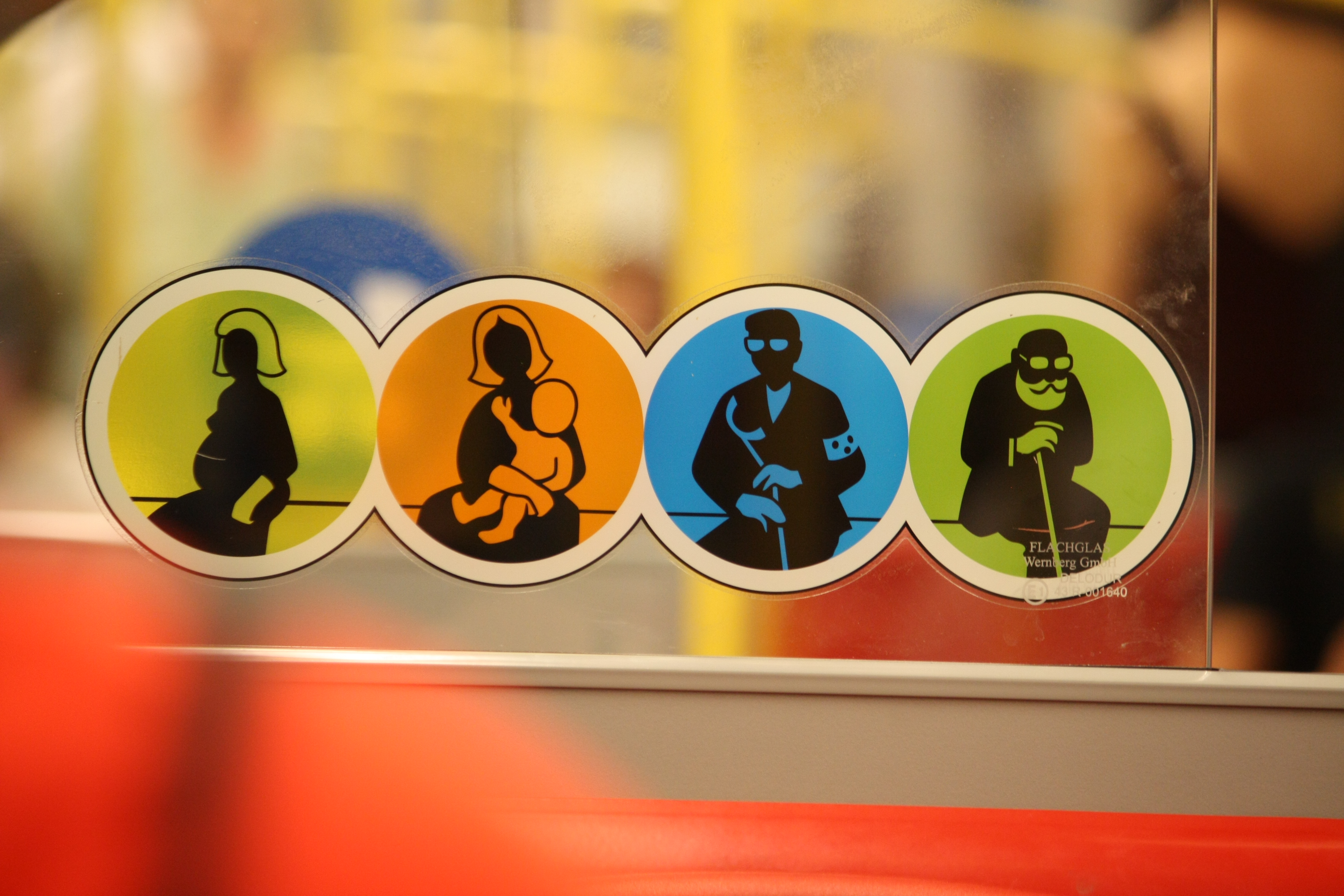
Markierung von Vorrangsitzen für Schwangere, Personen mit Kind, Sehbehinderte und Senioren in Wien
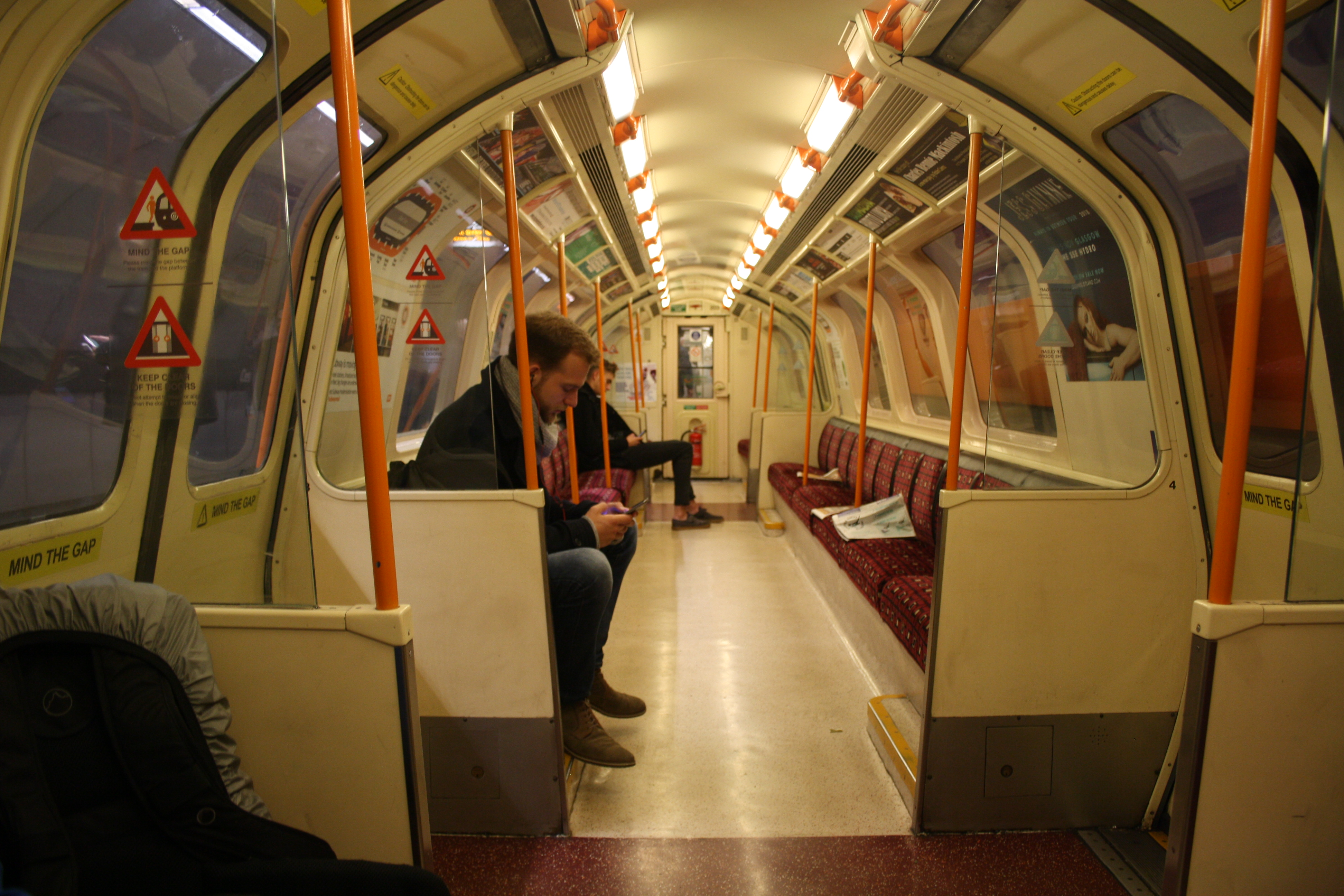
Fahrzeug der zweiten Generation der Glasgow Subway mit abgerundeten Seitenwänden zur Anpassung an das Tunnelprofil
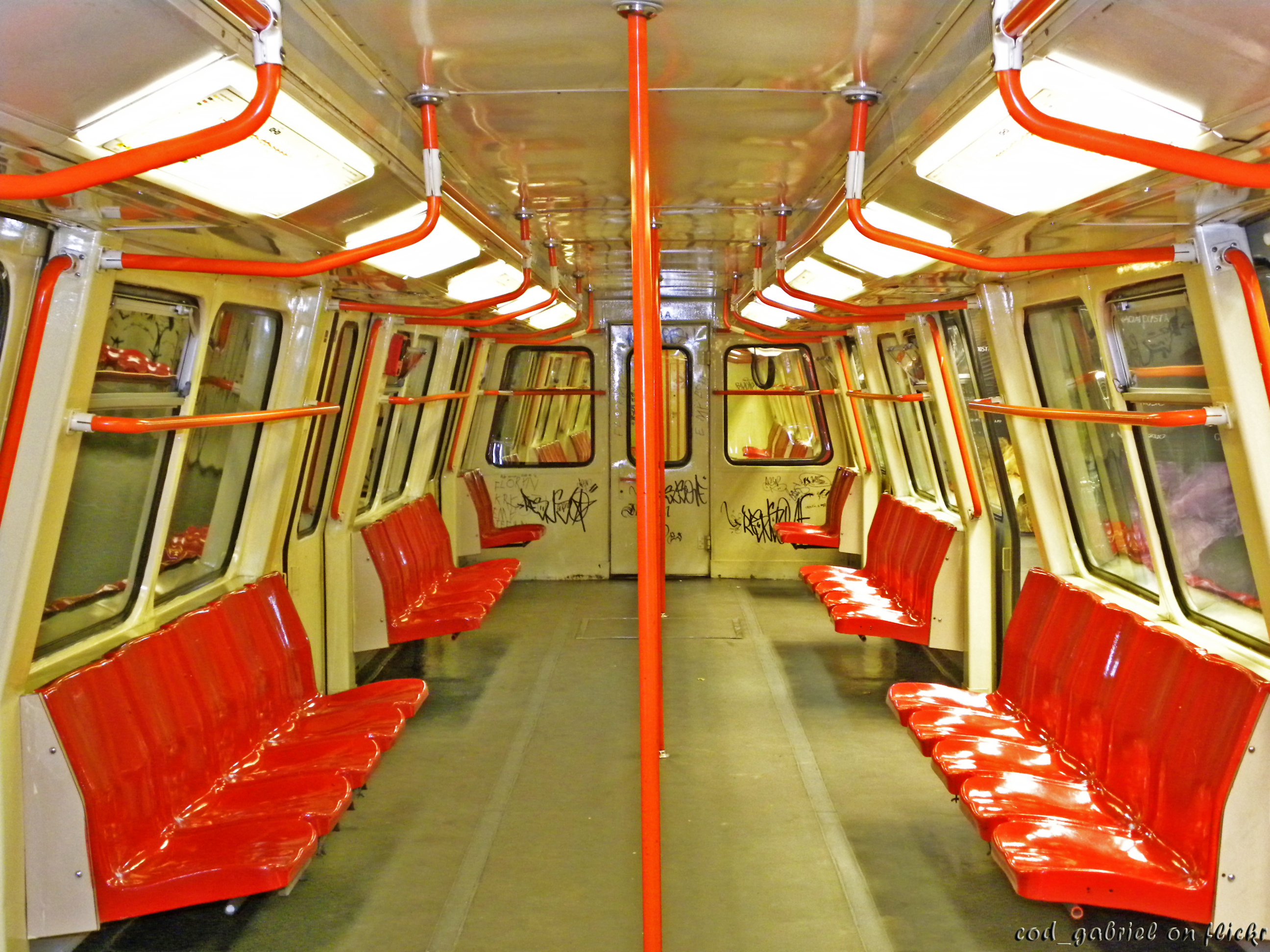
Fahrzeug der ersten Generation der Metro Bukarest mit hexagonalem Profil

Beim Massenverkehrsmittel U-Bahn ist die Organisation des Wageninnenraums in der Regel vorrangig auf die Beförderung einer möglichst großen Zahl von Fahrgästen ausgerichtet. Wie bei anderen Fahrzeugen des Nahverkehrs und im Unterschied zur Fernbahn wird bei der U-Bahn daher üblicherweise ein größerer Anteil der Plätze in Form von Stehplätzen vorgehalten.
Die Innenraumgestaltung betrifft neben den oben genannten Aufstell- und Auffangflächen im Türbereich insbesondere die Anordnung der Sitze und das Verhältnis von Sitz- zu Stehplätzen. Senkrecht zur Längsachse des Wagens angeordnete Quersitze sind dabei aufgrund des höheren Fahrkomforts vorrangig für längere Fahrten gedacht, während parallel zur Achse angeordnete Längssitze vorrangig für kürzere Strecken vorgesehen sind. Zudem ermöglichen Längssitze aufgrund ihres geringeren Flächenbedarfs eine Erhöhung der Zahl der Stehplätze und somit der rechnerischen Gesamtkapazität des Fahrzeugs. In älteren Netzen werden Längssitze zudem aufgrund der häufig geringeren Fahrzeugbreiten teilweise ebenfalls bevorzugt. Vielfach werden auch gemischte Sitzkonfigurationen für unterschiedliche Fahrgastgruppen und Reiselängen gewählt.
Seit Ende des 20. Jahrhunderts berücksichtigt die Innenraumplanung verstärkt die spezifischen Bedürfnisse von Menschen, die in ihrer körperlicher Bewegungsfähigkeit eingeschränkt und etwa auf die Benutzung eines Rollstuhls oder Rollators angewiesen sind, oder die mit Kinderwagen, Fahrrädern und größeren Gepäckstücken reisen. Zu den Maßnahmen gehört insbesondere die Einrichtung von Mehrzweckflächen und die Ausweisung von Sitzplätzen, die vorrangig für Gruppen wie Senioren, Schwangere und Fahrgäste mit kleinen Kindern vorgesehen sind. Entsprechende Flächen und Plätze befinden sich dabei üblicherweise in unmittelbarer Nähe zu den Türen, um einen schnellen Zu- und Abgang zu ermöglichen.
Insbesondere bei frühen U-Bahnen, deren Tunnel aufgrund der noch weniger weit entwickelten Bauverfahren häufig mit einem geringeren Querschnitt hergestellt wurden, musste das Profil der Wagen an das des Streckentunnels angepasst werden. Ein eindrückliches Beispiel hierfür ist die Glasgow Subway, deren Züge Röhrentunnel mit einem Durchmesser von lediglich 3,4 Metern befahren. Hierdurch ergeben sich eine Fahrzeugbreite von lediglich 2,34 Metern und eine lichte Höhe im Innenraum von weniger als 2 Metern sowie – analog zu vielen Doppelstockwagen – im oberen Bereich markant abgerundete Seitenwände, um sich an das kreisförmige Tunnelprofil anzupassen. Alternativ wird, wie bei Neigetechnik-Zügen, ein hexagogonales Wagenkasten-Profil mit geknickten Seitenwänden gewählt, wobei wahlweise nur das Fensterband oder zusätzlich der Bereich darunter abgeschrägt ist. Die Bauweise ohne Rundungen kommt dabei vor allem ohne gewölbte Fensterscheiben aus.

##### Niederflurfahrzeuge

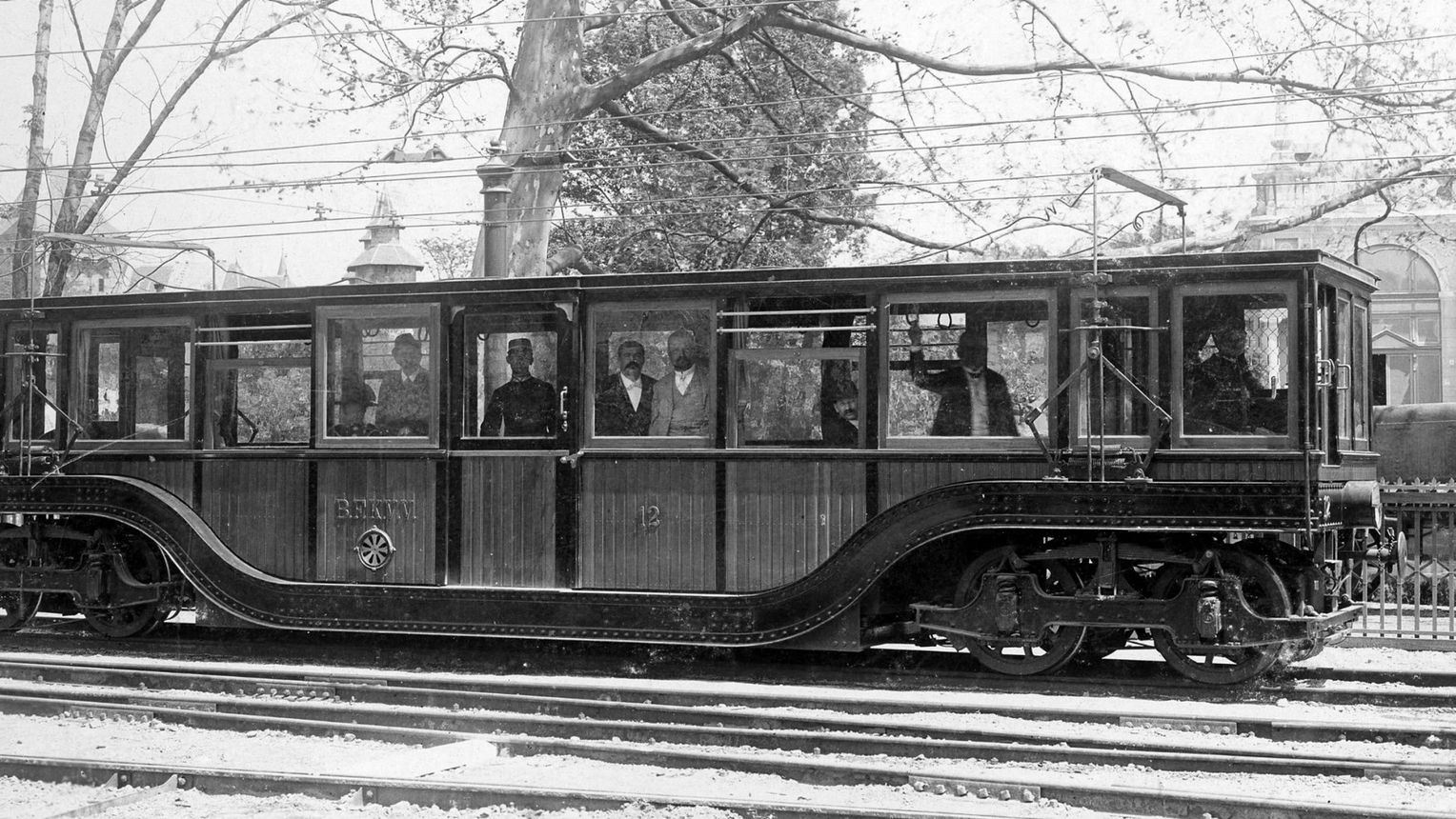
Wagen der ersten Generation der Budapester Földalatti von Ignatius Schlick und Siemens & Halske; oberhalb der Drehgestelle sind die an das niedrige Tunnelprofil angepassten Stromabnehmer zu erkennen
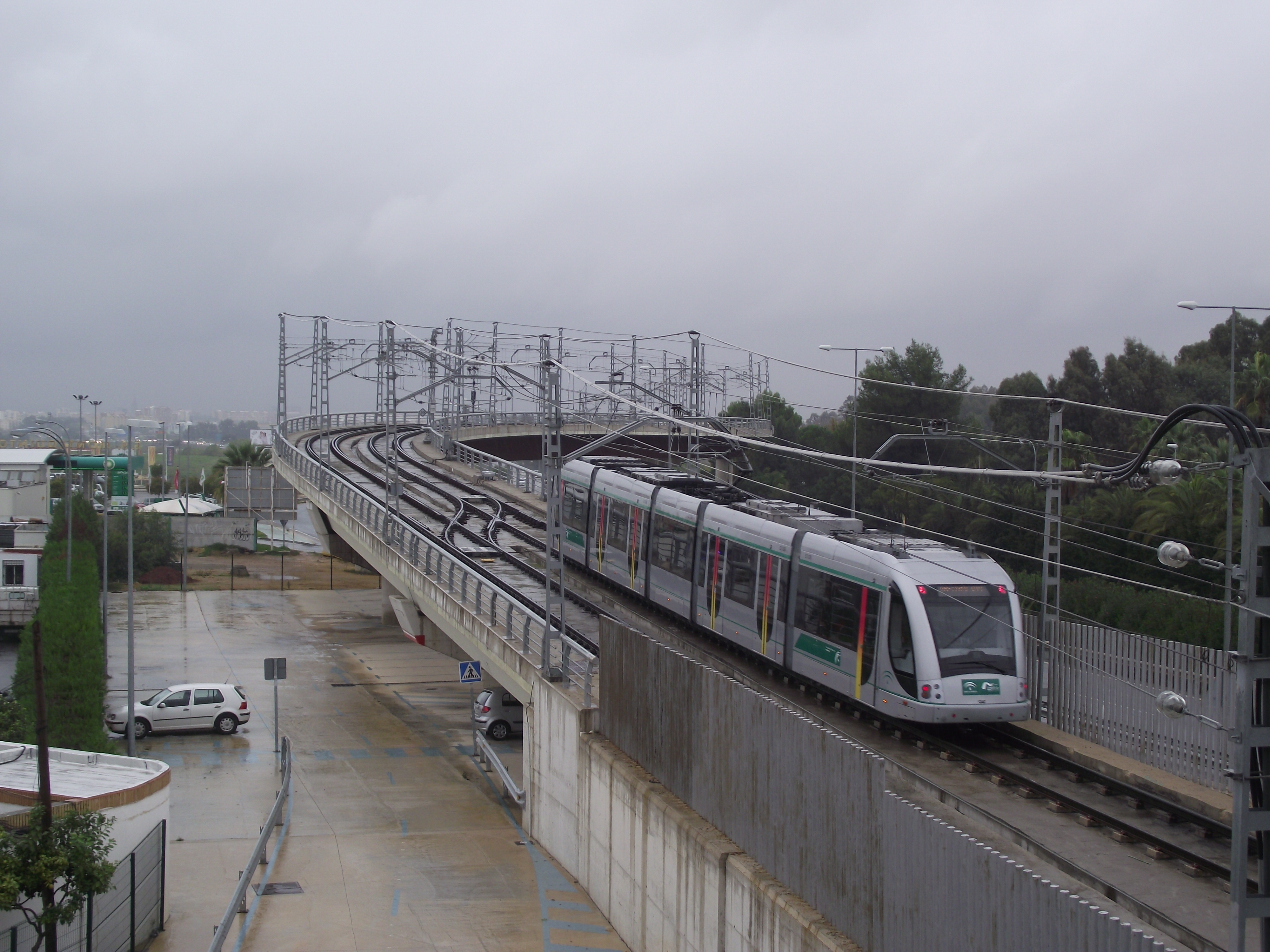
Fahrzeug vom Typ Urbos 2 auf der Linie 1 der Metro Sevilla
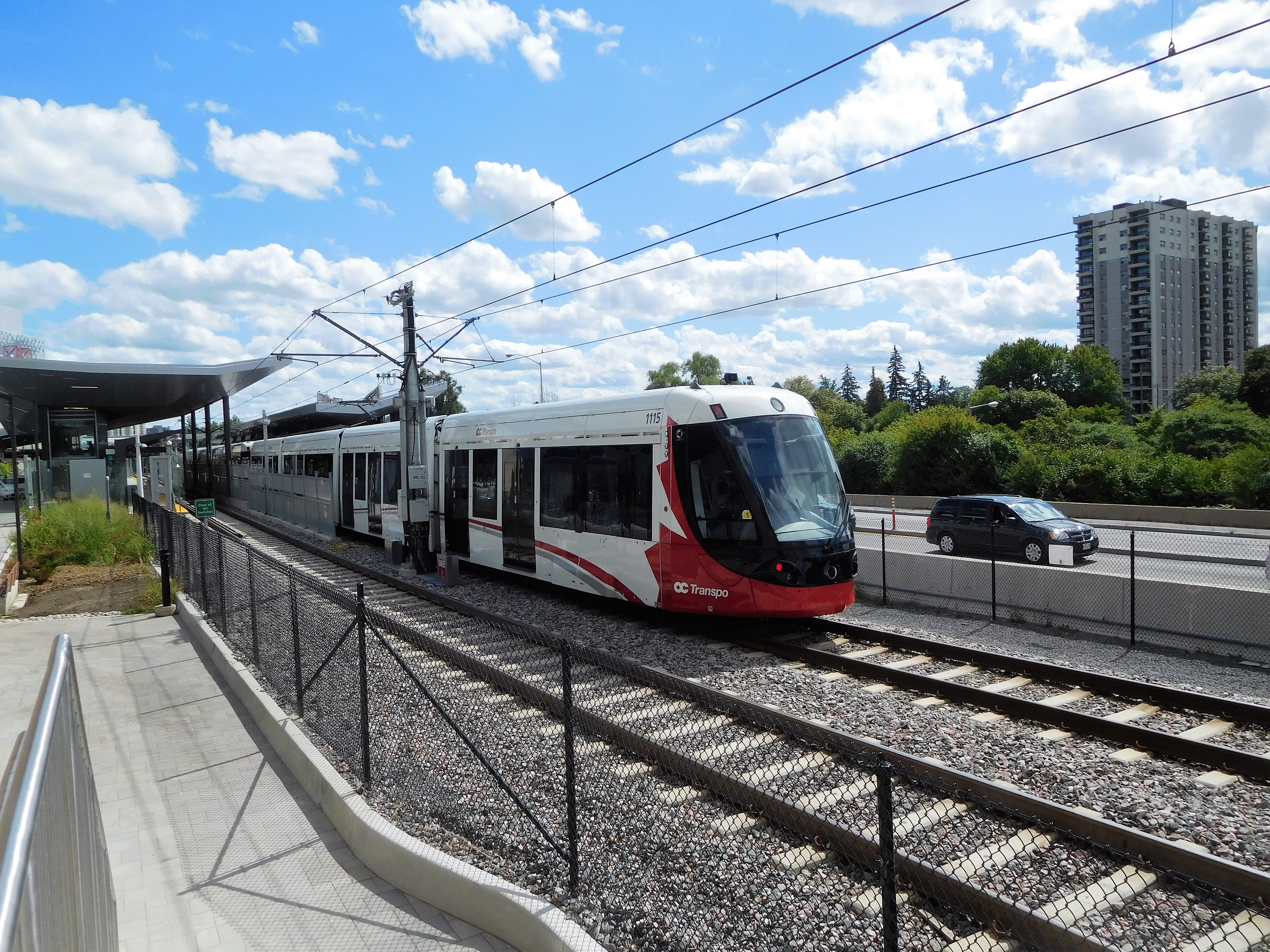
Fahrzeug vom Typ Alstom Citadis Spirit auf der Confederation Line in Ottawa
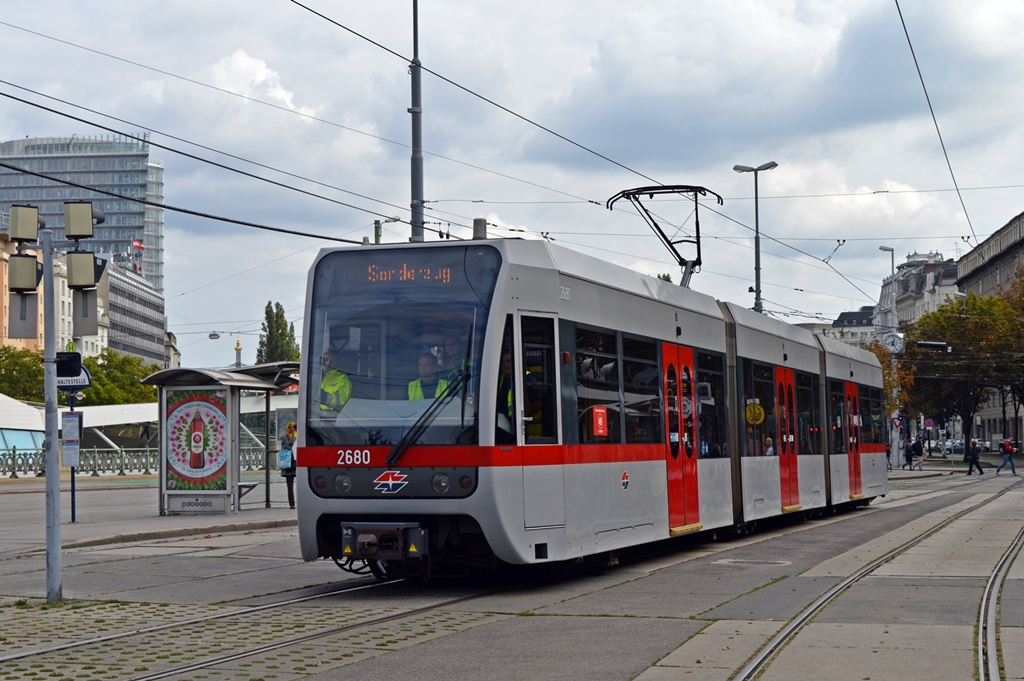
Fahrzeug vom Typ T1 der U6 der U-Bahn Wien auf Überführungsfahrt im Straßenbahnnetz

Seit der Frühzeit des Verkehrsmittels setzt die überwiegende Zahl der Systeme hochflurige Fahrzeuge ein, die entsprechend angepasste Hochbahnsteige bedienen. Die hochflurige Ausführung ergibt sich – zumindest historisch – daraus, dass die elektrischen Fahrmotoren direkt mit den angetriebenen Achsen verbunden waren und daher unterhalb des Fahrzeugs angeordnet werden mussten. Gleichzeitig ergab sich hieraus der Vorteil, dass die weiteren technischen Anlagen vollständig im Unterbodenbereich angeordnet und der Fahrgastraum von ihnen freigehalten werden konnte. Der hieraus resultierende niedrige Schwerpunkt der Fahrzeuge ist ebenfalls größtenteils vorteilhaft.
Einzelne Netze verwenden Niederflurfahrzeuge, die auch bei der Straßenbahn eingesetzt werden bzw. ursprünglich für diese entworfen wurden. Es sind dies:
- Budapest, Linie M1: Die Földalatti, die zweite elektrisch betriebene Untergrundbahn der Welt und die erste auf dem europäischen Festland, setzte von Anfang an Wagen mit einer Gesamthöhe des Fahrzeugkastens von lediglich 2,6 Metern und einer Fußbodenhöhe von 450 mm über Schienenoberkante ein,[59] die nach heutigem Begriffsverständnis als Niederflurfahrzeuge eingeordnet werden können. Grund hierfür war das sehr niedrige Tunnelprofil von lediglich 2,85 Metern, das sich aus der Bauweise als Unterpflasterbahn in einfacher Tiefenlage zum einen und einer Tiefenbeschränkung durch eine die Strecke in einer gegebenen Höhe kreuzende Hauptabwasserleitung zum anderen ergab.[36]
- Sevilla: Die im Jahr 2009 eröffnete Metro Sevilla nutzt Fahrzeuge des Typs Urbos 2 des spanischen Herstellers CAF, die bis zur Einführung des neueren Typs Urbos 3 auch bei der Straßenbahn Sevilla eingesetzt wurden.
- Ottawa, Confederation Line: Die im Jahr 2019 eröffnete Linie wird mit Fahrzeugen des Typs Citadis der französischen Alstom-Gruppe betrieben.
- Wien, Linie U6: Die U6 wird seit ihrer Einrichtung mit straßenbahnartigen Fahrzeugen bedient, unter anderem, weil diese die Hauptwerkstätte der Wiener Linien nur über das Straßenbahnnetz erreichen können. Anfangs wurden hochflurige Züge des Typs E6-c6 eingesetzt, die zwischen 1993 und 2008 durch Niederflurzüge der Typen T und T1 abgelöst wurden.

#### Stromversorgung

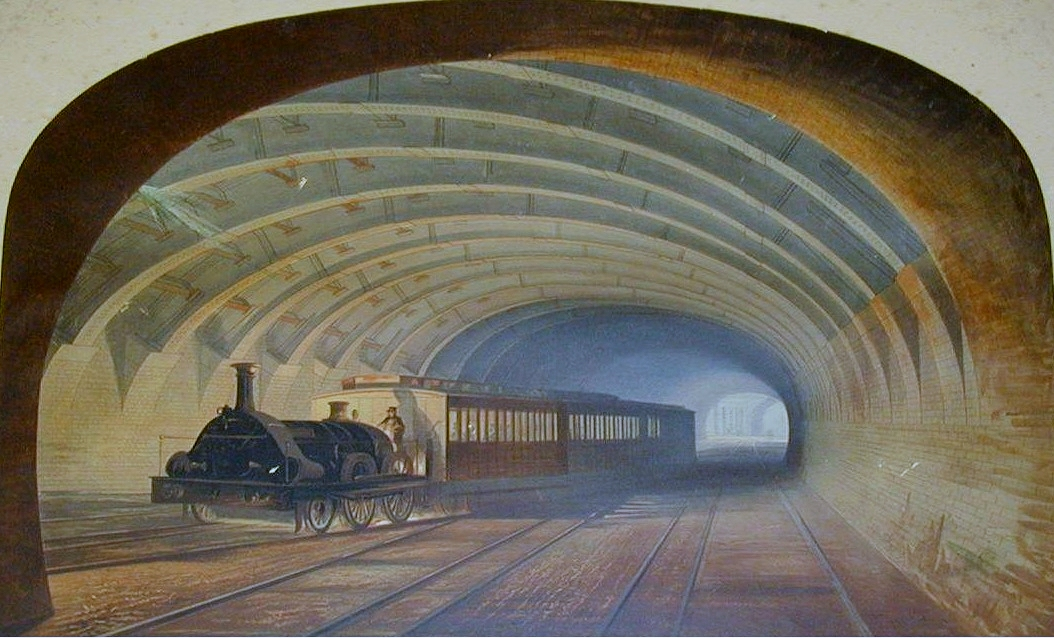
Künstlerische Darstellung eines Zuges der Metropolitan Railway mit einer Metropolitan-Class-Dampflokomotive der Great Western Railway
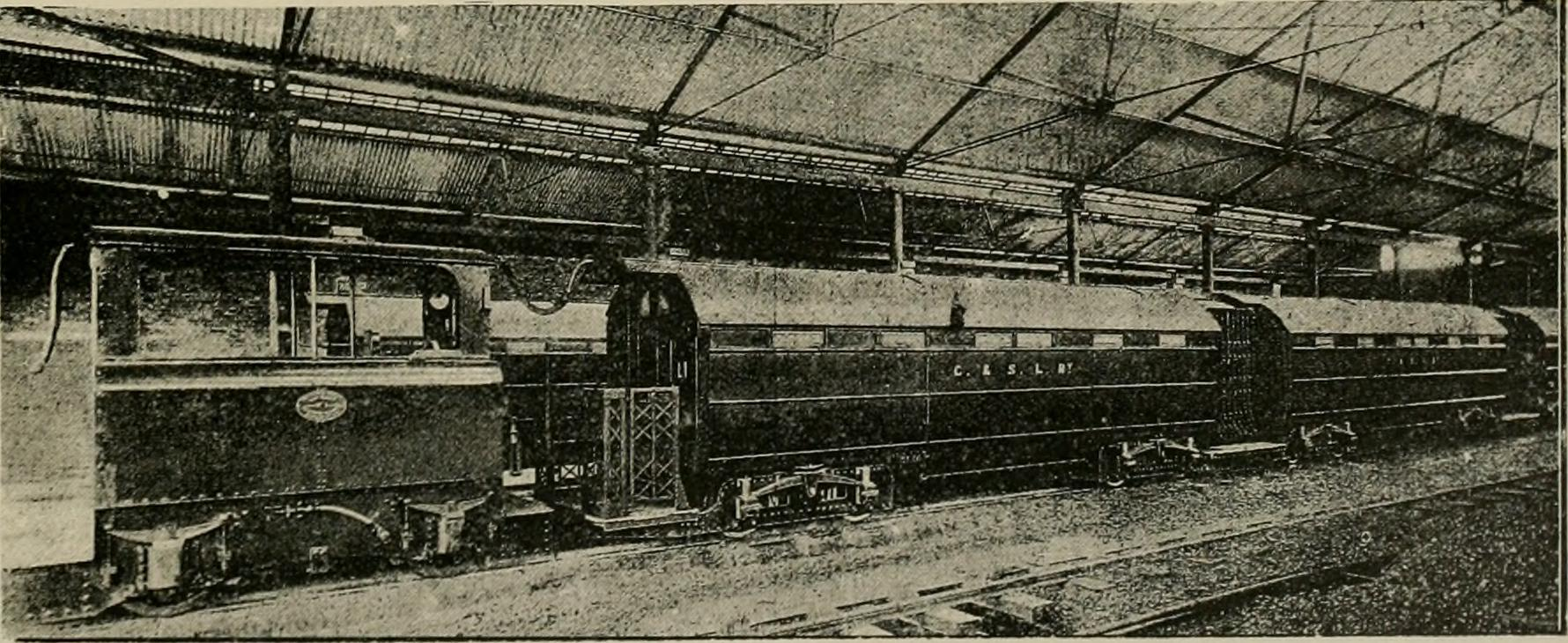
Zug der City and South London Railway mit Elektrolokomotive (Indienststellung 1890)
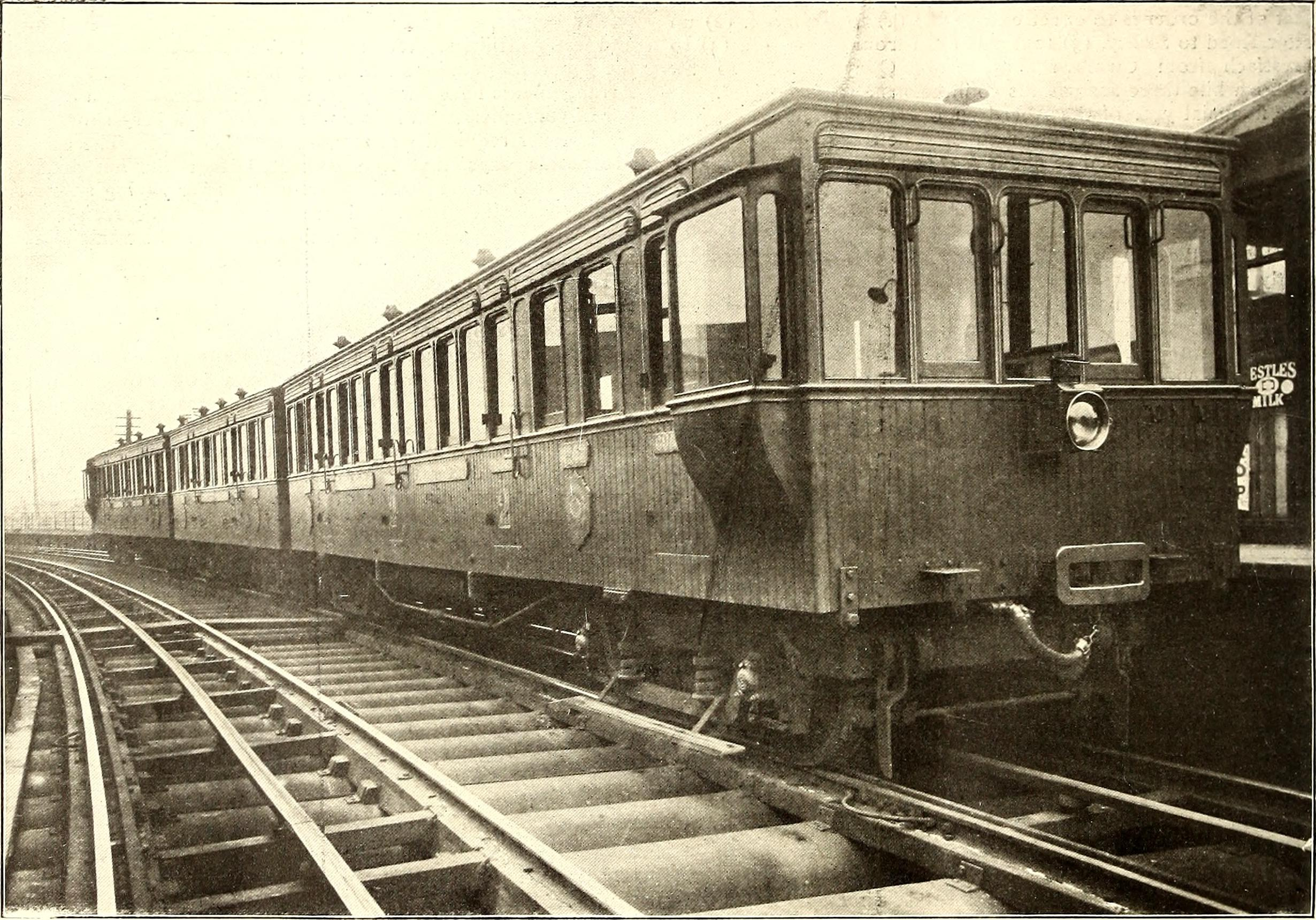
Elektrisch betriebener Drei-Wagen-Zug der Liverpool Overhead Railway (Indienststellung ca. 1896)
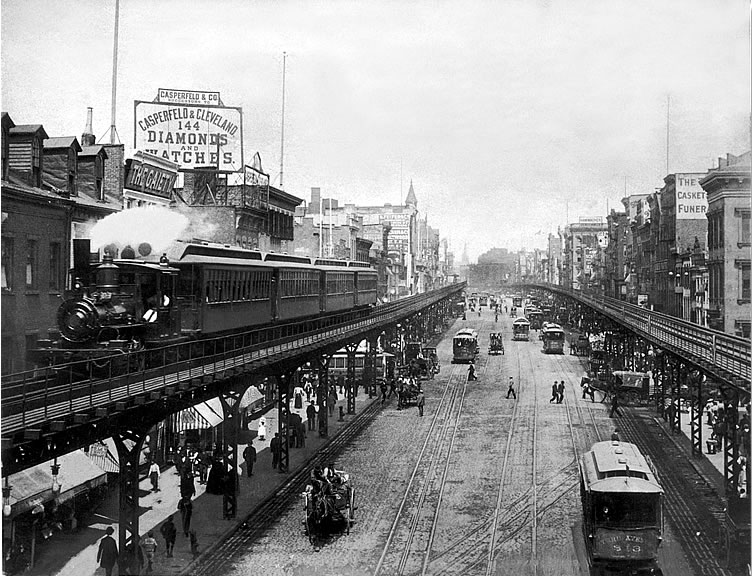
Dampfbetriebene Hochbahn der Third Avenue El, New York 1896
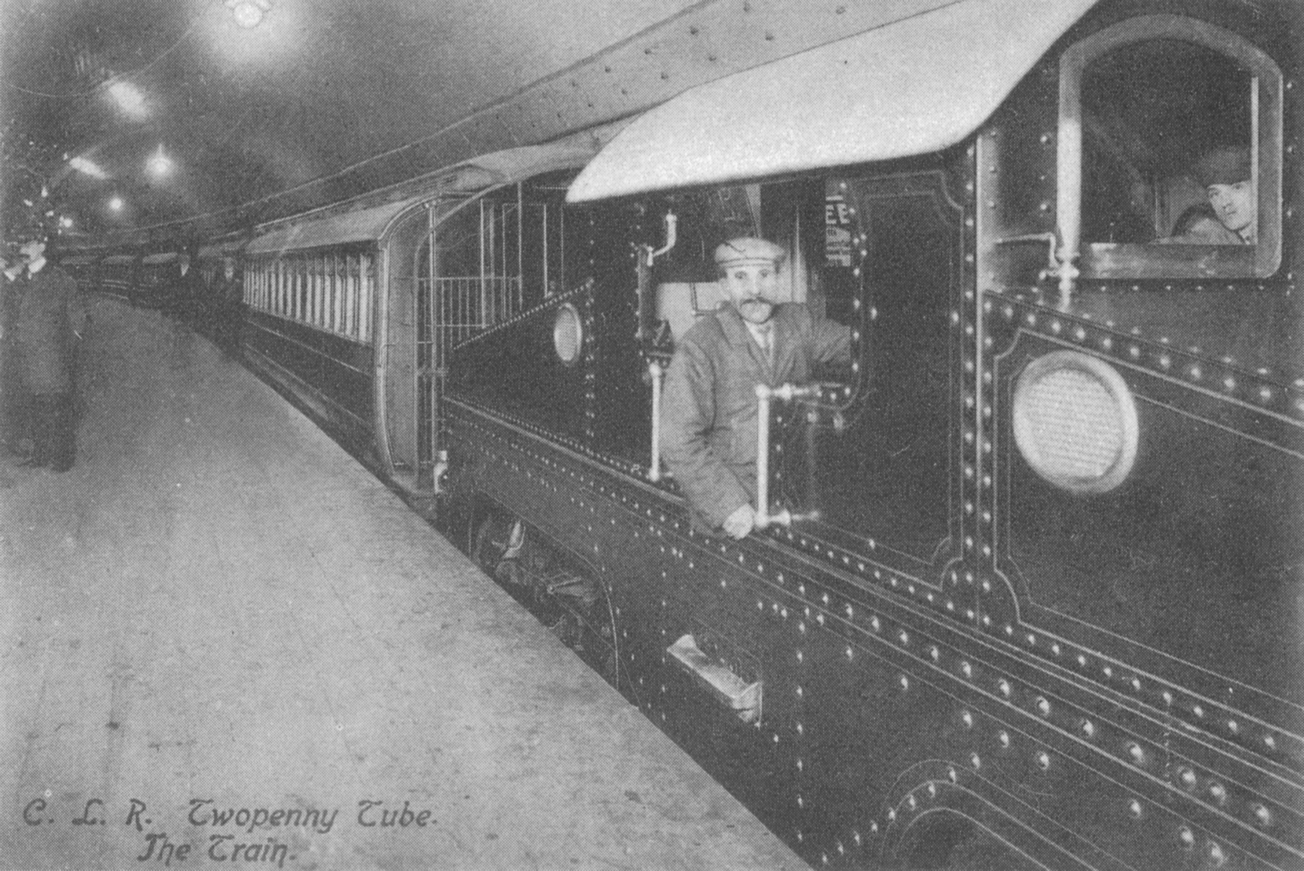
Zug der Central London Railway mit Elektrolokomotive an der Station Shepherd's Bush (Aufnahme ca. 1900)
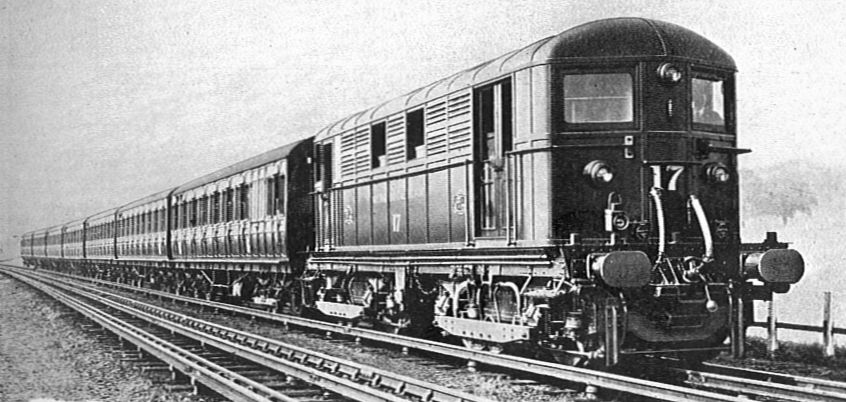
Zug der Metropolitan Railway mit Elektrolokomotive von Metropolitan-Vickers (Aufnahme von 1928)

Die Metropolitan Railway sowie die frühen Hochbahnen in New York und Chicago wurden anfangs mit dampflokomotivbespannten Zügen betrieben. Mit der Verfügbarkeit zuverlässiger und sicherer elektrischer Fahrmotoren zum Ende des 19. Jahrhunderts vollzog sich analog zur Entwicklung bei der Straßenbahn ein rascher Übergang zur elektrischen Traktion, der bei beiden Verkehrsmitteln bereits Mitte der 1890er Jahre zum technischen Standard geworden war und – mit wenigen Ausnahmen – bei allen ab diesem Zeitpunkt neu eröffneten Systemen umgesetzt wurde. Die erste elektrisch betriebene U-Bahn war dabei die City and South London Railway, die bereits am 4. November 1890 eröffnet worden war, jedoch noch separate Elektrolokomotiven nutzte. Elektrische Triebwagen wurden erstmals bei der 1893 eröffneten Liverpool Overhead Railway eingesetzt und entwickelten sich ebenfalls rasch zum Standard für die nachfolgend realisierten Systeme.
Ein grundsätzlicher Vorteil des elektrischen Betriebs war der deutlich höhere Wirkungsgrad gegenüber Dampflokomotiven, der bei der Kombination von Dampfkraft und Elektromotor bei Einsatz desselben Primärenergieträgers doppelt bis viermal so hoch lag. Ein spezieller Vorteil im Kontext des U-Bahn-Betriebs war die Vermeidung von Abgasen und Abdampf in den Tunnelstrecken, die zum einen eine Belastung von Gesundheit und Komfort der Fahrgäste und des Personals und zum anderen eine Feuergefahr darstellten. Zudem konnte der Betrieb mit Dampflokomotiven die Kühlgrenztemperatur im Tunnel bedeutend erhöhen, da diese sowohl Abwärme als auch Wasserdampf abgaben und damit die Luftfeuchtigkeit erhöhten. Die Einführung des elektrischen Betriebs ermöglichte bzw. vereinfachte damit auch den Bau von Tunnelstrecken ohne offene Belüftung in höheren Tiefenlagen.

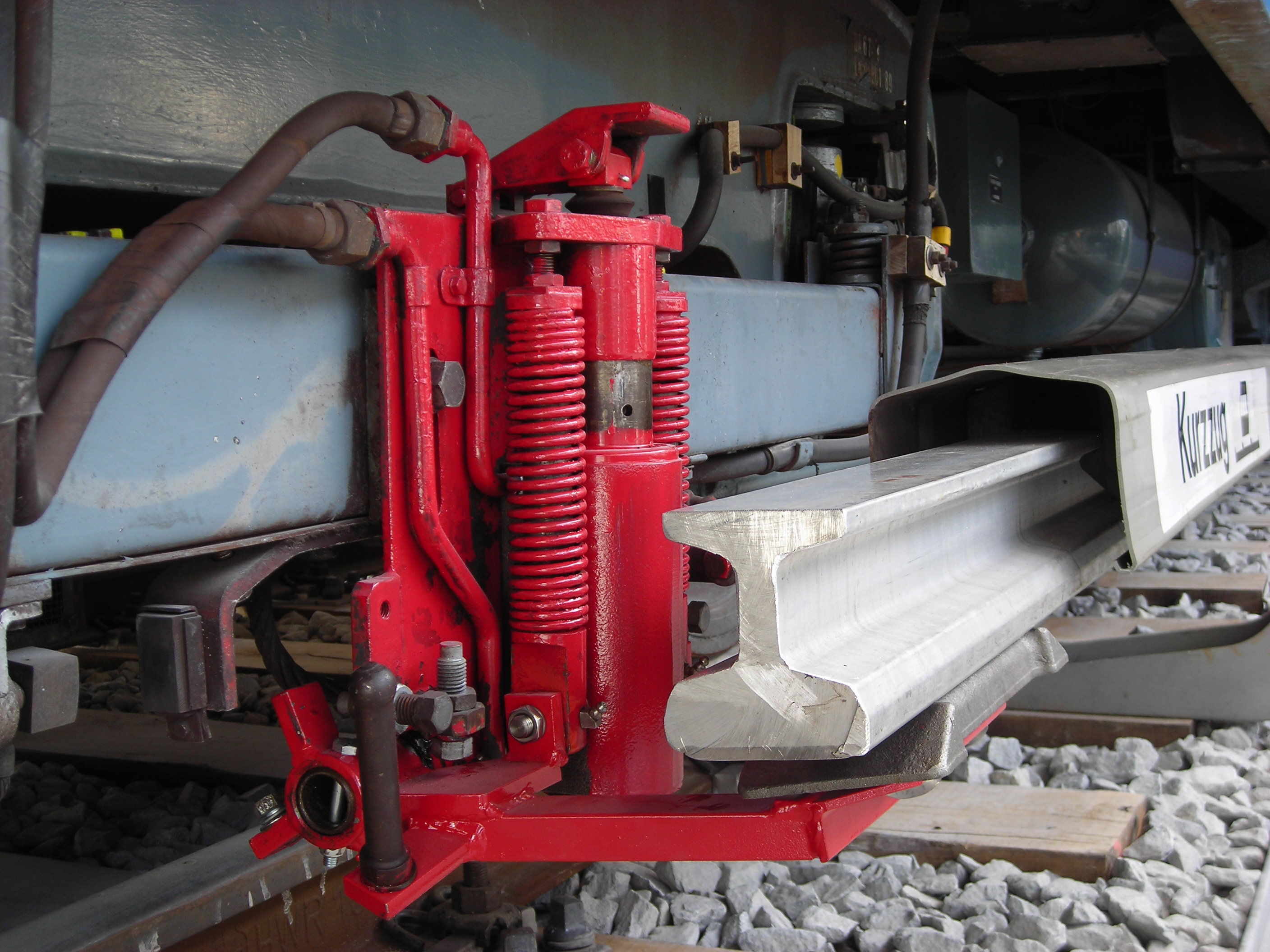
Von unten bestrichene Stromschiene mit Stromabnehmer an einem Zug der Baureihe A der U-Bahn München
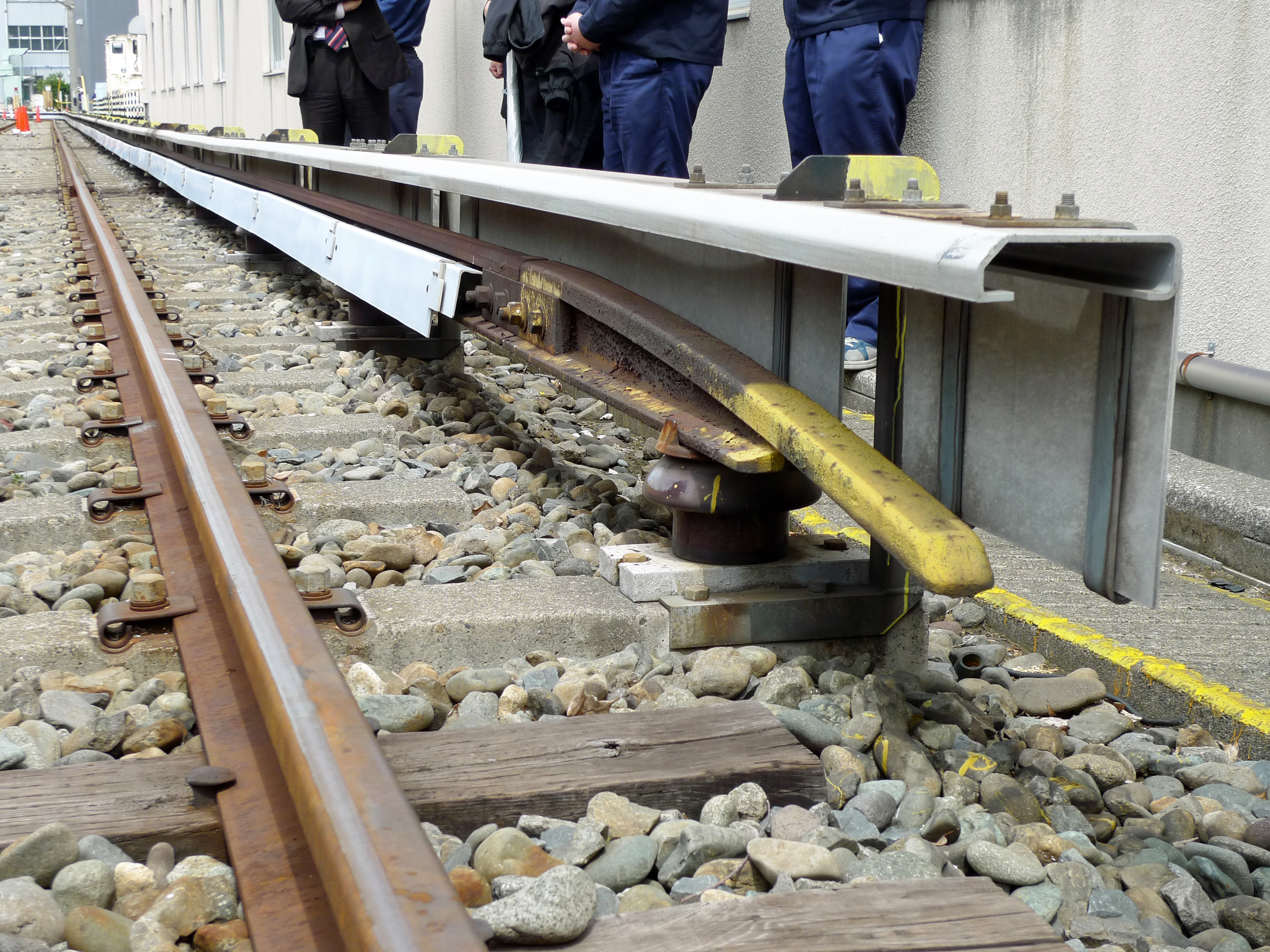
Von oben bestrichene Stromschiene mit Schutzabdeckung im Depot Nakano der Marunouchi Line, Tokio
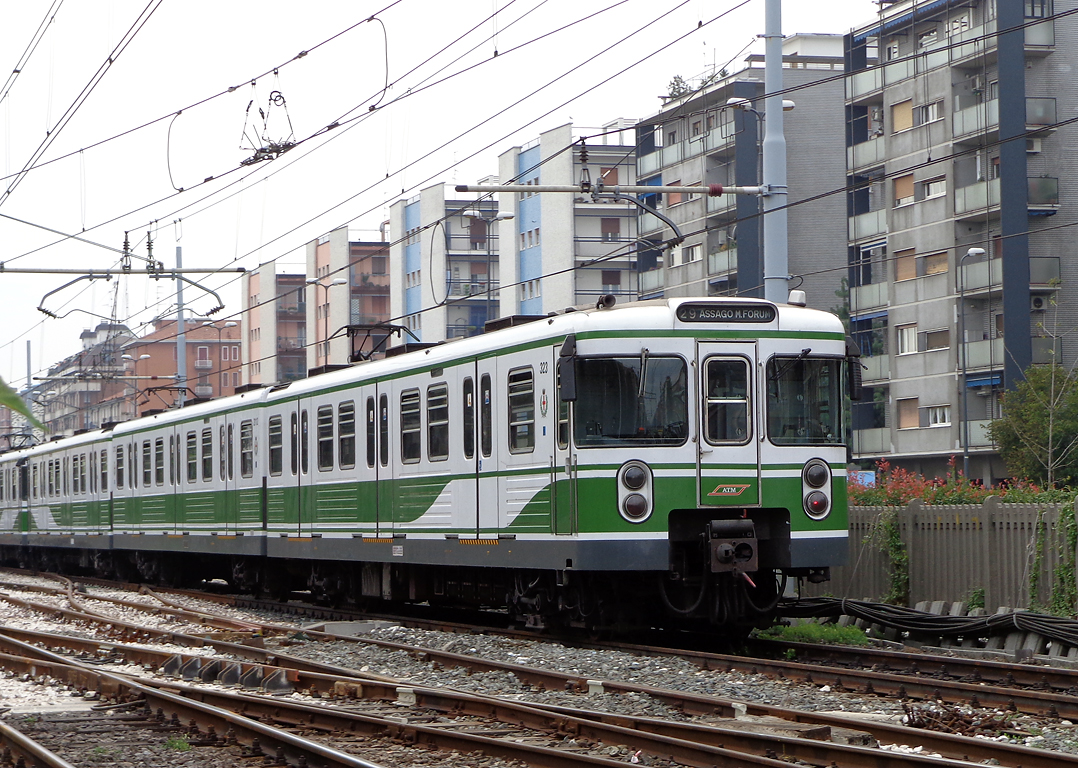
U-Bahn unter Oberleitung (Linie M2 in Mailand)
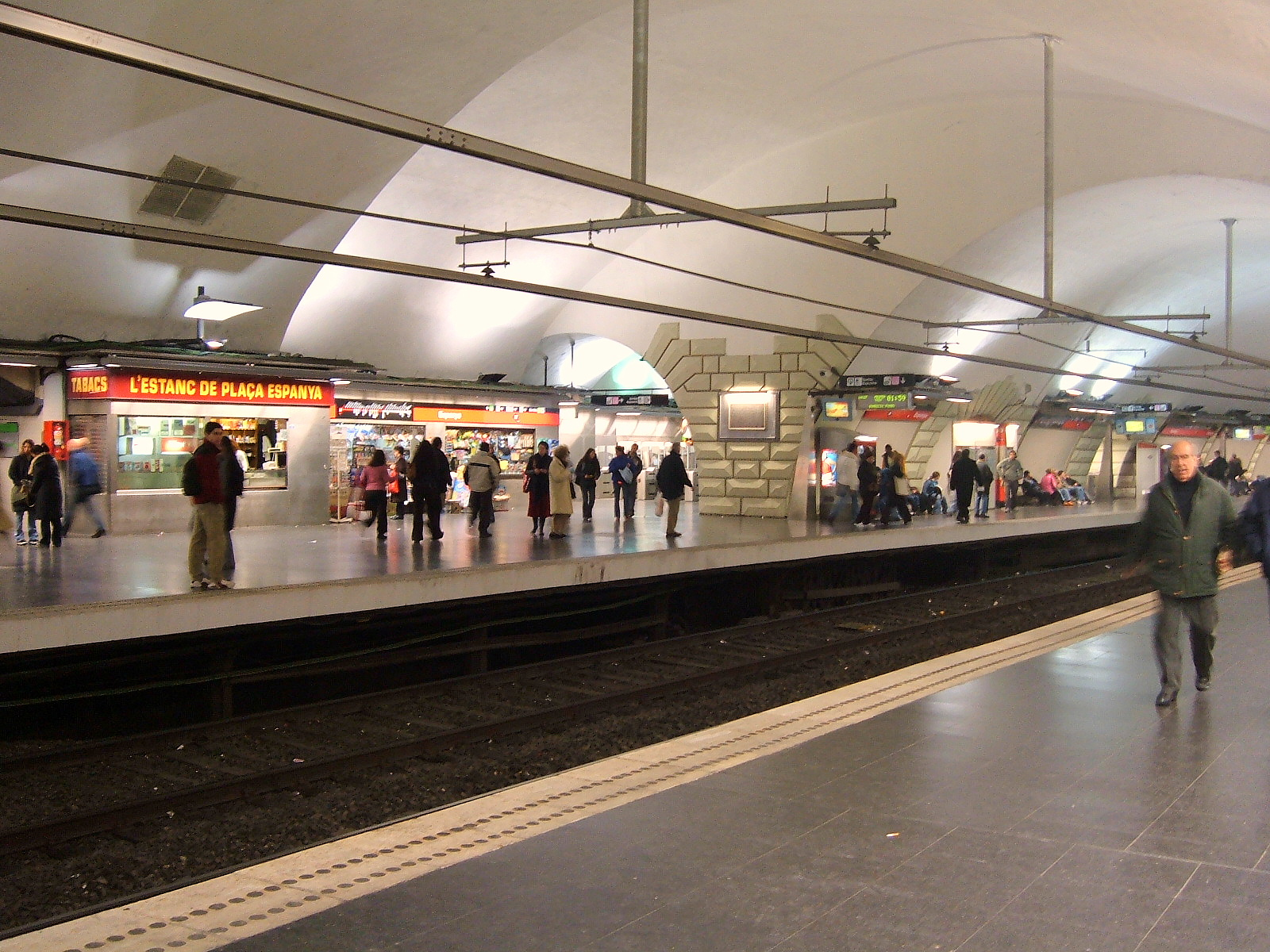
Deckenstromschiene (Linie 1 in Barcelona)
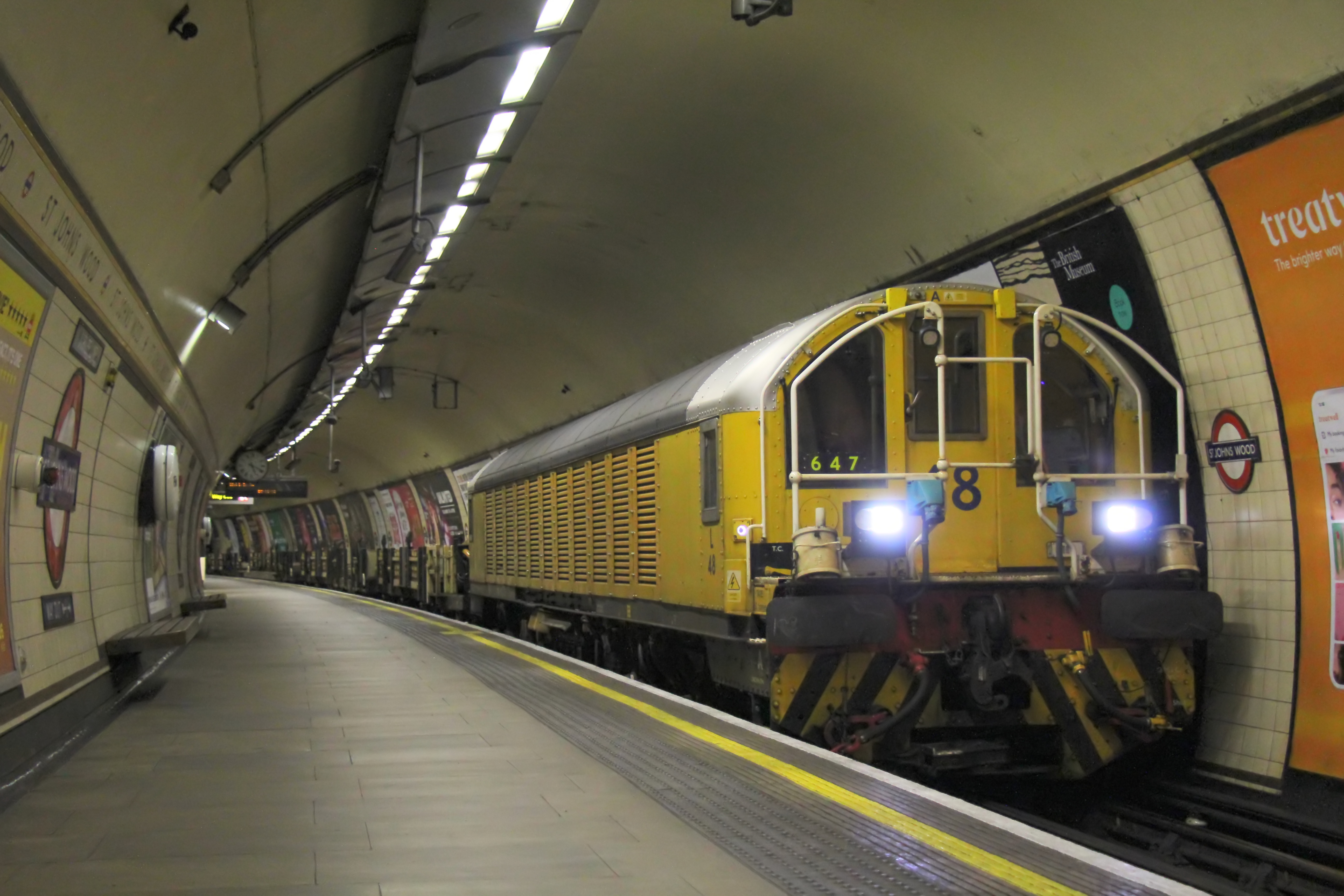
Arbeitszug der London Underground mit Akkumulatorlokomotive
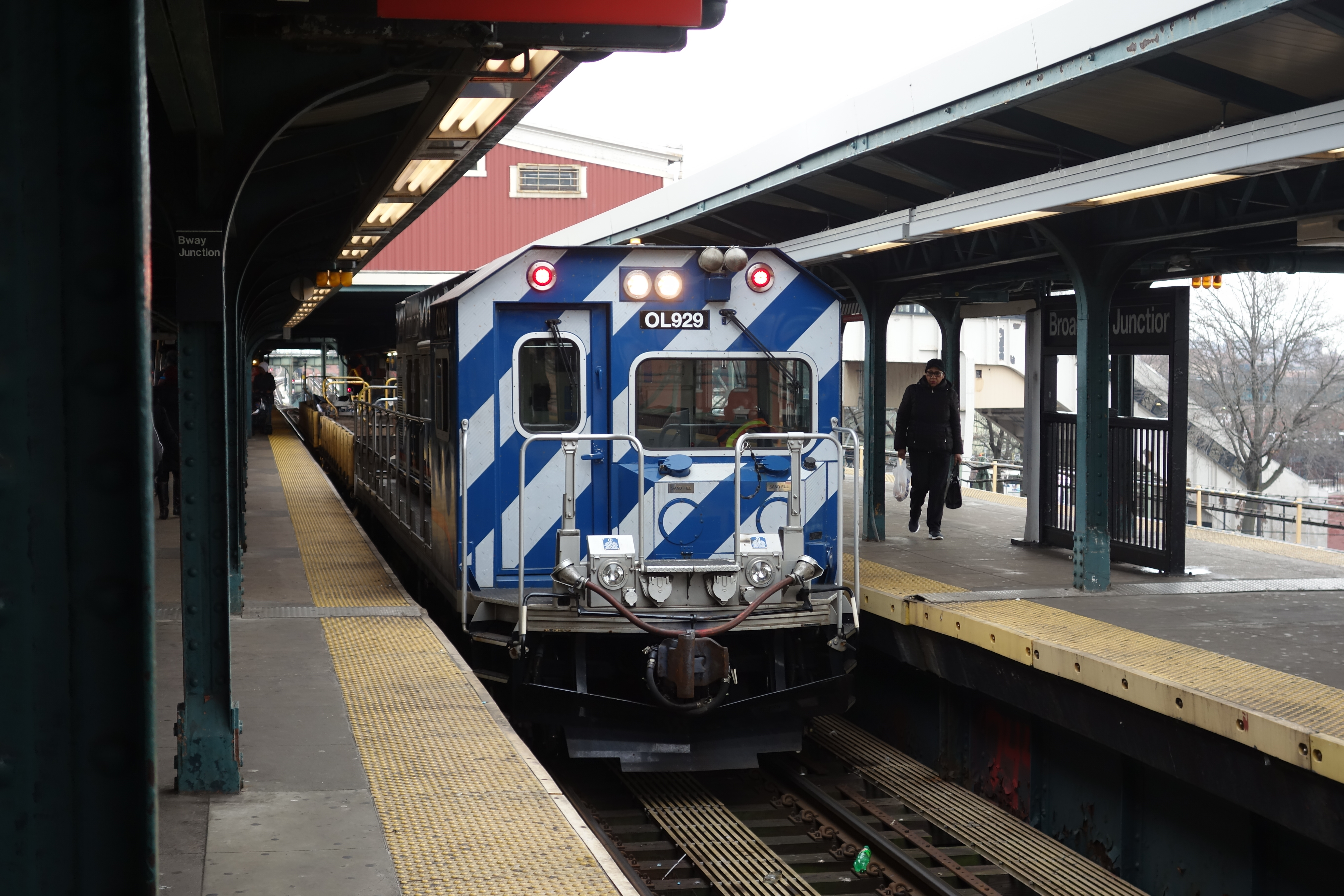
Arbeitszug der New York City Subway mit Diesellokomotive vom Typ MPI MP8AC-3 von Wabtec
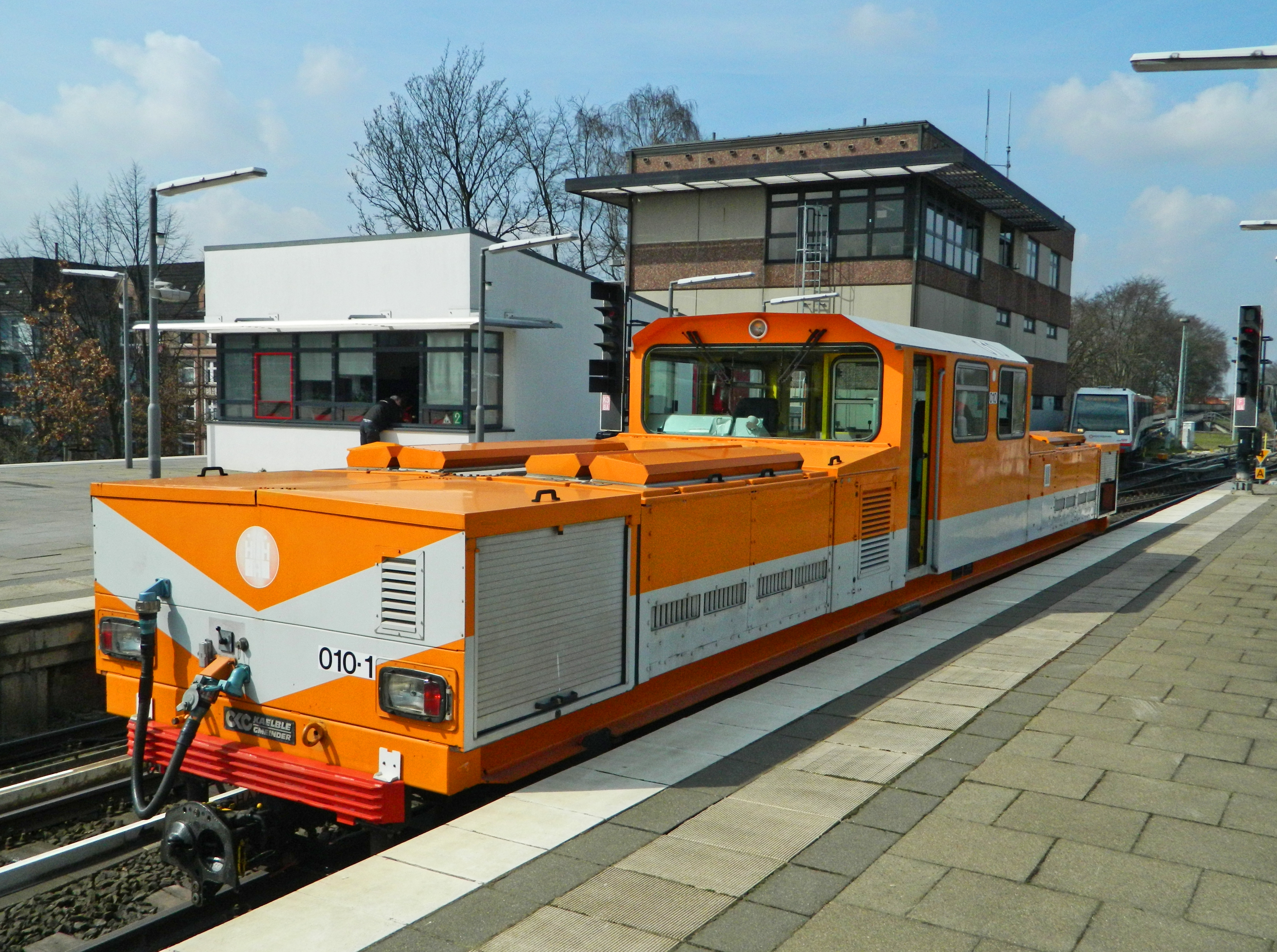
Arbeitslok der Hamburger Hochbahn von Kaelble-Gmeinder, die sowohl über Stromschiene als auch über Akkumulator betrieben werden kann

Die Energieversorgung erfolgt bei der Mehrheit der U-Bahn-Systeme durch eine neben oder zwischen den Fahrschienen angeordnete Stromschiene. Einzelne Netze wie das der London Underground verwenden ein System mit einer seitlichen und einer zwischen den Fahrschienen angeordneten Stromschiene, um hierdurch Streustromkorrosion in den metallischen Installationen zu verhindern. Verschiedene Netze beziehen ihren Fahrstrom über konventionelle Oberleitung, darunter alle spanischen Systeme, zahlreiche Strecken in Italien und ein großer Teil der seit dem Jahr 2000 in China und Indien eröffneten Strecken.
Historisch lag ein wesentlicher Vorteil von Stromschienen in ihrer im Vergleich zu Oberleitung und Dachstromabnehmer kompakteren Bauweise und der hiermit ermöglichten Reduzierung des Tunnelprofils. Infolge der Entwicklung von Deckenstromschienen und kompakteren bzw. flexibleren Stromabnehmer-Bauformen konnte jedoch auch hier eine bedeutende Reduzierung des Profils erreicht werden.
Bei Stromschienen am weitesten verbreitet ist die Bestreichung von unten, jedoch gibt es auch Systeme mit seitlich und von oben (u. a. Kleinprofillinien in Berlin, London, jüngere Linien in Budapest, zahlreiche japanische Netze) bestrichener Schiene. Gerade letztere stellen jedoch aufgrund der Möglichkeit zum Auftreten auf die stromführende Schiene ein größeres Sicherheitsrisiko für Betriebspersonal sowie betriebsfremde Personen im Gleisbereich dar. Ein weiterer Nachteil ist die Möglichkeit des Vereisens der Stromschiene bei Schneefall oder gefrierendem Regen, sodass kein Kontakt mehr zwischen Schiene und Stromabnehmer besteht. Unter anderem in Budapest und Tokio verfügen die Stromschienen daher über entsprechende Schutzabdeckungen bzw. Einfassungen. In einzelnen Netzen (z. B. Nürnberg) verfügen Züge über zusätzliche Dachstromabnehmer, die etwa bei Werkstattfahrten eingesetzt werden, sodass auf Gleis- und Radhöhe keine Stromschiene erforderlich ist.
Bei der Betriebsspannung hat sich, unabhängig von der Zuführung über Stromschiene oder Oberleitung, ein Bereich von 600 bis 1500 Volt Gleichspannung etabliert. So verwenden alle U-Bahnen im deutschsprachigen Raum eine Spannung von 750 Volt, während in den Städten der früheren Sowjetunion 825 Volt genutzt werden. Wechselspannung wird seltener verwendet, beispielsweise bei verschiedenen indischen Systemen (z. B. Mumbai mit 25 kV, 50 Hz über Oberleitung) und bei chinesischen Express- und Vorortlinien.
Für tunnelgängige Arbeitszüge wurden anfangs ebenfalls Dampflokomotiven verwendet, wobei teilweise spezielle abgas- und abdampfärmere Fabrikate verwendet wurden, beispielsweise auf der Londoner Central Line. Mittlerweile werden für derartige Zwecke Akkumulator- oder Diesellokomotiven verwendet, die teilweise auch die reguläre Stromversorgung der U-Bahn-Fahrzeuge über Stromschiene oder Oberleitung nutzen können.

### Merchandising

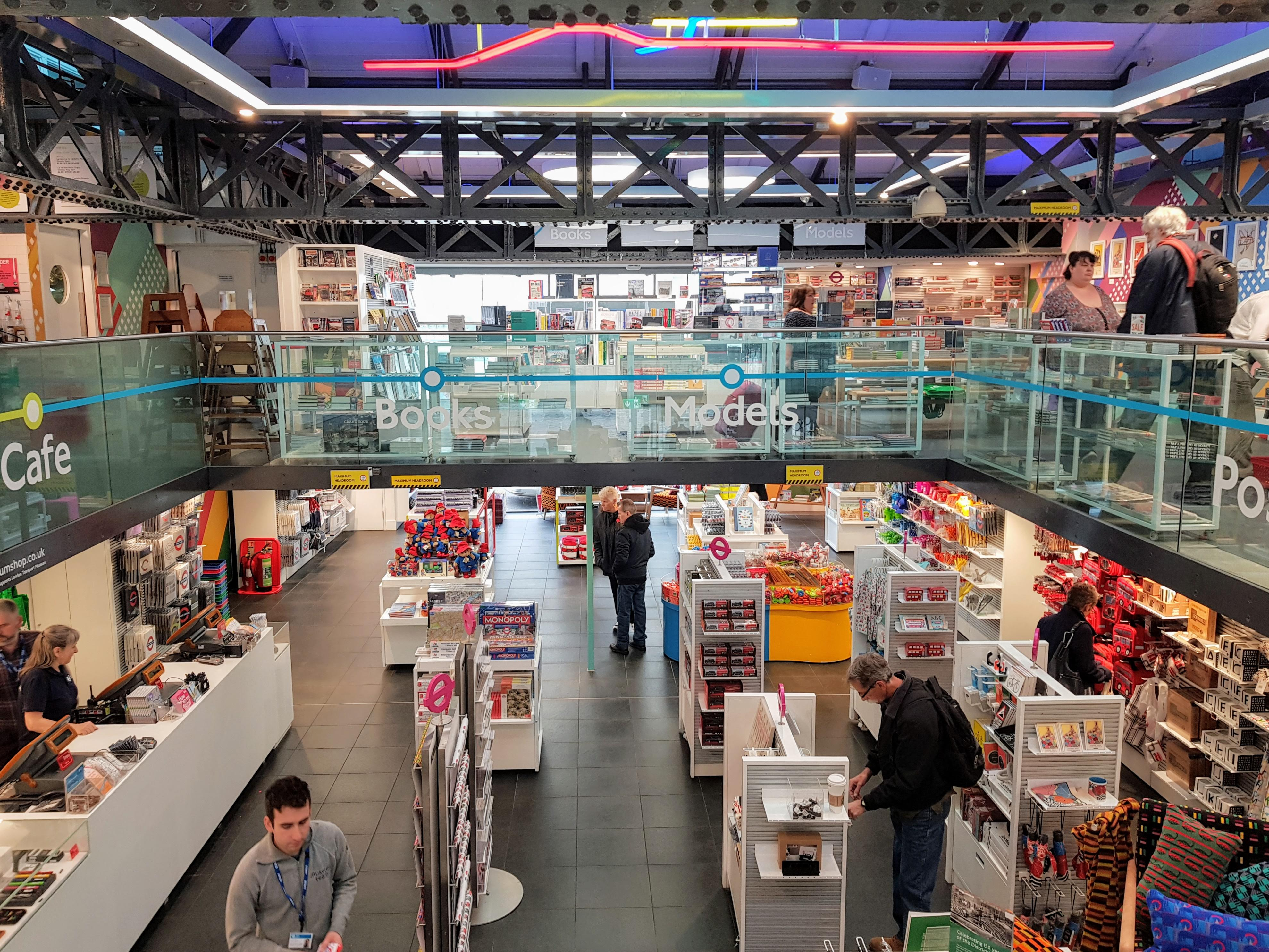
Merchandising-Geschäft im London Transport Museum
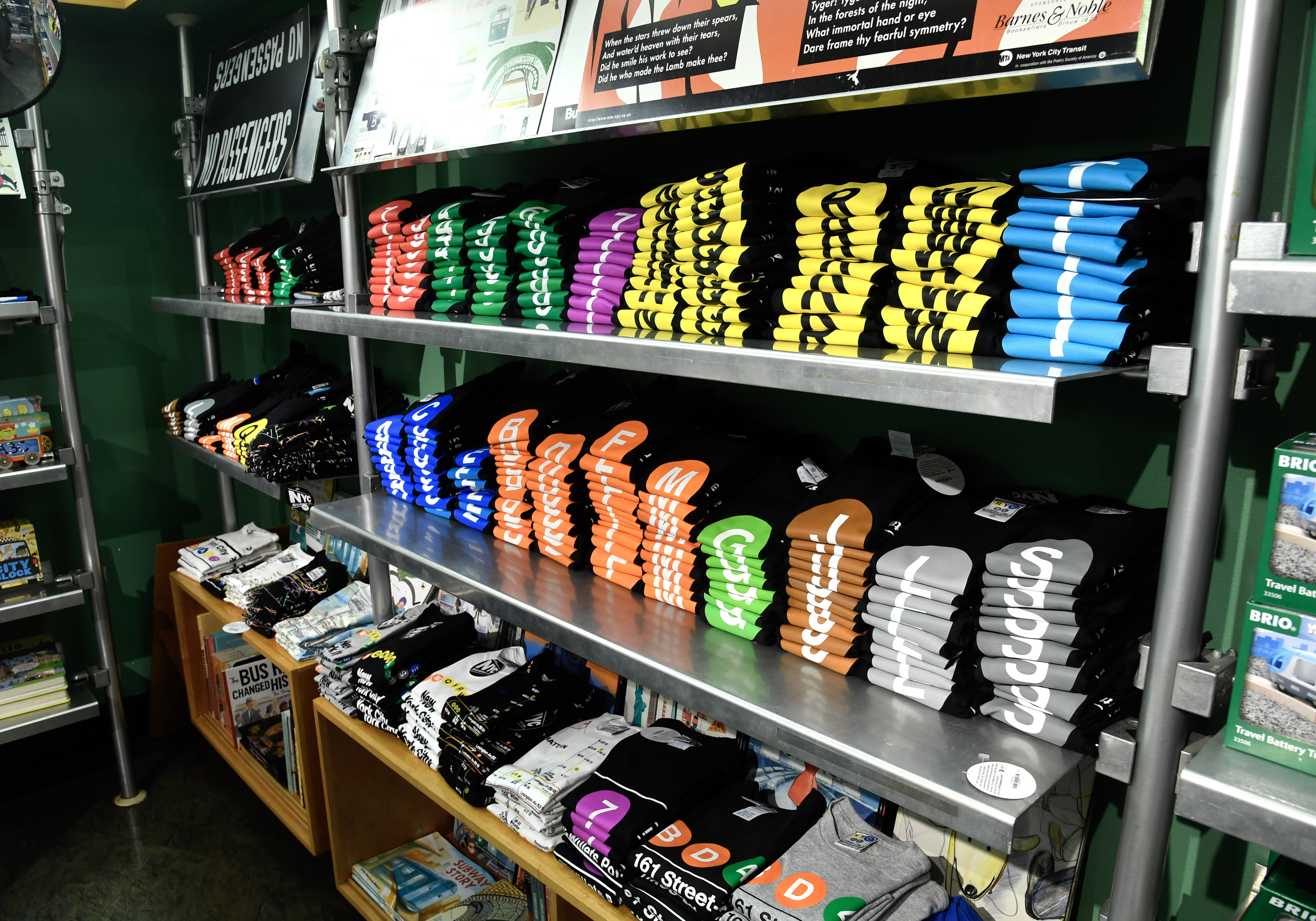
T-Shirts mit Liniensymbolen der New York City Subway im Shop des New York Transit Museum
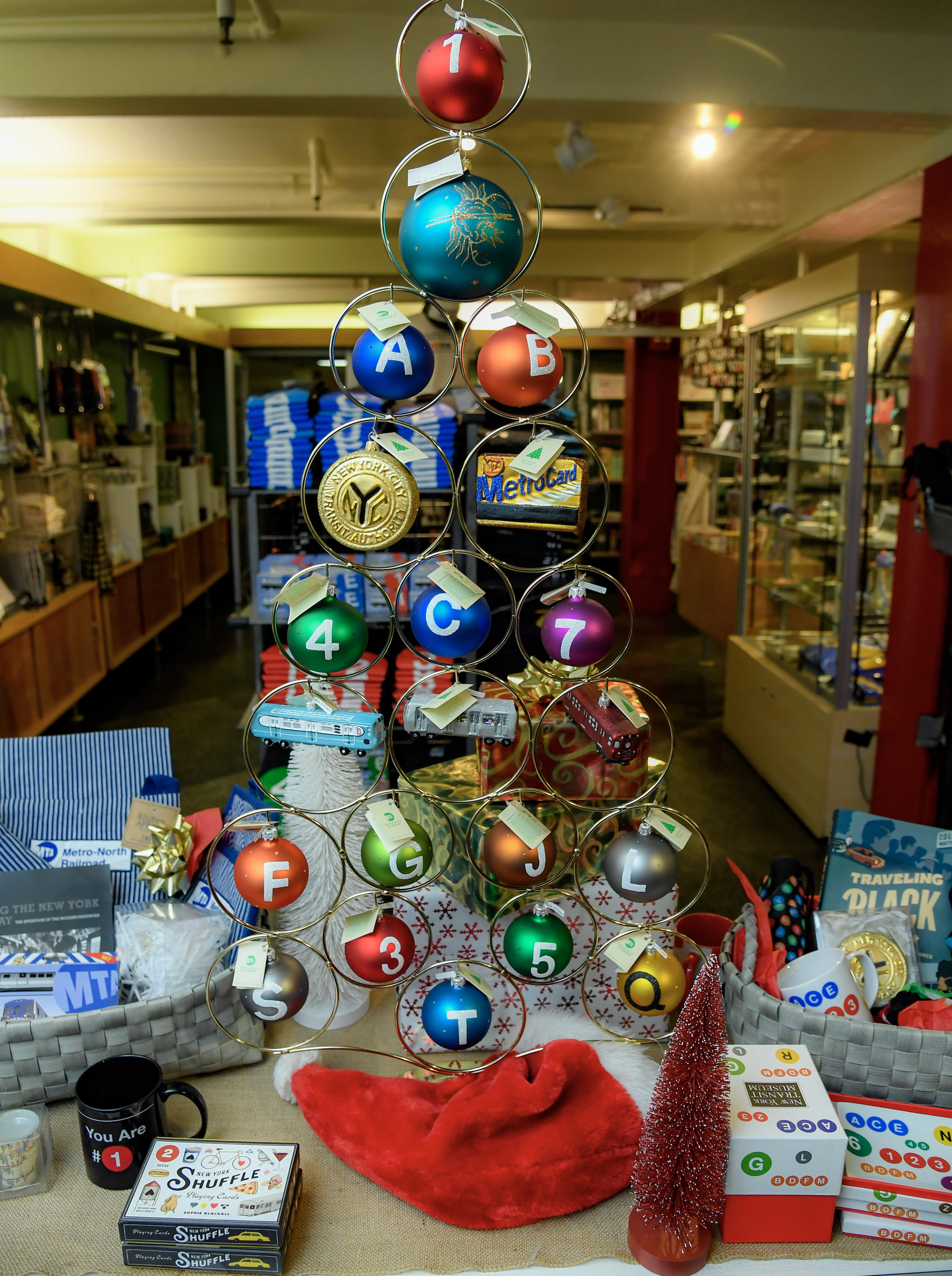
Weihnachtsbaumschmuck mit MTA-Motiven im Shop des New York Transit Museum
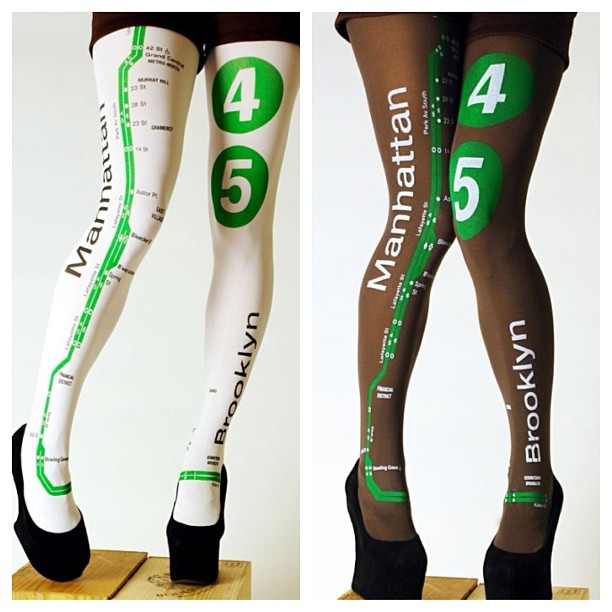
Strumpfhosen mit nicht lizenziertem Design der New York City Subway
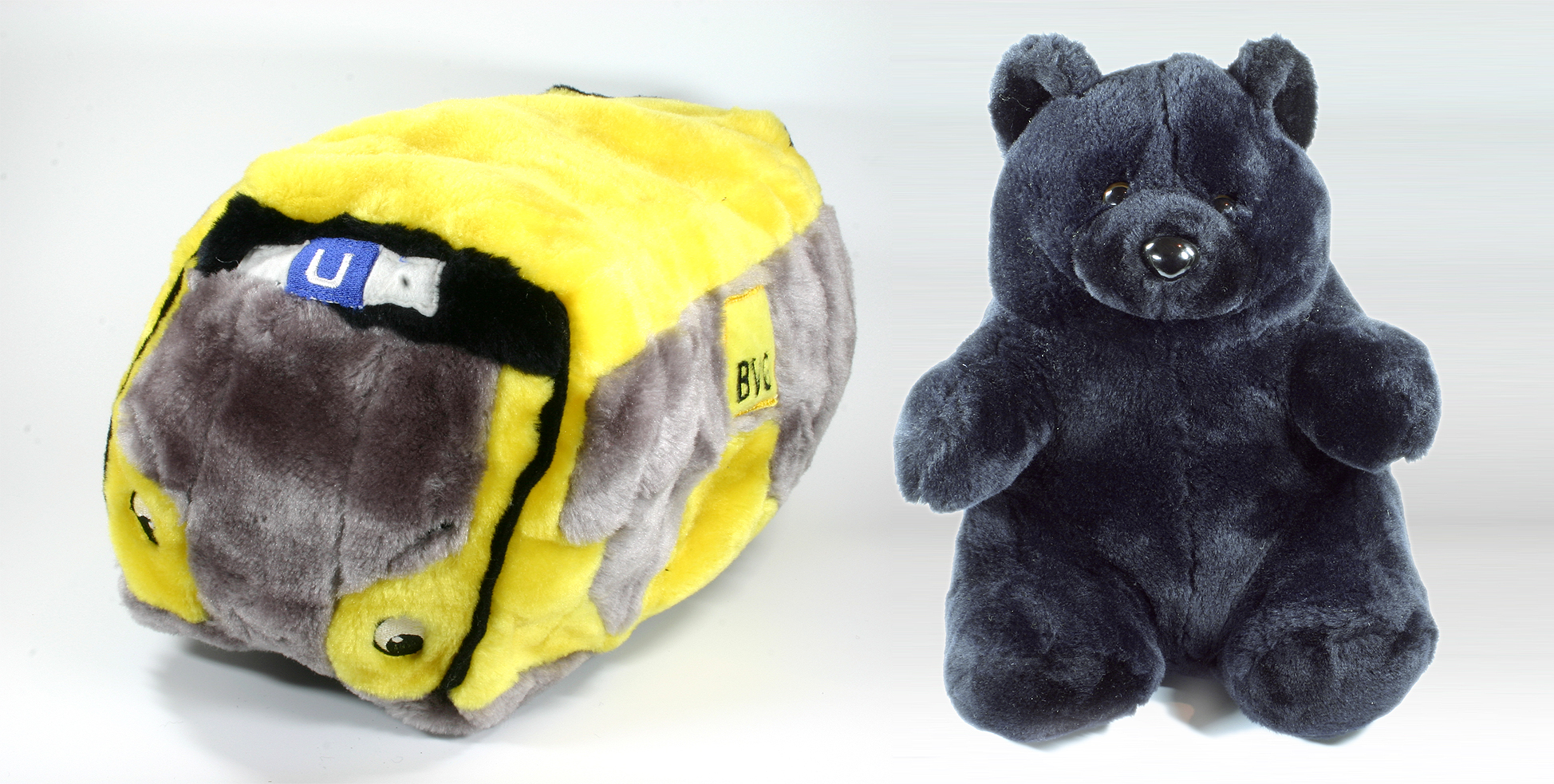
Wendeplüschtier der BVG, das zwischen Zug und Berliner Bär wechseln kann
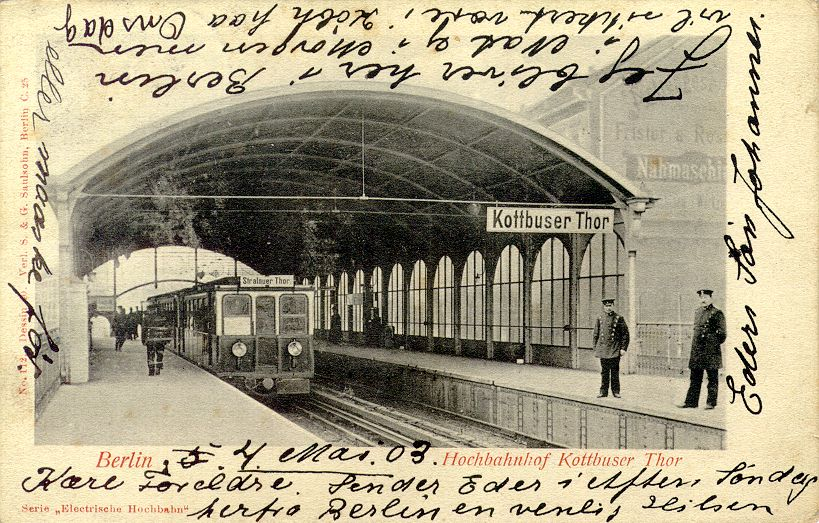
Ansichtskarte des Berliner U-Bahnhofs Kottbusser Tor, Teil der Serie „Elektrische Hochbahn“, 1902–1903
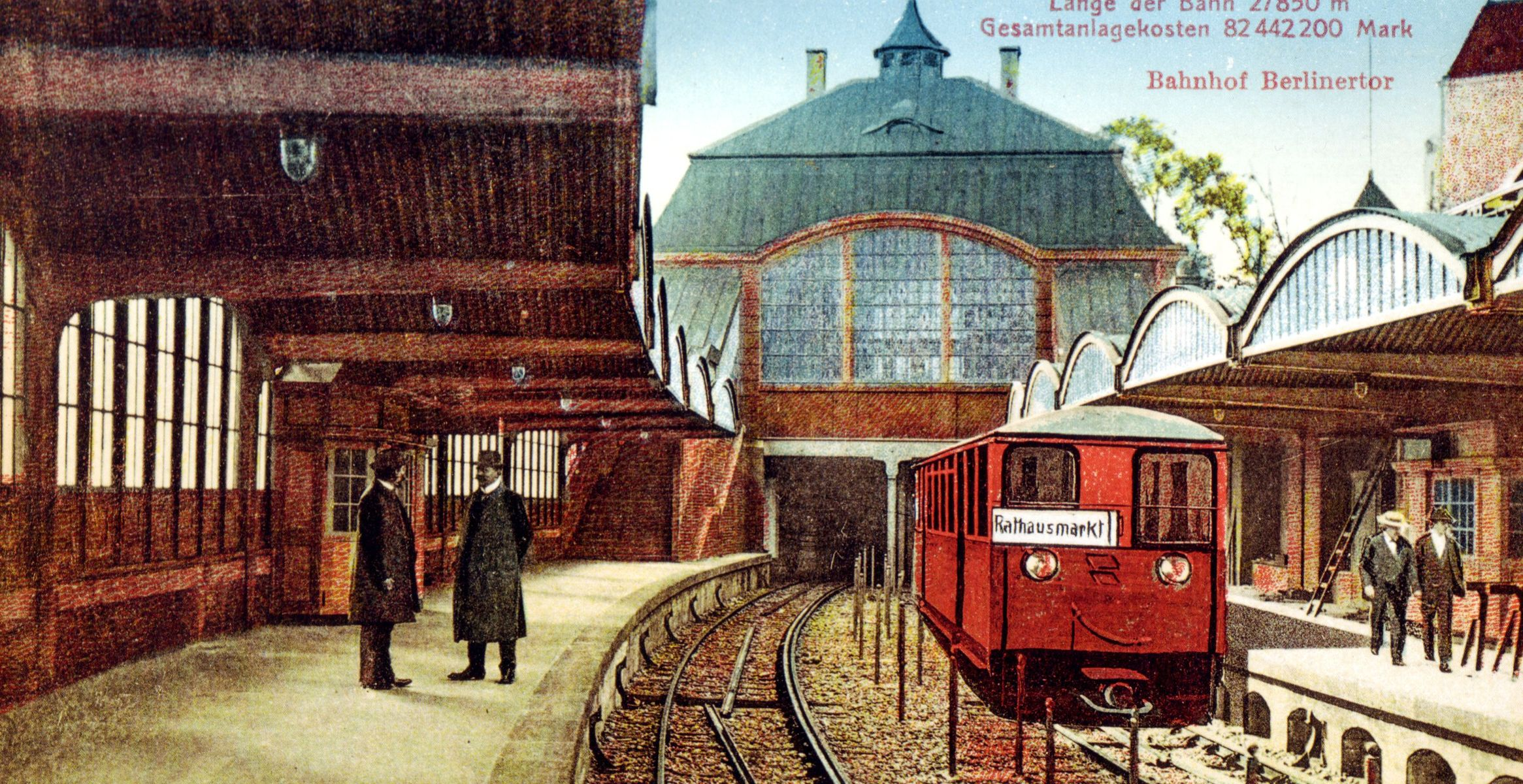
Kolorierte Ansichtskarte des Hamburger U-Bahnhofs Berliner Tor mit Angabe von Streckenlänge und Projektkosten, 1912

#### No Pants Subway Ride (New York und andere Städte)

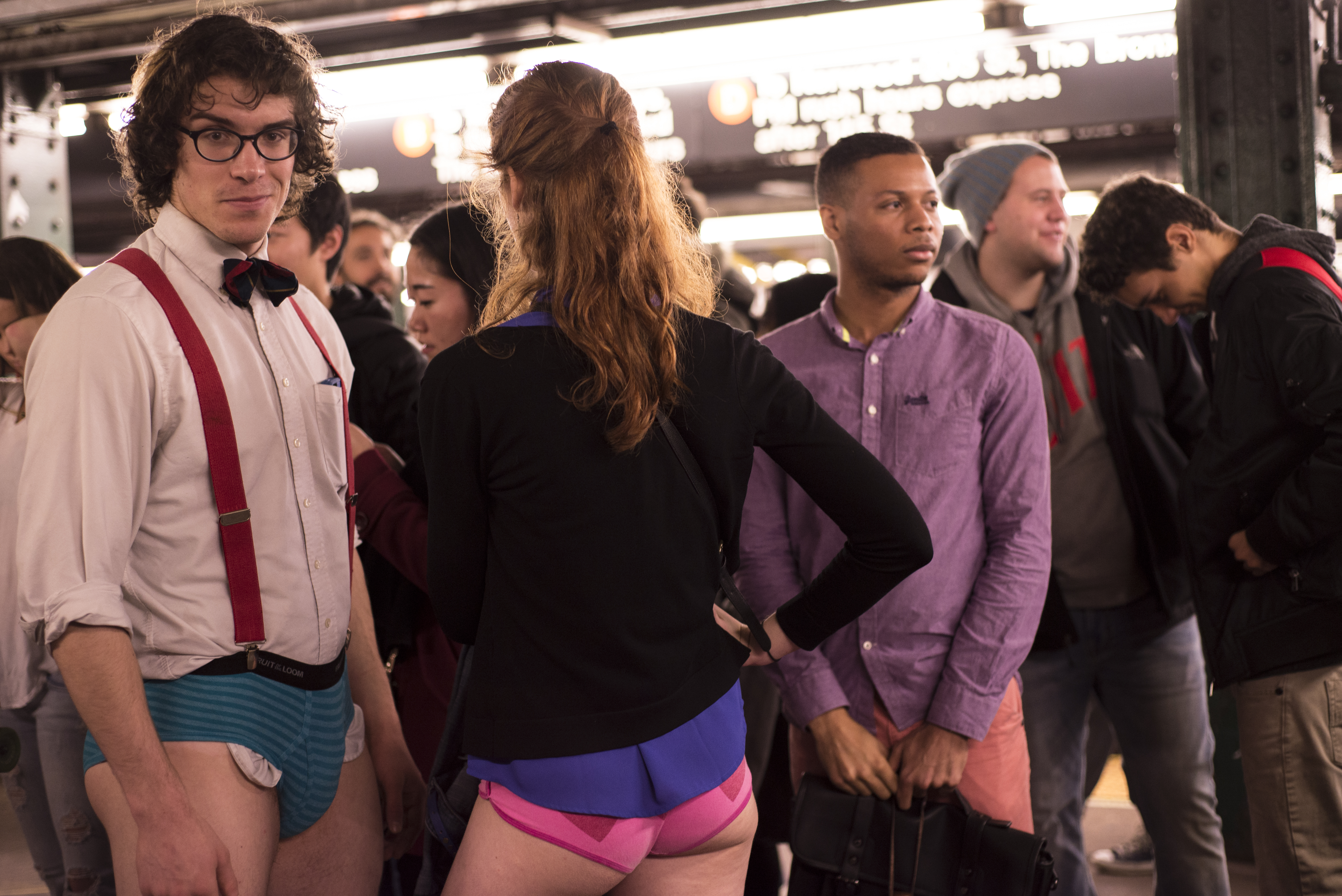
Zwei Teilnehmer des No Pants Subway Ride 2016 in New York auf einem Bahnsteig

#### Künstliche Riffe aus ausgemusterten U-Bahn-Wagen

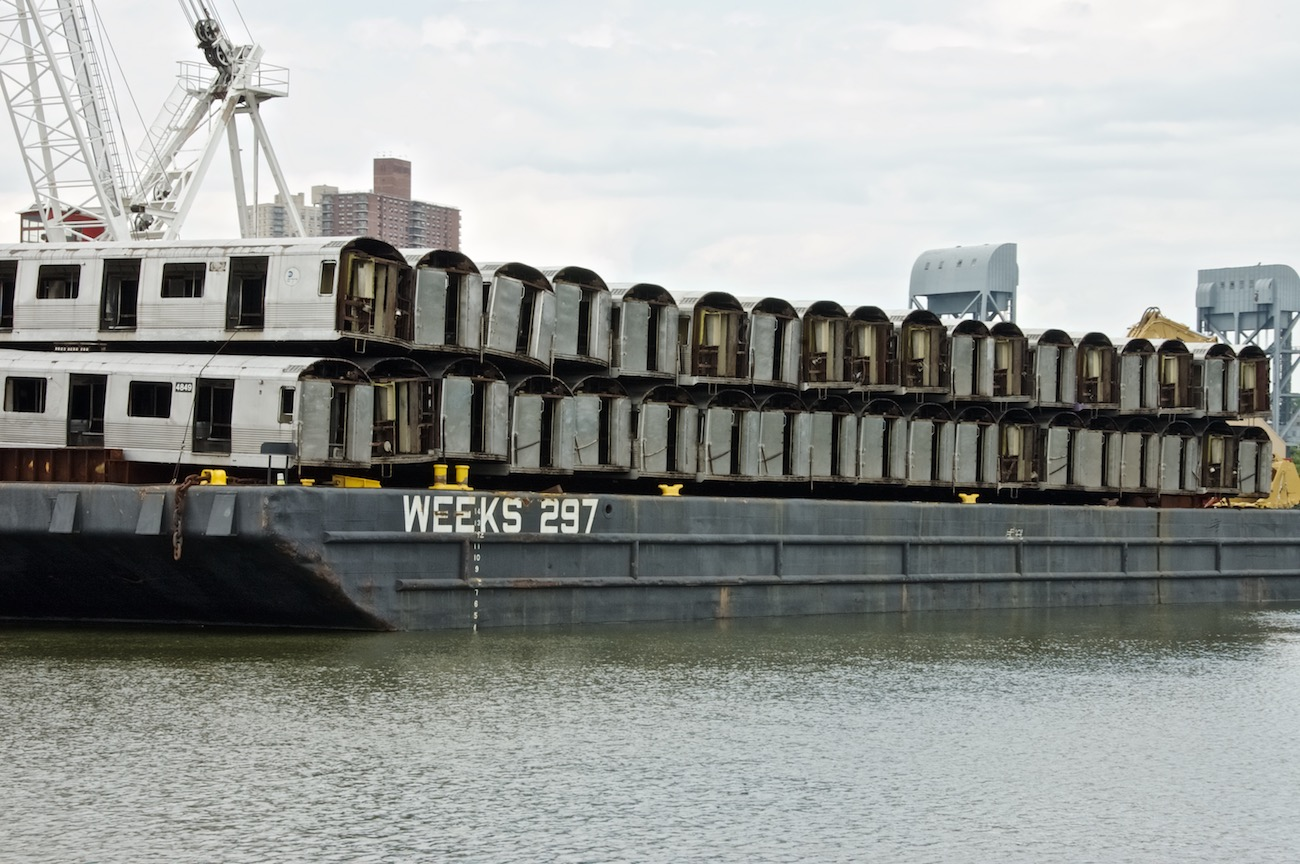
Schute mit zur Versenkung bestimmten ausgemusterten U-Bahn-Wagen

#### Die Vignelli map – Meisterwerk modernistischen Designs

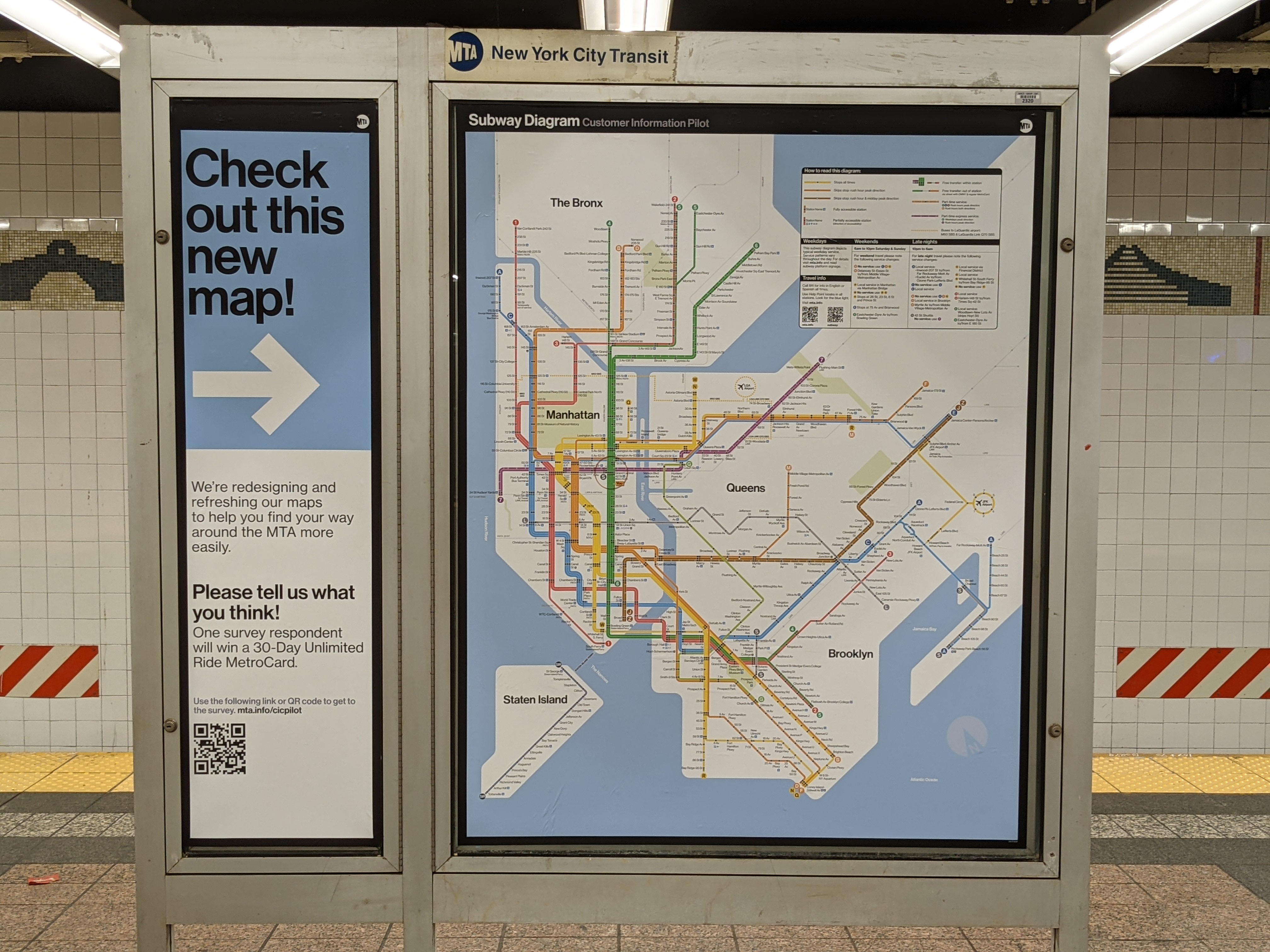
Entwurfsfassung des auf der Vignelli map bzw. dem Weekender aufbauenden Netzplans, der im April 2025 als offizieller Hauptplan der Subway eingeführt wurde

#### Bangkok und Singapur: Kein Transport von Durian

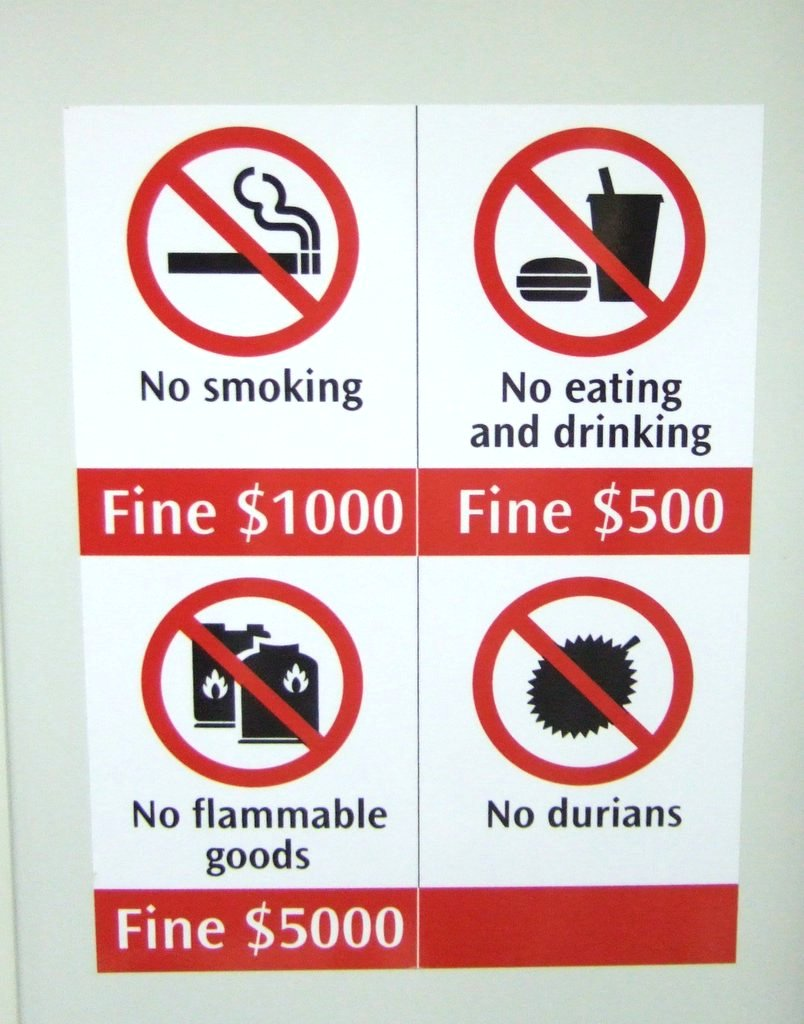
Hinweisschild in einem Fahrzeug der Singapurer MRT; der Transport von Durian ist nicht erwünscht, jedoch nicht ausdrücklich verboten

#### Budapest: U-Bahn als Weltkulturerbe

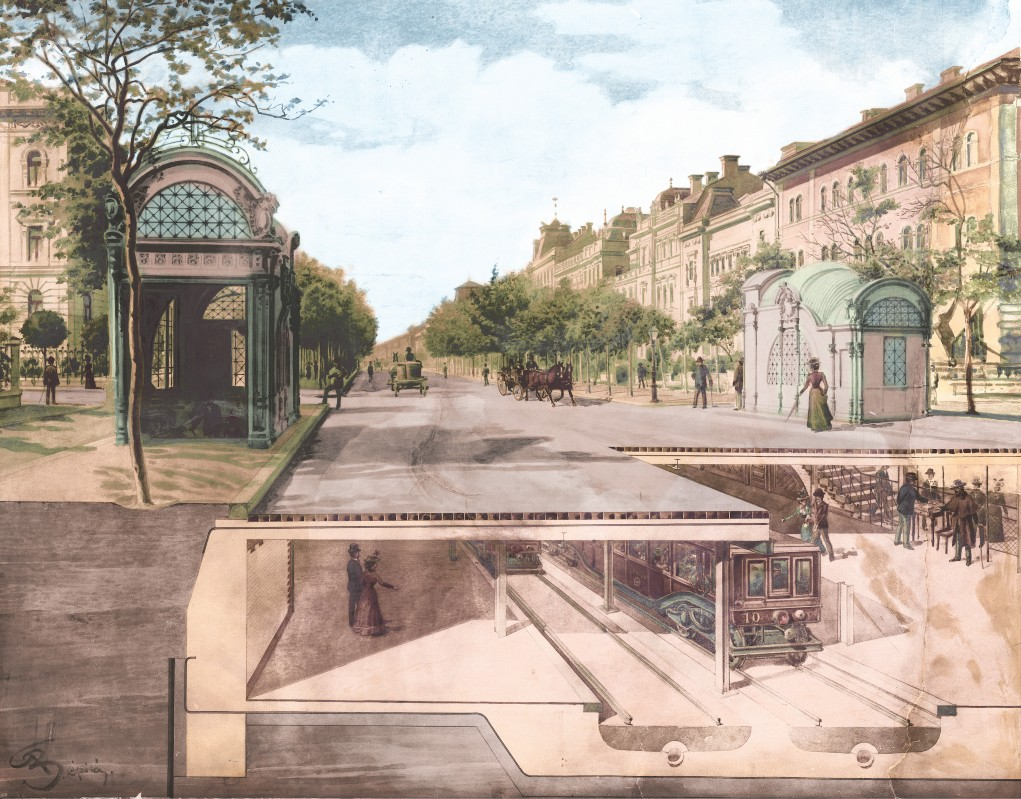
Andrássy út und Metró Budapest, Beispiele für die moderne Stadtentwicklung am Ende des 19. Jahrhunderts

#### Traktionssysteme

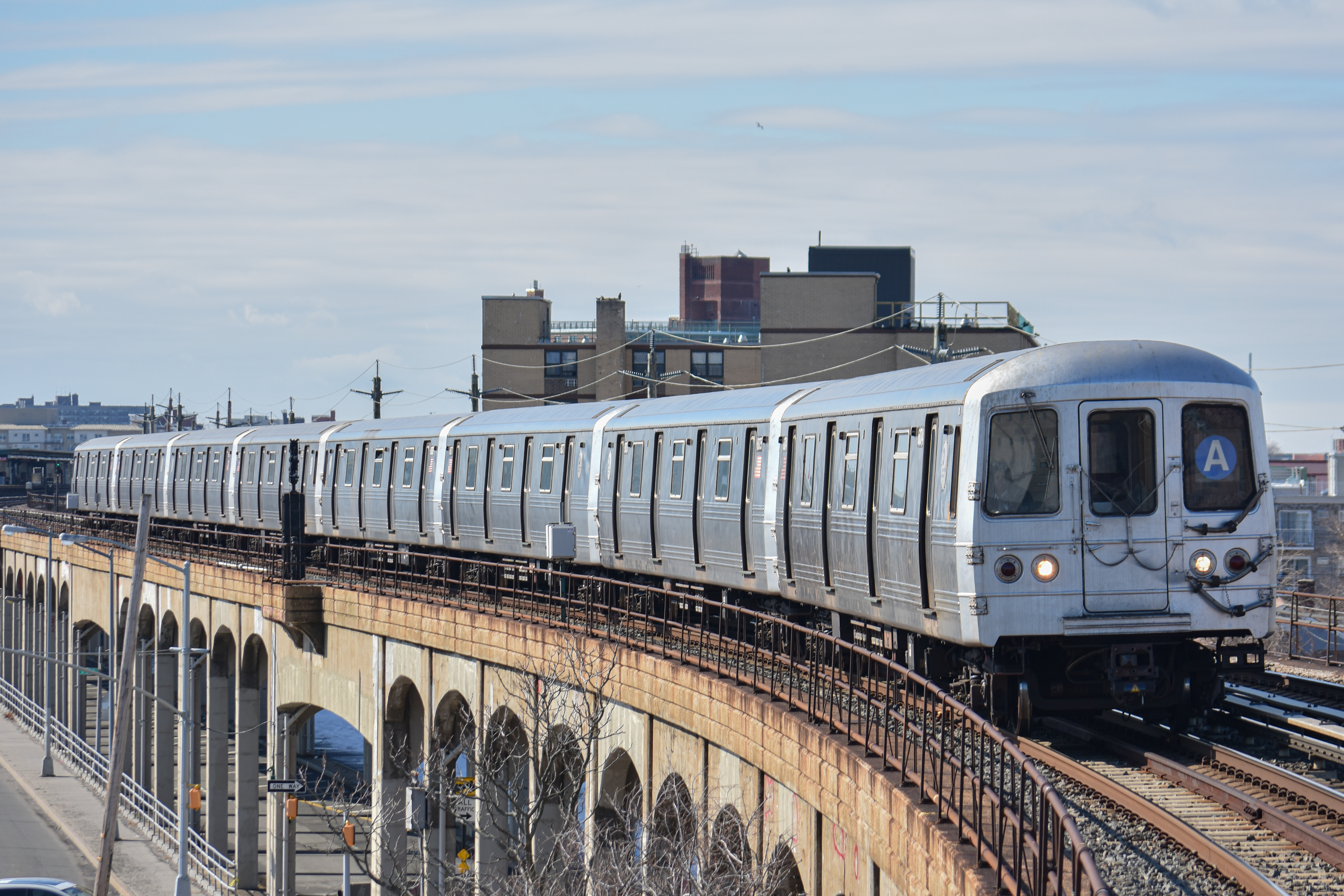
Zug der Baureihe R46 der New York City Subway mit angetriebenen Stahlrädern auf Stahlschienen
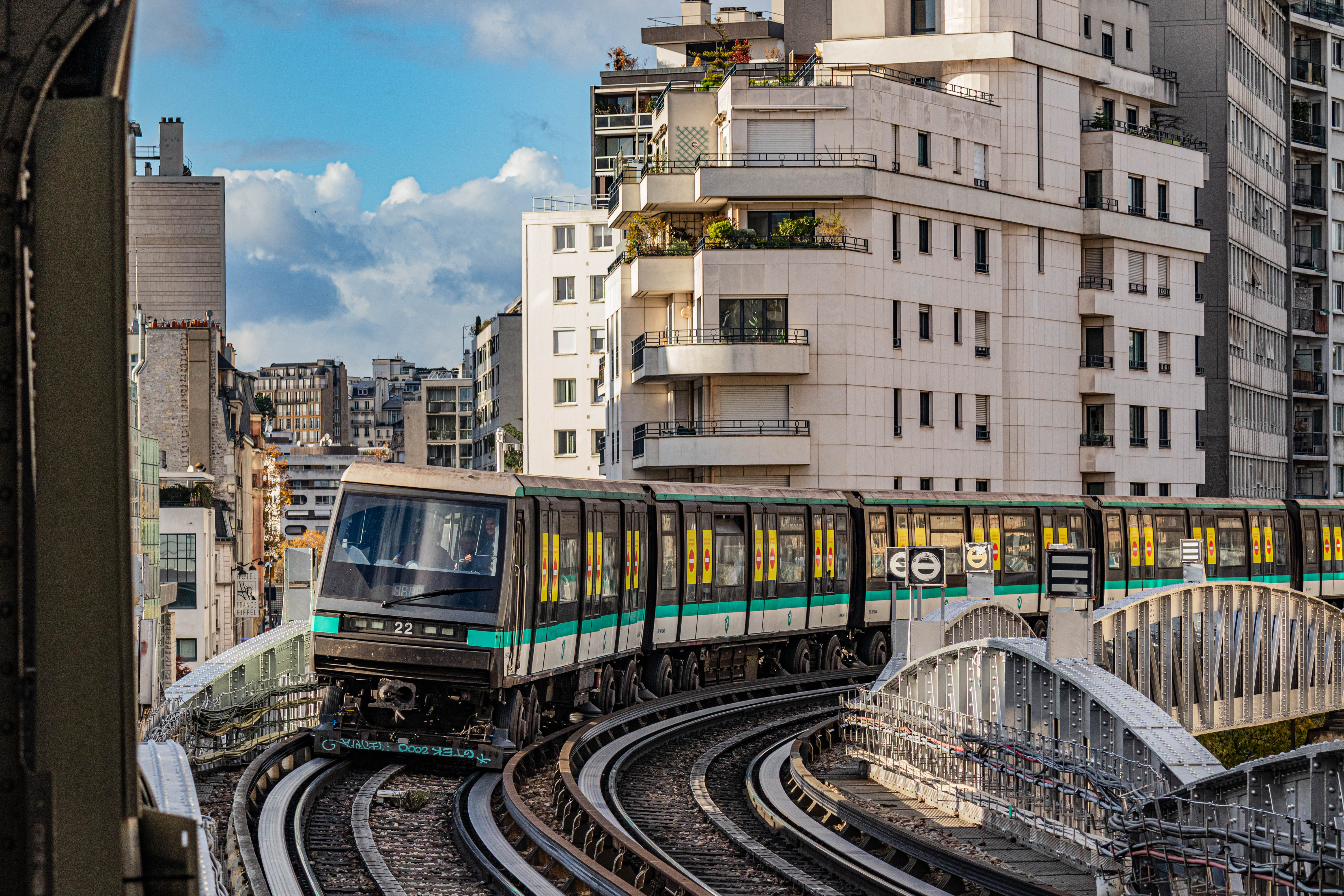
Zug mit Gummireifen der Baureihe MP 89 der Métro Paris; außerhalb der Stahlschienen gut zu erkennen die Fahrprofile für die Reifen
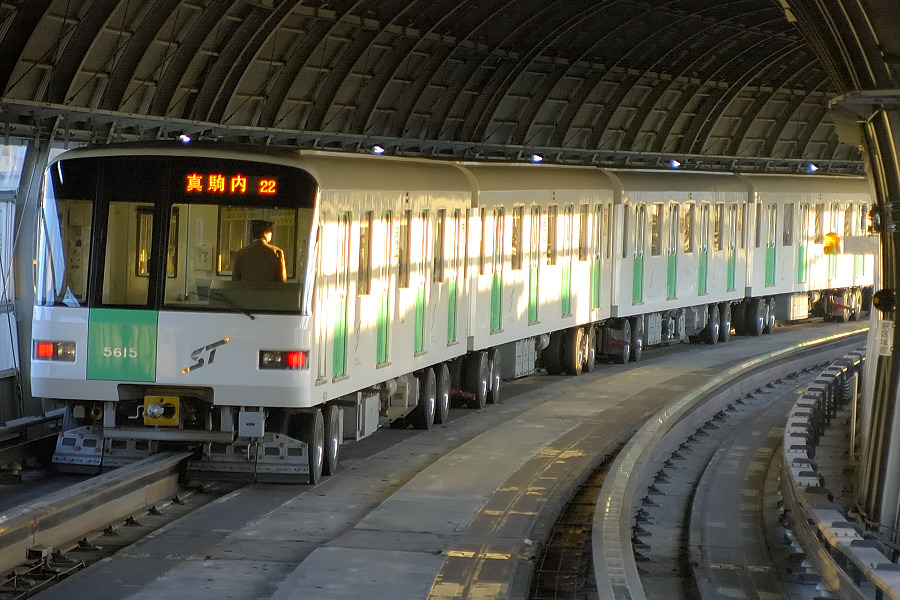
Leitschienenbahn auf Gummireifen ohne ergänzende Stahlräder bei der U-Bahn Sapporo
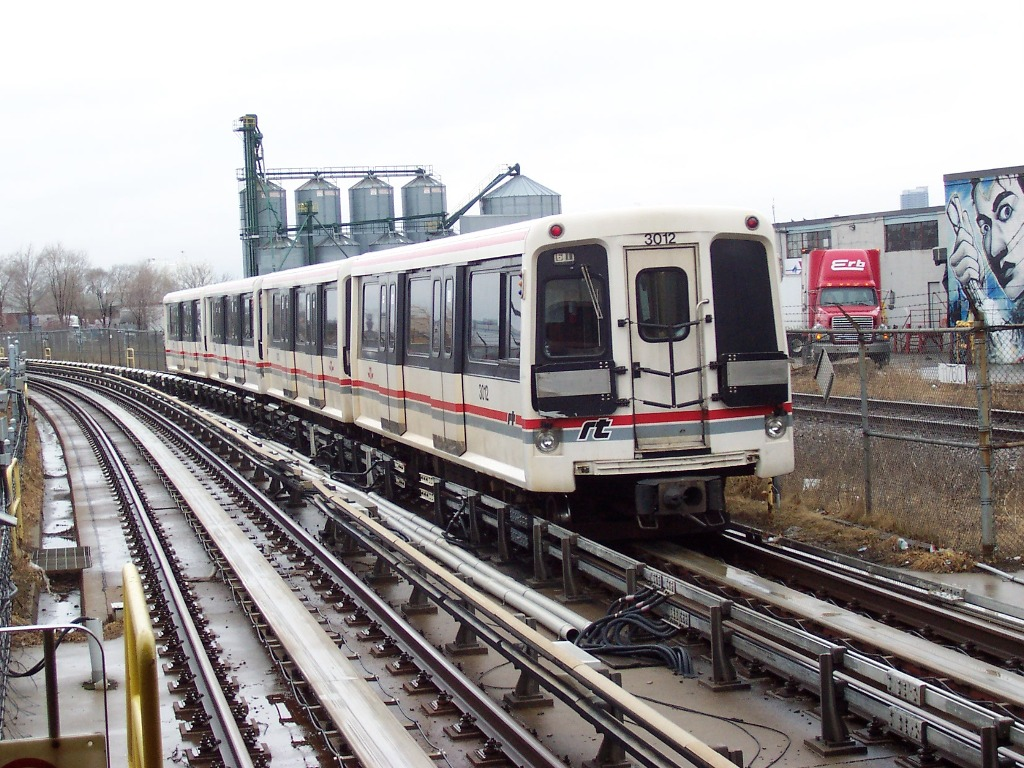
Fahrzeug des Typs ITCS Mark I auf der Scarborough Line der Toronto Subway mit Linearantrieb; zwischen den Führungsschienen gut zu erkennen der Stator, an dem sich der Zug entlangzieht
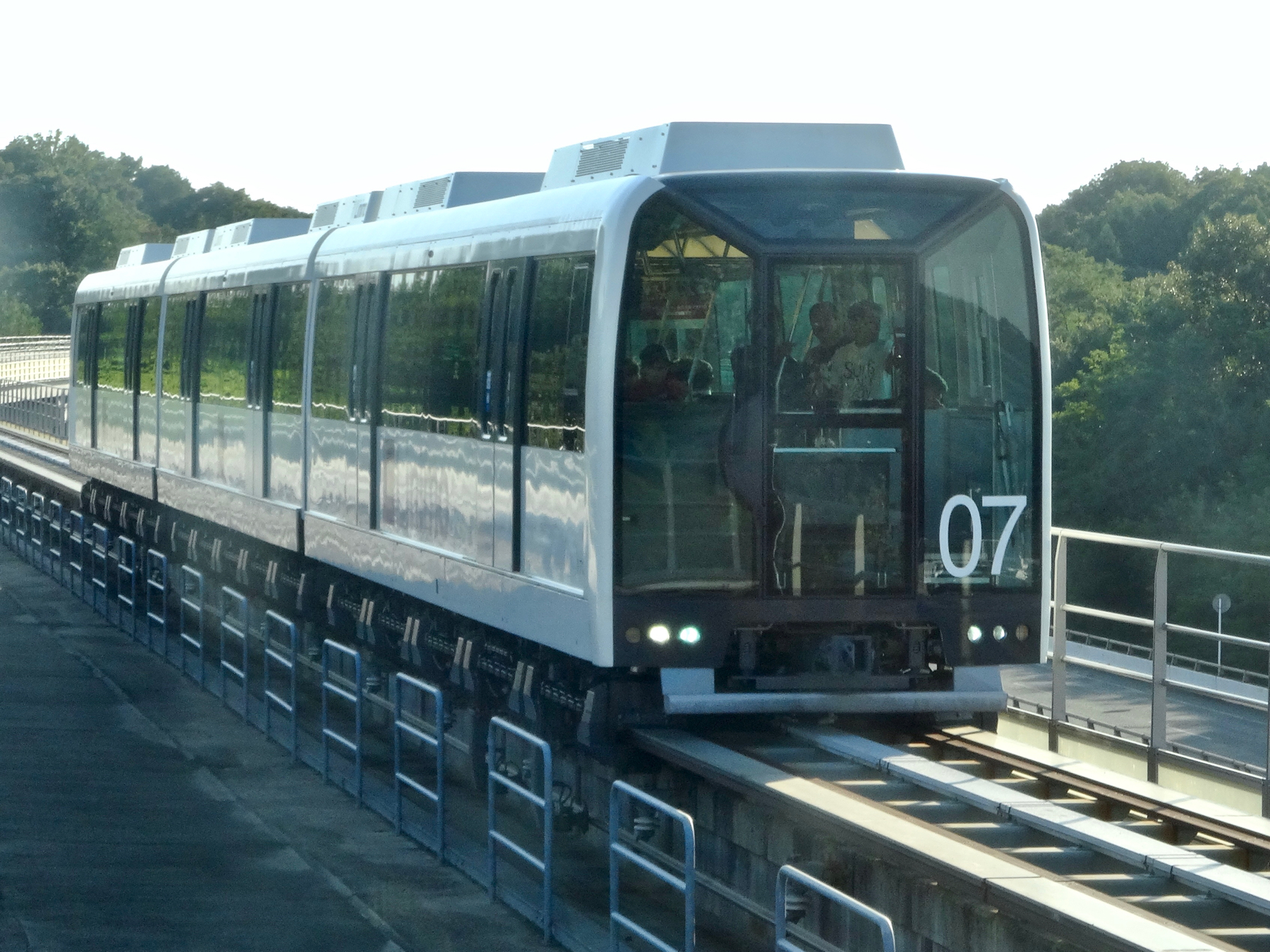
Fahrzeug der Serie 100 der Magnetschwebebahn Linimo in Aichi
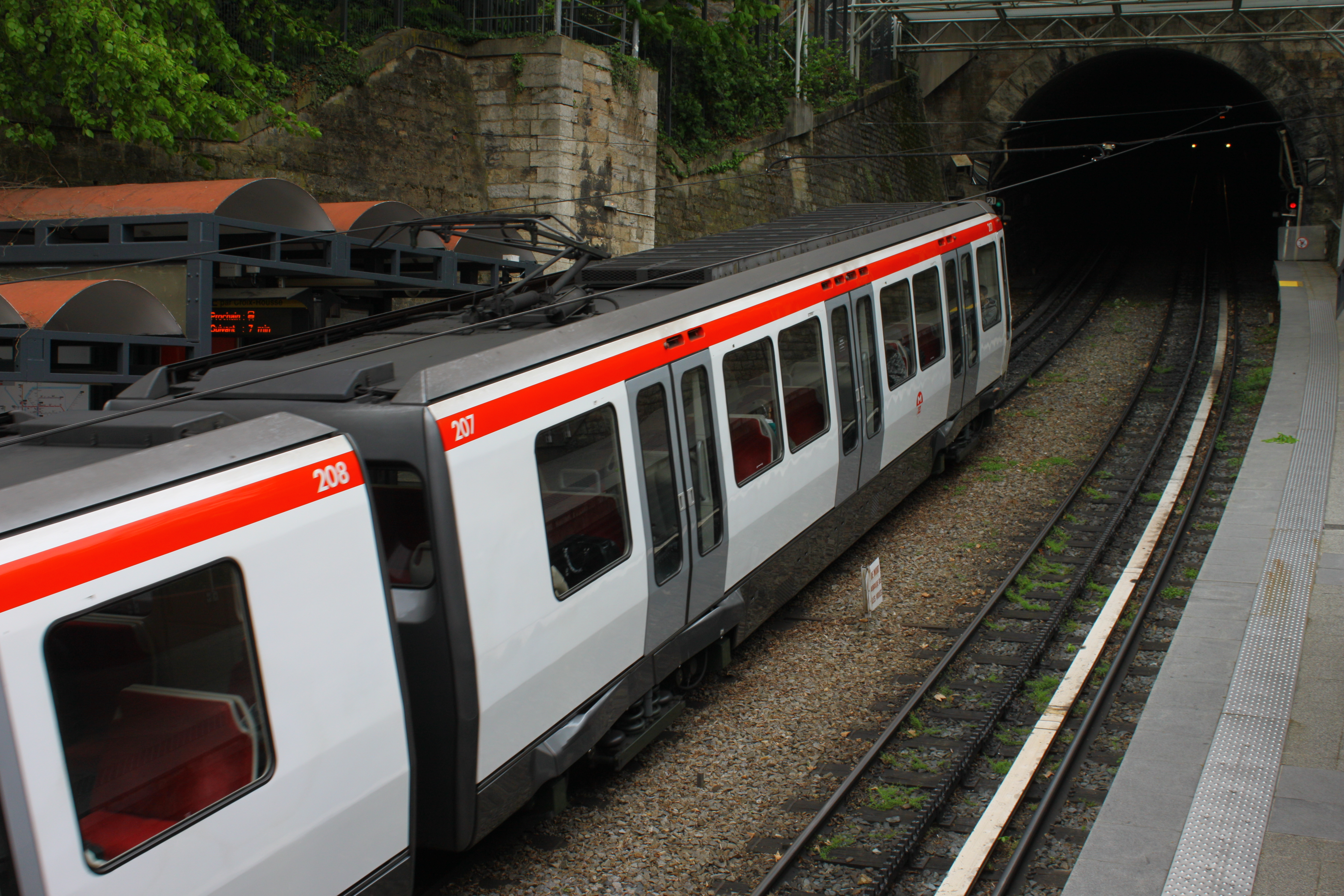
Fahrzeug des Typs MCL 80 auf der Zahnradstrecke der Linie C in Lyon; zwischen den Führungsschienen gut zu erkennen die Zahnstange
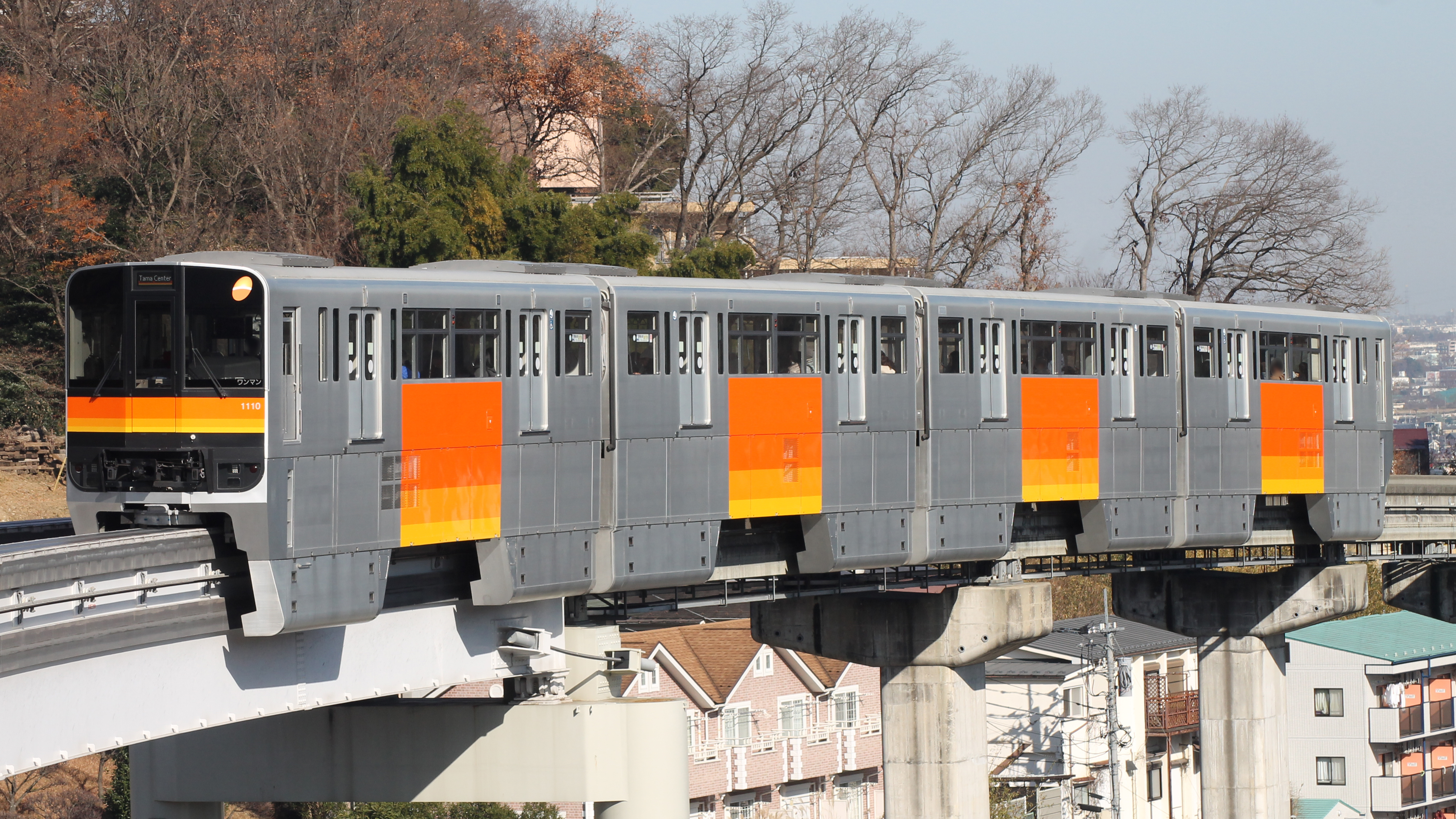
Zug der Baureihe 1000 der Einschienenbahn Tama

Die Mehrzahl der U-Bahn-Systeme verwendet das von der Eisenbahn übernommene Rad-Schiene-System mit angetriebenen Stahlrädern auf Stahlschienen. Daneben wurden im Laufe des 20. Jahrhunderts auch andere Systeme entwickelt bzw. andere Technologien in den U-Bahn-Betrieb eingeführt.
Eine zentrale Innovation, die weitere Verbreitung gefunden hat, ist die in den 1950er Jahren in Frankreich entwickelte Métro sur pneumatiques (dt. U-Bahn auf Reifen), bei der zusätzlich zu konventionellen Stahlrädern gasbefüllte Gummireifen genutzt werden. Diese sind auf denselben Achsen wie die Stahlräder montiert und nutzen neben den regulären Stahlschienen angeordnete flache Profile als Fahrbahn. Ein wesentlicher Vorteil dieses Systems ist das deutlich bessere Beschleunigungs- und Bremsverhalten der Züge aufgrund der höheren Haftreibung der Gummireifen, weshalb diese Traktionsart insbesondere für Strecken mit steileren Steigungen geeignet ist. Zudem ist das ursprüngliche französische System redundant aufgebaut, das heißt die Züge können bei Schäden an den Reifen auch ausschließlich auf den Stahlrädern fahren. Die Technologie wurde erstmals ab 1954 auf einer Versuchsstrecke der Pariser Métro getestet, als erste reguläre Linie wurde 1959 die Linie 11 mit gummibereiften Fahrzeugen ausgestattet. Heute verwenden u. a. fünf Linien der Métro Paris, drei Linien der Métro Lyon, das Netz in Marseille sowie die Systeme in Mexiko-Stadt, Montreal und Santiago de Chile das ursprüngliche französische System. Daneben gibt es andere Systeme, die ebenfalls gummibereifte Fahrzeuge verwenden, jedoch auf Stahlräder verzichten, hierzu gehören z. B. die VAL-Systeme (siehe hier) in Lille und Turin, die Leitschienenbahn in Sapporo und das Astram-System in Hiroshima.
Als weiteres Traktionssystem wird in einzelnen Netzen der Linearantrieb eingesetzt, bei dem das Fahrzeug ebenfalls mit Stahlrädern auf Stahlschienen fährt, der Vortrieb jedoch durch ein Magnetfeld zwischen dem Fahrzeug und einem entlang der Gleisachse installierten Langstator bewirkt wird, das heißt das Fahrzeug zieht und/oder schiebt sich entlang des Stators voran. Vorteile dieser Bauweise sind die geringere Empfindlichkeit gegenüber der Witterung, da der Antrieb anders als bei Systemen mit angetriebenen Rädern nicht von der Haftreibung der Räder auf der Schiene abhängt und daher z. B. auch bei Schneefall, gefrierendem Regen oder bei Herbstlaub auf den Gleisen funktioniert, und die Möglichkeit zur Reduzierung des Profils von Tunnelstrecken, da durch den Verzicht auf konventionelle Fahrmotoren Fahrzeuge mit geringerer Höhe konstruiert werden können. Die erste reguläre U-Bahn-Linie mit Linearantrieb war die Scarborough Line, die von 1985 bis 2023 als Teil der Toronto Subway betrieben wurde. Es folgten u. a. die Expo Line (1986) und die Millennium Line (2002) des Vancouver SkyTrain und weitere Systeme in Japan (z. B. Nagahori-Tsurumi-ryokuchi-Linie in Osaka, Ōedo Line in Tokio) und China.
Einzelne Systeme betreiben Strecken mit Magnetschwebetechnik, darunter die unter dem Markennamen Linimo betriebene Bahn in der Präfektur Aichi, die die erste kommerzielle Anwendung des in den 1970er Jahren von Japan Airlines entwickelten HSST-Systems darstellt, und die Linie S1 der U-Bahn Peking. Die Linimo-Fahrzeuge schweben dabei 8 mm über dem Fahrweg, der Antrieb erfolgt über einen Linearmotor.
Weltweit einzigartig ist der Antrieb der Linie C der Métro Lyon, die aus einer bestehenden Zahnradbahn entwickelt wurde und auf dem südlichen Abschnitt zwischen Hôtel de Ville – Louis Pradel und Croix Rousse weiterhin mit Zahnradantrieb fährt.
Vor allem ist Ost- und Südostasien gibt es eine Reihe von Einschienenbahnen, die als Teil des städtischen Nahverkehrs betrieben werden. Die älteste hiervon ist die 1964 eröffnete Tōkyō Monorail, die den internationalen Flughafen Haneda mit dem Bahnhof Hamamatsuchō im Süden des Tokioter Zentrums im Bezirk Minato verbindet. Gemäß der Definition des UITP (siehe hier) sind lediglich Sattelbahnen, das heißt Einschienenbahnen, die auf einem Fahrbalken fahren, zu den U-Bahnen zu zählen, während Hängebahnen, die unterhalb des Fahrwegs hängen (z. B. Chiba, Kamakura, Wuppertal und H-Bahn) nicht hierzu gezählt werden.
Historisch nutzten einzelne der frühen U-Bahnen einen Kabelantrieb, bei dem die Fahrzeuge von einem sich kontinuierlich bewegenden Zugseil zwischen den Fahrgleisen gezogen wurden. Hierzu gehörte beispielsweise die Glasgow Subway, die jedoch 1935 auf elektrischen Antrieb umgestellt wurde.

#### Steuerung

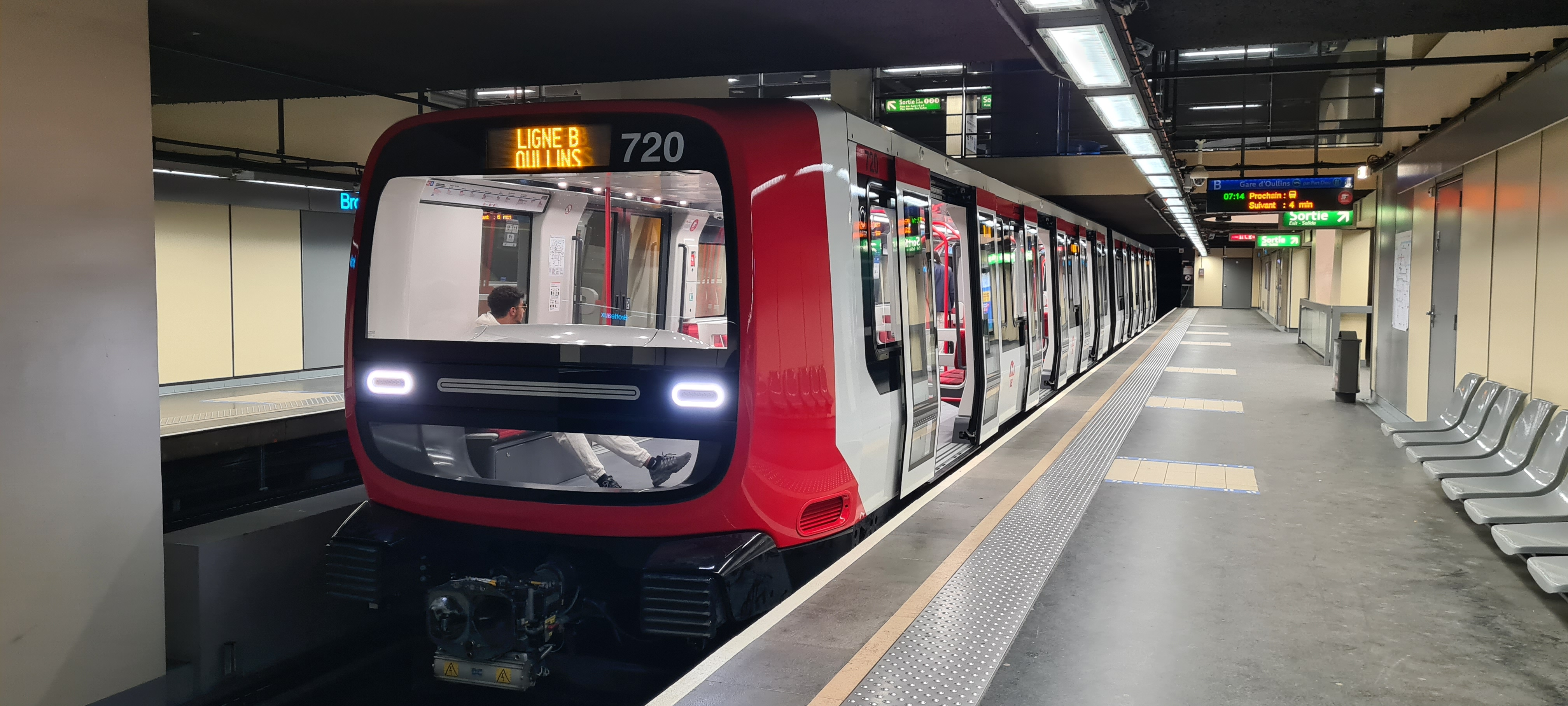
Fahrerloses Fahrzeug der Baureihe MPL 16 der Métro Lyon; hinter der Frontscheibe gut zu erkennen der Fahrgastraum

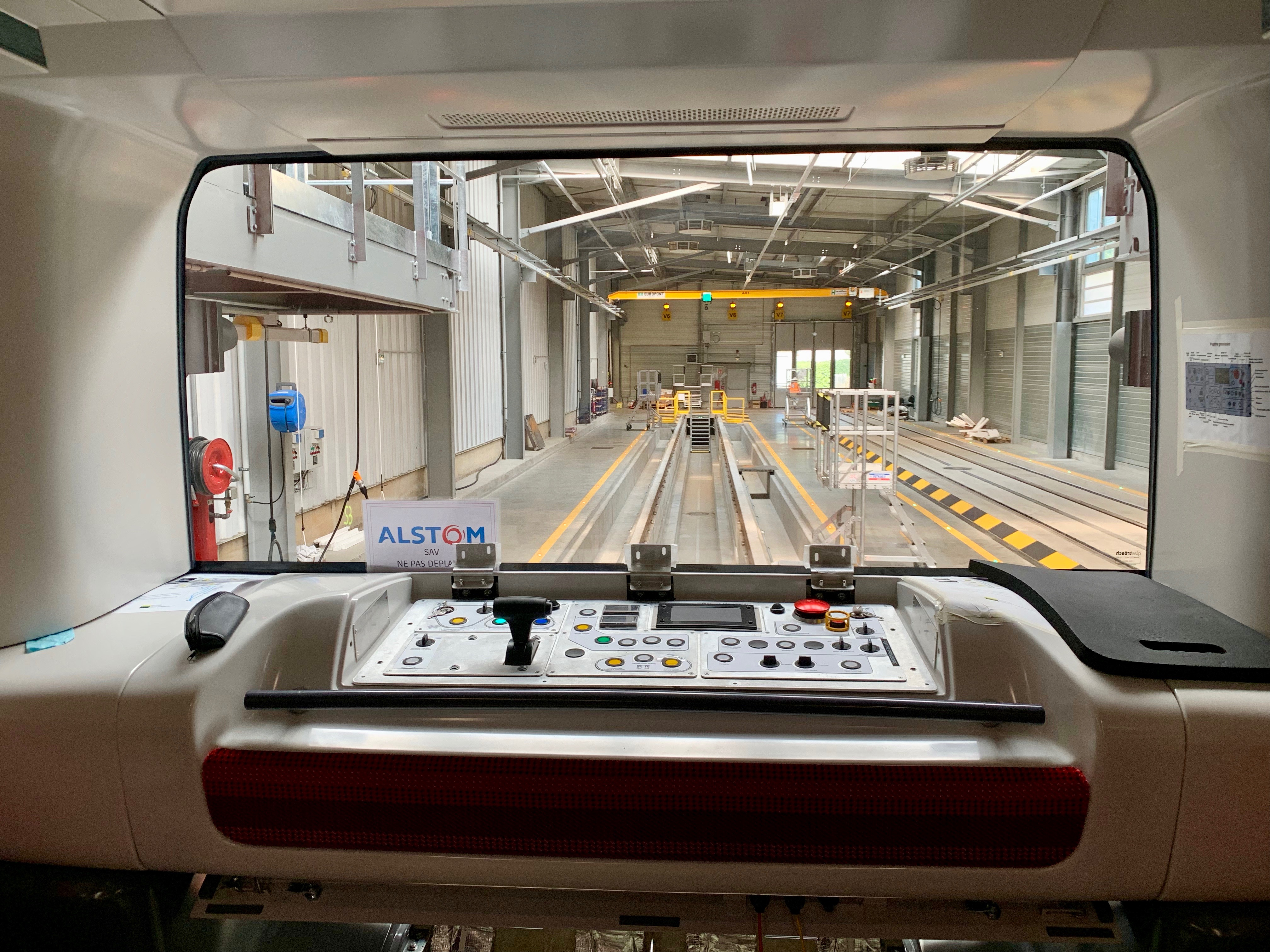
Zum manuellen Rangieren geöffnetes Not-/Hilfsfahrpult in einem Zug derselben Baureihe

Die Zugsteuerung kann entweder ausschließlich manuell durch einen Triebfahrzeugführer oder automatisch, das heißt teilweise oder vollständig durch einen Fahrtrechner, erfolgen. Der Internationale Verband für öffentliches Verkehrswesen (UITP) unterscheidet insgesamt fünf Automatisierungsgrade (englisch Grade of Automation – GoA), die von GoA 0/OS (on-sight train operation; dt. Sichtfahrbetrieb) mit Verzicht auf jegliche Automatisierung bis GoA 4/UTO (unattended train operation; dt. fahrerloser Betrieb) mit ausschließlicher Steuerung durch einen Rechner ohne Einfluss und Anwesenheit von Fahrpersonal an Bord reichen. Gleichwohl verfügen auch im regulären Betrieb fahrerlos gesteuerte Züge über Not-/Hilfsfahrpulte, um das Fahrzeug z. B. bei einem Ausfall des automatischen Systems oder bei Werkstattfahrten manuell steuern zu können.
Die ersten fahrerlosen U-Bahn-Linien im Sinne der Definition des UITP (siehe hier) waren die Port Island Line in Kōbe (Eröffnung 5. Februar 1981), die Linie 1 der Métro Lille (25. April 1983) und die spätere Expo Line des Vancouver SkyTrain (3. Januar 1986). Ende 2020 gab es weltweit in 48 U-Bahn-Netzen Linien, die mit GoA 4/UTO betrieben wurden, dies entspricht rund einem Viertel der zu diesem Zeitpunkt vorhandenen 193 Netze. Die Zahl der fahrerlos betrieben Streckenkilometer zeigt seit Beginn der 2010er Jahre ein konstantes Wachstum und stieg zwischen 2012 und Ende 2020 von 627 auf 1358 Kilometer, was zehn Prozent der in diesem Zeitraum neu in Betrieb genommenen Strecken und acht Prozent der weltweit bestehenden Streckenkilometer (17.221 Kilometer) entspricht. 2023 wurde bereits rund 1700 Kilometer Strecke mit GoA 4/UTO betrieben, die Hälfte davon im asiatisch-pazifischen Raum.
In Europa betreiben u. a. Barcelona, Kopenhagen, Lyon, Mailand und Paris fahrerlose Linien. Als erste Linie in der DACH-Region wurde am 18. September 2007 die Linie M2 der Métro Lausanne in der französischsprachigen Schweiz den Betrieb genommen. Die erste Linie im deutschsprachigen Raum war die U3 in Nürnberg, die am 14. Juni 2008 eröffnet wurde. Die Nürnberger U2 war zudem die erste Linie im deutschsprachigen Raum, die von manuellen auf fahrerlosen Betrieb umgestellt wurde, die Inbetriebnahme erfolgte hier am 2. Januar 2010 (siehe hier). Weltweit erstmalig erfolgte hierbei die Umstellung im laufenden Betrieb, das heißt ohne Unterbrechung während der Umbauphase.

##### Ausblick
Der UITP ging 2019 in einem Kurzbericht zum Stand der Automatisierung im U-Bahn-Wesen davon aus, dass der fahrerlose Betrieb bis 2023 neben konventionell betriebenen Linien zum Standard für neu geplante Linien wird. Er hebt in diesem Zusammenhang die erhebliche Beschleunigung des Wachstums fahrerlos betriebener Strecken hervor; während in den 37 Jahren zwischen der Eröffnung der Port Island Line Anfang 1981 und dem Berichtsjahr 2018/2019 weltweit 1026 Streckenkilometer realisiert wurden, wird für den Zehnjahreszeitraum von 2018 bis 2028 eine knappe Vervierfachung auf mehr als 3800 Streckenkilometer erwartet. Guénard, Cabanis und Riou gingen demgegenüber Anfang 2024 davon aus, dass die Zahl von rund 1700 Kilometern im Jahr 2023 bis 2030 auf rund 2930 Kilometer anwachsen wird.
Der UITP geht für die ihm vorgelegten Zahlen davon aus, dass die Hauptquellen des Wachstums Neubauten und Erweiterungen bestehender fahrerloser Strecken sein werden, während auf die Umrüstung bislang nicht fahrerlos betriebener Strecken (u. a. geplant für Linien 1 und 5 in Brüssel, das Gesamtnetz in Marseille, Linie U2 in Wien) nur sieben Prozent entfallen sollen. Weiterhin erwartet der UITP, dass die Automatisierung eine wesentliche Rolle bei den anstehenden Modernisierungen der in den 1970er und 1980er Jahren eröffneten Netze spielen wird. Entsprechend der insgesamt auf Asien konzentrierten Neubauaktivität wird hier der größte Anteil des Wachstums mit der Hälfte aller neu hergestellten Streckenkilometer liegen. In Asien soll 2028 auch die Hälfte aller weltweit fahrerlos betriebenen Linien liegen, gefolgt von Europa (21 Prozent) und dem Mittleren Osten (15 Prozent).
Das umfangreichste Ausbauvorhaben dieser Art in Europa ist der Grand Paris Express in der französischen Hauptstadtregion. Es umfasst den Neubau von rund 200 Kilometern Strecke und 68 Stationen, die sich auf die vier neuen Linien 15, 16, 17 und 18 und Verlängerungen der zwei bestehenden Linien 11 und 14 aufteilen. Das Netz der Métro wird sich hiermit bis voraussichtlich 2030 von 219,9 Kilometern vor Umsetzung des Projekts auf rund 420 Kilometer Streckenlänge knapp verdoppeln und die London Underground als größtes Netz Westeuropas ablösen. In Österreich befindet sich mit der U5 der Wiener U-Bahn eine fahrerlose Linie in Umsetzung, die Eröffnung ist hier für 2026 vorgesehen. In Deutschland soll die künftige Linie U5 der Hamburger U-Bahn fahrerlos betrieben werden, die Inbetriebnahme soll sukzessive ab 2029 erfolgen.

#### Standardisierung

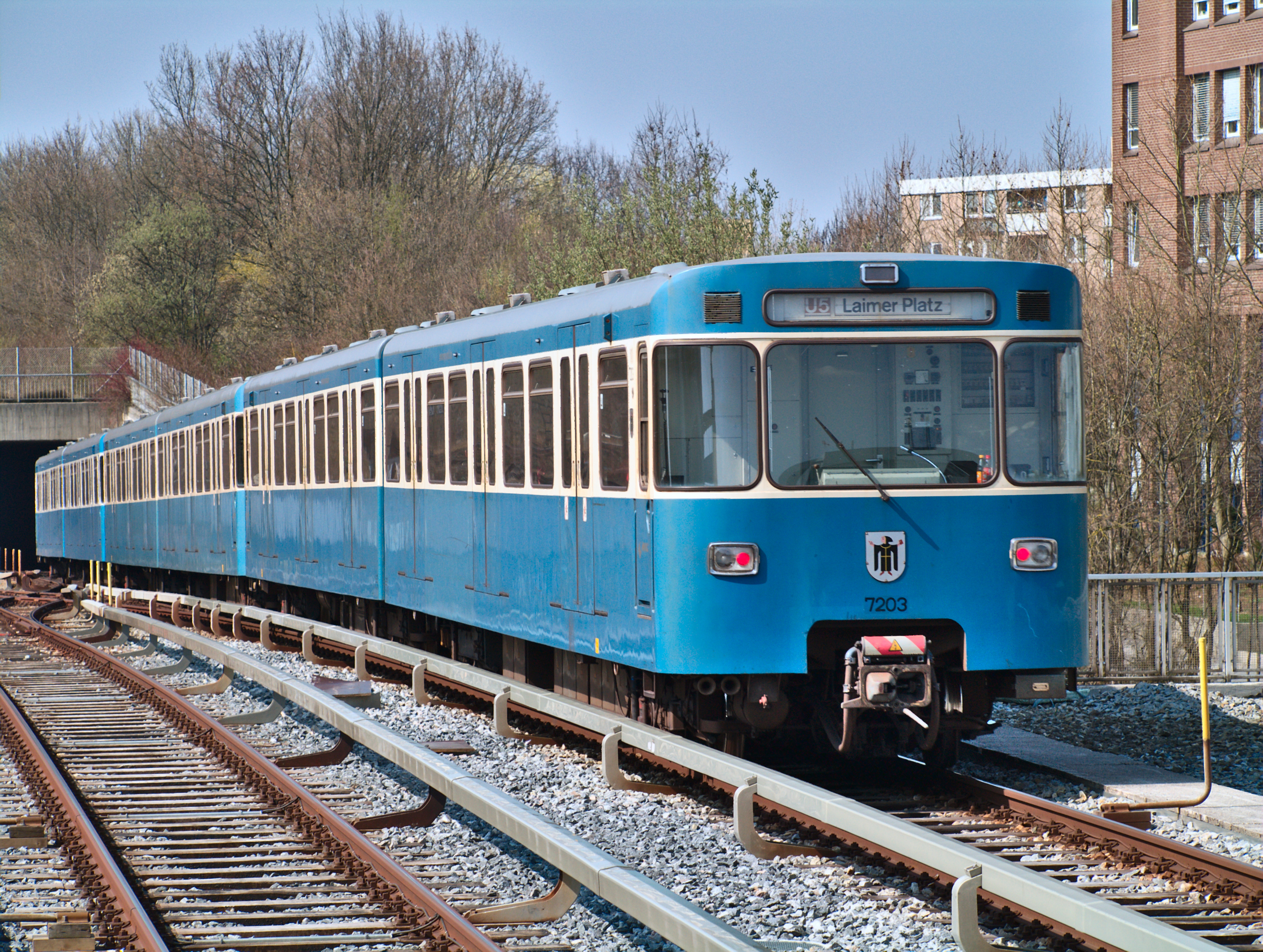
Baureihe A der U-Bahn München: Fahrzeug gem. Typenempfehlung U-Bahnfahrzeuge des VDV
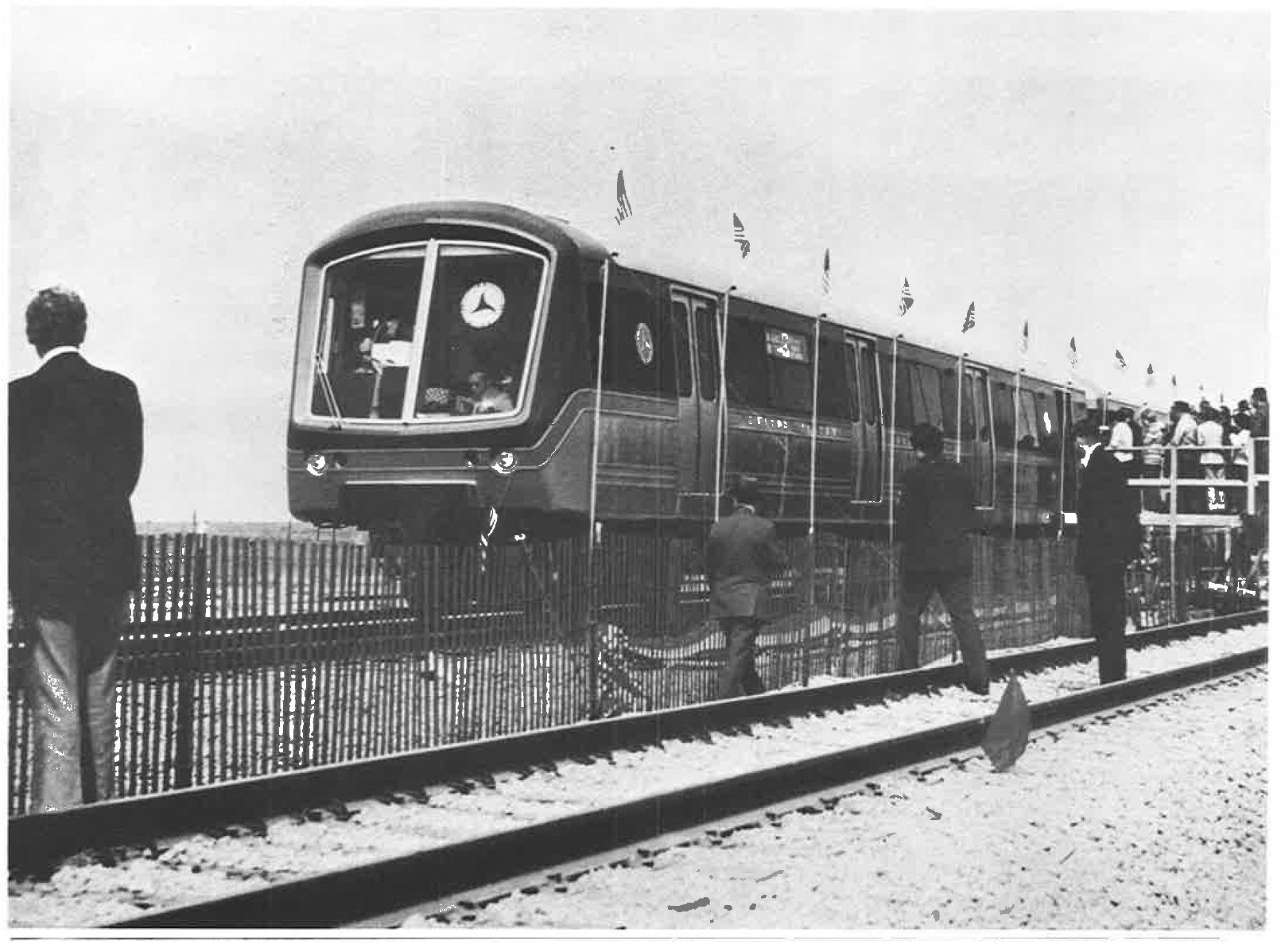
Demonstrationsfahrzeug des State-of-the-Art Car des DOT bei seiner Premierenfahrt im Jahr 1972
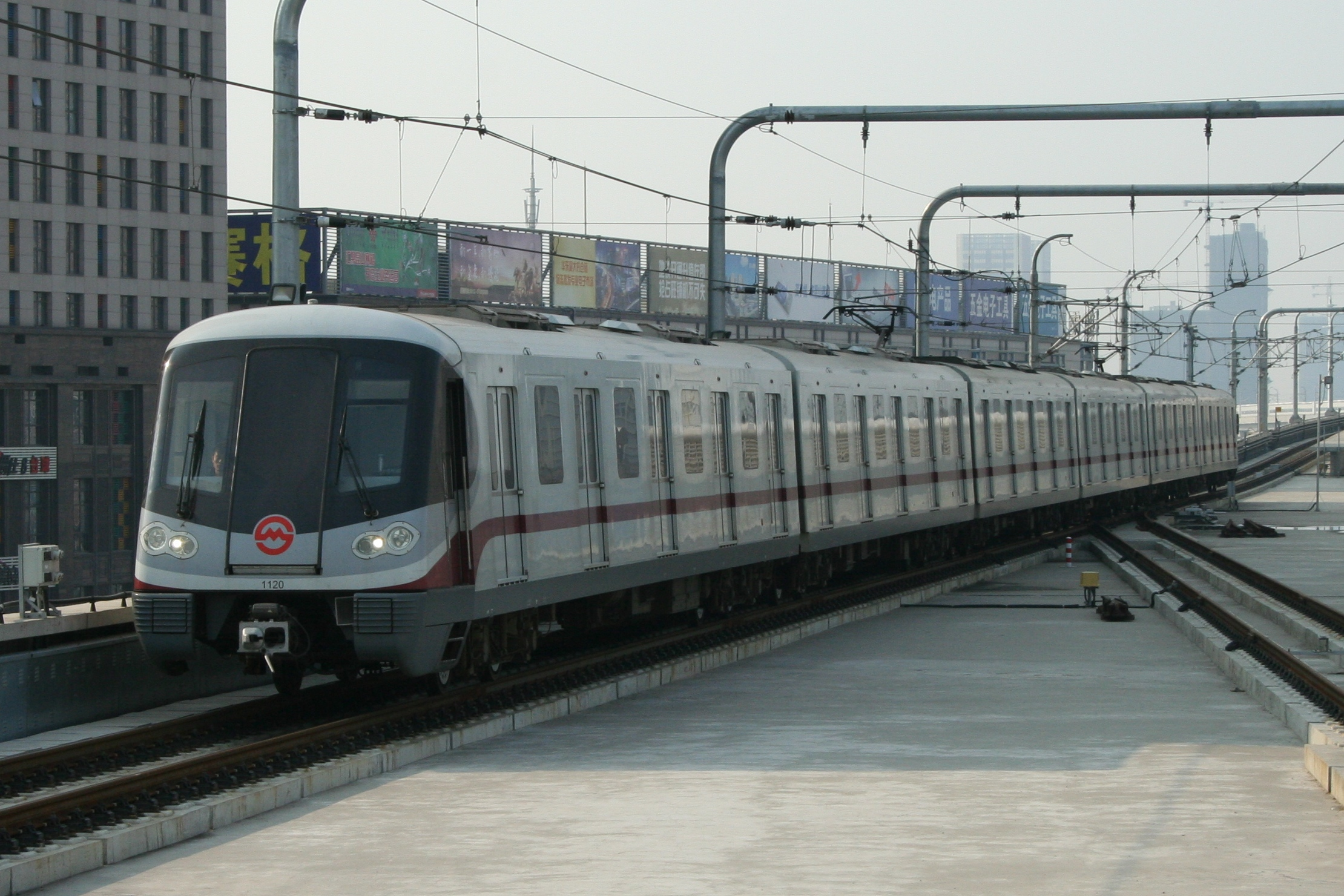
Zug gem. GB-Standard GB/T 7928-2003 (Typ A) bei der Metro Shanghai Länge/Breite Einzelwagen: 22/3,0 m Kapazität pro Einzelwagen: 310 Personen Stromversorgung: 1500 V, Oberleitung Minimaler Bogenradius: 300 m
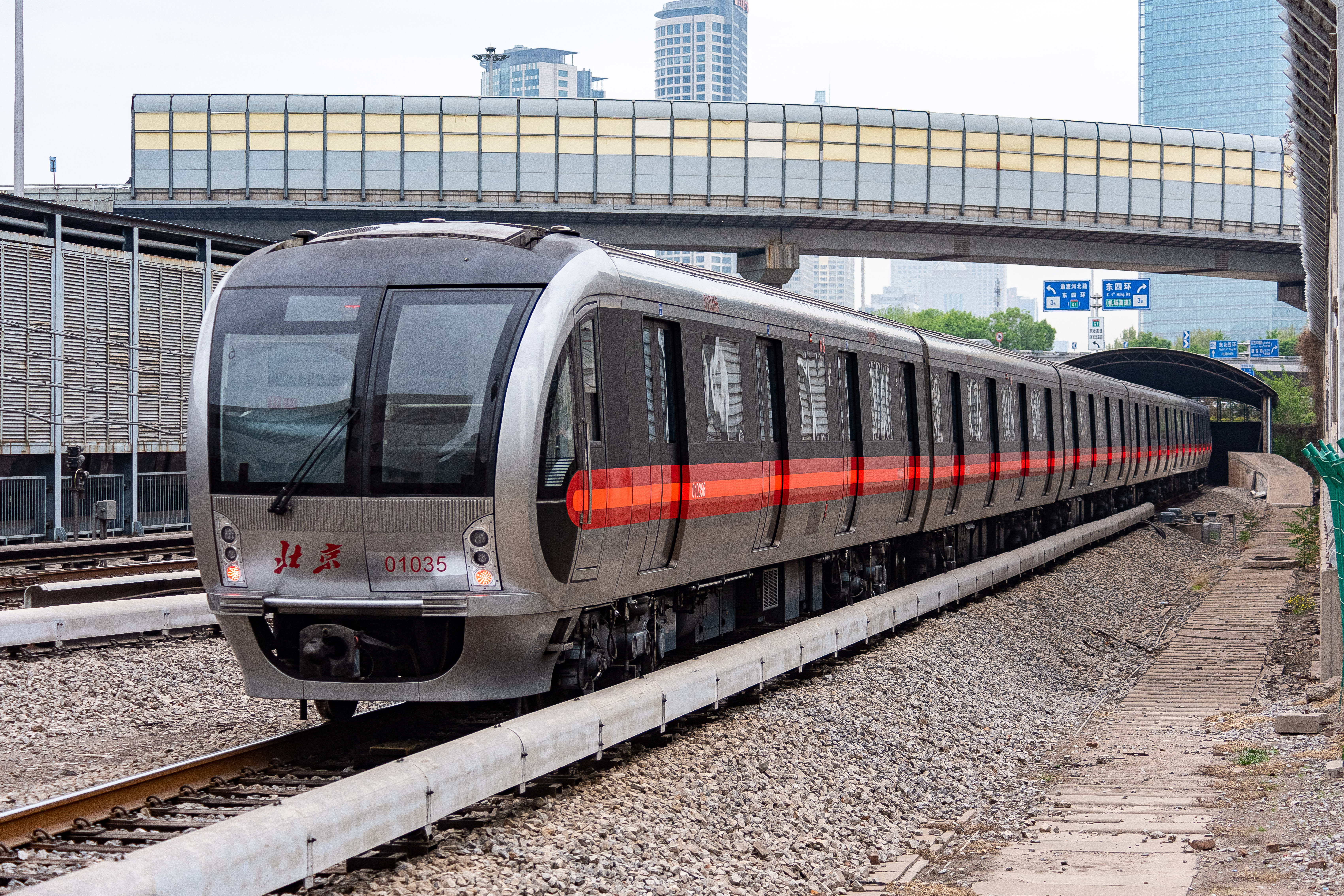
Zug gem. GB-Standard GB/T 7928-2003 (Typ B1) bei der U-Bahn Peking Länge/Breite Einzelwagen: 19/2,8 m Kapazität pro Einzelwagen: 240 Personen Stromversorgung: 750 V, Stromschiene Minimaler Bogenradius: 250 m
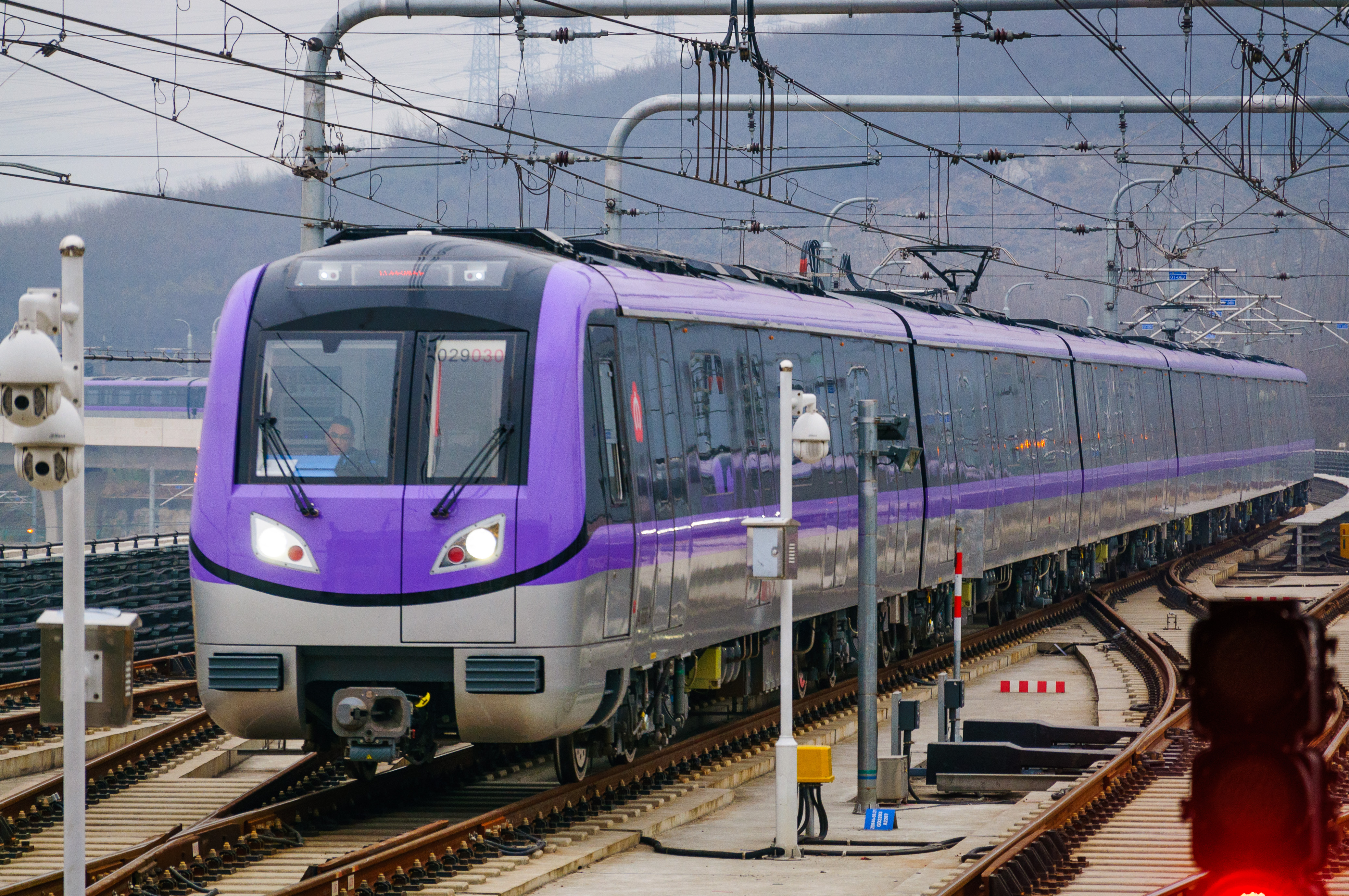
Zug gem. GB-Standard GB/T 7928-2003 (Typ B2) bei der U-Bahn Nanjing Länge/Breite Einzelwagen: 19/2,8 m Kapazität pro Einzelwagen: 240 Personen Stromversorgung: 1500 V, Oberleitung Minimaler Bogenradius: 250 m
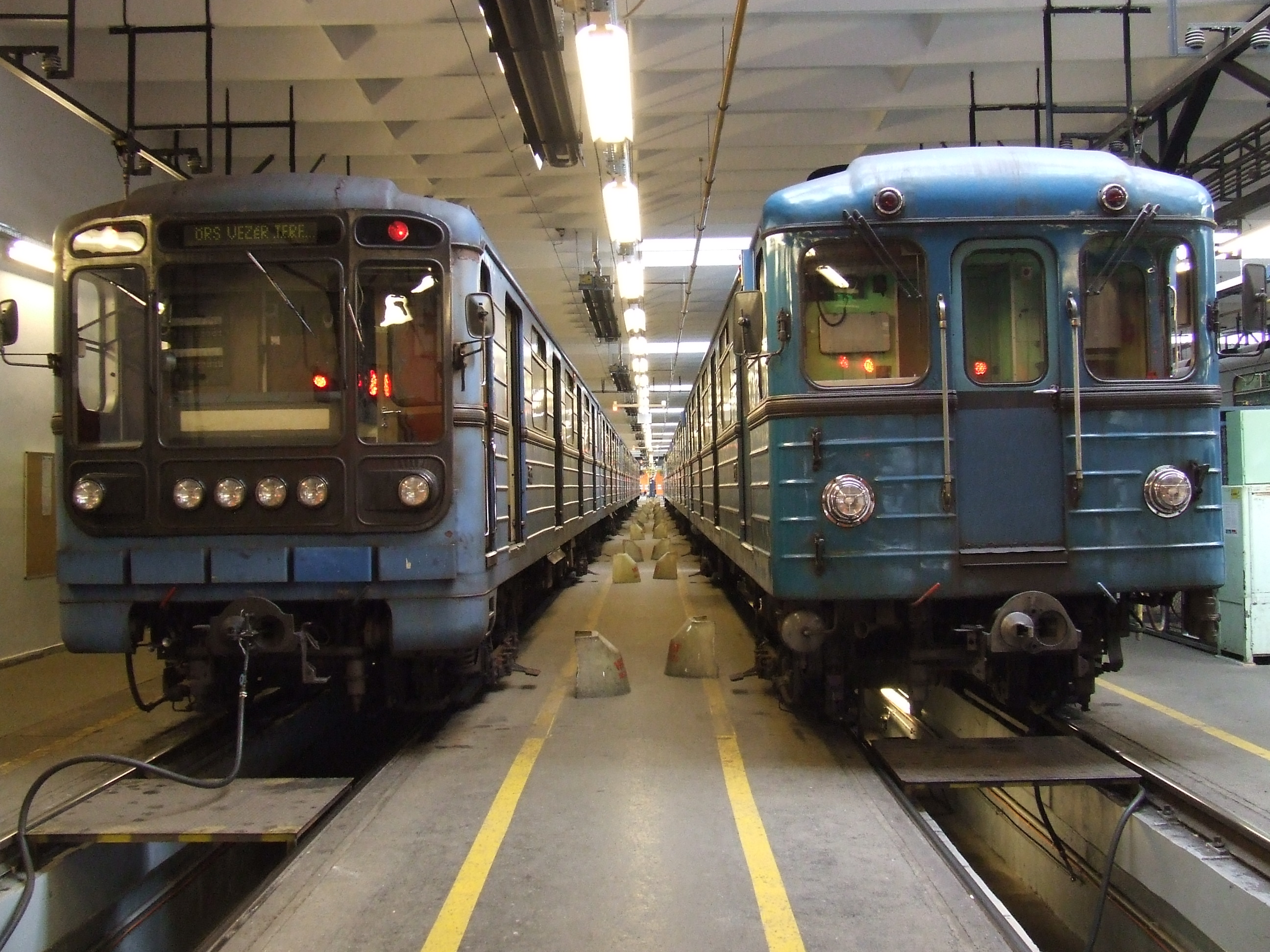
Standardfahrzeuge der meisten Netze der Sowjetunion/GUS und Osteuropas: Baureihe 81-717/714 (links) und ihr Vorgänger E (rechts) von Metrowagonmasch

- Zug gem. GB-Standard GB/T 7928-2003 (Typ A) bei der Metro Shanghai
Länge/Breite Einzelwagen: 22/3,0 m
Kapazität pro Einzelwagen: 310 Personen
Stromversorgung: 1500 V, Oberleitung
Minimaler Bogenradius: 300 m
- Zug gem. GB-Standard GB/T 7928-2003 (Typ B1) bei der U-Bahn Peking
Länge/Breite Einzelwagen: 19/2,8 m
Kapazität pro Einzelwagen: 240 Personen
Stromversorgung: 750 V, Stromschiene
Minimaler Bogenradius: 250 m
- Zug gem. GB-Standard GB/T 7928-2003 (Typ B2) bei der U-Bahn Nanjing
Länge/Breite Einzelwagen: 19/2,8 m
Kapazität pro Einzelwagen: 240 Personen
Stromversorgung: 1500 V, Oberleitung
Minimaler Bogenradius: 250 m
- Standardfahrzeuge der meisten Netze der Sowjetunion/GUS und Osteuropas: Baureihe 81-717/714 (links) und ihr Vorgänger E (rechts) von Metrowagonmasch

Ab der zweiten Hälfte des 20. Jahrhunderts entwickelten sich Ansätze zur stärkeren Standardisierung von U-Bahn-Fahrzeugen, wie sie gleichzeitig und auch bereits früher für andere Nahverkehrsfahrzeuge verfolgt wurden (vgl. beispielsweise Schweizer Standardwagen, Standard-Bus, US Standard Light Rail Vehicle). Ziele waren insbesondere die Senkung von Planungs-, Produktions- und Unterhaltungskosten und im Zusammenspiel mit ebenfalls standardisierten Parametern für den Strecken- und Stationsbau eine Senkung der Kosten für den U-Bahn-Bau insgesamt.
Zum einen verfolgten Regierungen und Verbände in verschiedenen Ländern eine Vereinheitlichung der Fahrzeuge auf nationaler Ebene. Hierzu zählen etwa die sogenannte Typenempfehlung U-Bahnfahrzeuge des VDV in der Bundesrepublik Deutschland, nach deren Parametern die erste Fahrzeuggeneration der Systeme in München und Nürnberg entworfen wurde, das Anfang der 1970er Jahre vom Department of Transportation in Zusammenarbeit mit Boeing Vertol als Vorschlag für ein amerikanisches Standardfahrzeug entwickelte State-of-the-Art Car (SOAC; dt. Wagen auf dem Stand der Technik), von dem letztlich nur eine einzige Einheit zu Demonstrationszwecken gebaut wurde, das jedoch Einfluss auf verschiedene später entwickelte Fahrzeuge hatte, und der GB-Standard GB/T 7928-2003 der chinesischen Normungsorganisation SAC für U-Bahn-Fahrzeuge (mit den beiden wichtigsten Typen A und B; siehe Galerie oben), dessen Spezifikationen die Grundlage der meisten Fahrzeuge bilden, die für die zahlreichen seit den 1990er Jahren in China realisierten Systeme produziert wurden.
Zum anderen entwickelten verschiedene Hersteller ab den 1970er Jahren standardisierte U-Bahn-Systeme mit eigenen Fahrzeugtypen, die identisch oder mit nur wenigen Abwandlungen von einer Basisvariante an verschiedenen Standorten realisiert werden (siehe auch hier). Ähnlich dazu basierte der Großteil der ab den 1950er Jahren in der damaligen Sowjetunion und den mit ihr verbündeten Staaten realisierten Systeme auf einem Technologietransfer von der Moskauer Metro, der im Weiteren auch die Ausstattung des Großteils der Netze mit Fahrzeugen des Herstellers Metrowagonmasch beinhaltete, u. a. der ab 1976 hergestellten Baureihe 81-717/714, die damit praktisch zu deren Standardfahrzeugen wurden.
Die grundsätzliche technische Kompatibilität zwischen verschiedenen Netzen bedeutet gleichwohl nicht, dass tatsächlich ein Austausch von Fahrzeugen zwischen diesen Systemen stattgefunden hat bzw. stattfindet.

#### Hersteller
Der Markt für U-Bahn-Fahrzeuge wird durch ostasiatische und europäische Unternehmen dominiert. Der im Jahr 2022 nach produzierten Einheiten mit weitem Abstand größte Hersteller war CRRC, Ltd. (Volksrepublik China) mit rund 73 Prozent aller in diesem Jahr weltweit produzierten Fahrzeuge, die im Schwerpunkt in die Ausstattung der rapide wachsenden chinesischen Netze flossen. Es folgten Alstom (Frankreich; sechs Prozent), Hyundai Rotem (Südkorea; vier Prozent), Transmashholding (Russland; zwei Prozent) sowie CAF (Spanien), Siemens Mobility (Deutschland) und Stadler Rail (Schweiz) mit jeweils rund einem Prozent der 2022 produzierten Fahrzeuge. Weitere Hersteller sind u. a. Hitachi Transportation Systems, die Kawasaki Railcar Manufacturing Company, Kinki Sharyō und Mitsubishi Heavy Industries (jeweils Japan). Bedeutende frühere Fahrzeugbauer sind u. a. AnsaldoBreda (zuletzt Teil der italienischen Finmeccanica-Gruppe; 2015 durch Hitachi übernommen und liquidiert, Nachfolgeunternehmen ist Hitachi Rail Italia) und Bombardier Transportation (Schienenverkehrssparte von Bombardier, Kanada; 2021 von Alstom übernommen).
Ende 2023 bot der Großteil der genannten Hersteller modular aufgebaute Plattformen für U-Bahn-Fahrzeuge an, die entlang verschiedener Parameter wie Spurweite, Stromsystem, Fahrzeugbreite und -länge, Türanzahl und -aufteilung sowie Design konfiguriert werden können. Hierzu gehören u. a. Innovia, Metropolis und Movia von Alstom (Innovia und Movia ursprünglich als Produkte von Bombardier Transportation), Inneo von CAF (u. a. M300 für Helsinki, MB 400 für Rom, Fahrzeuge für die Linie M5 in Istanbul), Inspiro von Siemens (u. a. 2024 Stock für London, Baureihe C2 in München, MX3000 für Oslo) und METRO von Stadler (u. a. Baureihe IK für Berlin, Baureihe 4300 für Valencia, dritte Fahrzeuggeneration für Glasgow). Daneben wird auch der Entwurf von Fahrzeugen vollständig nach Kundenwunsch angeboten.

#### Wagenklassen und weitere Unterteilungen

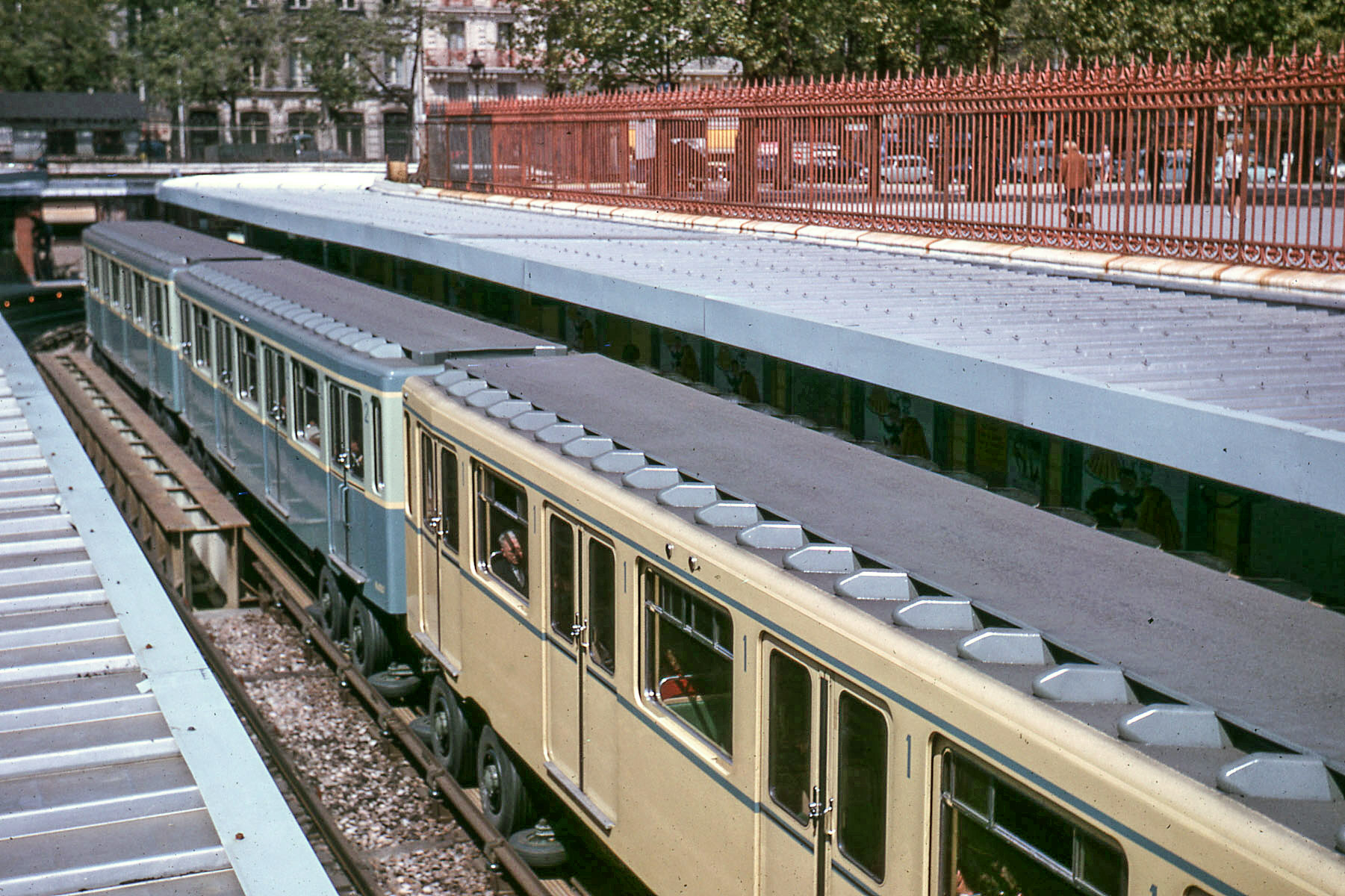
Paris: Farblich differenzierter Erste-Klasse-Wagen, 1964
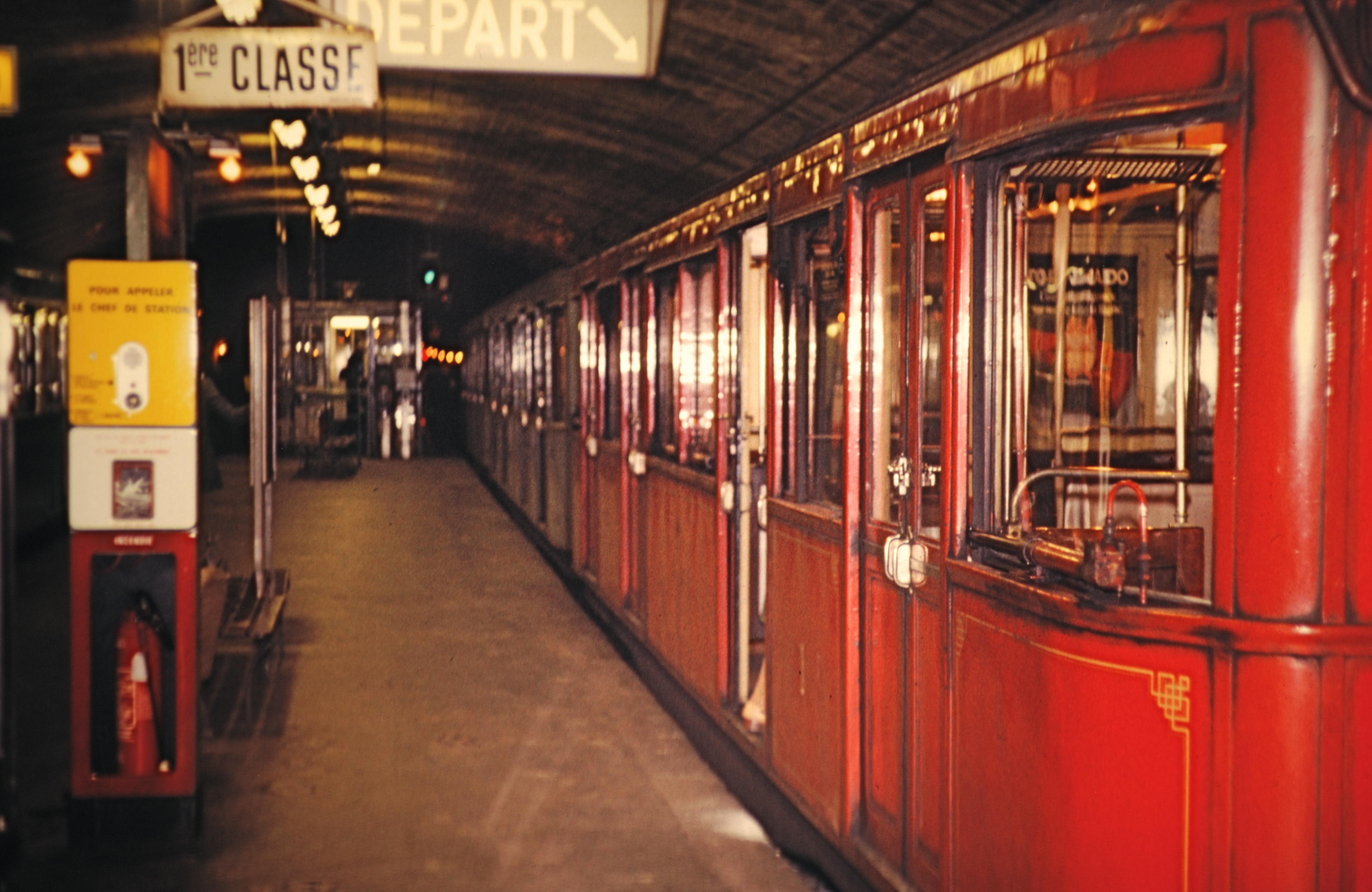
Paris: Historische Beschilderung der Halteposition der Wagen der ersten Klasse auf dem Bahnsteig
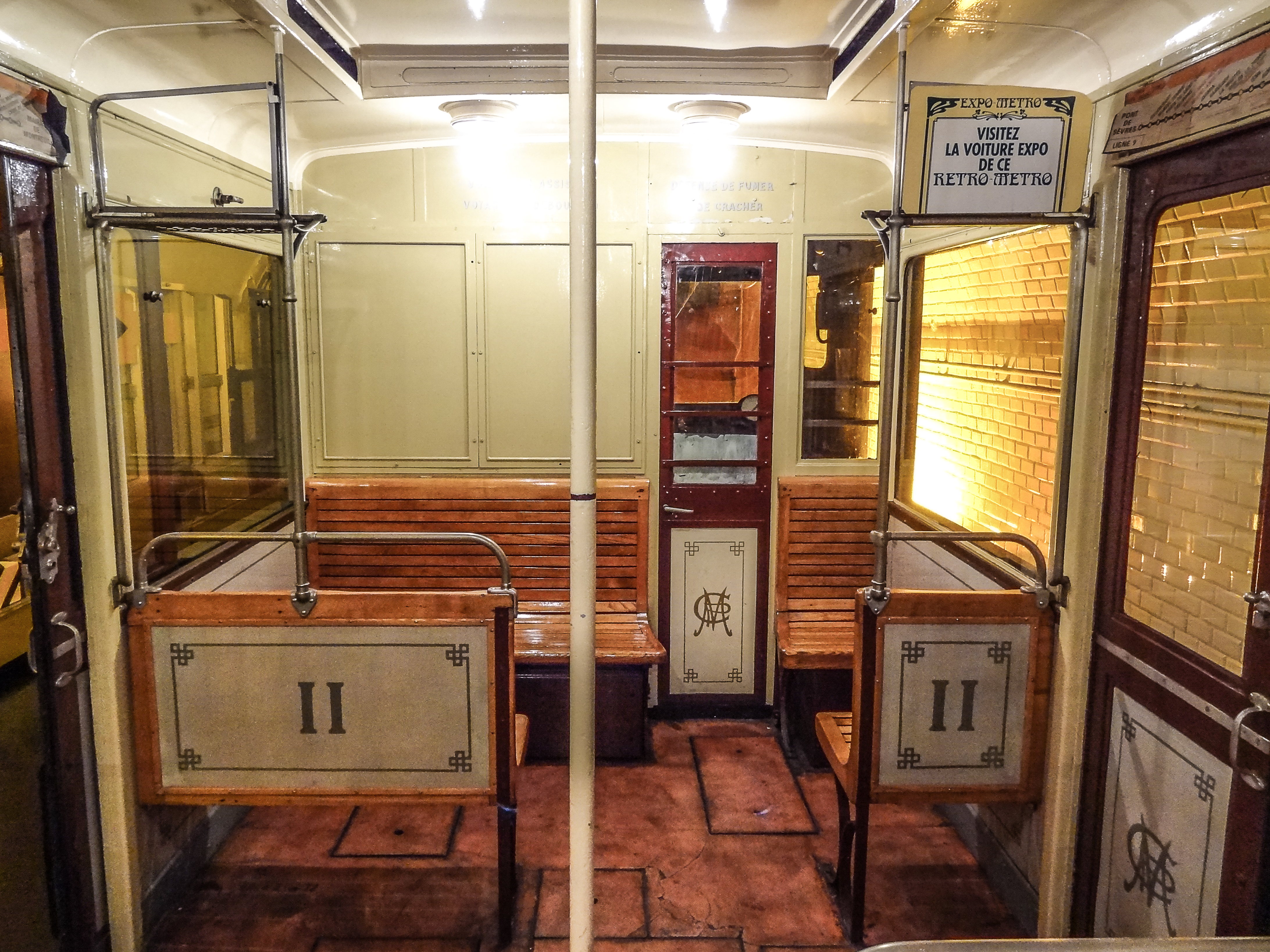
Paris: Klassenkennzeichnung durch römische Zahlen im Innenraum
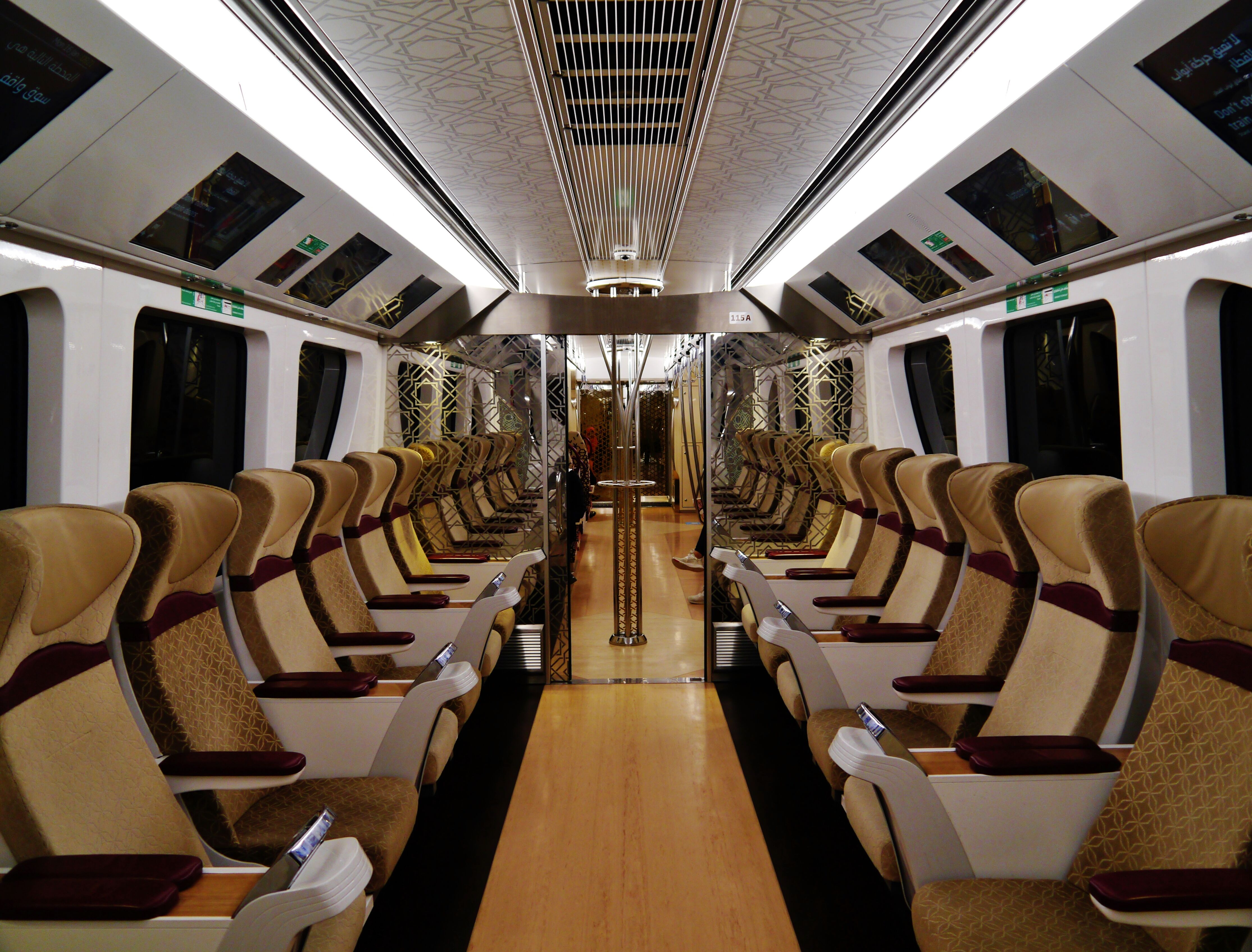
Doha: Innenraum eines Abteils der Gold-Club-Klasse mit reisezugartigen Einzelsitzen; die Standardklasse verwendet durchgehende Sitzbänke
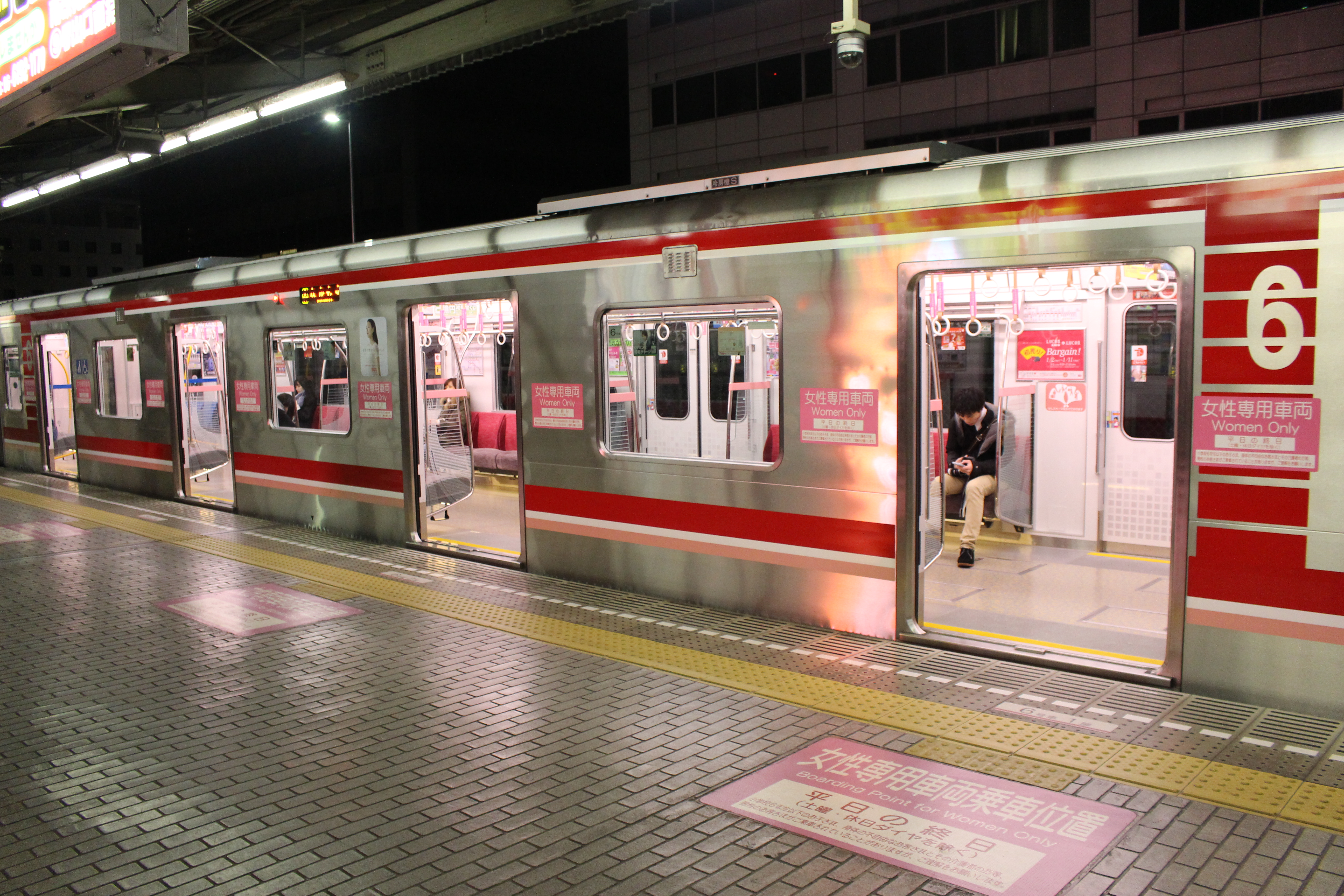
Osaka: Wagen, der während der Hauptverkehrszeiten nur von Frauen benutzt werden darf
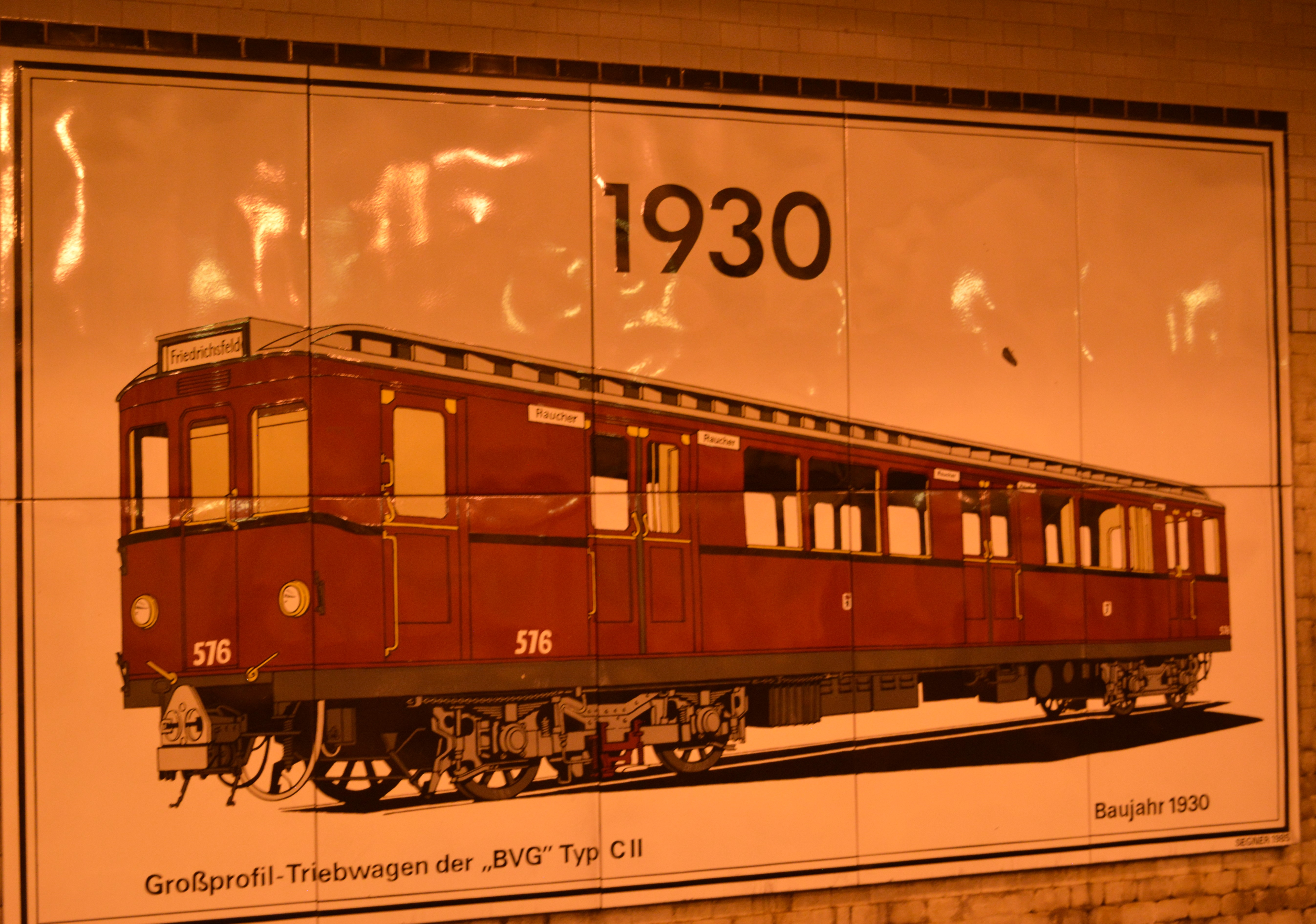
Berlin: Darstellung eines historischen Raucherwagens in abweichender roter Lackierung

Die Mehrheit der U-Bahn-Systeme verfügt über eine einheitliche, nicht näher bezeichnete Wagenklasse mit identischer Ausstattung in allen Wagen. Lediglich einzelne Netze bieten analog zur Eisenbahn zuschlagpflichtige höherwertige Klassen an, die sich durch ein größeres Raumangebot und höheren Sitzkomfort auszeichnen (z. B. die Gold Class in Dubai und der Gold Club in Doha) und/oder aufgrund der Preisbarriere weniger dicht besetzt sind.
Historisch verfügten auch verschiedene europäische und nordamerikanische Netze über unterschiedliche Klassen, beispielsweise Hamburg bis 1920, Berlin bis 1927 und Paris bis 1991. Wie vielfach auch bei der Eisenbahn wurden die Wagen der komfortableren Klasse typischerweise durch eine abweichende Außenlackierung gekennzeichnet, um das Auffinden am Bahnsteig zu erleichtern. Ergänzend hierzu markierten teilweise Schilder auf den Bahnsteigen die Halteposition der höherwertigen Klasse, beispielsweise in Paris. Während sich die Benennung der Klassen in den beiden genannten deutschen Städten an den damaligen Kategorien bei den deutschen Eisenbahnen orientierten und die komfortablere als 2. Klasse und die einfache als 3. Klasse bezeichnet wurden – die den heute vornehmlich metaphorisch oder humoristisch verwendeten Polster- und Holzklassen entsprachen –, verwendete Paris bei analogem Komfortniveau eine 1. Klasse und eine 2. Klasse.
Hiervon zu unterscheiden sind die vor allem in Indien, im Nahen Osten und in Ostasien verbreiteten Frauenwagen, deren Benutzung zuschlagsfrei, jedoch Frauen und in der Regel Kindern unabhängig vom Geschlecht vorbehalten ist (siehe auch hier).
In der Vergangenheit gab es zudem spezielle Raucherwagen oder -abteile, in denen das Rauchen erlaubt war und die zur Unterscheidung von Nichtraucherwagen teilweise andersfarbig lackiert wurden. In Hamburg wurden Raucherwagen 1964 abgeschafft, in West-Berlin 1978, in Ost-Berlin allerdings bereits 1962. Bereits vor Hamburg hatten u. a. die Systeme in Boston, Madrid, Moskau, New York, Paris, Stockholm und Toronto entsprechende Angebote eingestellt. In Hamburg erfolgte die Abschaffung u. a. vor dem Hintergrund der deutlich höheren Reinigungskosten von Raucherwagen, wegen der Unbeliebtheit beim Fahrpersonal aufgrund der schlechten Luftqualität und mit dem Ziel der Steigerung der Beförderungskapazität, da Raucherwagen in der Regel weniger genutzt wurden als Nichtraucherwagen.

#### Deutschland, Österreich und Schweiz

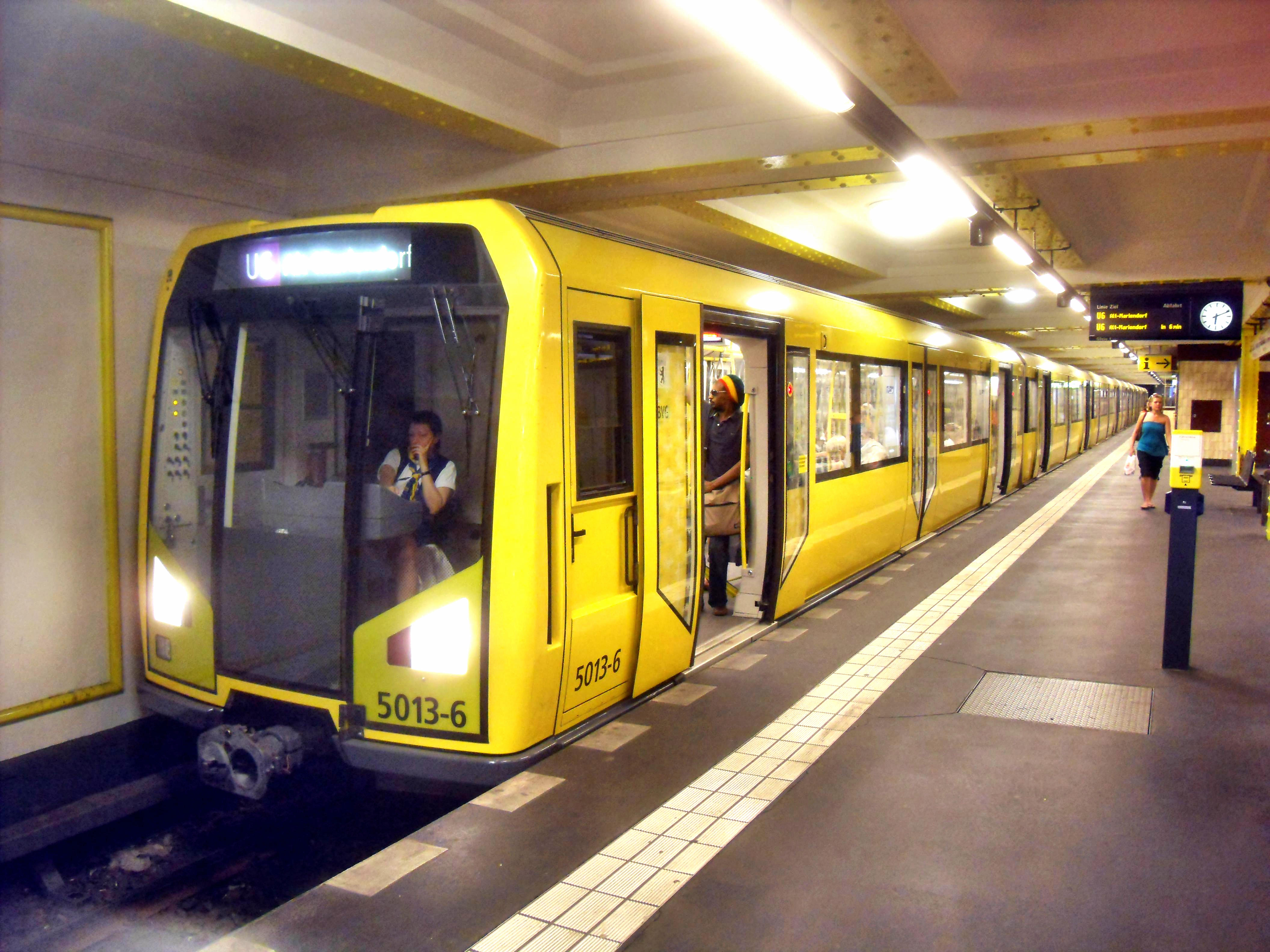
Sechsteiliger Triebzug der Großprofil-Baureihe H der U-Bahn Berlin
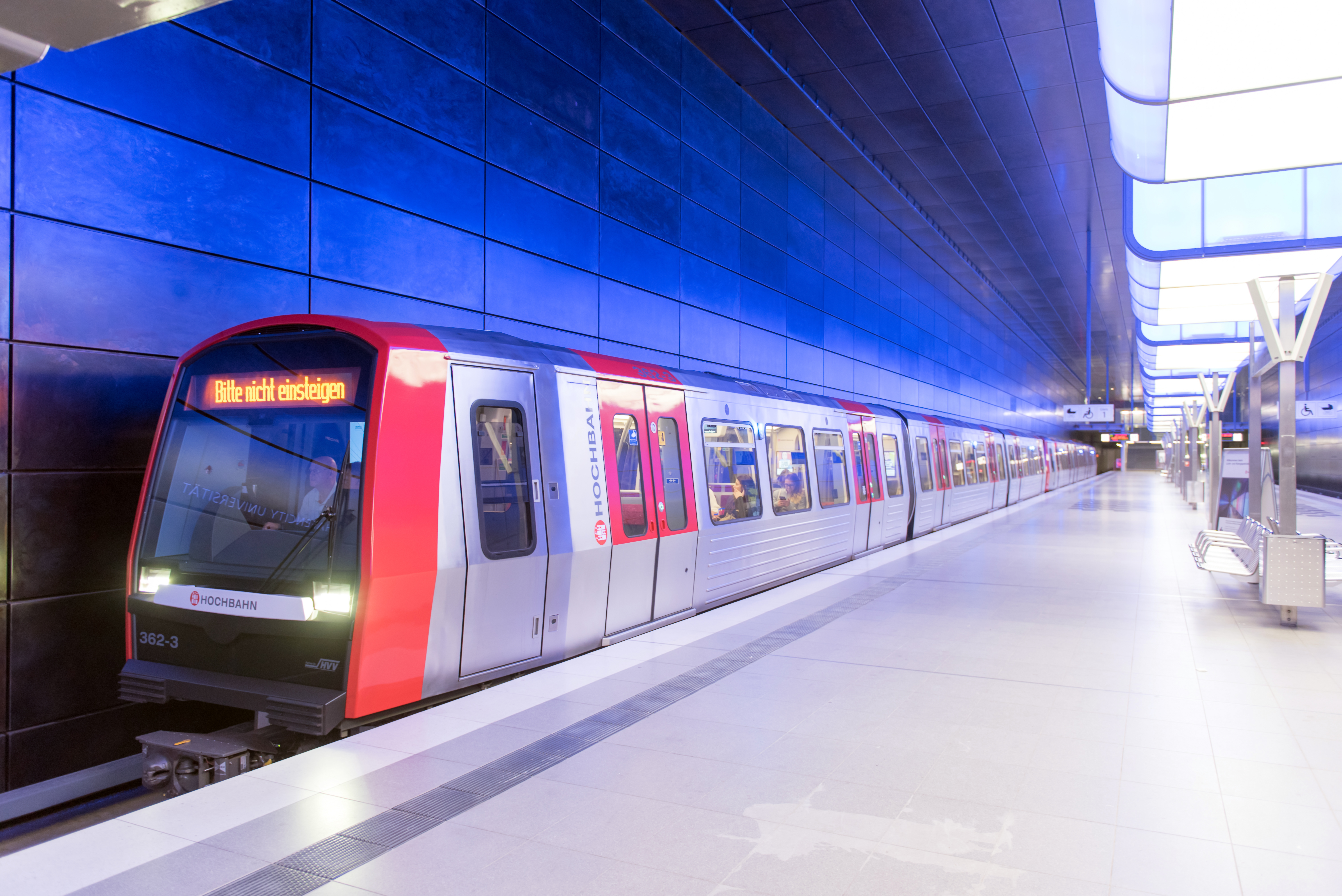
Sechsteilige Doppeltraktion aus Fahrzeugen der Baureihe DT5 der U-Bahn Hamburg
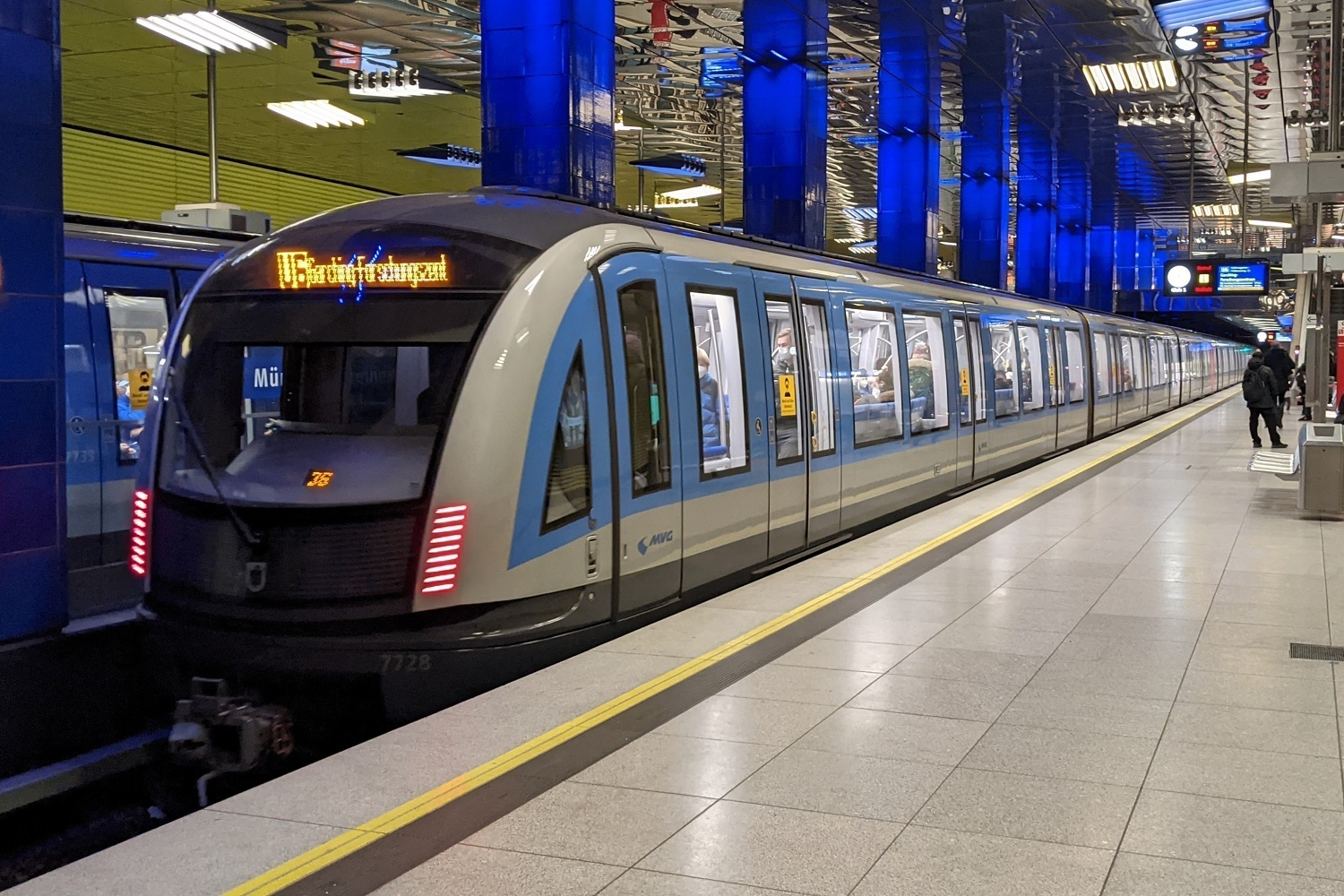
Sechsteiliger Triebzug der Baureihe C2 der U-Bahn München
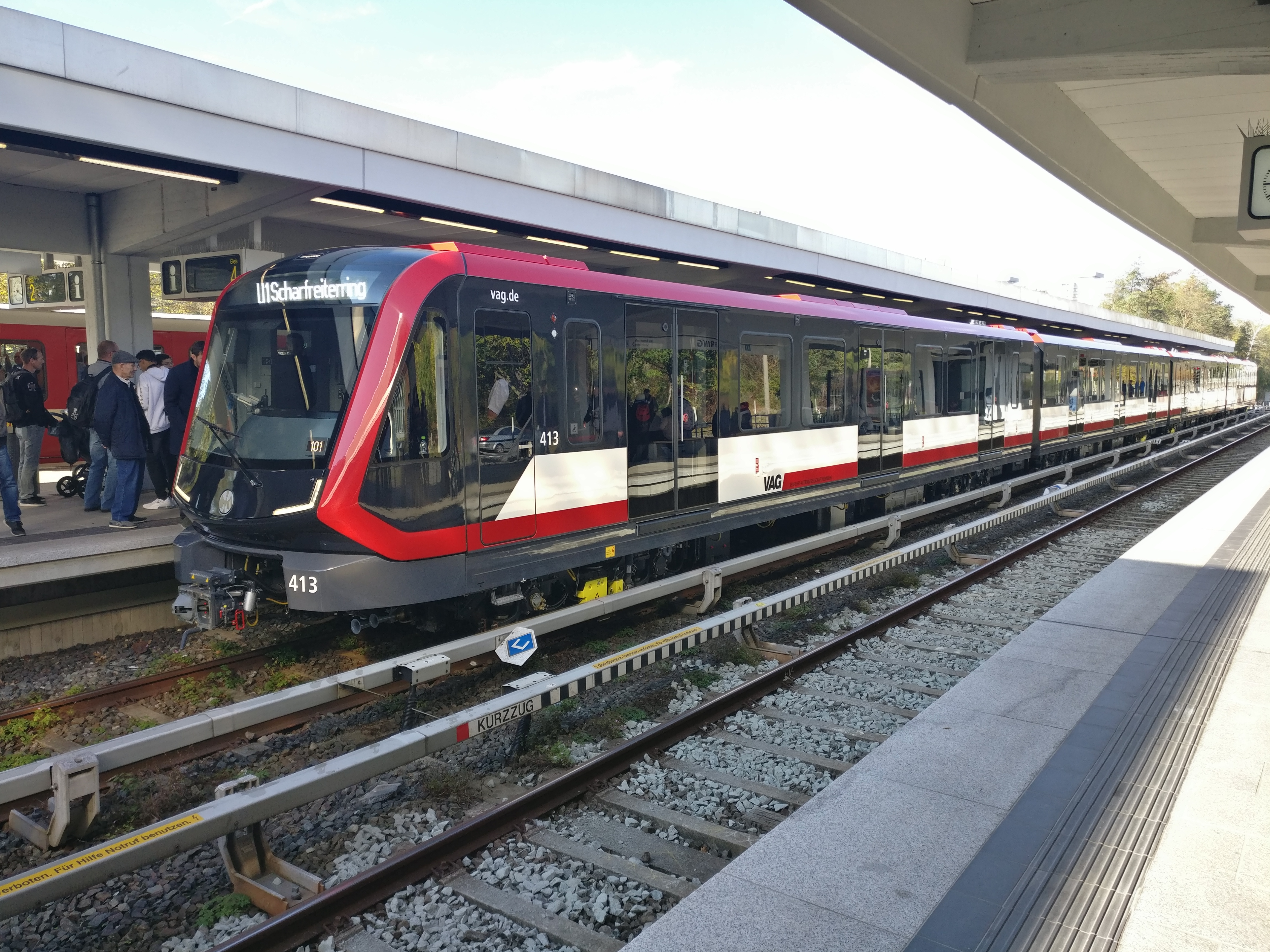
Vierteiliger Triebzug der Baureihe G1 der U-Bahn Nürnberg
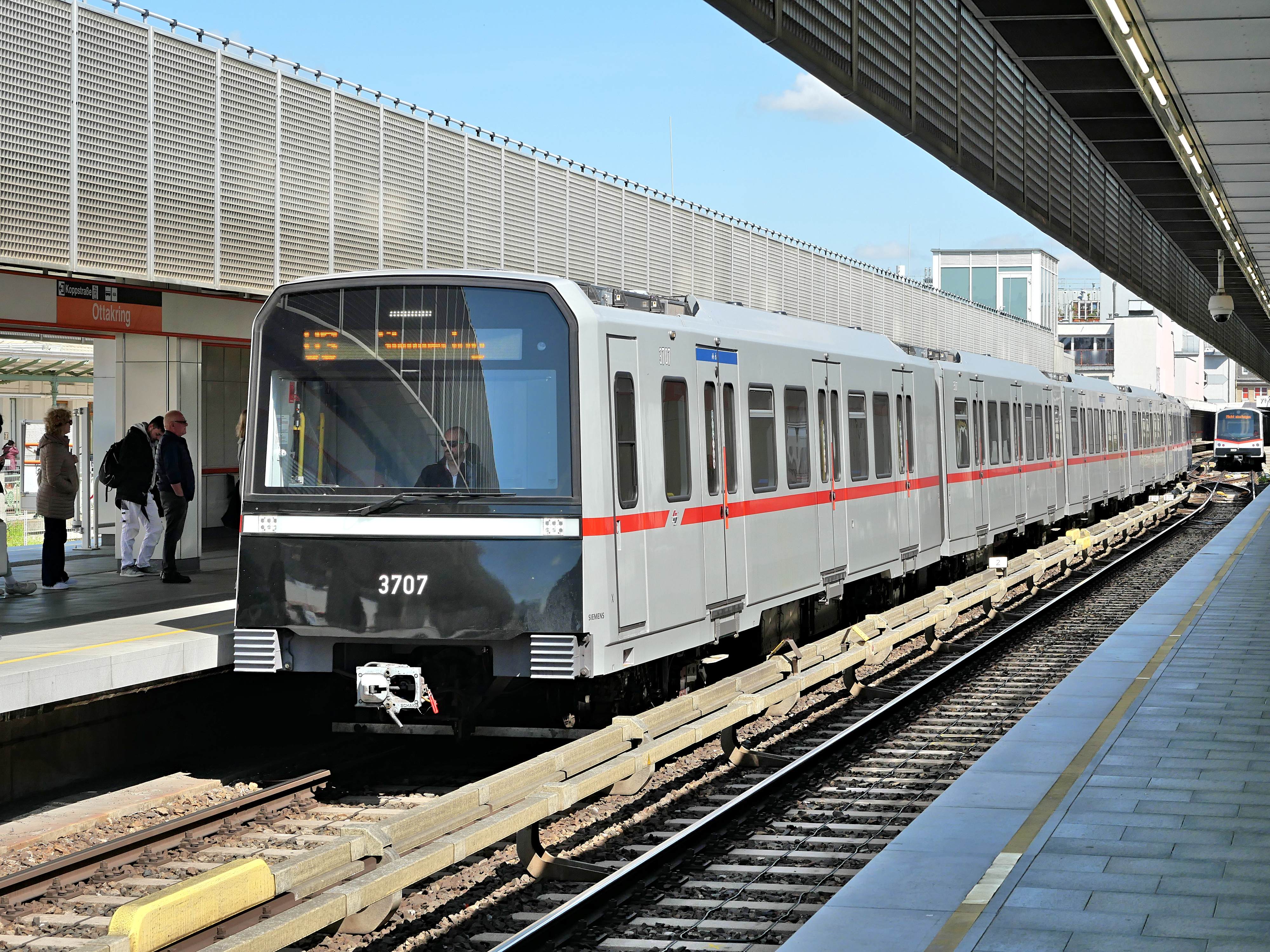
Sechsteiliger Triebzug Typ X für den Einsatz auf den Linien U1 bis U4 der U-Bahn Wien
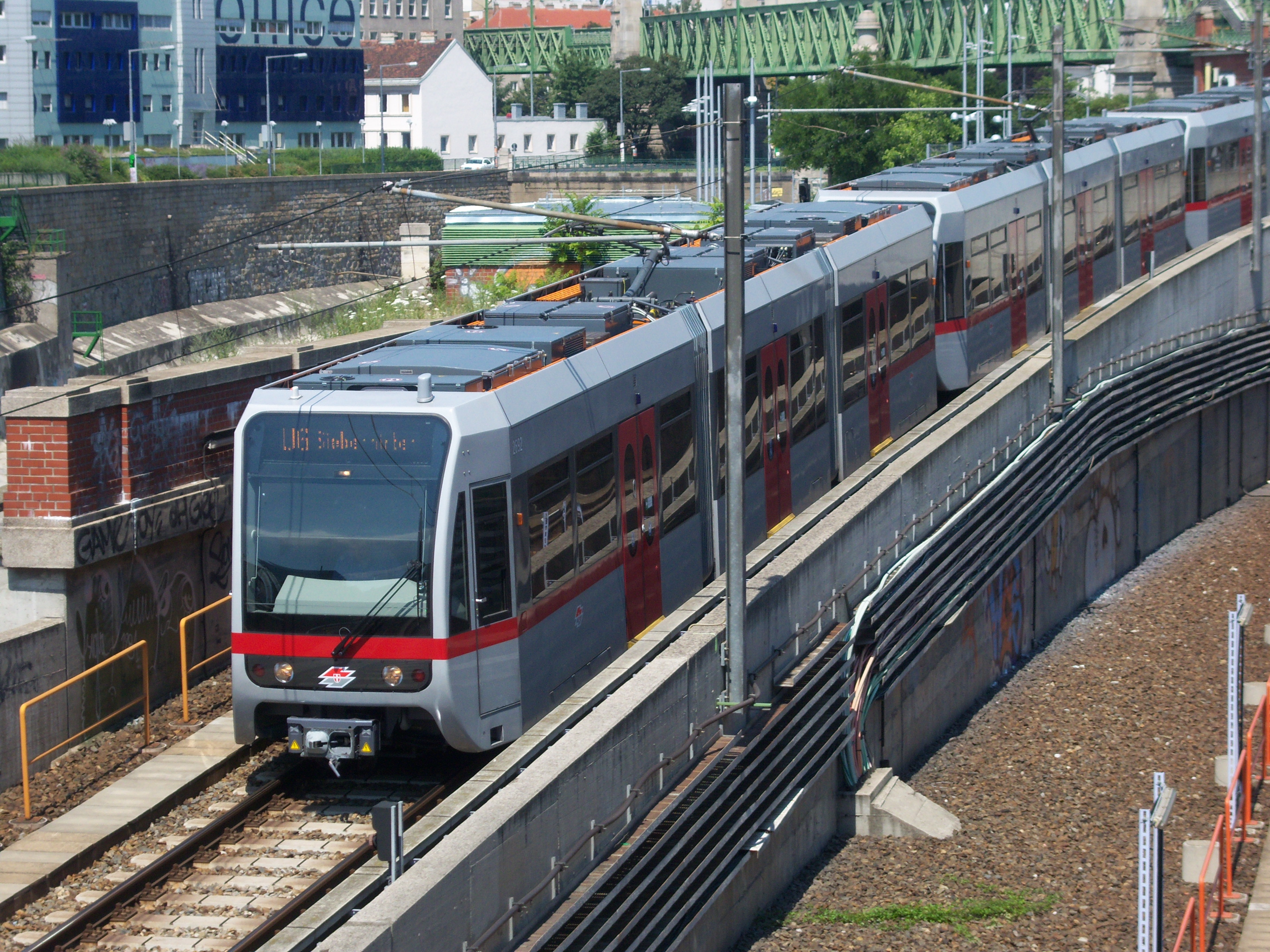
Zug aus Triebwagen Typ T1 auf der Linie U6 der U-Bahn Wien
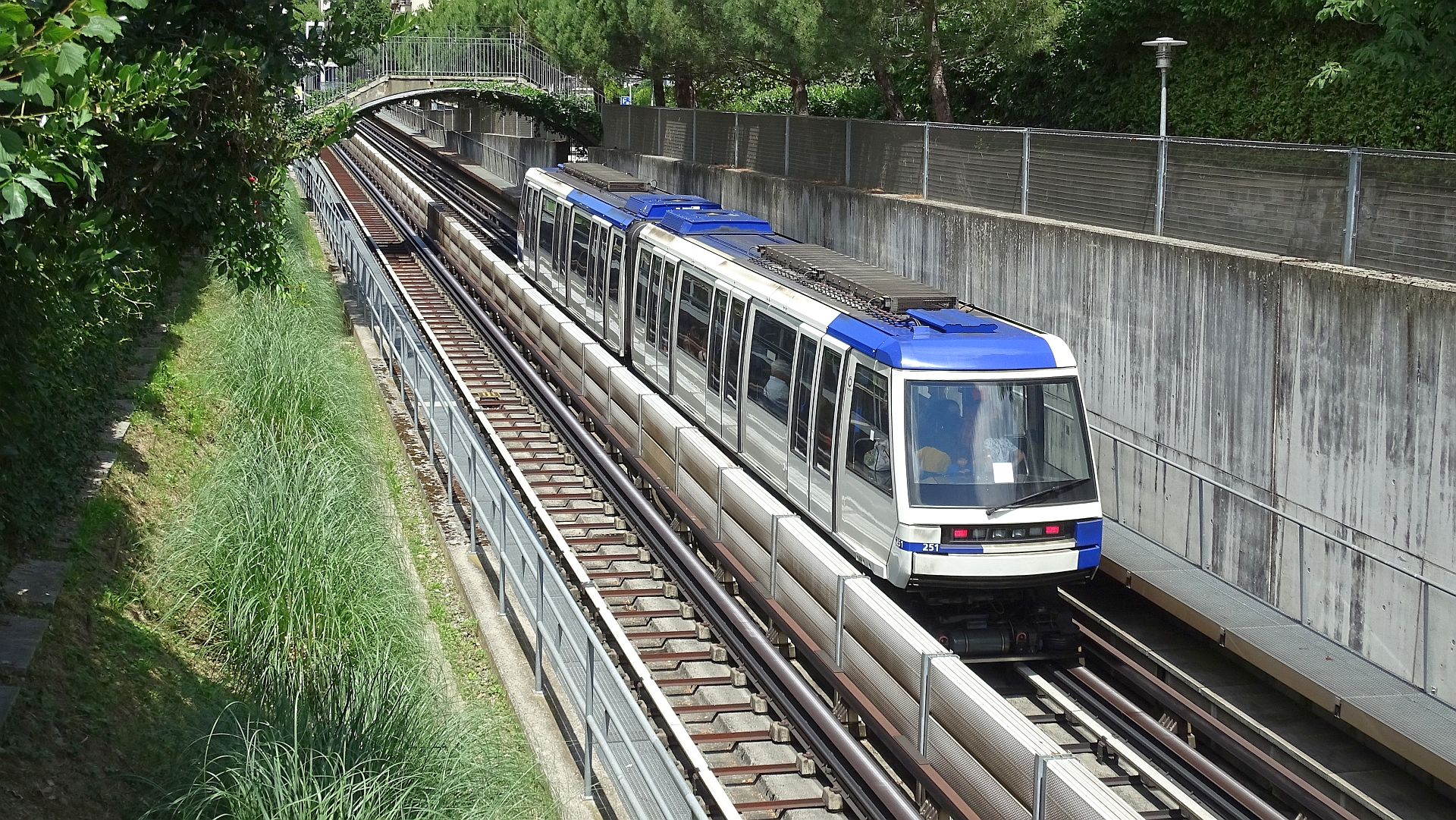
Doppeltriebwagen der Baureihe Be 8/8 der Linie M2 der Métro Lausanne

In den vier deutschen Netzen werden mehrteilige, bei den jüngeren Generationen durchgängige Hochflurfahrzeuge eingesetzt. Der Antrieb erfolgt durchgehend über angetriebene Stahlräder auf Stahlschienen, die Stromversorgung über seitliche Stromschiene. Die vielfältigste Flotte wird von der U-Bahn Berlin betrieben, die aktuell über sechs verschiedene Baureihen verfügt. Zwei weitere Baureihen (J und JK) sind bestellt bzw. befinden sich in Auslieferung.
Die Fahrzeuge der U-Bahn Wien entsprechen in den oben genannten technischen Parametern denen der deutschen Systeme mit Ausnahme der Linie U6, auf der straßenbahnartige Niederflurfahrzeuge (aktuell Typen T und T1) eingesetzt werden, die über konventionelle Oberleitung versorgt werden.
Die Fahrzeuge der Linie M2 der Métro Lausanne entsprechen ebenfalls weitgehend jenen der deutschen Netze, verwenden jedoch das ursprünglich bei der Métro Paris entwickelte kombinierte System aus Stahlrad und Gummireifen. Zudem sind die Stationen ausschließlich für den Betrieb mit rund 30 Meter langen Doppeltriebwagen ausgelegt, während in den Netzen in Deutschland und Österreich deutlich längere Fahrzeuge bzw. Fahrzeugverbände eingesetzt werden können.
Der Verband Deutscher Verkehrsunternehmen (VDV) hat eine sogenannte Typenempfehlung für U-Bahn-Fahrzeuge entwickelt, die eine Breite von 2,9 Metern und eine Höhe von 3,5 Metern vorsieht. Dies entspricht den Abmessungen der Fahrzeuge der in den 1960er Jahren geplanten und realisierten Münchner und der Nürnberger Netze sowie etwa den Abmessungen der Hochflur-Fahrzeuge der zur selben Zeit realisierten Wiener U-Bahn. Die ersten Baureihen der Münchner und Nürnberger U-Bahn (MVG-Baureihe A und VAG-Baureihe DT1) waren anfangs annähernd baugleich und konnten in jeweils beiden Systemen eingesetzt und miteinander gekuppelt werden, ein Austausch erfolgte u. a. anlässlich verschiedener Großveranstaltungen. Im Zuge später erfolgter Umbauten der älteren Fahrzeuge entfiel diese Kompatibilität, ebenso sind die neueren Baureihen der in den beiden Netzen eingesetzten Fahrzeuge nicht miteinander kompatibel.
Die Nomenklatur der verschiedenen Fahrzeugtypen wird üblicherweise von den Verkehrsbetrieben bzw. den Herstellern vergeben. Anders als bei Vollbahnfahrzeugen, bei der die Baureihenbezeichnungen der DB teilweise auch von nichtbundeseigenen Bahnen verwendet werden, haben die Betriebe der deutschsprachigen Länder jeweils eigene Namensschemata. So werden die auf der Inspiro-Plattform von Siemens Mobility basierenden Fahrzeuge in München als Baureihe C, in Nürnberg als Baureihe G1 und in Wien als Typ X bezeichnet. Umgekehrt wird derselbe Name bei verschiedenen Betreibern für völlig unterschiedliche Fahrzeuge verwendet, beispielsweise die jeweils DT3 genannten Baureihen der Hamburger Hochbahn und der Nürnberger VAG (jeweils mit der Bedeutung Doppeltriebwagen der dritten Generation).
Die nachfolgende Tabelle gibt einen Überblick über die aktuell in den einzelnen Netzen eingesetzten Baureihen.
| System | System          | Baureihe           | Hersteller                      | Aufbau*  | Länge    | Breite | Traktionssystem                                          | Spurweite            | Stromversorgung                               | Spannung             | Automatisierungsstufe                                                                                      | Max. Länge der Zugverbände              |
| --- | --------------- | ------------------ | ------------------------------- | -------- | -------- | ------ | -------------------------------------------------------- | -------------------- | --------------------------------------------- | -------------------- | --- | --------------------------------------- |
| U-Bahn Berlin | Kleinprofil     | A3                 | - ABB Henschel - O&K - WU       | DT       | 25,66 m  | 2,3 m  | Stahlrad auf Stahlschiene                                | 1435 mm (Normalspur) | seitliche, von oben bestrichene Stromschiene  | 750 V Gleichspannung | - GoA 1/NTO - Einführung GoA 2/STO für U5 und U8 bis 2032 geplant                                          | ca. 100 m                               |
| U-Bahn Berlin | Kleinprofil     | G                  | LEW Hennigsdorf                 | DT       | 25,6 m   | 2,3 m  | Stahlrad auf Stahlschiene                                | 1435 mm (Normalspur) | seitliche, von oben bestrichene Stromschiene  | 750 V Gleichspannung | - GoA 1/NTO - Einführung GoA 2/STO für U5 und U8 bis 2032 geplant                                          | ca. 100 m                               |
| U-Bahn Berlin | Kleinprofil     | HK                 | Bombardier                      | TZ (4) d | 51,59 m  | 2,3 m  | Stahlrad auf Stahlschiene                                | 1435 mm (Normalspur) | seitliche, von oben bestrichene Stromschiene  | 750 V Gleichspannung | - GoA 1/NTO - Einführung GoA 2/STO für U5 und U8 bis 2032 geplant                                          | ca. 100 m                               |
| U-Bahn Berlin | Kleinprofil     | IK                 | Stadler                         | TZ (4) d | 51,6 m   | 2,4 m  | Stahlrad auf Stahlschiene                                | 1435 mm (Normalspur) | seitliche, von oben bestrichene Stromschiene  | 750 V Gleichspannung | - GoA 1/NTO - Einführung GoA 2/STO für U5 und U8 bis 2032 geplant                                          | ca. 100 m                               |
| U-Bahn Berlin | Kleinprofil     | JK (vsl. ab 2025)  | Stadler                         | DT d     | 25,8 m   | 2,4 m  | Stahlrad auf Stahlschiene                                | 1435 mm (Normalspur) | seitliche, von oben bestrichene Stromschiene  | 750 V Gleichspannung | - GoA 1/NTO - Einführung GoA 2/STO für U5 und U8 bis 2032 geplant                                          | ca. 100 m                               |
| U-Bahn Berlin | Kleinprofil     | JK (vsl. ab 2025)  | Stadler                         | TZ (4) d | 51,6 m   | 2,4 m  | Stahlrad auf Stahlschiene                                | 1435 mm (Normalspur) | seitliche, von oben bestrichene Stromschiene  | 750 V Gleichspannung | - GoA 1/NTO - Einführung GoA 2/STO für U5 und U8 bis 2032 geplant                                          | ca. 100 m                               |
| U-Bahn Berlin | Großprofil      | F                  | - AEG/WU - O&K - WU             | DT       | 32,1 m   | 2,65 m | Stahlrad auf Stahlschiene                                | 1435 mm (Normalspur) | seitliche, von unten bestrichene Stromschiene | 750 V Gleichspannung | - GoA 1/NTO - Einführung GoA 2/STO für U5 und U8 bis 2032 geplant                                          | ca. 100 m                               |
| U-Bahn Berlin | Großprofil      | H                  | ABB Henschel/Adtranz/Bombardier | TZ (6) d | 98,74 m  | 2,65 m | Stahlrad auf Stahlschiene                                | 1435 mm (Normalspur) | seitliche, von unten bestrichene Stromschiene | 750 V Gleichspannung | - GoA 1/NTO - Einführung GoA 2/STO für U5 und U8 bis 2032 geplant                                          | ca. 100 m                               |
| U-Bahn Berlin | Großprofil      | J (bestellt)       | Stadler                         | DT d     | 32,1 m   | 2,65 m | Stahlrad auf Stahlschiene                                | 1435 mm (Normalspur) | seitliche, von unten bestrichene Stromschiene | 750 V Gleichspannung | - GoA 1/NTO - Einführung GoA 2/STO für U5 und U8 bis 2032 geplant                                          | ca. 100 m                               |
| U-Bahn Berlin | Großprofil      | J (bestellt)       | Stadler                         | TZ (4) d | 64,2 m   | 2,65 m | Stahlrad auf Stahlschiene                                | 1435 mm (Normalspur) | seitliche, von unten bestrichene Stromschiene | 750 V Gleichspannung | - GoA 1/NTO - Einführung GoA 2/STO für U5 und U8 bis 2032 geplant                                          | ca. 100 m                               |
| U-Bahn Hamburg | U-Bahn Hamburg  | DT4                | ABB/LHB                         | TZ (4)   | 60,1 m   | 2,58 m | Stahlrad auf Stahlschiene                                | 1435 mm (Normalspur) | seitliche, von unten bestrichene Stromschiene | 750 V Gleichspannung | - GoA 1/NTO - Einführung GoA 2/STO für Teile von U2 und U4 bis 2029 geplant - künftige Linie U5: GoA 4/UTO | - U1/U2/U4/U5: ca. 120 m - U3: ca. 80 m |
| U-Bahn Hamburg | U-Bahn Hamburg  | DT5                | Alstom LHB/Bombardier           | TZ (3) d | 39,6 m   | 2,58 m | Stahlrad auf Stahlschiene                                | 1435 mm (Normalspur) | seitliche, von unten bestrichene Stromschiene | 750 V Gleichspannung | - GoA 1/NTO - Einführung GoA 2/STO für Teile von U2 und U4 bis 2029 geplant - künftige Linie U5: GoA 4/UTO | - U1/U2/U4/U5: ca. 120 m - U3: ca. 80 m |
| U-Bahn Hamburg | U-Bahn Hamburg  | DT6 (vsl. ab 2028) | Alstom                          | TZ (4) d | ca. 40 m | 2,73 m | Stahlrad auf Stahlschiene                                | 1435 mm (Normalspur) | seitliche, von unten bestrichene Stromschiene | 750 V Gleichspannung | - GoA 1/NTO - Einführung GoA 2/STO für Teile von U2 und U4 bis 2029 geplant - künftige Linie U5: GoA 4/UTO | - U1/U2/U4/U5: ca. 120 m - U3: ca. 80 m |
| U-Bahn München | U-Bahn München  | A                  | - MAN/MBB - O&K                 | DT       | 37,2 m   | 2,9 m  | Stahlrad auf Stahlschiene                                | 1435 mm (Normalspur) | seitliche, von unten bestrichene Stromschiene | 750 V Gleichspannung | GoA 2/STO                                                                                                  | ca. 115 m                               |
| U-Bahn München | U-Bahn München  | B                  | - DWA - MAN/MBB                 | DT       | 37,5 m   | 2,9 m  | Stahlrad auf Stahlschiene                                | 1435 mm (Normalspur) | seitliche, von unten bestrichene Stromschiene | 750 V Gleichspannung | GoA 2/STO                                                                                                  | ca. 115 m                               |
| U-Bahn München | U-Bahn München  | C                  | - Bombardier/Siemens - Siemens  | TZ (6) d | 114 m    | 2,9 m  | Stahlrad auf Stahlschiene                                | 1435 mm (Normalspur) | seitliche, von unten bestrichene Stromschiene | 750 V Gleichspannung | GoA 2/STO                                                                                                  | ca. 115 m                               |
| U-Bahn Nürnberg | U-Bahn Nürnberg | DT3                | Siemens                         | DT       | 38,4 m   | 2,9 m  | Stahlrad auf Stahlschiene                                | 1435 mm (Normalspur) | seitliche, von unten bestrichene Stromschiene | 750 V Gleichspannung | - U1: GoA 1/NTO - U2 und U3: GoA 4/UTO                                                                     | ca. 75 m                                |
| U-Bahn Nürnberg | U-Bahn Nürnberg | G1                 | Siemens                         | TZ (4) d | 75,4 m   | 2,9 m  | Stahlrad auf Stahlschiene                                | 1435 mm (Normalspur) | seitliche, von unten bestrichene Stromschiene | 750 V Gleichspannung | - U1: GoA 1/NTO - U2 und U3: GoA 4/UTO                                                                     | ca. 75 m                                |
| U-Bahn Wien | U1 bis U4       | V                  | Bombardier/ELIN/Siemens         | TZ (6) d | 111,2 m  | 2,85 m | Stahlrad auf Stahlschiene                                | 1435 mm (Normalspur) | seitliche, von unten bestrichene Stromschiene | 750 V Gleichspannung | - GoA 2/STO - künftige Linie U5: GoA 4/UTO                                                                 | ca. 110 m                               |
| U-Bahn Wien | U1 bis U4       | X                  | Siemens                         | TZ (6) d | 111,2 m  | 2,85 m | Stahlrad auf Stahlschiene                                | 1435 mm (Normalspur) | seitliche, von unten bestrichene Stromschiene | 750 V Gleichspannung | - GoA 2/STO - künftige Linie U5: GoA 4/UTO                                                                 | ca. 110 m                               |
| U-Bahn Wien | U6              | T, T1              | Bombardier                      | TZ (3) d | 27,3 m   | 2,65 m | Stahlrad auf Stahlschiene                                | 1435 mm (Normalspur) | Oberleitung                                   | 750 V Gleichspannung | GoA 1/NTO                                                                                                  | ca. 110 m                               |
| Métro Lausanne | Métro Lausanne  | Be 8/8 TL          | Alstom                          | DT d     | 30,68 m  | 2,46 m | Stahlrad auf Stahlschiene in Kombination mit Gummireifen | 1435 mm (Normalspur) | seitliche, seitlich bestrichene Stromschiene  | 750 V Gleichspannung | GoA 4/UTO                                                                                                  | 30,68 m nur Einzeltraktionen            |
| * Legende: DT = Doppeltriebwagen mit zwei fest miteinander verbundenen Wagen; TZ (3/4/6) = Triebzug mit drei/vier/sechs fest miteinander verbundenen Wagen; d = durchgängig begehbares Fahrzeug |                 |                    |                                 |          |          |        |                                                          |                      |                                               |                      | |                                         |

### Stationen

#### Allgemeine Merkmale

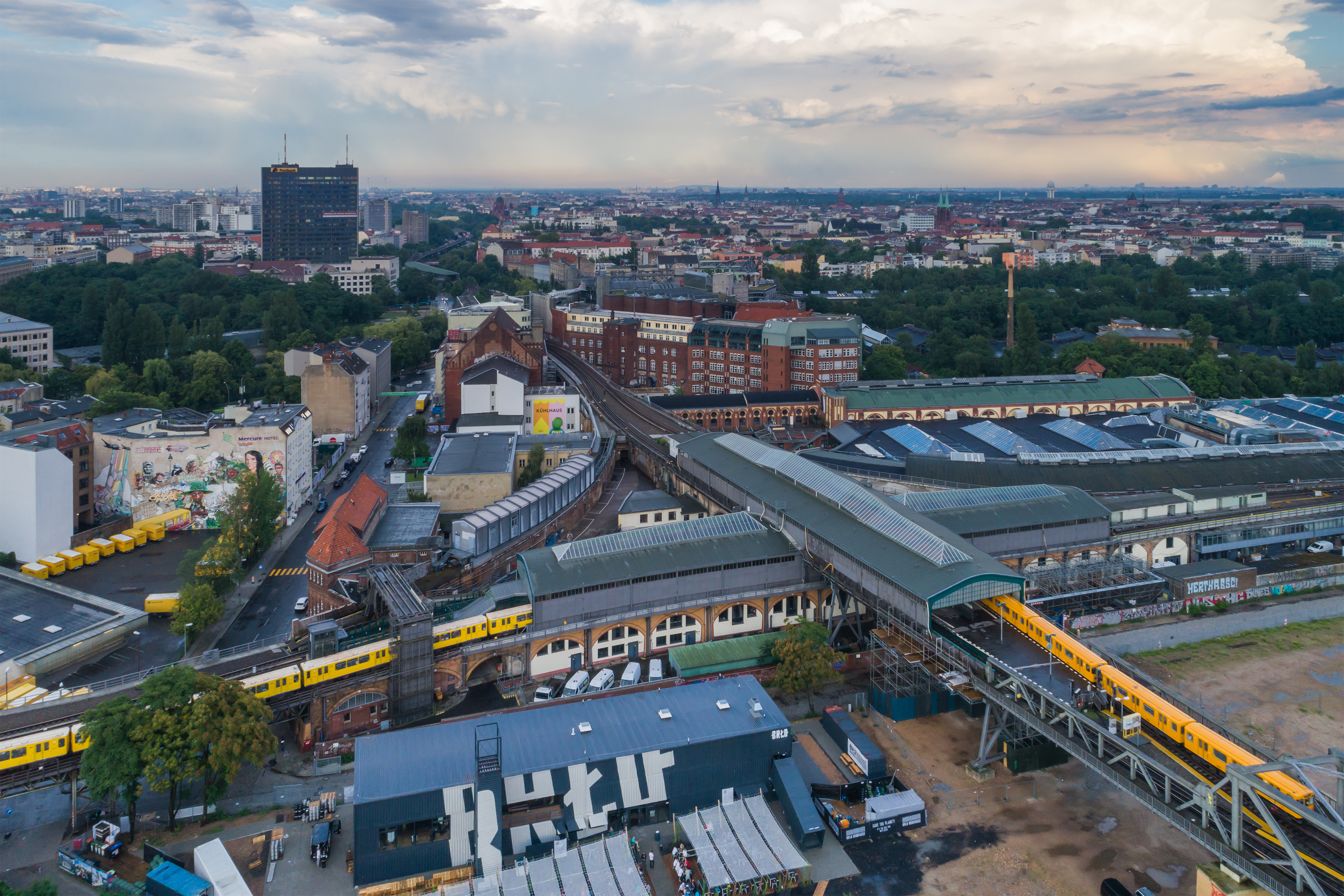
Gleisdreieck, Berlin; Oberirdischer Turmbahnhof von U1 und U3 (oben) und U2 (unten)
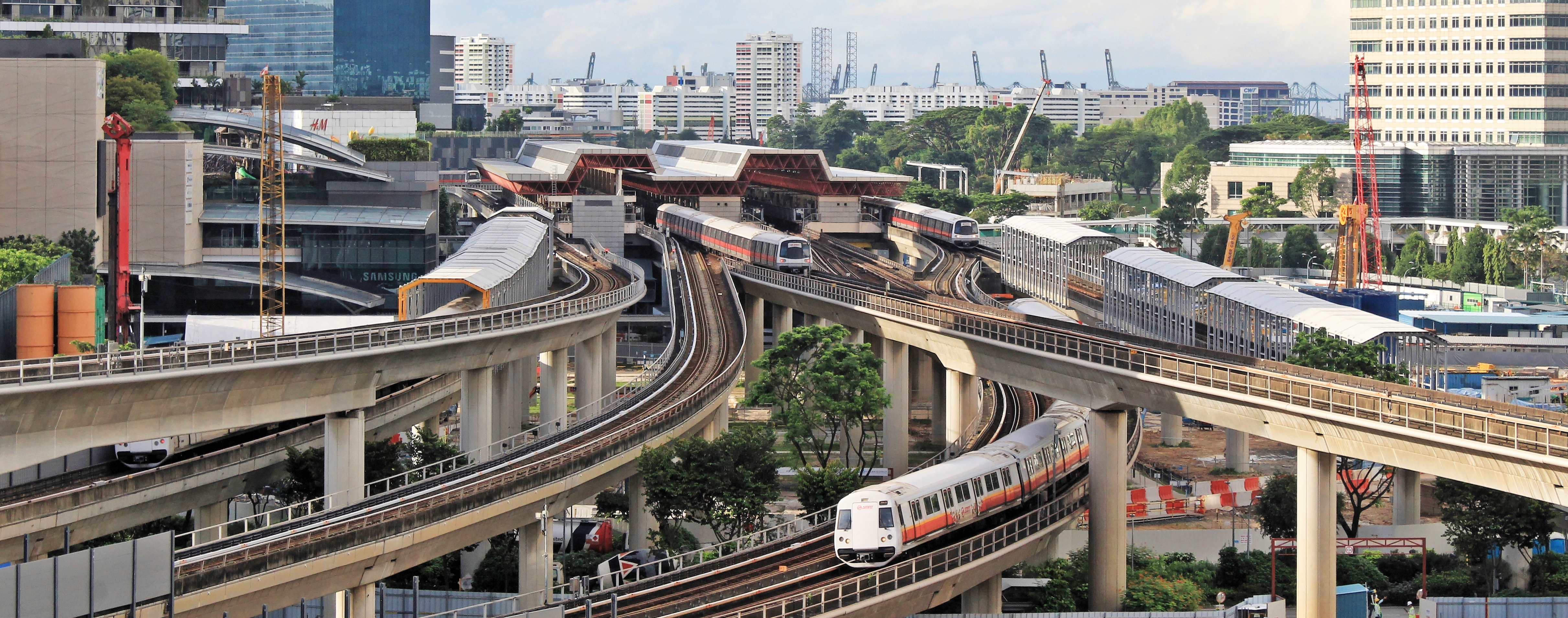
Jurong East, Singapur: Komplexes Überwerfungsbauwerk am viergleisigen Bahnhof von East West und North South Line
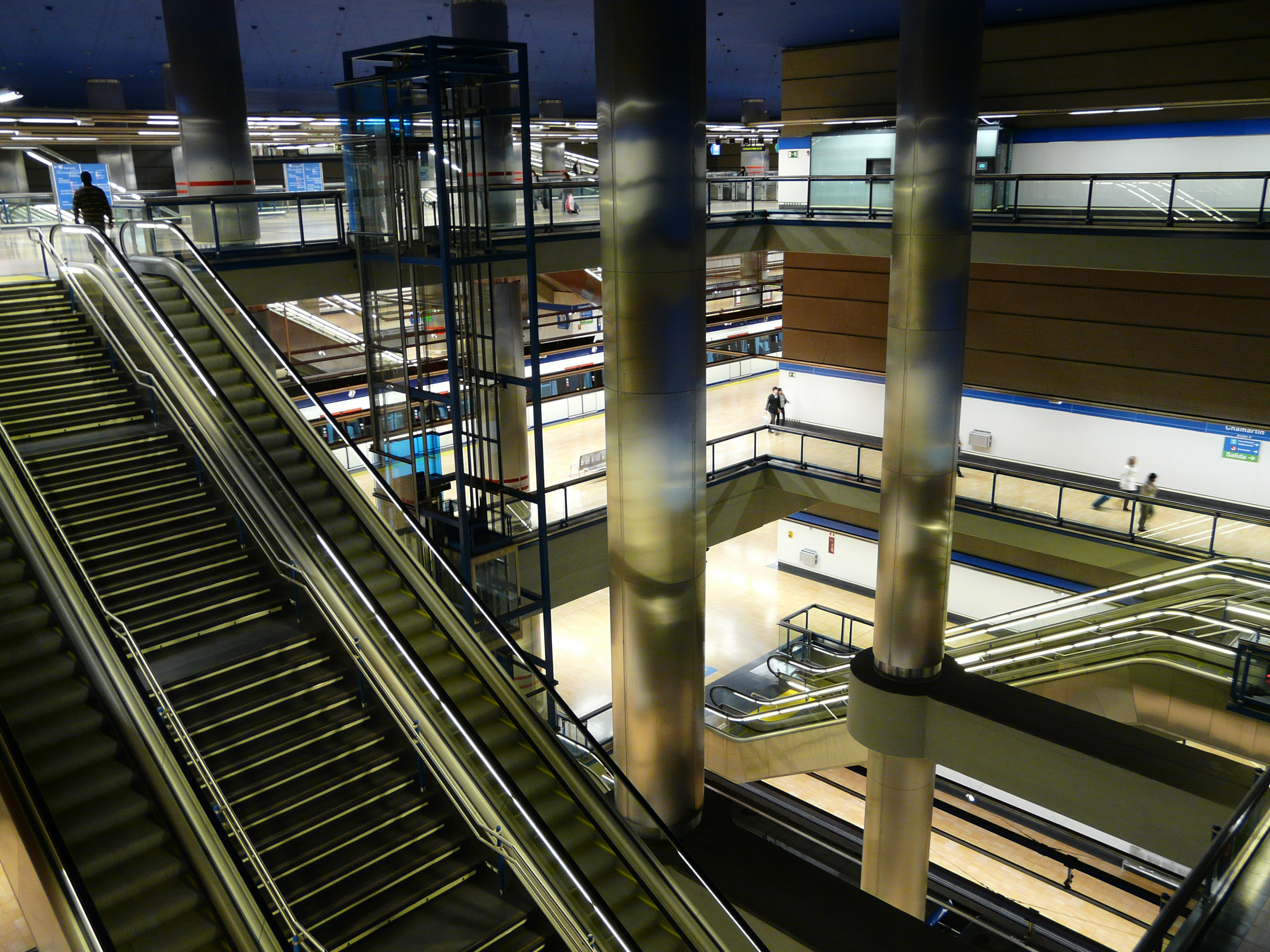
Chamartín, Madrid: Viergeschossiger unterirdischer Turmbahnhof der Linien L1 (Ebene −4) und L10 (Ebene −2) unter dem gleichnamigen Regional- und Fernbahnhof
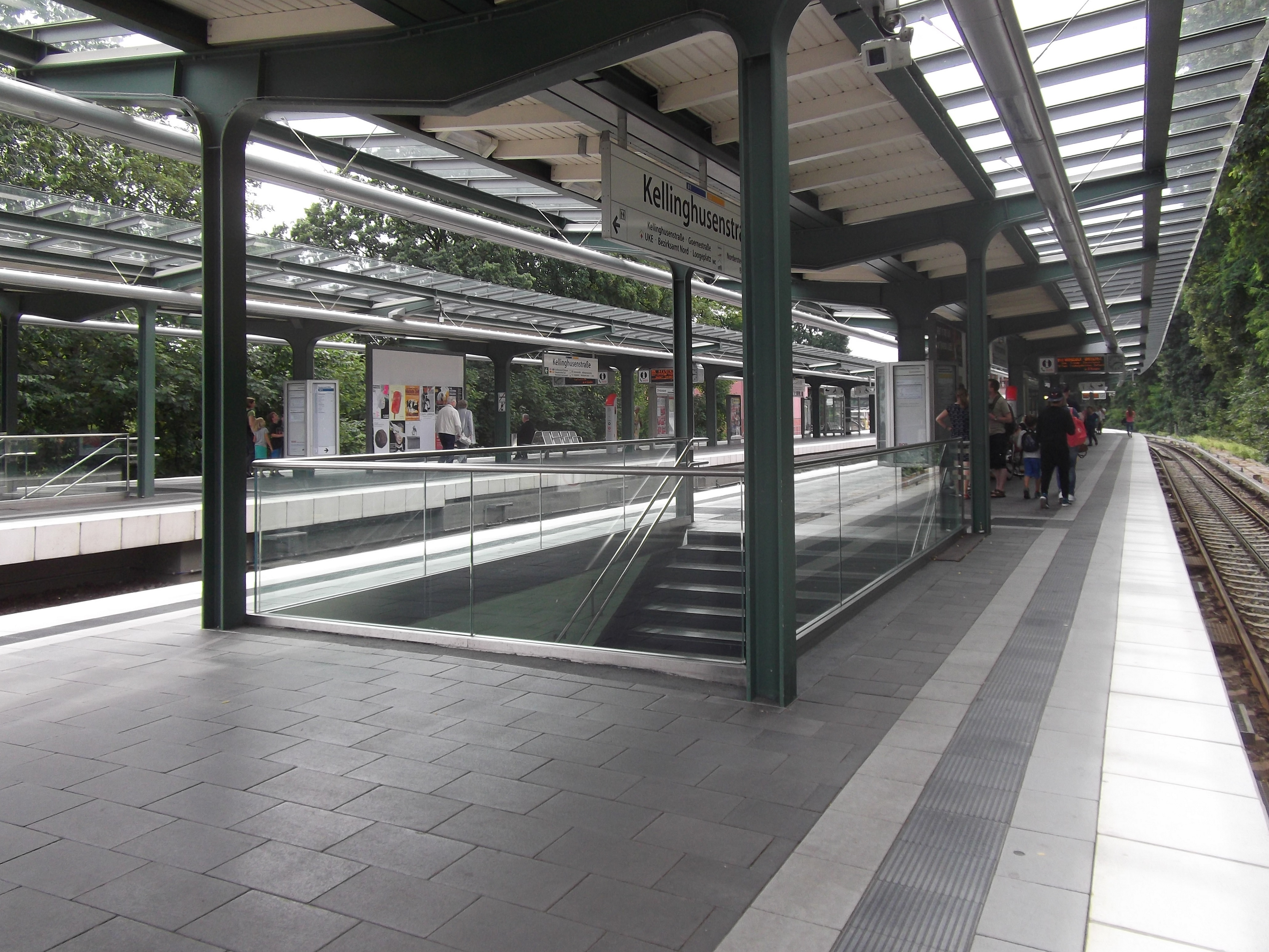
Kellinghusenstraße, Hamburg: Viergleisiger Bahnhof der U1 und U3 mit benachbarten Richtungsbahnsteigen zum bahnsteiggleichem Umstieg zwischen den Linien
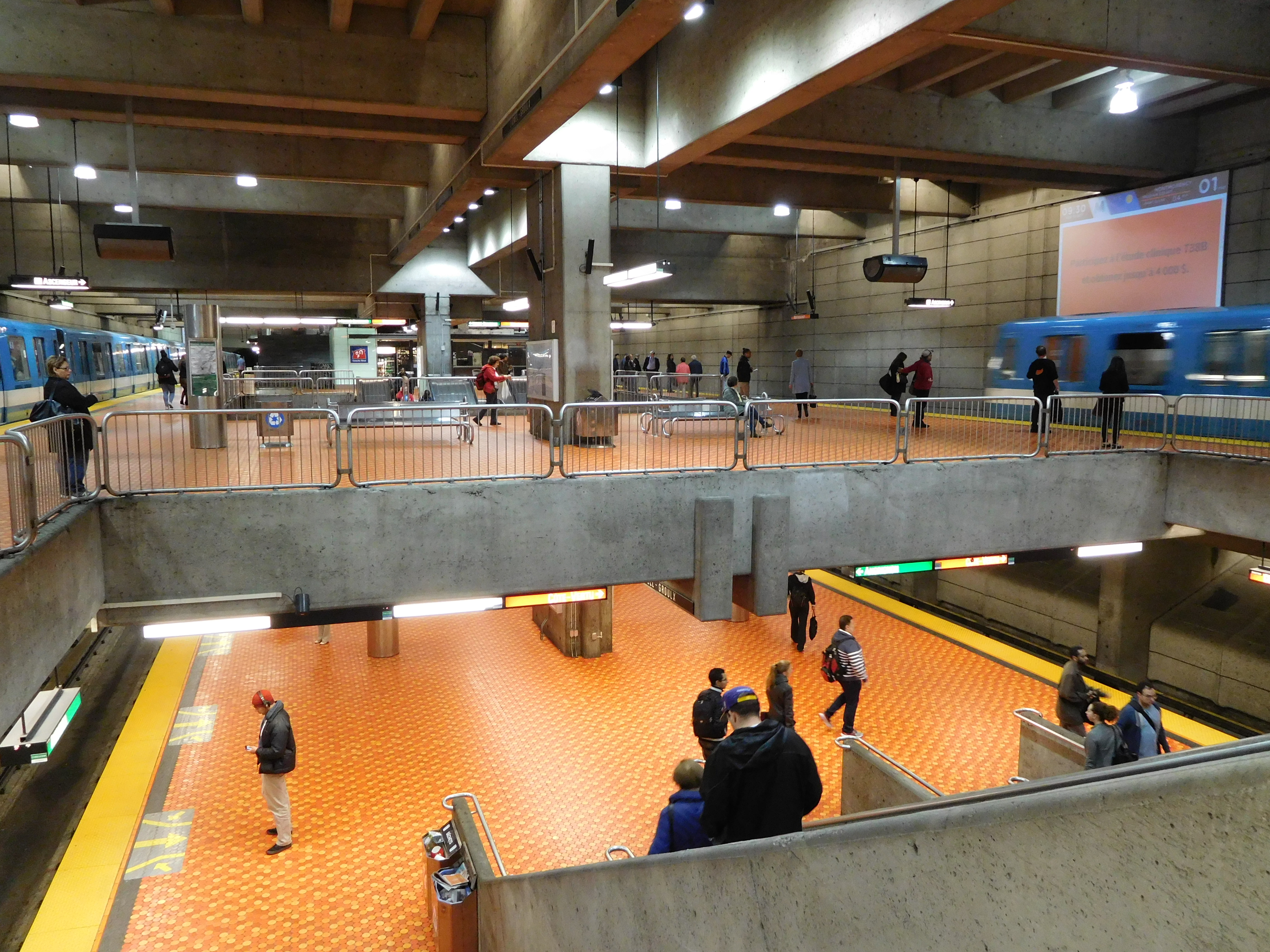
Lionel-Groulx, Montreal: Viergleisiger Bahnhof der Ligne verte und Ligne orange mit Halt der Züge derselben Linie übereinander
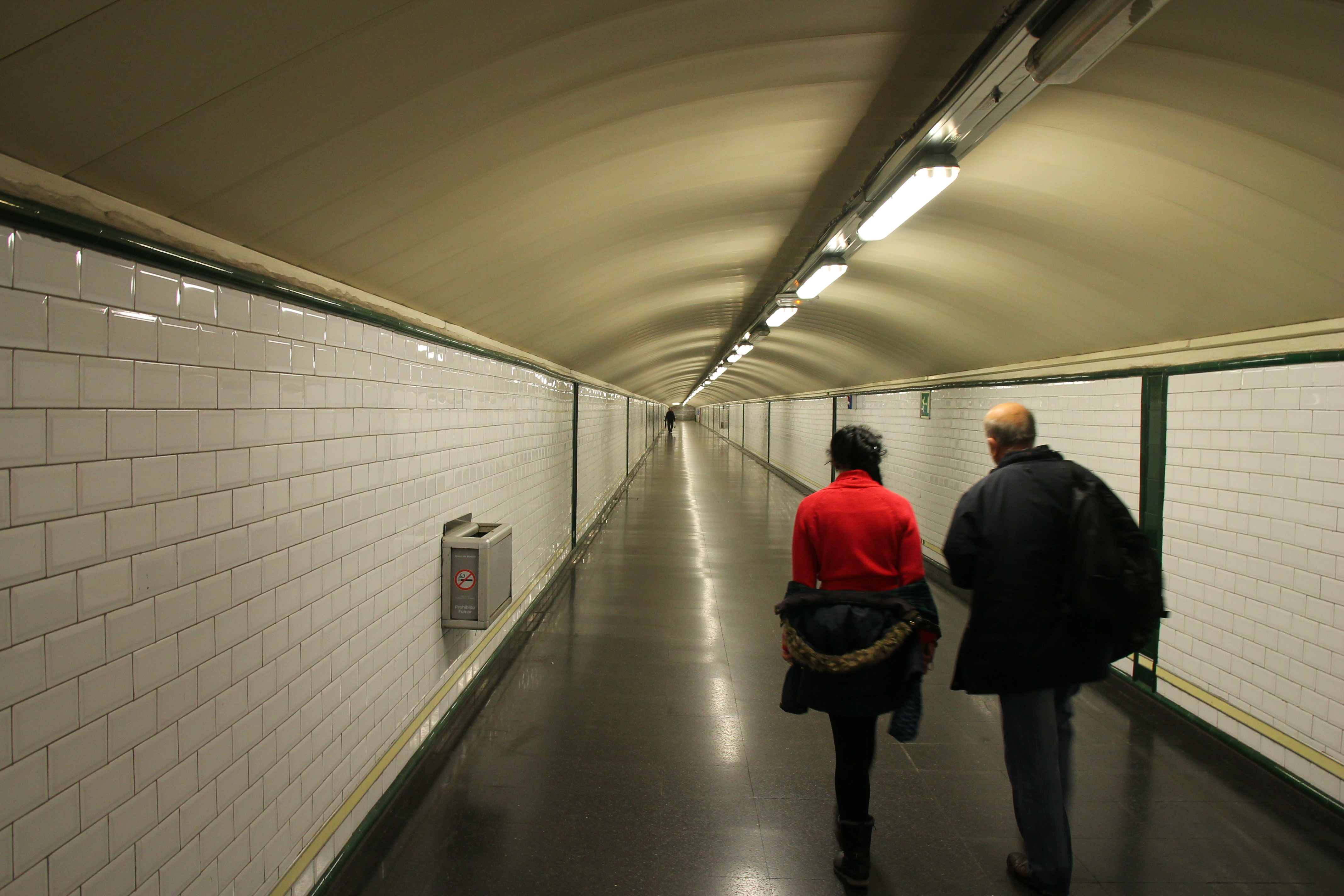
Diego de León, Madrid; Fußgängertunnel zwischen den Bahnsteighallen der Linien 4 und 5
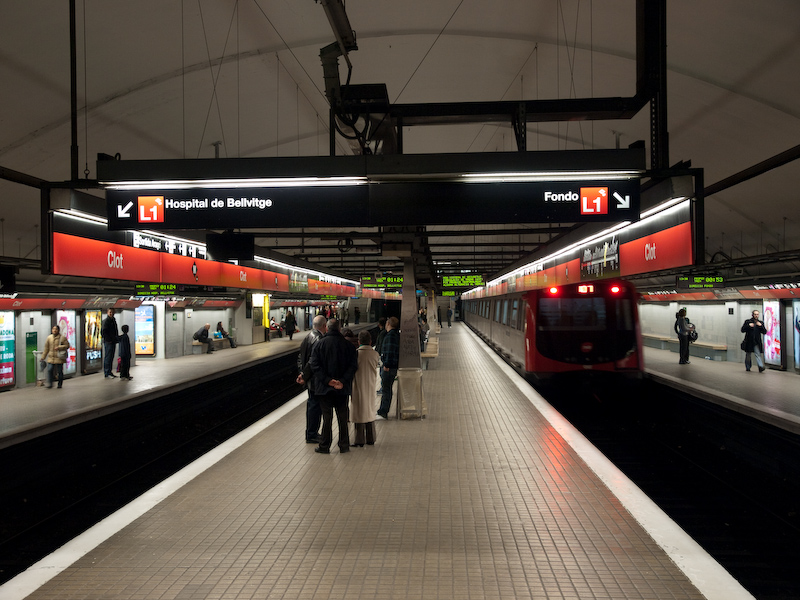
Clot, Barcelona; Station mit sogenannter Spanischer Lösung, die außenliegende Seiten- und einen zentralen Mittelbahnsteig kombiniert

Grundsätzlich entspricht der Aufbau von U-Bahn-Stationen dem von Bahnhöfen der Eisenbahn. Entsprechend dem überwiegend mindestens zweigleisigen Ausbau der Strecken (siehe hier) verfügen Stationen in der Regel über separate Bahnsteiggleise für beide Fahrtrichtungen einer Linie. Darüber hinaus verfügen Trennungsbahnhöfe, an denen sich eine Strecke in mehrere Äste aufteilt, teilweise über drei oder vier Gleise, ebenso Zwischenendpunkte von Linien, um ein- und aussetzende von weiterverkehrenden Zügen trennen zu können.
Wesentliche Merkmale von U-Bahn-Stationen sind insbesondere:
- Abstimmung von Station und Fahrzeug: Während Bahnhöfe der Eisenbahn häufig für die Bedienung von Zügen mit sehr unterschiedlichen Längen und Bodenhöhen ausgelegt sein müssen, ermöglichen der homogene Fahrzeugpark und die beschränkte Zahl möglicher Zuglängen bei der U-Bahn eine wesentlich engere Abstimmung von Station und Fahrzeug aufeinander, sodass die Bahnsteiglänge der maximalen Länge der einsetzbaren Fahrzeuge bzw. Fahrzeugverbände und die Bahnsteighöhe – im Wesentlichen – der Fußbodenhöhe des Zuges entspricht und so einen stufenlosen Zugang ermöglicht, der für die Barrierefreiheit (siehe hier) sowie den allgemeinen Nutzungskomfort relevant ist.
Teilweise werden Stationen in Hinblick auf spätere Kapazitätssteigerungen bereits für längere Züge bzw. Zugverbände entworfen als zunächst eingesetzt werden, so z. B. in Lille, wo die Bahnsteige von Anfang an für eine Bedienung mit Doppeltraktionen hergestellt wurden, bislang jedoch nur mit Einzeltraktionen bedient werden,[71] oder auf der Linie 14 in Paris, deren Bahnsteige für Acht-Wagen-Züge ausgelegt sind, aber nur mit Sechs-Wagen-Einheiten bedient werden.[37] Die nachträgliche Verlängerung von Bahnsteigen bzw. Stationen ist ebenfalls möglich, beispielsweise wurden die Pariser Linien 1 und 4 in den 1960er Jahren im Zuge der Vorbereitung der Umstellung auf Gummireifenbetrieb von 75 auf 90 Meter verlängert,[37] ebenso die innerstädtischen Tunnelbahnhöfe der Ringstrecke der Hamburger U-Bahn, die Ende der 1920er Jahre für den Sechs-Wagen-Betrieb auf 90 Meter verlängert wurden.[113] Derartige Anpassungen sind jedoch insbesondere bei Tunnelstationen mit einem erheblichen Aufwand verbunden.
- Separate Bahnsteiggleise für jede Linie: Entsprechend der unabhängigen Trassierung der einzelnen Linien (bzw. Linienbündel) eines Netzes (siehe hier) verfügen U-Bahn-Stationen in der Regel über separate Bahnsteiggleise für jede dort verkehrende Linie. Sie unterscheiden sich damit von Bahnhöfen der Eisenbahn und Haltestellen der Straßenbahn, bei denen dieselben Bahnsteiggleise von Zügen unterschiedlicher Linien genutzt werden.
Die Anordnung der Bahnsteige der einzelnen Linien zueinander ist abhängig von den räumlichen, baulichen und planerischen Bedingungen unterschiedlich komfortabel ausgestaltet. Aus Fahrgastperspektive besonders attraktiv ist die Anordnung der Gleise unterschiedlicher Linien am selben Mittelbahnsteig, um hierdurch einen bahnsteiggleichen Übergang zwischen den Linien zu schaffen. Teilweise wird der Fahrplan der einzelnen Linien in solchen Fällen so abgestimmt, dass Züge beider Linien einander abpassen, um Wartezeiten für umsteigende Fahrgäste zu vermeiden. Vielfach bestehen jedoch auch erheblichen Wegelängen zwischen den Bahnsteigen der einzelnen Linien, wenn beispielsweise bestehende Stationen erweitert werden und eine nähere Zusammenführung von alten und neuen Bahnsteigen mit zu großen baulichen Eingriffen und/oder einem zu hohen finanziellen Aufwand verbunden gewesen wären.
- Zwillingsbahnsteige: In einzelnen Netzen sind Stationen nach der sogenannten Spanischen Lösung mit Bahnsteigen auf beiden Seiten des Gleises angelegt. Bei zweigleisigen Stationen sind die Gleise häufig zwischen zwei separaten außenliegenden Seitenbahnsteigen und einem gemeinsamen zentralen Mittelbahnsteig angeordnet (siehe Beispiel Clot oben). Die so gewonnene zusätzliche Verkehrsfläche dient der Beschleunigung des Fahrgastwechsels, in einigen Netzen erfolgt zusätzlich eine Trennung von Ein- und Ausstieg nach Bahnsteigen, sodass ein- und aussteigende Fahrgäste einander nicht behindern.[38]

#### Stationsgebäude/Zugangsbauwerke

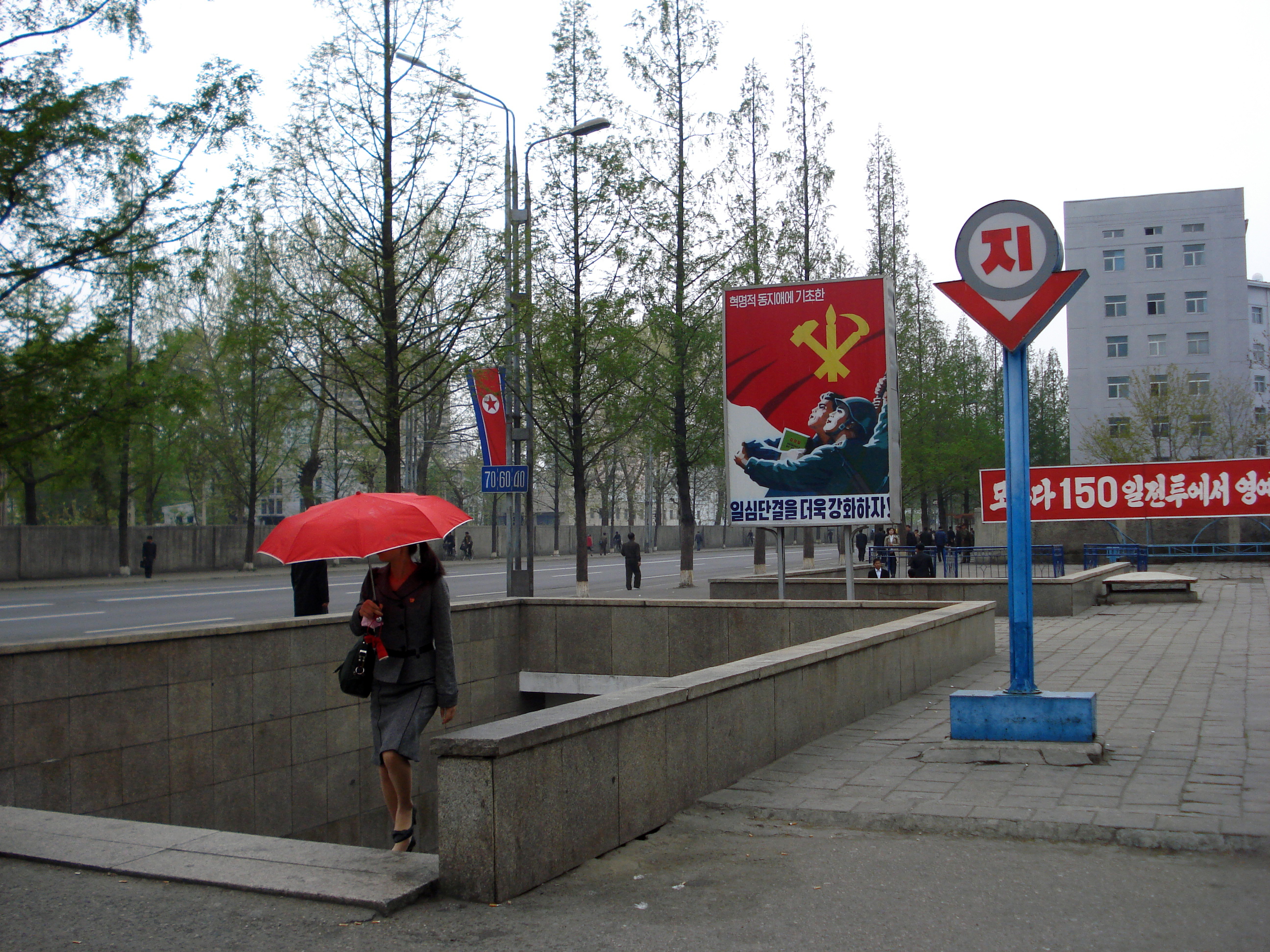
Yŏnggwang, Pjöngjang: Schlichter Abgang zum Tunnelbahnhof
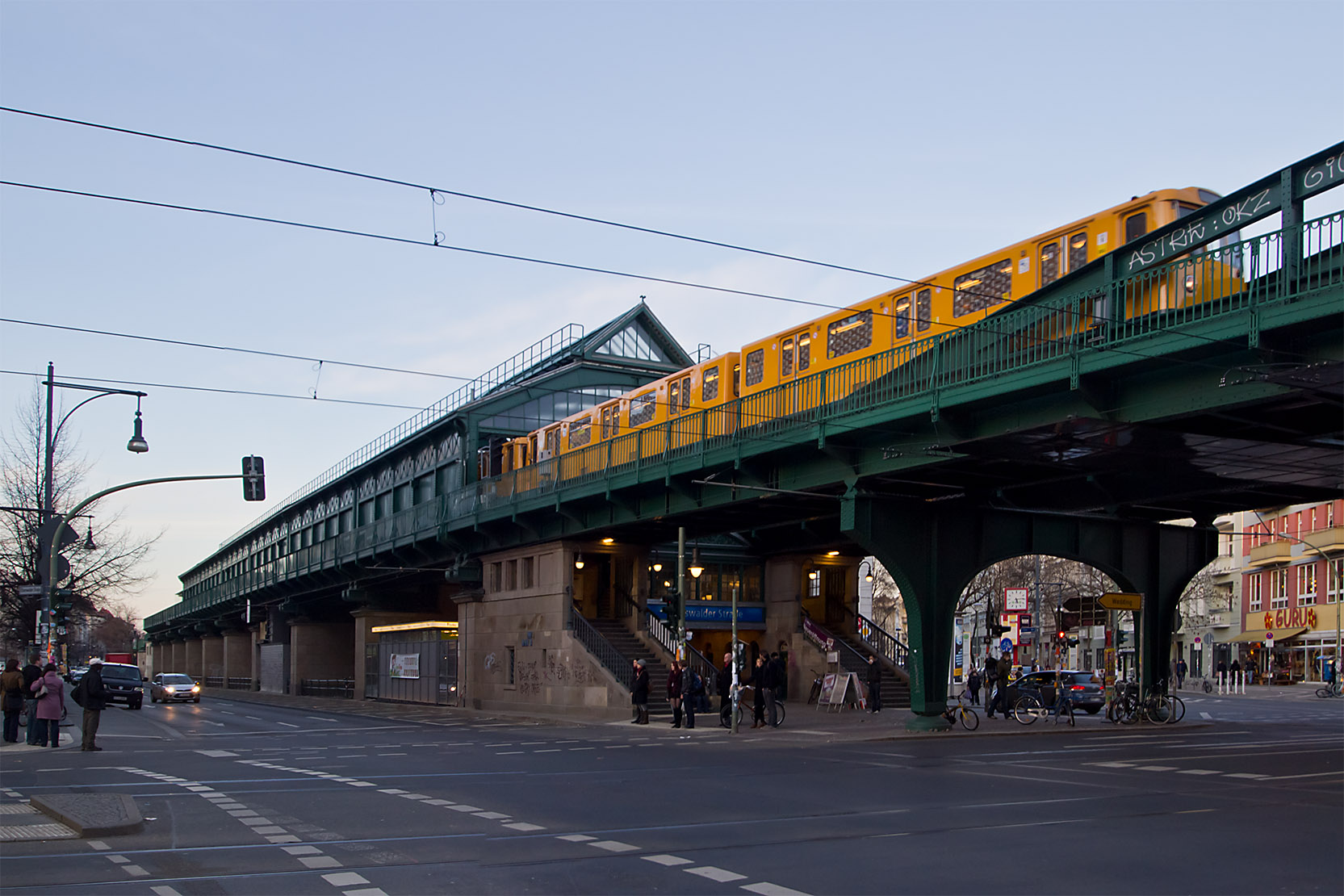
Eberswalder Straße, Berlin: Hochbahnhof
Sierichstraße, Hamburg: Bahnhof in Dammlage (Foto aus dem Eröffnungsjahr 1912)
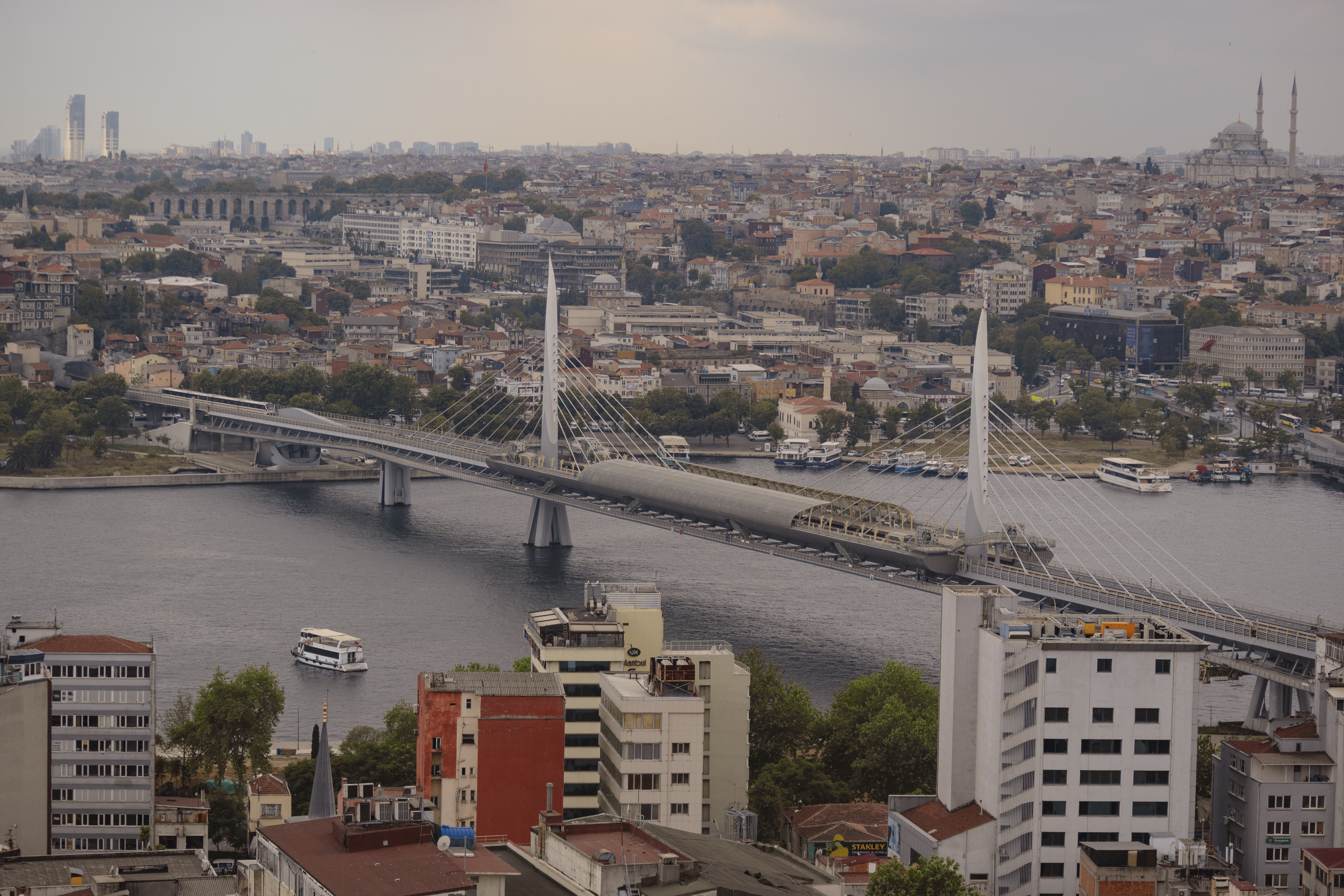
Haliç (dt. Goldenes Horn), Istanbul: Metrobrücke über das Goldene Horn mit integriertem Bahnhof
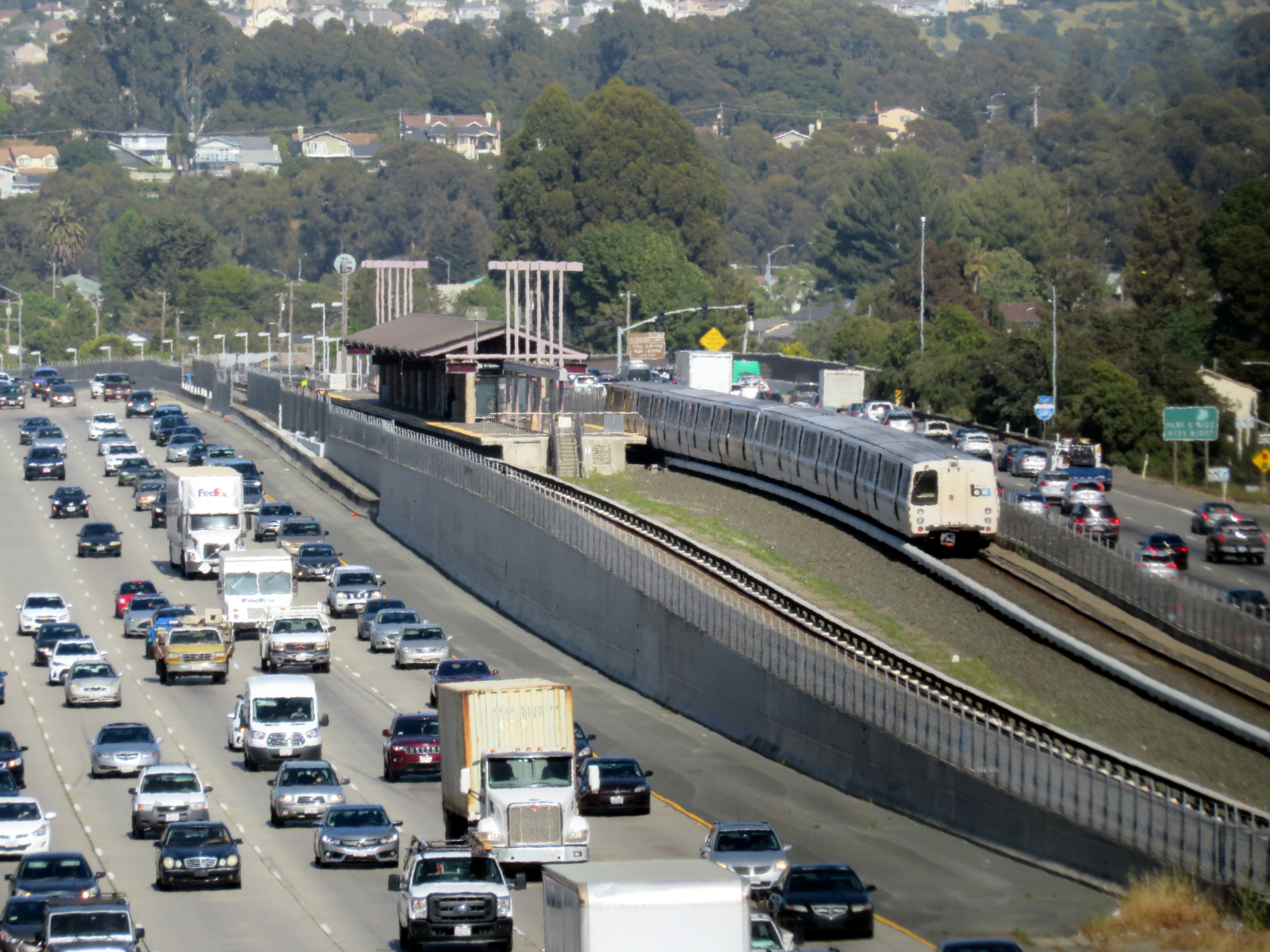
Castro Valley, San Francisco Bay Area: Bahnhof in Mittellage zwischen den Richtungsfahrbahnen einer Autobahn
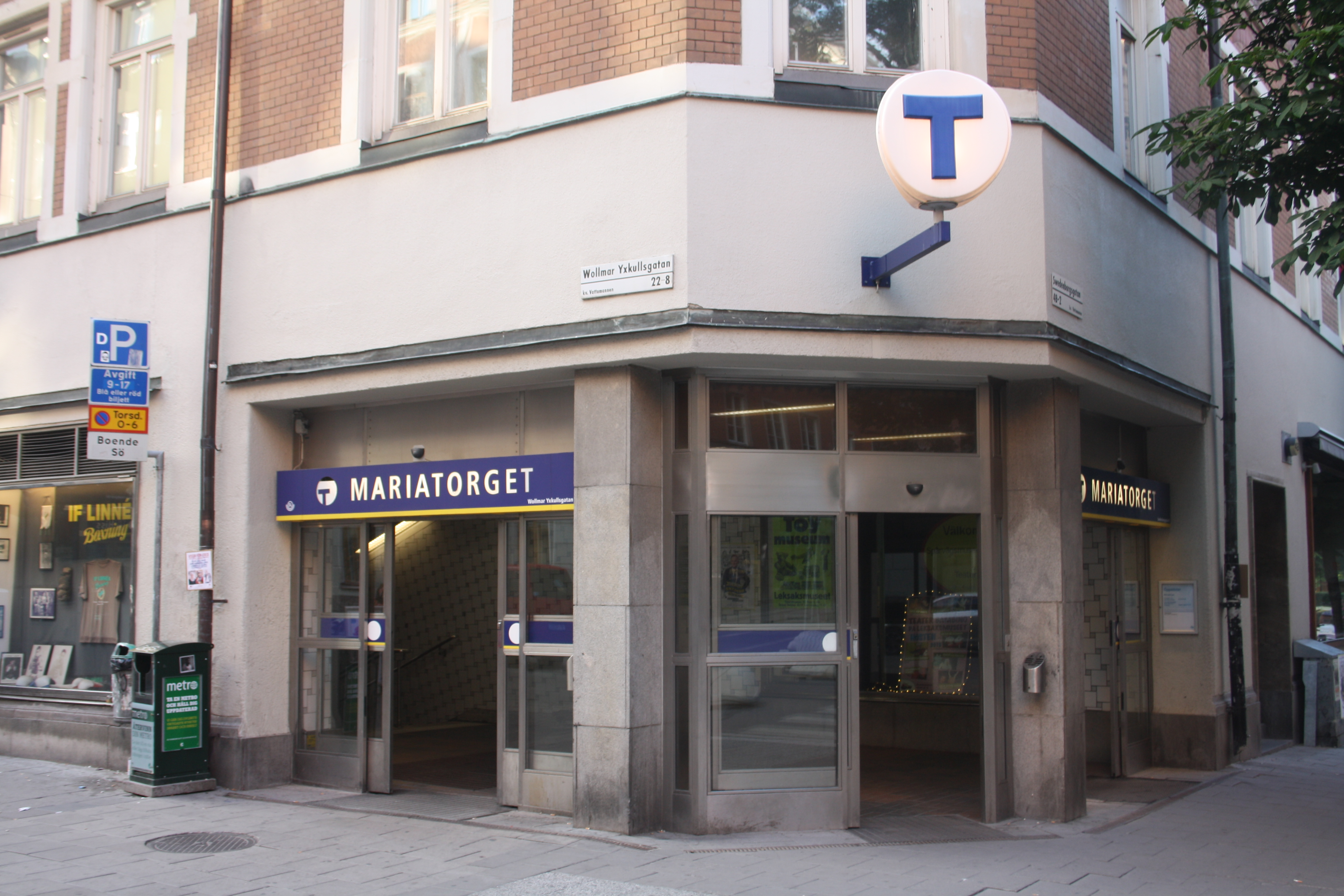
Mariatorget, Stockholm: In ein Wohnhaus integrierter Stationszugang
Liziba, Chongqing: Sonderfall eines in ein Wohngebäude integrierten Bahnhofs

Entsprechend der unterschiedlichen Trassenführungen können Bahnhöfe im Tunnel, im Einschnitt, zu ebener Erde, auf Bahndämmen und auf Viadukten liegen oder auch in andere Gebäude integriert werden und sich entsprechend unterschiedlich prominent im Stadtraum abbilden. Während Stationen an oberirdischen und insbesondere in Hochlage geführten Strecken notwendigerweise größere Präsenz haben, reichen die Zugänge zu Tunnelstationen von einfachen Treppenabgängen über kleinere, pavillonartige Gebäude bis zu aufwändigen und selbstbewusst inszenierten Verkehrsbauwerken. Bei einer Reihe von Systemen werden Zugänge zu Tunnelstationen grundsätzlich eingehaust oder in andere Gebäude integriert, etwa in Städten mit kühlerem Klima und regelmäßigem Schneefall wie Helsinki, Montreal, Toronto, Oslo und Stockholm.
Da U-Bahnhöfe häufig an innerstädtischen, vielfach stadtgestalterisch sensiblen Standorten liegen, spielen die städtebauliche Figur und die hochbauliche Gestaltung seit der Frühzeit des Verkehrsmittels häufig eine wesentliche Rolle beim Entwurf der Stationsbauwerke (siehe auch hier).

#### Ausstattung

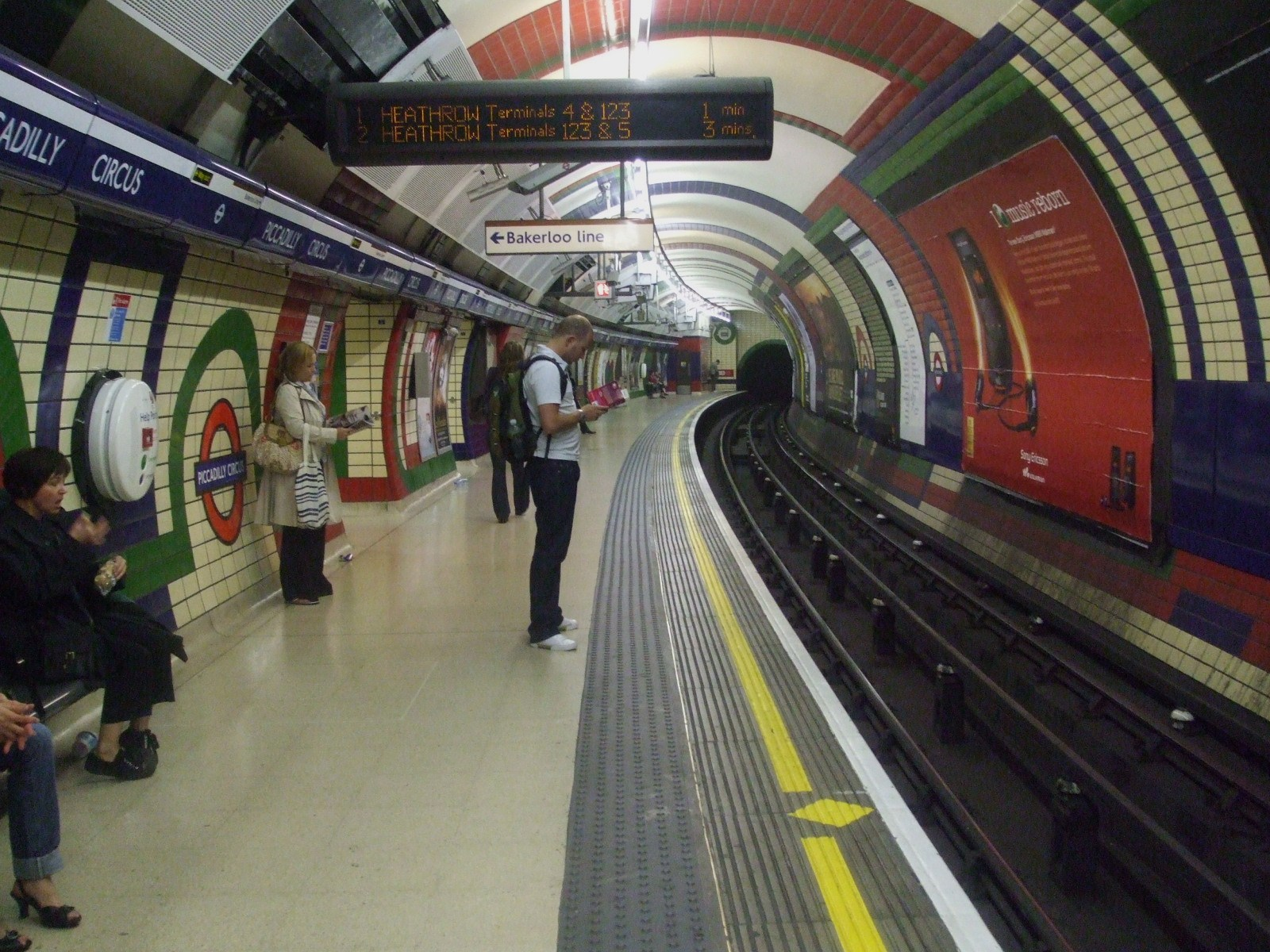
Piccadilly Circus, London: Typischer Röhrenbahnhof der Tube
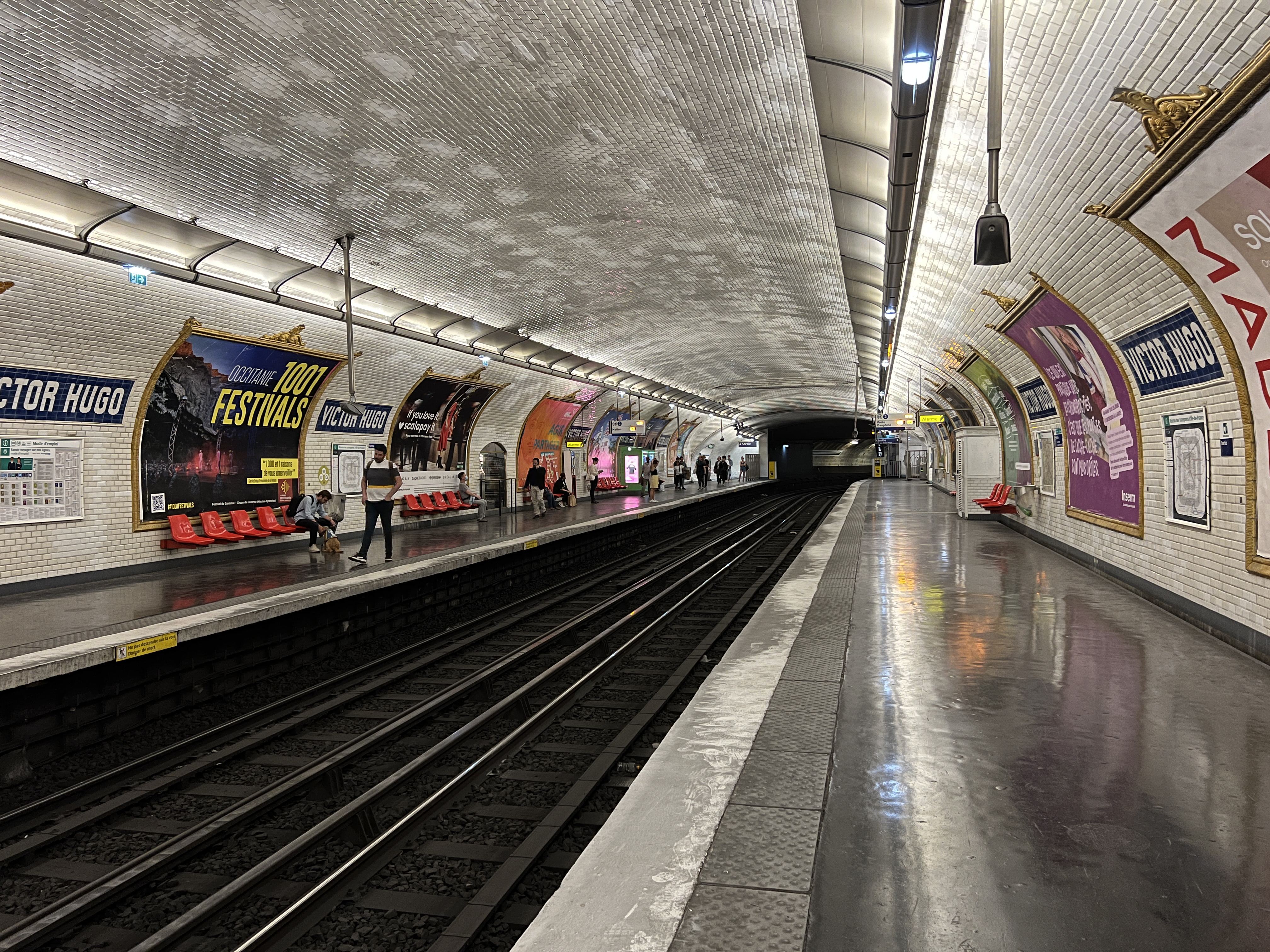
Victor Hugo, Paris: Typische Gewölbestation der Métro
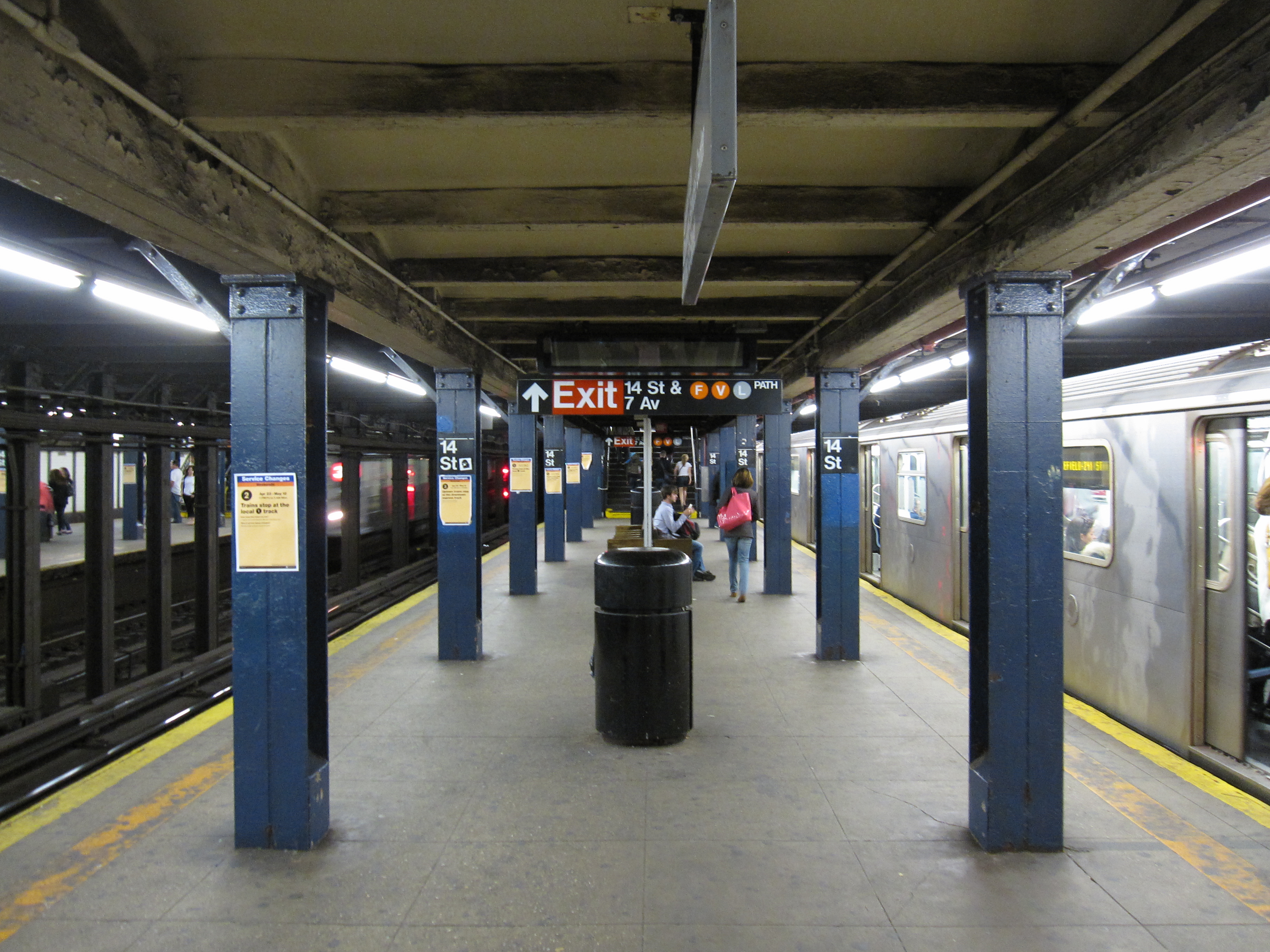
14th Street/Sixth Avenue, New York: Typische Tunnelstation der Subway
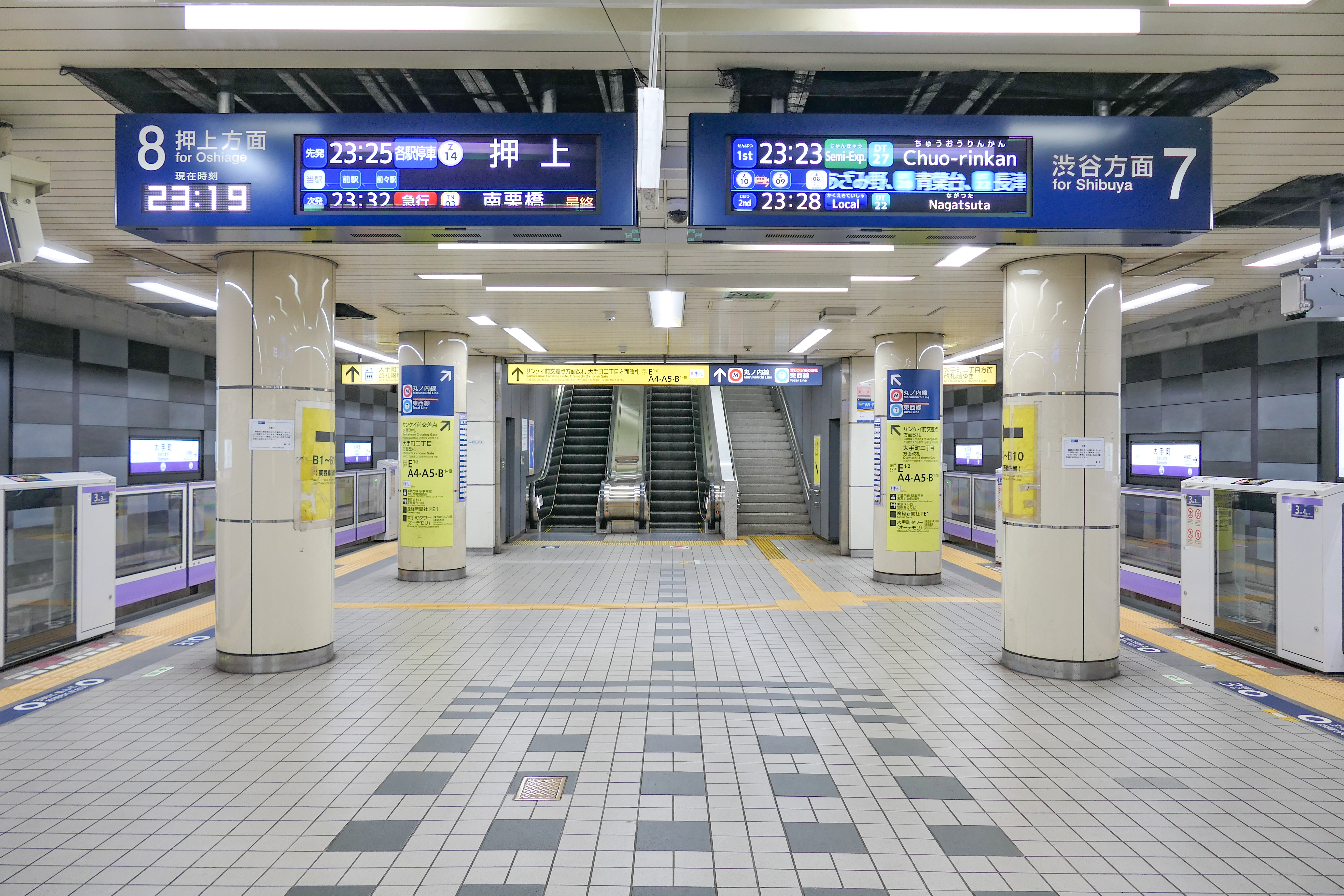
Ōtemachi (Hanzōmon Line), Tokio: Für zahlreiche japanische Stationen typischer gestalterisch schlichter Entwurf
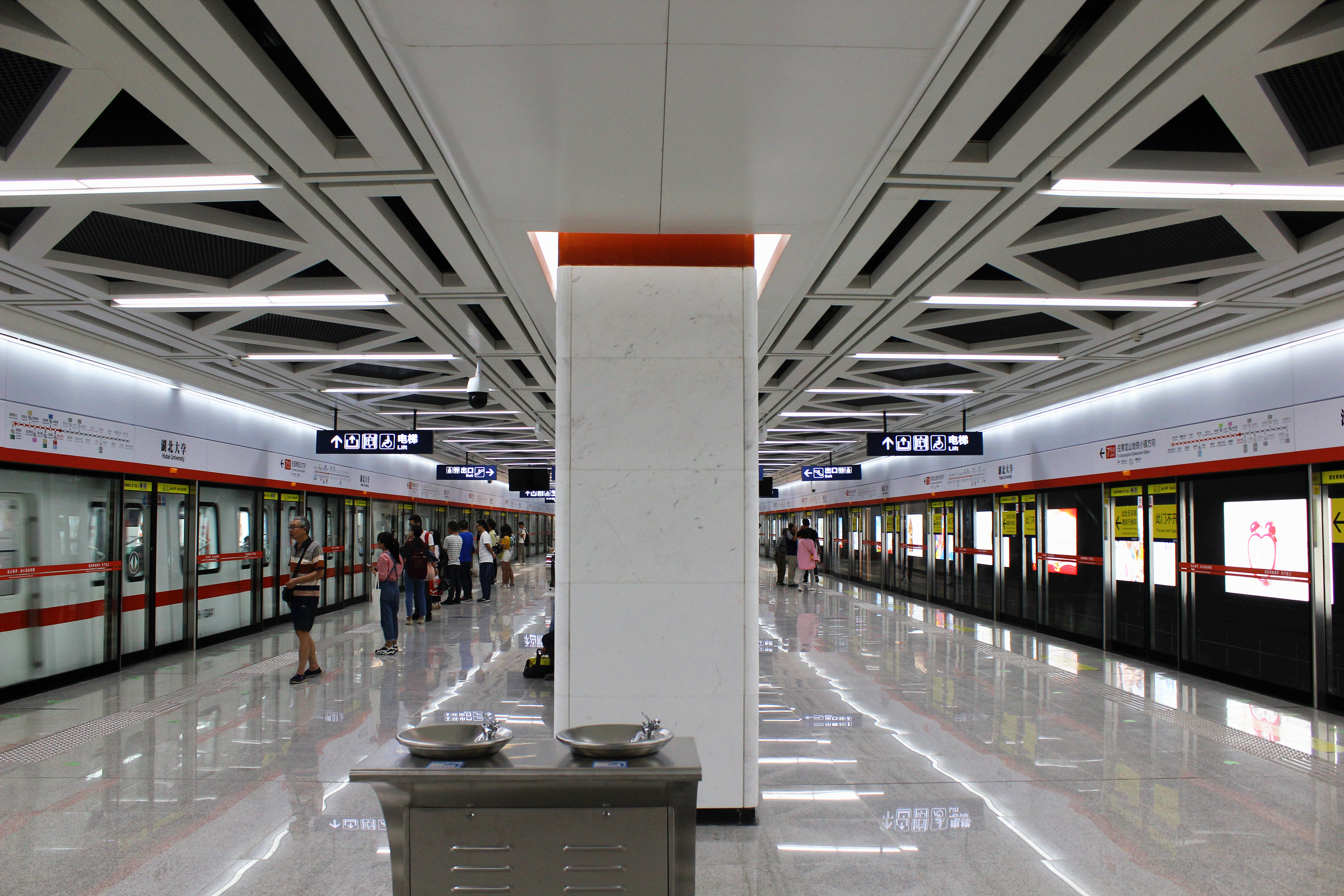
Hubei University, Wuhan: Typischer Bahnsteig eines der zahlreichen seit 2000 eröffneten chinesischen Systeme
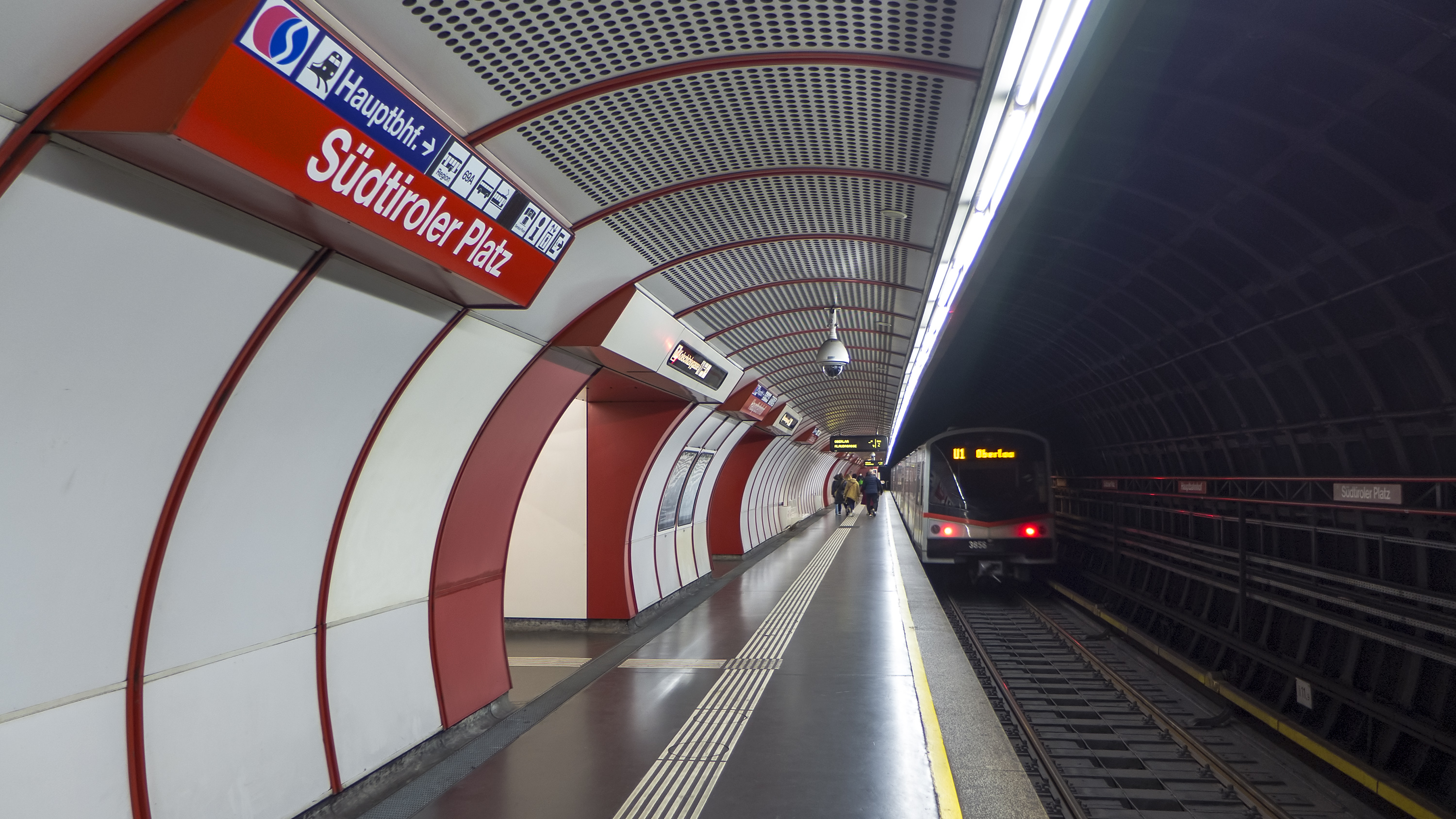
Südtiroler Platz, Wien: Standardentwurf der Wiener U-Bahn für einen Bahnhof mit Seitenbahnsteigen
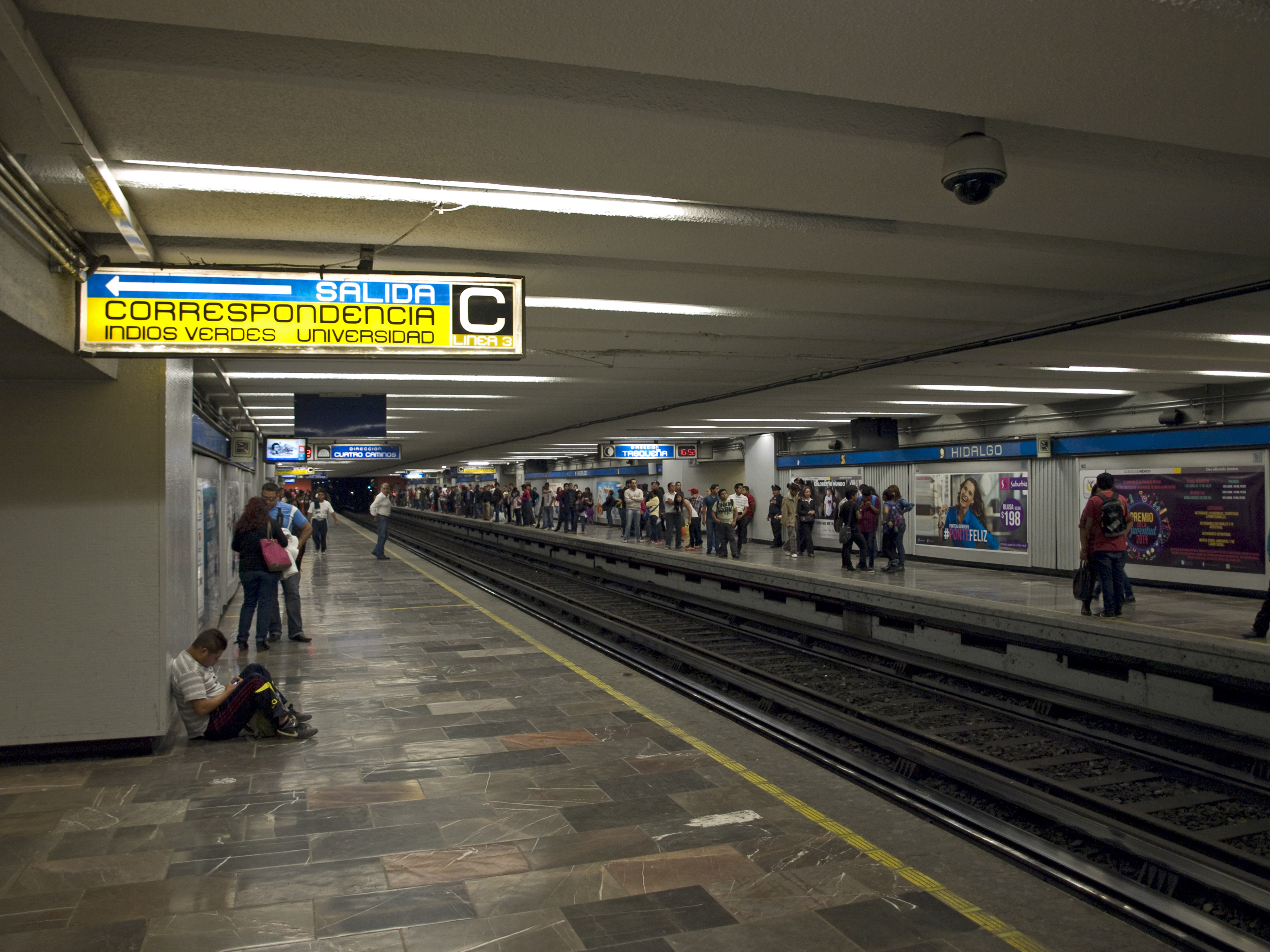
Hidalgo, Mexiko-Stadt: Typische Station der Metro

Die Ausstattung von U-Bahnhöfen ist grundsätzlich vergleichbar mit derjenigen von Stationen der Eisenbahn und umfasst in der Regel Fahrgastinformationseinrichtungen wie Zugzielanzeiger (siehe auch unten), Fahrplan- und Liniennetzplanaushänge, Fahrkartenautomaten, Notruf- und/oder Informationstelefone, Sitzgelegenheiten und bei oberirdischen Stationen häufig einen Witterungsschutz für mindestens einen Teil des Bahnsteigs. Insbesondere an innerstädtischen Standorten und bedeutenden Netzknoten verfügen Stationen zudem häufig über weitere Einrichtungen wie Kundenbüros der jeweiligen Verkehrsbetriebe bzw. Verkehrsverbünde, Kioske, gastronomische Angebote und Toiletten.
Teilweise sind Stationen auch mit größeren unterirdischen Ladenpassagen oder Einkaufszentren verknüpft bzw. in diese integriert (vgl. Untergrundstadt). Beispiele für besonders ausgedehnte und komplexe unterirdische Netzwerke, die mit zahlreichen U-Bahn-Stationen verknüpft sind, sind das RÉSO in Montreal und das PATH-Netz in Toronto, wobei sich diese jeweils über einen längeren Zeitraum im Zusammenspiel von öffentlichem U-Bahn-Bau und privaten Bauvorhaben entwickelt haben und Teil der insgesamt sehr umfangreichen unterirdischen Infrastruktur beider Städte sind.

##### Zugzielanzeiger und Zugfolgeuhren

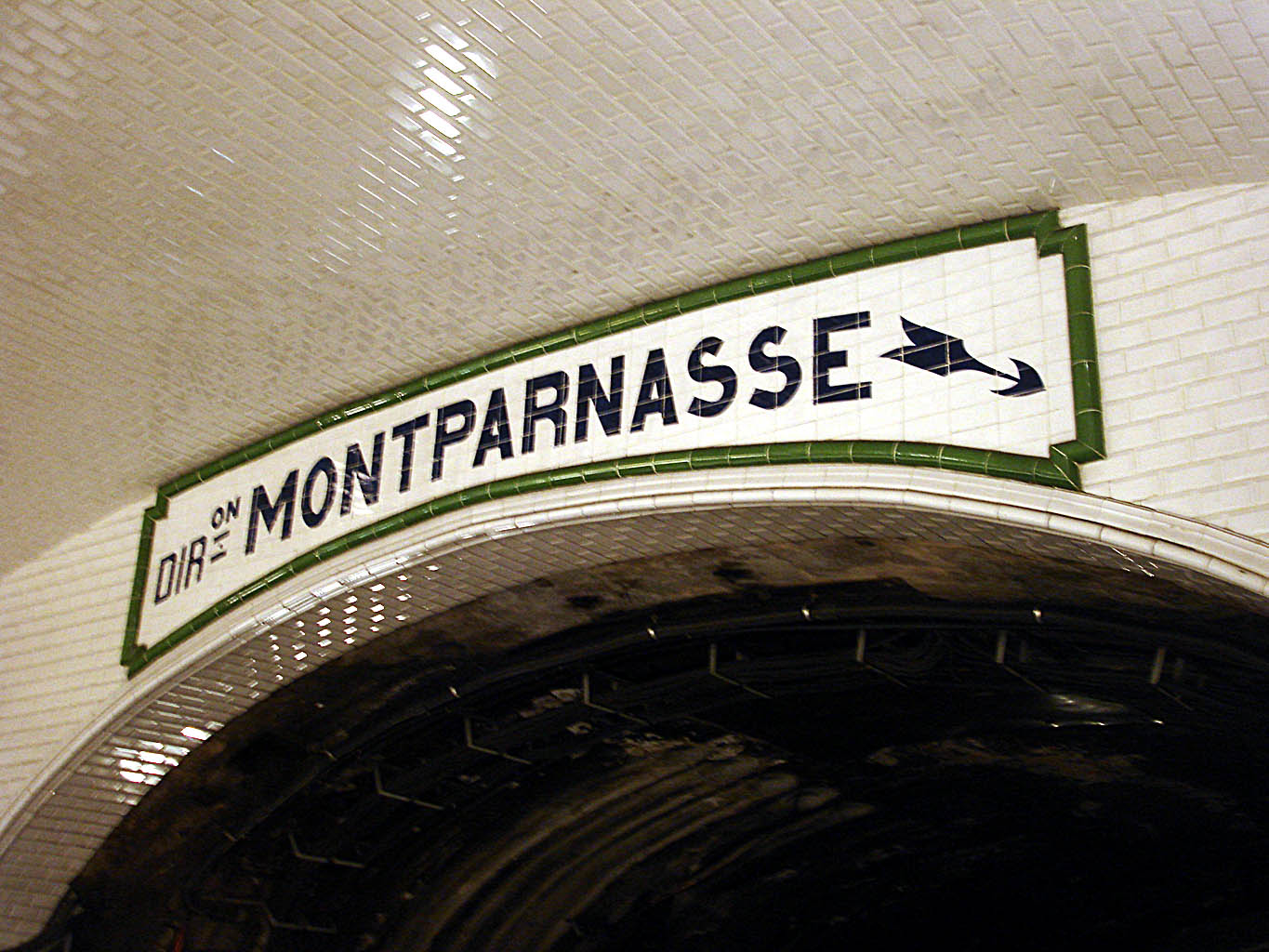
Historischer Vorläufer: Fahrtrichtungshinweis Direction Montparnasse über dem Tunnelportal (Sèvres – Babylone, Paris)
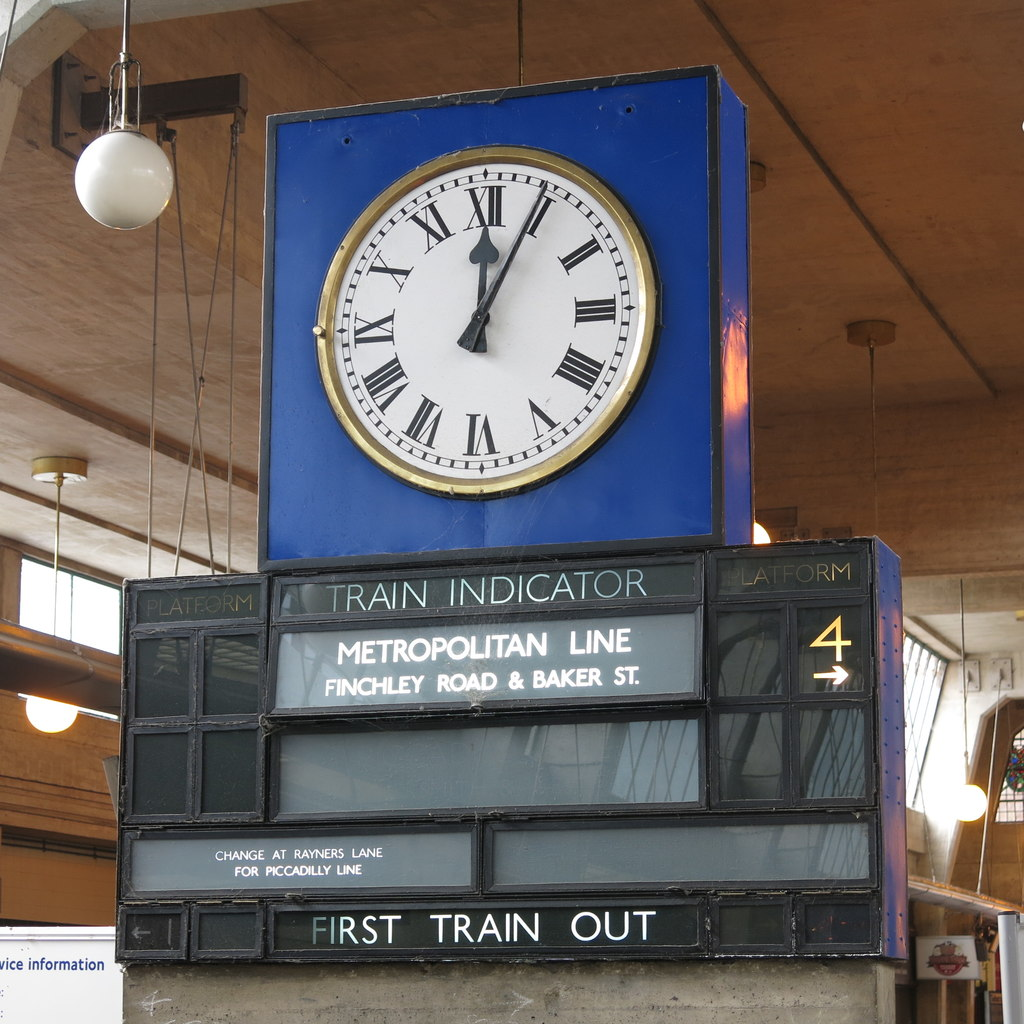
Historischer Anzeiger mit hinterleuchteten Einzelfeldern für Linie, Abfahrtsbahnsteig und nächsten abfahrenden Zug (Uxbridge, London)
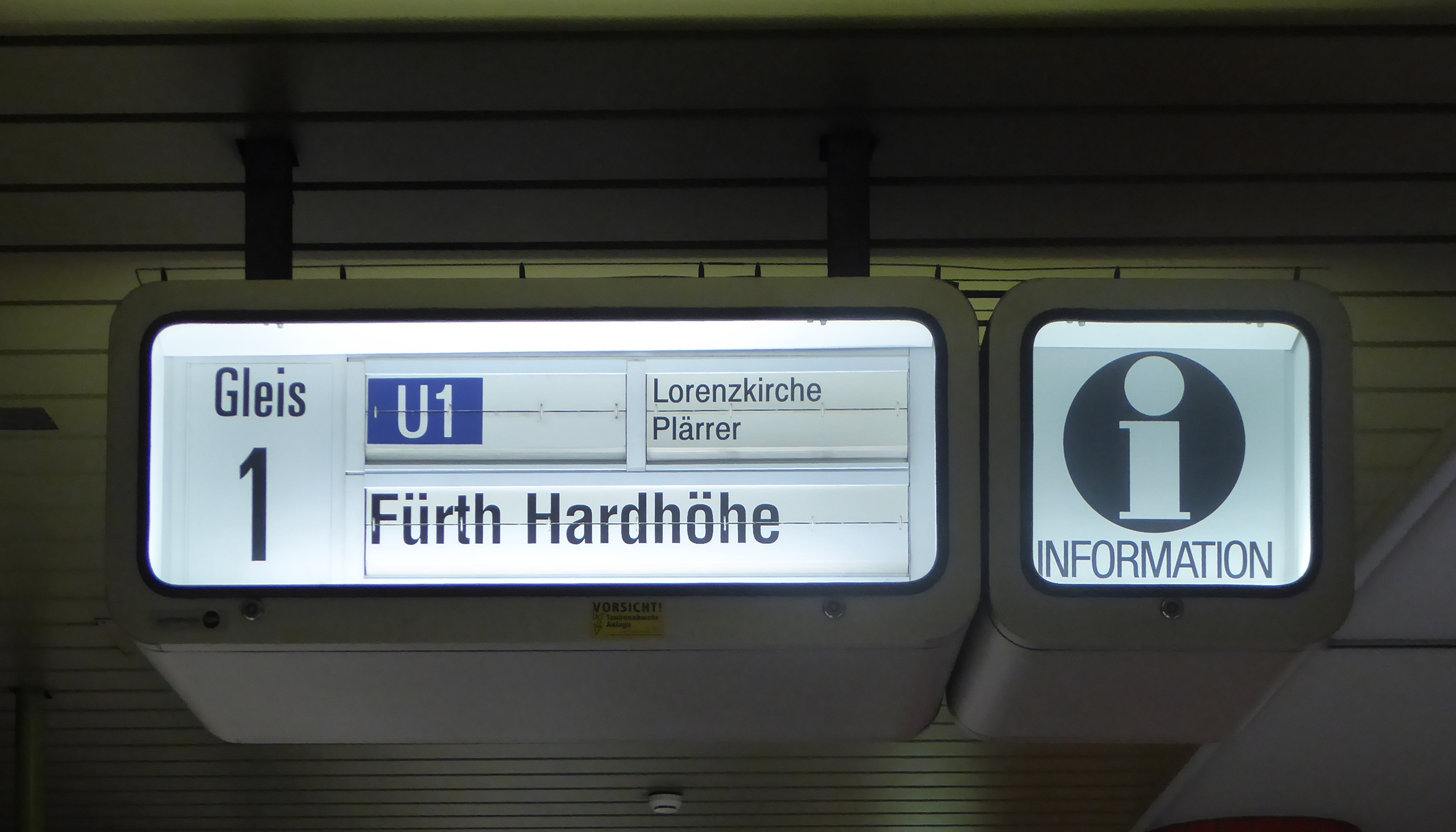
Mechanischer Fallblattanzeiger mit Darstellung von Linie, Ziel und Zuglauf (Standardbauart der U-Bahn Nürnberg ab 1980, 2022 endgültig ausgemustert)
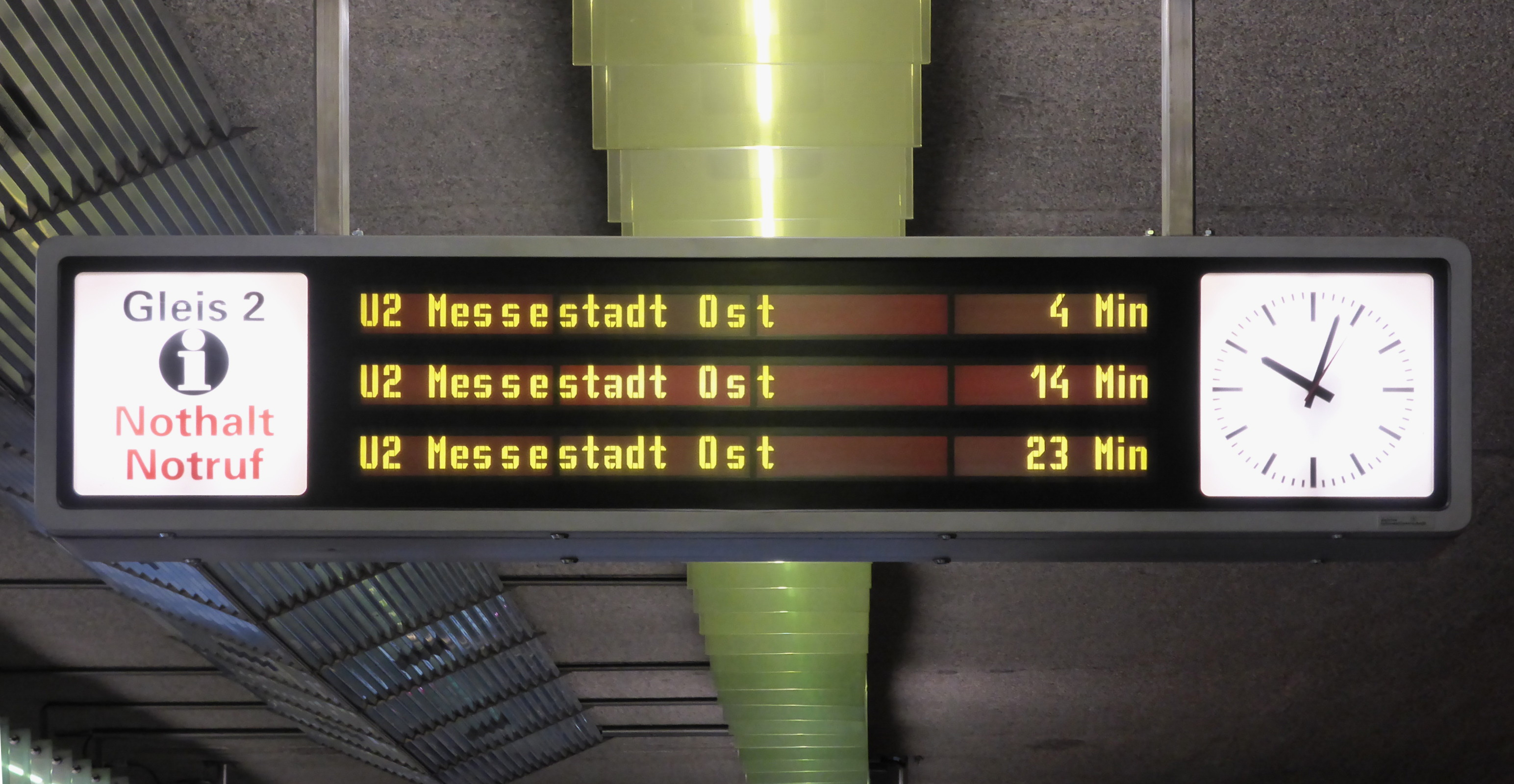
Frei bespielbarer Segmentanzeiger, hier mit Angabe der drei nächsten Abfahrten mit verbleibender Zeit (1999 an einzelnen Stationen der U-Bahn München eingebaut, 2017 endgültig ausgemustert)
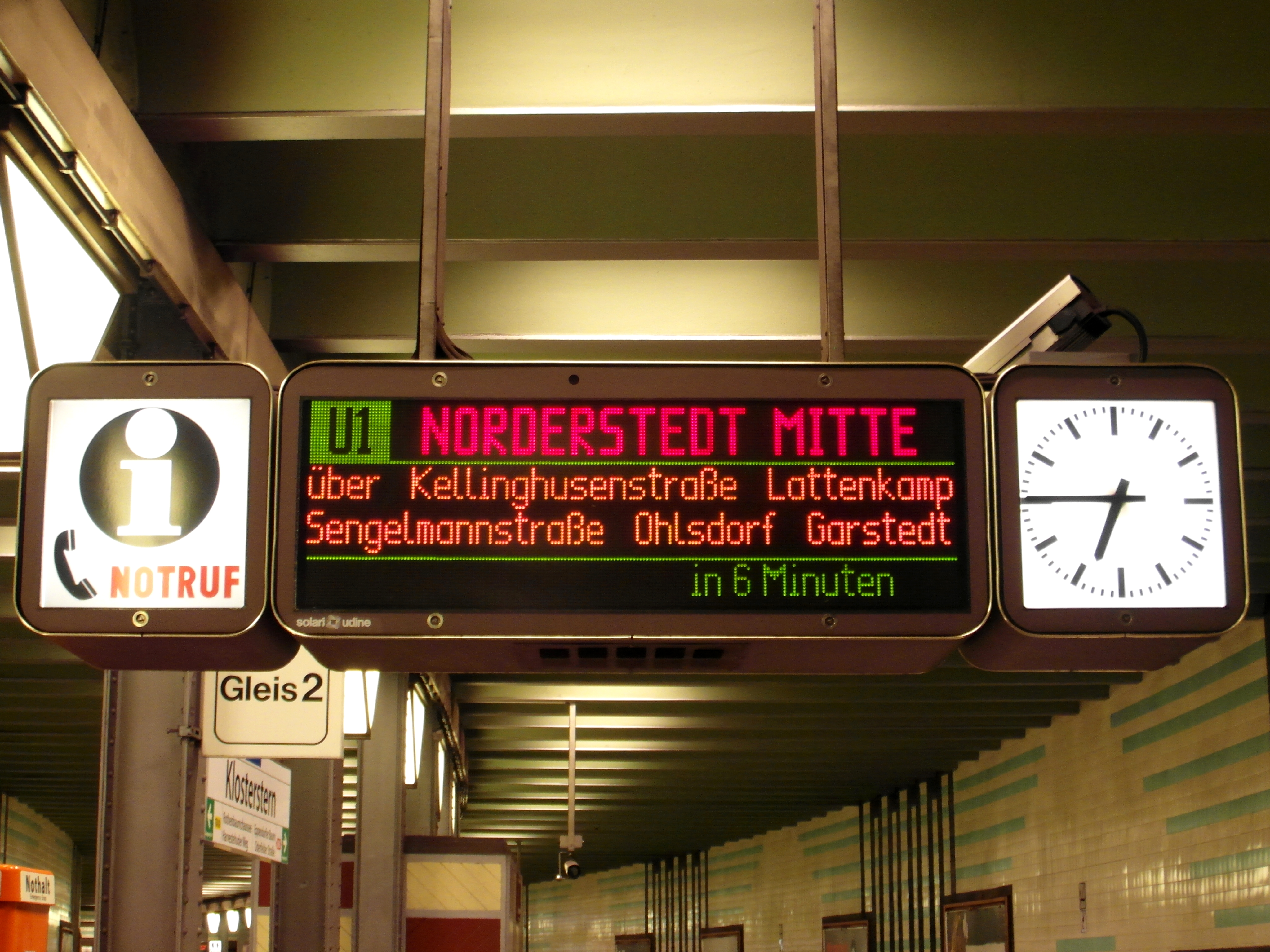
Frei bespielbarer LED-Anzeiger, der in beschränktem Maße auch Bilddarstellungen erlaubt (Standardbauart der U-Bahn Hamburg 1996–2025)
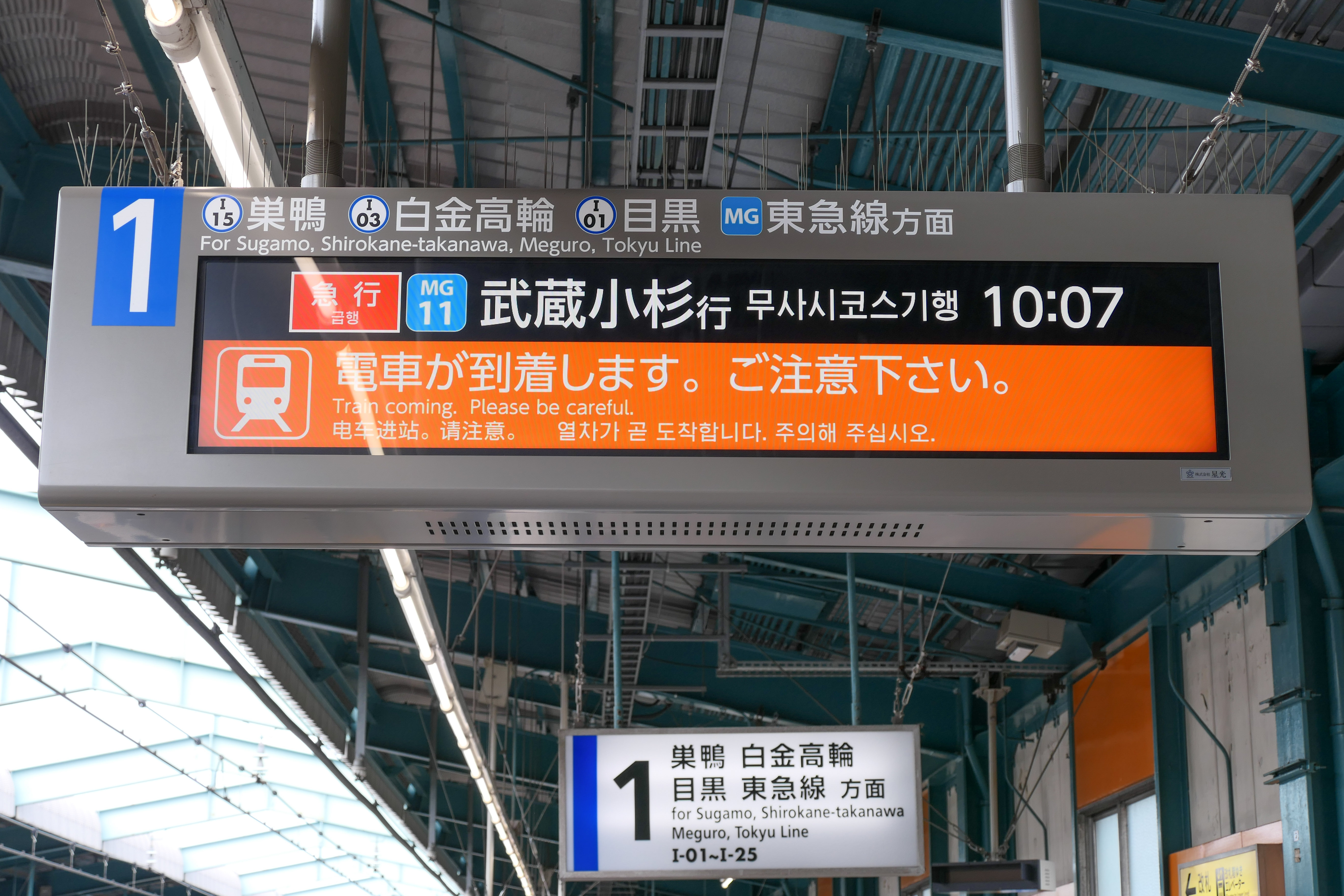
Hochauflösender LCD-Anzeiger, der die Darstellung komplexer Glyphen wie Kanji sowie von Bildern erheblich vereinfacht (Shin-Takashimadaira, Toei, Tokio)
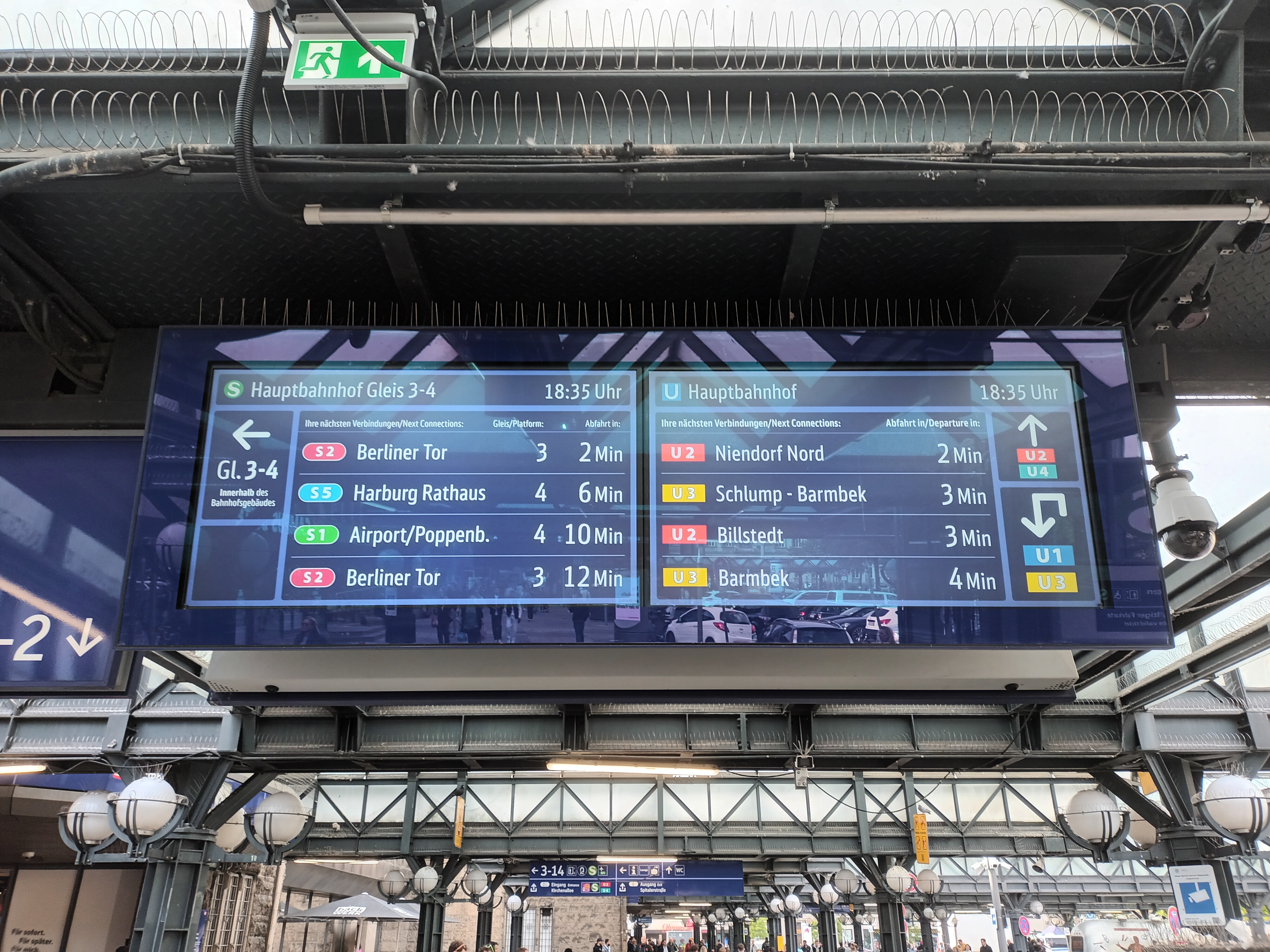
Anzeiger der S-Bahn mit Abfahrtsinformationen zur U-Bahn am Hamburger Hauptbahnhof

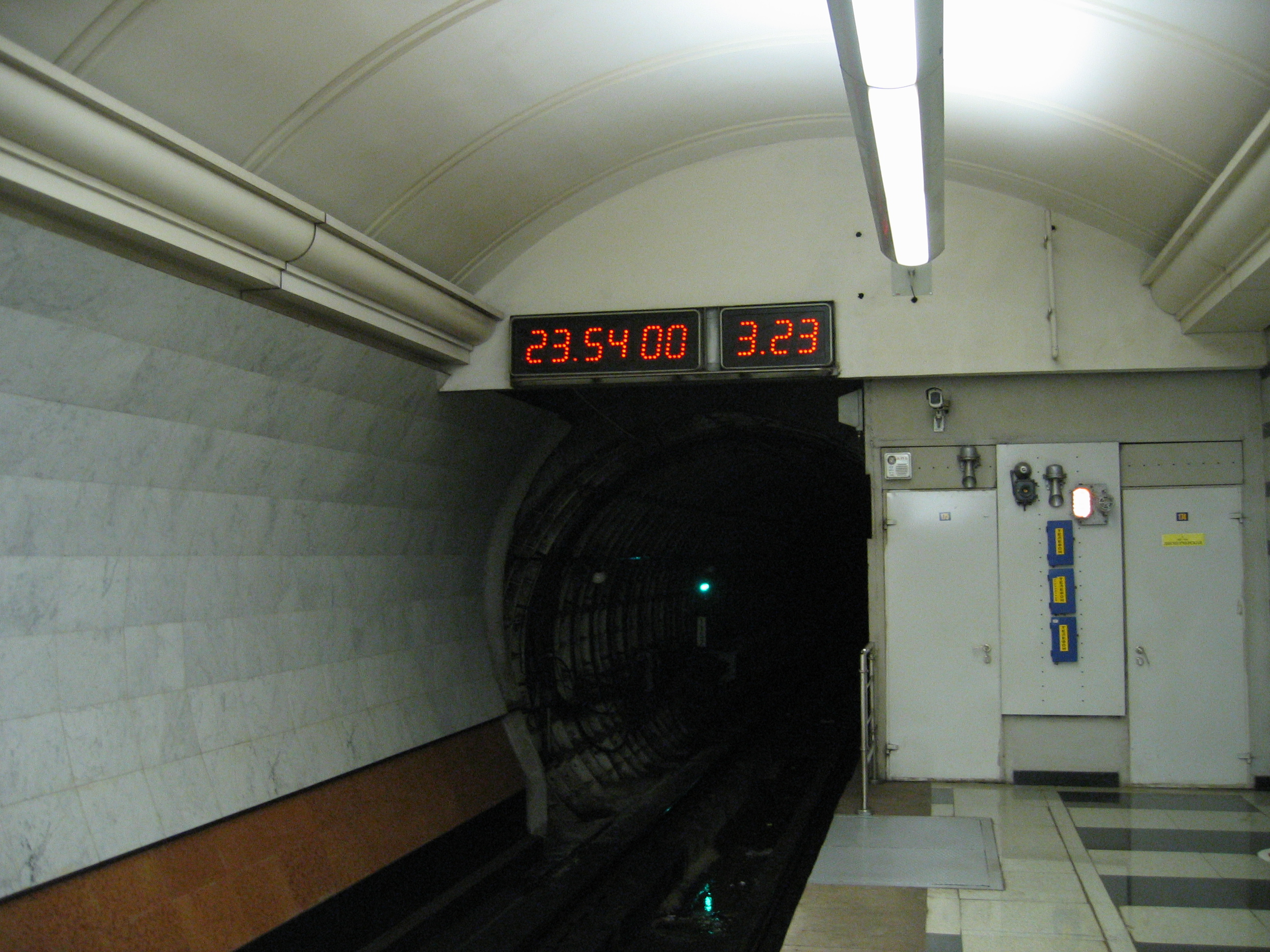
Zugfolgeuhr: Letzte Abfahrt vor 3 Minuten und 23 Sekunden
(Park Pobjedy, Metro Moskau)

Ein wesentliches Ausstattungselement zahlreicher U-Bahn-Systeme sind Zugzielanzeiger, die wie die entsprechenden Anlagen bei der Eisenbahn insbesondere auf dem Bahnsteig sowie teilweise im Zugangsbereich und in den Verteilerebenen eines Bahnhofs über die nächsten Abfahrten informieren. Der Umfang der dargestellten Informationen vergrößerte sich mit fortschreitender technischer Entwicklung und der hierdurch ermöglichten Flexibilisierung der Bespielung der Anlagen. Sie reicht von statischen Texttafeln zur alleinigen Angabe des Fahrtziels in der Frühzeit des Verkehrsmittels über mechanische Systeme wie Fallblattanzeiger, die wechselnde Informationen aus einem fest definierten Satz darstellen können, bis zu vollständig frei bespielbaren bildschirmbasierten Anlagen, die seit dem frühen 21. Jahrhundert vielfach den Standard bei neu installierten Anzeigesystemen darstellen.
Bei neueren dynamischen Anzeigern erfolgt die Steuerung der Anlagen über das digitale Betriebsleitsystem des jeweiligen Systems (z. B. LISI mit dem Fahrgastinformationssystem DAISY bei der BVG), in das häufig auch die weiteren Verkehrsmittel des jeweiligen Betreibers eingebunden sind und das teilweise auch über Schnittstellen zu entsprechenden Systemen anderer Verkehrsunternehmen verfügt, sodass beispielsweise wechselseitig Informationen eingespielt werden können (siehe Beispielbild aus Hamburg oben).
Der Umfang der dargestellten Informationen kann sich auch bei vergleichbaren technischen Voraussetzungen in den einzelnen Netzen unterscheiden, umfasst bei dynamischen Anzeigern jedoch in der Regel mindestens Linienbezeichnung, Ziel und Abfahrt des nächsten Zuges. Wie bei entsprechenden Anlagen im Bus- und Straßenbahnverkehr und im Unterschied zu Anlagen der Regional- und Fernbahn, die in der Regel die Abfahrtszeit eines Zuges angeben, zählen Anzeiger bei U-Bahnen im Großteil der Systeme die verbleibende Zeit bis zum Eintreffen bzw. bis zur Abfahrt herunter. Ausnahmen hiervon finden sich z. B. bei zahlreichen japanischen Systemen, die ebenfalls Abfahrtszeiten angeben (siehe Beispielbild aus Tokio oben).
Während Zugzielanzeiger nach dem beschriebenen Muster im Großteil Europas, in Nordamerika und in Asien weit verbreitet sind, sind in den Systemen der ehemaligen Sowjetunion und anderer (ehemals) sozialistischer Staaten digitale Zugfolgeuhren üblicher. Diese sind am jeweils in Fahrtrichtung vorderen Ende des Bahnsteigs installiert und geben in der Art einer Stoppuhr die Zeit an, die seit Abfahrt des letzten Zuges vergangen ist und werden bei Abfahrt des Folgezuges auf Null zurückgesetzt. Bei Kenntnis der zur jeweiligen Tageszeit gültigen Taktfolge und unter Voraussetzung eines pünktlichen Betriebs kann so die Zeit bis zur nächsten Abfahrt ermittelt werden. Zugfolgeuhren stellen damit eine Umkehrung der üblichen Darstellung auf Zugzielanzeigern dar.

#### Sicherheit

##### Gleisstürze

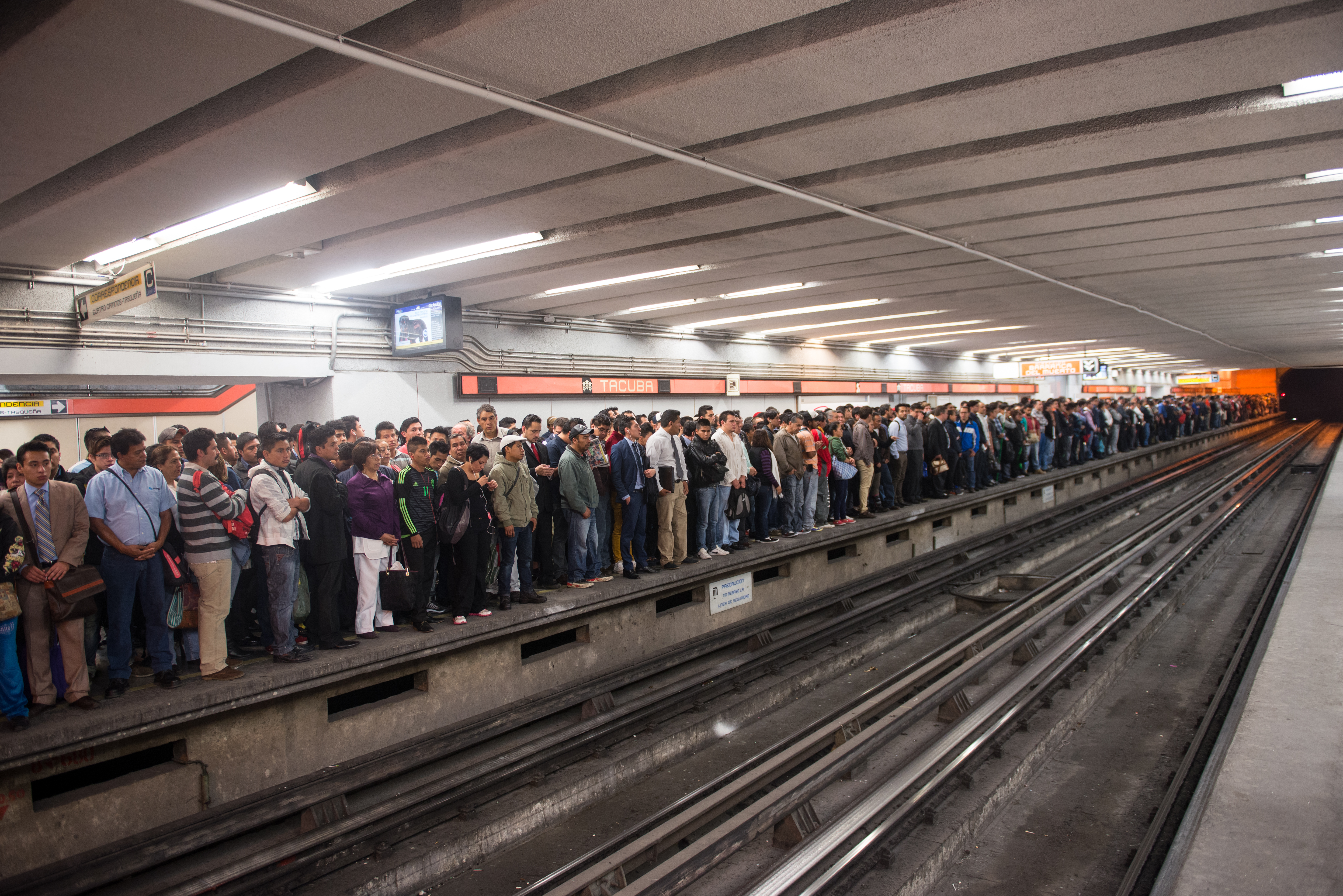
Überfüllter Bahnsteig der Station Tacuba, Mexiko-Stadt
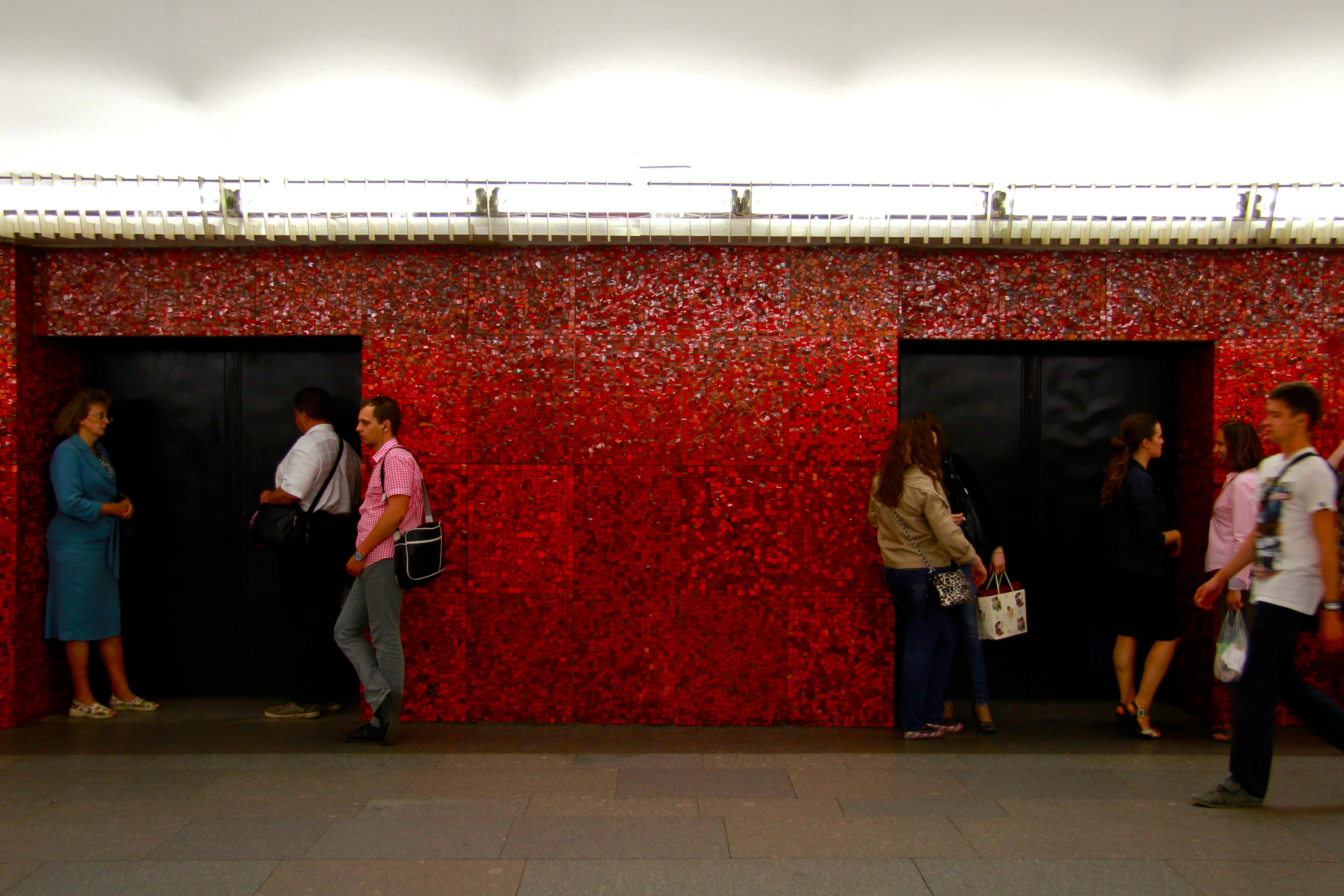
Bahnsteigtüren von 1967 in opaker Ausführung (Majakowskaja, Sankt Petersburg)
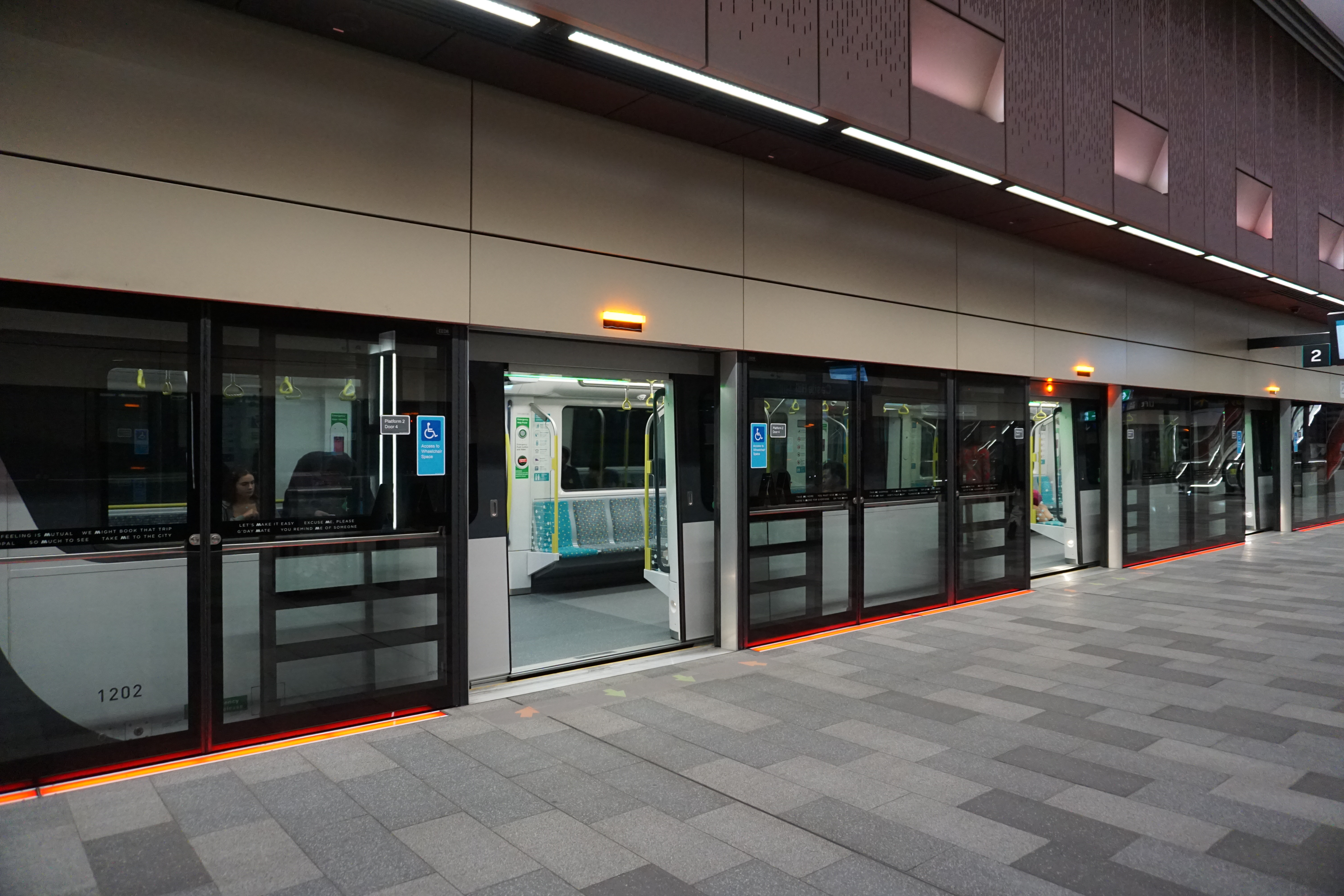
Moderne gläserne Bahnsteigtüren (Castle Hill, Sydney Metro)
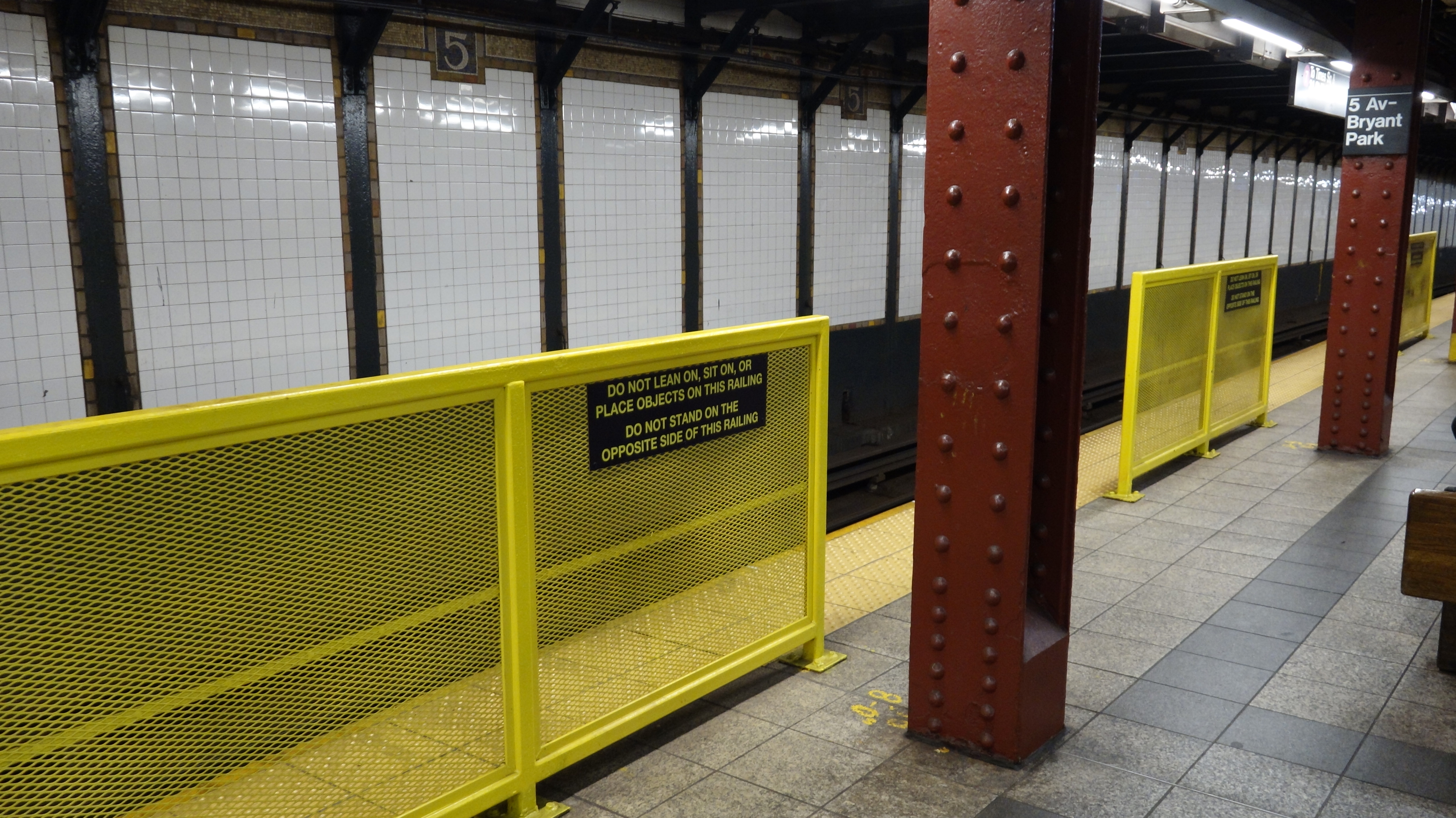
Halbhohe starre Absperrgitter als kostengünstige und schnell installierbare, jedoch weniger wirksame Alternative (Fifth Avenue station, New York)
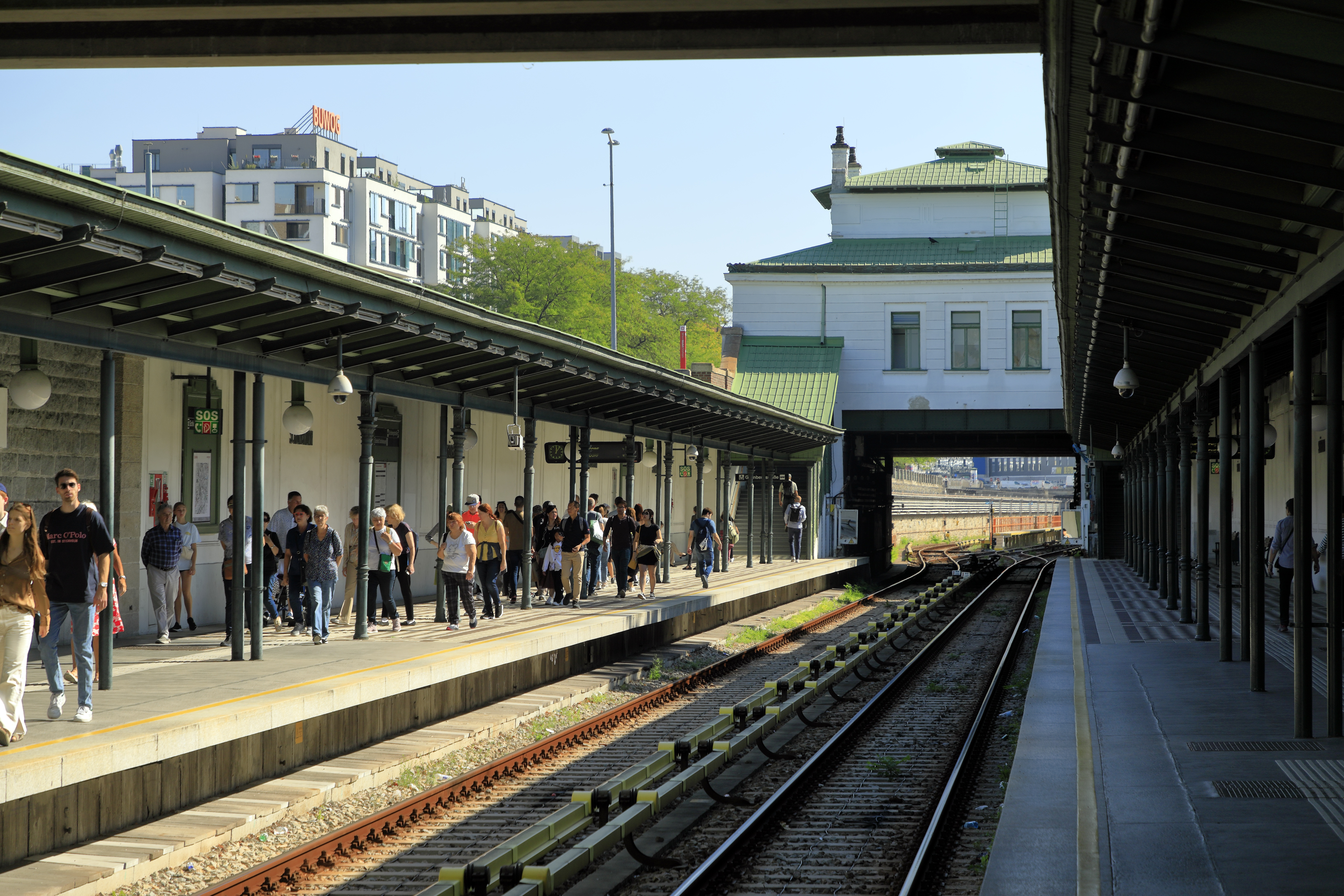
Krauchnische unterhalb der Bahnsteigkante (Schönbrunn, Wien)
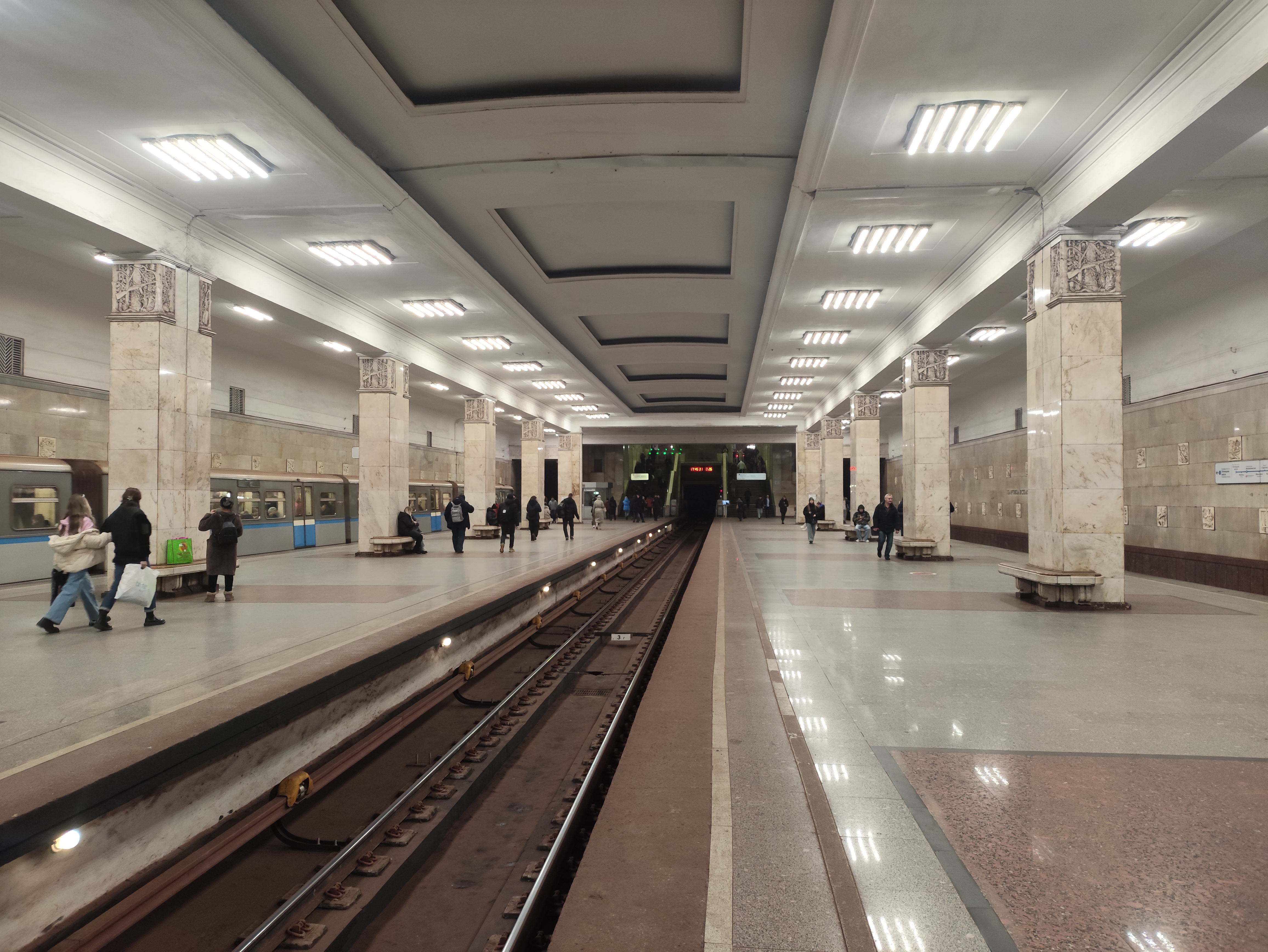
Rettungsgraben zwischen Fahrgleisen (Partisanskaja, Moskau)

Bei der U-Bahn besteht wie bei der Eisenbahn ein grundsätzliches Risiko, unbeabsichtigt auf das Gleis zu stürzen oder gestoßen zu werden. Neben der Verletzungsgefahr durch den Sturz selbst kann sich hierdurch eine unmittelbare Lebensgefahr ergeben, mindestens durch die Möglichkeit der Kollision mit einem einfahrenden Zug, in Systemen mit Stromschiene zusätzlich durch die Gefahr eines Stromschlags durch Berühren der Schiene. Weiterhin ist die Möglichkeit des absichtlichen Springens vor einen Zug mit dem Ziel der Selbsttötung (Schienensuizid) oder im Rahmen von Mutproben o. ä. zu berücksichtigen. Durch die hochflurige Ausführung der Mehrzahl der Systeme ergibt sich ein im Vergleich zur Eisenbahn oft tieferer Gleistrog, sodass im Falle eines Sturzes aufgrund der größeren Fallhöhe eine tendenziell größere Verletzungsgefahr besteht und das Hinaussteigen aus dem Trog schwieriger sein kann.
Eine effektive Maßnahme gegen Personen und Gegenstände auf dem Gleis ist die Installation von Bahnsteigtüren, die Bahnsteig und Gleistrog voneinander abgrenzen und sich synchron mit den Fahrzeugtüren öffnen und schließen. Sie können insbesondere auf fahrerlos betriebenen Linien von Bedeutung sein, da auf diesen die Möglichkeit zur manuellen Schnellbremsung durch den Triebfahrzeugführer entfällt. Entsprechend waren Ende 2018 77 Prozent der Stationen der weltweit fahrerlos betriebenen Linien mit Bahnsteigtüren ausgestattet, während die restlichen 23 Prozent andere Sicherungssysteme verwendeten.
Bahnsteigtüren wurden zunächst bei verschiedenen U-Bahnen Asiens eingeführt und verbreiteten sich von dort aus in die restliche Welt. In Deutschland, Österreich und der Schweiz finden Bahnsteigtüren bislang bei automatisch betriebenen Linien Anwendung bzw. ist dort ein Einsatz geplant. In der Schweiz verfügt die Linie M2 der Métro Lausanne seit ihrer Eröffnung 2008 über Bahnsteigtüren. In Österreich sind die Stationen der Wiener U2 auf dem Abschnitt von Schottentor bis Karlsplatz seit Dezember 2024 entsprechend ausgerüstet, wobei diese Strecke künftig von der neuen, fahrerlos betriebenen Linie U5 übernommen werden soll. In Deutschland wird die U5 der Hamburger U-Bahn voraussichtlich die erste Linie sein, deren Stationen über Bahnsteigtüren verfügen.
Eine andere technische Lösung, die das Kollisionsrisiko von Personen im Gleis reduzieren soll, sind elektronische Sensorsysteme (z. B. Lichtschranken) im Bereich des Gleistrogs und an den Zügen, die Personen und größere Gegenstände erkennen sollen und selbstständig eine Zwangsbremsung einleiten können. Entsprechende Systeme finden sich beispielsweise auf den Stationen der fahrerlos betriebenen Linien U2 und U3 in Nürnberg und D in Lyon, früher auch auf den Stationen des Hochbahnabschnitts der Metro Kopenhagen, die jedoch später mit Bahnsteigtüren nachgerüstet wurden. Zusätzlich stehen Fahrgästen in Zügen und teilweise auch auf Bahnsteigen Notbremsen zur Verfügung, die häufig zusätzlich an einen Notruf und eine direkte Sprechverbindung zum Fahrzeugführer bzw. zur Leitstelle gekoppelt sind. In U-Bahn-Zügen aktueller Generationen bewirkt die Betätigung der Notbremse in der Regel nur in den ersten zehn Sekunden nach Anfahrt eine Bremsung, danach wird lediglich eine Sprechverbindung zum Fahrzeugführer hergestellt.
In einigen Systemen (z. B. München, Nürnberg, Wien, teilweise Hamburg) verfügen die Bahnhöfe über sogenannte Krauchnischen, Rettungsnischen, Unterrollräume oder Sicherheitsschächte unterhalb der Bahnsteigkante, in die sich gestürzte Personen zum Schutz vor einfahrenden Zügen zurückziehen können. Gleichzeitig können diese Räume von Rettungskräften genutzt werden, um unter einem Zug liegende Verletzte zu erreichen, ohne hierfür den Zug bewegen zu müssen. Andere Systeme, darunter die meisten in der Sowjetunion gebauten Netze, verfügen zu diesem Zweck auf den Stationen über eine grabenartige Vertiefung zwischen den Fahrgleisen, in denen gestürzte Personen liegend unterhalb des Zuges Schutz finden können.

##### Lücke zwischen Bahnsteig und Fahrzeug

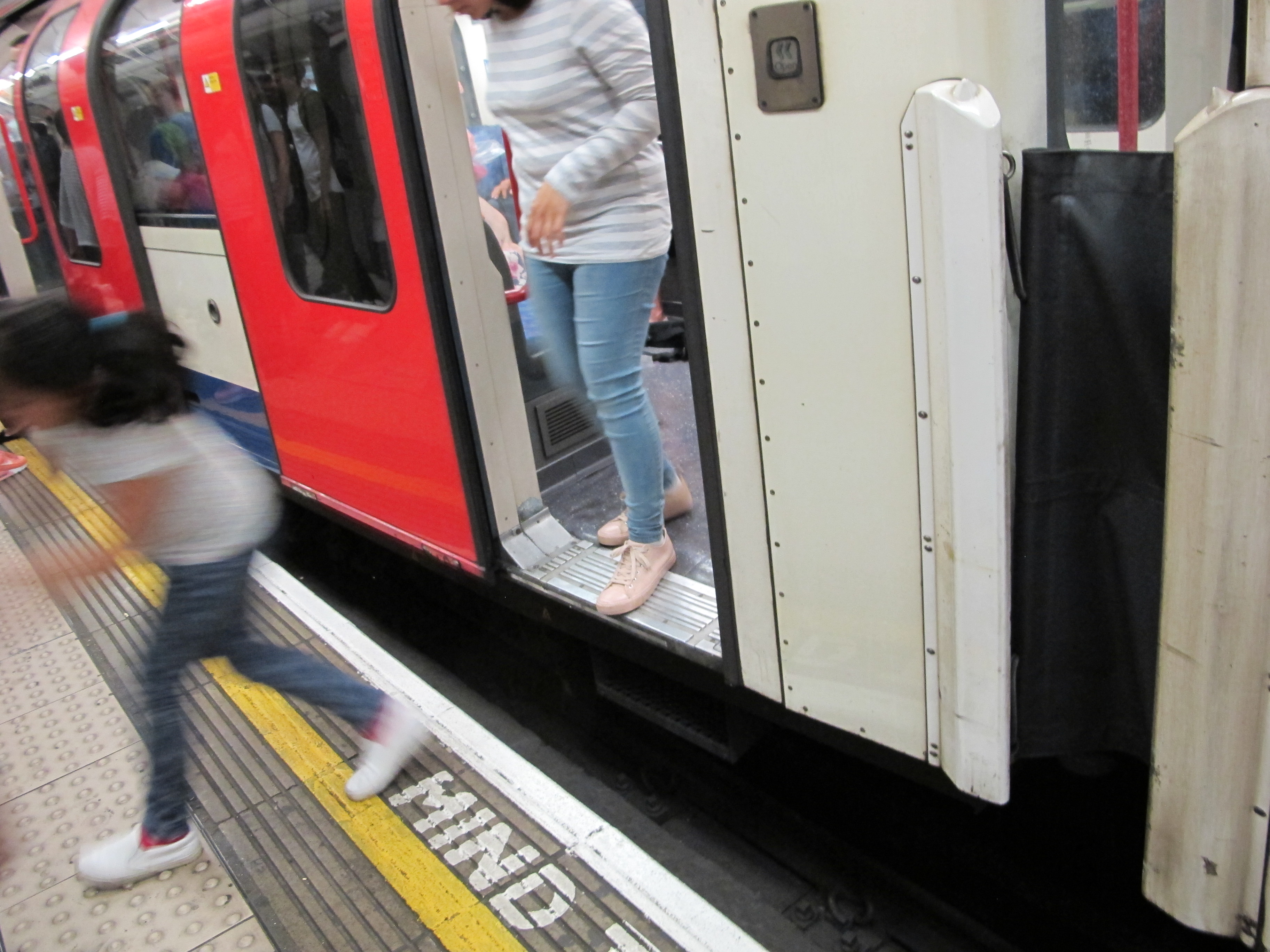
Großer vertikaler und horizontaler Abstand zwischen Bahnsteigkante und Fahrzeugfußboden an der Station Bank der Central Line in London
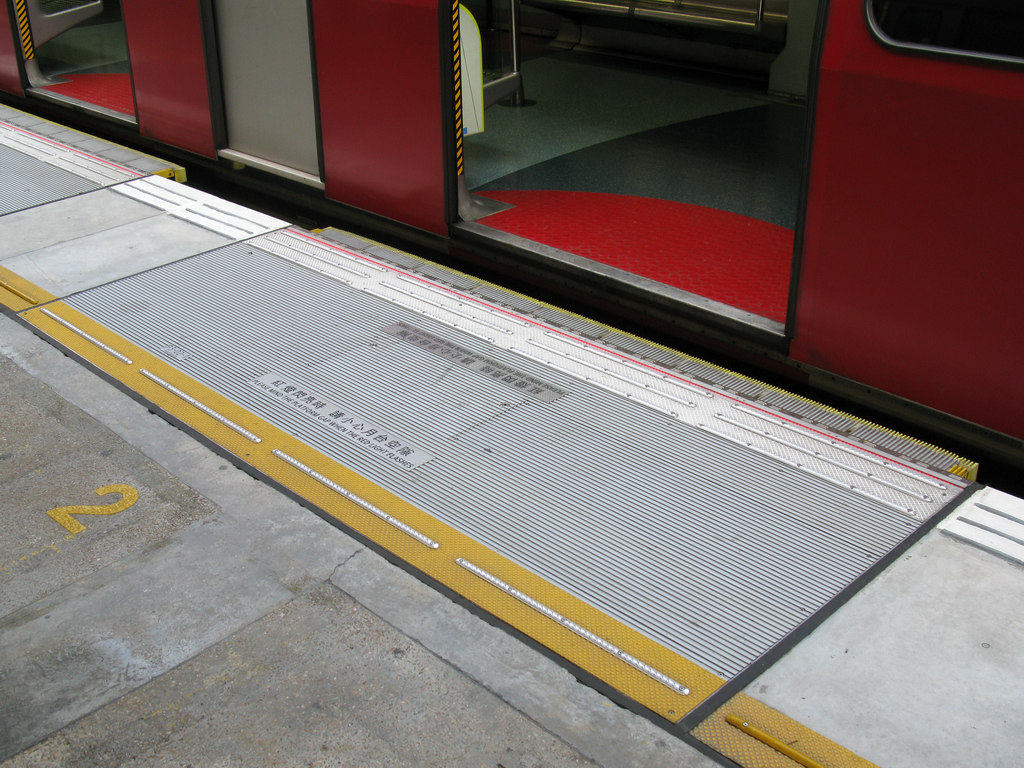
Ausgefahrener Schiebetritt an einem Bahnsteig in Hongkong
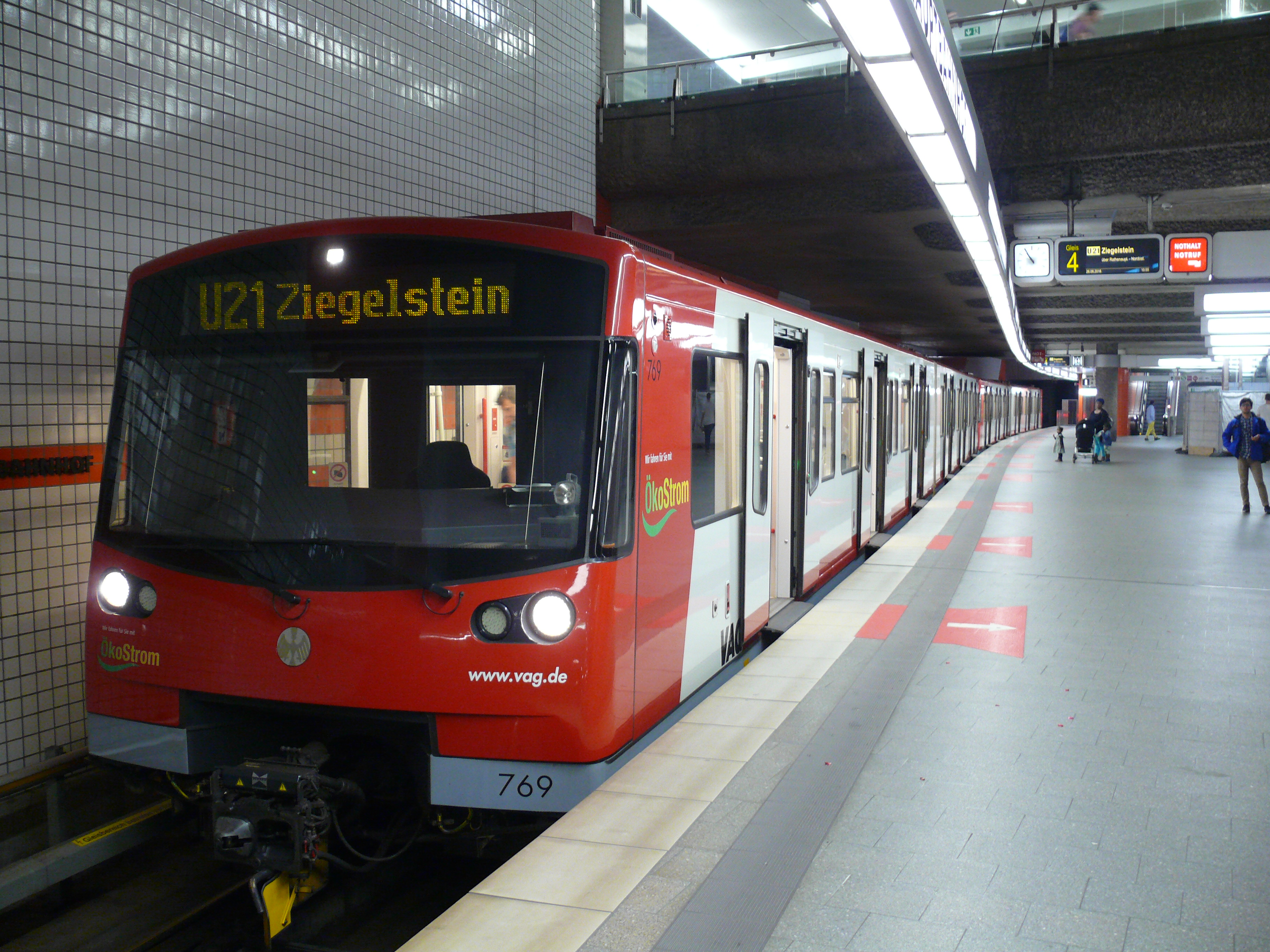
Fahrzeug der Baureihe DT3 der U-Bahn Nürnberg mit ausgefahrenen Schiebetritten
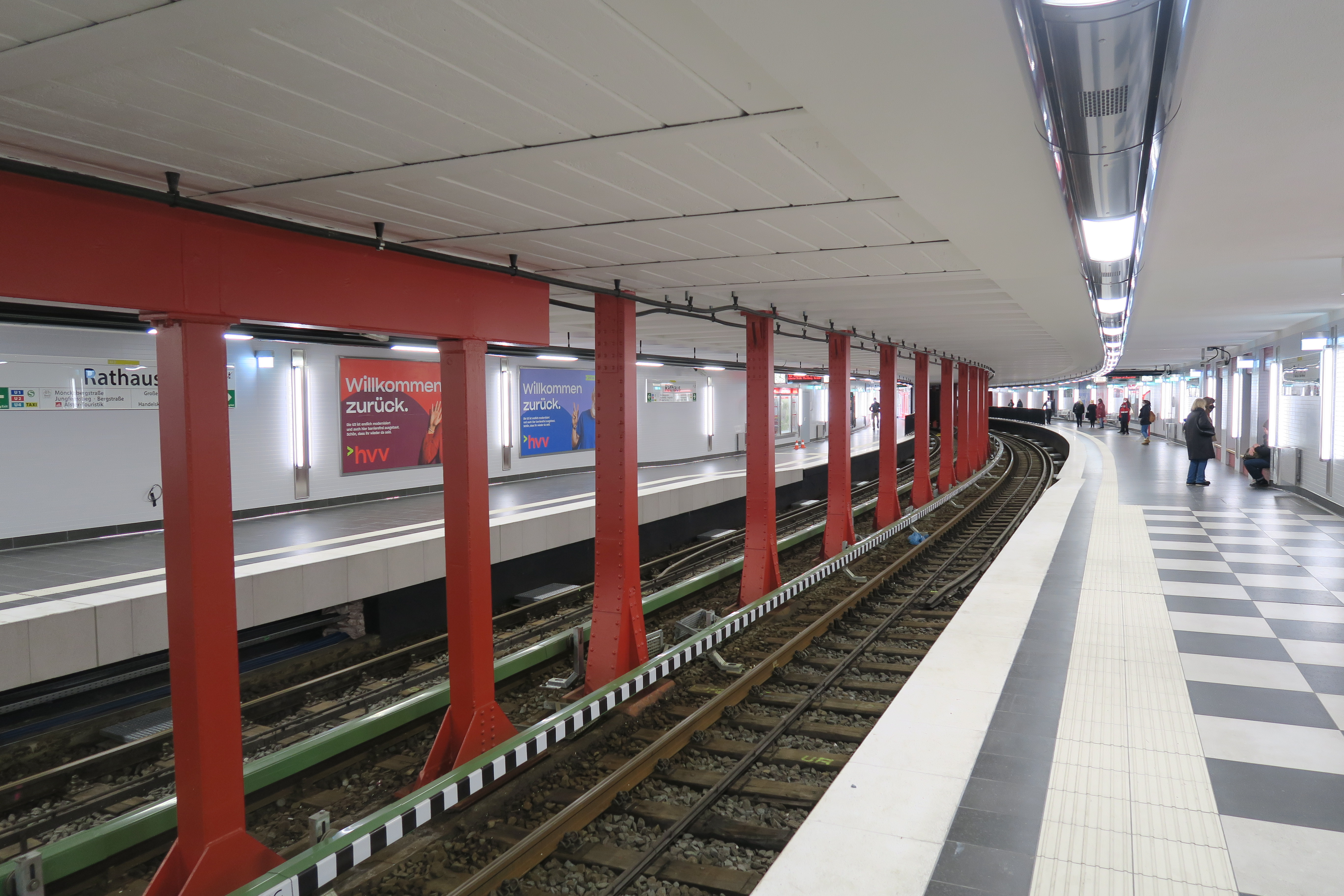
Nachträglich teilerhöhte Bahnsteige an der Station Rathaus, Hamburg
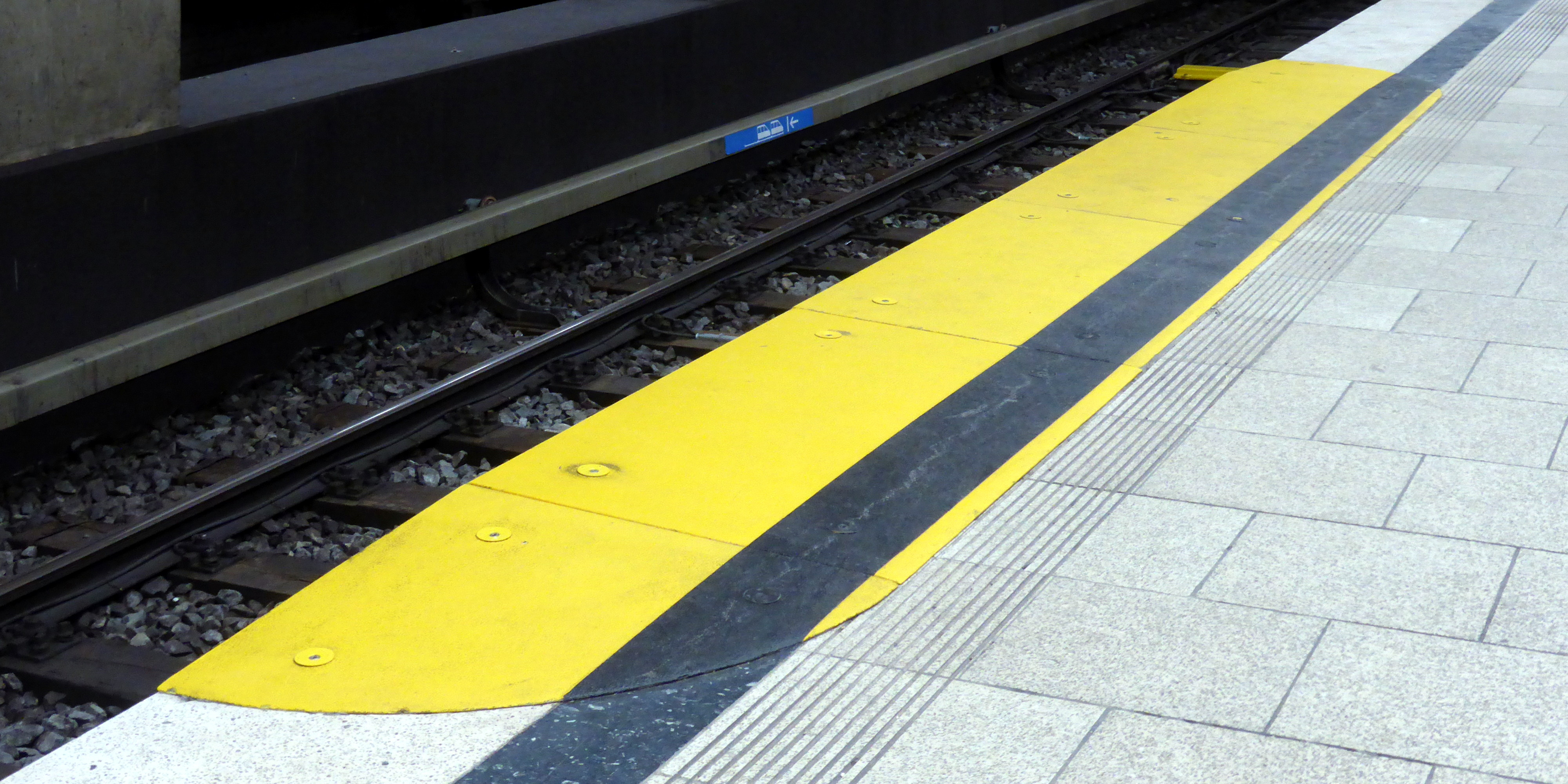
Nachträglich installierte Rollstuhlrampe auf einem Bahnsteig in München

Ein Sicherheitsrisiko sowie Hindernis für die Barrierefreiheit ist der in einigen Netzen teilweise vorhandene horizontale Spalt zwischen Bahnsteigkante und Wagenfußboden, der vor allem bei Bahnsteigen in engen Kurvenlagen auftritt, bei denen die Enden der rechteckigen Wagenkästen eines Zuges geometrisch bedingt einen anderen Abstand von der Bahnsteigkante haben als deren Mitte. Weiterhin weisen Stationen in älteren Netzen häufig einen Unterschied zwischen Bahnsteig- und Fußbodenhöhe der Fahrzeuge auf. Solche ausgeprägten horizontalen und vertikalen Abstände stellen insbesondere für Menschen mit verminderter körperlicher Beweglichkeit, mit Rollstühlen und Rollatoren sowie für Kinder und Personen mit Kleinwuchs ein Hindernis dar.
Zum Umgang hiermit sind zum einen Warnungen vor der Sturzgefahr verbreitet, beispielsweise das u. a. aus London bekannte Mind the gap (dt. Achten Sie auf die Lücke), in Form von Durchsagen und Schriftzügen etwa an der Bahnsteigkante. Sowohl stations- als auch fahrzeugseitig kann dem Problem teilweise durch ausfahrbare Schiebetritte begegnet werden, die den Spalt schließen bzw. seine Breite reduzieren. Ein weiterer stationsseitiger Ansatz ist die Verbreiterung des Bahnsteigs durch sogenannte gap filler (dt. Lückenfüller) in Form von Kunststofflamellen an der Bahnsteigkante, die stabil betreten werden können, in Horizontalrichtung jedoch so flexibel sind, dass sie dem an ihnen vorbeistreichenden Wagenkasten nachgeben. Zur Angleichung des Niveaus von Fahrzeugfußboden und Bahnsteig können letztere nachträglich erhöht werden, wobei aus Gründen der Kostenreduktion und/oder des Denkmalschutzes teilweise nur Teilerhöhungen erfolgen.
Zur sicheren und barrierefreien Gestaltung von Bahnsteigen sind in Deutschland die Regelungen des § 31 BOStrab einschlägig, weitere konkretisierende Empfehlungen zu Planung und Ausführung sind in der DIN 18040-3 enthalten. Die Regelungen der BOStrab schreiben einen möglichst geringen, maximal jedoch 25 cm großen horizontalen Abstand zwischen Bahnsteigkante und Fahrzeugfußboden, aufeinander abgestimmte Höhen von Bahnsteigoberkante und Fahrzeugfußboden, die einen bequemen Zu- und Ausstieg erlauben, die rutschhemmende Ausführung der Bahnsteigoberfläche und Maßnahmen zur Vorbeugung des Abstürzens von Personen an der Bahnsteigkante vor.

##### Zugluft

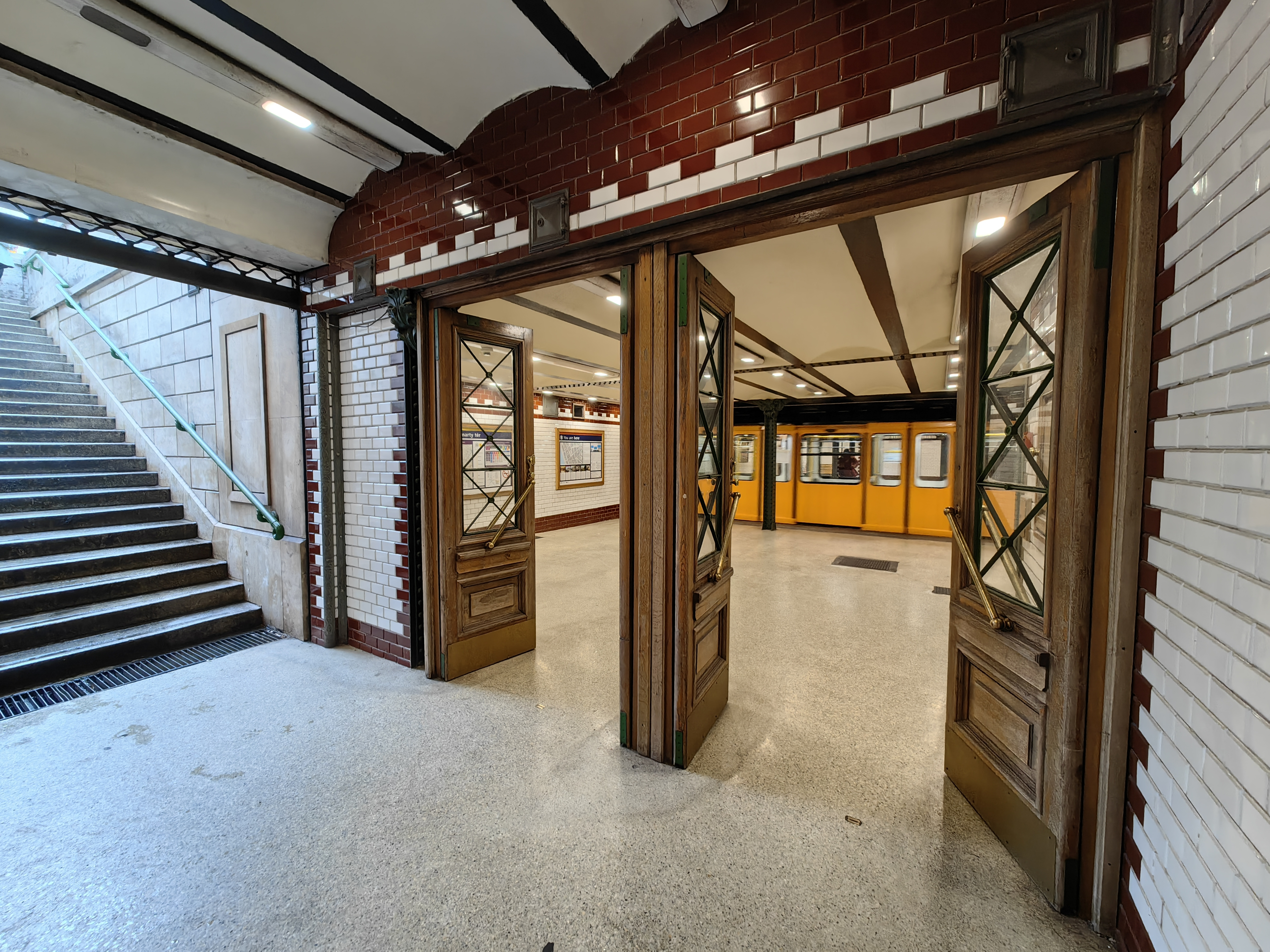
Holztüren zur Vermeidung von Zugluft in Budapest
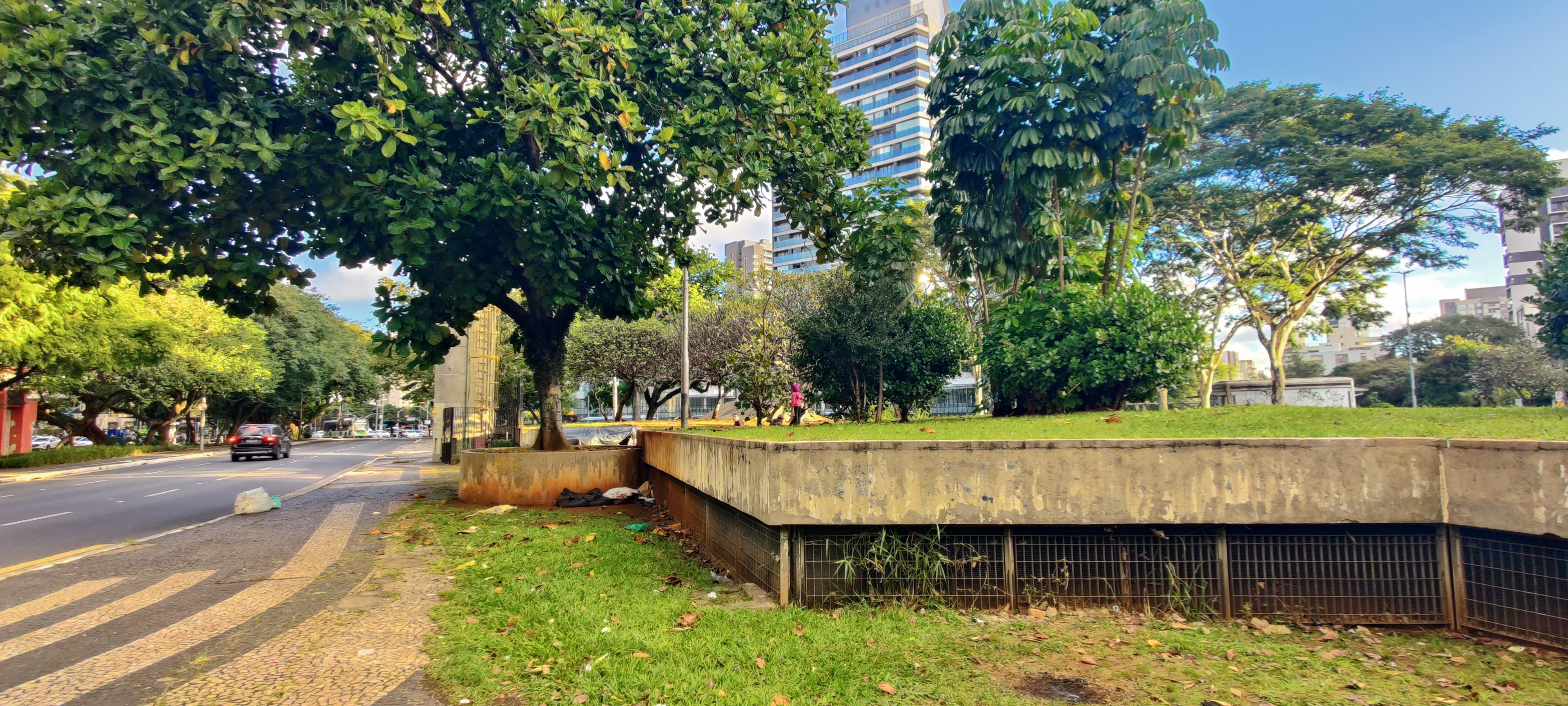
In eine Grünfläche integriertes Lüftungsbauwerk des Bahnhofs Paraíso, São Paulo
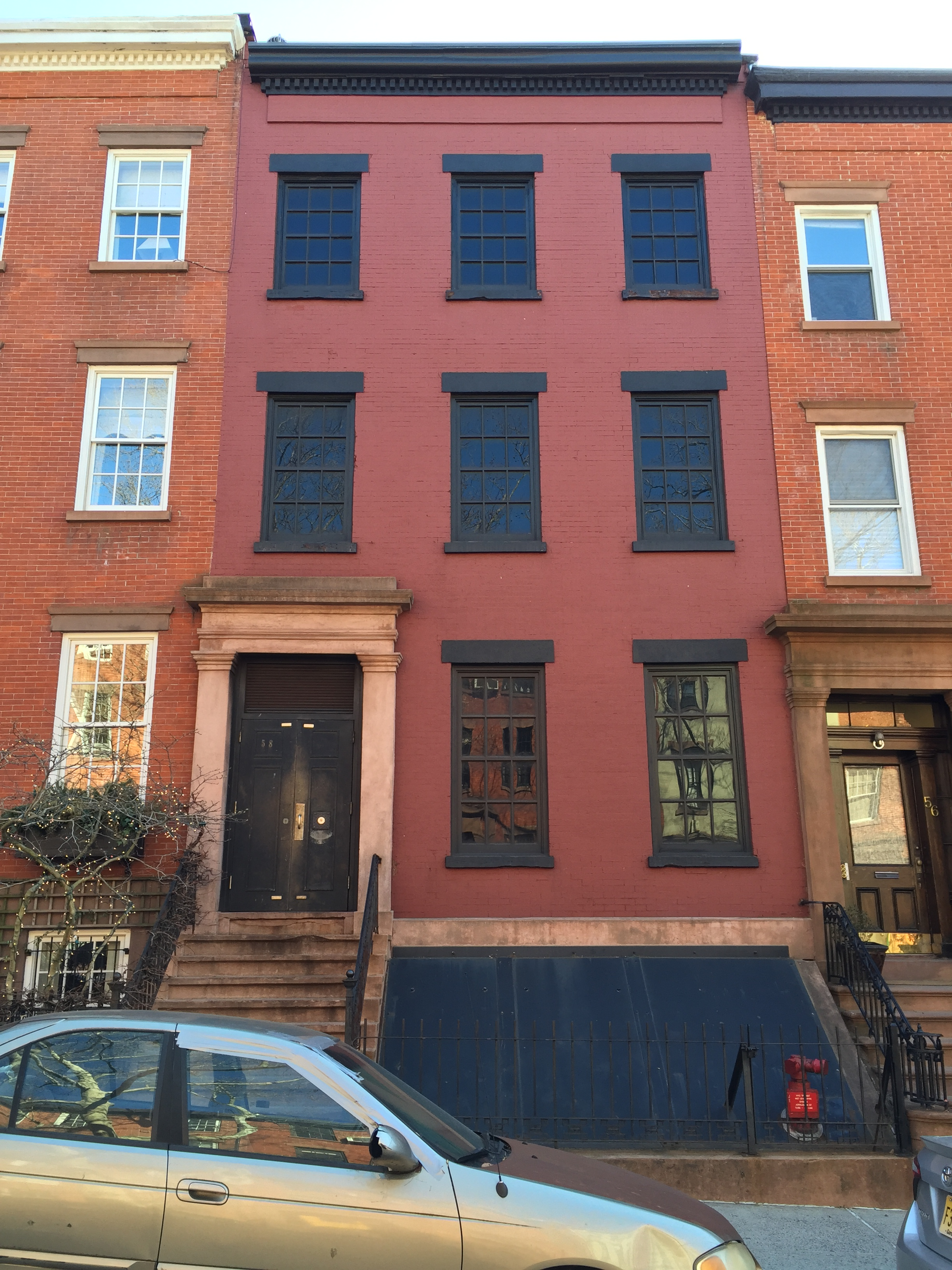
Straßenfassade 58 Joralemon Street, New York: 1907 zum Lüftungsbauwerk und Notausstieg umgebautes Wohngebäude
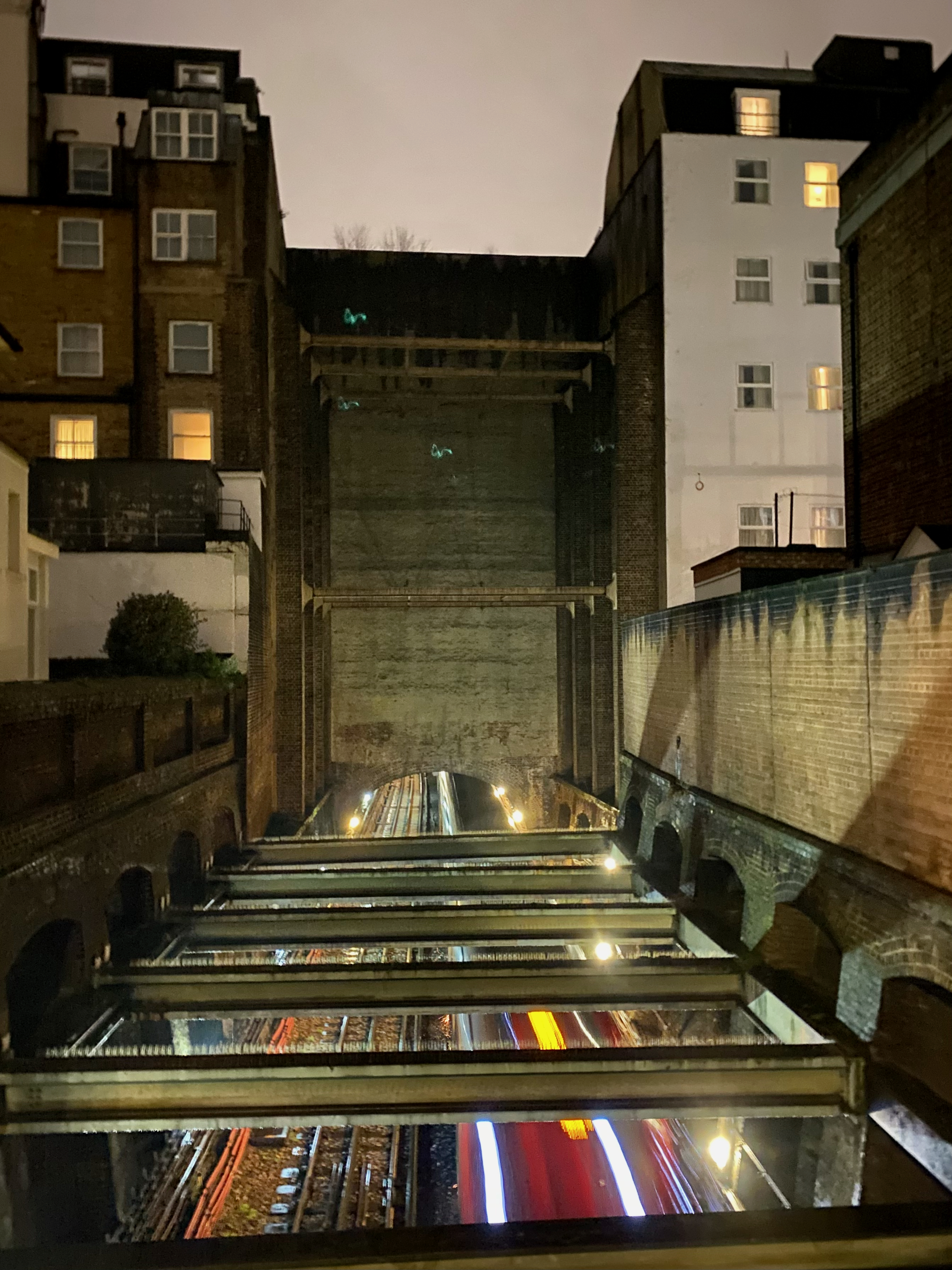
Rückseite 23–24 Leinster Gardens, London
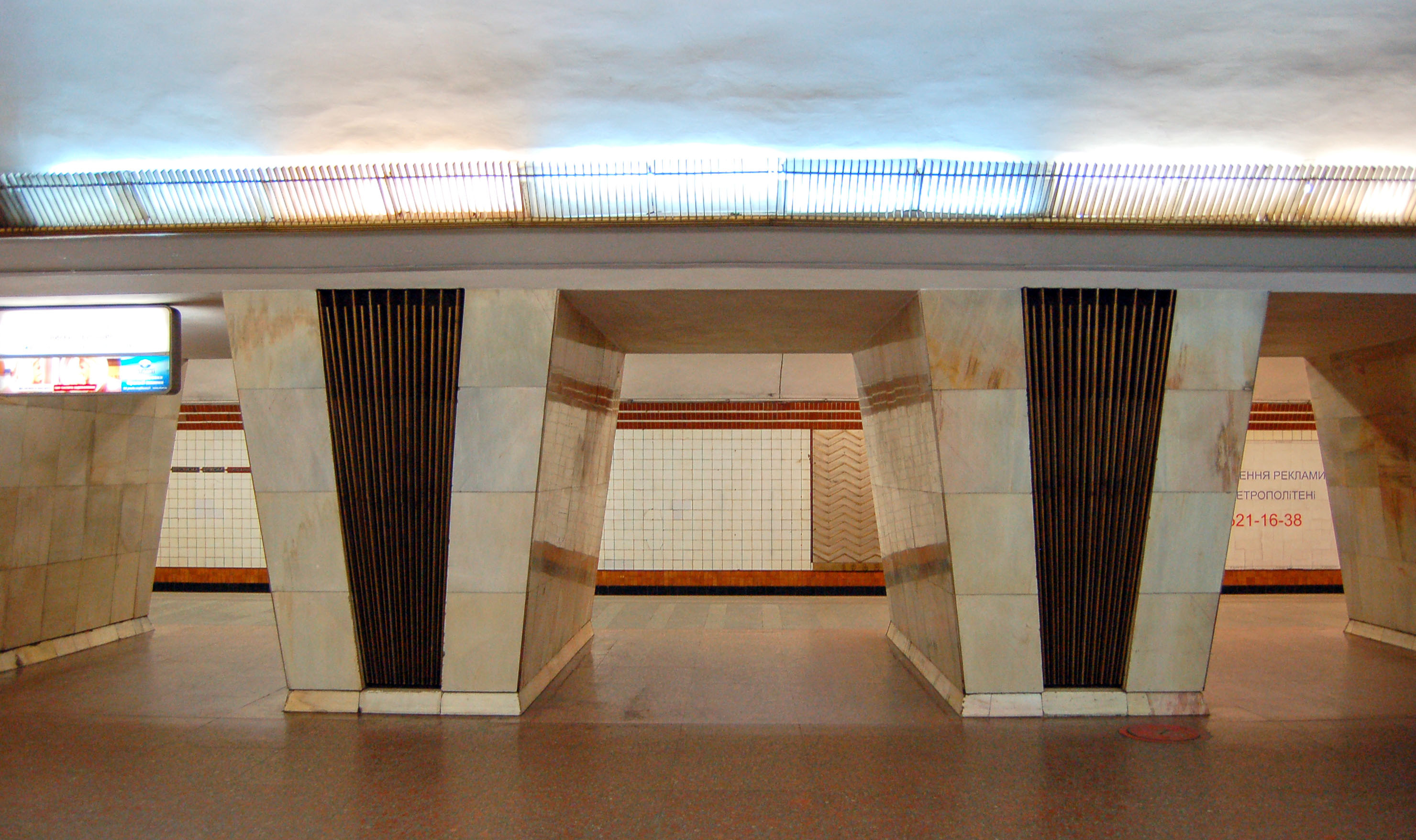
In die Stationsarchitektur integrierte Lüftungselemente, U-Bahnhof Polytechnisches Institut in Kiew

Die von Zügen bei Tunnelfahrt bewirkte Luftverdrängung erzeugt einen spürbaren Luftstoß vor und einen entsprechenden Sog hinter dem Fahrzeug, die eine Gefahr für auf dem Bahnsteig befindliche Personen darstellen können. In Wien beispielsweise ist die zulässige Geschwindigkeit des Luftstroms gesetzlich auf maximal 36 km/h beschränkt, andernfalls sind bauliche Gegenmaßnahmen an der Tunnelinfrastruktur zu ergreifen. Die Stationen der Földalatti in Budapest wurden aufgrund des beschriebenen Phänomens bereits 1915 mit winddichten Schwingtüren ausgestattet, um den bis dahin in den Zugängen sowie auf den Bahnsteigen spürbaren Luftzug zu unterbinden.
Weitere Maßnahmen, die der Vermeidung von Zugluft auf den Stationen dienen, sind Lüftungsbauwerke entlang der Strecke, die den Luftdruck an die Oberfläche abführen, sowie kürzere offene Streckenabschnitte. Teilweise werden diese Lüftungsbauwerke und Abschnitte städtebaulich und/oder freiraumplanerisch in den umgebenden Stadtraum integriert, teilweise werden hierzu auch bestehende Gebäude umgenutzt. Ein Beispiel für letzteren Fall ist das ursprünglich zum Wohnen genutzte Gebäude 58 Joralemon Street zwischen den Stationen Bowling Green und Borough Hall in New York, das 1907 von der IRT erworben und zum Lüftungsbauwerk und Notausstieg für den Joralemon Street Tunnel umgebaut wurde. Ähnlich hierzu sind die nur als Straßenfassade ausgeführten Scheingebäude 23–24 Leinster Gardens zwischen den Stationen Paddington und Bayswater in London, die einen im offenen Einschnitt gelegenen Streckenabschnitt der ursprünglichen Metropolitan Railway kaschieren, der wegen der anfangs hier eingesetzten Dampflokomotiven für den Rauchabzug angelegt worden war.

#### Benennung
Wie bei anderen öffentlichen Verkehrsmitteln werden auch für die Stationen von U-Bahnen mehrheitlich Namen verwendet, die vom jeweiligen Stationsstandort abgeleitet sind (Straßen- und Platznamen, besondere Bauwerke und Einrichtungen, Quartiers- und Stadtteilnamen etc.). Dabei wird im Interesse der einfachen und eindeutigen Zuordnung und Orientierung in fast allen Systemen der Welt jeder Name nur einmal pro Netz vergeben. Stationen, an denen sich mehrere Linien kreuzen, tragen üblicherweise auf allen Linien denselben Namen.
In germanischsprachigen Regionen werden Stationsnamen, die sich auf Straßen, Gassen, Plätze und dergleichen beziehen, in der Regel vollständig übernommen. In romanisch- und slawischsprachigen Regionen werden Namen dieses Typs hingegen mehrheitlich auf den jeweils namensgebenden Bestandteil verkürzt, beispielsweise Concorde für die Place de la Concorde in Paris, Diagonal für die Avinguda Diagonal in Barcelona, Duomo für die Piazza del Duomo in Mailand und Teatralnaja (Театральная) für den Teatralnaja Ploschtschad (Театральная площадь, dt. Theaterplatz) in Moskau.
Zahlreiche Netze in Regionen, die nicht bzw. nicht hauptsächlich das lateinische Schriftsystem verwenden, benutzen parallel zum im lokalen Schriftsystem geschriebenen Namen lateinische Transkriptionen und teilweise Transkriptionen in Schriftsysteme anderer regional bedeutender Sprachen. Weiterhin werden in Netzen nicht englischsprachiger Regionen die Namen von Stationen, die sich verstärkt an ein internationales Publikum richten (Flughäfen, Messe- und Kongresszentren, wichtige Bahnhöfe u. a.), häufig aus der lokalen Sprache ins Englische übersetzt.

##### Benennung in mehrsprachigen Städten

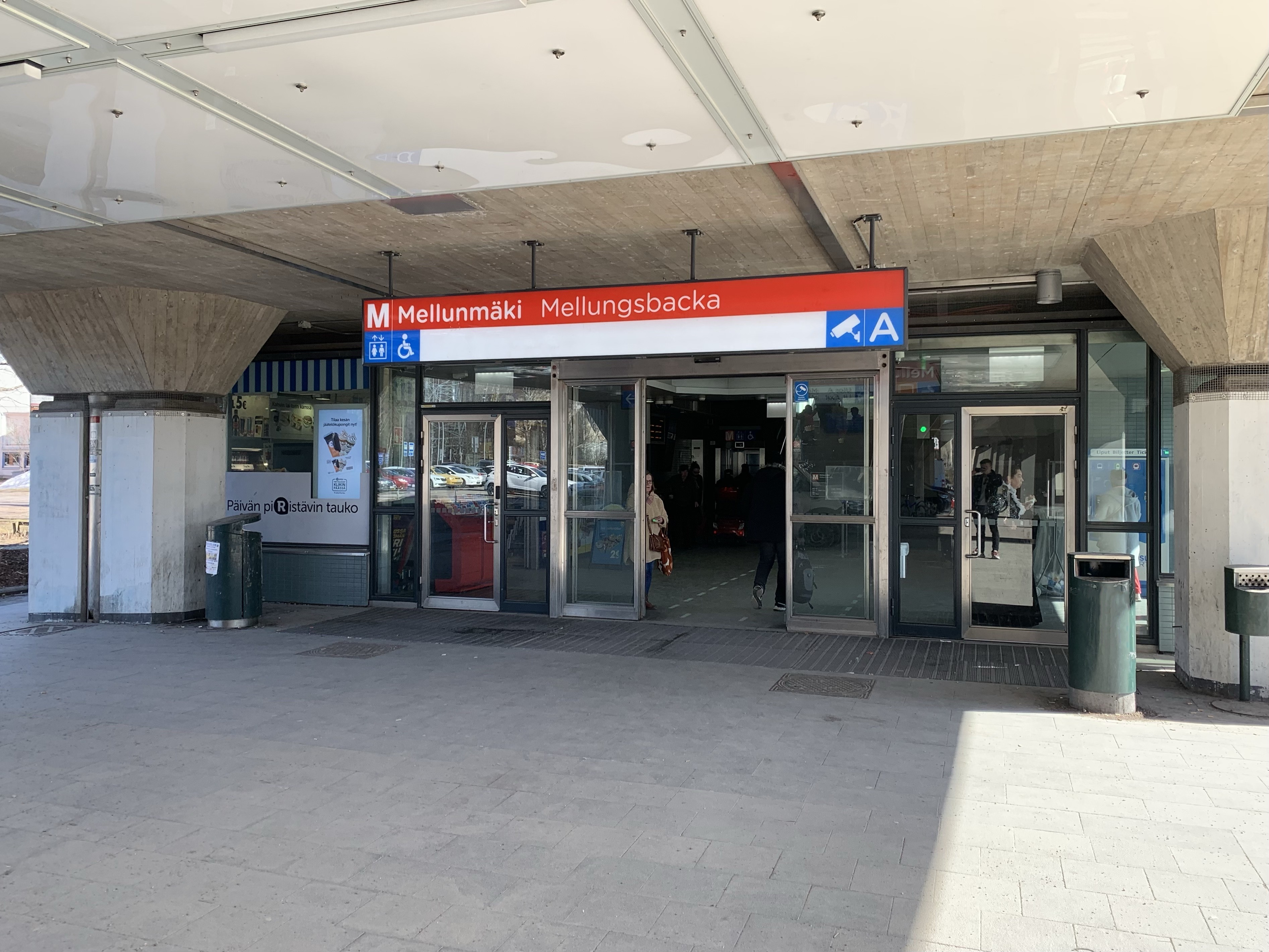
Zweisprachig benannte Station Mellunmäki/Mellungsbacka der Metro Helsinki
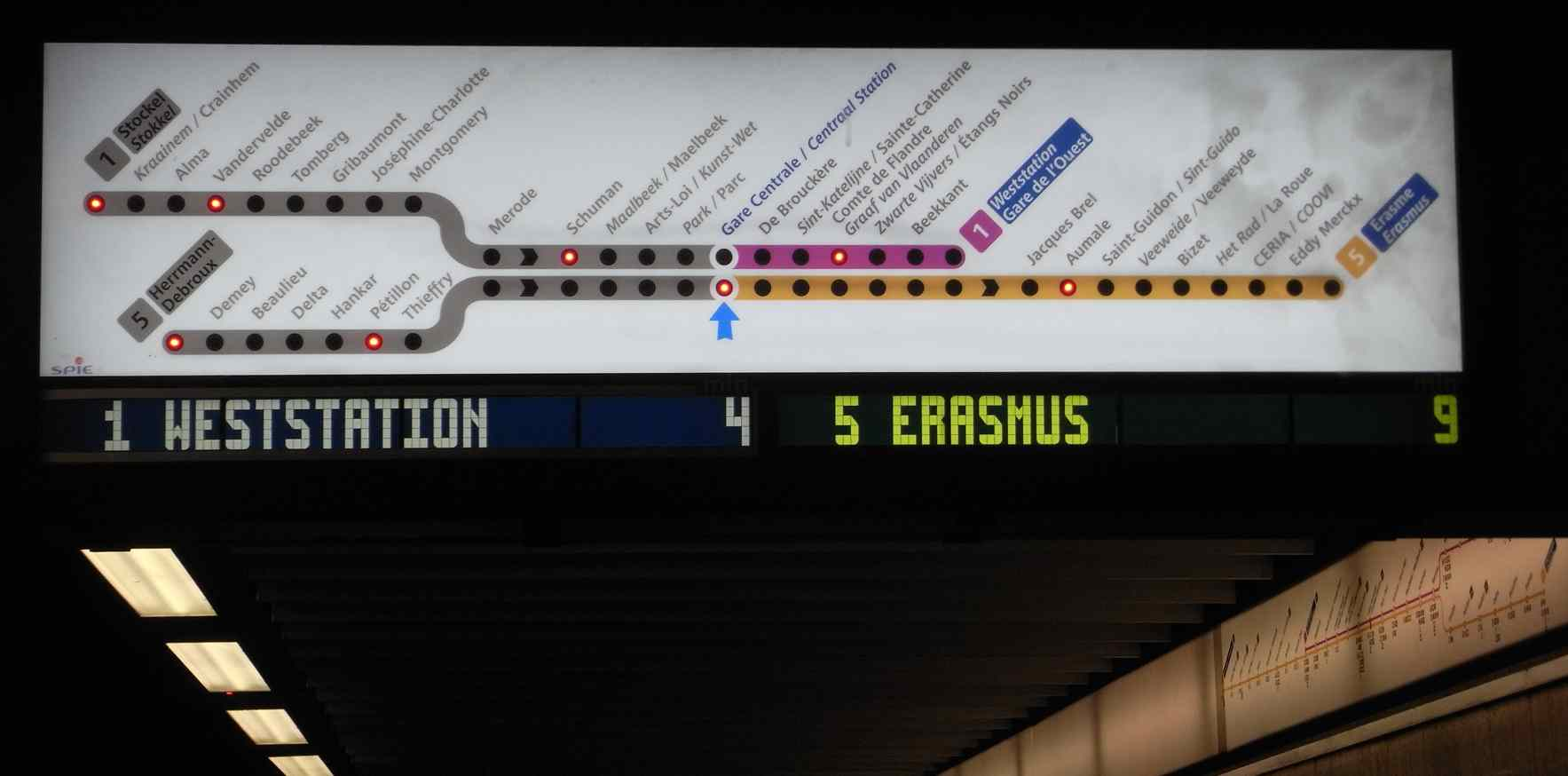
Zweisprachiges Linienband der Linien 1 und 5 der Metro Brüssel in der Station Gare Centrale/Centraal Station

In offiziell mehrsprachigen Städten und Regionen wird die Benennung von Stationen unterschiedlich gehandhabt. Die jeweiligen Regelungen bewegen sich häufig in einem Spannungsfeld zwischen Berücksichtigung der faktischen sprachlichen Mehrheitsverhältnisse auf der einen und sprachpolitischen (Ziel-)Setzungen auf der anderen Seite.
- Algier (Arabisch/Tamazight): Das System der algerischen Hauptstadt verwendet lediglich die arabische Sprache und verzichtet auf die Berücksichtigung der seit 2016 ebenfalls als Amtssprachen anerkannten Berbersprachen. Es wird jedoch zusätzlich Französisch verwendet, das aufgrund der kolonialen Geschichte Algeriens und der weiterhin engen Beziehungen zu Frankreich große Bedeutung als Lingua franca hat.
- Bilbao (Baskisch/Spanisch): Wie die gesamte Autonome Gemeinschaft des Baskenlandes sind Bilbao und die Provinz Bizkaia offiziell zweisprachig, während die deutliche Mehrheit der Bevölkerung in diesem Gebiet allerdings spanischsprachig ist und im Alltag entsprechend das Spanische vorherrscht. Mit wenigen Ausnahmen sind die Stationen jeweils einfach benannt, wobei überwiegend die baskischen Namen bzw. die baskischen Varianten der jeweiligen Ortsnamen (z. B. eu. Etxebarri statt es. Echévarri) verwendet werden.
- Barcelona (Katalanisch/Spanisch): Während Katalonien insgesamt zweisprachig ist, haben in Barcelona nur katalanischen Varianten von Ortsnamen offiziellen Charakter, was auch für die Namen der Metro-Stationen gilt.[38]
- Brüssel (Französisch/Niederländisch): Die Stationsbenennung in Brüssel spiegelt das komplexe Verhältnis zwischen französischer und niederländischer Sprache in der belgischen Hauptstadt und ihrem Umland wider. Grundsätzlich sind in Brüssel beide Sprachen Amtssprachen, die Mehrheit der Bevölkerung ist jedoch französischsprachig (siehe auch hier), gleichzeitig liegt Brüssel innerhalb der niederländischsprachigen Region Flandern.
Die Brüsseler Verkehrsbetriebe verwenden ein gemischtes System, das sich grundsätzlich am jeweiligen lokalen Sprachgebrauch orientiert und u. a. einsprachig französische und niederländische Ortsnamen, Doppelbenennungen mit der jeweiligen französischen und niederländischen Variante desselben Namens (z. B. Osseghem/Ossegem, Trône/Troon, Yser/IJzer) und zweisprachige Benennungen bei entsprechend zweisprachig benannten Straßen, Orten, Bauwerken und Einrichtungen (z. B. Botanique/Kruidtuin, Comte de Flandre/Graaf van Vlaanderen, Étangs Noirs/Zwarte Vijvers) umfasst. Zudem alterniert die Reihenfolge der Nennung des französischen und des niederländischen Namens von einer Station zur nächsten, sodass beide Sprachvarianten etwa gleich häufig zuerst genannt werden.
- Dublin (Englisch/Irisch): Für das in Planung befindliche Dubliner System ist wie bei den Stationen der Irish Rail und der Straßenbahn Dublin eine Benennung in beiden Sprachen vorgesehen, wobei wie bei Eisenbahn und Straßenbahn der irische Name jeweils zuerst genannt werden soll.[163][164]
Dieses Muster spiegelt die (symbolische) Bedeutung des Irischen für die nationale und kulturelle Identität der Republik Irland wider; während Art. 8 der irischen Verfassung bestimmt, dass die irische Sprache als nationale Sprache die erste offizielle Sprache Irlands sei, wird Englisch gem. Art. 9 der Verfassung lediglich als eine zweite offizielle Sprache anerkannt. Dem steht gegenüber, dass nach eigenem Bekunden zwar rund 40 Prozent der Bevölkerung über Kenntnisse des Irischen verfügen, jedoch weniger als 1,5 Prozent die Sprache täglich im Alltag verwenden (Werte für 2022),[165] während Erst- und Alltagssprache der weit überwiegenden Mehrheit und insbesondere der stärker urbanisierten Bevölkerungsteile Englisch ist.
- Helsinki (Finnisch/Schwedisch): In Helsinki, das wie ganz Finnland offiziell zweisprachig ist, tragen wie bei den Bahnhöfen der Finnischen Bahn alle Stationen Namen in beiden Sprachen, wobei der finnische stets zuerst genannt und in einer fetteren Schriftstärke dargestellt wird.
Dieser Vorrang des Finnischen spiegelt die deutliche Mehrheit der finnischsprachigen Bevölkerung wider, deren Anteil im gesamten Land bei 84,9 und in Helsinki bei 75 Prozent liegt, während der Anteil der schwedischsprachigen Bevölkerung bei 5,1 bzw. 5,5 Prozent liegt (Werte für 2023).[166]
- Hongkong (Chinesisch bzw. vorrangig Kantonesisch/Englisch): Es werden überwiegend kantonesische Namen und eine einfache lateinischen Transkription verwendet. Ausgenommen sind Ortslagen, die über einen etablierten englischsprachigen Namen (z. B. Admirality für 金鐘 (dt. Goldene Glocke), Causeway Bay für 銅鑼灣 (dt. Kupfer-Gong-Bucht)) oder eine etablierte englische Übersetzung (z. B. Central für 中環, Fortress Hill für 炮台山, North Point für 北角) verfügen, wo stattdessen diese neben dem kantonesischen Namen verwendet werden.
- Ottawa (Englisch/Französisch): Die Confederation Line/Ligne de la Confédération erschließt sowohl die offiziell zweisprachige kanadische Hauptstadt Ottawa in der Provinz Ontario als auch deren im angrenzenden Québec gelegene, offiziell einsprachig französische Zwillingsstadt Gatineau. Während im Alltag in Ottawa das Englische und in Gatineau das Französische dominiert, beherrscht ein großer Teil der Bevölkerung, insbesondere in Gatineau, beide Sprachen fließend.[167]
Bei einer ähnlich komplexen sprachlichen Situation wie in Brüssel tragen die Stationen hier mit Ausnahme von Parliament/Parlement lediglich einen Namen, der jeweils so gewählt wurde, dass er für Sprecher beider Sprachen leicht verständlich, auszusprechen und zu schreiben ist.[168]
- Rennes (Französisch/Bretonisch/Gallo): Die Stationen sind einsprachig französisch benannt, jedoch ist die Beschilderung aller Stationen der jüngeren Linie b dreisprachig in Französisch, Bretonisch und Englisch aufgeführt, zusätzlich ist die Beschilderung an einzelnen Stationen der älteren Linie Linie a neben französisch zusätzlich bretonisch oder auf Gallo ausgeführt.[169]
- Valencia (Valencianisch/Spanisch): In Valencia, dass wie die gesamte Valencianische Gemeinschaft zweisprachig ist, haben sowohl die valencianische als auch spanische Variante von Ortsnamen offiziellen Status und die Mehrheit der Bevölkerung ist spanischsprachig, jedoch werden für die Metro-Stationen ausschließlich valencianische Namen verwendet.[38]

##### Stationsnummerierung und Stationslogos

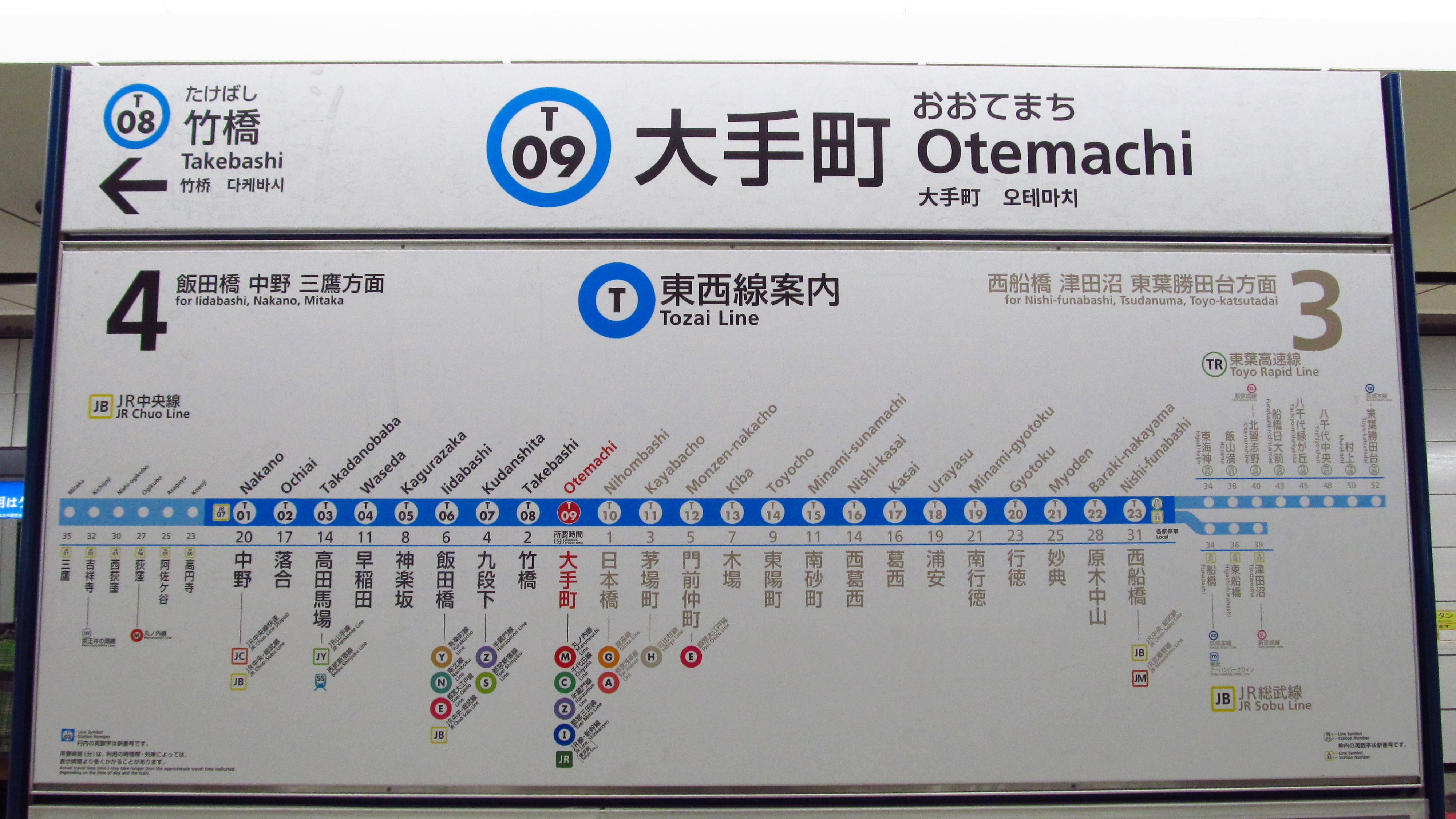
Ōtemachi, Tokio: Linienband der Tōzai Line mit Stationsnummer (T09), Vollname in Kanji (大手町) und Transkriptionen in Hiragana (おおてまち), Rōmaji, Chinesisch (大手町) und Hangeul (오테마치)
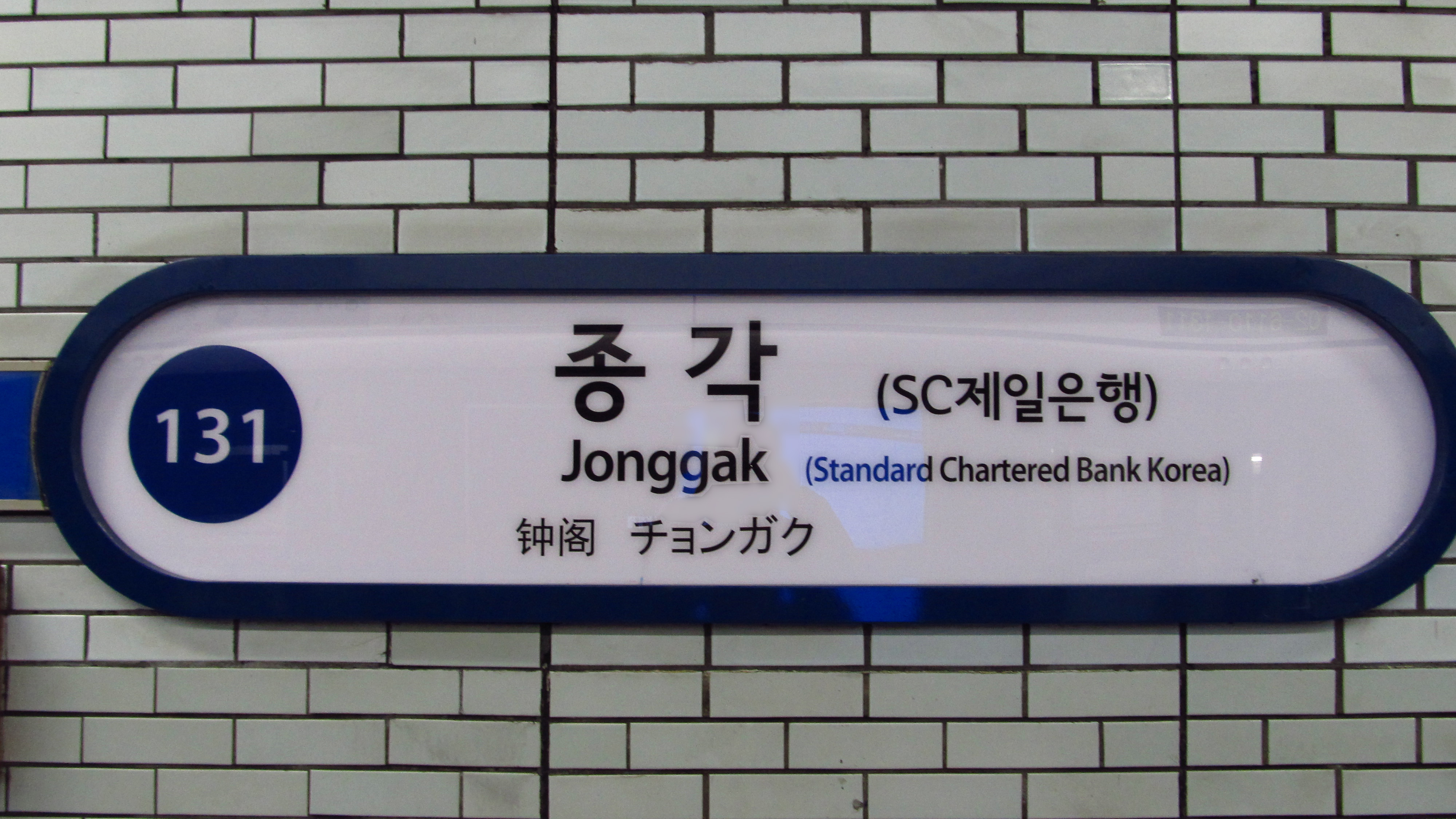
Jonggak, Seoul: Stationsnummer (131), Vollname in Hangeul (종각) und Transkriptionen in revidierter Romanisierung, vereinfachtem Chinesisch (钟阁; als Langzeichen sowie Hanja: 鐘閣) und Katakana (チョンガク)
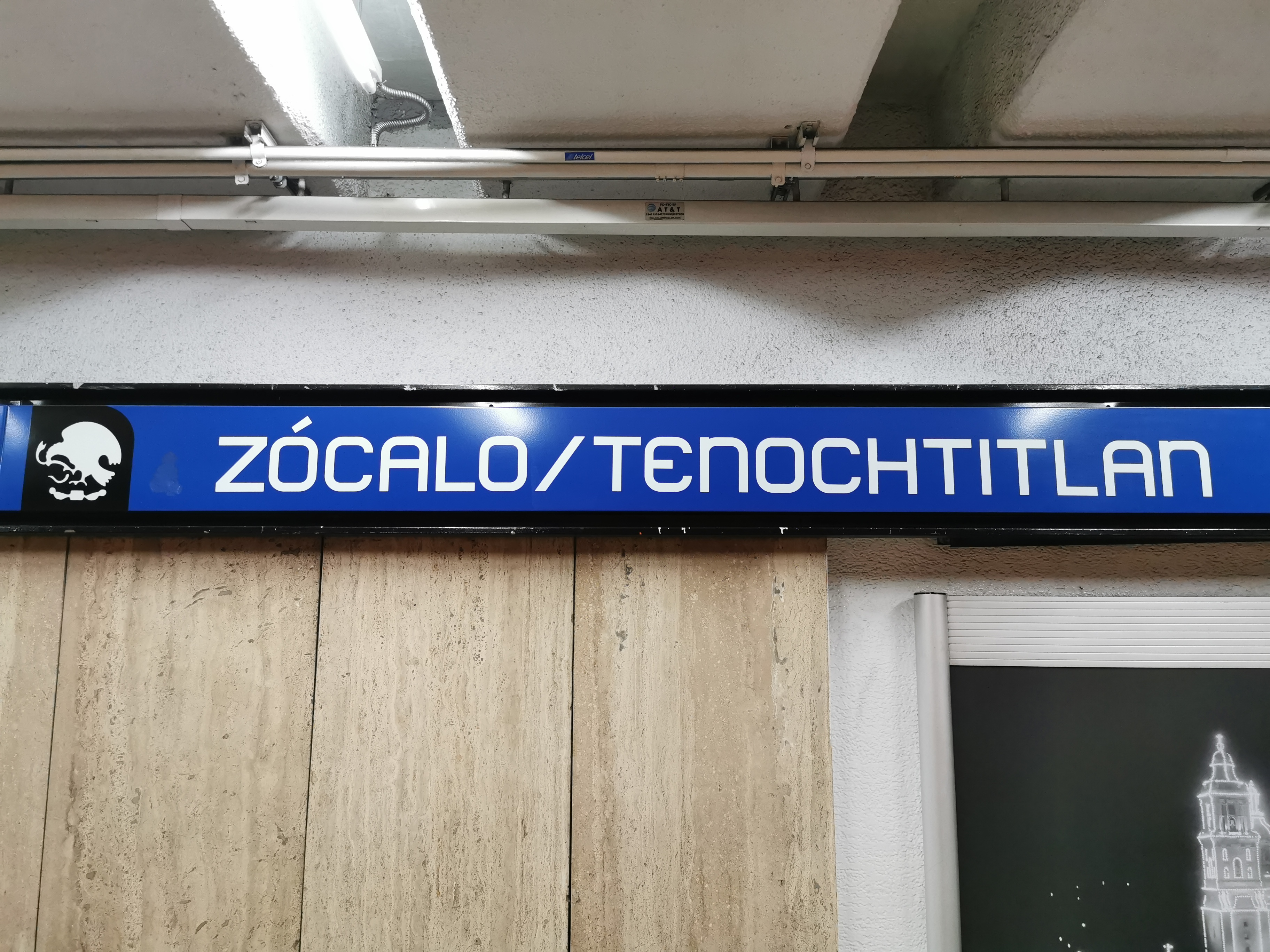
Zócalo/Tenochtitlan, Mexiko-Stadt: Schild mit Vollname und Stationslogo (Adler, Schlange und Kaktus)
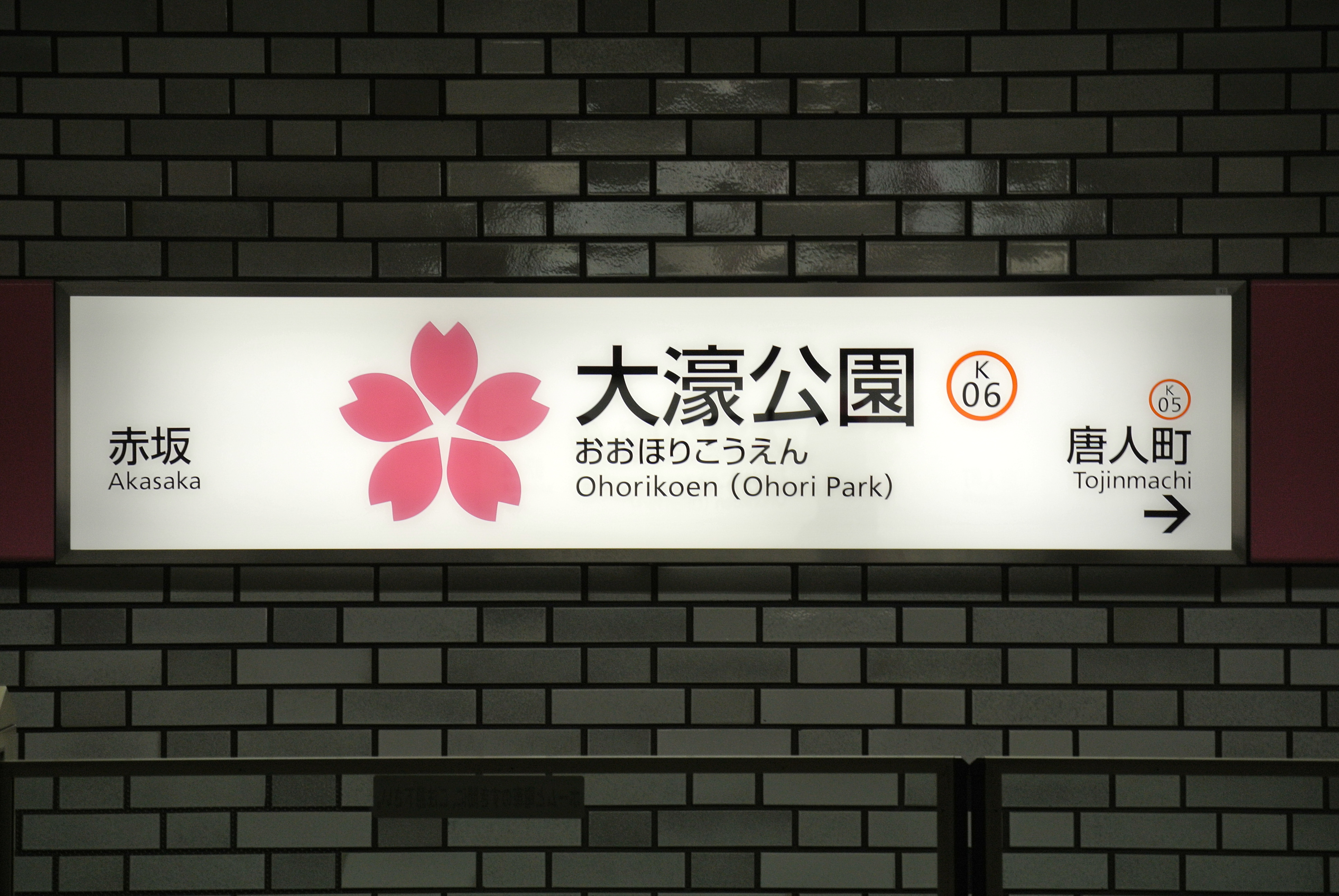
Ōhorikōen, Fukuoka: Stationslogo (japanische Kirschblüte), Vollname in Kanji (大濠公園) und Transkriptionen in Hiragana (おおほりこうえん) und Rōmaji, englische Übersetzung und Stationsnummer (K06)

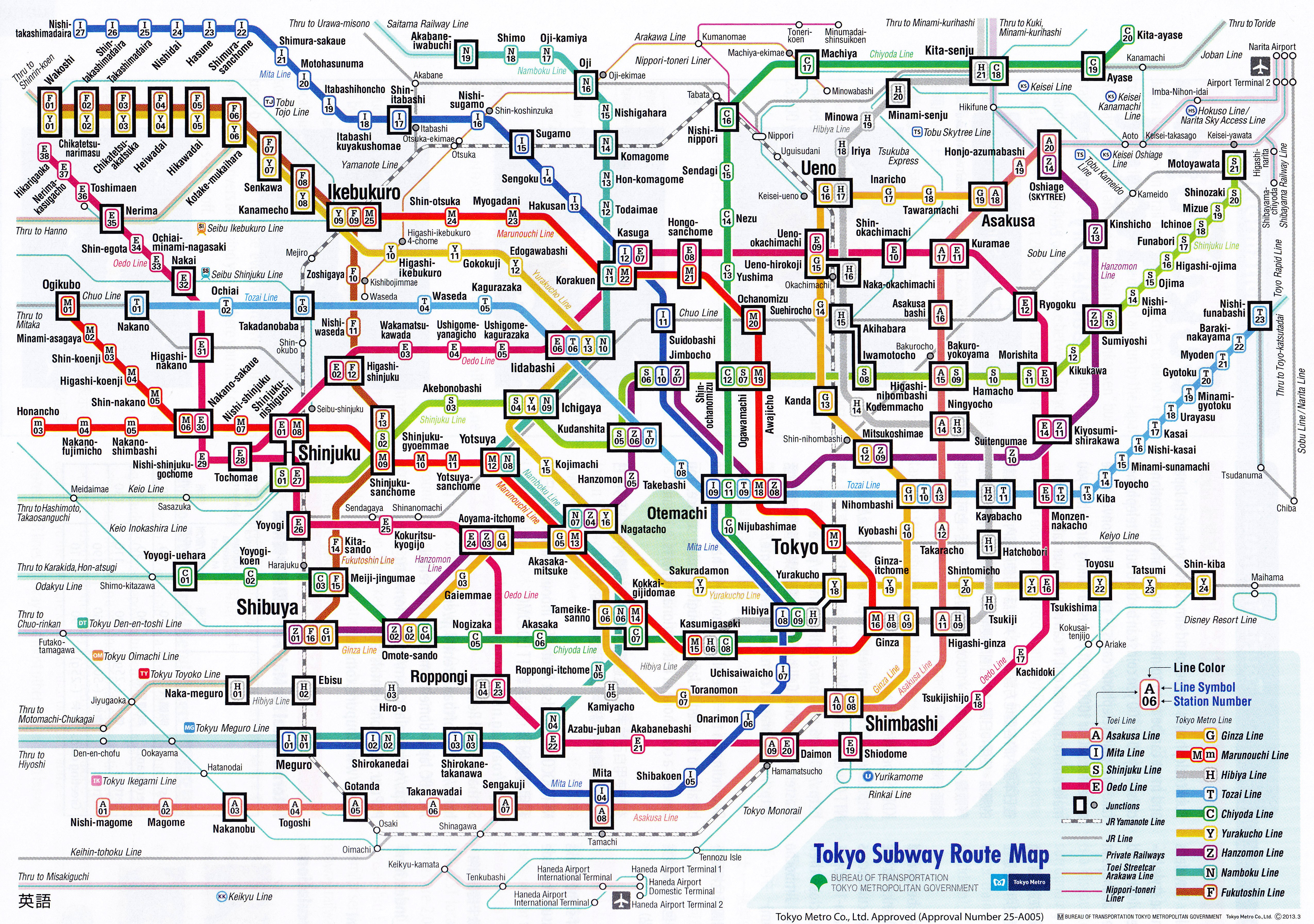
Englischsprachige Version des offiziellen gemeinsamen Netzplans von Tōkyō Metro und Toei mit nummerierten Stationen, Stand 2013

Eine vorwiegend in asiatischen Netzen verbreitete Praxis ist die Nummerierung von Stationen, bei der jede Haltestelle zusätzlich zu ihrem im jeweils lokal verwendeten, nicht lateinischen Schriftsystem geschriebenen Namen ein Kurzzeichen, häufig in Form eines lateinischen Buchstabens und einer fortlaufenden, mit arabischen Ziffern geschriebenen Nummer, trägt. Auf diese Weise wird die Orientierung für Personen vereinfacht, die nicht in der Lage zum Lesen des lokalen Schriftsystems sind. Die Stationen sind dabei von einem Linienende zum anderen durchnummeriert, Umsteigestationen tragen entsprechend der Anzahl der sich dort berührenden Linien und der Position im Verlauf der einzelnen Linie mehrere Kurzzeichen. So verwendet der von fünf Linien bediente Netzknoten Ōtemachi der Tokioter U-Bahn die Kurzzeichen C11 (Chiyoda Line), I09 (Mita Line), M18 (Marunouchi Line), T09 (Tōzai Line) und Z09 (Hanzōmon Line). In zahlreichen japanischen Systemen werden zudem Transkriptionen der in Kanji geschriebenen Stationsnamen in Kana verwendet, sodass Namen beispielsweise von Kindern und Sprachlernenden, die die verwendeten Kanji noch nicht beherrschen, phonetisch gelesen werden können.
Einen ähnlichen Ansatz wie die Stationsnummerierung verfolgt das in Mexiko-Stadt entwickelte System, bei dem jede Station zusätzlich zu ihrem Namen ein individuelles grafisches Zeichen trägt, das sich auf den Namen, die Geschichte des Standorts oder ein dort gelegenes markantes Bauwerk oder Objekt bezieht. Beispielsweise zeigt das Logo der Station Zócalo/Tenochtitlan am zentralen Platz der mexikanischen Hauptstadt einen Adler, eine Schlange und einen Kaktus und spielt hiermit sowohl auf den Gründungsmythos von Tenochtitlan, der historisch an diesem Ort gelegenen Hauptstadt des Aztekenreichs, als auch auf das an diesen Mythos angelehnte moderne Wappen Mexikos und hiermit auf die Bedeutung des Platzes als politisches (Sitz von Präsident und Regierung), geistliches (Sitz des Erzbischofs von Mexiko) und ideelles Zentrum Mexikos an. Das System wurde u. a. eingeführt, um der zum Zeitpunkt des Baus der U-Bahn hohen Zahl von Analphabeten in der mexikanischen Gesellschaft die Nutzung des Verkehrsmittels zu erleichtern, wurde als charakteristisches Element der grafischen Gestaltung des Systems jedoch auch bei späteren Erweiterungen fortgeführt. Die U-Bahnen von Fukuoka, Monterrey und Toulouse sowie das Linimo-System in Aichi verwenden ähnliche Systeme.

###### Namenssponsoring

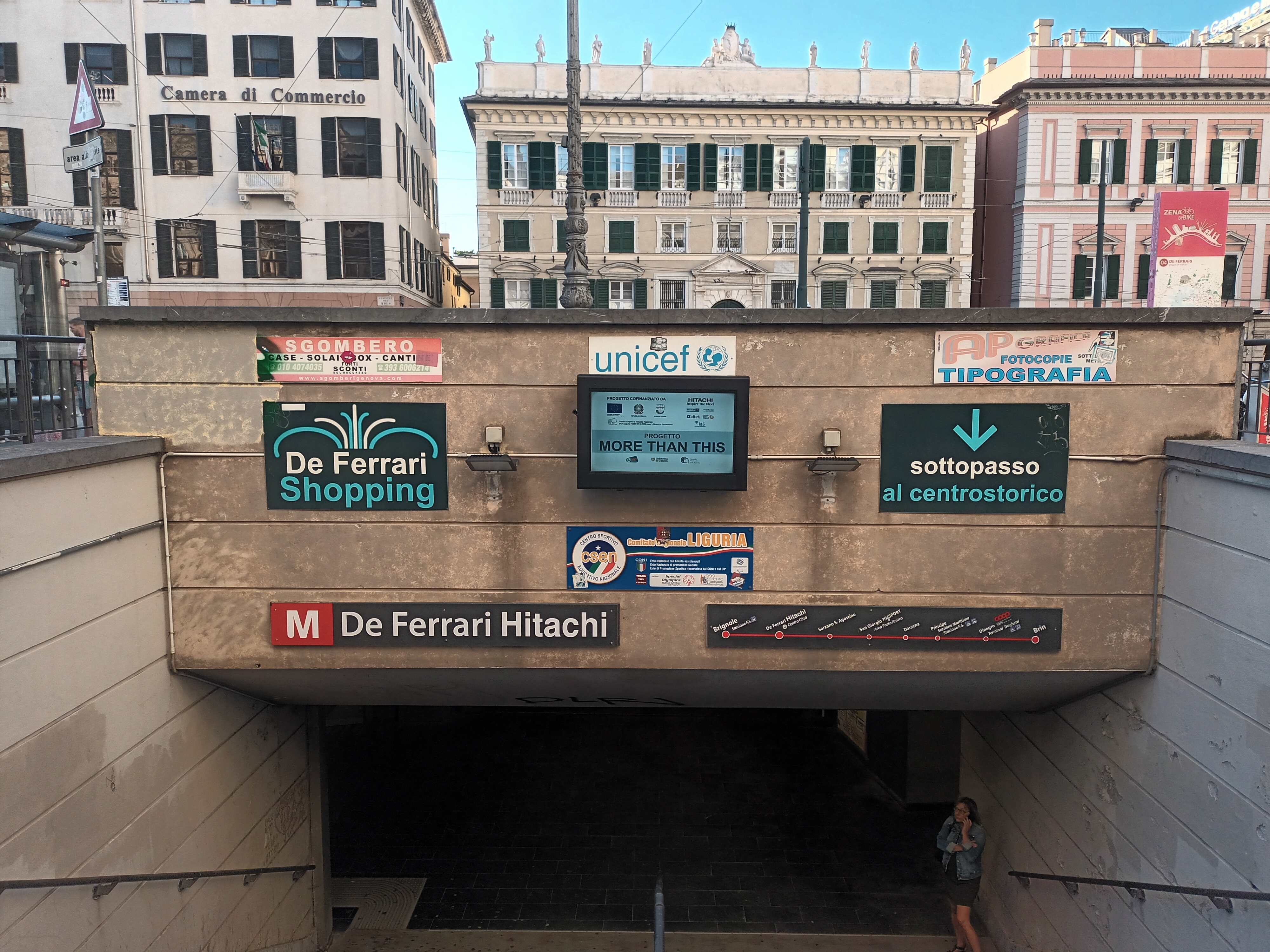
De Ferrari Hitachi (De Ferrari × Hitachi) Genua, seit 2020
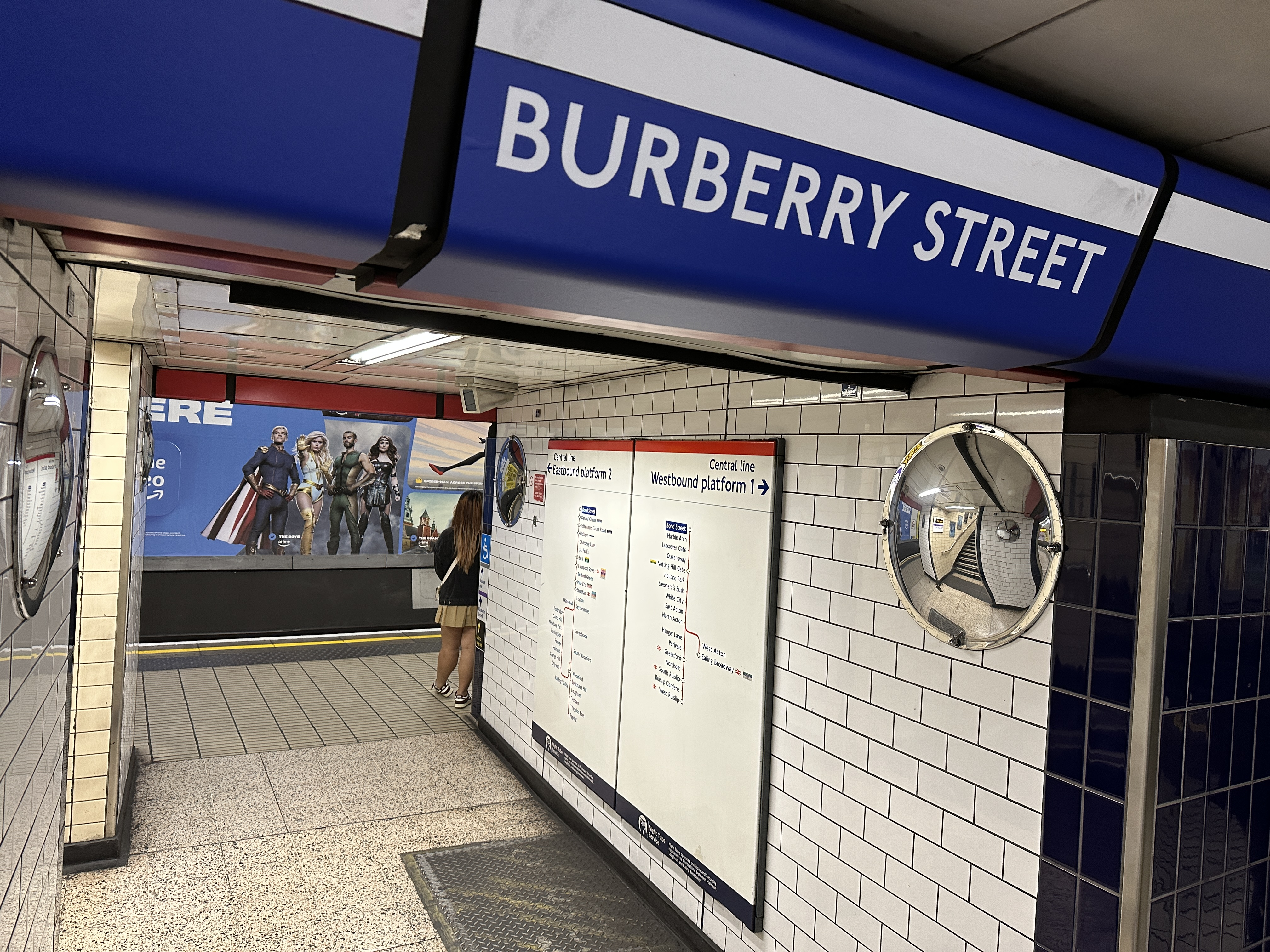
Burberry Street (Bond Street × Burberry) London, 2023
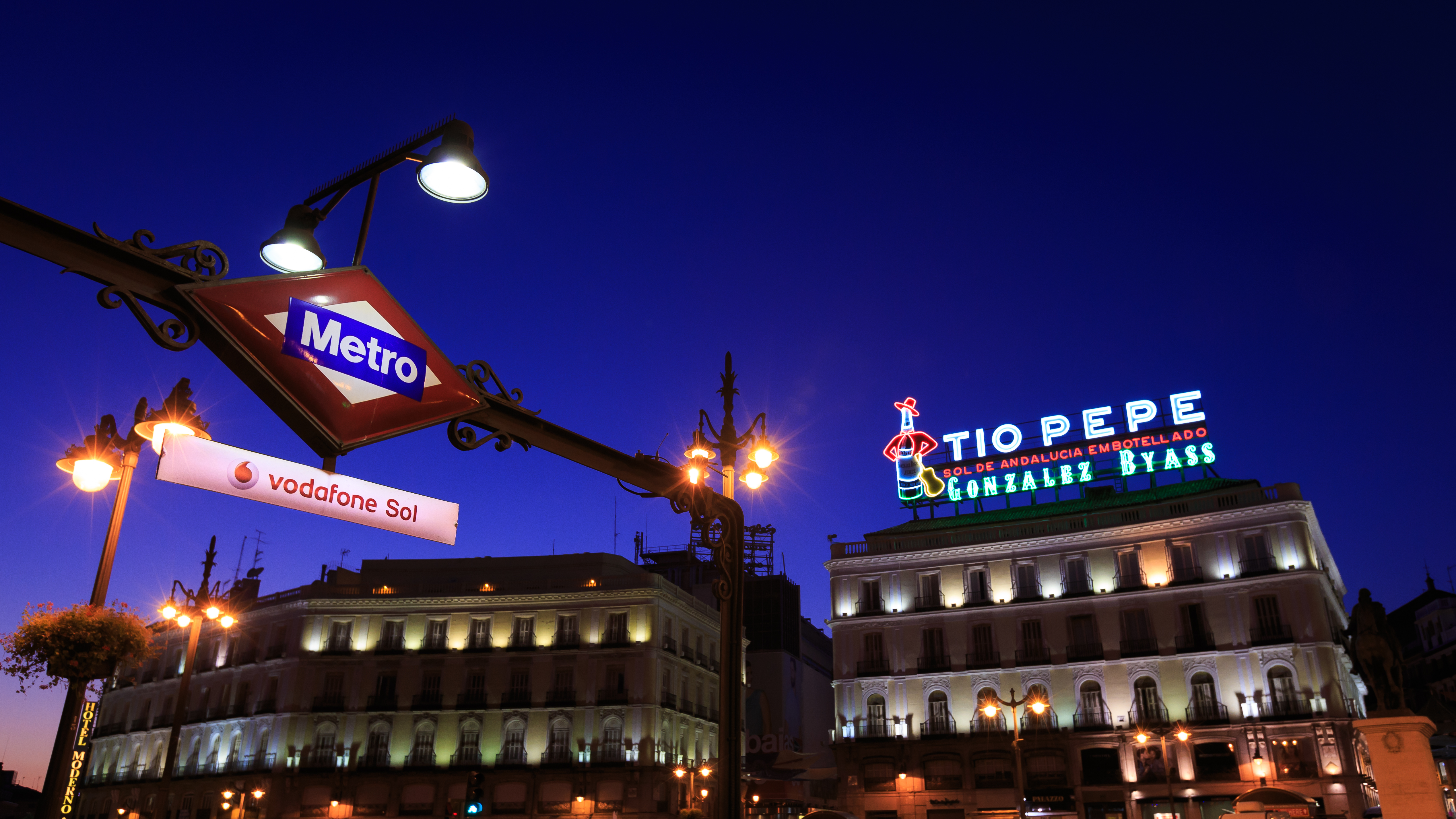
Vodafone Sol (Sol × Vodafone Group) Madrid, 2013–2016
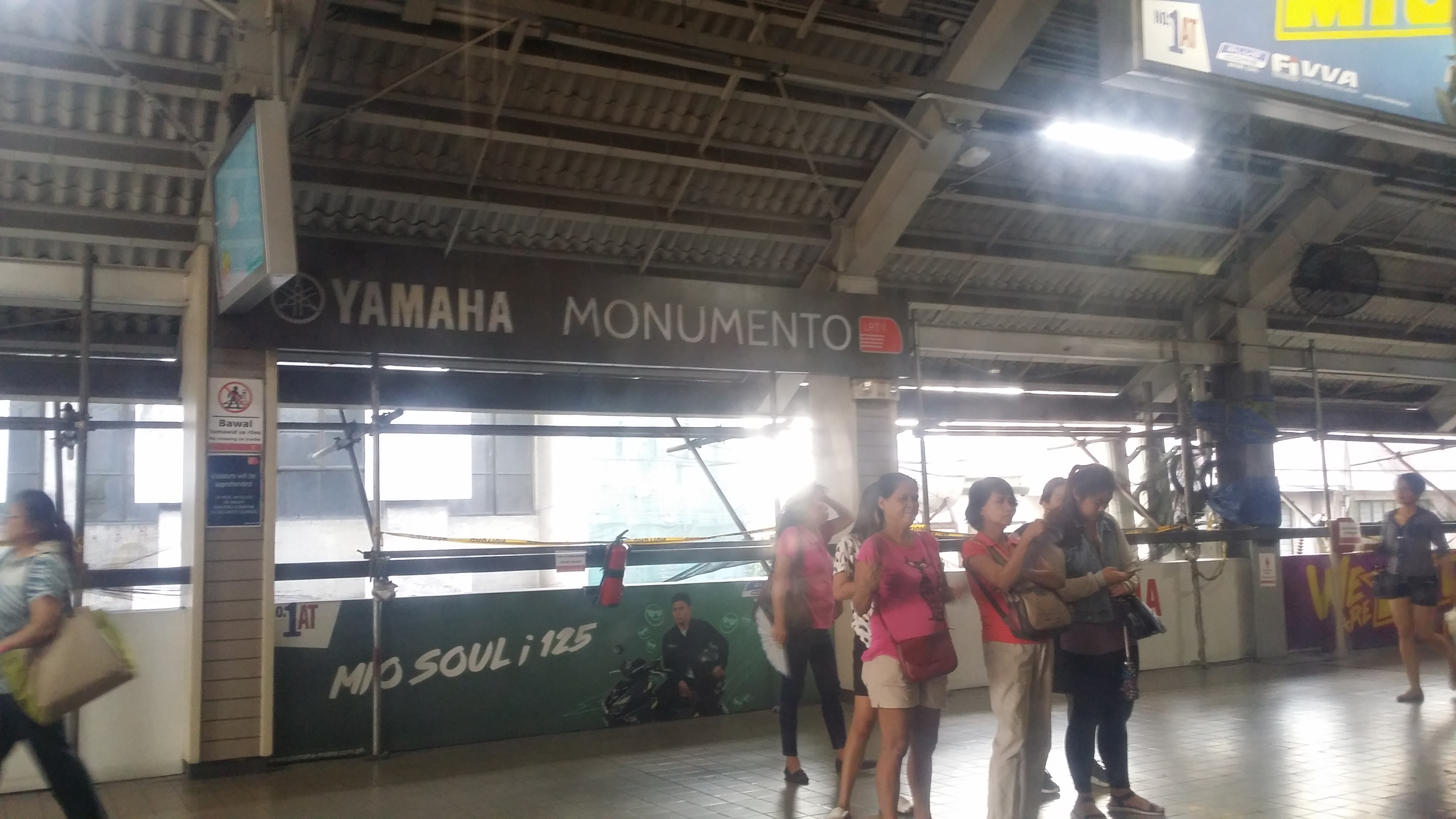
Yamaha Monumento (Monumento × Yamaha Motor Company) Manila, 2018–2021
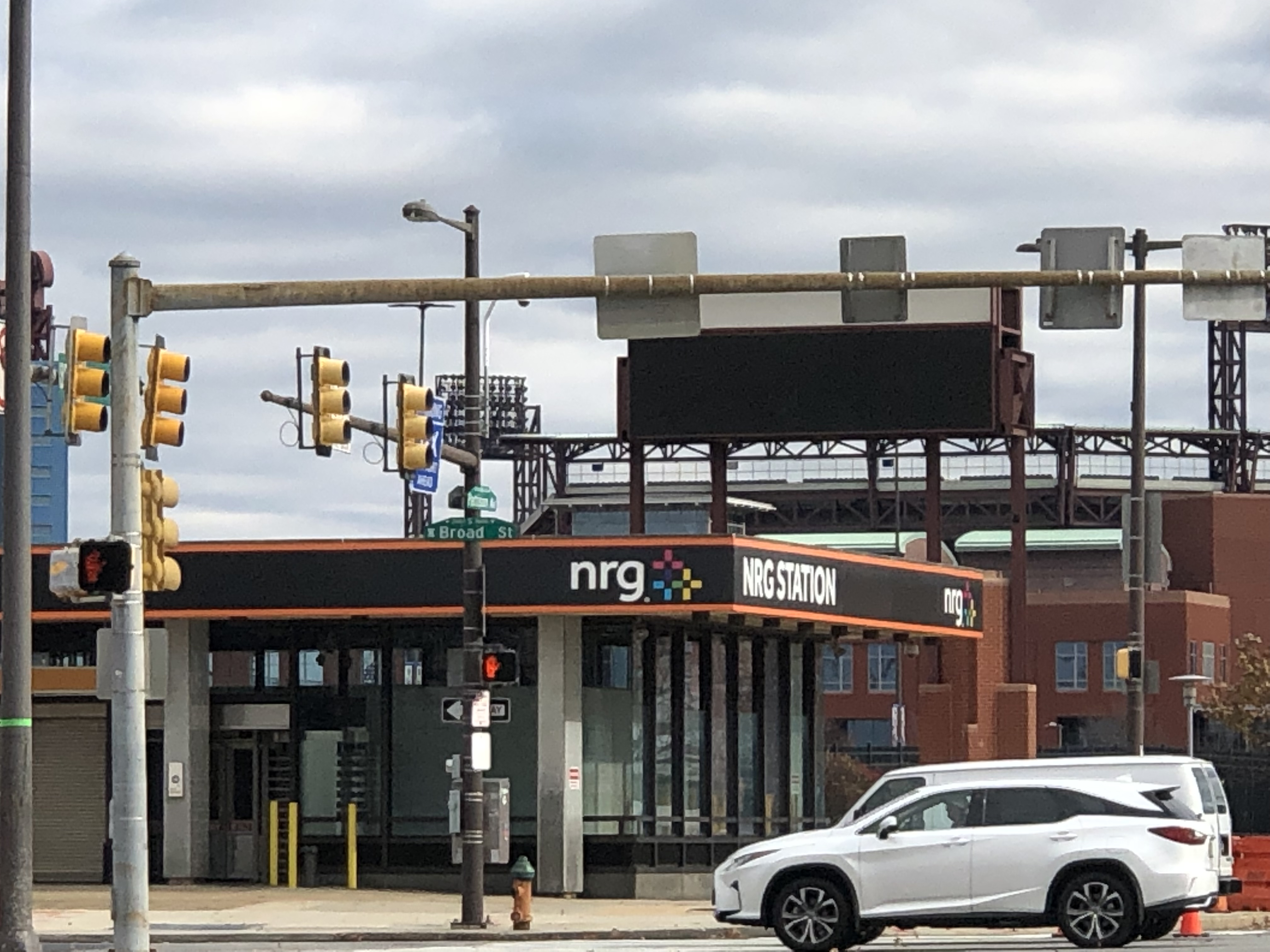
NRG Station (Pattison Avenue × NRG Energy) Philadelphia, seit 2018
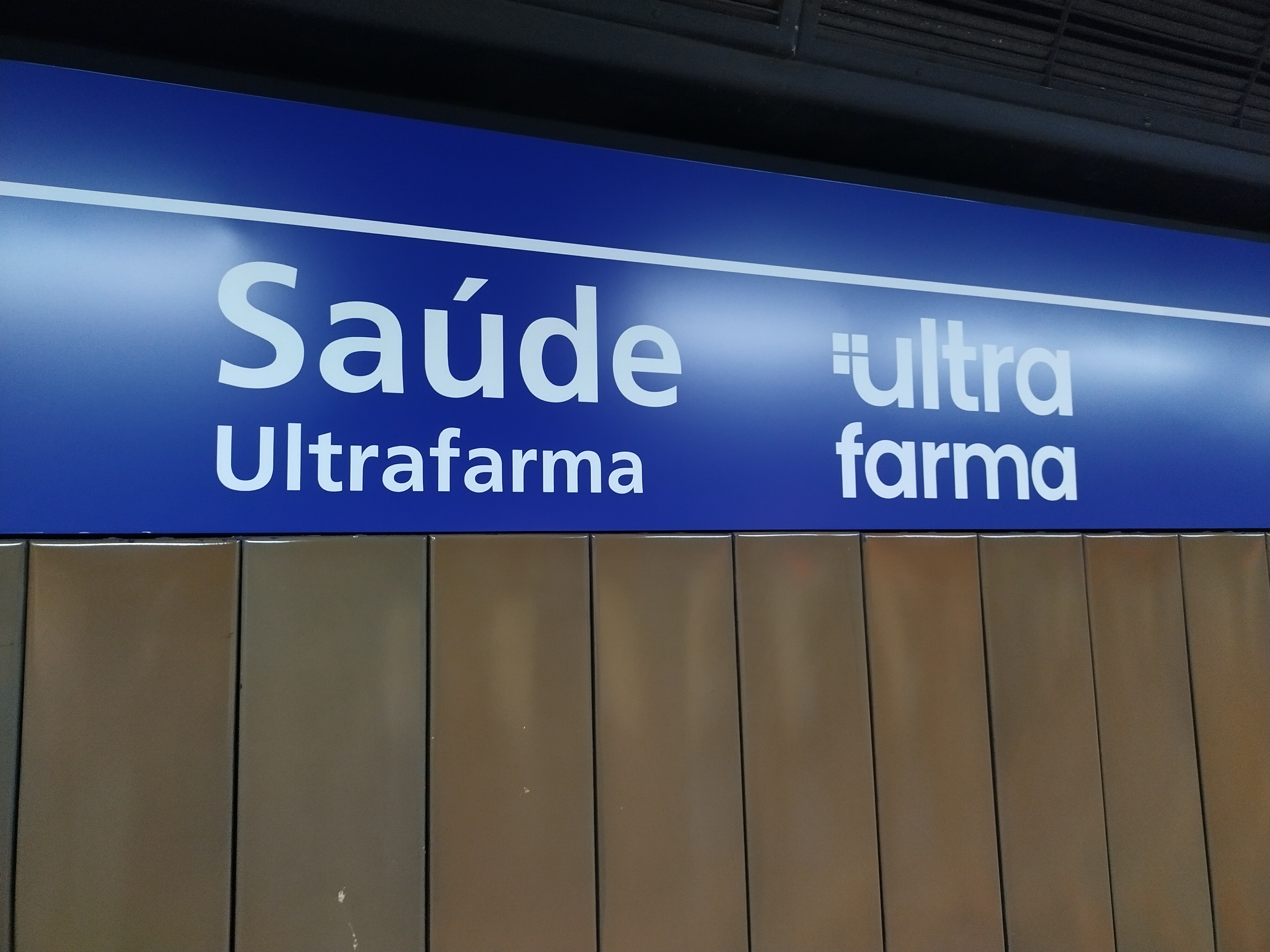
Saúde Ultrafarma (Saúde × Ultrafarma) São Paulo, seit 2022
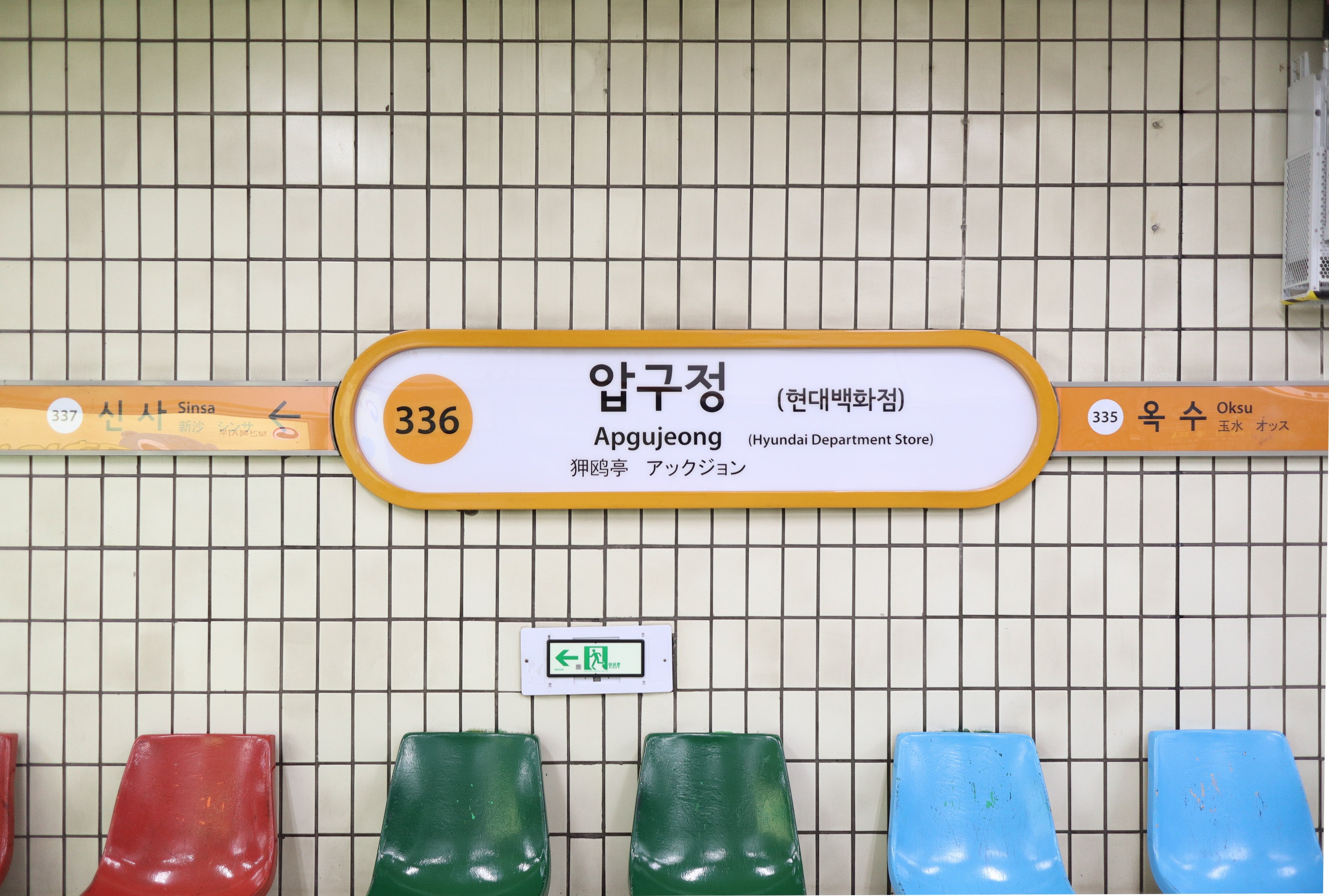
Apgujeong (Hyundai Department Store) (Apgujeong × Hyundai Department Store) Seoul, seit 2016

Ein seit Beginn des 21. Jahrhunderts auftretendes Phänomen ist der Verkauf von Namensrechten von ÖPNV-Stationen zu Werbezwecken, wie er zuvor beispielsweise bei Sportstadien bekannt war. Der bestehende Stationsname kann hierbei um den Namen des Sponsors ergänzt, durch ihn ersetzt oder abgewandelt werden. Teilweise ist der Verkauf des Namens auch verbunden mit dem Recht zur exklusiven Nutzung der regulären Werbeanlagen der Station oder zur Durchführung von Werbeaktionen. Zahlreiche Betreiber, darunter jene von Chicago, Genua, Kuala Lumpur, London, Madrid, Manila, New York, Philadelphia, São Paulo und Seoul, bieten entsprechende Vereinbarungen an.
Die Verkehrsbetriebe begründen den Verkauf der Namensrechte mit den erzielbaren zusätzlichen Einnahmen vor dem Hintergrund der latenten bis chronischen Unterfinanzierung des ÖPNV bzw. mit der Entlastung des öffentlichen Haushalts, der Defizite aus dem ÖPNV-Betrieb auffangen muss. Kritiker verweisen demgegenüber auf die mögliche Verschlechterung der Orientierung für Fahrgäste, wenn eine Station keinen eindeutig ortsbezogenen Namen trägt, und die aus ihrer Sicht grundsätzliche Entbehrlichkeit zusätzlicher Werbung im öffentlichen Raum. Mithin leiste der Verkauf von Namen öffentlicher Einrichtungen dem Eindruck einer Privatisierung selbiger Vorschub.
Beispiele für entsprechende Vereinbarungen sind:
- Genua: De Ferrari zu De Ferrari Hitachi (seit 2020): Die Stadt Genua und die Genueser Verkehrsbetriebe legten 2019 das Programm La tua metro (dt. Deine U-Bahn) auf, in dessen Rahmen seit 2020 vier der acht Bahnhöfe des Systems einen Sponsor erhielten. Die Kompensation erfolgt durch eine Zahlung, deren Höhe sich nach der Frequentierung der Station bemisst, und die Übernahme der Kosten für die Instandsetzung der jeweiligen Stationen, wobei der Sponsor neben dem Recht auf die exklusive Nutzung aller regulären Werbeflächen zusätzlich die Möglichkeit zur Nutzung aller anderen Oberflächen der Station für Werbung erhält.[187][188][189]
- London: Bond Street zu Burberry Street (2023): Der an der Bond Street, einer gehobenen, u. a. für zahlreiche hochpreisige Bekleidungsgeschäfte bekannten Einkaufsstraße, gelegene Bahnhof wurde während der London Fashion Week im September 2023 nach dem gleichnamigen Bekleidungsunternehmen in Burberry Street umbenannt.
Transport for London erhielt für die Maßnahme 200.000 Pfund, zudem wurden sämtliche Kosten für die Neubeschilderung und sonstigen Anpassungen der Station sowie den anschließenden Rückbau durch den Sponsoren getragen.[190]
- Madrid: Sol zu Vodafone Sol (2013–2016): Die Regierung der Autonomen Gemeinschaft Madrid verkaufte die Namensrechte an der Station Sol für 3 Millionen Euro an den Mobilfunkanbieter Vodafone, weshalb die Station von Mitte 2013 bis Mitte 2016 Vodafone Sol hieß.
Das Beispiel fand aufgrund der negativen Reaktion der lokalen Öffentlichkeit internationalen Widerhall; die Station liegt an der Puerta del Sol, einem zentralen, historischen Stadtplatz in der Madrider Innenstadt, und die Umbenennung zu werblichen Zwecken wurde angesichts der Bedeutung des Ortes vielfach als unangemessen kritisiert. Die Regierung der Autonomen Gemeinschaft erhielt mehrere Zehntausend Protestschreiben und zahlreiche der neuen Stationsschilder wurden zerstört, übergesprüht und entwendet. Die Regierung nahm vor diesem Hintergrund Abstand von einer Verlängerung der Vereinbarung mit Vodafone und räumte rückblickend eine Fehleinschätzung der Tragweite der Umbenennung ein und bezeichnete die öffentliche Reaktion als „gesellschaftlichen Aufruhr“.[186][191]
- Philadelphia: Pattison Avenue zu AT&T (2010–2018) zu NRG (seit 2018): Die regionale Verkehrsbehörde SEPTA verkaufte 2010 die Namensrechte an der Station Pattison Avenue an das Telekommunikationsunternehmen AT&T und anschließend an das Energieversorgungsunternehmens NRG Energy.
SEPTA erzielte mit dem Verkauf an AT&T 3,4 Millionen Dollar für zunächst fünf Jahre und mit der Vereinbarung mit NRG Energy rund 4,5 Millionen Dollar für eine Laufzeit von zunächst ebenfalls fünf Jahren.
- Manila: Monumento zu Yamaha Monumento (2018–2021): Infolge einer Vereinbarung mit der Yamaha Motor Company trug die Station zwischen 2018 und 2021 den Namen Yamaha Monumento.
Die Kompensation erfolgte in Form der Übernahme von Kosten für Sanierung und Modernisierung sowie Betrieb und Unterhalt der Station.[192]

Von gesponserten Namen abzugrenzen sind Stationen, die den tatsächlichen physischen Standort eines Unternehmens, einer Einrichtung oder einer Organisation erschließen und aus diesem Grund nach ihnen benannt sind und für die keine Sponsorenvereinbarungen bestehen (z. B. Bijlmer ArenA in Amsterdam, Hagenbecks Tierpark in Hamburg und Olympia-Einkaufszentrum in München).

###### Weitere Besonderheiten
- Von der üblichen Praxis der einmaligen Vergabe eines Namens innerhalb desselben Netzes weichen weltweit einzig die Netze der Chicago Elevated und der New York City Subway ab, in denen eine Vielzahl von Stationen den gleichen Namen trägt.[41] Dies erklärt sich grundsätzlich aus der rasterförmigen Anlage der beiden Städte mit sehr langen Straßenverläufen, die über ihre gesamte Länge denselben Namen tragen. Einzelne Linien, die dieselbe Straße an unterschiedlichen Punkten kreuzen und dort Bahnhöfe haben, werden einheitlich nach dieser Straße benannt, sodass die eindeutige Identifikation einer Station sowohl die Kenntnis des Stationsnamens als auch der Lini erfordert.
So gibt es in Chicago u. a. jeweils vier Stationen mit den Namen Western (davon zwei auf der Blue Line) und Pulaski und jeweils dreimal die Station Cicero, Damen und Kedzie, jeweils benannt nach den kreuzenden Avenues.
In New York trägt u. a. ein Großteil der Stationen der vier bis fünf parallel in Nord-Süd-Richtung durch Manhattan verlaufenden Strecken den Namen der jeweils in Ost-West-Richtung kreuzenden Straßen, entsprechende Doppelungen gibt es auch auf Strecken in den anderen Stadtbezirken.
- Von der üblichen Praxis der einheitlichen Benennung von Kreuzungspunkten weichen die Netze der früheren Sowjetunion (Charkiw, Kiew, Minsk, Moskau, Nowosibirsk, Sankt Petersburg, Taschkent) ab, in denen Stationen an Kreuzungspunkten mehrheitlich unterschiedliche Namen tragen bzw. als unterschiedliche, jedoch miteinander verbundene Stationen behandelt werden.[41]

#### Sekundärnutzung im Kriegsfall

Walter Bayes: The Underworld: Taking cover in a Tube Station during a London air raid (1918); künstlerische Verarbeitung der Flucht in die Tube-Station Elephant & Castle während des Ersten Weltkriegs
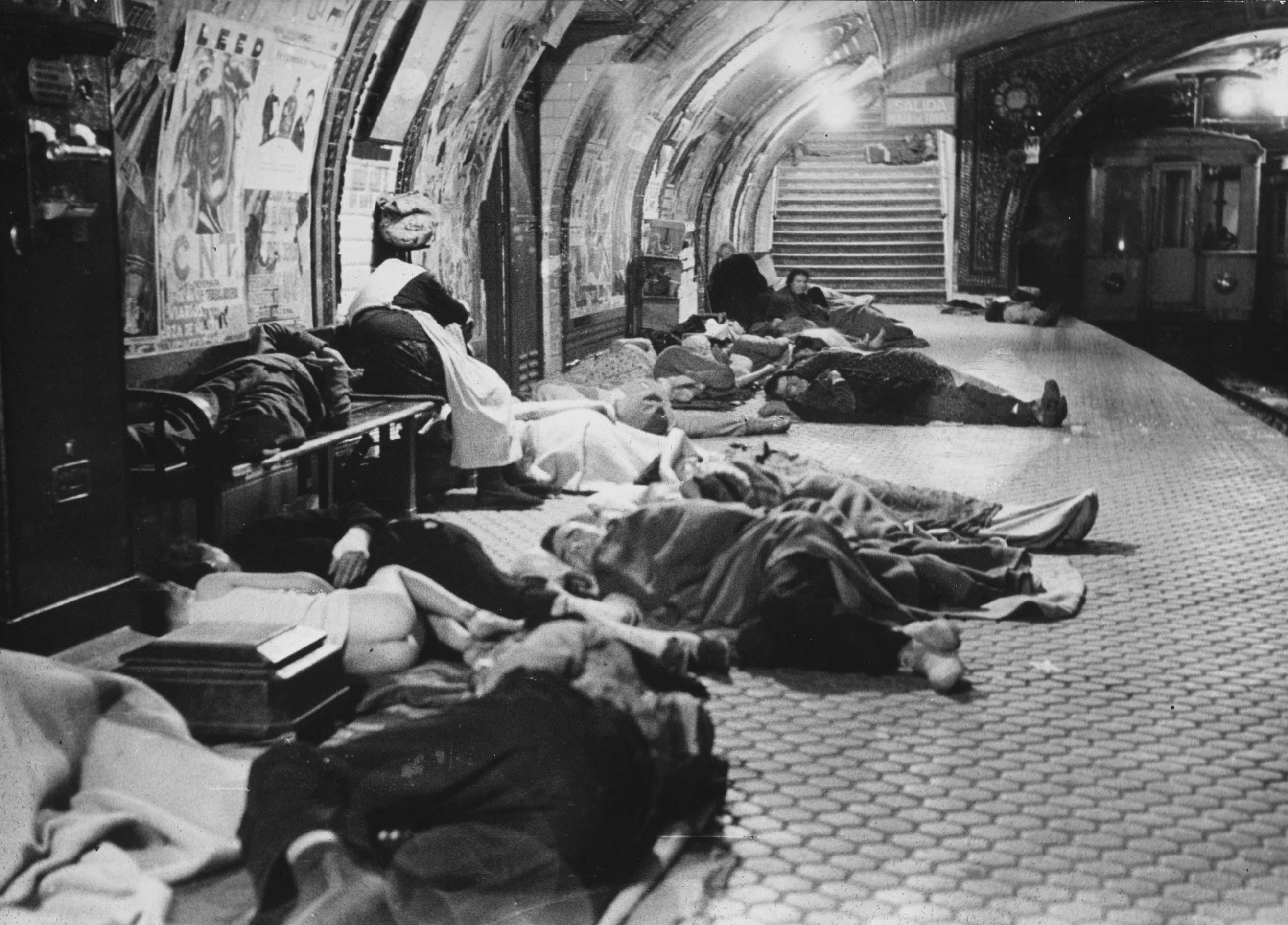
Schutzsuchende in der Station Ventas der Metro Madrid während des Spanischen Bürgerkriegs, 1937
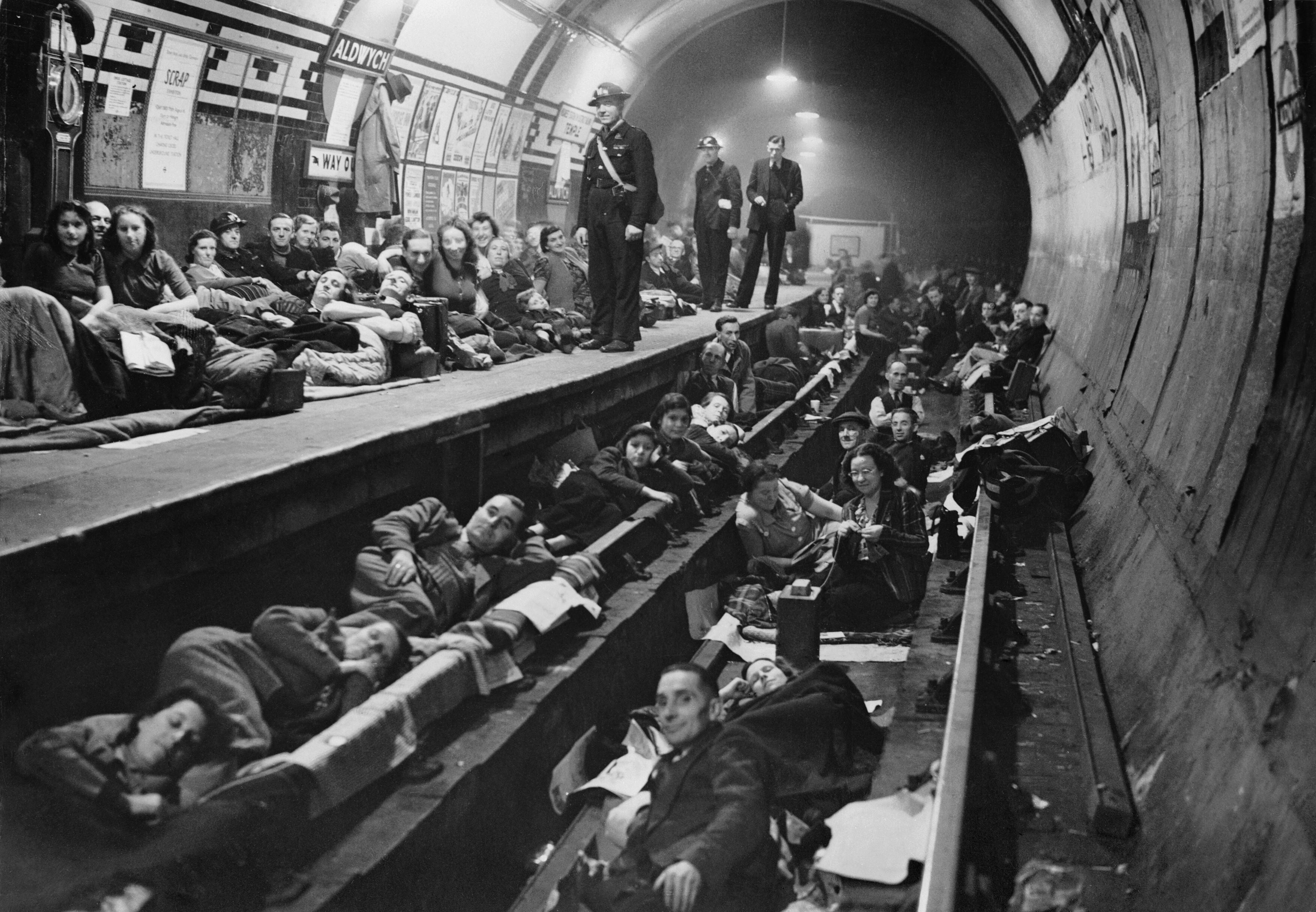
Schutzsuchende Zivilisten in der Tube-Station Aldwych während der Luftangriffe auf London, 1940
Schutzsuchende in der Metro-Station Majakowskaja während des Luftangriffs auf Moskau im Sommer 1941
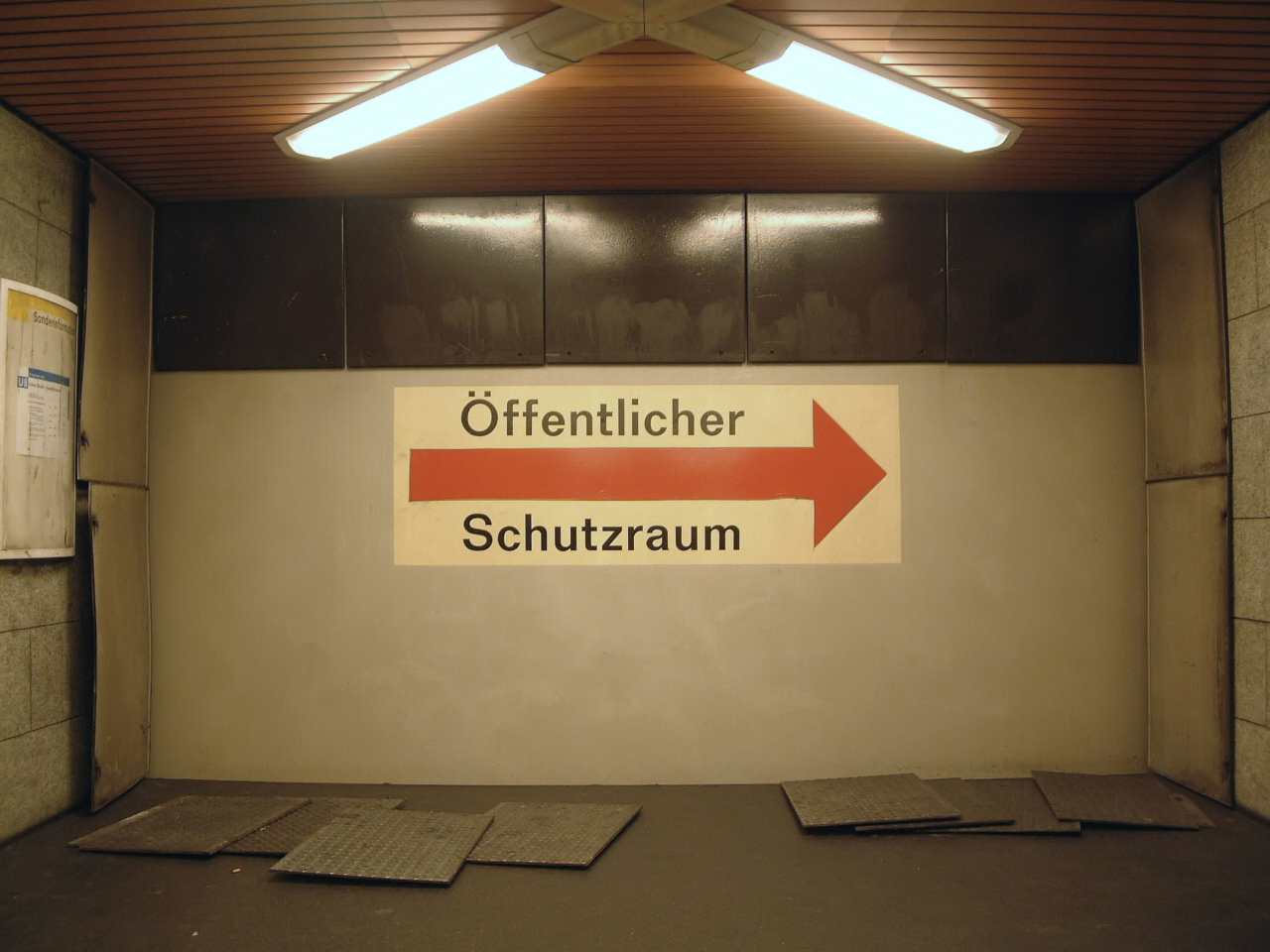
Hinweis auf den Schutzraum in der 1977 eröffneten Station Pankstraße, West-Berlin
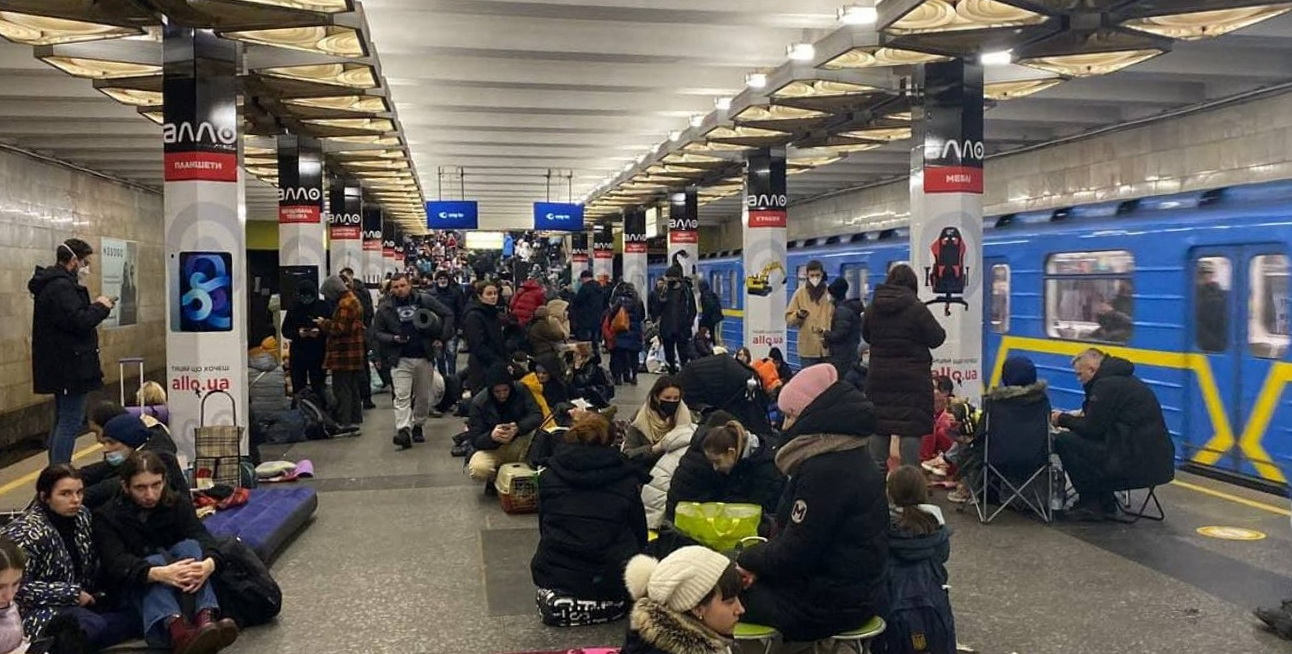
Nutzung als Zufluchtsort in Kiew während russischer Angriffe, 2022
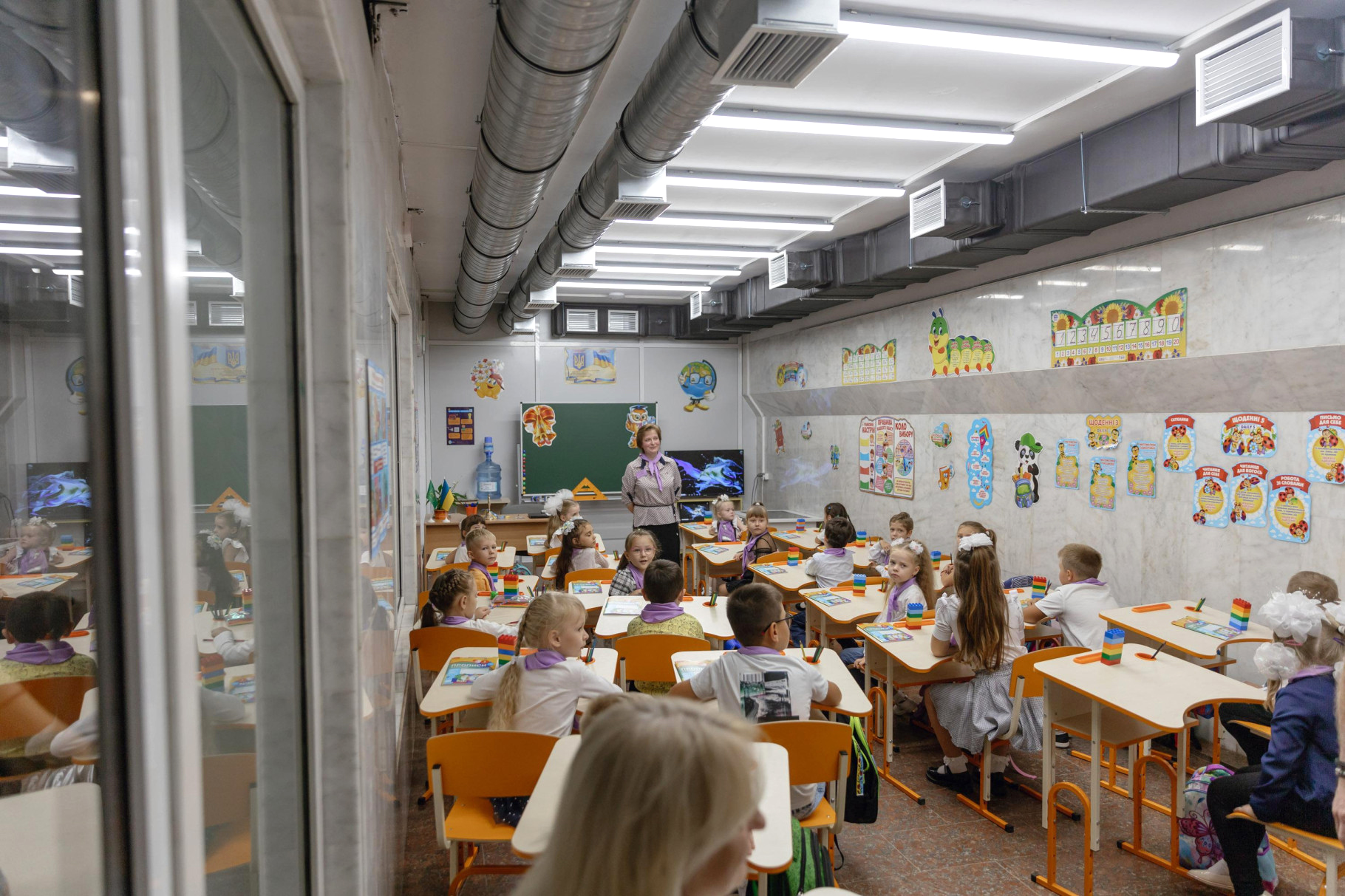
In der Metro eingerichtetes Klassenzimmer in Charkiw, 2023

Tunnelstationen und -strecken werden aufgrund ihrer vergleichsweise sicheren Lage im Untergrund seit dem Ersten Weltkrieg auch als Schutzräume gegen Bombardements genutzt. Während diese Nutzung bei der Planung der ersten Tunnelstrecken der Londoner U-Bahn nicht eingeplant worden war und sich spontan als Reaktion auf die deutschen Luftangriffe ergab, wurde die Moskauer Metro bereits gezielt in Hinblick auf eine mögliche Nutzung als Schutzanlage entworfen und daher in besonders großer Tiefenlage gebaut, um im Falle eines Waffengangs Schutzsuchende aufnehmen zu können. Zu einem entsprechenden Einsatz kam es bereits wenige Jahre nach Eröffnung der Metro während der deutschen Luftangriffe auf Moskau im Zweiten Weltkrieg.
Unter dem Eindruck dieser Erfahrungen und vor dem Hintergrund des Kalten Kriegs und des mit ihm verbundenen atomaren Wettrüstens wurden in der zweiten Hälfte des 20. Jahrhunderts zahlreiche neu gebaute Stationen und ganze Systeme auf beiden Seiten des Eisernen Vorhangs als Schutzanlagen konzipiert. Insbesondere in der Sowjetunion und den mit ihr alliierten Staaten wurden Streckentunnel und Stationen nach Moskauer Vorbild vielfach in erheblicher Tiefe angelegt. Im Sinne dieser Planung verwendet wurden die Anlagen außerhalb Moskaus jedoch erst im Zusammenhang mit dem russischen Überfall auf die Ukraine seit 2022, als Metrostationen in Kiew und Charkiw als Schutzräume geöffnet wurden. In Stationen in Charkiw wurden darüber hinaus im Jahr 2023 insgesamt 60 Klassenräume für insgesamt mehr als 1000 Schüler eingerichtet, um diese vor möglichen Luftangriffen zu schützen.
In westlichen Staaten verfügen u. a. Berlin, Hamburg und Helsinki über entsprechende Schutzanlagen. In letzterem betrifft dies die sechs innerstädtischen Stationen von Sörnäinen/Sörnäs bis Ruoholahti/Gräsviken, wobei der Bevölkerungsschutz in Finnland aufgrund der direkten Nachbarschaft zur Sowjetunion und später zu Russland seit der zweiten Hälfte des 20. Jahrhunderts politisch priorisiert wird und das Land nach Angaben der finnischen Regierung im Jahr 2023 über mehr als 50.000 öffentliche Luftschutzkeller verfügte.

### Betriebswerkstätten, Depots und Abstellanlagen

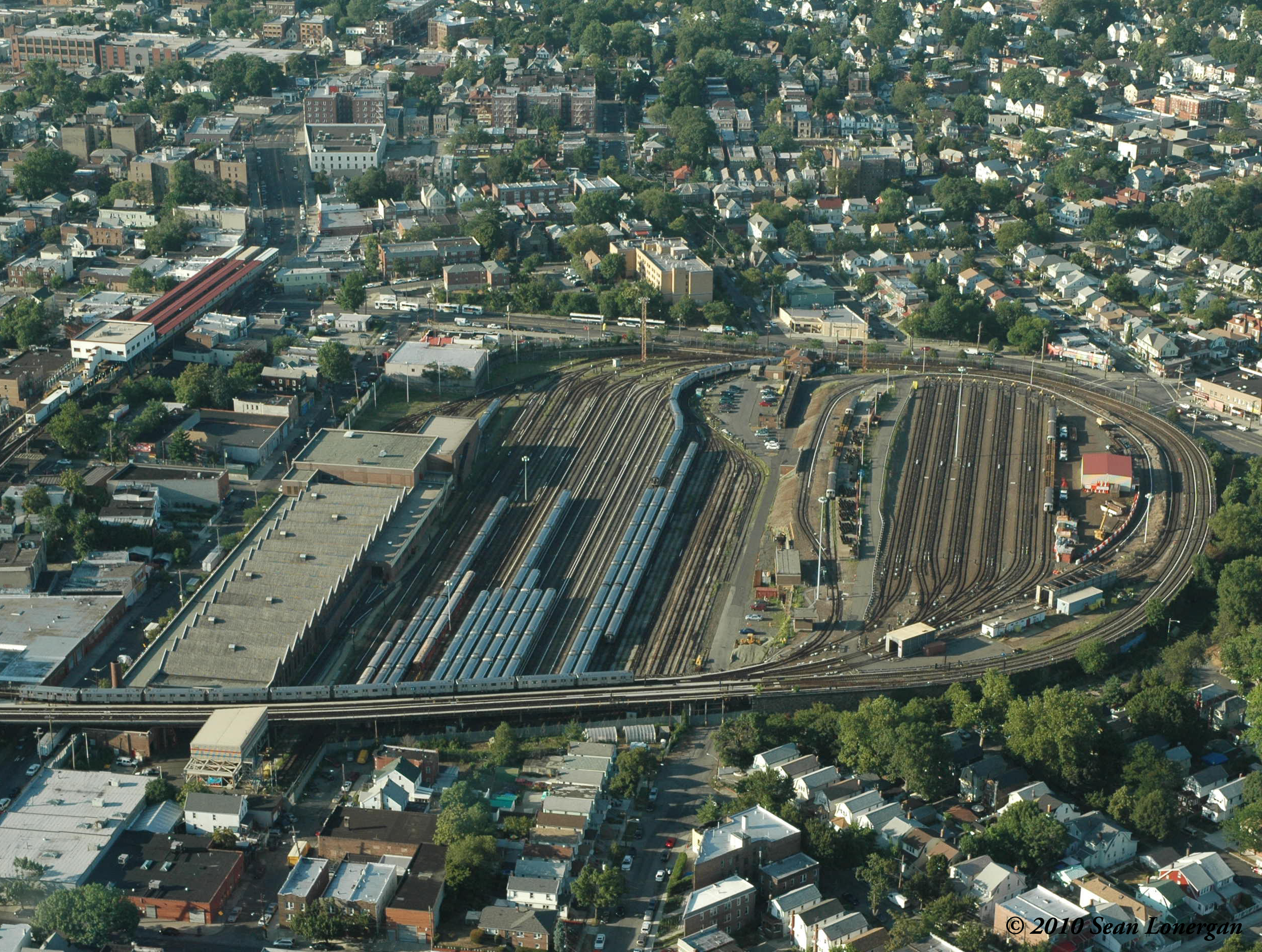
239th Street Yard der New York City Subway in vorstädtischer Lage in der nördlichen Bronx
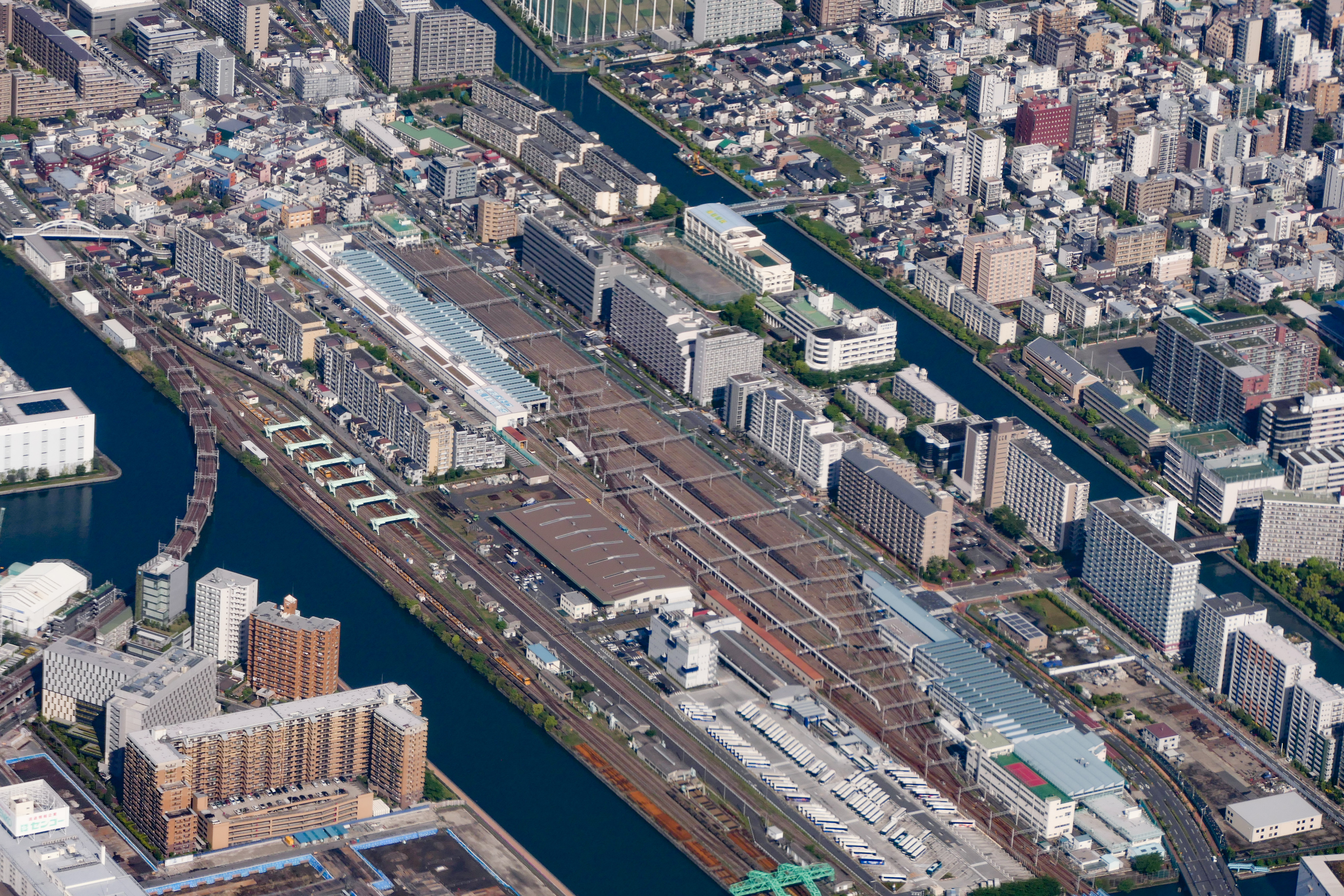
Depot Fukagawa (Bildmitte) der U-Bahn Tokio im verdichteten urbanen Kontext des Bezirks Kōtō
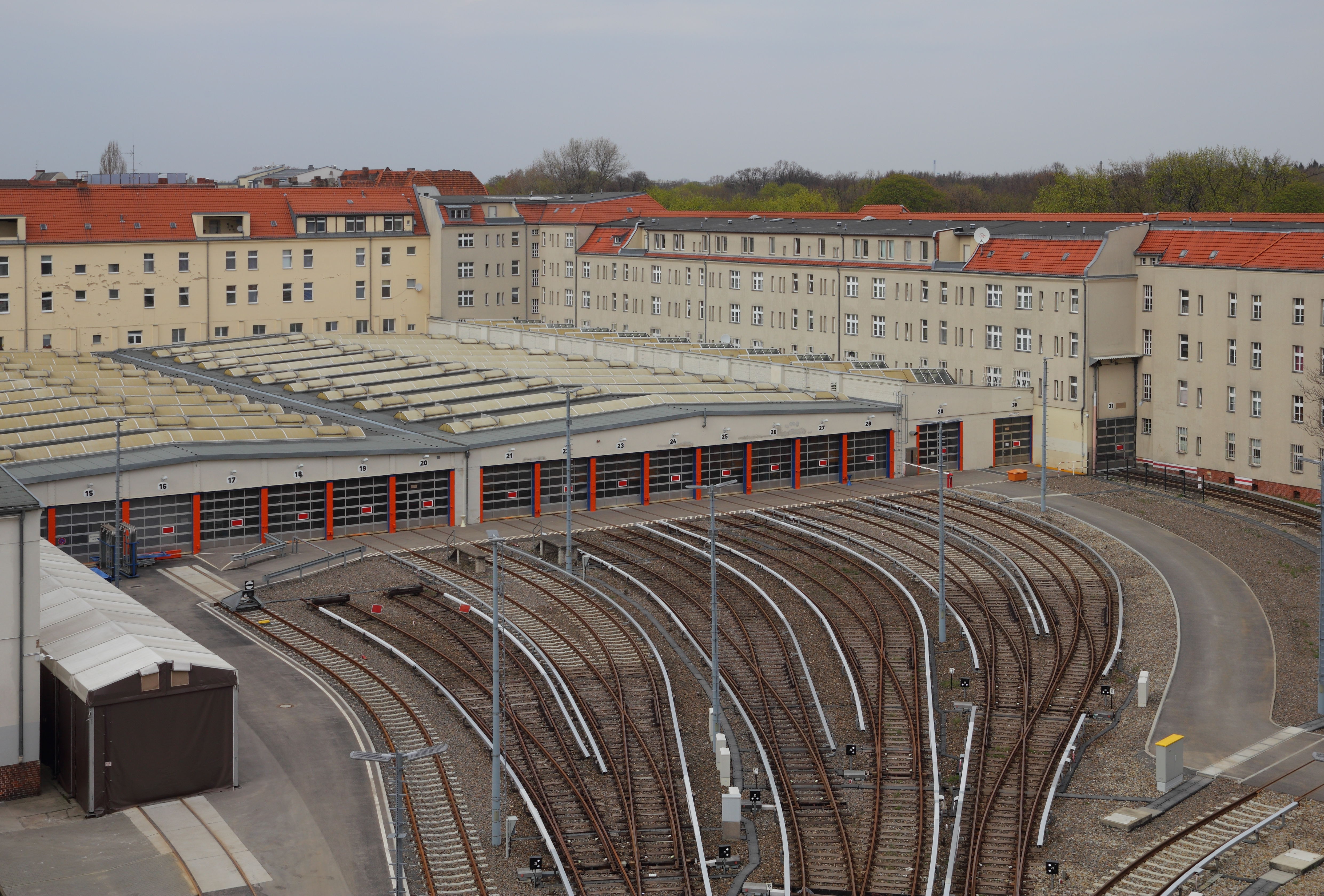
Hauptwerkstatt Seestraße der BVG mit begleitender Blockrandbebauung im innenstadtnahen Ortsteil Wedding
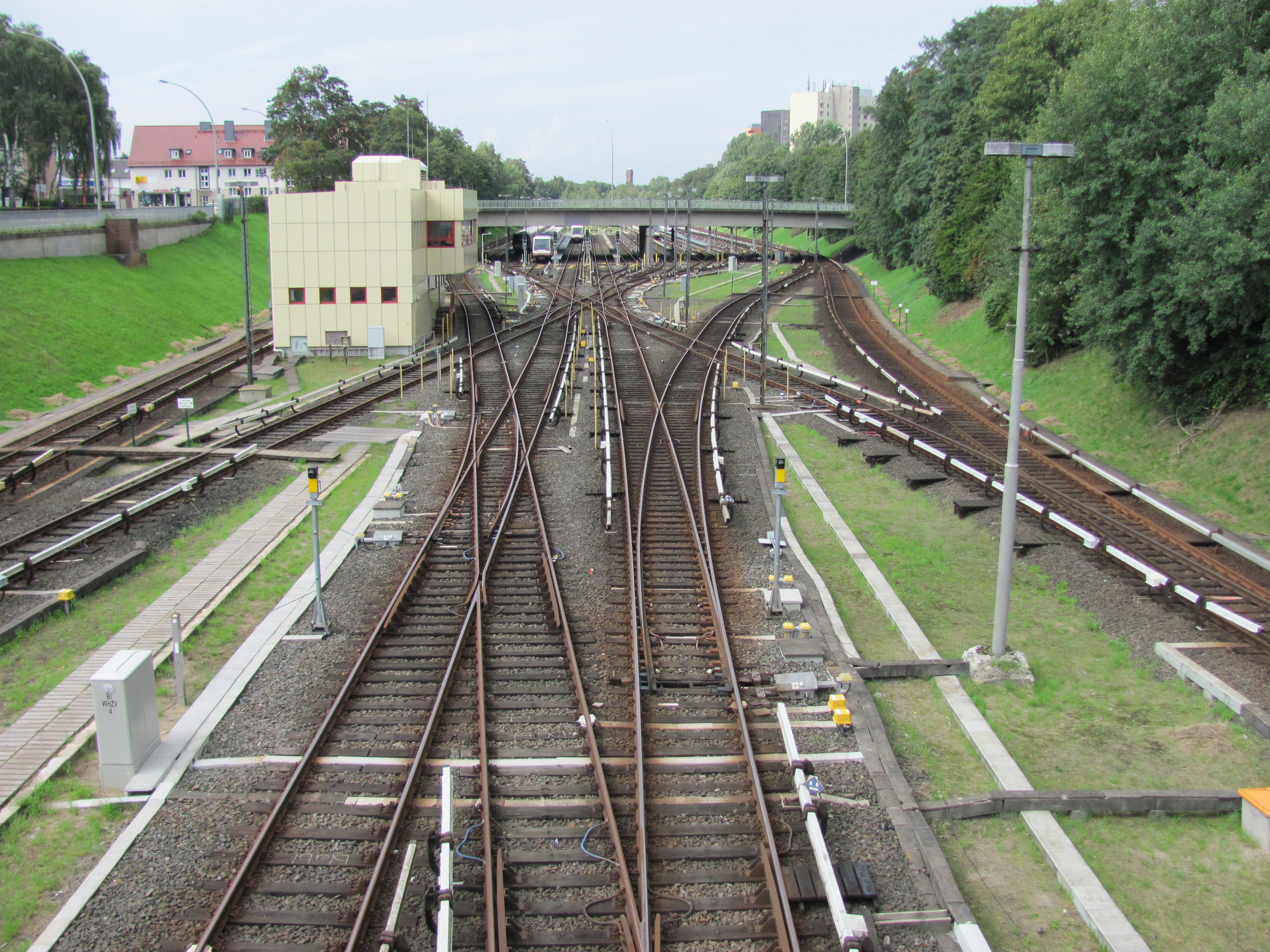
Zwölfgleisige oberirdische Abstellanlage zwischen Legienstraße und Billstedt in Hamburg mit außenliegenden Streckengleisen
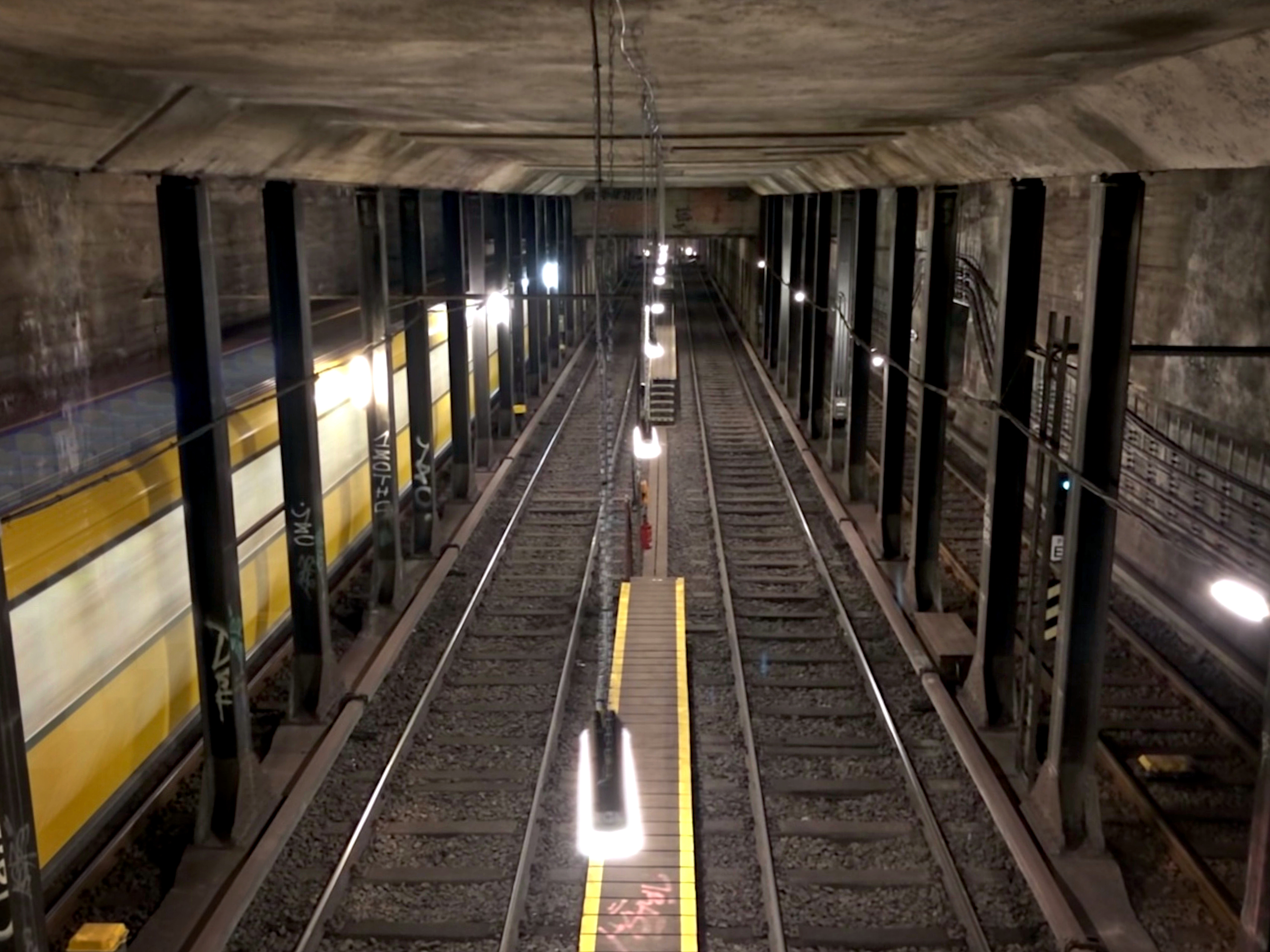
Zweigleisige unterirdische Abstellanlage der Berliner U8 mit außenliegenden Streckengleisen
Kim Chuan Depot der Singapurer Circle Line, größte unterirdische Abstellanlage der Welt mit einer Hallenlänge von 800 Metern
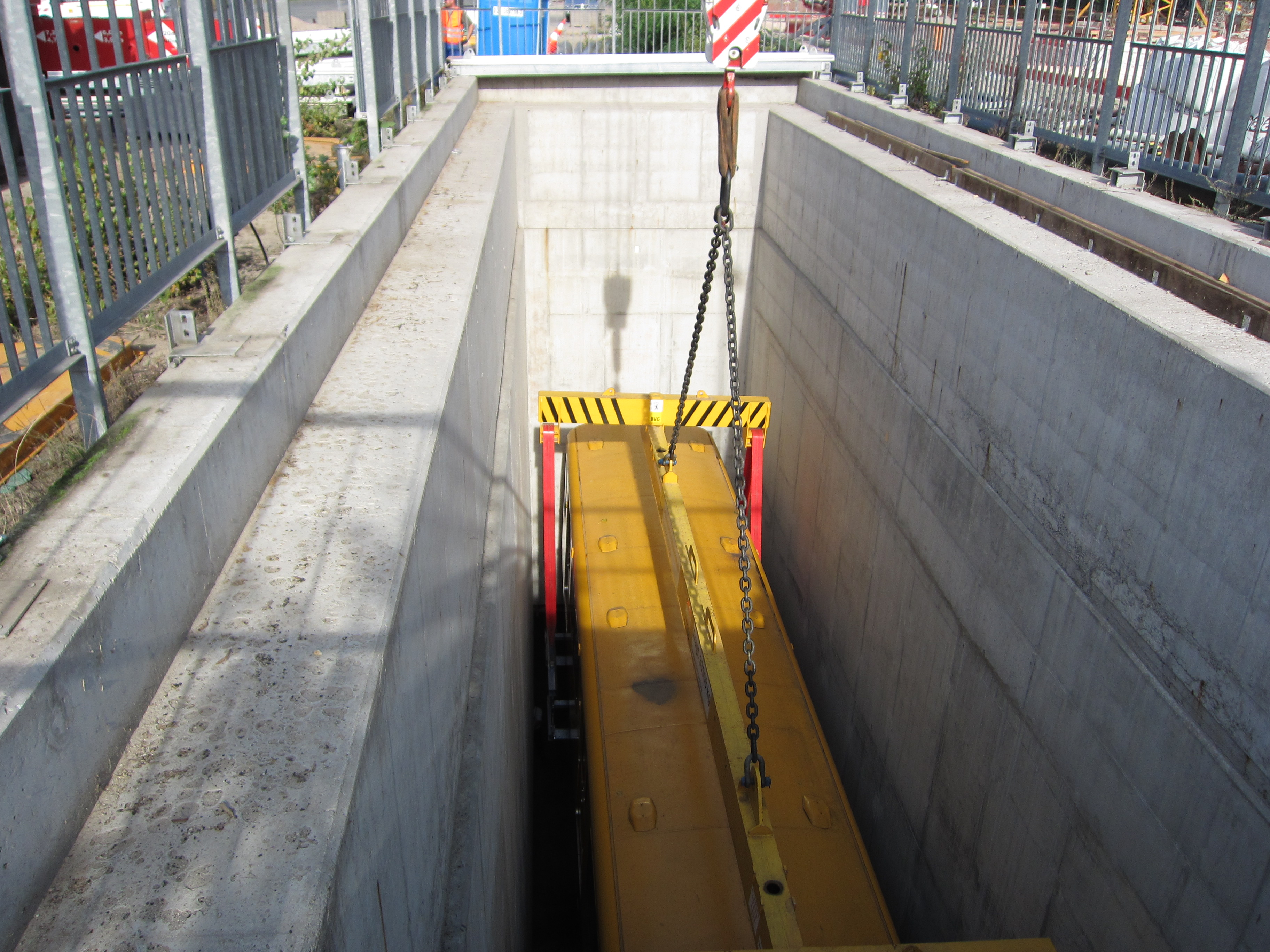
Einheben eines Wagens der Berliner U55 in den Streckentunnel durch die speziell hierfür vorgesehene sogenannte Materialeinlassöffnung, 2014

Betriebswerkstätten für Wartung, Reinigung, Instandhaltung und Reparatur sowie Depots und Abstellanlagen für Fahrzeuge werden aus Kosten- und Platzgründen in der Regel oberirdisch und überwiegend außerhalb des inneren Stadtbereichs angelegt, sowohl am Streckenende als auch entlang der Streckengleise, beispielsweise an Endpunkt einer Linie oder für kurzlaufende Kurse, wodurch jeweils längere Ein- und Ausrückfahrten vermieden werden. Anlagen am Ende einer Strecke sind zudem häufig so geplant, dass sie als Vorleistung für mögliche Streckenverlängerungen genutzt werden können, etwa durch Umwandlung von Abstell- zu Streckengleisen, wodurch die Bauarbeiten erleichtert und Eingriffe in Betrieb und bestehende Infrastruktur während der Bauphase reduziert werden können. Ein wichtiges Kriterium für den Standort von Hauptdepots und Hauptwerkstätten ist weiterhin eine gute Anbindung an Schiene und Straße für die Belieferung mit Fahrzeugen, Ersatzteilen usw.
Teilweise werden auch größere Werkstätten und Depots unterirdisch angelegt, beispielsweise das Norsborgsdepå der Stockholmer U-Bahn westlich der Endstation Norsborg und das Kim Chuan Depot der Singapurer Circle Line, das mit einer Fläche von 12 ha zum Zeitpunkt seiner Eröffnung im Jahr 2009 die weltweit größte unterirdische Anlage dieser Art war und bis voraussichtlich 2026 um weitere 16 ha erweitert wird.
Sind nicht alle Strecken eines Systems miteinander verbunden, ist für jedes Teilnetz ein eigener Betriebshof vorhanden. Einen Sonderfall stellen Linien dar, die im Inselbetrieb auf Strecken verkehren, die nicht mit dem Restnetz verbunden sind, weil sie z. B. als Teil einer größeren Streckenerweiterung vorab eröffnet wurden. Beispielsweise verkehrte die von 2009 bis 2020 bestehende U55 in Berlin isoliert zwischen Hauptbahnhof und Brandenburger Tor, bis sie 2020 am Alexanderplatz mit der U5 verknüpft und in diese integriert wurde. Entsprechendes galt für die U1 in Wien von 1978 bis 1979. In beiden Fällen mussten die Wagen provisorisch mit Kränen in den Tunnelschacht ein- und zu Wartungszwecken ausgehoben werden. In Glasgow wiederum stellte das Ein- und Ausheben von Wagen für 80 Jahre den Regelfall dar, da es keine Gleisverbindung zwischen den unterirdischen Streckentunneln und dem oberirdischen Depot an der Broomloan Road gab. Diese wurde erst Ende der 1970er Jahre im Rahmen eines umfassenden Sanierungs- und Modernisierungsprogramms des Gesamtsystems mit zwei Tunnelrampen südlich der Station Govan geschaffen.

### Grafische Elemente und visuelle Kommunikation

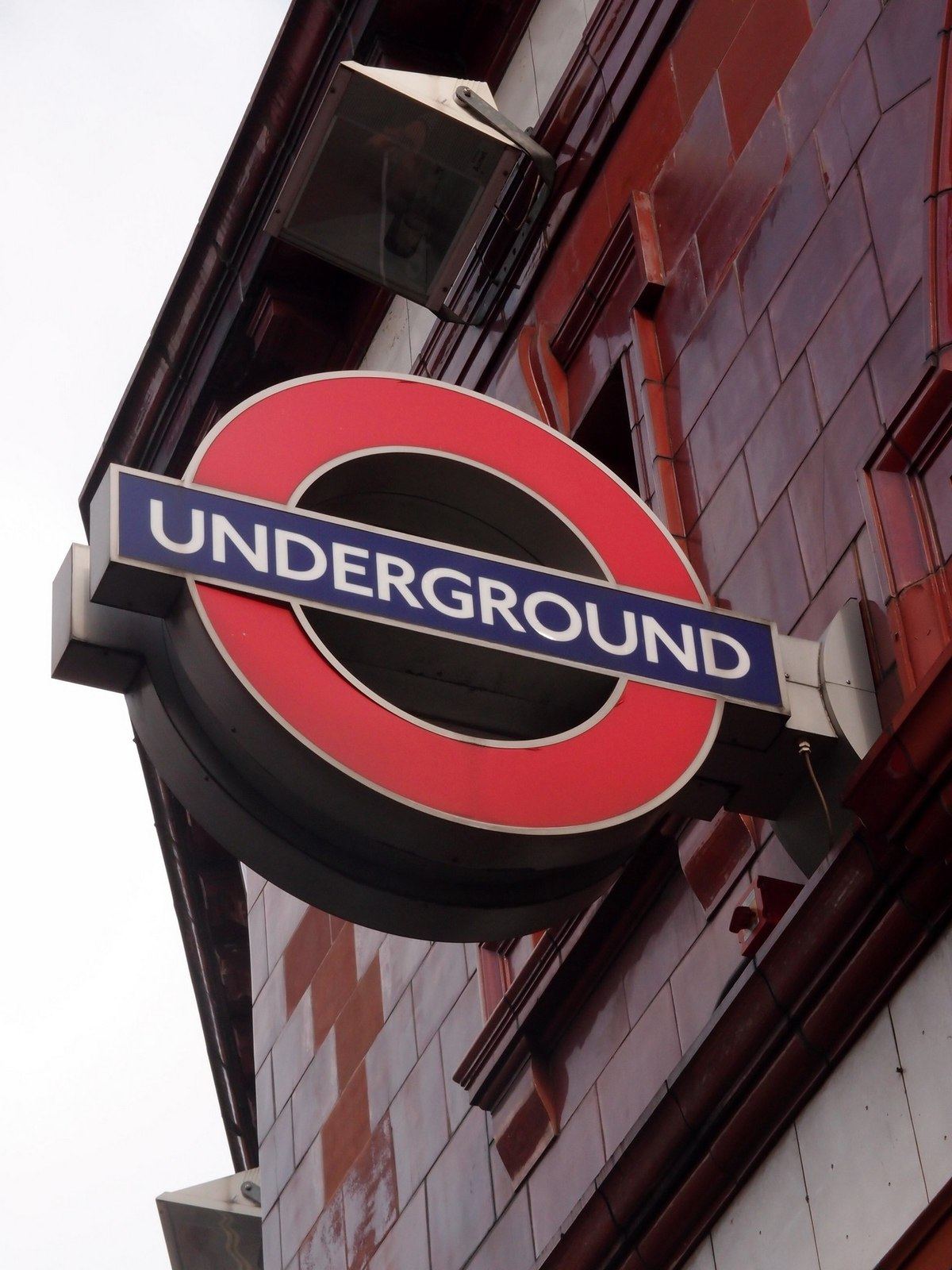
Das roundel ist seit 1917 das zentrale grafische Element der London Underground und Ausgangspunkt des Markensystems des gesamten Londoner Nahverkehrs

Neben den großen technischen Komponenten wie Strecke, Zug und Bahnhof gehört auch eine Reihe grafischer Elemente und auf ihnen aufbauender Systeme wie Logos, Liniennetzpläne, Beschilderungen und Wegeleit- bzw. Signaletiksysteme zur charakteristischen Infrastruktur eines U-Bahn-Netzes. Diese dienen zum einen den praktischen Funktionen der Fahrgastorientierung und -information, zum anderen sind sie durch ihre flächendeckende Präsenz im gesamten Netz zentrale Träger der visuellen Kommunikation des Systems und wesentlich für dessen Erscheinungsbild und Außenwirkung und können so Image, Atmosphäre und die umfassendere Benutzererfahrung und die Attraktivität eines Netzes insgesamt mitprägen. Vielfach spielen daher neben den unmittelbaren praktischen Erfordernissen wie Leserlichkeit/visueller Identifizierbarkeit und inhaltlicher Verständlichkeit auch ästhetische Qualität, individueller Ausdruck und Wiedererkennbarkeit wesentliche Rollen bei der Gestaltung dieser Elemente, ebenso wie die konsequente und einheitliche Umsetzung in allen Teilen des Netzes.
Vielfach verfolgen Verkehrsbetriebe eine anwendungs- und medienübergreifend kohärente visuelle Kommunikation, um hierdurch das jeweilige U-Bahn-System bzw. die mit ihm erbrachte Dienstleistung Nahverkehr als einheitliche, wiedererkennbar Marke zu stärken und die mit dieser Marke zu assoziierenden Eigenschaften (z. B. Zuverlässigkeit, Sicherheit, Komfort, Modernität, Innovationsorientiertheit, Nutzerorientiertheit) zu vermitteln sowie den grundsätzlichen Anspruch des Unternehmens auf Professionalität (planvolles, koordiniertes und effizientes Vorgehen, Verlässlichkeit, Sorgfalt usw.) zu unterstreichen. Gestaltungshandbücher, die die formalen Merkmale der grafischen Gestaltung (Schriftarten, Farben, Signets, Logos und Piktogramme, Formate, Proportionen und Layout, Hierarchisierung und Strukturierung von Informationen usw.) für alle oder einen Teil der Anwendungszwecke und Informationsträger (Beschilderung, Aushänge und Plakate, Taschenfaltpläne, Smartphone, Internet usw.) verbindlich definieren, spielen daher auch im U-Bahn-Wesen häufig eine zentrale Rolle.
Die Umsetzung von Gestaltungsstandards erfolgt in den einzelnen Systemen mit unterschiedlicher Konsequenz, beispielsweise werden Beschilderungen nach dem jeweils aktuellen Standard vielfach nur bei Neubauten oder Sanierungen von Bahnhöfen installiert oder ergänzend zu älteren Beschilderungen verwendet, insbesondere, wenn diese Teil des ursprünglichen architektonischen Entwurfs sind und ggf. fest in die Gestaltung eingebunden und/oder als Teil der Gesamtanlage denkmalgeschützt sind. Auch in Netzen mit umfassenden und detaillierten Gestaltungsregeln kann es entsprechend mehrere parallel verwendete Lösungen für die gleiche Gestaltungsaufgabe geben.
Teilweise verwenden Betreiber dieselben bzw. ein System eng aufeinander abgestimmter Gestaltungsstandards für mehrere oder alle ihre Verkehrsmittel, um die Verzahnung der einzelnen Teile des ÖPNV-Netzes auch auf gestalterischer Ebene sichtbar zu machen, die Benutzung durch einheitlich strukturierte und dargestellte Informationen zu erleichtern und die einzelnen Verkehrsmittel fest in die übergeordnete Nahverkehrsmarke einzubinden, so etwa bei BVG, RATP und Transport for London. In Systemen, die aus dem Zusammenschluss mehrerer zuvor unabhängiger Vorgängernetze hervorgegangen sind, ist eine einheitliche Gestaltung analog hierzu ein zentrales Instrument, um die Geschlossenheit des neu geformten Gesamtnetzes zu unterstreichen. Beispiele hierfür finden sich etwa in London nach Übernahme der Central London Railway (zentraler Abschnitt der heutigen Central Line) und der City and South London Railway (östliche Innenstadtstrecke der heutigen Northern Line) sowie der London General Omnibus Company durch die Underground Group 1912/1913, in New York, wo die konkurrierenden Netze von IRT, BRT und IND 1940 vereinigt und ab 1966 auch gestalterisch konsequent zusammengeführt wurden, und in Berlin, wo nach der Wiedervereinigung die über rund vier Jahrzehnte getrennten Betriebe von Ost- und West-Berlin auch über die neue gemeinsame Gestaltung wieder verbunden wurden.

#### Logos

Logos verschiedener U-Bahn-Systeme
London Underground
Diverse italienische Metrosysteme
Metro Istanbul
Tōkyō Metro Lateinisches M anstelle von メトロ (metoro) oder 地下鉄 (chikatetsu, dt. U-Bahn)
Metro Algier Ligaturartige Kombination der lateinischen Buchstaben M und A sowie مترو (mitru)
Metro Tiflis Kyrillisches M anstelle eines georgischen მ für მეტროპოლიტენი (metropoliteni)
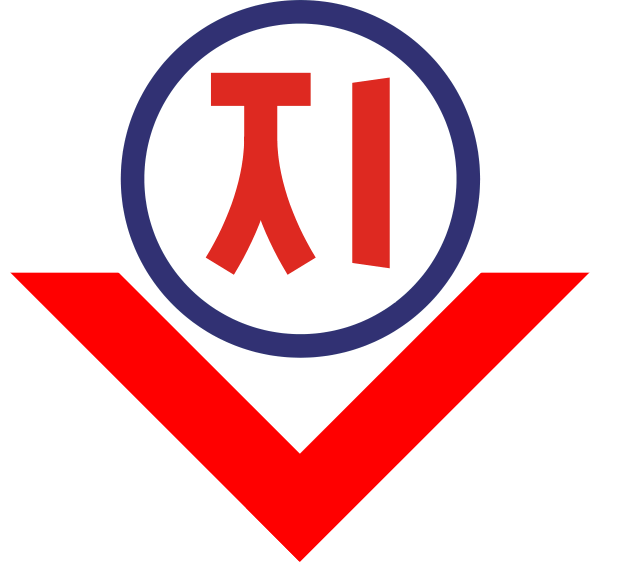
Metro Pjöngjang Erste Silbe von 지하철도 (chihach'ŏlto, dt. U-Bahn)
Metrô São Paulo
Métro de Montréal
Metro Delhi

Das Verkehrsmittel U-Bahn wird in der Mehrheit der bedienten Städte und Regionen durch ein prägnantes Logo gekennzeichnet, etwa an Bahnhöfen, auf Liniennetzplänen, in Wegeleitsystemen oder auf den Fahrzeugen selbst.
Verbreitet sind insbesondere Zeichen, die auf den Namen des jeweiligen Systems Bezug nehmen. Entsprechend der weiten Verbreitung der Bezeichnung Metro (und ihrer landessprachlichen Varianten – siehe auch hier) findet sich vor allem eine Vielzahl von Logos, die die Initiale „M“ aufgreifen, auch in Regionen, die nicht hauptsächlich das lateinische, kyrillische oder griechische Alphabet, in denen der Großbuchstabe „M“ identisch ist, verwenden. Andere Logos stellen illustrativ oder assoziativ den Themenkomplex Verkehr/Verbindung/Bewegung/Geschwindigkeit dar, verweisen auf die unterirdische Streckenführung oder sind weitgehend ungegenständlich.
Während in den allermeisten Ländern jedes U-Bahn-System ein individuelles Zeichen verwendet, wird das Verkehrsmittel in Italien und Deutschland (siehe unten) jeweils durch ein weitgehend einheitliches Logo gekennzeichnet. In den italienischen Metro-Städten Catania, Genua, Mailand, Neapel, Rom und Turin ist dies ein weißes, in einer Groteskschrift gesetztes „M“ auf einer quadratischen roten Trägerfläche, wobei in Catania eine Modifikation durch Einbindung des Betreiberlogos und Kursivsetzung der M-Initiale erfolgt. Lediglich Brescia verwendet ein eigenes Logo. Weiterhin hat die Stadtbahn Charleroi das Logo der Metro Brüssel, eine Variante des Großbuchstabens „M“, übernommen.
Verschiedene Betreiber (u. a. MARTA im Raum Atlanta, CTA im Raum Chicago, Metro Los Angeles, die MTA im Staat New York, SEPTA im Raum Philadelphia, Toei in Tokio) verwenden kein spezifisches Zeichen für ihr U-Bahn-System, sondern kennzeichnen alle von ihnen betriebenen Verkehrsmittel einheitlich mit ihrem Unternehmenslogo. Im Falle von Toei, dem Verkehrsamt der Präfektur Tokio, ist dieses identisch mit dem offiziellen Symbol der Präfektur, wodurch es eine unmittelbare hoheitliche Bedeutungsebene erhält.

##### Deutschland, Österreich und Schweiz

U-Bahn Berlin
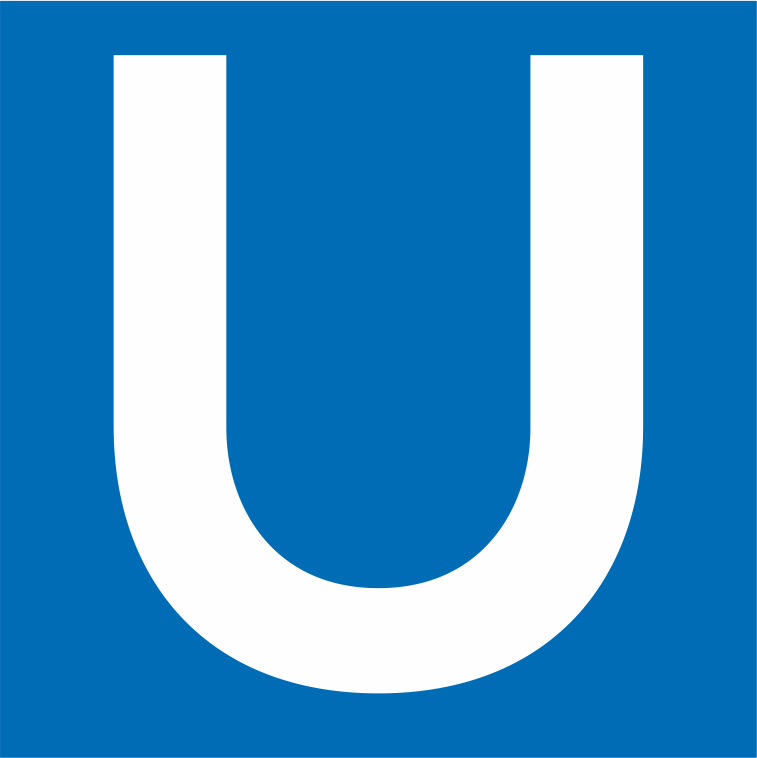
U-Bahn Hamburg
U-Bahn München
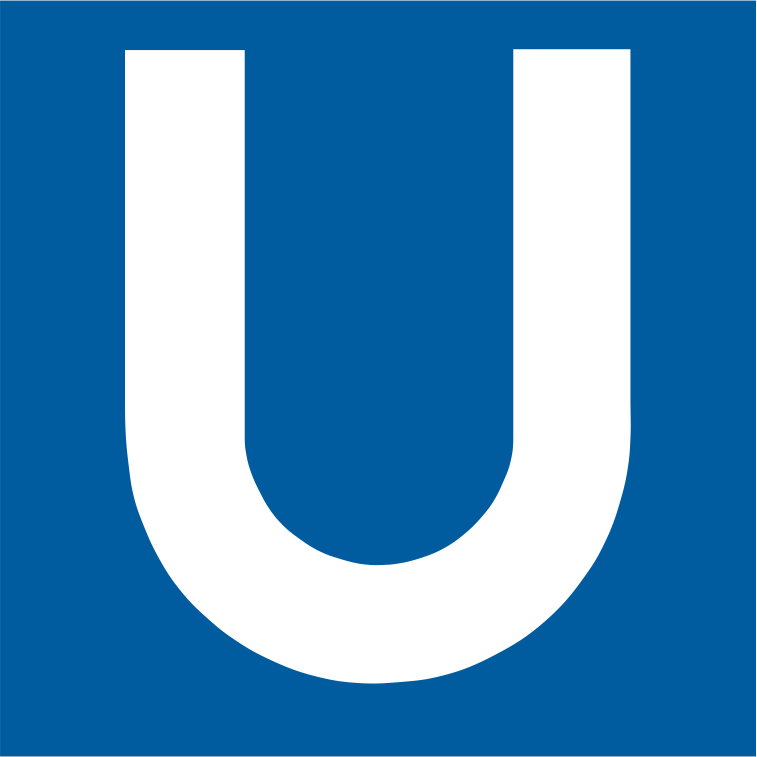
U-Bahn Nürnberg
U-Bahn Wien
Métro Lausanne

Beispiele für Logos anderer Bahnen, die von den deutschen U-Bahn-Logos abgeleitet wurden
U-Bahn Frankfurt
Stadtbahn Karlsruhe, nur Kennzeichnung von Tunnelstationen
Stadtbahn Rhein-Ruhr, tlw. Stadtbahn Bonn
Stadtbahn Stuttgart

In den vier deutschen U-Bahn-Städten Berlin, Hamburg, München und Nürnberg wird die U-Bahn einheitlich durch ein weißes, in einer Groteskschrift gesetztes „U“ auf einer quadratischen blauen Trägerfläche gekennzeichnet. Innerhalb dieses Grundaufbaus unterscheiden sich die Logos der einzelnen Systeme allerdings in Größe und Proportionierung des U.
Ein weißes U auf blauem Grund wurde in Berlin spätestens seit 1926 zur Kennzeichnung von Stationszugängen genutzt. Als logoartiges Zeichen mit kompakter, jedoch zunächst kreisrunder Fläche wird es dort spätestens ab 1929 auf Liniennetzplänen verwendet, eine rechteckige Version spätestens seit 1939. Die heute gebräuchliche Form wurde im Juni 1991 eingeführt. Hamburg verwendet spätestens seit Mitte der 1950er Jahre ein blaues „U“, München und Nürnberg seit ihrer Eröffnung 1971 bzw. 1972.
Weiterhin verwendet auch der Großteil der deutschen Stadtbahn-Systeme Logos nach dem genannten Muster bzw. hiervon abgeleitete Zeichen. Während das U-Logo bei den Voll-U-Bahnen zur Kennzeichnung aller Stationen unabhängig von ihrer Geländelage verwendet wird, beschränken die Betreiber der Stadtbahn-Systeme – mit Ausnahme Stuttgarts – die Verwendung auf unterirdische bzw. nach U-Bahn-Standard ausgebaute Haltestellen und kennzeichnen andere Haltestellen mehrheitlich mit dem regulären Verkehrszeichen 224 für Bus- und Straßenbahnhaltestellen.
Das von der U-Bahn Wien genutzte Logo ähnelt denen der deutschen Systeme, hat allerdings eine kreisförmige Trägerfläche. Das Logo wurde mit der Eröffnung des Systems eingeführt.
Die Métro Lausanne verwendet eine stark abstrahierte Variante des Buchstabens „M“ in Form von drei steigenden weißen Balken auf einer kreisförmigen, magentafarbenen Trägerfläche. Das Logo wurde mit der Eröffnung des Systems eingeführt.

#### Liniennetzpläne

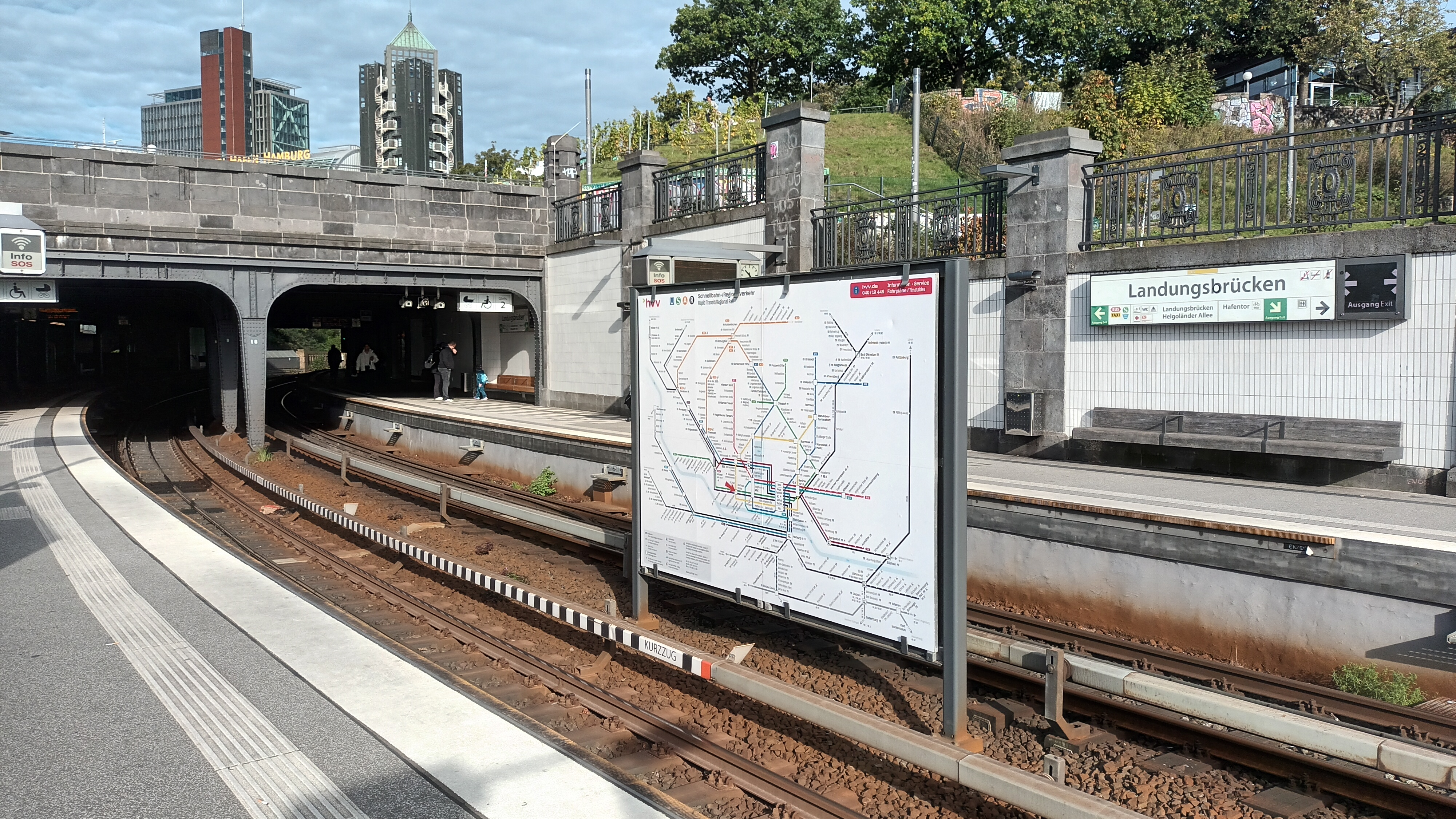
Verbundnetzplan im HVV-typischen Großflächenformat auf der Station Landungsbrücken, Hamburg
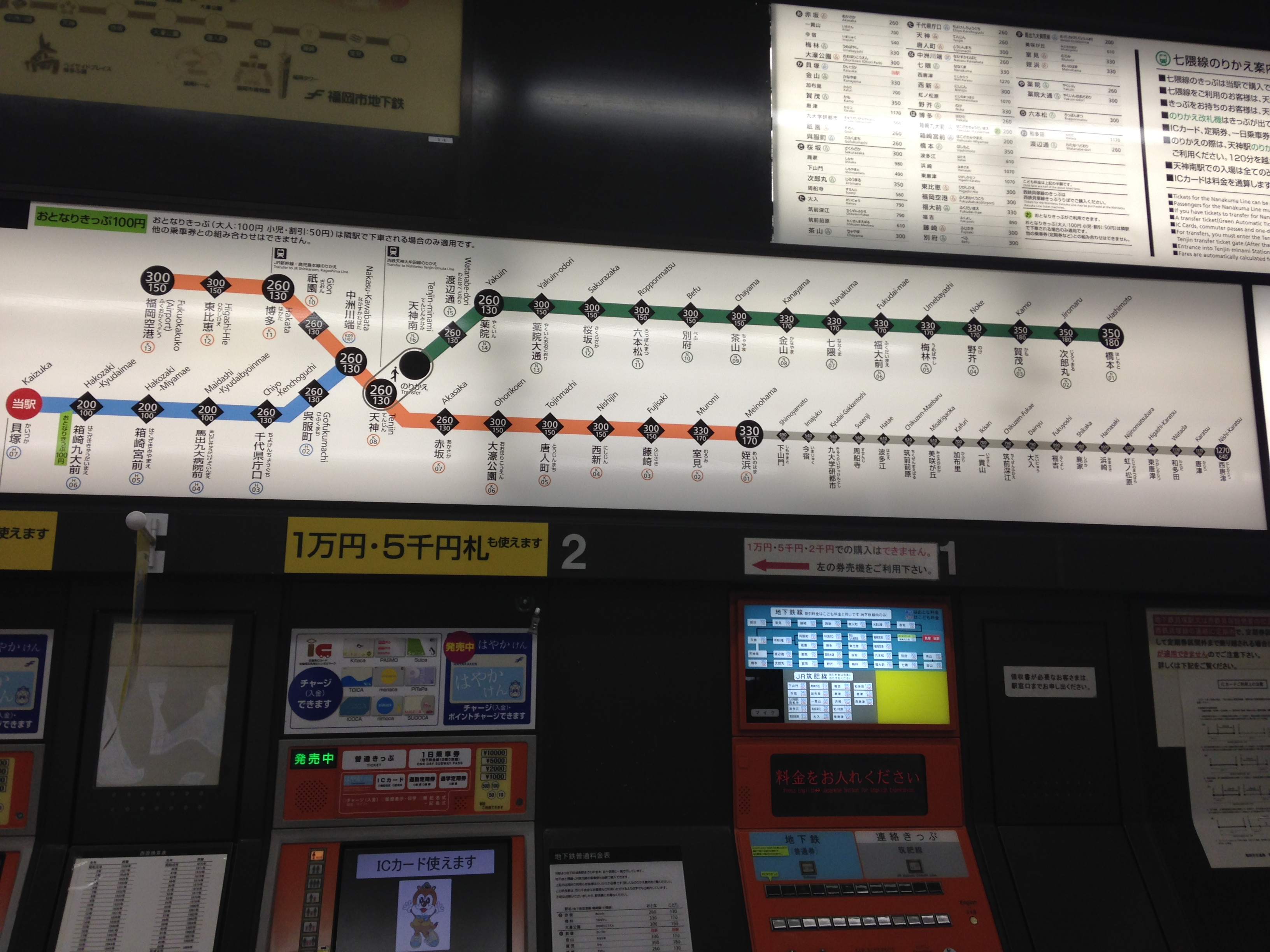
Netzplan-Variante der U-Bahn Fukuoka mit Angabe der Fahrkartenpreise ab Kaizuka (200 bis 350 Yen)
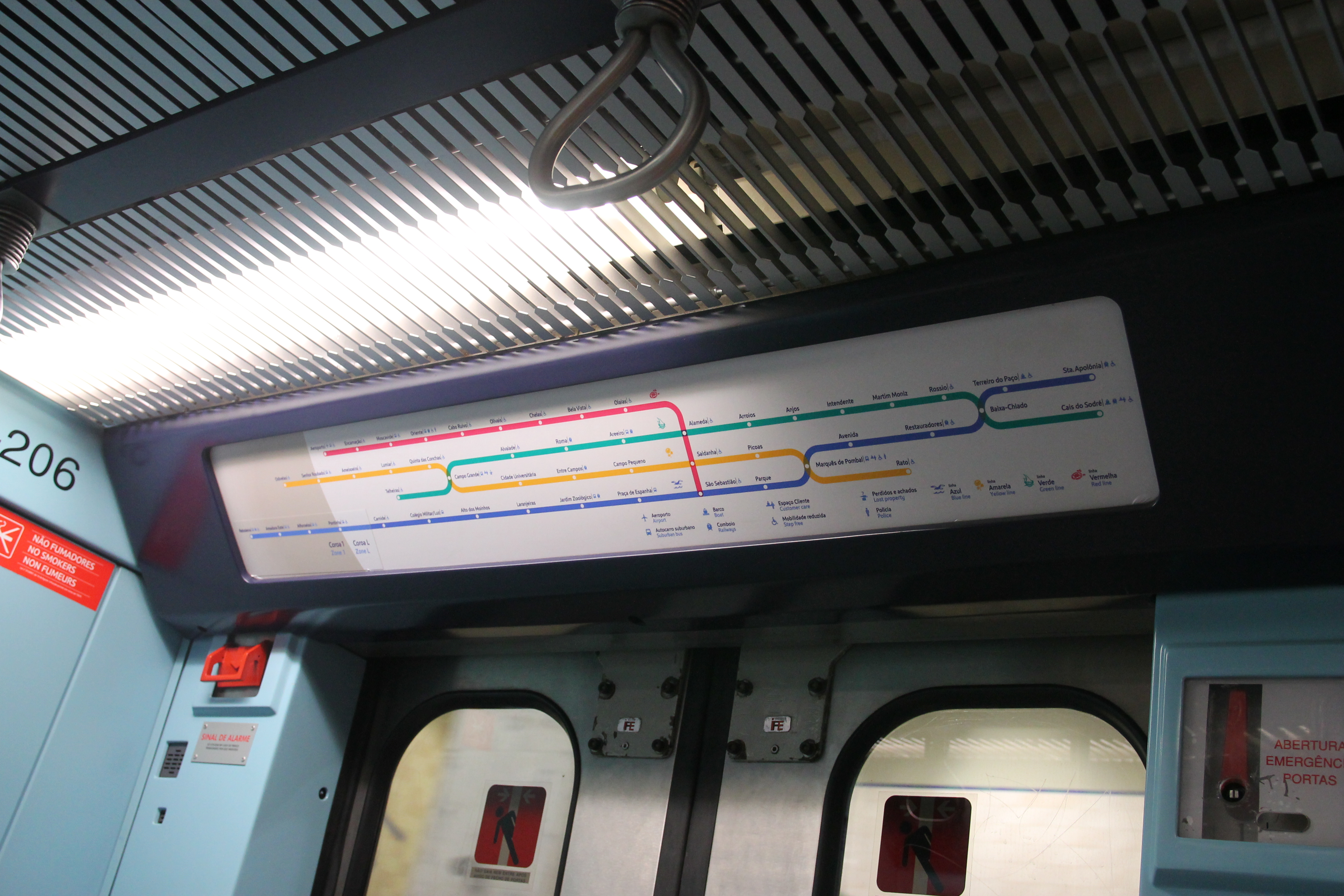
Formatvariante des Netzplans der Metro Lissabon zur Verwendung im Wageninnenraum
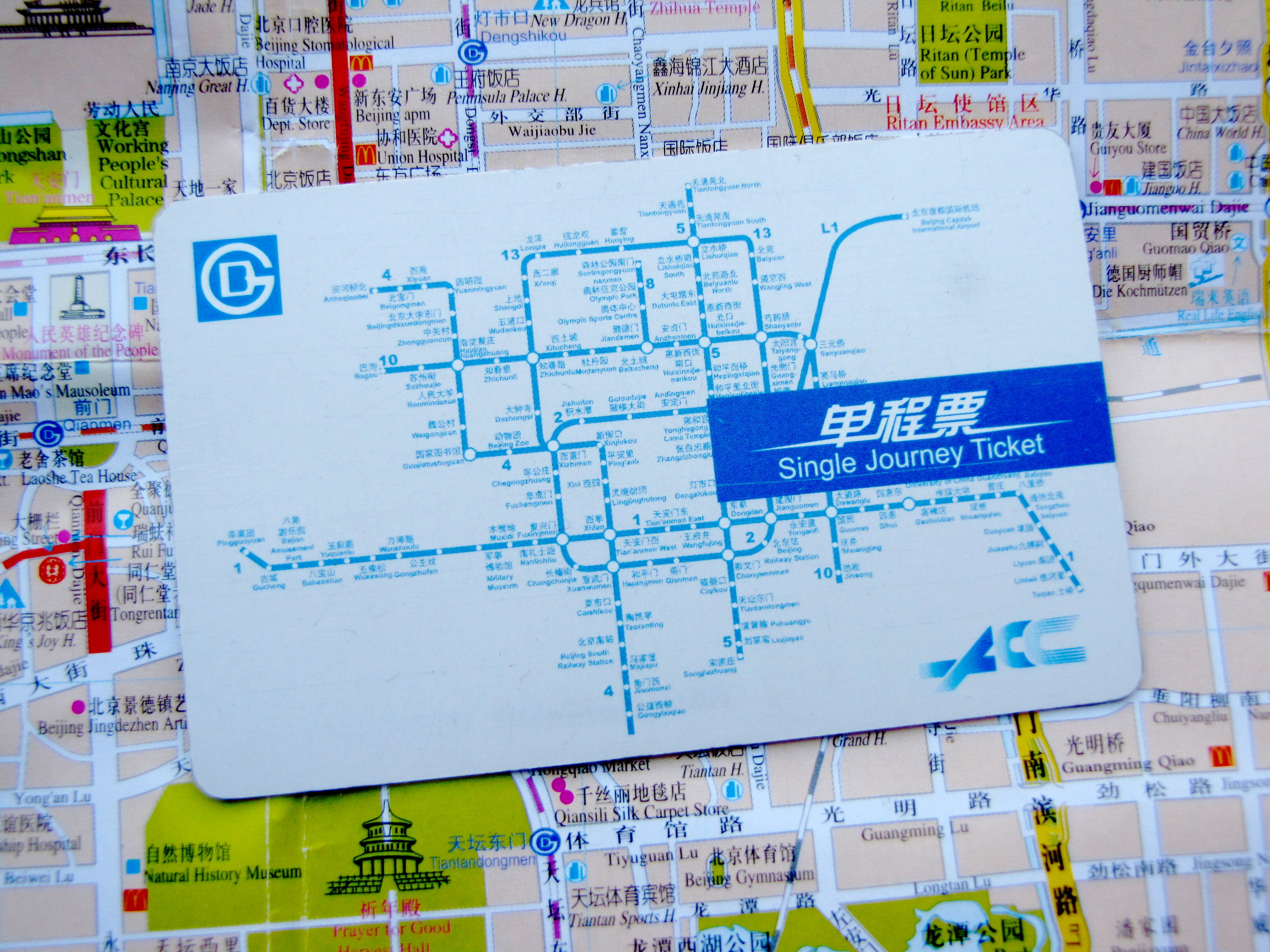
Netzplan der U-Bahn Peking auf einer Einzelkarte im Scheckkartenformat (2009)
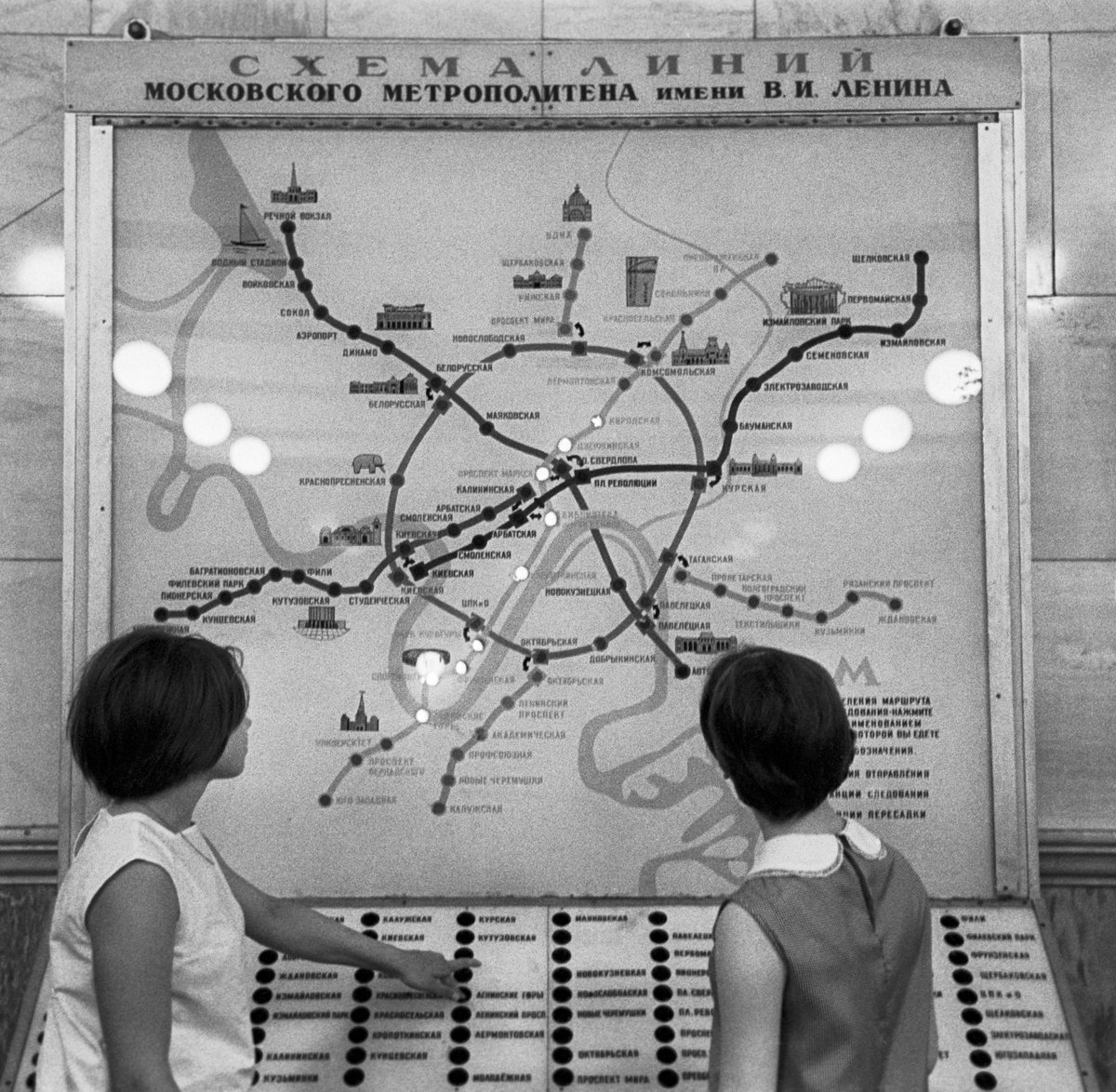
Historischer elektronischer Netzplan in Moskau (1968); die Druckknöpfe der Steuertafel korrespondieren mit den einzelnen Stationen und zeigen bei Betätigung den Fahrtweg von der aktuellen Station
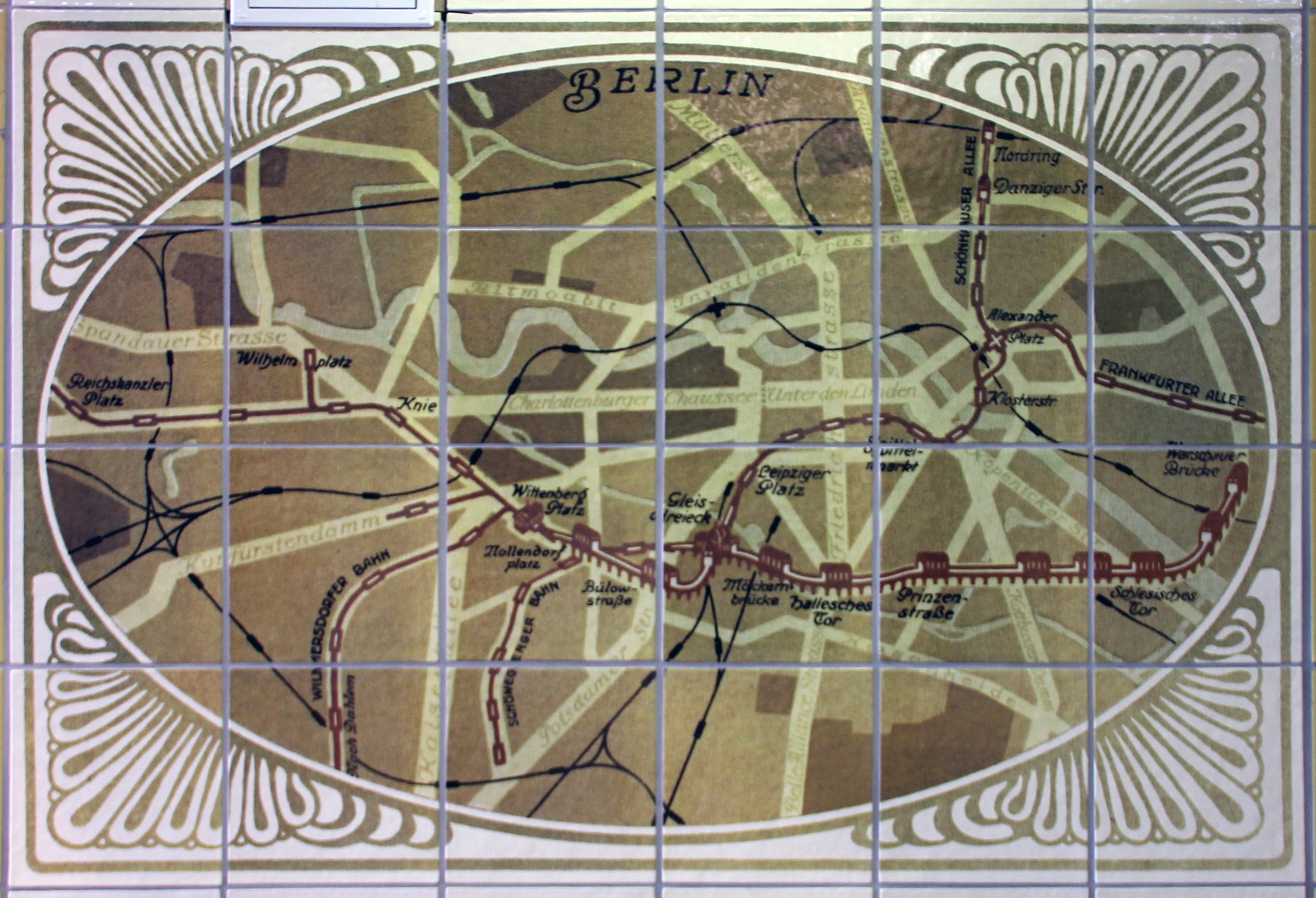
Netzplan der U-Bahn Berlin als dekoratives Fliesenbild im Bahnhof Wittenbergplatz; Teil des Originalentwurfs des Bahnhofs von 1912

Ein zentrales Informationselement von U-Bahn-Systemen und eines der am stärksten mit ihnen assoziierten grafischen Elemente sind Liniennetzpläne, die in übersichtlicher Form das gesamte Netz mit allen Linien und Stationen darstellen und beispielsweise auf den Bahnhöfen und in den Fahrzeugen ausgehängt und als Taschenfaltpläne und in Informationsbroschüren ausgegeben werden. Neben der heute im Vordergrund stehenden Funktion als Orientierungs- und Navigationshilfe dienten Netzpläne in der Frühzeit der U-Bahnen auch als Werbemittel, das potenzielle Fahrgäste über die Ziele informierte, die mit der U-Bahn erreicht werden konnten.
Insbesondere in Städten und Regionen mit tariflich integriertem ÖPNV-System sind Pläne üblich, die neben den U-Bahn- auch weitere wichtige Nahverkehrslinien bzw. weitere wichtige Verkehrsmittel darstellen. Beispielsweise werden in den vier deutschen Netzen und in Wien ausschließlich oder vorrangig Verbundnetzpläne verwendet, die neben den U-Bahn- mindestens auch die jeweiligen S-Bahn-Linien enthalten. In tariflich nicht oder nicht vollständig integrierten Netzen verwenden die einzelnen Verkehrsunternehmen demgegenüber teilweise eigene Pläne, in denen Linien anderer Betreiber nicht oder nur untergeordnet dargestellt werden.
Häufig werden neben einem Hauptplan weitere Varianten für spezielle Einsatzzwecke und -orte verwendet, beispielsweise mit ergänzenden Informationen zur Barrierefreiheit oder mit angepasstem Format zur Verwendung in Fahrzeugen, in denen keine geeigneten Flächen zur Anbringung des Standardplans zur Verfügung stehen. Verwandt mit Liniennetzplänen sind zudem Linienbänder, die den Verlauf einzelner Linien oder Linienbündel darstellen und beispielsweise auf dem Bahnsteig der entsprechenden Linie oder in den auf der Linie verkehrenden Fahrzeugen verwendet werden.
Statische Liniennetzpläne werden seit dem frühen 21. Jahrhundert durch dynamische digitale Angebote ergänzt, die sowohl von den Verkehrsbetrieben und -verbünden selbst – hier häufig auf Grundlage von auf Open Data basierenden Anwendungen wie OpenStreetMap – als auch durch externe Anbieter wie Google mit Google Maps bereitgestellt werden und insbesondere online abgerufen und genutzt werden können. Diese Anwendungen erlauben u. a. eine gezielte Suche nach Verkehrsverbindungen und stellen diese detailliert anhand topografischer Karten dar.

##### Topografische und schematische Pläne

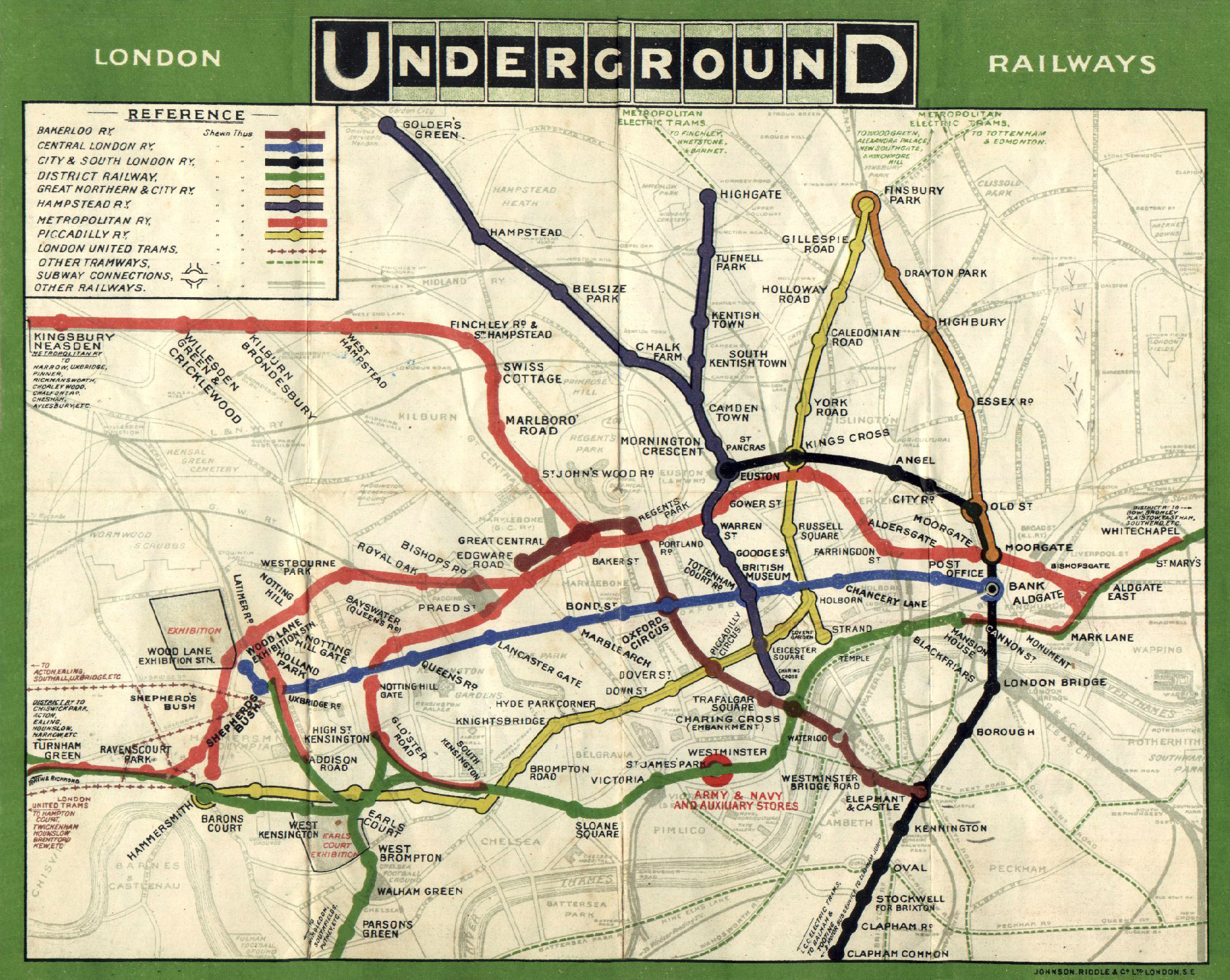
Erster offizieller Netzplan mit der gemeinsamen Dachmarke Underground (1908); topografische Darstellung auf Grundlage eines Stadtplans
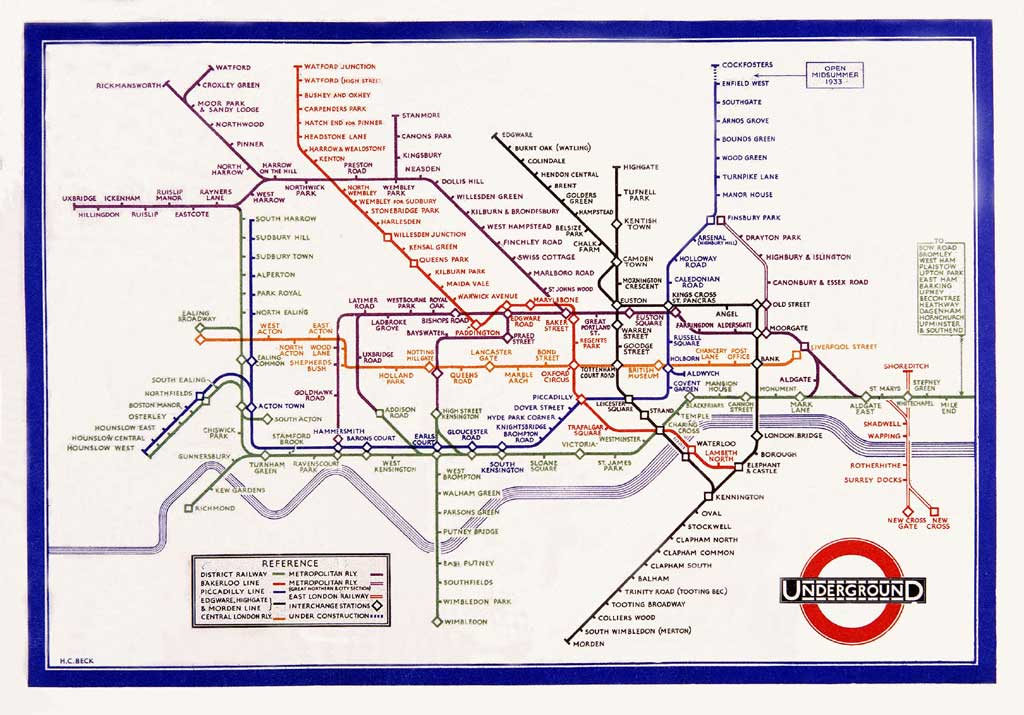
Erste im Fahrgasteinsatz verwendete Version der schematischen Tube map von Harry Beck (1933); bis heute Grundlage des Netzplans der Underground
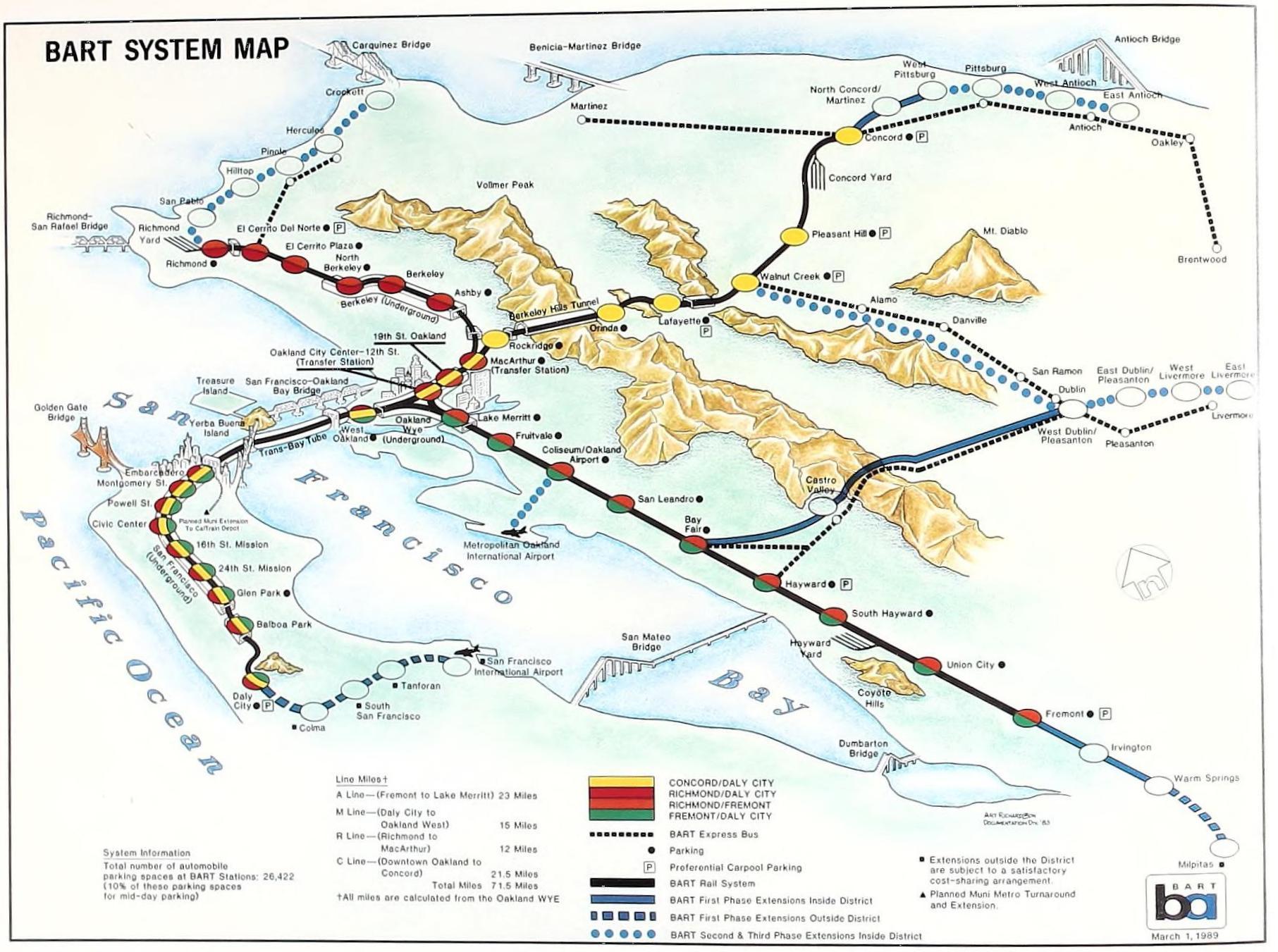
Offizieller Netzplan des BART-Systems im ungewöhnlichen Stil eines Vogelschauplans (1989)
Offizieller Netzplan der Metro Montreal (2016), der weitgehend den Prinzipien von Harry Beck folgt, jedoch vereinzelte Brüche damit aufweist
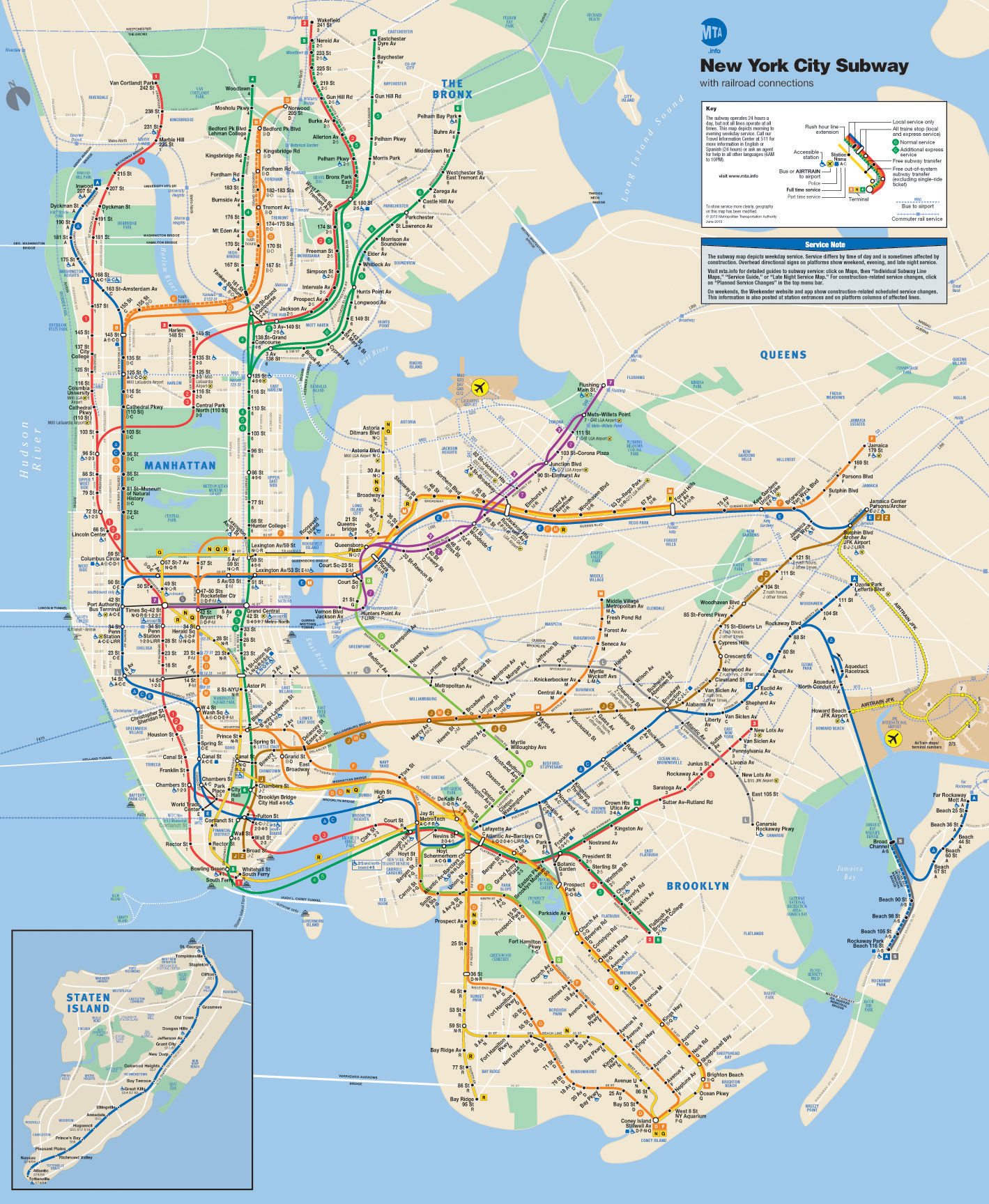
Offizieller Netzplan der New York City Subway (2013) mit pseudotopografischer Darstellung mit vergrößerter Darstellung von Manhattan

Während in der Frühzeit der U-Bahnen topografische Karten verwendet wurden, die häufig auf regulären Stadtplänen basierten und daher neben den U-Bahn-Linien auch das Straßennetz und weitere geografische Objekte darstellten, vollzog sich in der ersten Hälfte des 20. Jahrhunderts ein schrittweiser Übergang zu schematischen Plänen, in denen nicht mehr das Liniennetz im Verhältnis zur Stadt, sondern vorrangig das Verhältnis der einzelnen Elemente des Netzes (Linien, Stationen und Umsteigeknoten) zueinander dargestellt wurde und geografische Informationen und topografische Genauigkeit in den Hintergrund traten. Ein wesentlicher Grund hierfür war, dass die zwischenzeitlich in den einzelnen Systemen erreichte Komplexität, Dichte und räumliche Ausdehnung der Netze bei einer maßstäblichen Darstellung in einem topografischen Plan zu sinkender Übersichtlichkeit und Lesbarkeit und/oder zu einer Beschränkung des sinnvoll darstellbaren Netzausschnitts geführt hatte bzw. geführt hätte oder durch größere Planbilder hätte ausgeglichen werden müssen.
Als bedeutender Schritt für die Entwicklung schematischer Netzpläne gilt die Tube map der London Underground, die ab 1931 von Harry Beck, einem zu diesem Zeitpunkt arbeitslosen technischen Zeichner, als Freizeitprojekt entwickelt und 1933 erstmals testweise an Fahrgäste ausgegeben wurde. Beck griff in seinem Entwurf auf Gestaltungsprinzipien zurück, die bereits zuvor bei der Underground und anderen englischen sowie ausländischen Bahnen genutzt worden waren, um die Lesbarkeit von Plänen zu verbessern. Er kombinierte, verfeinerte und vereinheitlichte diese Prinzipien jedoch und wendete sie konsequent auf das komplexe Netz der Londoner U-Bahn an. Beck entwarf damit einen Plan von großer visueller Klarheit und hoher Lesbarkeit, der im Wesentlichen auf alle zum Verständnis des U-Bahn-Netzes unerheblichen Informationen verzichtete und dennoch weiterhin als kartografische Darstellung erkennbar blieb. Beck wendete insbesondere folgende Prinzipien an:
- Individuelle Kennfarben für alle Linien zur Verbesserung der Unterscheidbarkeit – Beck griff teilweise auf die Farben zurück, die seit 1908 von der Underground verwendet wurden;
- Reduzierung und Vereinheitlichung der grafischen Elemente durch standardisierte Linienorientierungen – Beck verwendete ein oktolineares System mit 45°-Winkeln und acht möglichen Linienrichtungen sowie eine lot- bzw. waagerechte Kompositionsachse. Die Reichsbahndirektion Berlin veröffentlichte bereits 1931 einen Plan der Berliner S-Bahn auf Grundlage desselben Prinzips, wobei die Ringbahn im genannten Plan stark abstrahiert als Kreis dargestellt wurde;
- Vereinfachung/Abstrahierung geografischer Zusammenhänge und Merkmale zur Steigerung der Übersichtlichkeit und visuellen Ruhe:
  - Begradigung der Linienverläufe und Vereinheitlichung der Stationsabstände – Diese Darstellung ist verwandt mit Linienbändern, die seit dem frühen 20. Jahrhundert für die Darstellung des Verlaufs einzelner Linien genutzt wurden;
  - Vergrößerte Darstellung von Gebieten mit besonders hoher Linien- und Stationsdichte in der Art einer Anamorphose – Beck vergrößerte das Londoner Zentrum, das etwa von der Circle Line definiert wird, und verkleinerte die Außenbezirke;
  - Weitgehender Verzicht auf die Darstellung von geografischen Objekten – Bereits ab dem späten 19. Jahrhundert verzichteten verschiedene Pläne der Underground bzw. ihrer Vorgängerbahnen (weitgehend) auf die Darstellung der Streckenumgebung. Beck stellte in der Tube map lediglich die Themse aufgrund ihrer Bedeutung als Orientierungspunkt dar. Markante Gewässer gehören bis in die Gegenwart zu den wenigen regelmäßig auf Liniennetzplänen dargestellten Geoobjekten;
- Genordetes Planbild – Trotz der inhaltlichen Entfernung von einer topografischen Karte verwendete Beck weiterhin die bei modernen Karten übliche genordete Darstellung bzw. näherte sich an diese an, das heißt die im Planbild oben dargestellten Elemente liegen (im Wesentlichen) im Norden, die unten dargestellte im Süden usw.

Die technisch anmutende formale Reduziertheit wird teilweise mit Becks fachlichem Hintergrund und mit einem Einfluss der zur Entstehungszeit aktuellen modernistischen Gestaltungsströmungen in Verbindung gebracht, während in der ausgewogenen, fast dekorativ wirkenden Gesamtkomposition des Netzbildes mit langen Achsen und eleganten Kurven teilweise Einflüsse des ebenfalls aktuellen Art déco erkannt werden.
Schematische Pläne auf Grundlage der oben genannten Prinzipien setzten sich im Laufe des 20. Jahrhunderts weltweit bei der großen Mehrheit der U-Bahn-Systeme durch. Zudem werden sie für andere Verkehrsmittel genutzt und aufgrund ihrer weiten Kreisen verständlichen Systematik und bekannten Ästhetik auch zur Visualisierung von Zusammenhängen abseits des Verkehrswesens verwendet. Gleichzeitig enthalten Stadtpläne in der Regel auch Darstellungen des ÖPNV-Netzes und Verkehrsbetriebe verwenden häufig topografische Pläne bzw. Stadtpläne als eigenständige Planvarianten, beispielsweise als Umgebungs-/Quartiersplan auf den Haltestellen.
Mit der im frühen 21. Jahrhundert entstandenen Bedeutung digitaler Kartendienste wie Google Maps und den von den Verkehrsbetrieben selbst betriebenen Diensten für Fahrplan- und Verbindungsauskünfte vollzog sich in gewisser Weise eine Rückkehr zu topografischen Karten, die insbesondere durch die Fähigkeit dieser Dienste zur freien Skalierbarkeit der digitalen Karten ermöglicht wird, durch die die Beschränkung der physischen Größe des Kartenmediums keine wesentliche Rolle mehr spielt.

#### Liniensymbole

Liniensymbole verschiedener U-Bahn-Systeme
Métro Paris
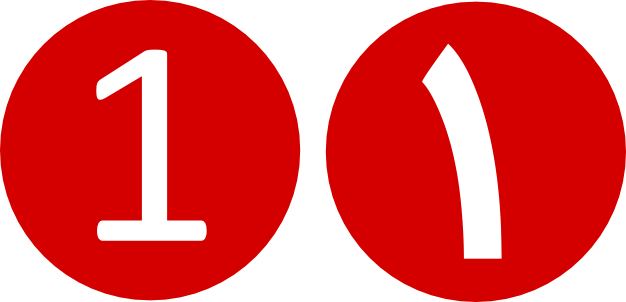
U-Bahn Teheran Arabische und persische Ziffer „1“
Metropolitana di Milano
U-Bahn Peking Mandarin und Englisch ausgeschrieben
New York City Subway A Eighth Avenue Express
Metro Washington Red Line
U-Bahn Tokio Ginza Line
London Underground Metropolitan Line Roundel-Variante mit Text
Metro Lissabon Linha Azul/da Gaivota (dt. Blaue/Möwen-Linie)
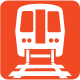
Chicago Orange Line

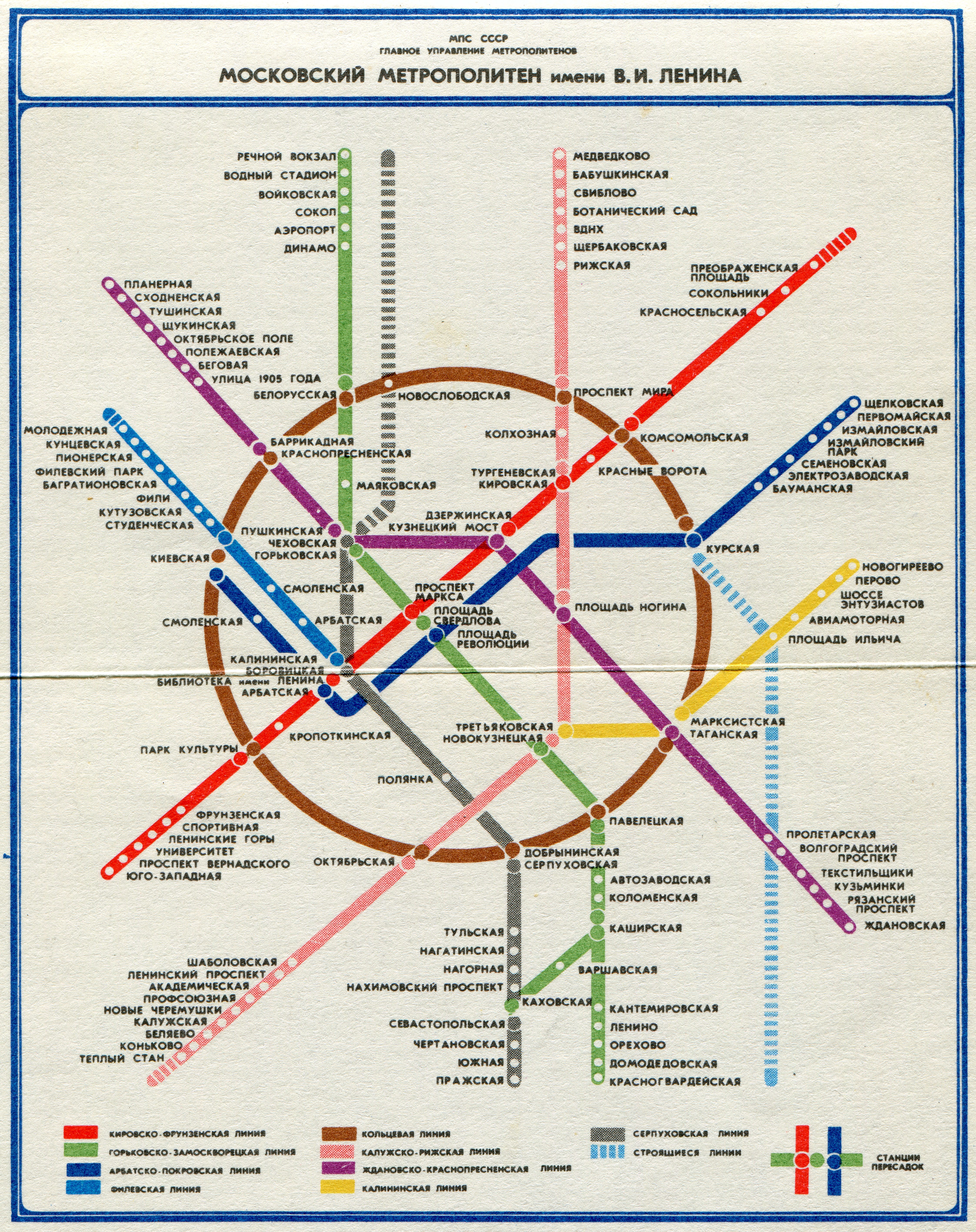
Offizieller Netzplan der Metro Moskau ohne Liniensymbole (1988); für farbenfehlsichtige Menschen nur erschwert lesbar

Der Großteil der U-Bahn-Systeme verwendet Liniensymbole, die als logoartige grafische Zeichen der Kennzeichnung der einzelnen Linien dienen. Die Anwendungen unterscheiden sich zwischen den einzelnen Systemen, häufig werden Liniensymbole jedoch insbesondere im Zusammenhang von Wegeleitsystemen etwa an Bahnhöfen, auf Zugzielanzeigern auf dem Bahnsteig und zur näheren Kennzeichnung der Linien in Netzplänen verwendet.
In der Regel basieren Liniensymbole auf einer einheitlichen Grundform, die anhand der Kennfarbe und Bezeichnung der einzelnen Linien differenziert wird, teilweise werden abhängig vom Verwendungszweck verschiedene Varianten genutzt. In integrierten Verkehrsnetzen wie jenen der deutschen Verkehrsverbünde ist die Gestaltung zudem häufig mit den entsprechenden Liniensymbolen der anderen Verkehrsmittel abgestimmt, wobei in der Regel eine Differenzierung zwischen den einzelnen Verkehrsmitteln anhand der Symbole erfolgt.
Die Gestaltung ist unter dem Gesichtspunkt der barrierefreien Informationsgestaltung relevant, da Symbole für farbenfehlsichtige Personen, für Analphabeten bzw. des lokal verwendeten Schriftsystems unkundige Personen und für Personen mit reduzierter Sehschärfe unterschiedlich verständlich sein können. Die Mehrzahl der in der Galerie dargestellten Beispiele verwendet in Analogie zum Zwei-Sinne-Prinzip eine Kombination aus Kennfarbe und Ziffer/Schriftzeichen, sodass diese z. B. auch für Analphabeten, die die Schrift nicht bzw. nicht ausreichend sicher lesen, und farbenfehlsichtige Menschen, die die Farbe nicht bzw. nicht eindeutig erkennen können, verständlich sind. Die Metro Lissabon hat den weltweit einmaligen Ansatz gewählt, dass jede der vier Linien des Netzes über ein individuelles, rein grafisches Linienlogo verfügt, das kein Lesen erfordert, dessen Farbe nicht erkannt werden muss und das anhand seiner spezifischen Form bis zu einem gewissen Grad auch bei reduzierter Sehschärfe identifiziert werden kann. Dem gegenüber sind Systeme wie das in Chicago verwendete, die die Liniensymbole lediglich nach Farben unterscheiden, unter dem Gesichtspunkt der Barrierefreiheit weniger geeignet.
Die Verwendung eindeutig unterscheidbarer Symbole stellt insbesondere im Kontext von Liniennetzplänen ein wichtiges Hilfsmittel für farbenfehlsichtige Menschen dar, um die einzelnen Linien unterscheiden zu können (vgl. Abbildung rechts).
Im sehr komplexen New Yorker Netz werden die Expressvarianten bzw. nur in der Hauptverkehrszeit verkehrenden Verstärkerfahrten der Linien 6, 7 und F abweichend vom ansonsten kreisförmigen Liniensymbol der Subway durch ein rautenförmiges Symbol gekennzeichnet und entsprechend als diamond services (dt. sinngemäß Rautenlinien) bezeichnet. In Fließtexten, in denen das Symbol aufgrund des verwendeten Zeichensatzes nicht dargestellt werden kann, erfolgt eine typografische Annäherung durch die Schreibweise <6>, <7> und <F>.

##### Deutschland, Österreich und Schweiz

U-Bahn Berlin
U-Bahn Hamburg
U-Bahn München
U-Bahn Nürnberg
U-Bahn Wien
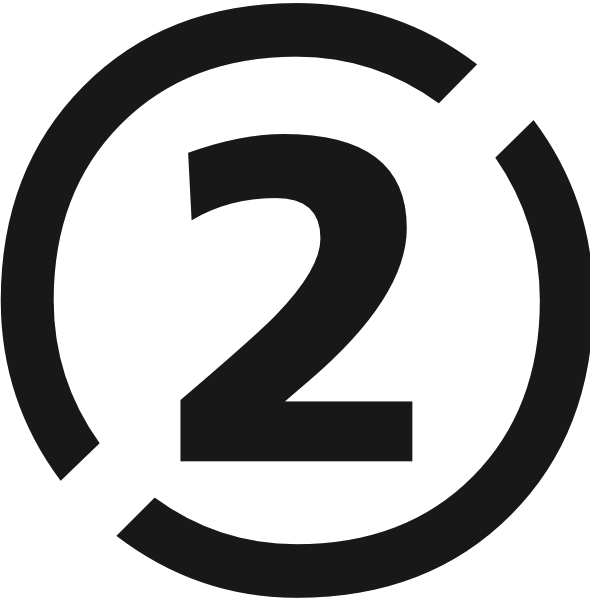
Métro Lausanne

Liniensymbole anderer Bahnen, die von den Symbolen der deutschen U-Bahn abgeleitet wurden
Stadtbahn Rhein-Ruhr
Stadtbahn Stuttgart

Die vier deutschen Netze kennzeichnen ihre Linien durch weitgehend einheitliche Symbole in Form, die die jeweiligen Linienbezeichnung auf einer liegenden rechteckigen Trägerfläche in der jeweiligen Linienkennfarbe zeigen. Innerhalb dieses Grundaufbaus unterscheiden sich die Symbole der einzelnen Systeme allerdings in Größe und Proportionierung der Trägerfläche und Größe, Proportionierung und Schriftart der Beschriftung. Die Symbole werden jeweils umfassend in Wegeleitsystemen, auf Zugzielanzeigern und Netzplänen verwendet.
Die Hamburger Hochbahn führte entsprechende Symbole als erster Betreiber am 22. Mai 1966 zusammen mit der im Wesentlichen bis heute verwendeten U-Nummerierung ein. Die Netze in München und Nürnberg verwenden das System seit ihrer Eröffnung im Oktober 1971 respektive März 1972.
Die Berliner Verkehrsbetriebe führten entsprechende Symbole 1984 in West-Berlin zusammen mit den bis heute verwendeten Linienbezeichnungen mit führendem U ein, nachdem sie den Betrieb der in West-Berlin verkehrenden S-Bahn-Linien von der Deutschen Reichsbahn übernommen hatten, für die sie gleichzeitig die Bezeichnungen S1, S2 und S3 einführten. Für die in Ost-Berlin gelegenen Strecken wurde das System 1991 im Zuge der Wiedervereinigung der Netze von West und Ost eingeführt.
Weiterhin verwenden auch die Stadtbahn Rhein-Ruhr und die Stadtbahn Stuttgart Symbole nach dem genannten Muster.
Die von der U-Bahn Wien genutzten Symbole ähneln denen der deutschen Systeme, haben allerdings eine quadratische Trägerfläche. Sie wurden mit der Eröffnung des Systems eingeführt.
Die Métro Lausanne verwendet für die beiden Linien ein einheitliches schwarzes, kreisförmiges Symbol mit der jeweiligen Liniennummer, teilweise wird dieses um das vorangestellte Systemlogo (siehe hier) ergänzt.

#### Typografie

Beispiele für Hausschriften verschiedener U-Bahn-Systeme
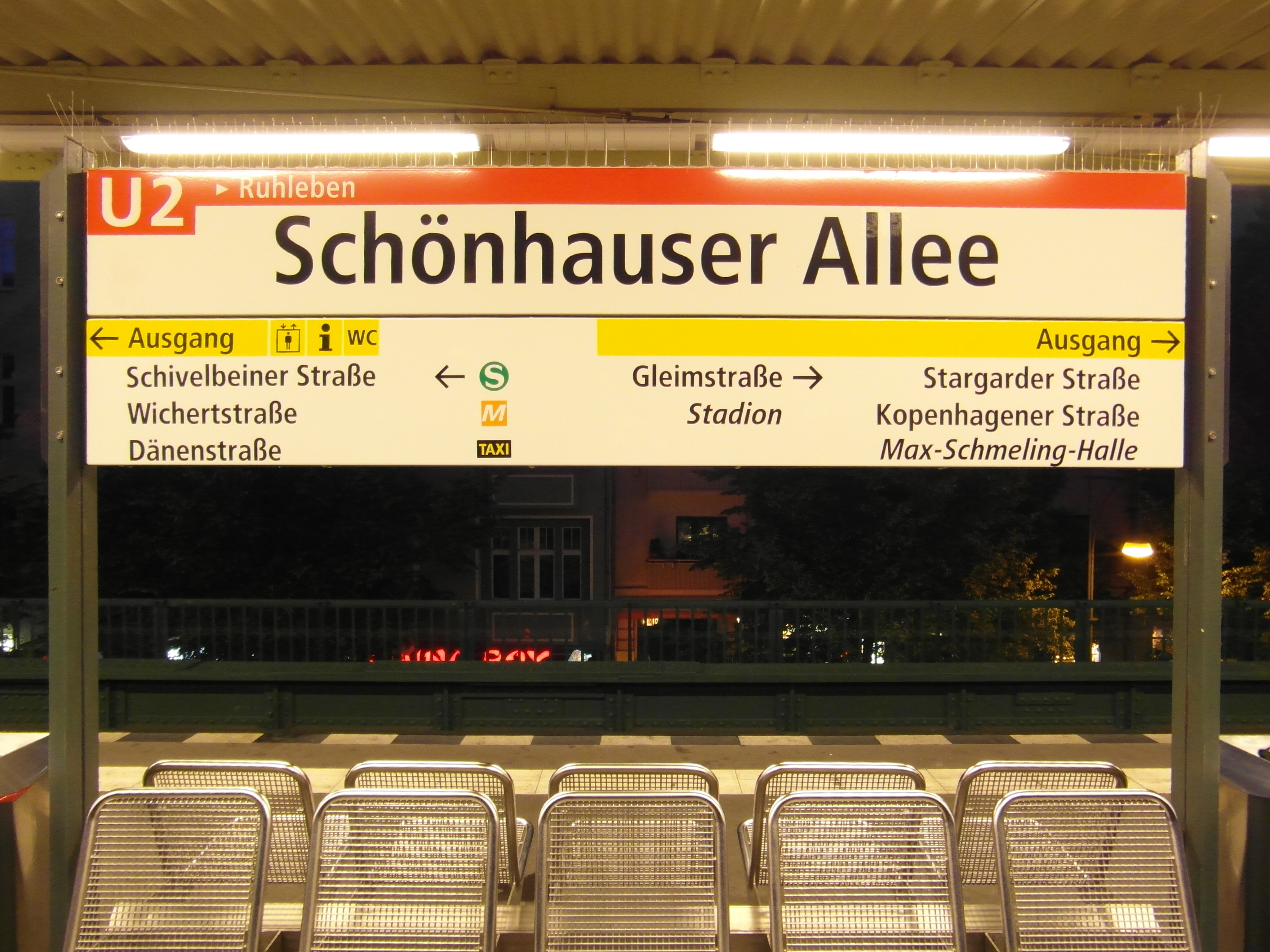
BVG/VBB: FF Transit Gestaltung: Erik Spiekermann, Lucas de Groot, Henning Krause
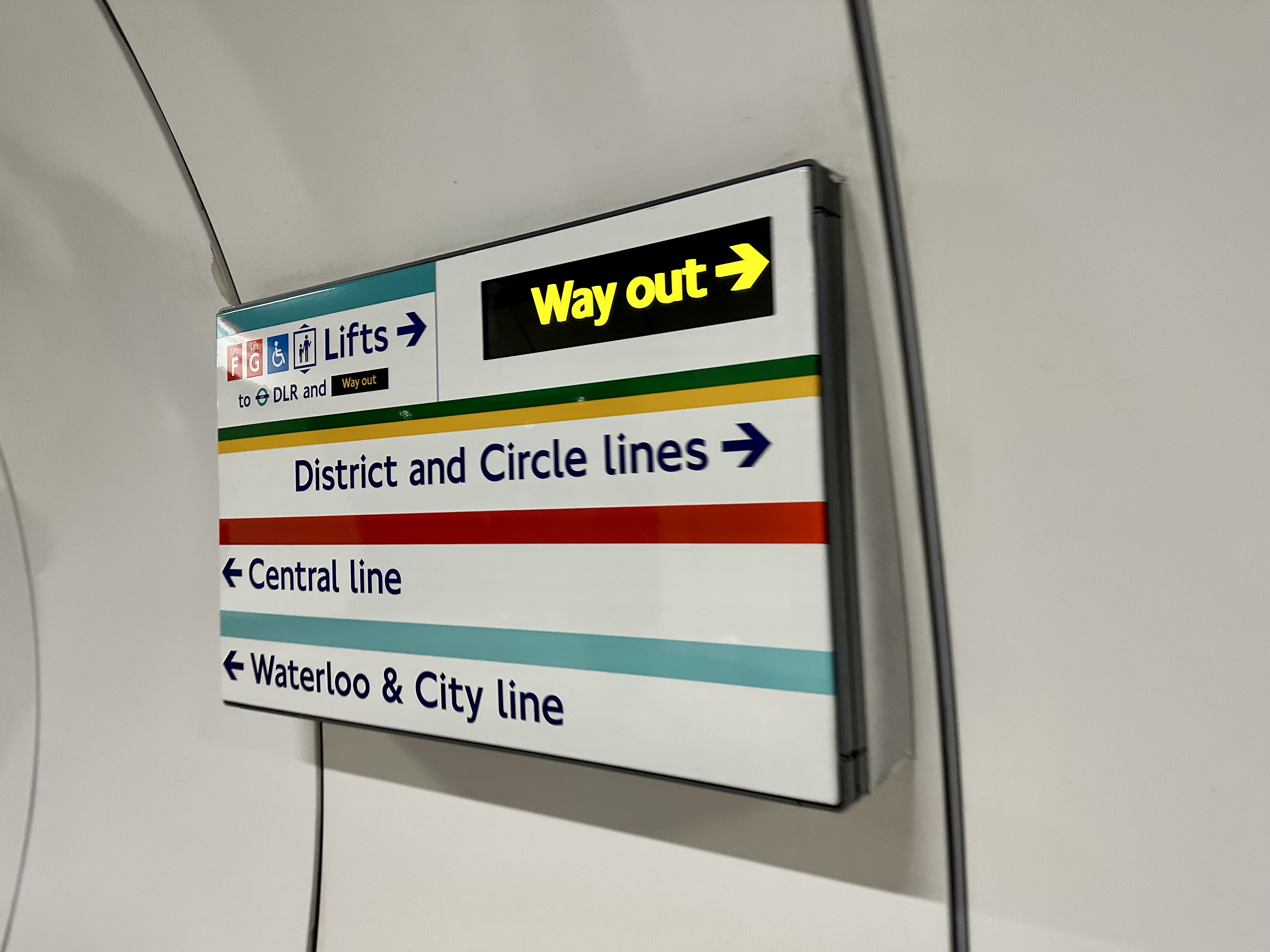
London Underground/TfL: Johnston Gestaltung: Edward Johnston
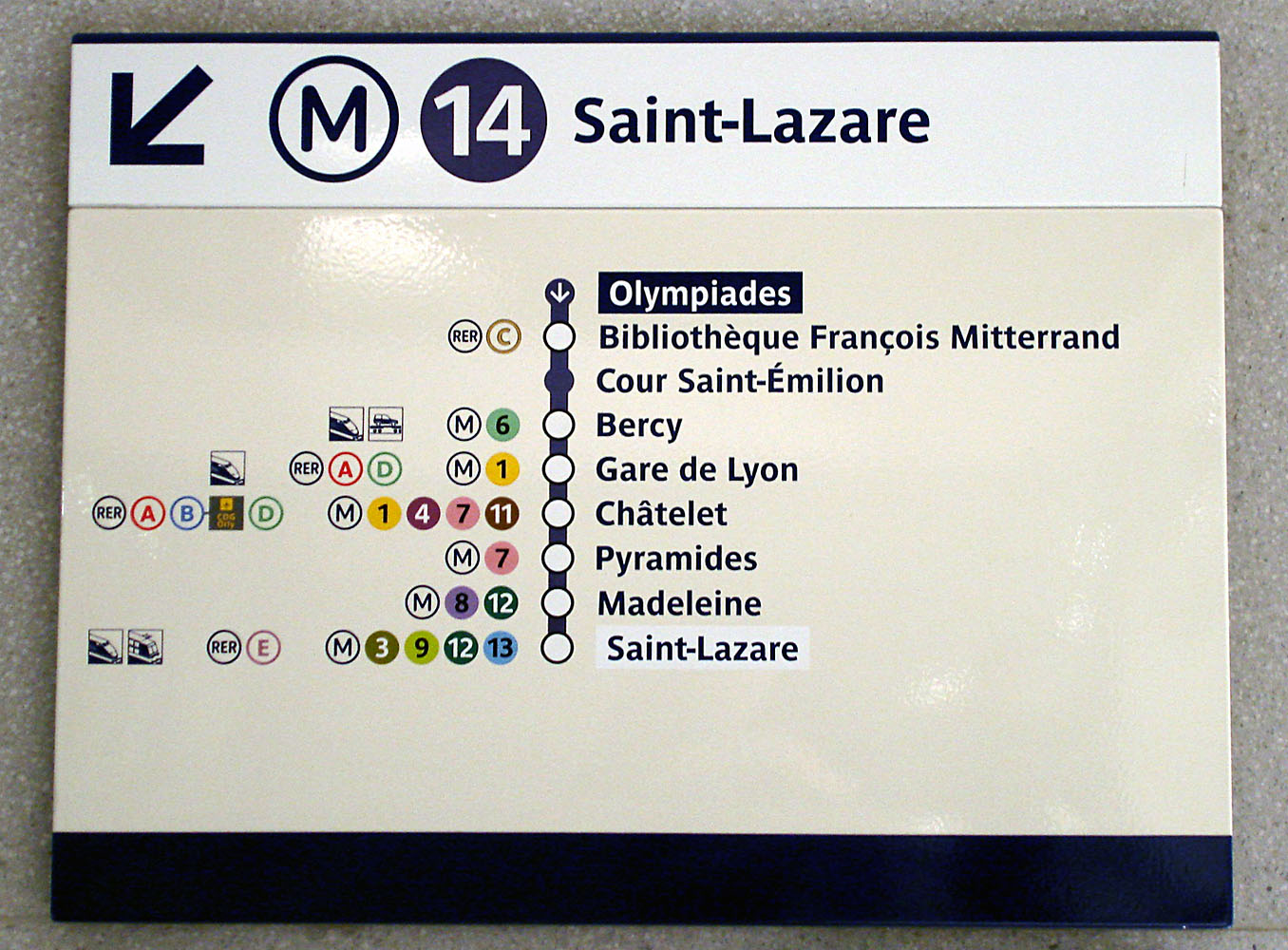
RATP/Île-de-France Mobilités: Parisine Gestaltung: Jean François Porchez
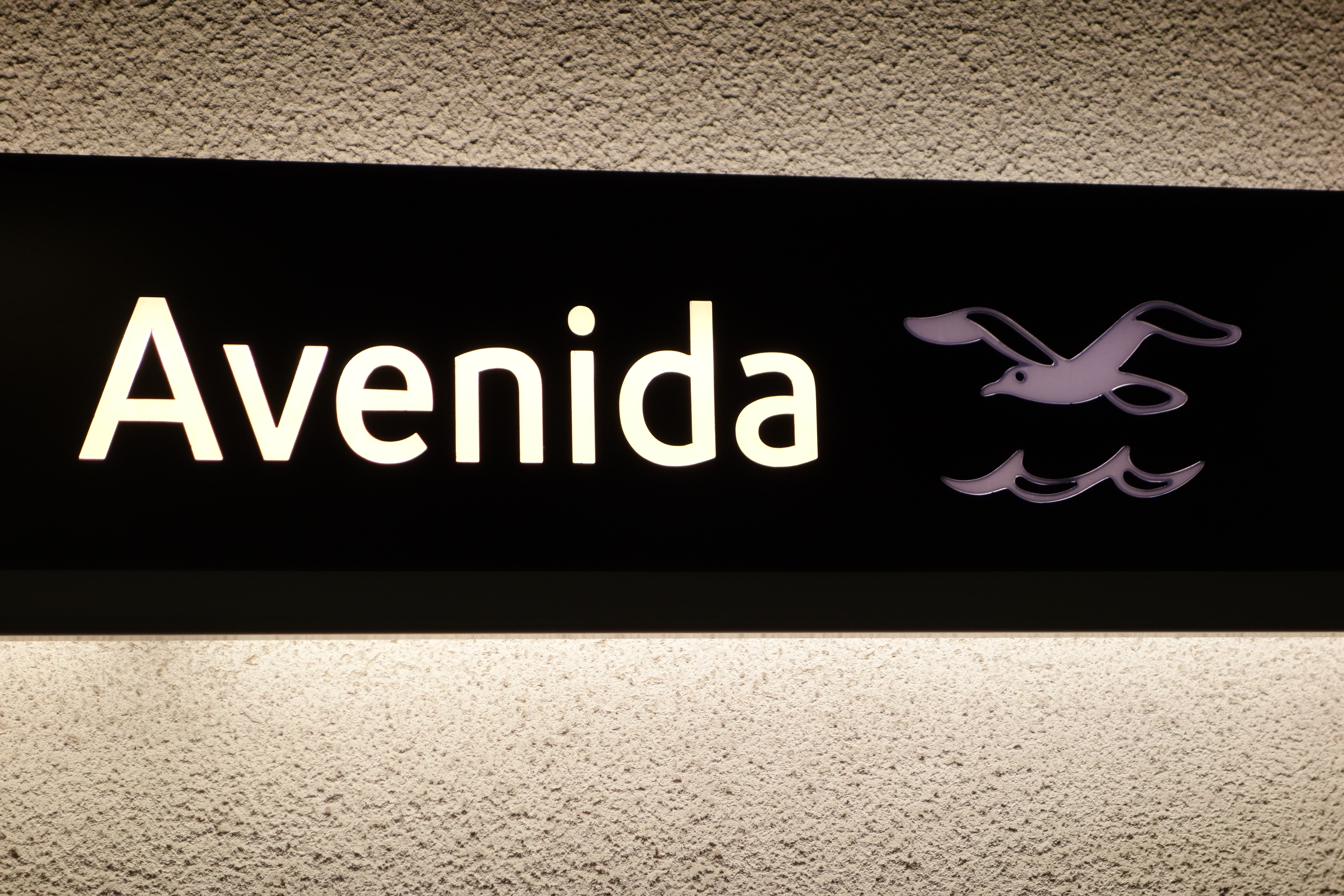
Metro Lissabon: Metrolis Gestaltung: Michael Barbosa, Freda Sack, David Quay
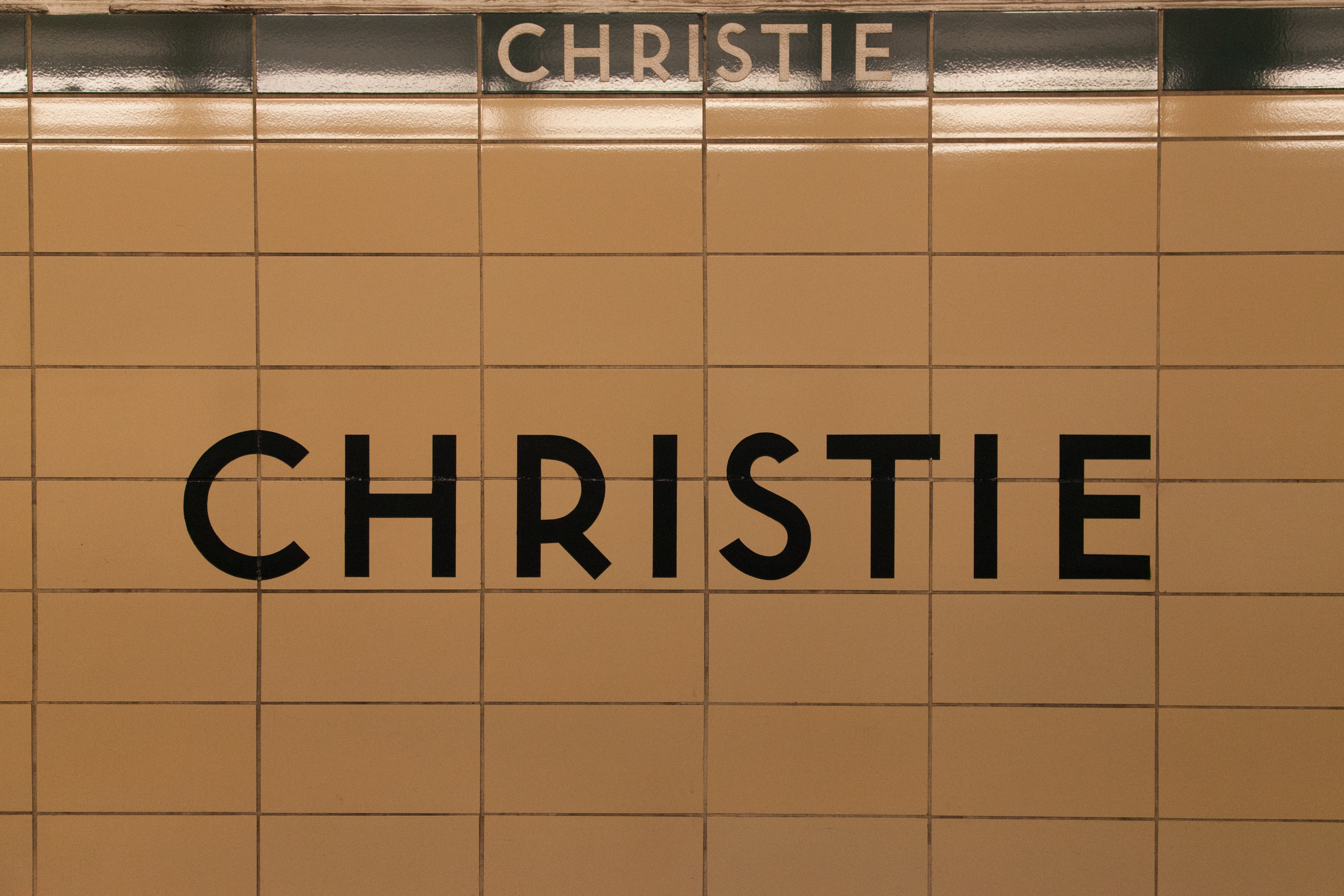
Toronto Subway: Toronto Subway Gestaltung: unbekannt
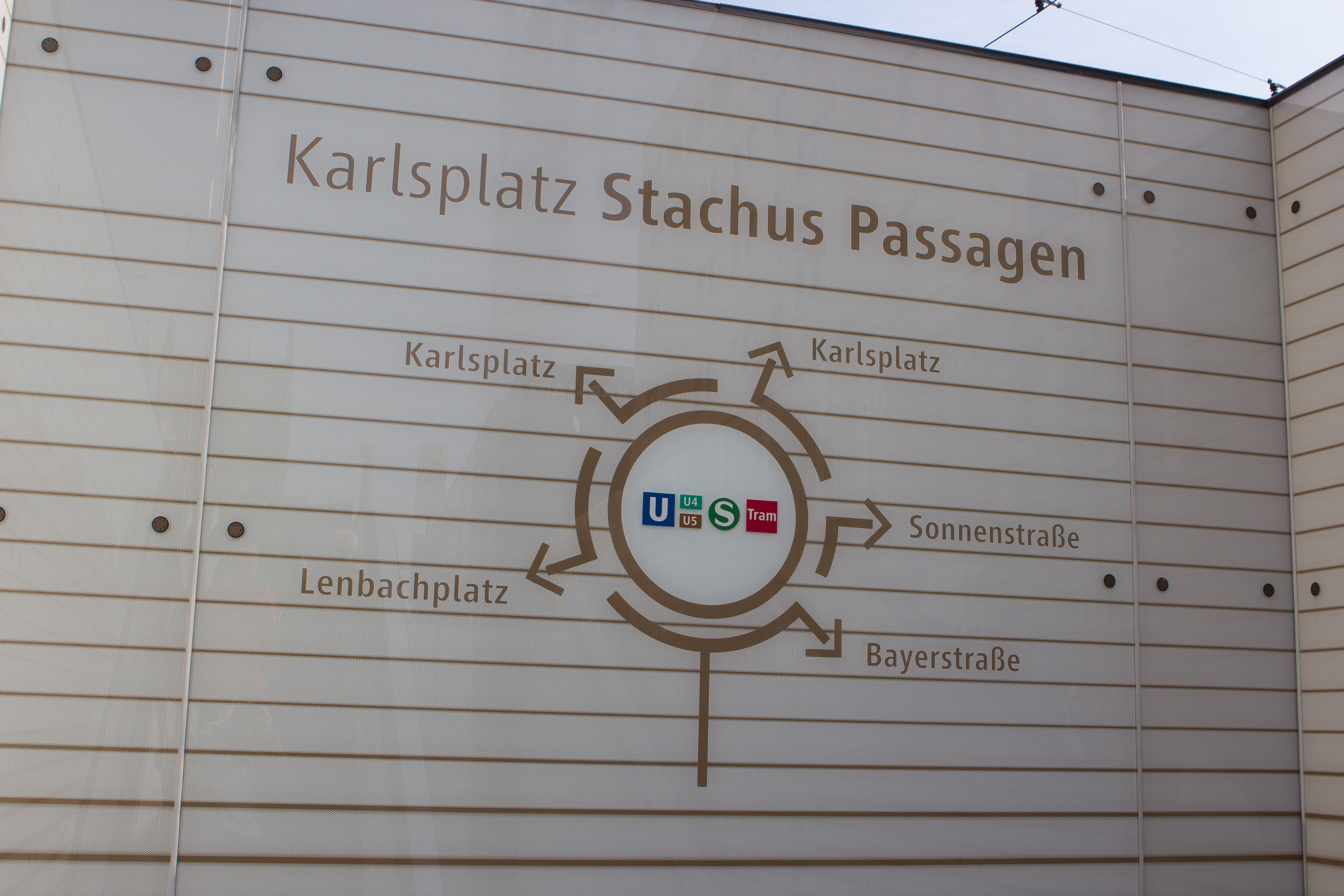
MVG: Vialog Gestaltung: Helmut Ness, Werner Schneider
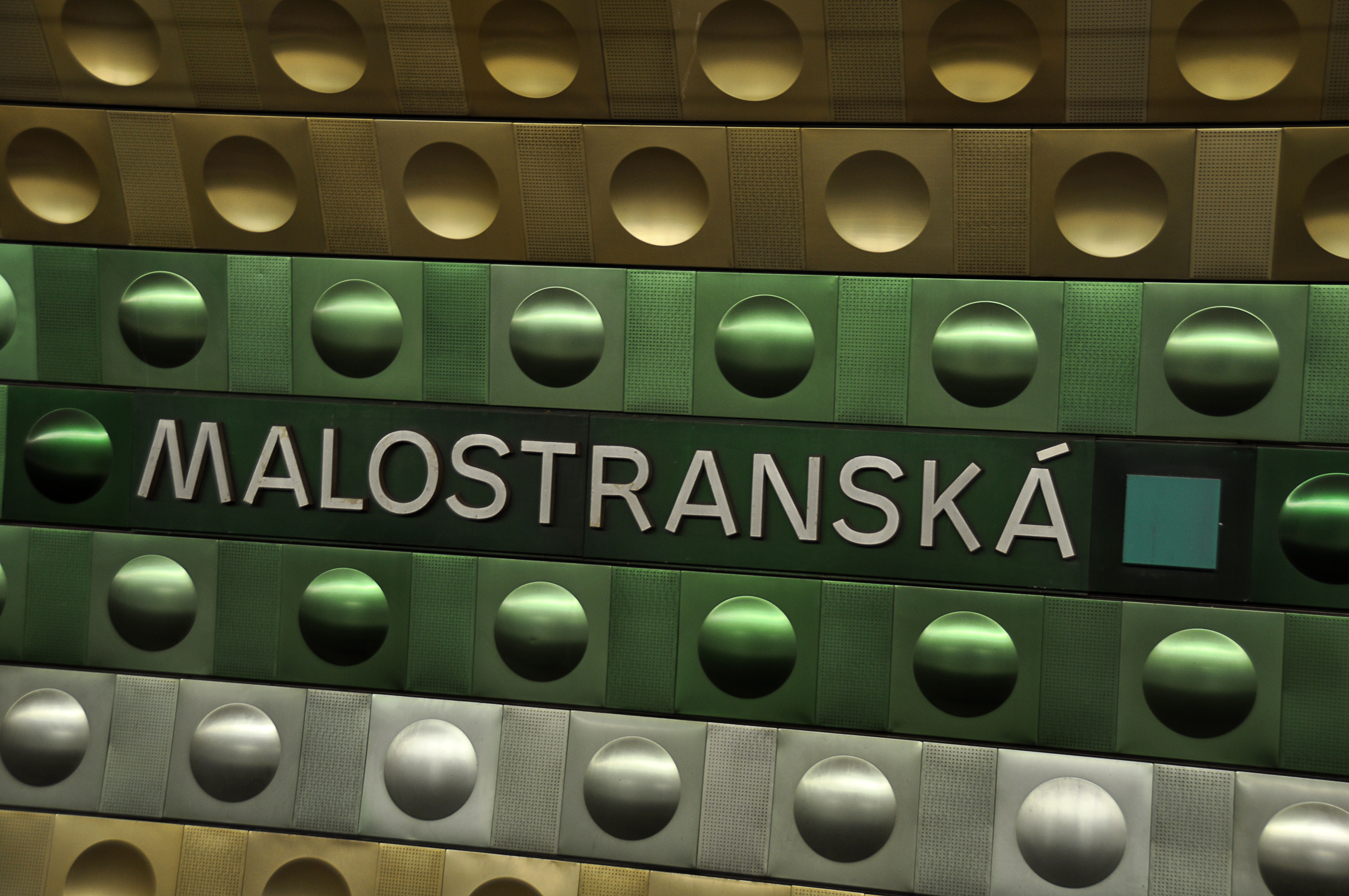
Metro Prag: Metron Gestaltung: Jiří Rathouský

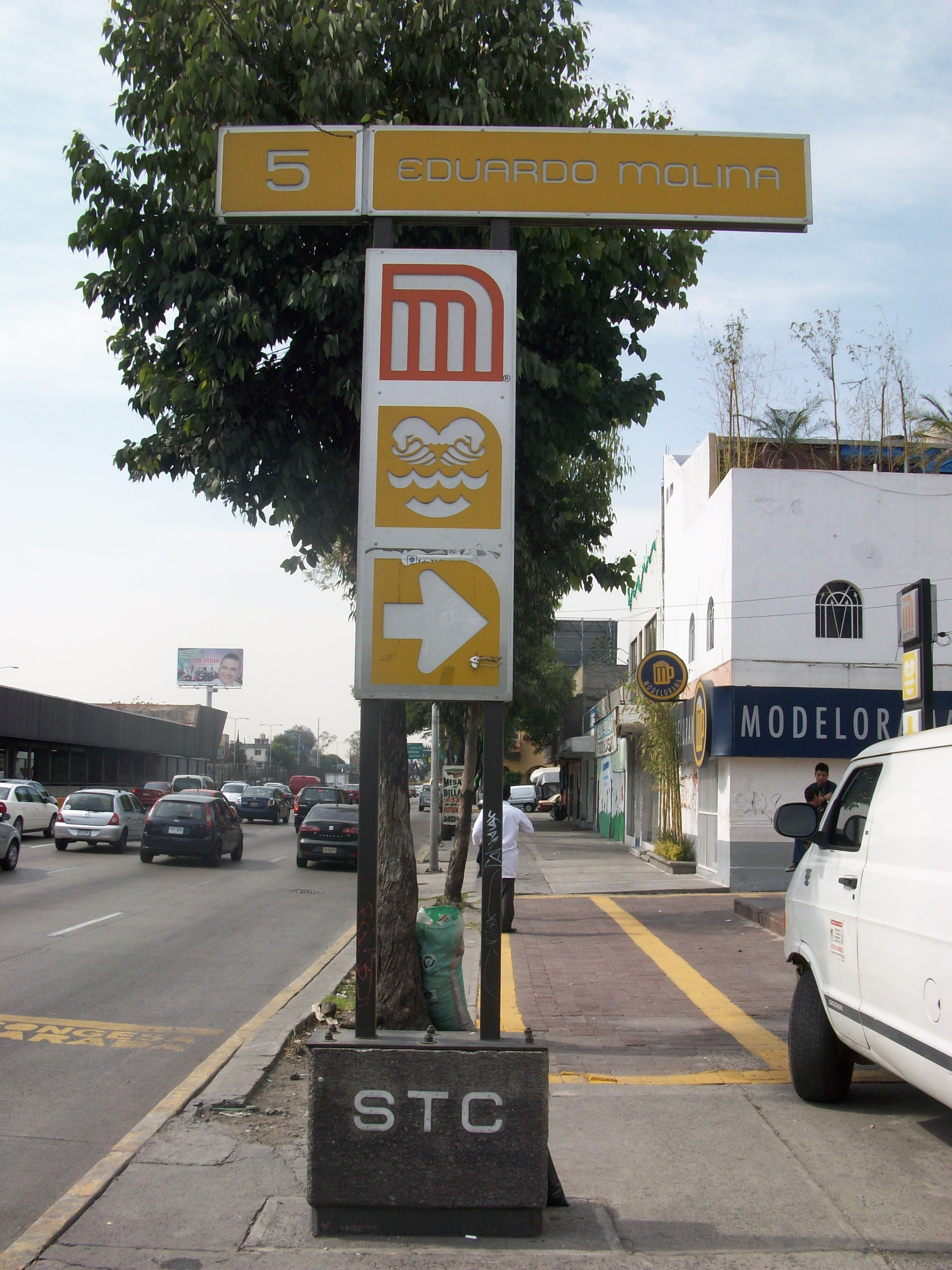
U-Bahn Mexiko-Stadt/STC: Tipo Metro
Gestaltung: Lance Wyman
Charaktervoll, als Versalschrift und aufgrund der sehr ähnlichen Formen der Buchstaben (vergleiche A/R und D/O) jedoch nicht optimal hinsichtlich Barrierefreiheit und Leserlichkeit

Ein grundlegendes Element der visuellen Kommunikation ist die Typografie und hierbei insbesondere die Schriftarten, die etwa zur Beschilderung von Stationen, in Wegeleitsystemen oder in Informationsmedien wie Liniennetzplänen verwendet werden. Aufgrund der häufig nur kurzen Beschäftigung mit geschriebenem Text in den genannten Situationen und der im Interesse einer möglichst universellen Verständlichkeit üblicherweise gewünschten gestalterischen Reduziertheit (siehe unten) sowie auch aufgrund der häufig grundsätzlich geringen bewussten Beachtung typografischer Gestaltung handelt es sich hierbei trotz der Allgegenwärtigkeit in den Netzen häufig um einen weniger prominent wahrgenommenen Aspekt der Gestaltung von U-Bahn-Systemen.
Wie bei anderen sogenannten Verkehrsschriften, die der Orientierung innerhalb eines Verkehrssystems dienen, ist das zentrale Kriterium für die Wahl einer Schriftart in der Regel eine hohe Lesbarkeit, das heißt insbesondere die klare Erkenn- und Unterscheidbarkeit der einzelnen Schriftzeichen, um Texte auch aus größerer Entfernung, in der Vorbeifahrt und im Laufen und in sehr kleinen Schriftgraden – beispielsweise bei Verwendung in einem Taschenfaltplan – und bei ggf. ungünstigen Lichtverhältnissen schnell und eindeutig erfassen zu können und um das Lesen auch für Personen zu erleichtern, die nur über begrenzte Kenntnisse des jeweils verwendeten Schriftsystems verfügen. Bei den U-Bahnen, die die europäischen Alphabetschriften Latein, Kyrillisch und Griechisch verwenden, haben sich für diesen Zweck im Laufe des 20. Jahrhunderts vorrangig Groteskschriften durchgesetzt, bei Bahnen in Regionen, die andere Schriftsysteme verwenden, vergleichbar klare, formal einfache Glyphen. Die weite Verbreitung von Groteskschriften spiegelt dabei gleichzeitig die insgesamt gewachsene Bedeutung dieses Schrifttyps im Alltag und von klaren, reduzierten und disziplinierten Gestaltungästhetiken wider, die sich im 20. Jahrhundert unter dem maßgeblichen Einfluss bzw. als Teil der klassischen Moderne und ihrer Nachfolgebewegungen entwickelt hat.
Daneben werden aus gestalterischen oder dekorativen Gründen und vorwiegend punktuell und häufig nur ergänzend zur jeweiligen Regelschrift andere Schriften bzw. Stile verwendet, beispielsweise gebrochene oder serifenbetonte Schriften im lateinischen Alphabet oder kalligrafische Varianten des Chinesischen, Japanischen, Koreanischen und Arabischen.
Ein großer Teil der Verkehrsbetriebe greift für seine Regelschrift auf bestehende Schriftarten zurück, darunter besonders häufig die Mitte des 20. Jahrhunderts im Kontext der Schweizer Typografie entwickelten modernistischen Schriftarten Helvetica (Barcelona, Chicago, Madrid, Mailand, New York, Philadelphia, São Paulo, Washington, Wien u. a.), Frutiger (Amsterdam, Budapest, Buenos Aires, San Francisco u. a.) und Univers (Mumbai, historisch Montreal u. a.), jedoch auch andere wie Myriad (Hamburg, Hongkong u. a.).
Zahlreiche Betriebe verwenden jedoch eigens für sie entworfene Hausschriften, die der visuellen Kommunikation einen besonders charakteristischen Ausdruck geben können. Hierzu gehören beispielsweise die Johnston, die 1916–17 vom Kalligrafen Edward Johnston für die Underground Group entworfen wurde und in verschiedenen Weiterentwicklungen bis heute von der London Underground und den weiteren von Transport for London koordinierten Verkehrsmitteln verwendet wird, die Brusseline der Brüsseler Verkehrsbetriebe (Éric de Berranger; seit 2006), die FF Transit der BVG (Erik Spiekermann, Lucas de Groot und Henning Krause für MetaDesign; seit 1991, 2015 von den Montrealer Verkehrsbetrieben übernommen), die Metrolis der Metro Lissabon (Michael Barbosa, Freda Sack, David Quay; seit 1995), die Metron der Prager Verkehrsbetriebe (Jiří Rathouský; seit Inbetriebnahme 1974, 1985 größtenteils durch Helvetica abgelöst), die Parisine der RATP (Jean François Porchez für Typofonderie; seit 1996), die Tipo Metro in Mexiko-Stadt (Lance Wyman; seit Inbetriebnahme 1969), die Toronto Subway der Toronto Transit Commission (Gestalter unbekannt; seit Inbetriebnahme 1954) und die Vialog der MVG (Helmut Ness und Werner Schneider für Linotype; seit 2002).
Die Schriften werden in den verschiedenen Systemen in unterschiedlichem Umfang eingesetzt. Während etwa BVG, RATP und Transport for London für (annähernd) sämtliche Anwendungen von Haltestellenschildern über Taschenfaltpläne und Plakate bis zu längeren Fließtexten eine einheitliche Schriftart verwenden, die zudem für sämtliche anderen Verkehrsmittel des jeweiligen Betreibers genutzt wird, beschränkt sich die Nutzung bei anderen Unternehmen lediglich auf einzelne Elemente wie etwa die Beschilderung.

### Barrierefreiheit

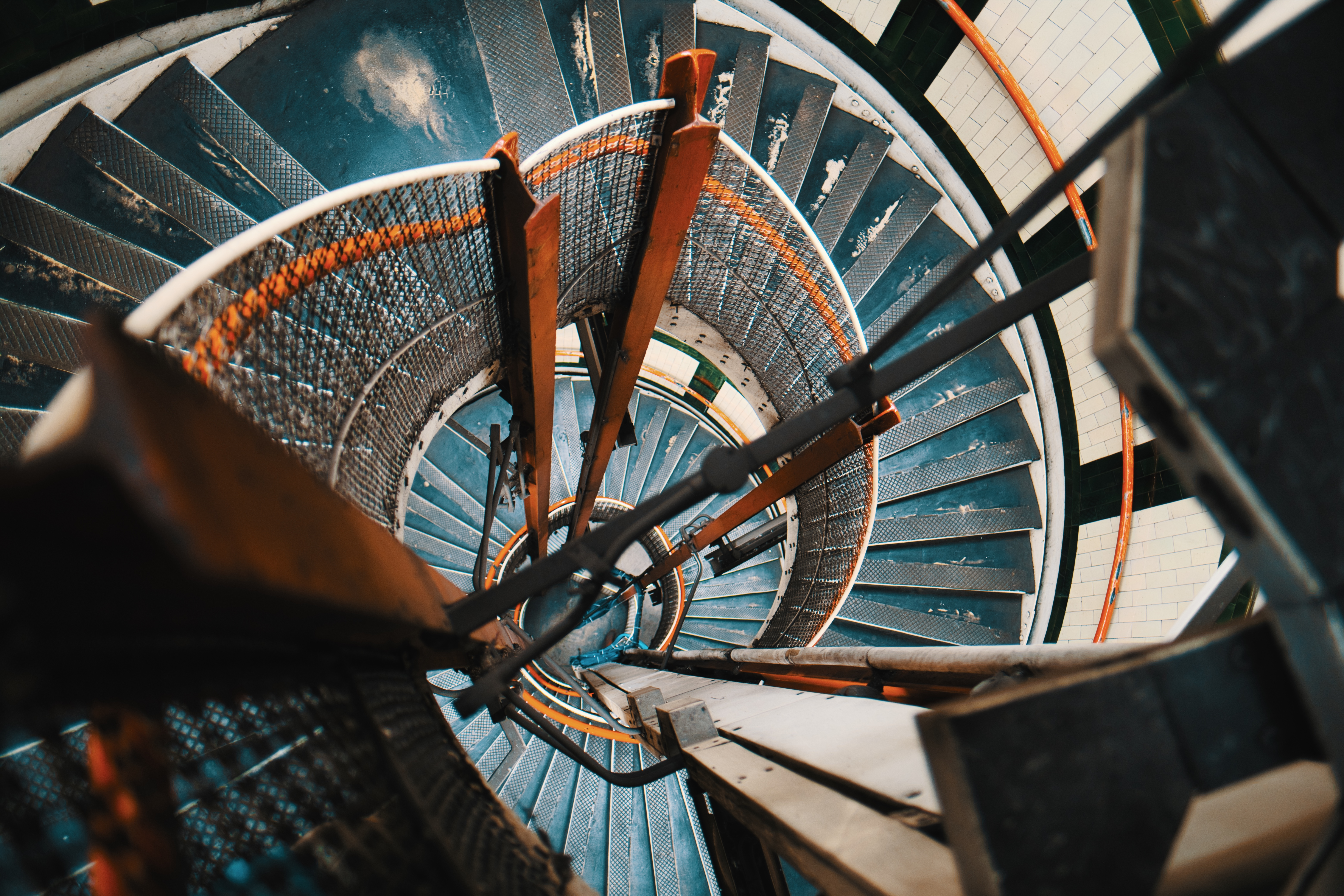
Wendeltreppe in der Station Gloucester Road, London; der barrierefreie Ausbau ist teilweise mit Herausforderungen verbunden
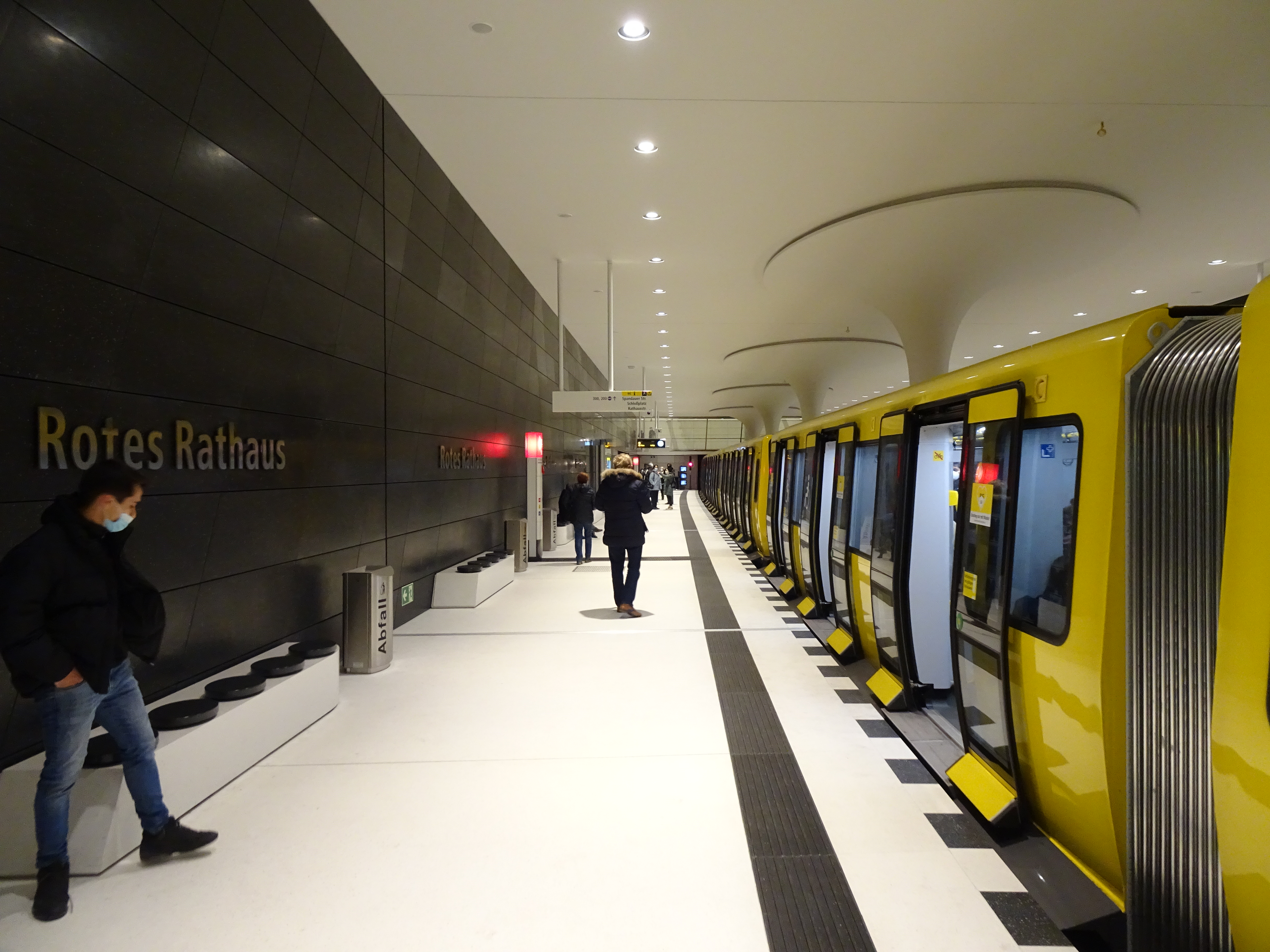
Kontrastreicher Leitstreifen eines Bodenleitsystems auf dem Bahnsteig und kontrastreich markierte Bahnsteigkante (Rotes Rathaus, Berlin)
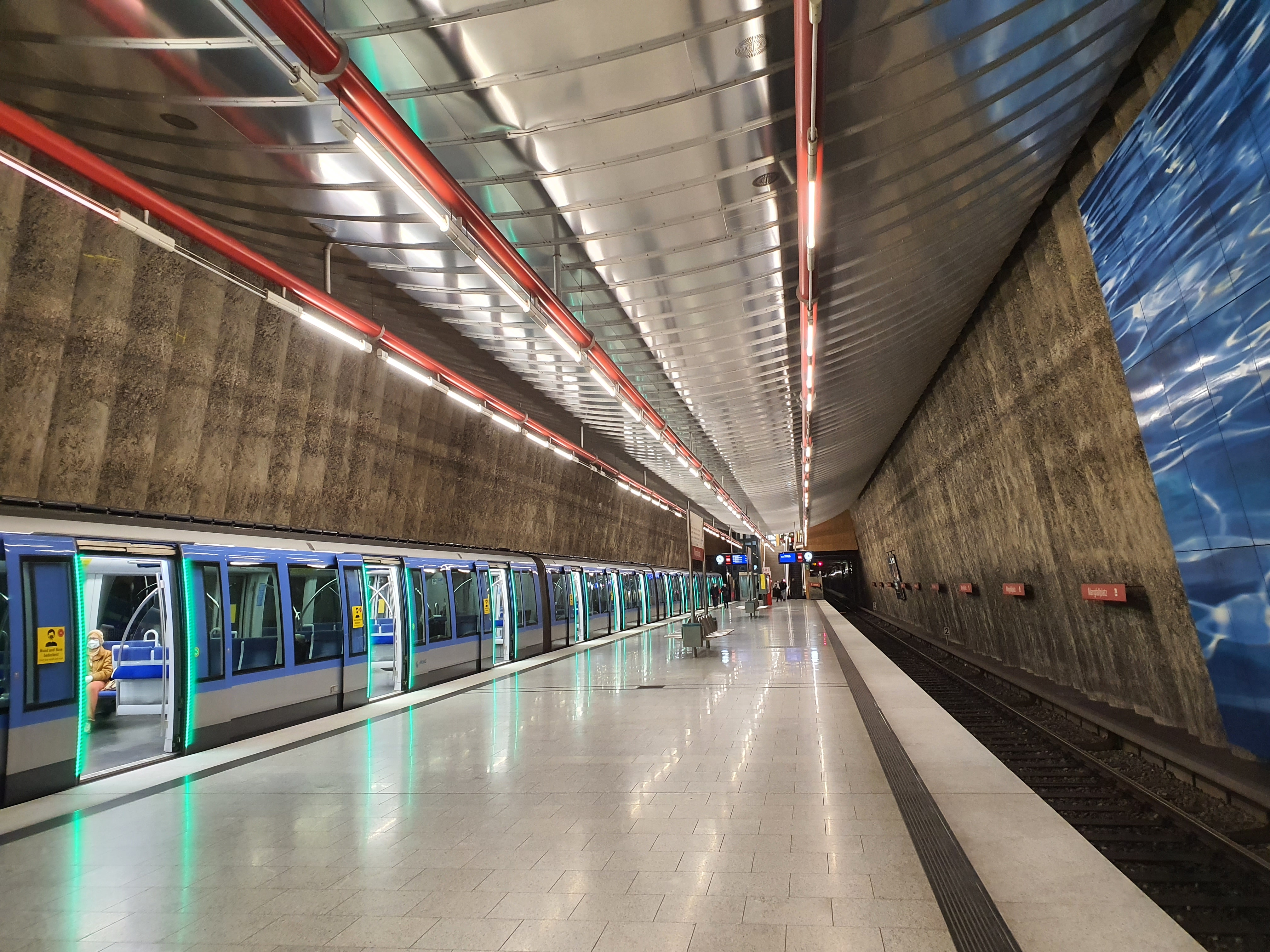
Visuelle Signalisierung der Zustiegsfreigabe durch Lichtbänder bei einem Zug der Baureihe C2 in München; beim Schließen wechselt die Farbe zu rot
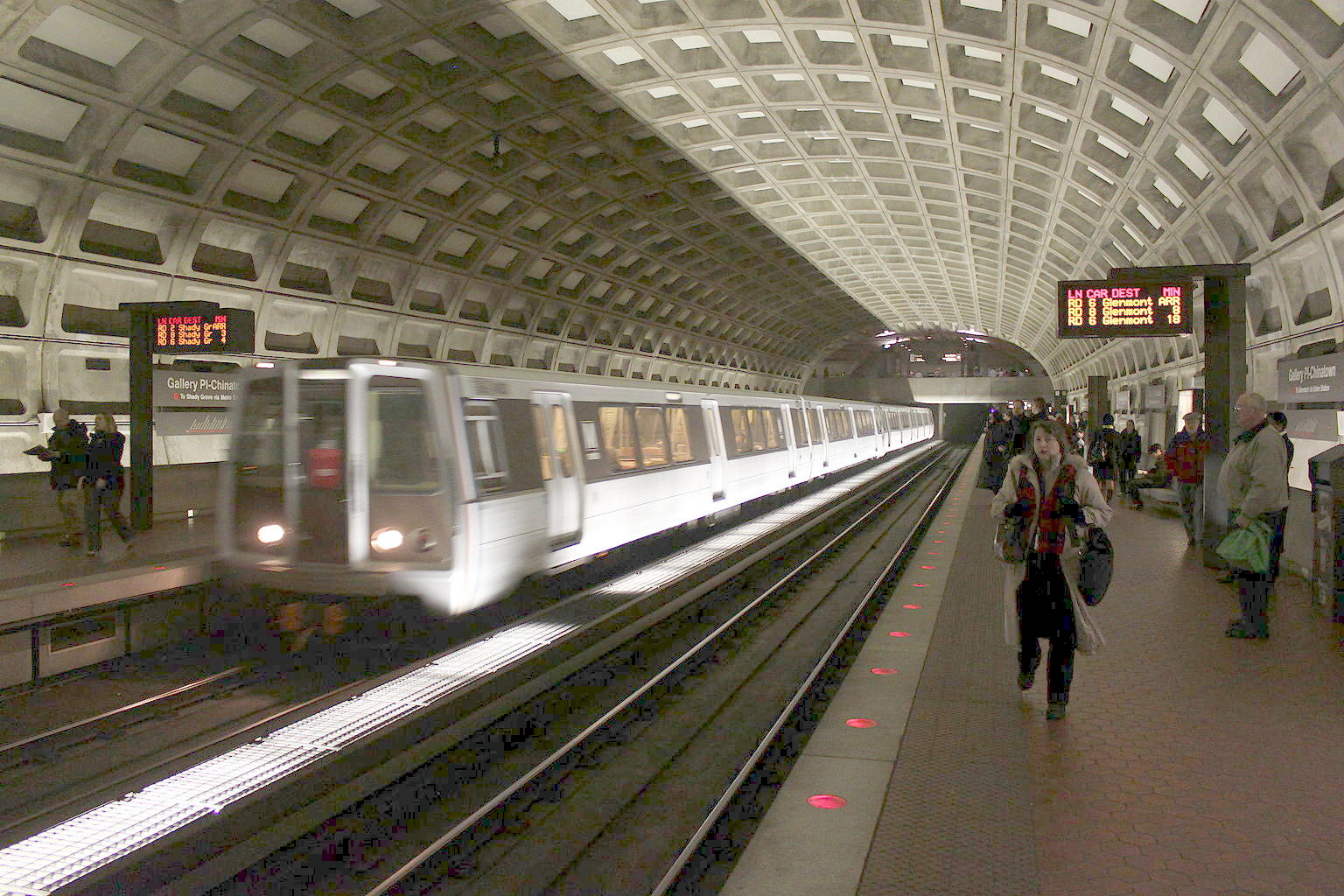
Visuelle Signalisierung der Einfahrt eines Zugs durch Warnleuchten an der Bahnsteigkante (Gallery Place, Washington, D.C.)
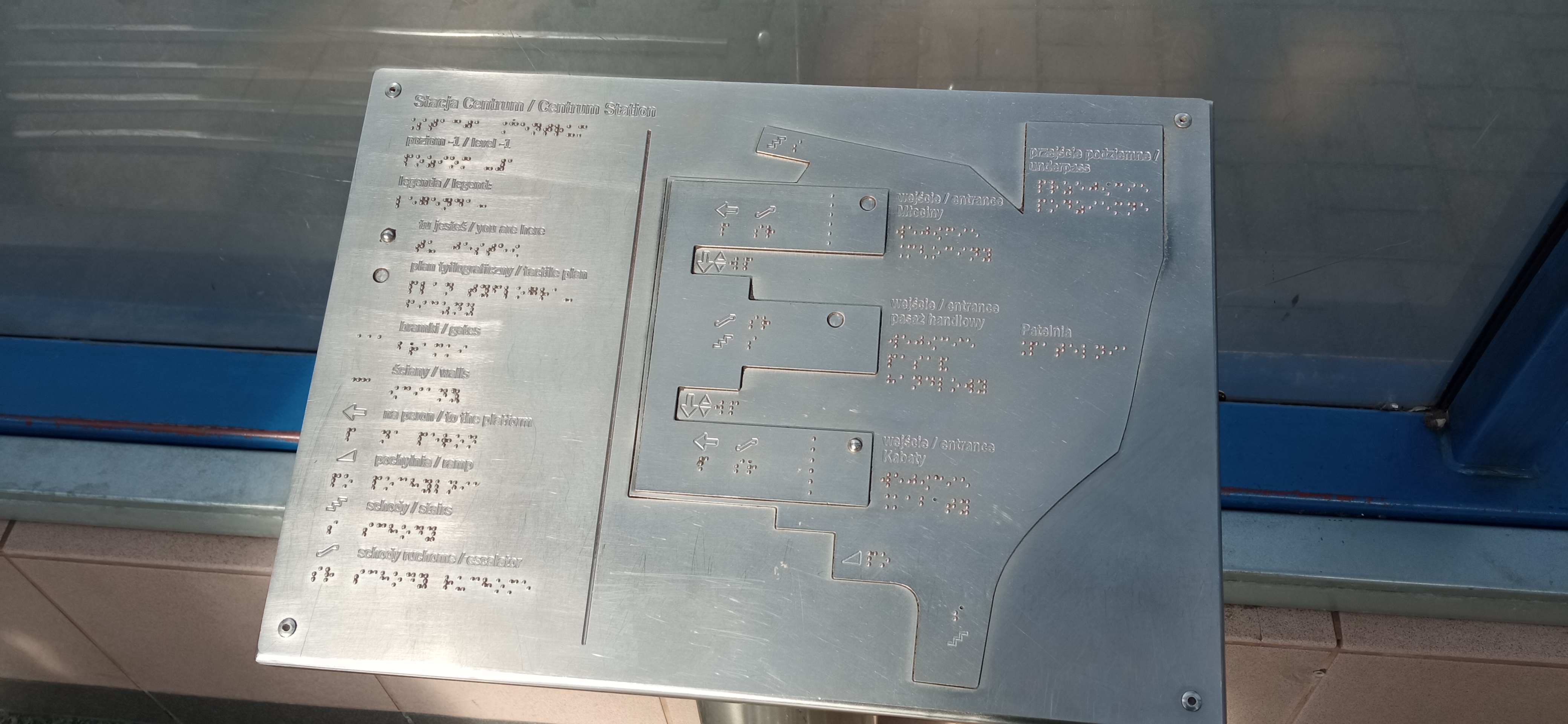
Taktiler Orientierungsplan mit Beschriftung in Brailleschrift (Centrum, Warschau)
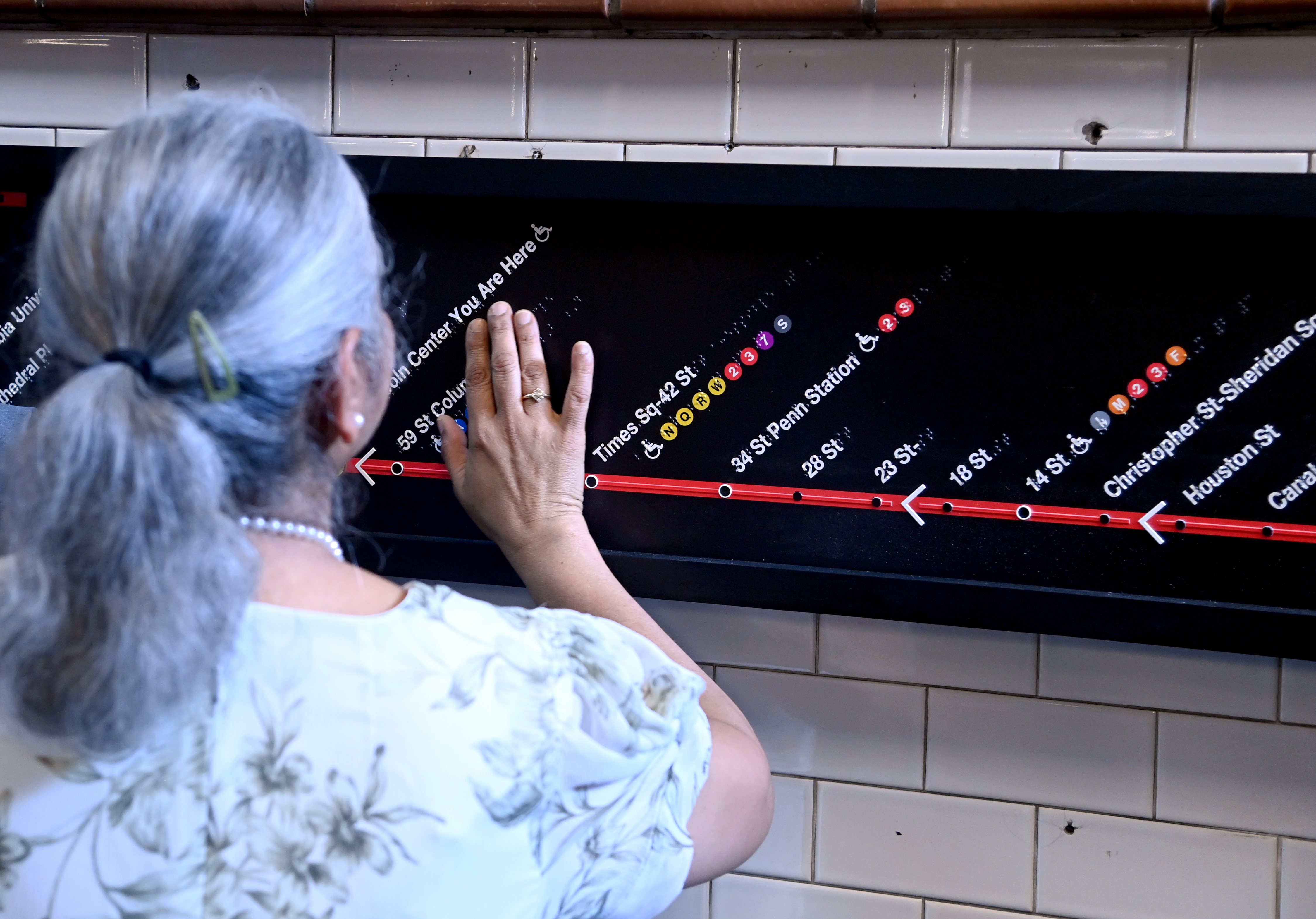
Linienband mit Beschriftung in Schwarz- und Brailleschrift (New York)

Barrierefreiheit, das heißt die Möglichkeit zur selbstständigen und sicheren Nutzung der Anlagen der U-Bahn ohne fremde Hilfe, bildet mittlerweile in zahlreichen Regionen einen zentralen Aspekt bei Planung und Betrieb von U-Bahn-Systemen und ihren einzelnen Komponenten (Stationen, Informationssysteme, Fahrzeuge u. a.). Eine wesentliche Bedeutung hat hierbei die Perspektive von Menschen, die auf Mobilitätshilfen wie Rollstühle oder Rollatoren angewiesen sind und die daher nicht bzw. nur eingeschränkt zum Treppensteigen in der Lage sind. Diese Gruppe ist von besonderer Bedeutung, da sie eine große und mit Blick auf die zunehmende Alterung der Gesellschaft tendenziell wachsende Zahl von Personen umfasst, da die Beeinträchtigung des Gehens stärker als viele andere körperliche Einschränkungen den Zugang zur U-Bahn limitiert und weil auch andere Gruppen wie Personen mit Kinderwagen und großen Gepäckstücken von einer stufenlosen Zugänglichkeit profitieren. Der Begriff wird jedoch vielfach weiter betrachtet und umfasst auch Belange von Menschen mit anderen körperlichen oder kognitiven Einschränkungen, die im Zusammenhang mit der Benutzung von U-Bahnen relevant sein können.

#### Zugänglichkeit
Aufgrund der vollständig unabhängigen Trassierung von U-Bahnen einschließlich des Ausschlusses von Bahnübergängen besteht an Bahnhöfen mindestens in eine der Fahrtrichtungen die Notwendigkeit zur Überwindung einer Höhendifferenz zwischen dem Zugangspunkt zum Bahnhof und dem Bahnsteig. Die Nutzung der U-Bahn kann hierdurch für Menschen mit verminderter körperlicher Bewegungsfähigkeit wie Rollstuhlfahrer und Personen mit Rollatoren unmöglich gemacht oder erheblich erschwert werden.
In der Europäischen Union sind neue U-Bahn-Stationen barrierefrei herzustellen, bestehende nicht barrierefreie Stationen sind entsprechend um- und auszubauen. Rechtliche Grundlage hierfür sind in Deutschland insbesondere § 8 PBefG und die entsprechenden Gleichstellungsgesetze der Länder (z. B. § 11 Abs. 2 des Berliner Landesgleichberechtigungsgesetzes).

#### Informations- und Leitsysteme
Entsprechend dem Zwei-Sinne-Prinzip werden an Fahrgäste gerichtete Informationen häufig sowohl akustisch als auch visuell vermittelt, sodass sie sowohl für Menschen mit eingeschränktem Seh- als auch Hörvermögen verständlich sind. Hierzu zählt beispielsweise die Ankündigung von einfahrenden Zügen und ihrem Fahrtziel über Durchsagen und Zugzielanzeiger und die Begleitung des Türschließens durch Signaltöne und -leuchten.
Taktile Bodenleitsysteme ermöglichen sehbehinderten Menschen mithilfe eines Langstocks eine selbstständige Orientierung in den Stationen. Weiterhin finden sich vielfach Beschriftungen in Braille- oder anderen Blindenschriften, beispielsweise in Aufzügen, an Handläufen und Türtastern, und taktile Orientierungskarten.

##### Deutschland
Die U-Bahnen in München und Nürnberg sind vollständig rollstuhlgerecht ausgebaut und durchgehend mit taktilen Leitstreifen ausgestattet, die Netze in Berlin und Hamburg weitgehend.

### Schlüsselfertige und standardisierte Systeme
Verschiedene Hersteller bieten sogenannte schlüsselfertige Systeme für den U-Bahn-Systeme an, die neben der Bereitstellung der gesamten technischen Infrastruktur einschließlich Fahrzeugen, Stromversorgung und elektrischer Ausrüstung, Signal-, Kommunikations- und Steuerungstechnik und Stations- und Werkstattausstattung aus dem Produktportfolio des jeweiligen Unternehmens auch sämtliche erforderlichen Dienstleistungen von Planung und Finanzierung über Projektsteuerung, Bau und Systemintegration bis zu Wartung und Instandhaltung aller Komponenten umfassen. Zu den Anbietern gehören u. a. Alstom (u. a. Neubau der Circle Line in Singapur und der Linie 1 in Cluj-Napoca), Hyundai Rotem (u. a. Neubau der Linie 9 der U-Bahn Seoul, der Linie 7 der MRT Manila und der Green Line der Taoyuan Metro in der Metropolregion Taipeh) und Siemens Mobility (u. a. Erweiterung der Blue Line in Bangkok, Neubau der Strecke der Sydney Metro zum Western Sydney Airport und der Linie 3 der Metro Pune).
Während die oben genannten Produkte ein hohes Maß an Flexibilisierung der technischen Parameter nach Kundenwunsch ermöglichen, bieten und boten verschiedene Hersteller auch weitgehend standardisierte Systeme an, die identisch oder mit nur wenigen Abwandlungen von einer Basisvariante an verschiedenen Standorten realisiert werden. Hierzu zählen etwa das System VAL (s. u.), die fahrerlose Metro von Hitachi Rail Italia (ehemals AnsaldoBreda) sowie historisch das ICTS (Intermediate Capacity Transit System), das die Grundlage der heutigen Innovia-Plattform von Alstom bildet.

#### System VAL

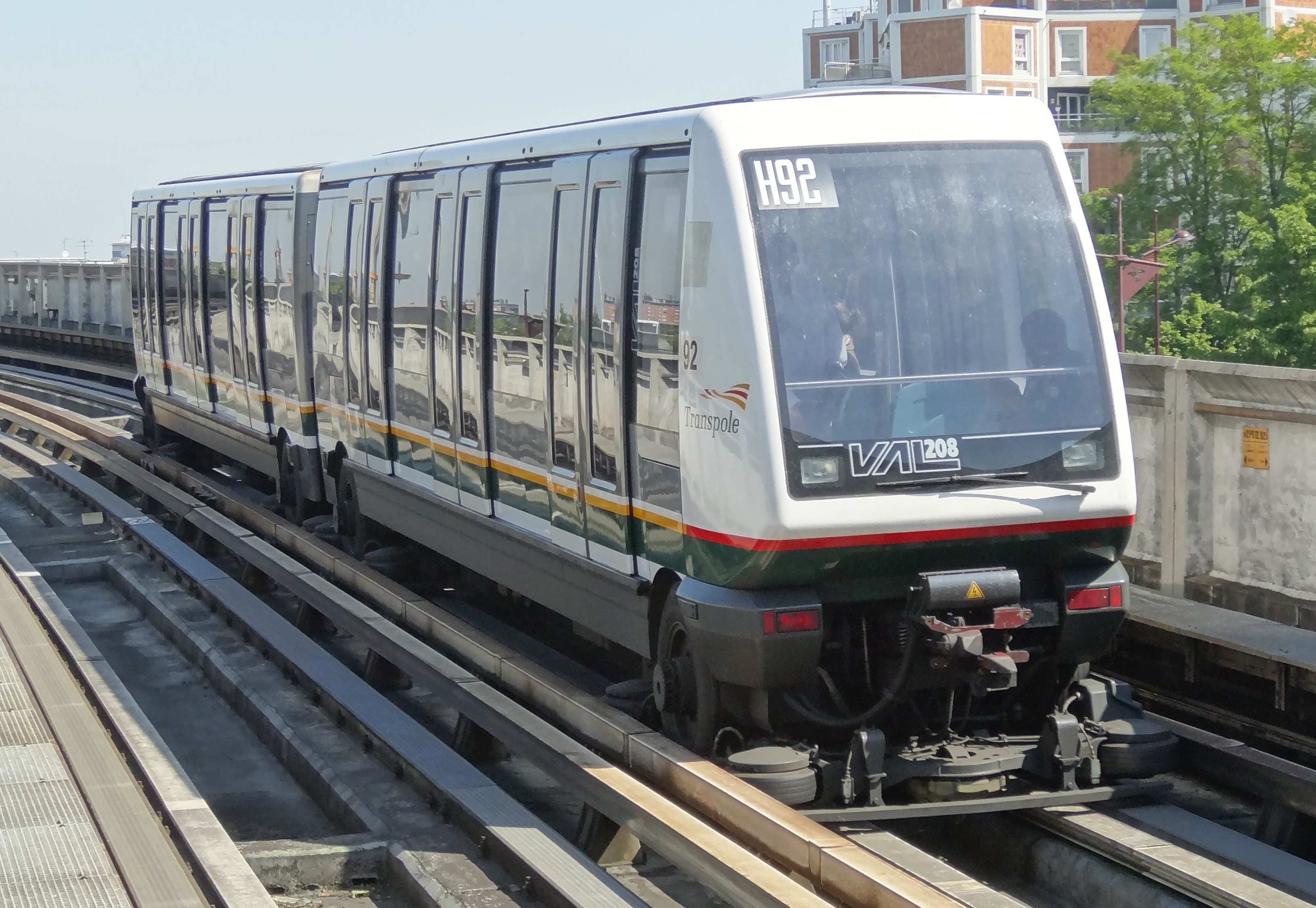
VAL-Fahrzeug vom Typ VAL 208 der Métro Lille

Das französische Unternehmen Matra entwickelte mit dem VAL (Véhicule automatique léger; dt. leichtes automatisches Fahrzeug) bereits in den 1970er Jahren eine fahrerlose Kleinprofil-U-Bahn, die als kostengünstige Alternative zu konventionellen U-Bahn-Systemen für kleinere Ballungsräume und Strecken mit mittelhoher Frequentierung konzipiert ist. Die Kostenreduktion sollte insbesondere durch einen hohen Grad an Standardisierung der einzelnen Systemkomponenten und einen reduzierten Aufwand für den Bau der Streckeninfrastruktur erreicht werden, wozu kürzere und schmalere Fahrzeuge (ursprünglich 2,06 Meter, später auch 2,08 und 2,56 Meter) genutzt werden, die engere Kurvenradien und ein geringeres Lichtraumprofil ermöglichen. Im laufenden Betrieb soll die fahrerlose Steuerung weitere Einsparungen ermöglichen.
Die erste U-Bahn auf Grundlage der VAL-Technologie wurde 1983 mit der neu geschaffenen Métro Lille eröffnet, weitere Einsätze im städtischen Nahverkehr folgten in Toulouse (1993), Taipeh (1996), Rennes (2002), Turin (2006) und Uijeongbu, Südkorea (2012). Das System wird bzw. wurde darüber hinaus an den Flughäfen Paris-Orly (Orlyval, 1991), Chicago-O’Hare (Airport Transit System, 1993), Paris-Charles de Gaulle (CDGVAL, 2007), Bangkok-Suvarnabhumi (2020) und Frankfurt (2023) sowie ehemals Jacksonville (1989 bis 1996, ersetzt durch die Einschienenbahn Jacksonville Skyway) auch als Peoplemover bzw. Zubringer eingesetzt.
Seit vollständiger Übernahme der Matra Transport International S.A.S im Jahr 2001 ist Siemens alleiniger Eigentümer der VAL-Technologie. Sie wurde in der Folgezeit in Kooperation mit Lohr Industrie zum sogenannten Neoval mit den Varianten Airval speziell für den Flughafen- und Cityval für den Stadtverkehr weiterentwickelt, das sich im Vergleich zur ursprünglichen Konzeption u. a. durch deutlich breitere Fahrzeuge (2,65 und 2,8 Meter) auszeichnet, die dem Profil moderner Voll-U-Bahnen nahekommen.

### Straßenbahnvorlaufbetrieb

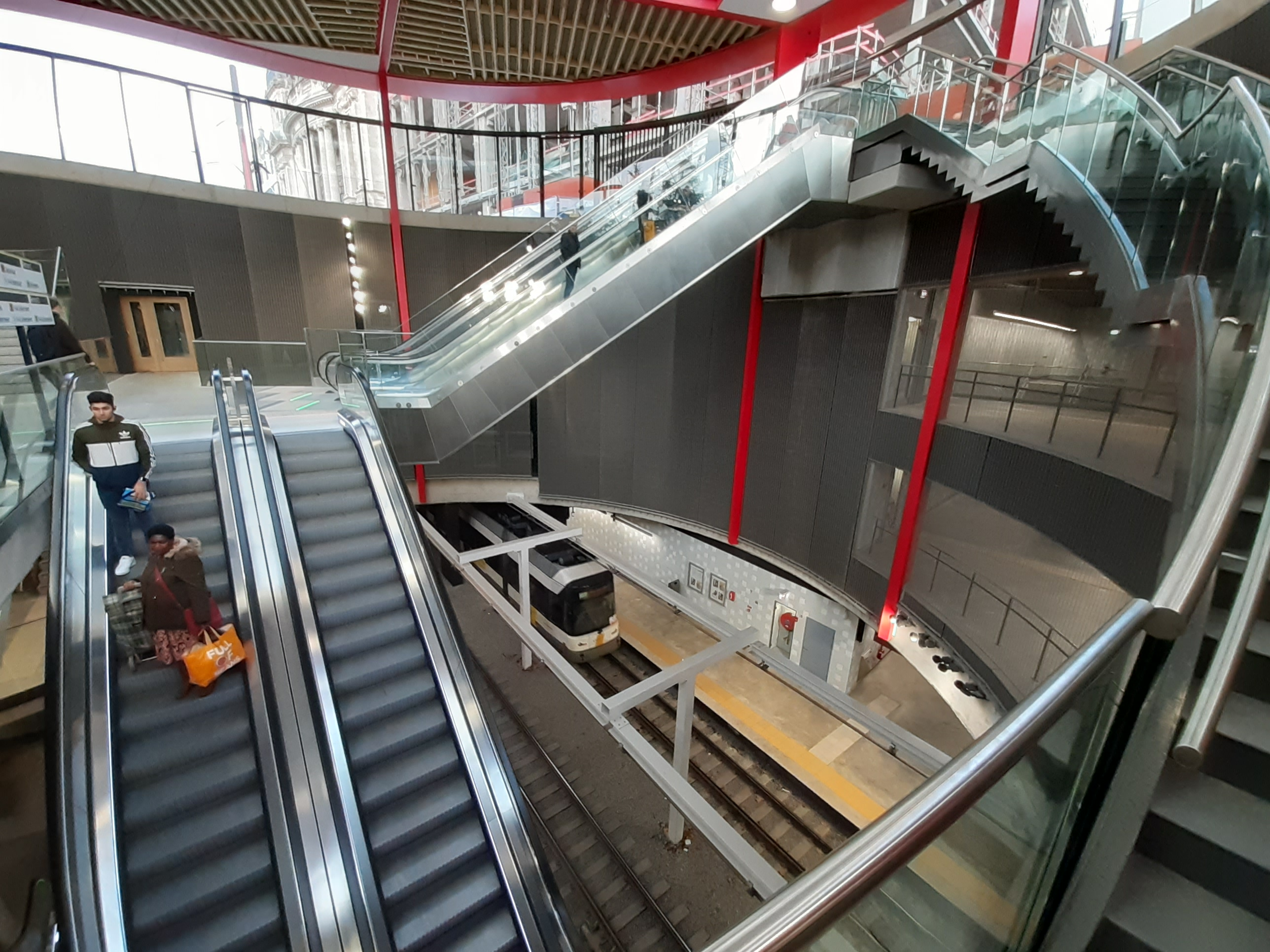
Antwerpen, 2019: Unterirdischer Turmbahnhof Opera, Kreuzungspunkt der beiden Hauptachsen der Premetro bzw. der früher geplanten Metro
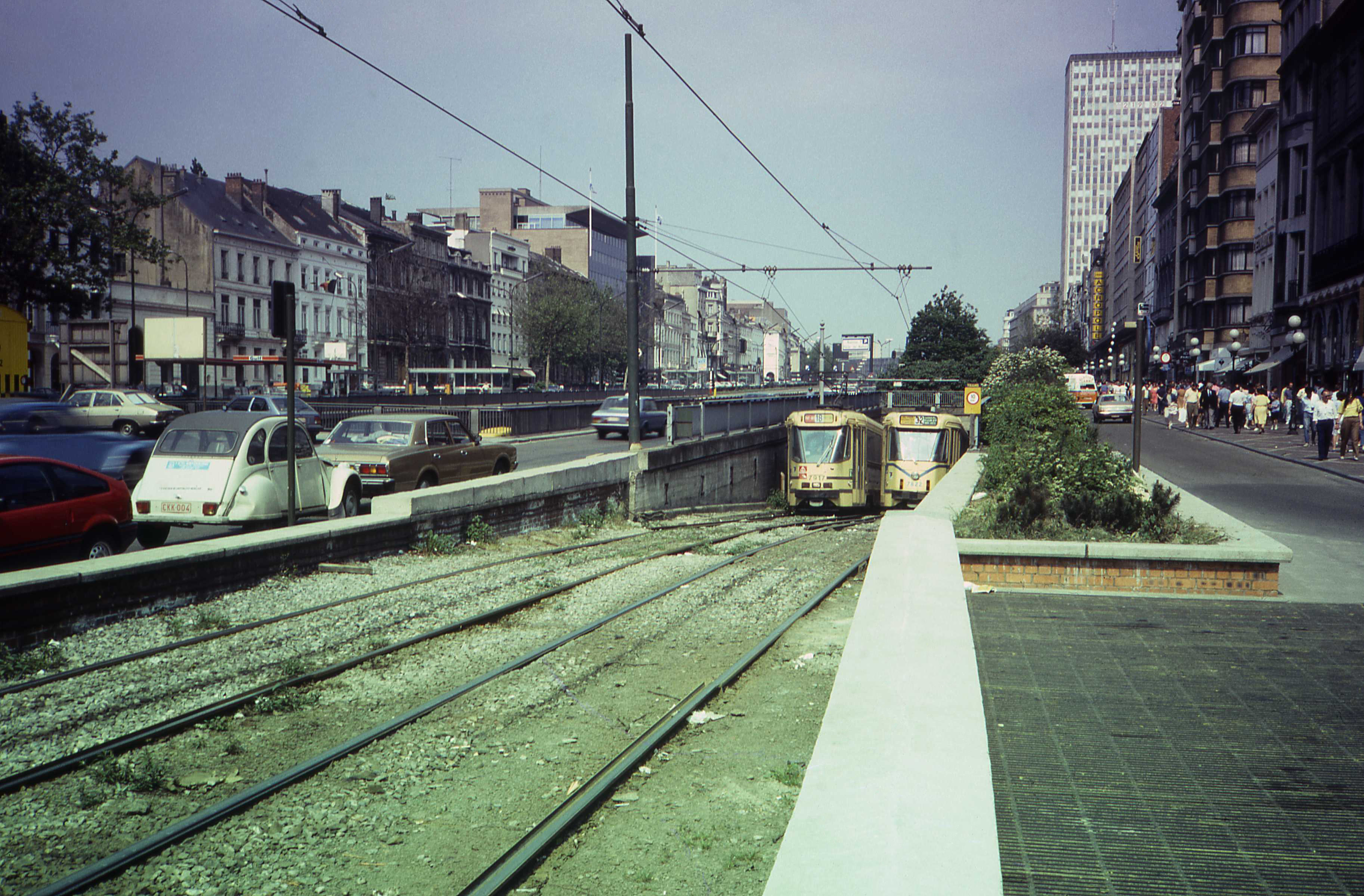
Brüssel, 1985: Südliche Rampe des Prémétro-Tunnels entlang der Petite Ceinture; wurde im selben Jahr mit der Südverlängerung des Tunnels nach Louise/Louiza aufgegeben
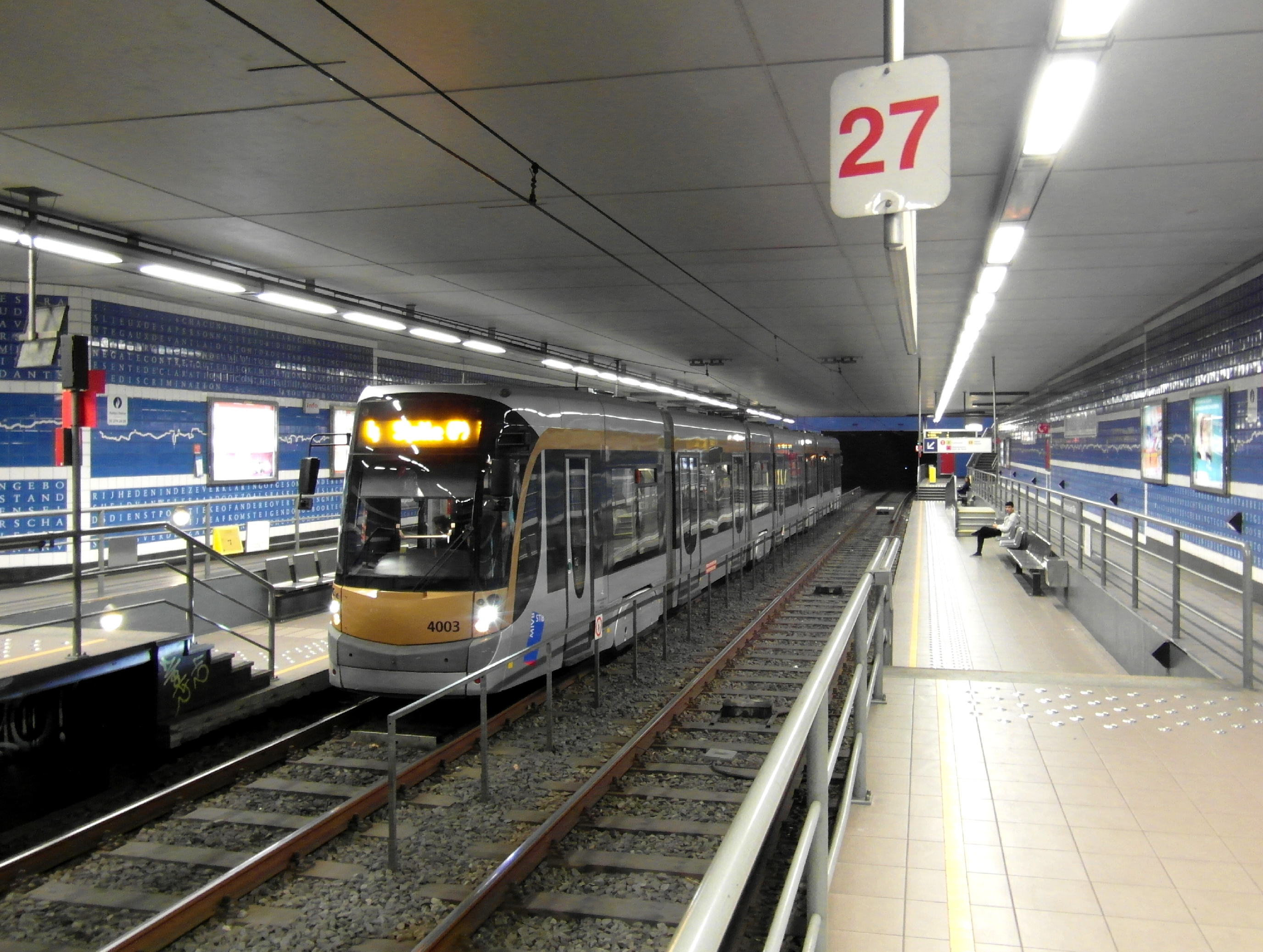
Brüssel, 2014: Prémétro-Station Sint-Gillisvoorplein/Parvis de Saint-Gilles des Nord-Süd-Tunnels mit teilabgesenkten Bahnsteigen für den Betrieb mit Straßenbahnfahrzeugen
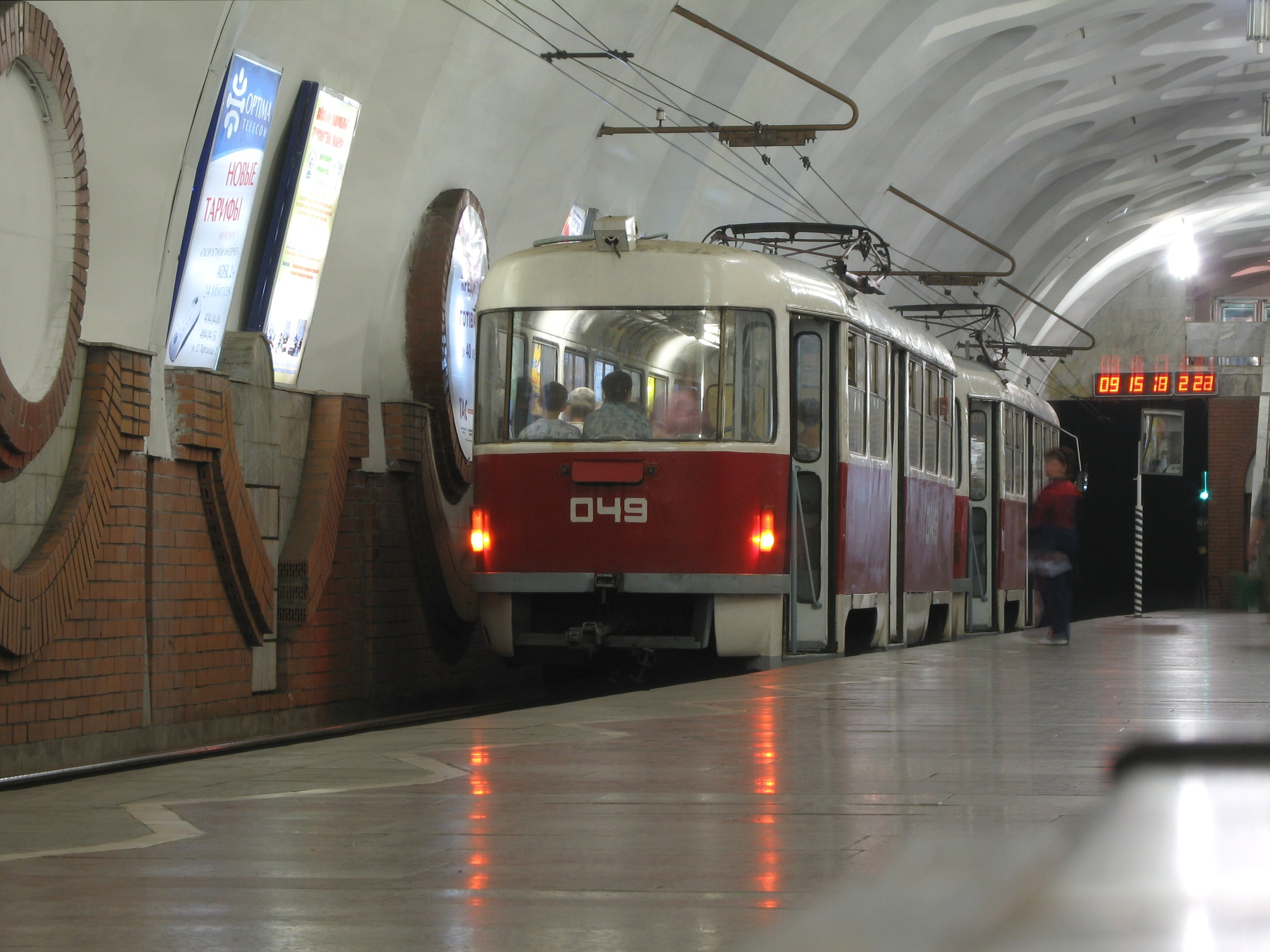
Krywyj Rih, 2007: Linksverkehr im Tunnel, sodass die Einrichtungsfahrzeuge mit rechtsseitigen Türen die Mittelbahnsteige der Bahnhöfe bedienen können
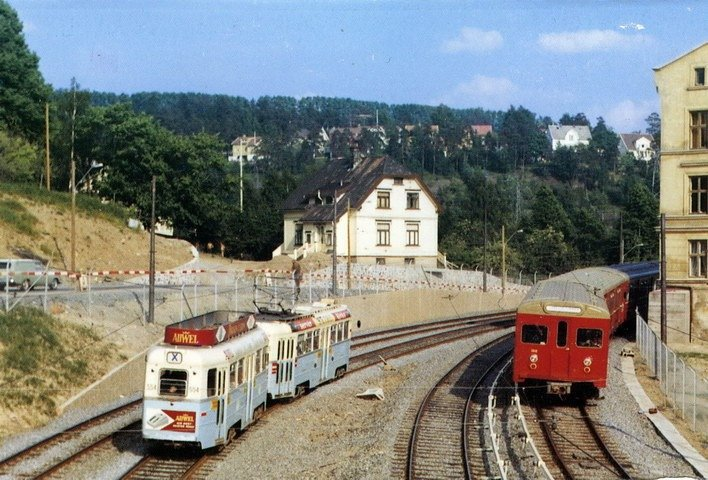
Oslo, 1966: Strecken der Østensjøbane im Straßenbahnvorlaufbetrieb (links) und der bereits auf U-Bahn-Betrieb umgestellten Lambertseterbane (rechts) östlich von Brynseng
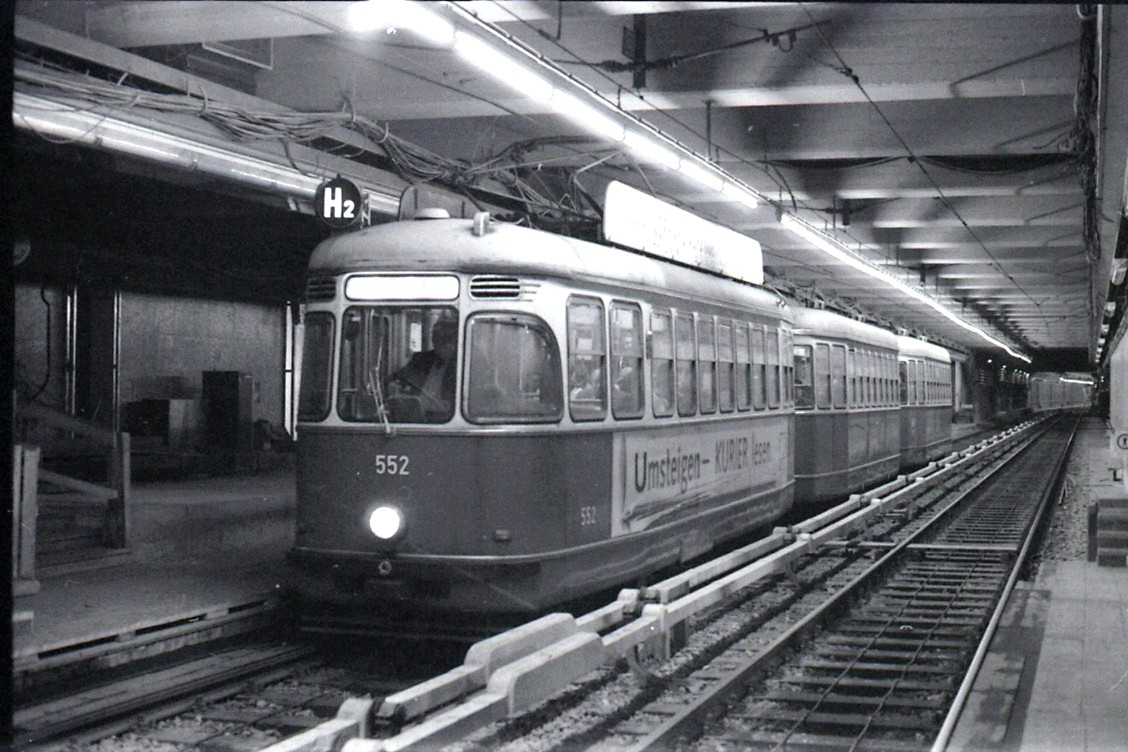
Wien, 1980: Straßenbahnvorlaufbetrieb auf der Strecke der späteren U2, die Anpassung für die U-Bahn ist weit fortgeschritten, zu erkennen u. a. an den bereits installierten Stromschienen
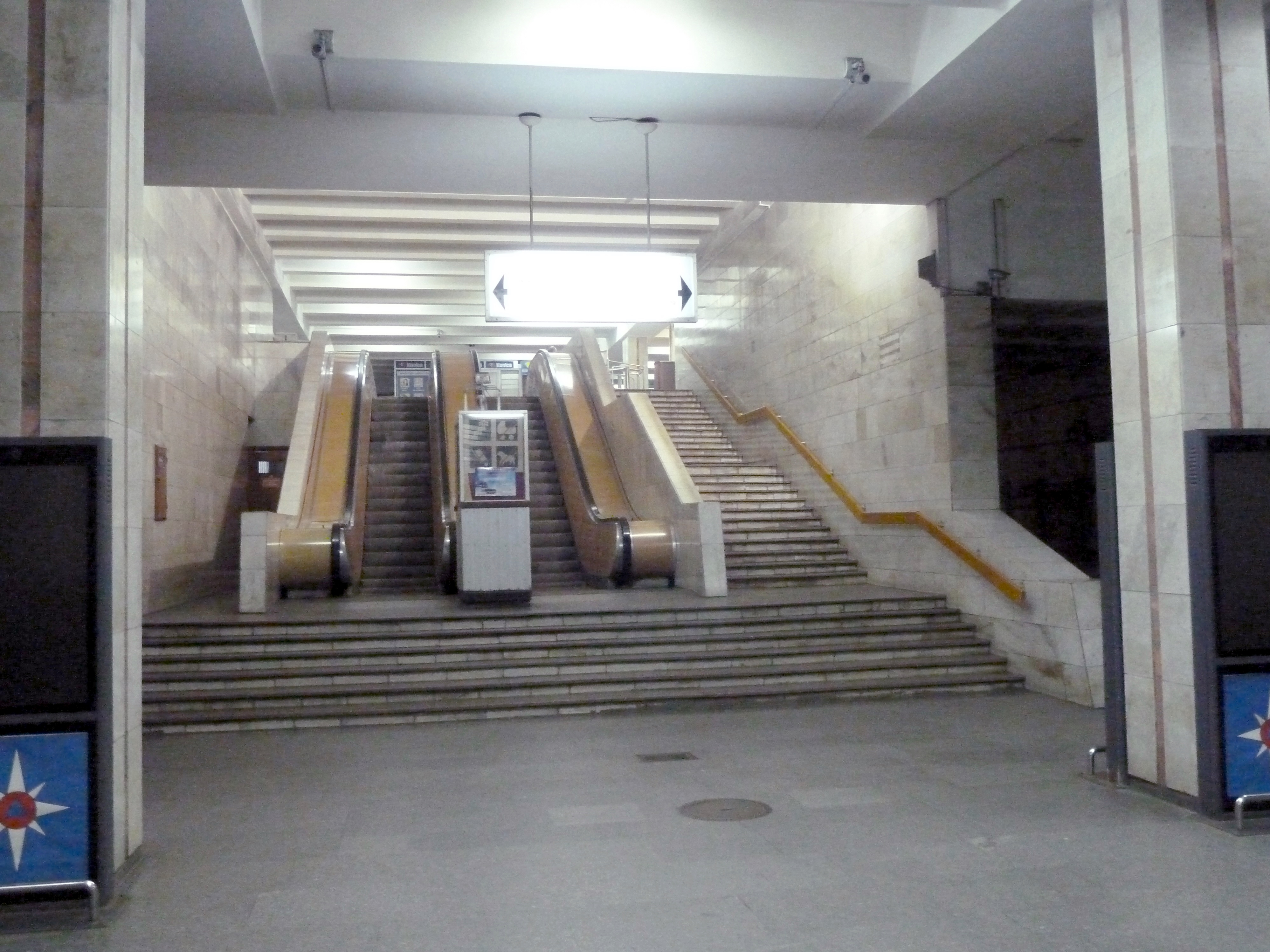
Wolgograd, 2019: Metrotram-Station Komsomolskaja mit abgesenktem Bahnsteig für den Betrieb mit Straßenbahnfahrzeugen; der Fuß der Fahrtreppe entspricht der endgültigen Höhe des Metro-Bahnsteigs

Teilweise werden Strecken und Stationen vor Aufnahme des U-Bahn-Betriebs in einem Vorlaufbetrieb in das Straßenbahnnetz der jeweiligen Stadt integriert. Sie werden teilweise als premetro (wörtlich: Vor-Metro) bezeichnet. Solche Anlagen können sowohl im Zusammenhang mit einem bereits in Umsetzung befindlichen bzw. fest geplanten Anschluss an das U-Bahn-Netz errichtet werden als auch eine eigenständig nutzbare Vorleistung für den perspektivischen Aus- bzw. Aufbau eines U-Bahn-Netzes bilden. Ein wesentlicher Vorteil des Vorlaufbetriebs ist, dass die in der Regel sehr kostenaufwändige U-Bahn-Infrastruktur bereits vor Fertigstellung bzw. Anschluss der U-Bahn einen verkehrlichen Nutzen entfalten kann. Aufgrund der unabhängigen Trassierung und der im Vergleich zum konventionellen Straßenbahnnetz häufig größeren Kurvenradien können hierbei zudem eine höhere Geschwindigkeit und eine bessere Betriebsstabilität erreicht werden bzw. entsprechen diese Strecken funktional einer Schnell- und/oder U-Straßenbahn.
Für den Vorlaufbetrieb ist vielfach ein an den Betrieb mit Straßenbahnfahrzeugen angepasster Ausbau der Anlagen erforderlich, der insbesondere die Installation von Oberleitungen zur Stromversorgung und die Anpassung von Lage, Länge, Breite und Höhe der Bahnsteige zur Bedienung der im Vergleich zur U-Bahn häufig schmaleren und teilweise mit Stufen ausgestatteten oder niederflurigen Fahrzeuge umfassen kann. Hinzu kommen Gleisverbindungen und Rampenbauwerke zwischen Straßenbahn- und U-Bahn-Strecken, wobei letztere auch in die spätere U-Bahn-Strecke integriert werden können, sowie gegebenenfalls eine abweichende Spurweite. Letzteres hätte bei der finalen Umstellung eine Umspurung zur Folge. Verfügen die Stationen über Mittelbahnsteige, müssen Einrichtungsfahrzeuge mit Türen auf nur einer Fahrzeugseite zudem auf der Gegenseite durch die Tunnel geführt werden, was wiederum Gleiskreuzungen vor und nach dem betreffenden Abschnitt erfordert. Teilweise erfolgt dies mittels aufwändiger unterirdischer Überwerfungsbauwerke, etwa in Wolgograd an beiden Tunnelenden jeweils kurz nach der Einfahrt.
Beispiele für Vorlaufbetriebe sind bzw. waren:
- Antwerpen: Antwerpen entwickelte ab Ende der 1950er Jahre Planungen für Tunnelstrecken für seine Straßenbahn, die langfristig in einer Voll-U-Bahn aufgehen sollten. Das Ziel einer erst langfristigen Umwandlung ergab sich u. a. daraus, dass die Antwerpener Verkehrsbetriebe zum Zeitpunkt der Entscheidung für den Tunnelbau im Begriff einer weitreichenden Modernisierung ihres Fahrzeugparks waren und die neu beschafften Straßenbahnen möglichst lange auf den neu gebauten Strecken eingesetzt werden können sollten.
Die Ursprungsplanungen sahen ein komplexes Tunnelnetz mit zwei innerstädtischen Hauptachsen mit mehreren Ästen im Außenbereich und zahlreichen Verknüpfungen untereinander vor. Nachdem ab 1970 erste Tunnel gebaut und ab 1975 in Betrieb genommen wurden, nahm die Stadt in den 1980er Jahren aufgrund der unklaren Finanzierungsperspektive Abstand von den U-Bahn-Planungen sowie vorübergehend auch von Planung und Bau neuer Tunnelstrecken insgesamt, revidierte letztere Position jedoch später. Bis 2019 wurden insgesamt rund 13 Kilometer an premetro-Strecken realisiert, die sich auf die im Wesentlichen vollständig realisierte Ost-West-Achse und ihre anschließenden nordöstlichen und südlichen Äste sowie einen kurzen Teil der zweiten Achse im Stadtzentrum und die drei anschließenden östlichen Äste aufteilen. Mit Ausnahme des rund 1,4 Kilometer langen, nur im Rohbau fertiggestellten nordöstlichen Astes der zweiten Achse sowie fünf ebenfalls nur im Rohbau vorhandenen Stationen auf den beiden anderen östlichen Ästen wird dieses Netz heute durch die Straßenbahn genutzt.
Nachdem die ersten realisierten Tunnelabschnitte mit Blick auf das perspektivische Ziel einer Voll-U-Bahn entworfen und die Stationen mit 95 Meter langen Bahnsteigen ausgestattet worden waren, wurde dieses Maß nach Aufgabe der U-Bahn-Planungen auf 60 Meter reduziert.[228][68]
- Brüssel: Brüssel entwickelte in der ersten Hälfte der 1960er Jahre weitreichende Planungen zur Umgestaltung seines Straßenbahnnetzes, die u. a. die Verlegung besonders hochfrequentierter und störanfälliger Strecken in den Untergrund vorsahen. Die etwa gleichzeitig aufgenommenen Metro-Planungen griffen diese Überlegungen auf und entwickelten sie dahingehend weiter, dass die Straßenbahntunnel von Anfang an nach Metro-Parametern hergestellt und nur während einer möglichst kurzen Übergangszeit bis zum Anschluss an die Metro von Straßenbahnen genutzt werden sollten und daher wie in Antwerpen als prémétro/premetro bezeichnet wurden bzw. werden.
Insgesamt wurden vier von anfangs fünf geplanten Tunnelstrecken gebaut; die in Ost-West-Richtung verlaufende Innenstadtstrecke wurde 1969 für die Straßenbahn in Betrieb genommen und 1976 auf Metrobetrieb umgestellt (heutige Linien 1 und 5), die entlang der inneren Ringstraße (Petite Ceinture) verlaufende Strecke wurde in mehreren Schritten ab 1970 eröffnet und 1988 auf Metrobetrieb umgestellt (Linien 2 und 6). Der entlang eines Teils der äußeren Ringstraße (Grande Ceinture) östlich der Innenstadt verlaufende Tunnel (Eröffnung ab 1972) und der in Nord-Süd-Richtung verlaufende Innenstadttunnel (ab 1976) werden bis heute ausschließlich durch die Straßenbahn genutzt, die Nord-Süd-Strecke wird jedoch aktuell umgewandelt (künftige Linie 3). Für den Tunnel entlang der äußeren Ringstraße wird hingegen kein Ausbau mehr verfolgt.
Die frühen Bahnhöfe der Ost-West-Strecke verweisen durch ihre beschränkte Größe auf ihren konzeptionellen Ursprung als Straßenbahnbauwerke, während die später realisierten Stationen großzügiger entworfen wurden. Die Stationen der Strecke entlang der Grande Ceinture wiederum wirken für die eingesetzten Straßenbahnfahrzeuge deutlich überdimensioniert.[228][229]
- München: Die 1962 eröffnete Schnellstraßenbahn-Strecke zwischen Frankfurter Ring (nicht identisch mit der 1993 eröffneten gleichnamigen Station der U2) und Freimanner Platz wurde 1971 in das zu diesem Zeitpunkt neu eröffnete U-Bahn-Netz integriert. Die Stationen Frankfurter Ring und Freimanner Platz entfielen hierbei, die beiden Zwischenstationen Edisonstraße und Harnierplatz wurden durch die neue Station Freimann ersetzt.
- Nürnberg: Die Hochbahnstationen Muggenhof und Stadtgrenze der U1 gingen 1970 zunächst als Teil des Nürnberger Straßenbahnnetzes, das damals noch bis Fürth reichte, in Betrieb und werden erst seit 1982 von der U-Bahn bedient. Da die eingesetzten Straßenbahnfahrzeuge nur auf der rechten Seite über Türen verfügten und die Strecke im üblichen Rechtsverkehr betrieben werden sollte, wurden die beiden genannten Bahnhöfe als einzige des Nürnberger Netzes mit Außenbahnsteigen entworfen.
- Oslo: Die Lambertseterbane, die Strecke der heutigen Linien 1 und 4 nach Bergkristallen, und der Abschnitt von Oppsal nach Bøler der Østensjøbane, der Strecke der heutigen Linie 3 nach Mortensrud, wurden anfangs als Schnellstraßenbahnstrecken betrieben, waren in Hinblick auf die geplante Einführung des U-Bahn-Betriebs jedoch bereits vollständig nach Metroparametern entworfen worden. Die Lambertseterbane wurde 1957 für die Straßenbahn eröffnet und im Mai 1966 als erste Strecke auf U-Bahn-Betrieb umgestellt, die Østensjøbane folgte im Oktober 1967.[158][69]
- Stockholm: Die Strecke von Thorildsplan nach Islandstorget, die heute von der Grünen Linie befahren wird, wurde zunächst als Schnellstraßenbahnstrecke betrieben, war in Hinblick auf die geplante Einführung des U-Bahn-Betriebs jedoch bereits vollständig nach Metroparametern entworfen worden. Die Strecke wurde 1944 für die Straßenbahn eröffnet, die Umstellung auf U-Bahn-Betrieb erfolgte 1952 im Zuge der Inbetriebnahme der durchgehenden Strecke von Kungsgatan (heute Hötorget) nach Vällingby.[158][69]
- Wien: Der Teilabschnitt Karlsplatz–Schottenring der 1980 eröffneten U2 wurde bereits ab 1966 durch die U-Straßenbahn bedient. Gleiches gilt für die Strecken nach Siebenhirten (1979 eröffnet als Straßenbahnlinie 64, seit 1995 U6) und nach Oberlaa (1974 eröffnet als Straßenbahnlinie 67, seit 2017 U1).
- In der ehemaligen Sowjetunion eröffnete 1984 in Wolgograd (heute Russland) und 1986 in Krywyj Rih (heute Ukraine) je eine U-Bahn-Strecke im Straßenbahnvorlaufbetrieb. Hierbei handelt es sich um die Metrotram Wolgograd mit fünf unterirdischen und 17 oberirdischen Stationen sowie die Krywyj Rih mit vier unterirdischen und elf oberirdischen Stationen. In beiden Systemen wurden von Beginn der höhere Metro-Tarif berechnet sowie Metro-Logos verwendet, ein Ausbau zur Voll-U-Bahn ist jedoch in keiner der beiden Städte mehr geplant.

### Integration von Infrastruktur anderer Bahnen

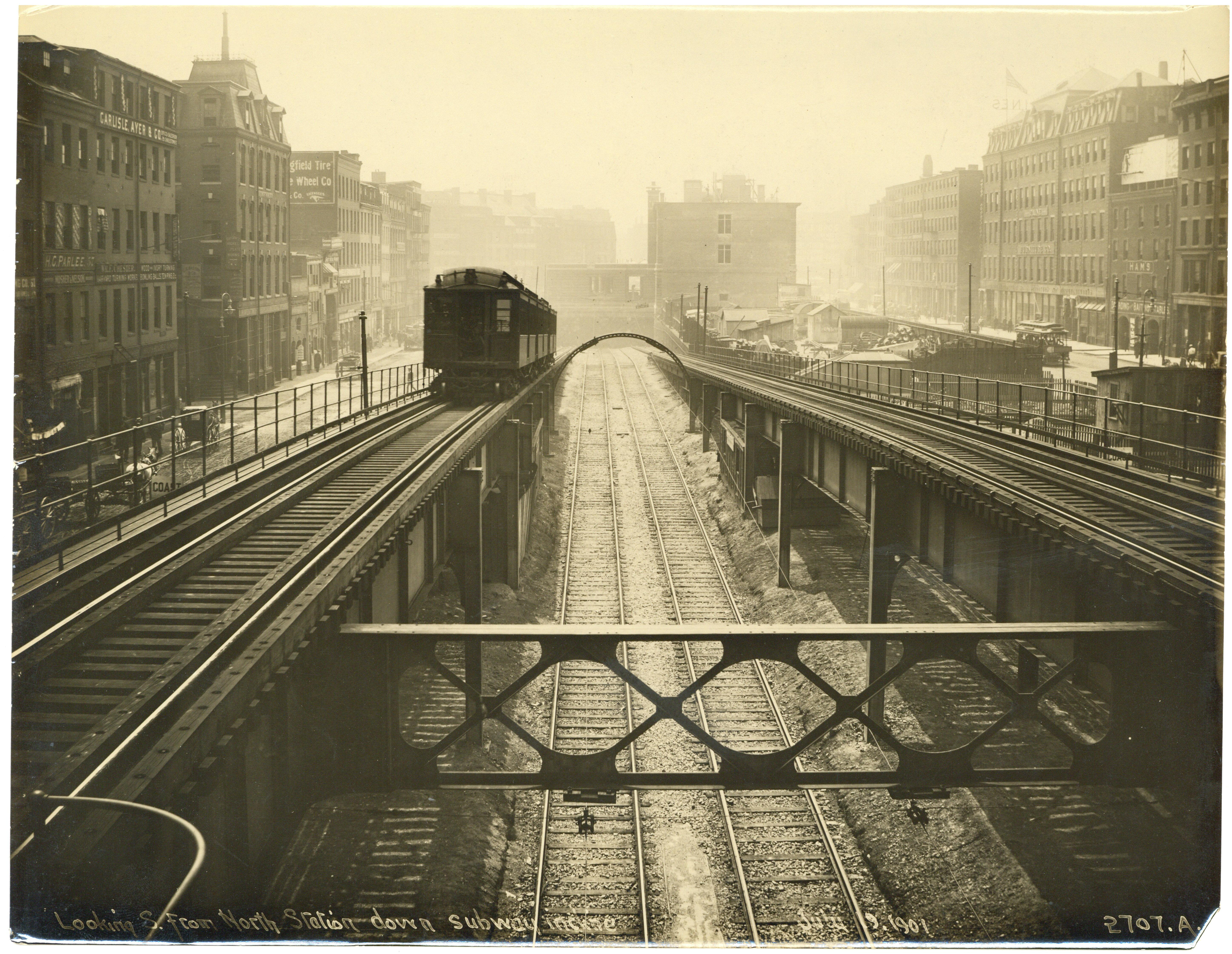
Boston, 1901: Nördliche Tunnelrampe der Tremont Street Subway mit innenliegenden Straßenbahn- und außenliegenden U-Bahn-Gleisen
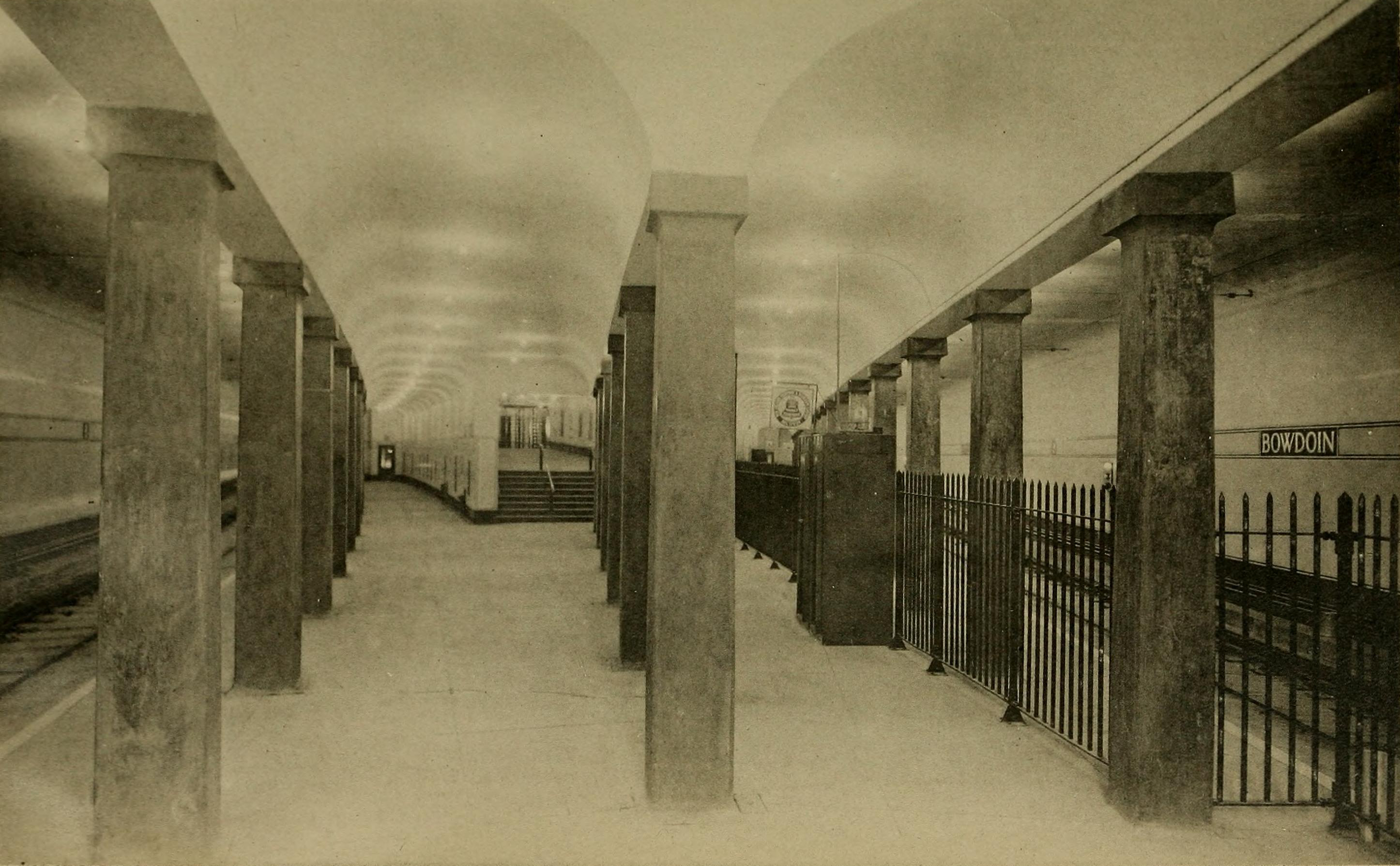
Boston, 1916: Bowdoin, westlichste Tunnelstation des East Boston Tunnel im Eröffnungsjahr
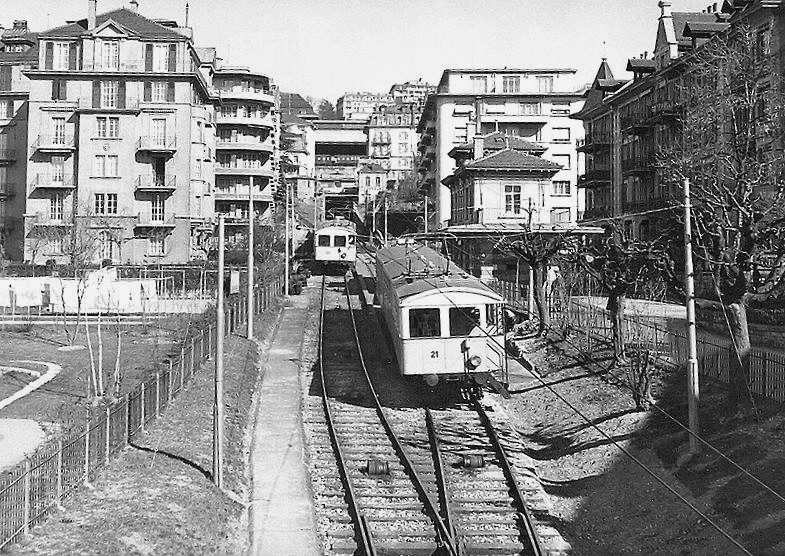
Lausanne, vor 1958: Begegnung des berg- und des talwärts fahrenden Wagens der Standseilbahn Lausanne–Ouchy an der Ausweichstelle bei der Station Montriond
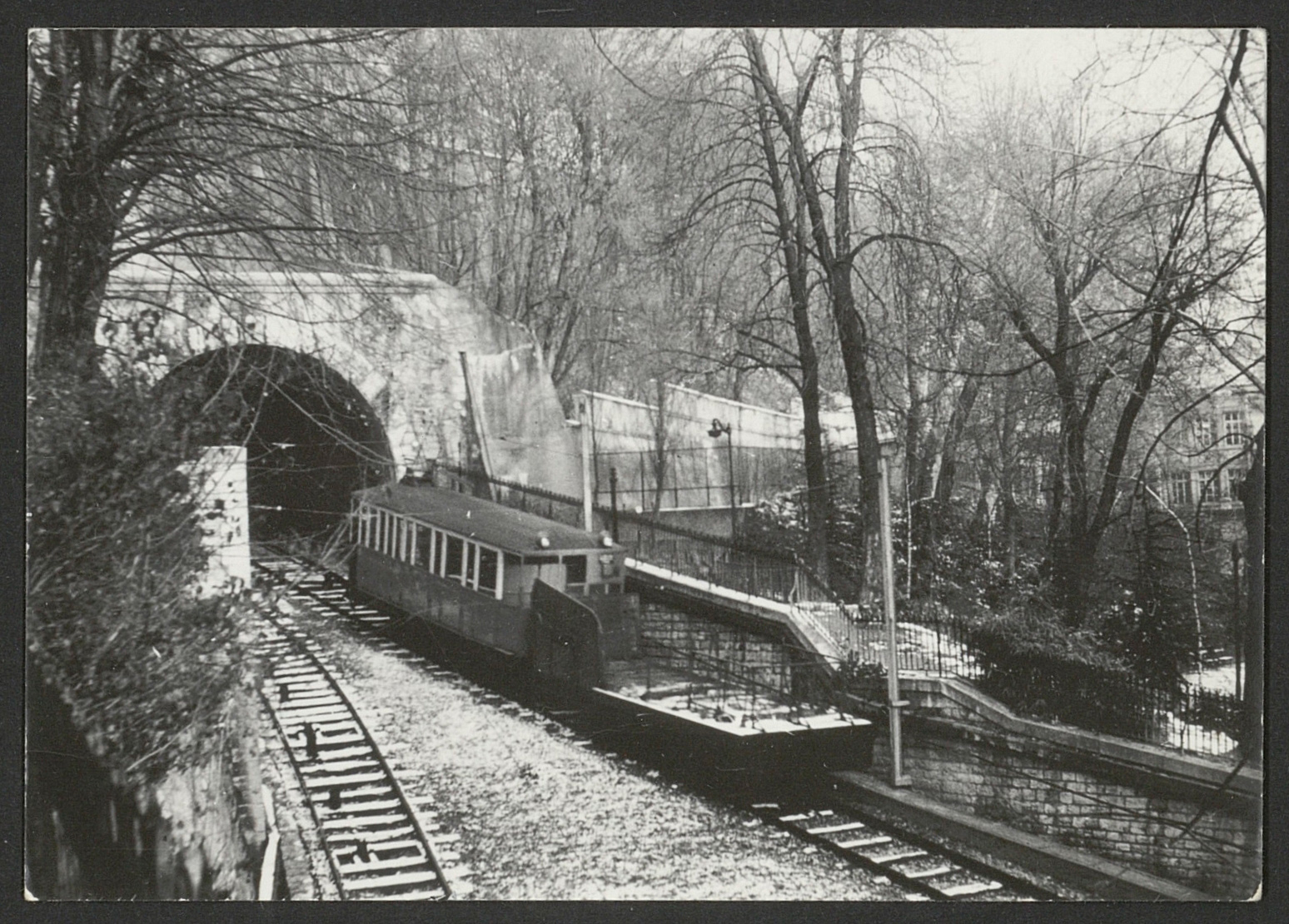
Lyon, vor 1972: Wagen der Standseilbahn Croix-Pâquet – Croix-Rousse; die Bahn wurde von 1972 bis 1974 auf Zahnradantrieb umgerüstet und 1978 als Linie C offiziell in das Métronetz einbezogen
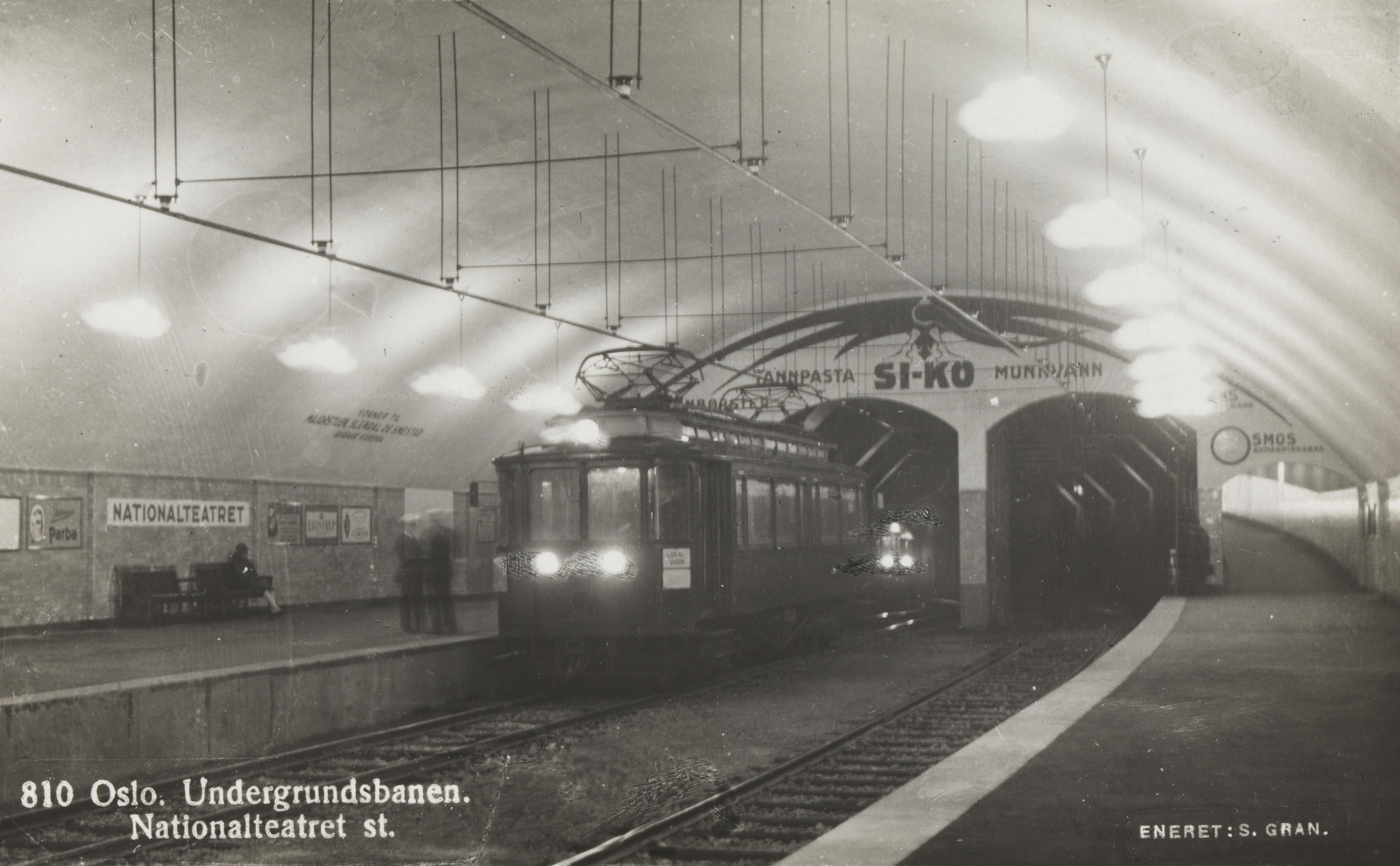
Oslo, ca. 1928: Wagen einer der westlichen Vorortbahnen in der Tunnelstation Nationalteatret (heute Nationaltheatret), Teil der späteren Stammstrecke des Osloer Netzes
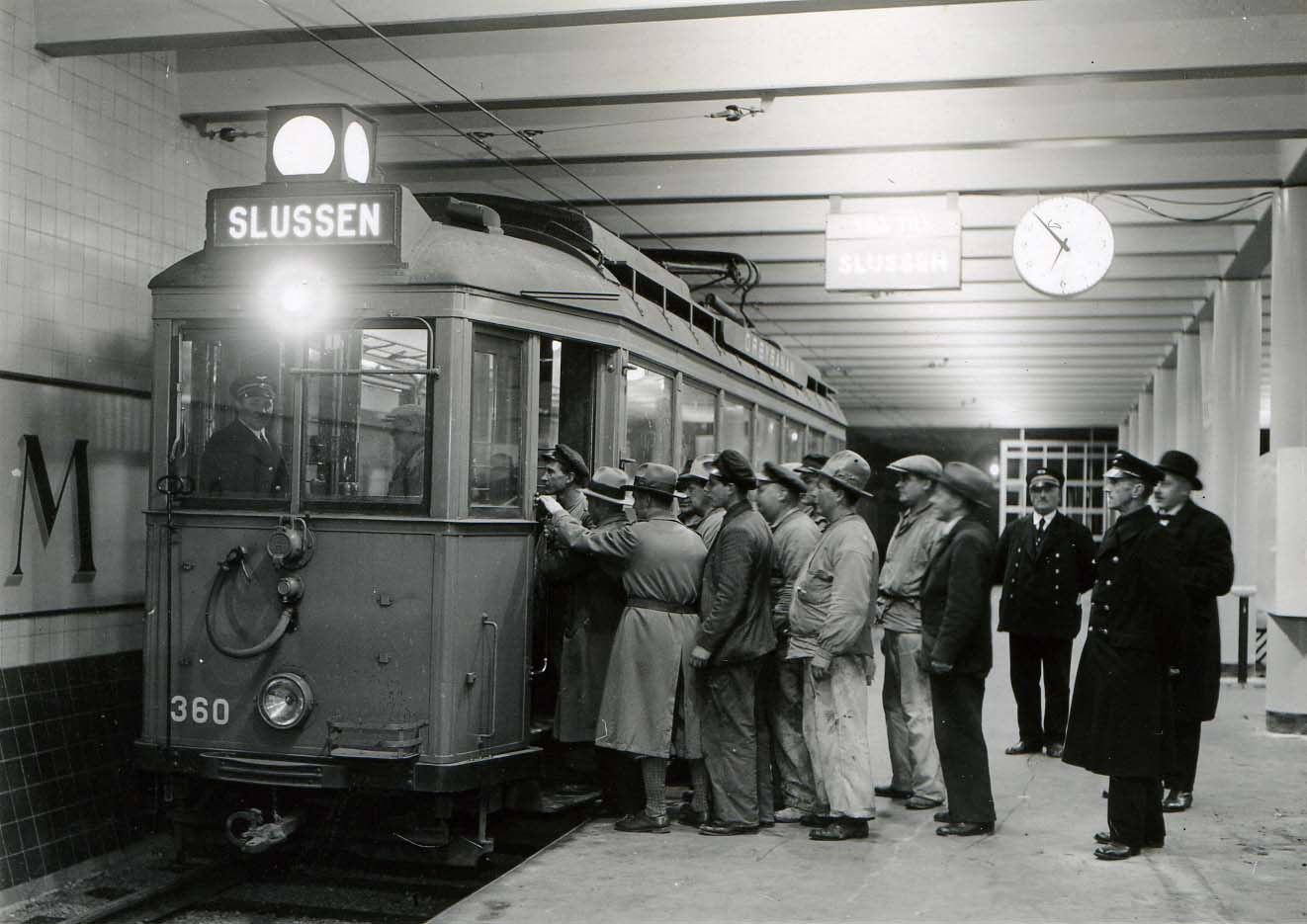
Stockholm, 1933: Zug der Örbybana an der Station Ringvägen (heute Skanstull) der ursprünglichen tunnelbana, eines Straßenbahntunnels, der 1950 von der Grünen Linie übernommen wurde

Teilweise werden Anlagen anderer Bahnen für den U-Bahn-Betrieb ausgebaut bzw. in das U-Bahn-Netz einer Stadt integriert. Gemeint sind hiermit Trassen, Strecken, Bahnhöfe und sonstige Einrichtungen von Bahnen, die nicht auf gesamter Länge kreuzungsfrei trassiert und somit nicht bereits als U-Bahn qualifiziert sind. Nicht hierunter fallen hingegen U-Bahn-Strecken, die durch bauliche und/oder betriebliche Maßnahme in andere U-Bahn-Netze integriert werden sowie die betriebliche Verknüpfung von U-Bahnen mit anderen Bahnen (siehe hier).
Gründe für die Nutzung bestehender Anlagen können u. a. die Aufwertung, Stärkung und Sicherung einer bedeutenden Bestandsstrecke und Kosten- und Zeitersparnisse durch Reduzierung des Investitions-, Planungs- und Bauaufwandes sein, wenn etwa auf bestehende Gleise, Tunnel, Viadukte, Bahnhöfe oder bereits erschlossene und im Eigentum der Betreibergesellschaft stehende Trassen zurückgegriffen werden kann.
Beispiele für Anlagen anderer Bahnen, die Ausgangspunkt von U-Bahn-Strecken wurden, sind:
- Boston:
  - Die westliche Innenstadtstrecke der Boston Elevated Railway, aus der 1965 die Orange Line der Bostoner U-Bahn hervorging, verlief nach ihrer Eröffnung im Juni 1901 zunächst durch die Tremont Street Subway, einen Straßenbahntunnel, der ursprünglich zur Entlastung der Innenstadt vom seinerzeit sehr dichten Straßenbahnverkehr gebaut worden war und zum Zeitpunkt der Eröffnung seines ersten Abschnitts im September 1897 die erste unterirdische Schienenstrecke auf dem amerikanischen Kontinent war. Die größtenteils viergleisig ausgebaute Subway gab dabei die äußeren Gleise an die Elevated ab, während die inneren Gleise weiterhin von der Straßenbahn genutzt wurden. Der lediglich zweigleisige zentrale Abschnitt zwischen Park Street und Scollay Square (heute: Government Center) wurde vollständig an die Elevated abgegeben, sodass kein durchgehender Straßenbahnbetrieb durch die Subway mehr möglich war, was deren Attraktivität erheblich schmälerte. Die Elevated wurde daher bereits im November 1908 in einen neu angelegten separaten Tunnel unter der parallel verlaufenden Washington Street verlegt, sodass der durchgehende Straßenbahnbetrieb durch die Subway wieder aufgenommen werden konnte – sie ist heute Teil der Stammstrecke der Green Line.
  - Die Strecke der heutigen Blue Line geht auf den East Boston Tunnel zurück, einen zweiten Straßenbahntunnel, der ab 1904 Court Street (heute: Government Center) in der Innenstadt unter dem Boston Harbor hindurch mit East Boston verband, wo er über eine Rampe im Bereich der heutigen Station Maverick an das oberirdische Straßenbahnnetz anschloss. Die Strecke wurde 1916 von Court Street nach Bowdoin verlängert und dort ebenfalls an das Straßenbahnnetz angeschlossen. Die Strecke wurde 1924 auf U-Bahn-Betrieb umgestellt und in den 1950er Jahren größtenteils oberirdisch zu ihrem heutigen östlichen Endpunkt Wonderland verlängert.[8]
- Lausanne: Der Abschnitt der heutigen Linie M2 zwischen Ouchy und Flon nutzt die Trasse der früheren Zahnradbahn Lausanne–Ouchy, die ihrerseits im Jahr 1958 aus einer bereits 1877 eröffneten Standseilbahn hervorgegangen war.
Für den Umbau zur Metro wurde die Strecke zwischen Januar 2006 und September 2007 vollständig zweigleisig ausgebaut, auf gummibereifte Fahrzeuge und fahrerlosen Betrieb umgestellt und nach Epalinges verlängert.[230]
- Lyon: Die Abschnitt der heutigen Metrolinie C zwischen Croix-Paquet und Croix-Rousse geht auf eine bereits 1891 eröffnete Standseilbahn zurück. Diese wurde zunächst zwischen 1972 und 1974 zur Zahnradbahn umgebaut und schließlich 1978 offiziell in das Metronetz einbezogen. Die früheren Tal- und Bergstationen waren nach der Umstellung zunächst weiterhin Endpunkte der Strecke, wurden jedoch im Zuge späterer Streckenverlängerungen an beiden Enden um- und ausgebaut.
Das heutige nördliche Streckenende nutzt zudem die Trasse der 1975 stillgelegten Bahnstrecke Lyon-Croix-Rousse–Trévoux, der 1984 eröffnete Endbahnhof Cuire befindet sich am selben Standort wie der gleichnamige frühere Bahnhof der aufgelassenen Eisenbahnstrecke.[71]
- Oslo: Große Teile des Netzes der T-bane gehen auf Strecken früherer Vorortstraßenbahnen zurück, die ab den 1960er Jahren für den U-Bahn-Betrieb ausgebaut wurden. Diese umfassen insbesondere die östlich des Osloer Zentrums gelegene Strecke von Brynseng nach Mortensrud (historische Østensjøbane; Inbetriebnahme ab 1926/Umstellung auf Metrobetrieb 1967) und im Westen die 1928 als Teil der Hollmenkollbane (s. u.) eröffnete Tunnelstrecke zwischen Nationaltheatret und Majorstuen mit den anschließenden Ästen nach Kolsås (Kolsåsbane; 1924/2008-2014), Østerås (Røabane; 1912/1995) und Sognsvann (Sognsvannbane; 1934/1993). Die Strecken wurden im Zuge der Umstellung auf Metrobetrieb von Oberleitung auf seitliche Stromschiene umgerüstet und mit neuer Signaltechnik ausgestattet, die Bahnsteige wurden verlängert und sämtliche Bahnübergänge beseitigt, weiterhin wurde zur Reduzierung der Fahrzeit eine Reihe von Stationen auf den einzelnen Strecken stillgelegt.
Die zwischen 1898 und 1928 in Betrieb genommene Hollmenkollbane nach Frognerseteren bildet westlich von Majorstuen einen vierten Streckenast, der trotz der betrieblichen Einbindung in das restliche Netz nicht auf Metrostandard ausgebaut ist (siehe auch hier).[158][69]
- Stockholm: Zentrale Abschnitte der heutigen Grünen Linie, der ältesten U-Bahn-Linie Stockholms, gehen auf Strecken früherer Vorortstraßenbahnen zurück. Südlich der Innenstadt waren dies die von Johanneshov (heute Gullmarsplan) ausgehenden Strecken der Linie 8 nach Blåsut und der Linie 19 (Örbybana) nach Stureby, die 1930 eröffnet wurde und bereits größtenteils auf eigenem Gleiskörper verkehrte, sowie der Söder- oder Katarinatunnel zwischen Slussen und Ringvägen (heute Skanstull), der 1933 als erster Straßenbahntunnel Stockholms eröffnet wurde. Im Westen Stockholms entstand weiterhin eine unabhängig trassierte Straßenbahnstrecke über die 1934 eröffnete Tranebergsbro (dt. Tranebergsbrücke) zwischen Kristineberg und Alvik.
Der Södertunnel und die Strecke nach Blåsut gingen am 1. Oktober 1950 in der ersten Tunnelbana-Strecke von Slussen nach Hökarängen (heutige Linie 18) auf, die Strecke der Örbybana folgte 1951 und übernahm deren Liniennummer 19. Die Strecke über die Tranebergsbro wurde 1952 im Zuge der Inbetriebnahme der durchgehenden Strecke von Kungsgatan (heute Hötorget) nach Vällingby auf Metrobetrieb umgestellt.[158][69]
- Wien: Die gesamte Strecke der heutigen U4 sowie der Abschnitt Längenfeldgasse–Spittelau der heutigen U6 gehen auf die Wiener Elektrische Stadtbahn zurück, die ihrerseits aus der Wiener Stadtbahn hervorgegangen war. Die Integration in das U-Bahn-Netz erfolgte bei der U4 etappenweise zwischen 1976 und 1981, bei der U6 in einem einzigen Schritt im Jahr 1989. Bei der U6 wurden hierbei die bestehende Elektrifizierung über Oberleitung und der Betrieb mit straßenbahnartigen Fahrzeugen beibehalten, während die Strecke der U4 an die Parameter des restlichen Netzes angepasst wurde und mit seitlicher Stromschiene und Hochflurfahrzeugen betrieben wird.

### Stilllegung von Betriebsanlagen

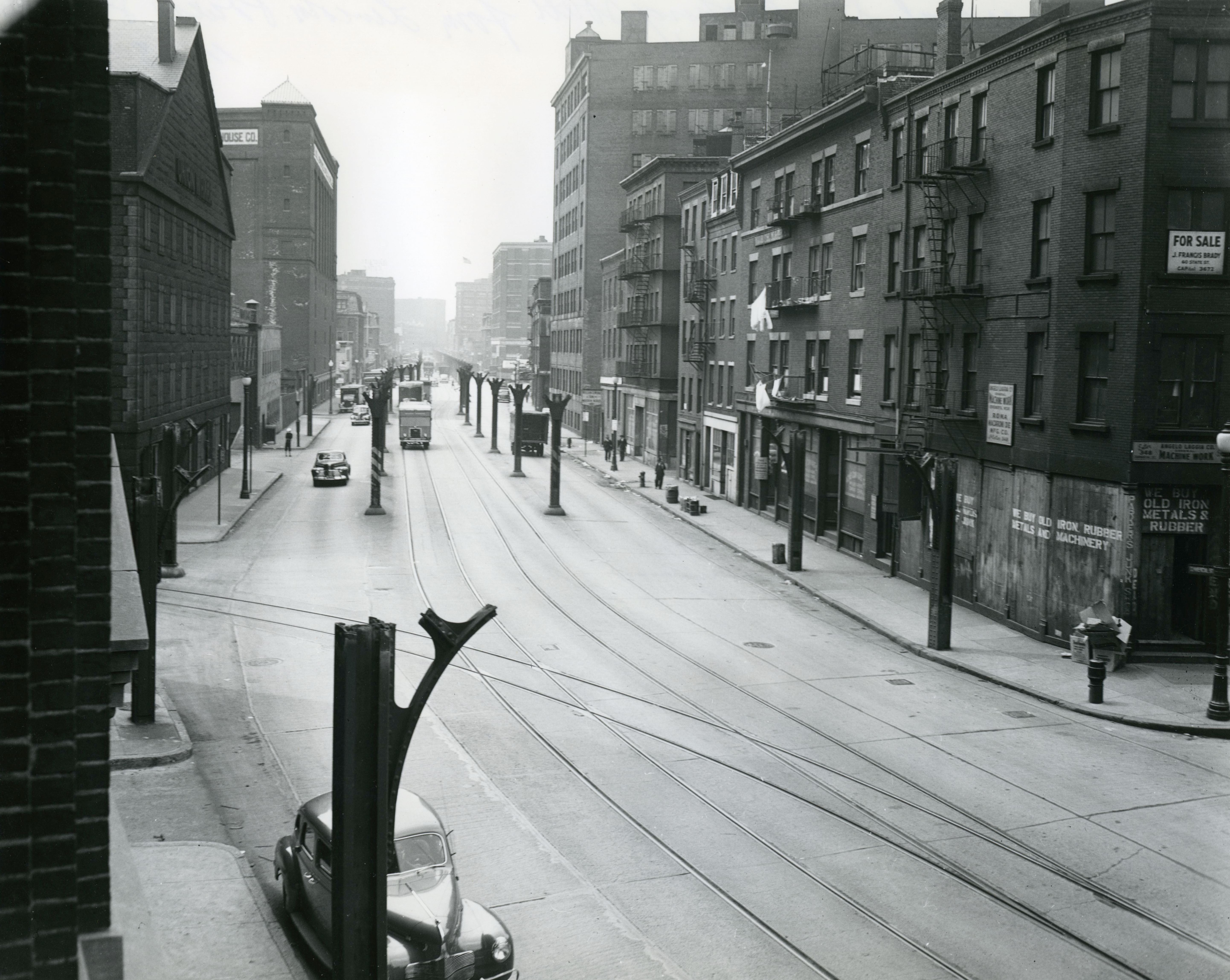
Boston, 1942: Stahlpfeiler auf der Fahrbahn der Commercial Street als Fragment der früheren Hochbahnstrecke der Atlantic Avenue Elevated; der Rückbau wurde 1955 abgeschlossen
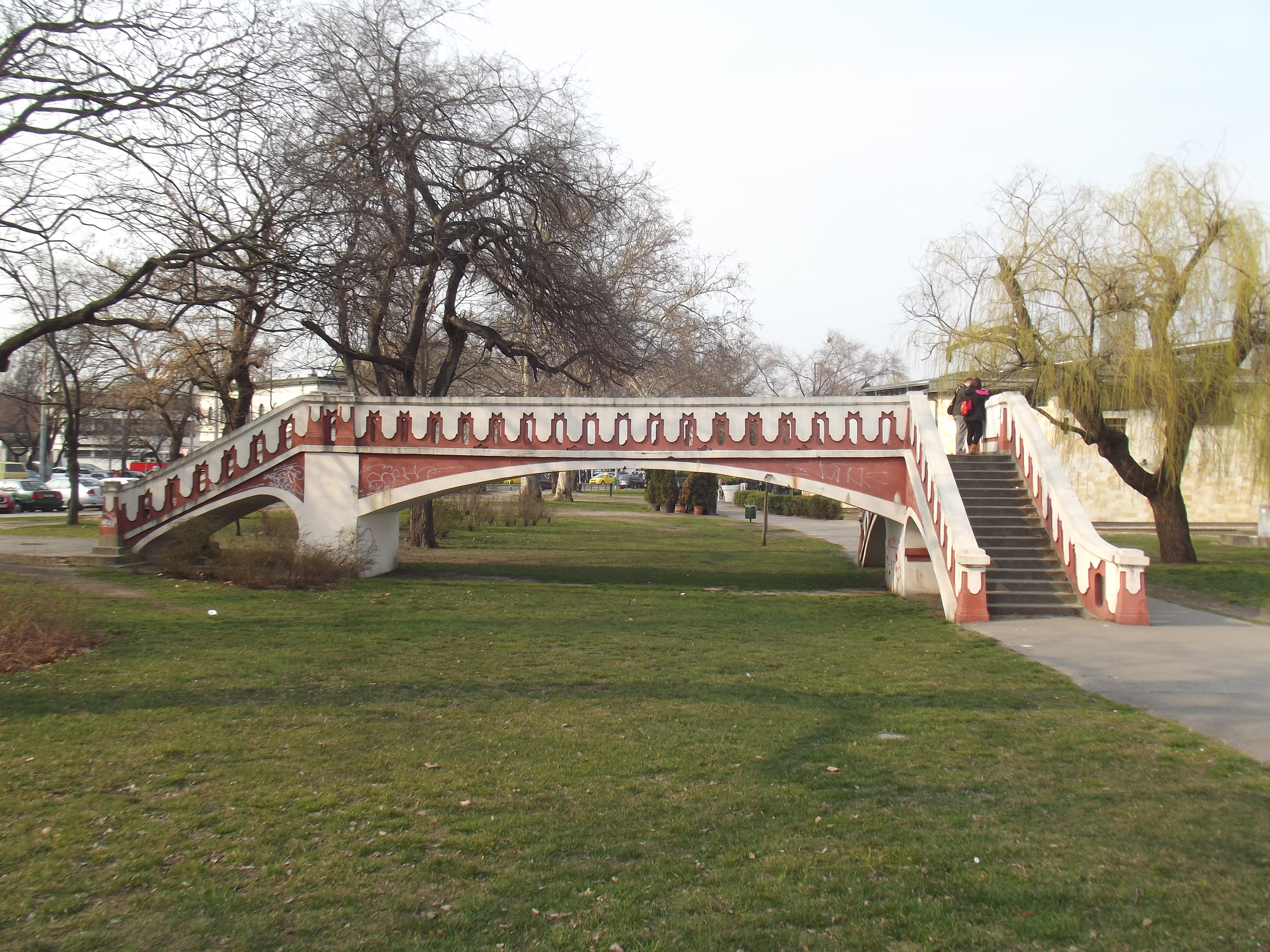
Budapest: Verfüllte ehemalige Trasse der M1 zwischen Hősök tere und Széchenyi fürdő mit darüber führender Wünsch híd
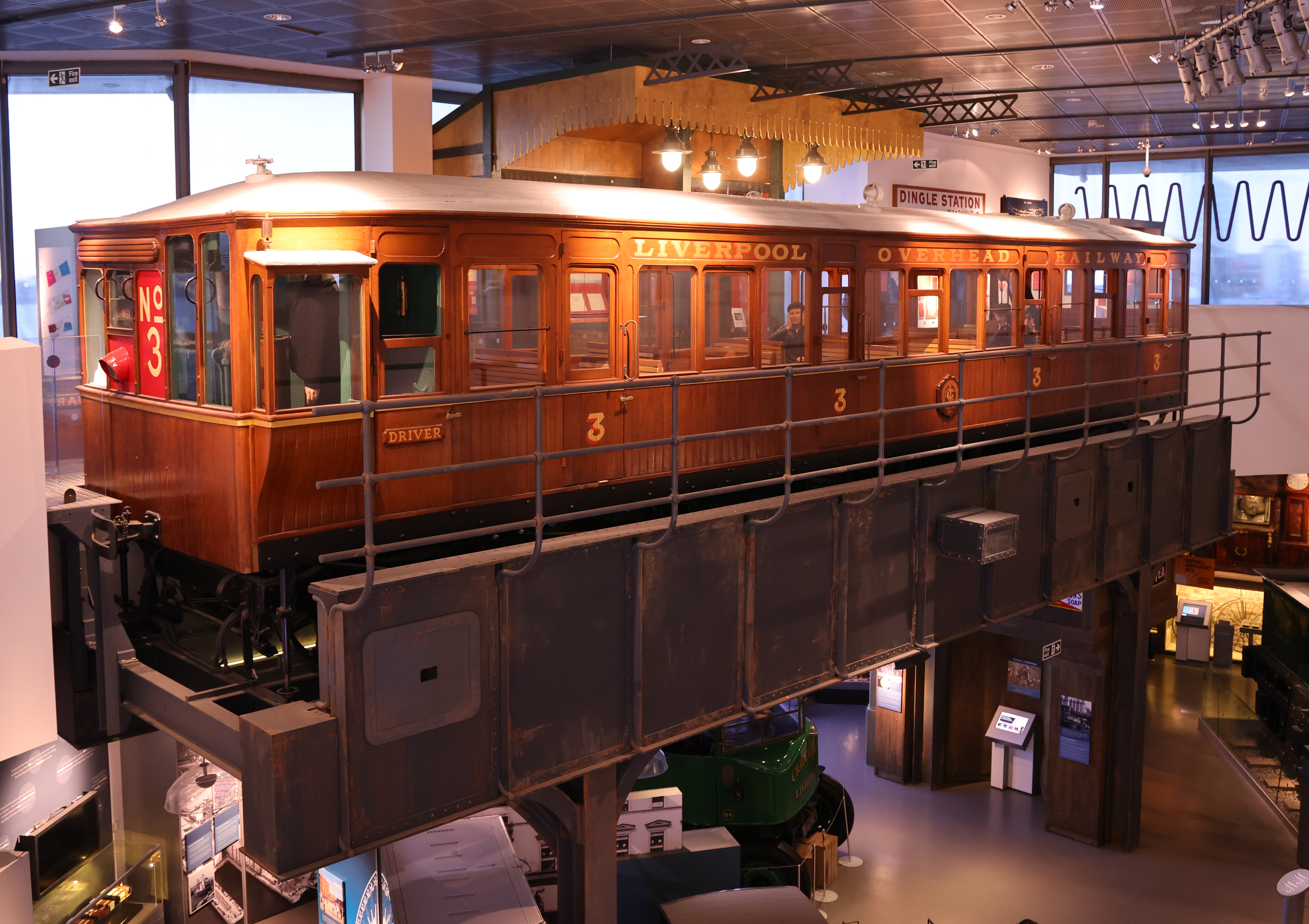
Liverpool: Originalfahrzeug im Museum of Liverpool
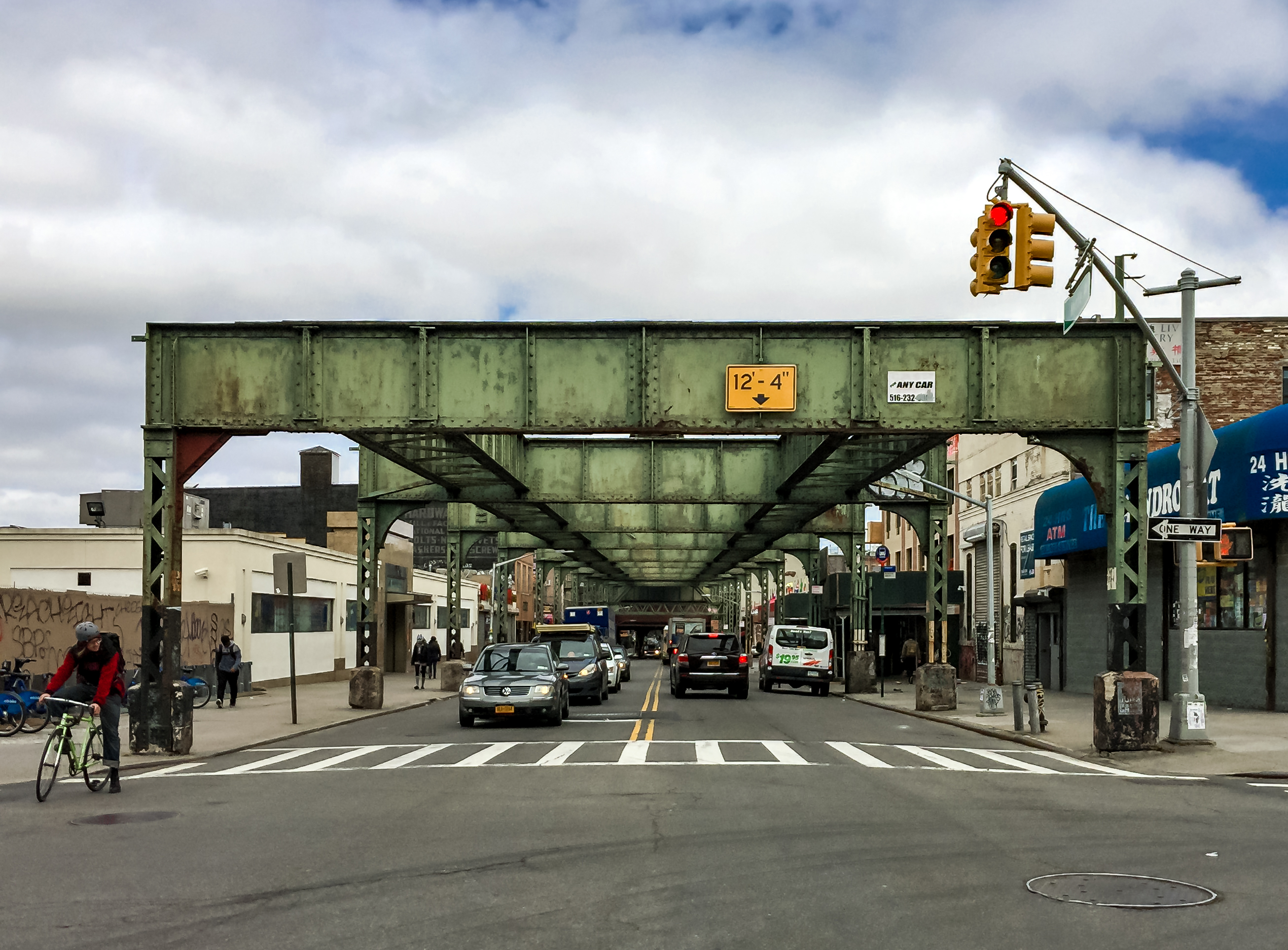
New York: Fragment des Viadukts des westlichen Abschnitts der Myrtle Avenue Line, der 1969 abgebrochen wurde
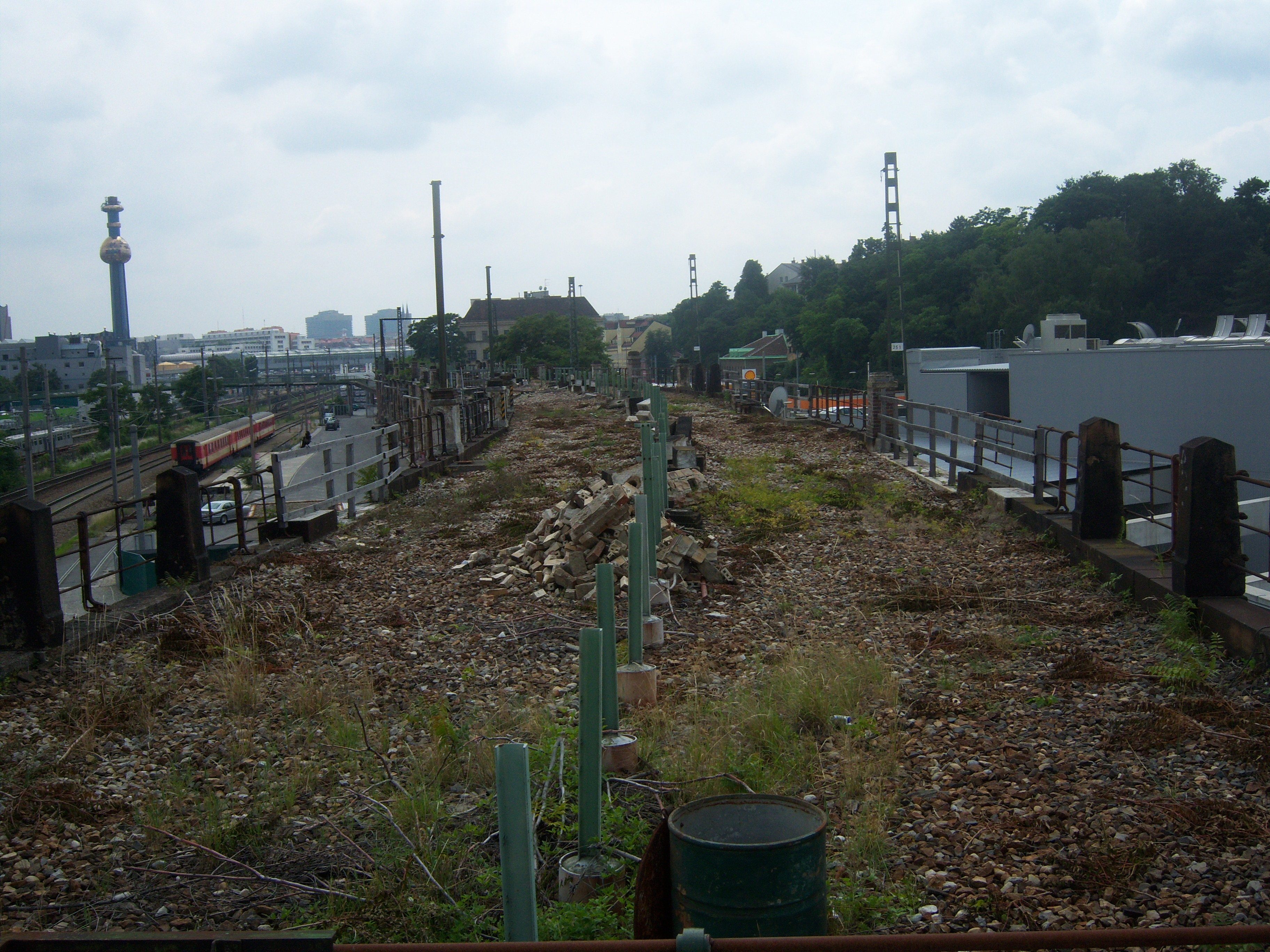
Wien: Trasse des 1996 stillgelegten Heiligenstädter Astes der U6 mit Ruderalvegetation

Aufgrund der erheblichen Herstellungskosten und der zentralen Bedeutung für das öffentliche Verkehrsnetz sind Strecken und Stationen der U-Bahn grundsätzlich von großer Dauerhaftigkeit und werden im Vergleich zu Anlagen von Straßenbahn und Eisenbahn nur in wenigen Fällen dauerhaft stillgelegt.
Aufgrund der erheblichen Herstellungskosten und der zentralen Bedeutung für das öffentliche Verkehrsnetz sind Strecken und Stationen der U-Bahn grundsätzlich von großer Dauerhaftigkeit und werden im Vergleich zu Anlagen von Straßenbahn und Eisenbahn nur in wenigen Fällen dauerhaft stillgelegt.
Entscheidungen für Stilllegungen werden insbesondere aus betrieblichen und wirtschaftlichen Erwägungen getroffen, beispielsweise mit dem Ziel der Reduzierung der Reisezeit durch Aufgabe von Zwischenstationen oder Zusammenlegung benachbarter Stationen oder durch die Anpassung des Streckenverlaufs, mit dem Ziel der Verbesserung der Erschließungswirkung durch die Verlegung von Stationen oder die Verschwenkung von Strecken, aufgrund des Verlustes der verkehrlichen Bedeutung einer Station oder Strecke und einer entsprechend reduzierte Auslastung oder mit dem Ziel der Reduzierung redundanter Strecken bzw. als entbehrlich betrachteter Mehrfacherschließungen. Zwangsweise Stilllegungen können sich aus schwerwiegenden Beschädigungen infolge von Unfällen oder Kriegseinwirkungen ergeben, wobei historisch von Betreiberseite teilweise auf die Reparatur bzw. den Wiederaufbau zuvor ohnehin schwach ausgelasteter Strecken verzichtet wurde.
Beispiele für dauerhaft oder zumindest auf unbestimmte Zeit stillgelegte Anlagen sind:
- Berlin:
  - Bahnhof Osthafen (1945)
Der Bahnhof wurde im Zweiten Weltkrieg durch einen Bombenangriff weitgehend zerstört und aufgrund der geringen Entfernung zu den benachbarten heutigen Stationen Schlesisches Tor und Warschauer Straße nicht wieder aufgebaut.
  - Bahnhof Französische Straße (2020)
Im Zuge des Lückenschlusses zwischen U55 und U5 zwischen Brandenburger Tor und Alexanderplatz wurde der Bahnhof Französische Straße der U6 geschlossen und durch den neuen, rund 150 Meter weiter nördlich gelegenen Kreuzungsbahnhof Unter den Linden ersetzt.
- Boston: Ursprüngliche Strecke der heutigen Orange Line (1908 bis 1987): Die erste U-Bahn-Strecke Bostons, aus der 1965 die Orange Line hervorging, wurde im Laufe des 20. Jahrhunderts in mehreren großen Abschnitten neu trassiert, sodass die heutige Streckenführung annähernd vollständig von der ursprünglichen abweicht.
Das 1901 eröffnete System verlief vom Sullivan Square im Norden über die Innenstadt bis zum Dudley Square im Süden. In der Innenstadt verfügte die Bahn über zwei Nord-Süd-Strecken; die Main Line Elevated führte im Westen unterirdisch durch die Tremont Street Subway, einen ursprünglich für die Straßenbahn gebauten Tunnel, während die Atlantic Avenue Elevated im Osten als Hochbahn am Bostoner Hafen entlangführte und die dortigen Industriebetriebe und Anleger für den Fährverkehr durch den Boston Harbor erschloss.
Die Main Line Elevated wurde bereits 1908 in einen eigenen, weiter östlich verlaufenden Tunnel verlegt, um auf der Tremont Street Subway wieder einen durchgehenden Straßenbahnverkehr zu ermöglichen, nachdem dieser mit Einführung der U-Bahn aufgrund der begrenzten Kapazität der Tunnelstrecke eingestellt worden war. Die Hafenstrecke wurde 1938 aufgrund der zwischenzeitlich deutlich zurückgegangenen Nachfrage stillgelegt und zwischen 1942 und 1955 vollständig zurückgebaut. Der 1901 als Teil der ersten Strecke eröffnete Abschnitt zwischen der North Station und Sullivan Square wurde 1975 durch eine weiter westlich gelegene Neubaustrecke ersetzt, die anschließende, seit 1919 bestehende Strecke nach Everett wurde in diesem Zuge stillgelegt. Die 1901/1908 eröffnete Strecke vom Innenstadttunnel zum Dudley Square einschließlich der 1909 eröffnete Südverlängerung nach Forest Hills wurde 1987 durch eine neue, weiter westlich gelegene Trasse ersetzt.[8]
- Budapest:
  - Bahnhof Deák Ferenc tér (1956)
Im Zusammenhang mit den 1950 aufgenommenen Bauarbeiten für die Linie M2 wurde die bestehende Tunnelstrecke der M1 im Bereich der Station Deák Ferenc tér zwischen 1952 und 1956 neu trassiert und die Station um rund 40 Meter verlegt. Die ursprüngliche Station aus dem Eröffnungsjahr 1896 und das anschließende Tunnelstück wurden hierbei vom Netz getrennt, seit 1975 beherbergt die Station das U-Bahn-Museum Budapest.
  - Strecke Hősök tere–Széchenyi fürdő (1973)
Im Zuge der Verlängerung der Linie M1 von Széchenyi fürdő nach Mexikói út wurde die Tunnelrampe sowie das in einem engen 180°-Bogen verlaufende östliche Streckenende im Bereich des Stadtwäldchens aufgegeben und durch eine neue, begradigt verlaufende Tunnelstrecke ersetzt. Die ursprüngliche oberirdische Endstation wurde durch eine weiter nordöstlich gelegene Tunnelstation ersetzt, die Zwischenstation Állatkert am Zoo wurde aufgegeben.
- Hamburg: Rothenburgsorter Zweigstrecke (1943)
Die rund 3,2 Kilometer lange, größtenteils als Hochbahn trassierte Zweigstrecke der Ringlinie vom Hauptbahnhof über Hammerbrook nach Rothenburgsort wurde 1943 durch Luftangriffe im Rahmen der Operation Gomorrha erheblich beschädigt. Da bei den Angriffen auch der hochverdichtete, gründerzeitliche Wohnstadtteil Hammerbrook weitgehend zerstört wurde und die Auslastung der Strecke seit ihrer Eröffnung ohnehin hinter den Erwartungen zurückgeblieben war, entschied sich die Stadt gegen einen Wiederaufbau.[20]
- Liverpool: Gesamtsystem (1956)
Das einzige jemals vollständig stillgelegte U-Bahn-System weltweit ist die Liverpool Overhead Railway, die 1893 als erste elektrische Hochbahn der Welt eröffnet worden war. Da keine Mittel für die dringend erforderliche Generalsanierung und Modernisierung des Systems zur Verfügung standen, wurde die Strecke am 30. Dezember 1956 nach fast 64 Jahren Betrieb stillgelegt und der Viadukt bereits 1957/1958 zurückgebaut.[35]
- New York: Verschiedene Hochbahnstrecken (u. a. 1940 bis 1955)
Große Teile des ehemals sehr weitläufigen New Yorker Hochbahnnetzes wurden stillgelegt und durch parallele Tunnelstrecken ersetzt bzw. wurden parallel zu neueren Tunnelstrecken verlaufende ältere Hochbahnstrecken stillgelegt, darunter auch die vier ältesten Strecken auf Manhattan. Ihren Höhepunkt erreichte die Schließungswelle zwischen 1940 und 1955, nachdem die beiden früheren privaten U-Bahn-Gesellschaften IRT und BMT von der Stadt New York übernommen worden waren und das bislang aus zahlreichen direkt miteinander konkurrierenden Strecken bestehende Netz bereinigt wurde.[8]
- Paris: Bahnhöfe Arsenal, Champ de Mars, Croix-Rouge und Saint-Martin (1939)
Die CMP schloss bereits am 2. September 1939, das heißt einen Tag nach dem deutschen Überfall auf Polen und einen Tag vor den Kriegserklärungen Frankreichs und des Vereinigten Königreichs an das Deutsche Reich, weite Teile der Métro; von 159 Kilometern Netzlänge wurden nur noch 93 betrieben und 150 der 235 Stationen des Netzes wurden geschlossen. Wesentliche Gründe hierfür waren die Reduzierung des Betriebspersonals infolge der Einberufung und die Sorge um mögliche Angriffe auf die Viaduktstrecken wie jene der Ringlinien 2 und 6.[231]
Der überwiegende Großteil der Anlagen wurde spätestens mit der Befreiung Frankreichs wieder in Betrieb genommen, lediglich die drei Stationen Arsenal (Linie 5), Champ de Mars (Linie 8) und Croix-Rouge (Linie 10) blieben bis in die Gegenwart geschlossen. Die Station Saint-Martin (Linien 8 und 9) ging nach der Befreiung kurzzeitig wieder in Betrieb, wurde jedoch aufgrund der sehr geringen Entfernung von nur rund 100 Metern zur Nachbarstation Strasbourg – Saint-Denis bereits kurze Zeit später wieder geschlossen.
- Pjöngjang: Bahnhof Kwangmyŏng (1995)
Die Station Kwangmyŏng der Hyŏksin-Linie wurde 1995 auf unbestimmte Zeit geschlossen, nachdem der an der Station gelegene Kŭmsusan-Palast, ursprünglich der Amtssitz von Präsident Kim Il-sung, nach dessen Tod in ein Mausoleum umgewandelt wurde. Die Station wird seitdem ohne Halt durchfahren. Eine begrenzte Anbindung des Palastes an den ÖPNV erfolgt seit 1996 durch die zu diesem Zeitpunkt neu eingerichtete Kŭmsusan-Linie der Straßenbahn Pjöngjang, die vormittags als Shuttle für Besucher zwischen der U-Bahn-Station Samhŭng und dem Palast verkehrt.
- Toronto: Scarborough Line (2023)
Die 1985 eröffnete, rund 6,4 Kilometer lange Scaborough Line bildete die logische Verlängerung der Bloor–Danforth line von deren östlichem Endpunkt Kennedy zum Zentrum des Torontoer Bezirks Scarborough, war jedoch aufgrund ihrer abweichenden Spurweite (1435 ggü. 1495 mm), Stromversorgung (zwei ggü. einer Stromschiene), Antriebstechnik (Linearantrieb ggü. konventionellen Fahrmotoren) und Wagenlängen bzw. Kurvenradien technisch nicht mit dieser kompatibel, sodass an der Station Kennedy ein Umsteigezwang bestand.
Nach längeren Diskussionen über die Zukunft der Linie wurde im Zusammenhang mit der Entscheidung für die Verlängerung der Bloor–Danforth line nach Scarborough die Stilllegung beschlossen, die nach der Entgleisung eines Zuges von November 2023 auf den 27. Juli desselben Jahres vorgezogen wurde.[10]
- Wien: Verschiedene Streckenabschnitte (1991/1996)
Die Gürtellinie der ehemaligen Wiener (Elektrischen) Stadtbahn, die heutige U6, verfügte östlich der Station Nußdorfer Straße bis 4. März 1991 mit dem sogenannten Verbindungsbogen über eine Querverbindung zur Station Friedensbrücke der ehemaligen Donaukanallinie der Stadtbahn, der heutigen U4. Der Verbindungsbogen wurde aufgelassen, um den Bau der Verkehrsstation Spittelau und der U-Bahn-Strecke nach Floridsdorf zu ermöglichen. Mit deren Inbetriebnahme am 4. Mai 1996 wurde schließlich auch der nördliche Abschnitt der Gürtellinie, das heißt die Verbindung Abzweigstelle Nußdorfer Straße – Heiligenstadt, aufgegeben.[24]
 Ferner wurde das ursprüngliche Stationsbauwerk der Gürtellinie/U6 am Westbahnhof von 1898 schon Ende der 1980er Jahre durch einen rund 53 Meter weiter östlich gelegenen Neubau ersetzt. Die letzten Arbeiten wurde offiziell am 8. November 1991 abgeschlossen, nachdem die Station jedoch bereits seit dem 28. Januar 1990 teilweise genutzt worden war. Das Ursprungsbauwerk wurde später verfüllt, die unterirdischen Zufahrtsstrecken blieben jedoch erhalten, um sie gegebenenfalls künftig als Straßentunnel nachnutzen zu können.[232][233]

#### Stillgelegte Anlagen im geteilten Berlin

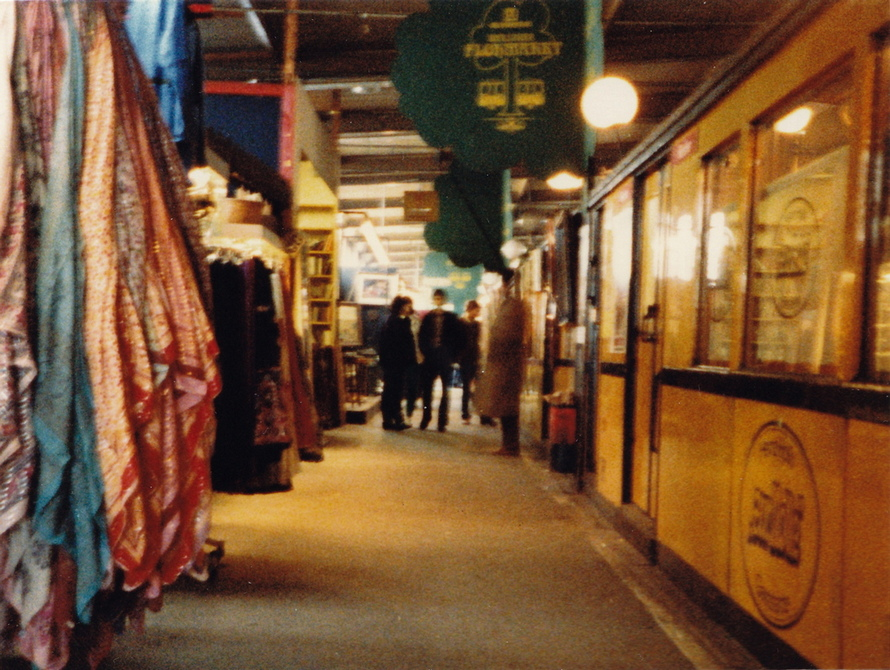
Nollendorfplatz 1983: Flohmarkt auf dem stillgelegten Bahnsteig der Hochbahnstation
Bülowstraße 1990, Blickrichtung Westen: Historischer Straßenbahnwagen auf der Trasse der heutigen U2
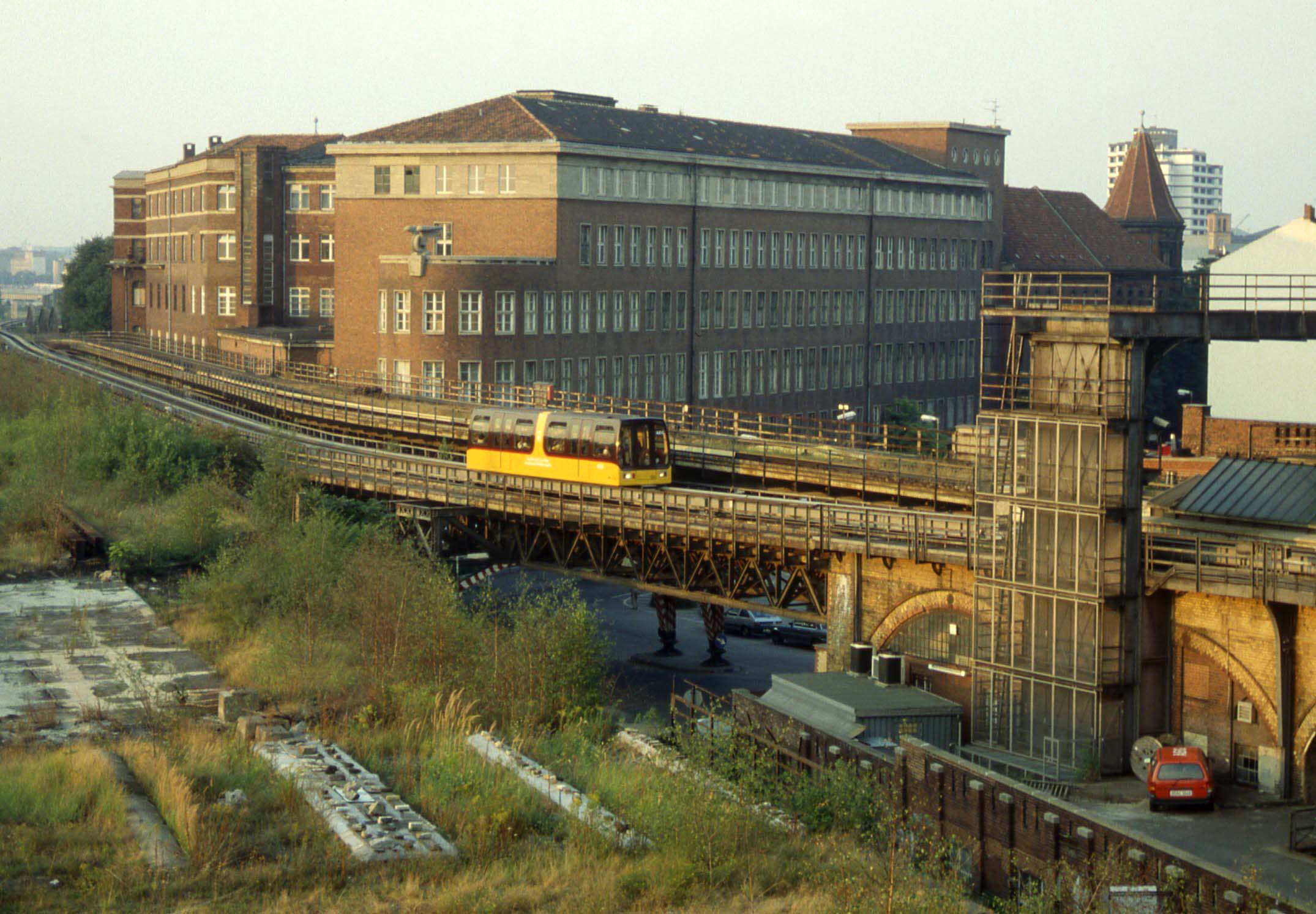
Wagen der M-Bahn auf der Trasse der heutigen U2 bei der Einfahrt in die Station Gleisdreieck
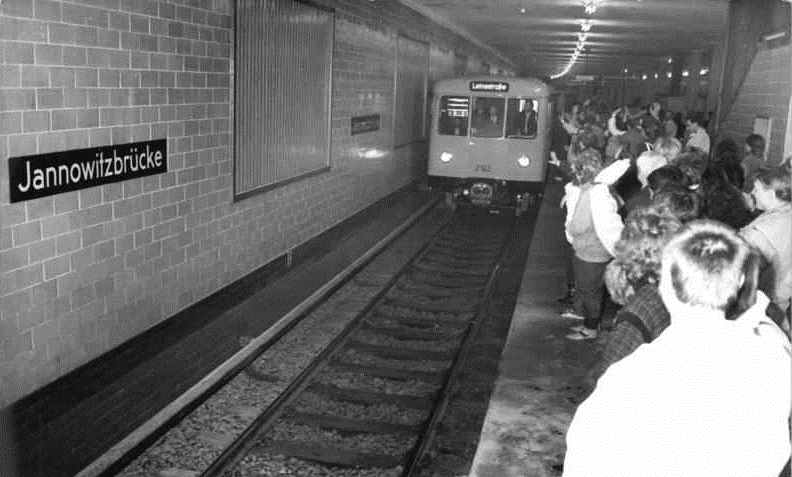
Ehemaliger Geisterbahnhof Jannowitzbrücke am 11. November 1989, zwei Tage nach dem Fall der Mauer

Einen Sonderfall stellte das Netz der Berliner U-Bahn dar, das während der Teilung der Stadt zunächst organisatorisch und nach dem Bau der Mauer im August 1961 auch physisch in einen westlichen und einen östlichen Teil getrennt wurde, wobei der Großteil des Netzes in West-Berlin lag. Während die zunächst sektoren- und später grenzüberschreitende Strecke der Linie A (in West-Berlin ab 1966 Linie 2, heute U2) zwischen Gleisdreieck (West) und Potsdamer Platz (Ost) relativ einfach geteilt und in beiden Hälften der Stadt separat weiterbetrieben werden konnte, verliefen die zentralen Abschnitte der Linie C (6/U6) und Linie D (8/U8) durch Ost-Berlin, während die nördlichen und südlichen Außenstrecken in West-Berlin lagen, sodass sich eine Teilung der Linien in diesen Fällen nicht anbot. Die Lösung bestand in der Vereinbarung, dass die DDR gegen Nutzungsentgelt einen Betrieb der West-Berliner U-Bahn auf ihrem Territorium gestattete, jedoch mit Ausnahme des Bahnhofs Friedrichstraße, der hierdurch zur Grenzübergangsstelle wurde, sämtliche in Ost-Berlin gelegenen Stationen der beiden Linien geschlossen und ohne Halt durchfahren wurden. Diese Situation blieb für knapp 30 Jahre bis zum Fall der Mauer bestehen, nach dem jedoch bereits Ende 1989 erste Stationen provisorisch wiedereröffnet werden konnten.
Für die stillgelegten Bahnhöfen auf Ost-Berliner Gebiet wurde umgangssprachlich der atmosphärische Begriff Geisterbahnhof geprägt, der später für stillgelegte, jedoch physisch weiterhin vorhandene Bahnhöfe insgesamt übernommen wurde und eine zusätzliche Erweiterung auf Bahnhofsbauten erfuhr, die zwar vollständig oder teilweise hergestellt, jedoch (noch) nicht in Betrieb genommen wurden oder Teil eines aufgegebenen Ausbauprojektes sind.
Nachdem der Betrieb auf der in West-Berlin gelegenen Viaduktstrecke der heutigen U2 im Zuge der Teilung bis Gleisdreieck verkürzt worden war, legte die BVG 1970 auch die anschließende Strecke bis Wittenbergplatz aufgrund ihrer geringen Wirtschaftlichkeit und der geringen verkehrlichen Bedeutung still, wodurch die Linie auf den Abschnitt Krumme Lanke – Wittenbergplatz verkürzt wurde und die Viaduktstrecke vollständig aus Nutzung fiel. In Ost-Berlin war die Strecke bereits mit dem Mauerbau von Potsdamer Platz zu Thälmannplatz (heute: Mohrenstraße) verkürzt worden.
Da die Teilung der Stadt und des Netzes als dauerhaft bzw. mindestens längerfristig betrachtet wurde, wurden die stillgelegten Bahnanlagen für verschiedene andere Zwecke genutzt, die erst im Zuge der Reaktivierung der Strecke für den regulären Betrieb Anfang der 1990er Jahre aufgegeben wurden;
- Abschnitt Nollendorfplatz – Bülowstraße: 1974 wurde auf dem ungenutzten Bahnsteig des Hochbahnhofs Nollendorfplatz und in einer Reihe von dort zu diesem Zweck abgestellten historischen U-Bahn-Wagen ein ortsfester Flohmarkt eingerichtet.[234]
1978 wurde zwischen Nollendorfplatz und dem benachbarten Bahnhof Bülowstraße zudem ein Pendelbetrieb mit einem historischen Berliner Straßenbahnwagen eingerichtet, der den Flohmarkt mit einem zur gleichen Zeit in der Bahnhofshalle von Bülowstraße eingerichteten ortsfesten Jahrmarkt verband. Der Straßenbahnwagen verkehrte auf dem nördlichen Gleis und nutzte provisorische Bahnsteige außerhalb der Bahnhofshallen. Nachdem der Jahrmarkt bereits nach wenigen Monaten schließen musste, eröffnete im September 1980 der sogenannte „Türkische Basar“, ein markthallenartiges Konzept mit verschiedenen Betrieben wie Lebensmittelmärkten, Musikläden, Bekleidungsgeschäften und Gastronomiebetrieben, das sich zu einem wichtigen Treffpunkt für die türkischstämmige Gemeinde Berlins entwickelte.[235]
- Abschnitt Gleisdreieck – Grenze: Die Station Gleisdreieck und der Großteil der nördlich anschließenden Strecke bis zur Ost-Berliner Grenze wurden für die Trasse der M-Bahn, eines experimentellen Transportsystems mit Linearantrieb, genutzt. Ausgehend von der bestehenden Station Gleisdreieck verlief die Strecke auf dem bestehenden Viadukt bis zur neu gebauten Zwischenstation Bernburger Straße auf Höhe der gleichnamigen Straße, schwenkte kurz danach in nordwestliche Richtung auf eine neu gebaute Viaduktstrecke ab und erreichte die nördliche Endstation Kemperstraße bei der Philharmonie bzw. in der nordwestlichen Ecke des heute vom Sony Center eingenommenen Areals.
Nach Baubeginn Ende 1983 wurde ab 1984 zunächst ein mehrjähriger Probebetrieb ohne Fahrgäste durchgeführt, zwischen August 1989 und dem 31. Juli 1991 wurde die Strecke mit Fahrgästen befahren.[236]

## Netz und Betrieb

### Rolle im öffentlichen Verkehrsnetz

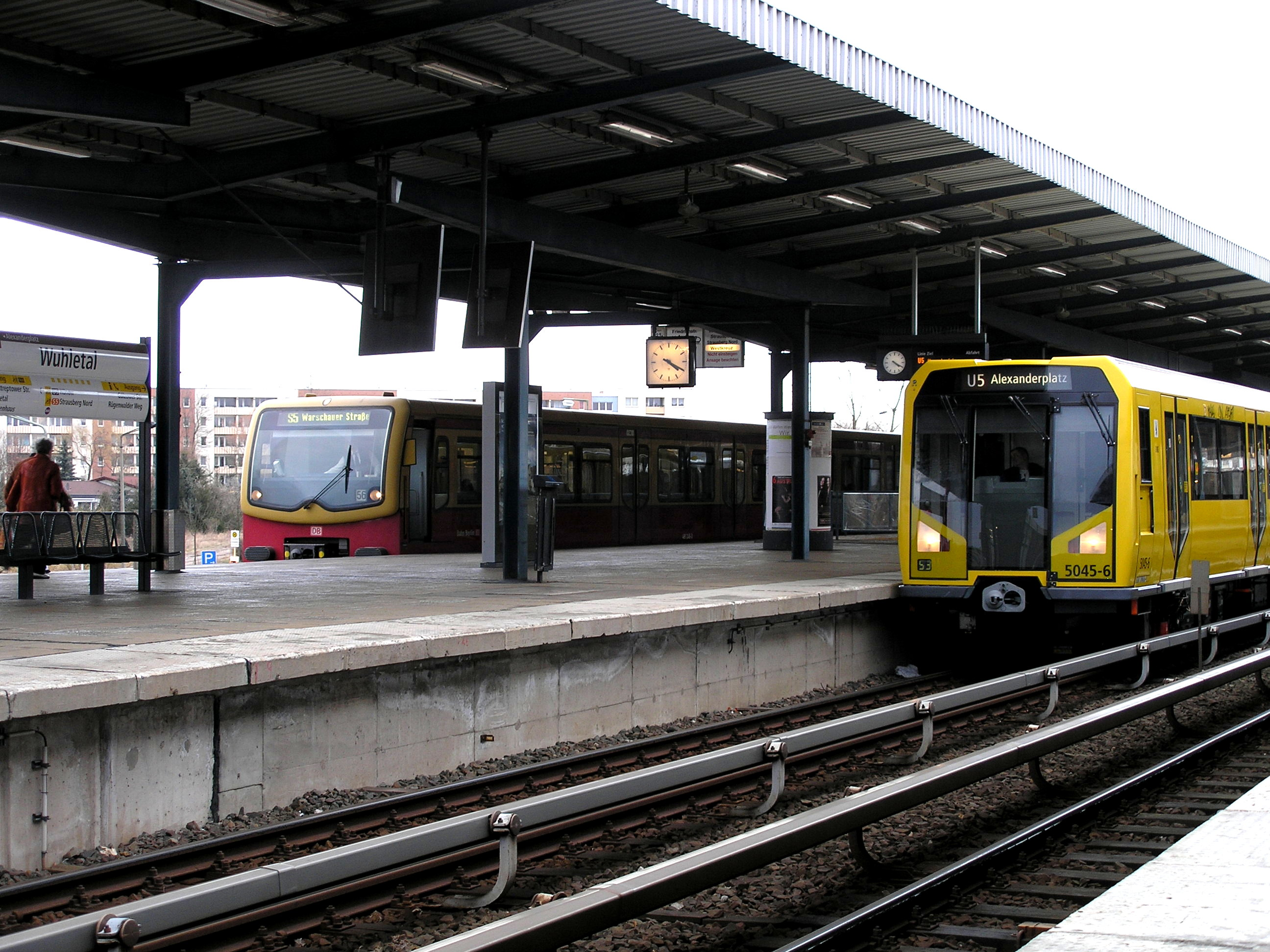
Wuhletal, Berlin: Viergleisiger Bahnhof mit bahnsteiggleichem Umstieg zwischen S-Bahn (links) und U-Bahn (rechts)
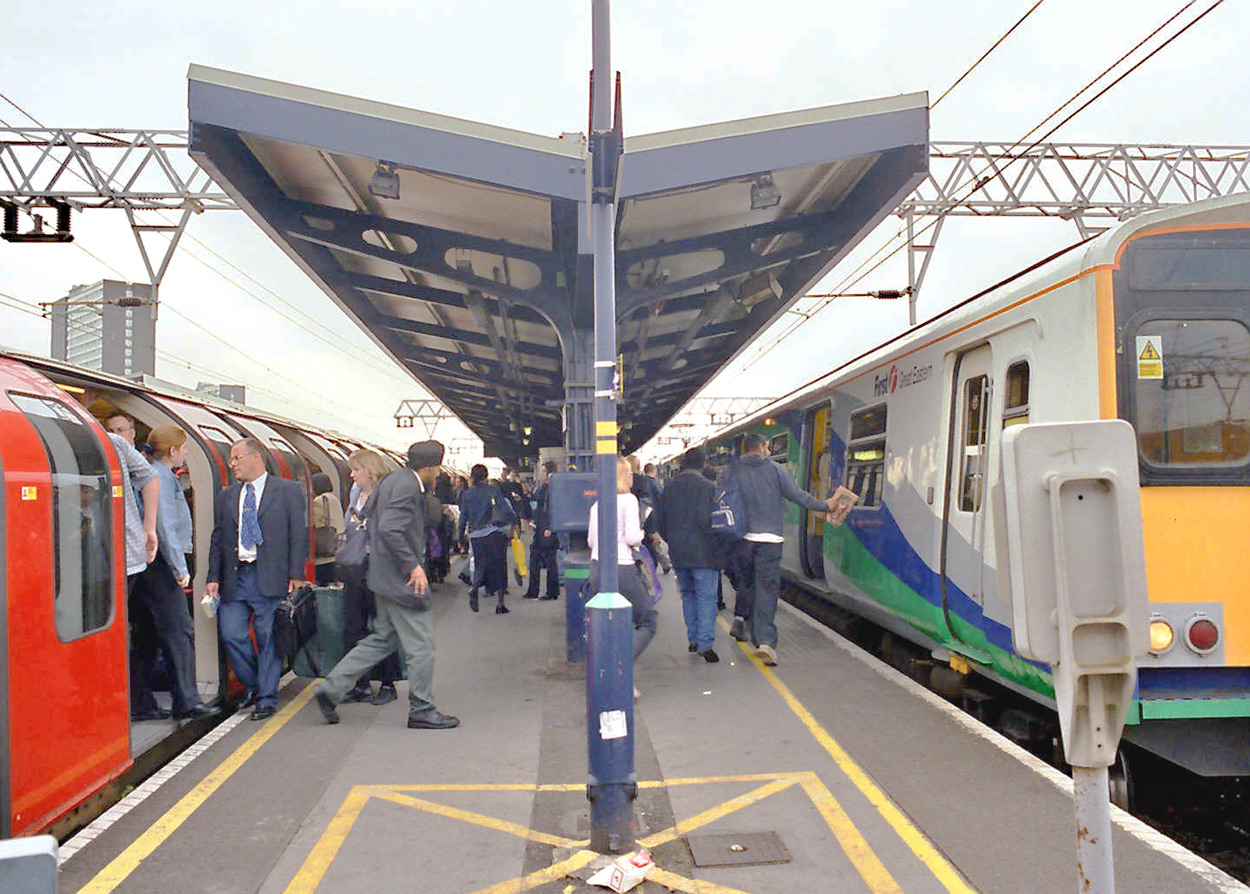
Stratford, London: Bahnsteiggleicher Umstieg zwischen Underground (links) und Eisenbahn (rechts)
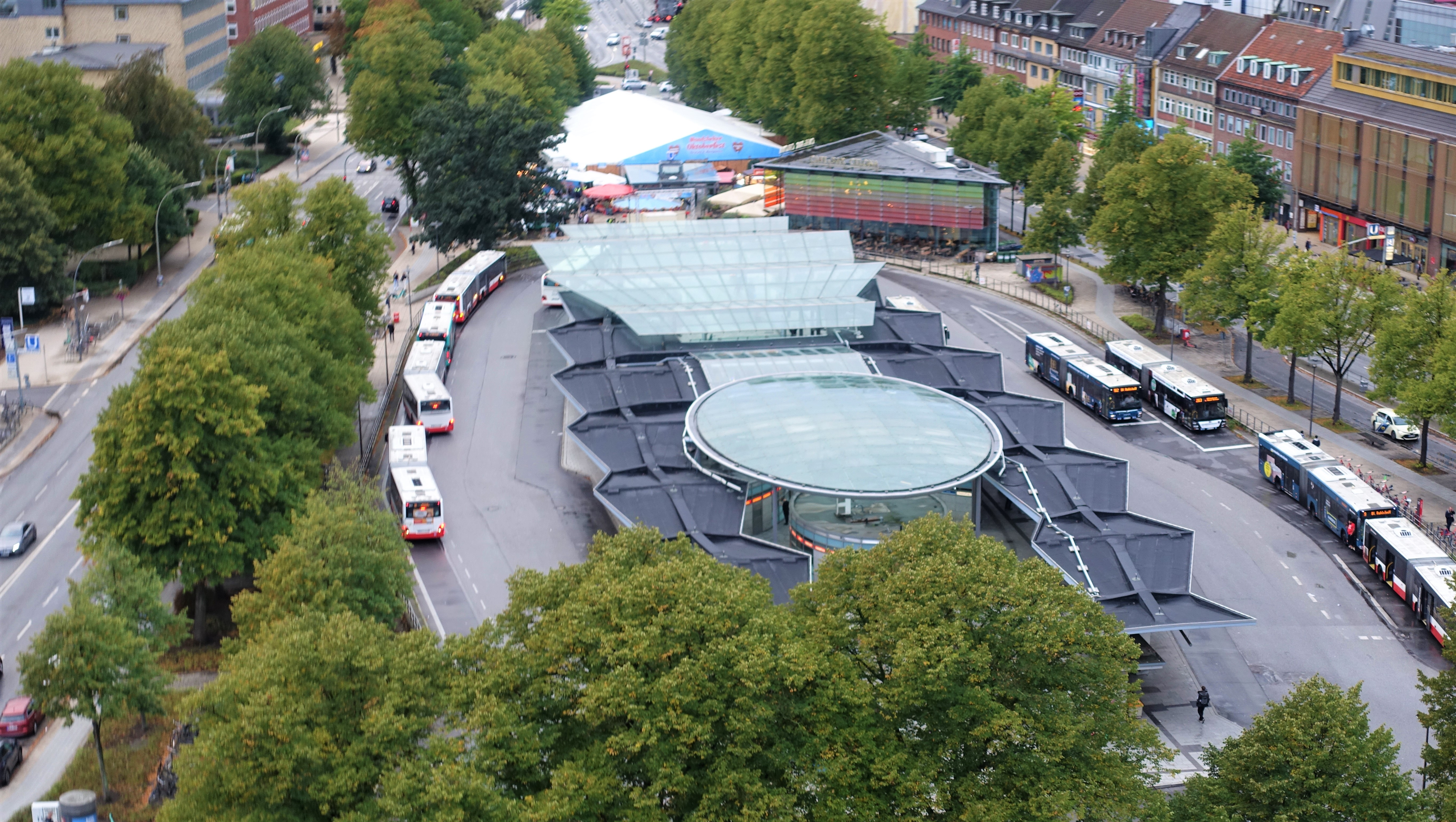
Wandsbek Markt, Hamburg: Bahnhof im Zentrum von Hamburgs bevölkerungsreichstem Bezirk und zentraler Busknoten im Hamburger Osten
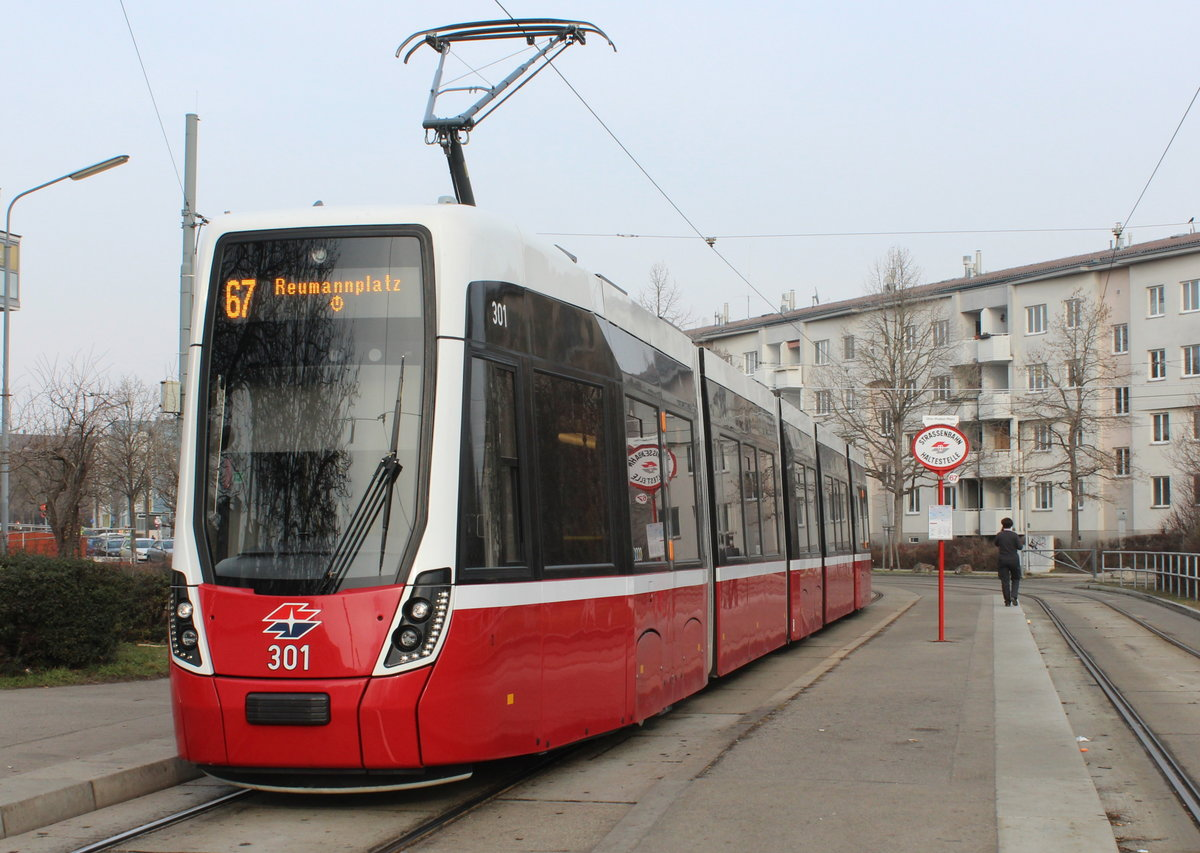
Wien: Straßenbahnlinie mit Zubringerfunktion zur U-Bahn, in der Zielanzeige entsprechend mit dem U-Bahn-Logo signalisiert
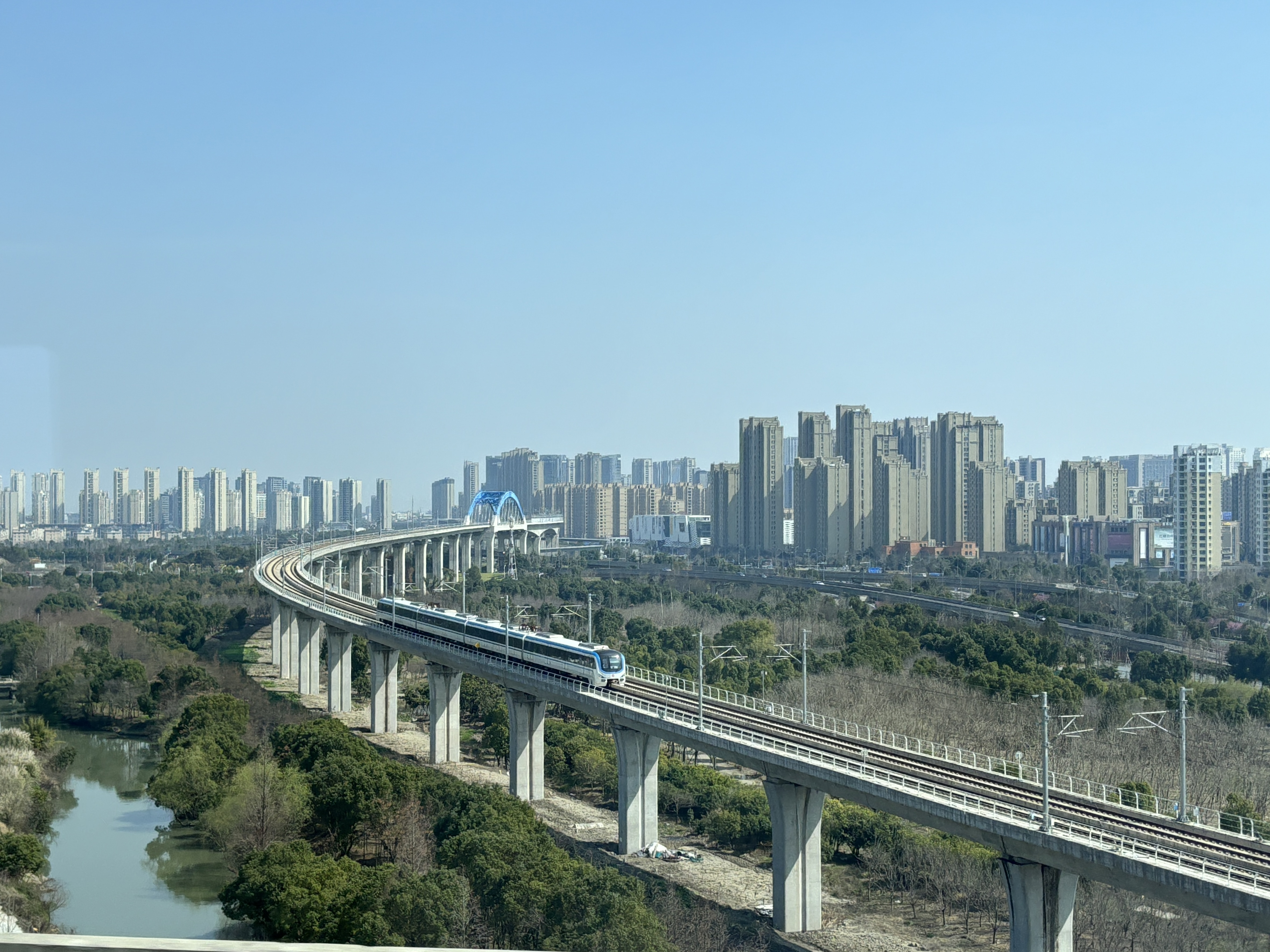
Seit Beginn des 21. Jahrhunderts entstanden in Ostasien zahlreiche regional ausgerichtete Strecken (Taizhou, China)

Berlin zeigt die für zahlreiche Verkehrsnetze typische Aufgabenteilung zwischen U-Bahn für den (inner)städtischen Verkehr und S-Bahn bzw. vergleichbaren Systemen für stadtregionale Verbindungen

U-Bahnen werden vorrangig im städtischen Raum und teilweise im engeren Verflechtungsraum von Stadt und Umland eingesetzt, wo die hohe Bebauungs- und Bevölkerungsdichte einerseits den Einsatz eines leistungsfähigen Massenverkehrsmittels und andererseits die aufwändige unabhängige Trassierung erfordert bzw. rechtfertigt. Einzelne Netze verfügen über überlandartige Strecken, die durch weniger dicht besiedelten Gebiete führen (z. B. Nordostteil der U1 in Hamburg), oder regional ausgerichtete Strecken, darunter verschiedene der zu Beginn des 21. Jahrhunderts realisierten chinesischen Netze bzw. deren in diesem Zeitraum realisierten Erweiterungen, die Expressverbindungen zwischen Kernstadt und Region bedienen (z. B. Linien 10, 18 und 19 in Chengdu, Linie 16 in Shanghai), und verschiedene Linien der U-Bahn Seoul, wobei es sich hierbei vielfach um stark verstädterte Räume mit durchgehend hoher Bebauungsdichte handelt. Der Grand Paris Express soll ebenfalls vorrangig regionale Verbindungsfunktionen im engeren Pariser Umland erfüllen, wobei dieses ebenfalls zu großen Teilen urbanisiert ist. Auch durch den wechselseitigen Betrieb zwischen U-Bahnen und Vorortbahnen, der beispielsweise in verschiedenen japanischen Netzen praktiziert wird (siehe hier), können Systeme eine bedeutende Ausdehnung ihres Bedienungsgebiets in die Region erreichen.
U-Bahnen bilden innerhalb der städtischen Verkehrsnetze in der Regel das Verkehrsmittel mit der höchsten Beförderungskapazität und werden – insbesondere in abgestimmt geplanten und betriebenen Verkehrsnetzen wie jenen der deutschen, österreichischen und schweizerischen Verkehrsverbünde – vorrangig für übergeordnete Verbindungs- und Erschließungsaufgaben eingesetzt, während Verkehrsmittel mit geringerer Kapazität (insbesondere Straßenbahn und Omnibus) vorrangig Zubringer- und Feinverteilerfunktionen sowie den Quartiersverkehr übernehmen. U-Bahn-Stationen sind daher häufig wichtige Knotenpunkte im städtischen Verkehrsnetz, auch zwischen den einzelnen Oberflächenverkehrsmitteln untereinander.

#### Verknüpfung von Fernbahnhöfen

Die Londoner Fernbahnhöfe gruppieren sich um das Stadtzentrum mit den Bezirken Camden und City of Westminster und der City of London und werden auf der Schiene vorrangig durch die Underground verbunden
Die sieben Pariser Kopfbahnhöfe waren nach Stilllegung des Chemin de Fer de Petite Ceinture für den Personenverkehr 1934 und bis zum Bau des RER ab den 1960er Jahren innerstädtisch nur durch das Metronetz miteinander verbunden

In einigen Großstädten haben U-Bahnen bis in die Gegenwart Bedeutung für die Verknüpfung von Fernbahnhöfen, die vielfach als Kopfbahnhöfe am Rande der historischen Innenstädte liegen und untereinander über keine oder nur umwegige Eisenbahnverbindungen verfügen, so etwa in London und eingeschränkt in Paris als zwei der frühesten U-Bahn-Städte. Die U-Bahn ermöglicht hierdurch bei Fahrten, die einen Umstieg zwischen zwei Bahnhöfen erfordern, eine durchgehende Reisekette auf der Schiene – wenngleich mit mindestens einem zusätzlichen Umstieg und häufig ohne die Möglichkeit der Durchtarifierung. Zudem erheben einzelne Betreiber einen Zuschlag für die Mitnahme größerer Gepäckstücke. Beispielsweise in London führen diese gebrochenen Verkehre bzw. die fehlende Durchbindung des Vorortverkehrs in die Innenstadt zudem regelmäßig zu erheblichen Überlastungen der zentralen Abschnitte der Underground, da diese sowohl die in Richtung Innenstadt weiterreisenden als auch die zwischen den einzelnen Kopfbahnhöfen reisenden Fahrgäste aufnehmen muss.
In den vier deutschen U-Bahn-Städten hat die U-Bahn insgesamt eine weniger große Bedeutung für die Verknüpfung der jeweils wichtigsten Regional- und Fernbahnhöfe, da diese überwiegend direkt miteinander verbunden sind. Lediglich die Nebenbahn Nürnberg Nordost–Gräfenberg wird im Personenverkehr nur durch die Nürnberger U-Bahn-Linie U2 mit dem restlichen deutschen Eisenbahnnetz verbunden. Vor diesem Hintergrund gelten Fernverkehrs-Fahrkarten nach dem Preissystem der Deutschen Bahn und Nahverkehrsfahrkarten gemäß Deutschlandtarif, sofern sie von oder zu einer Station auf der genannten Bahnstrecke ausgestellt wurden, im Rahmen einer Sonderregelung auch im innerstädtischen Transitverkehr auf der U2 zwischen Nürnberg Hbf und Nürnberg Nordost. Weiterhin verfügen Berlin Ostbahnhof, Berlin Südkreuz und Hamburg-Altona  als Bahnhöfe der höchsten Preisklasse der DB über keinen U-Bahn-Anschluss, allerdings erfolgt dort jeweils ein leistungsfähiger ÖPNV-Anschluss durch die S-Bahn.

### Netztypen

Schematische Darstellung verschiedener Netztypen
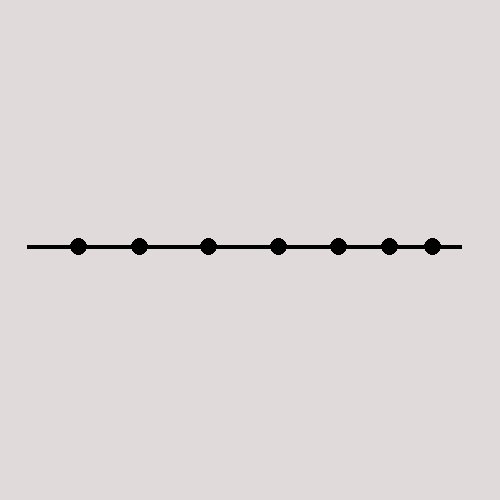
Durchmesserlinie (z. B. Almaty, Dnipro, Genua, Honolulu)
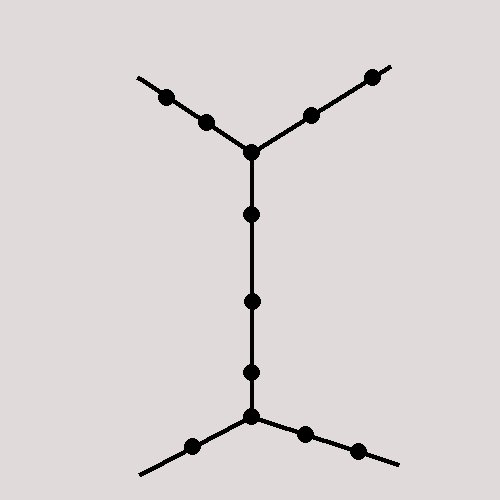
Durchmesserlinie mit Verzweigungen (z. B. Oslo, Stockholm)
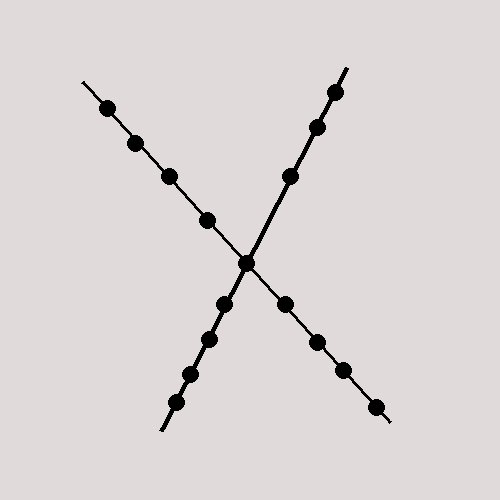
Kreuznetz (z. B. Kyoto, Pjöngjang, Sapporo, Warschau)
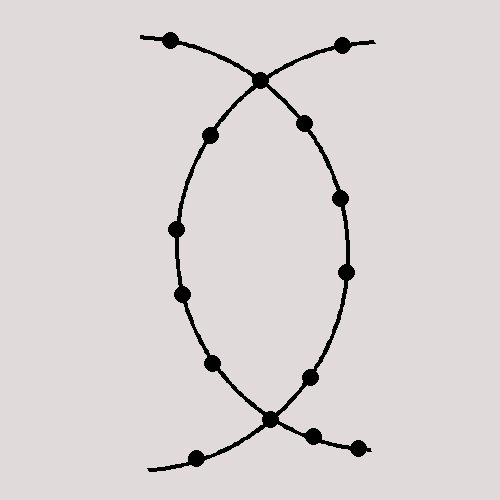
Fischblasennetz (z. B. Lille, Marseille)
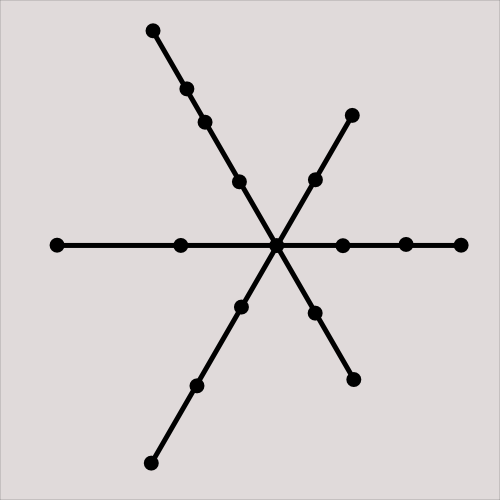
Radialnetz (z. B. Boston, Budapest, Buenos Aires, Chicago)
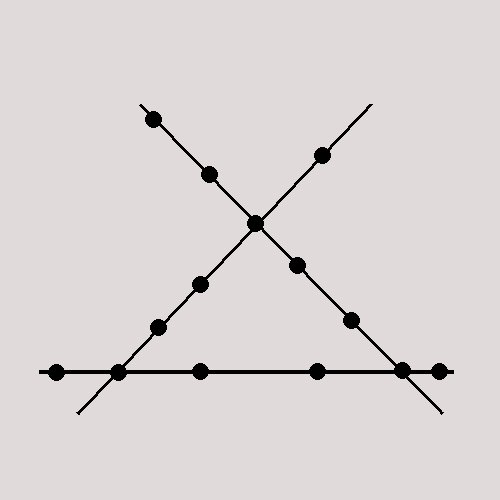
Sekantennetz (z. B. Athen, Charkiw, Kiew, Prag)
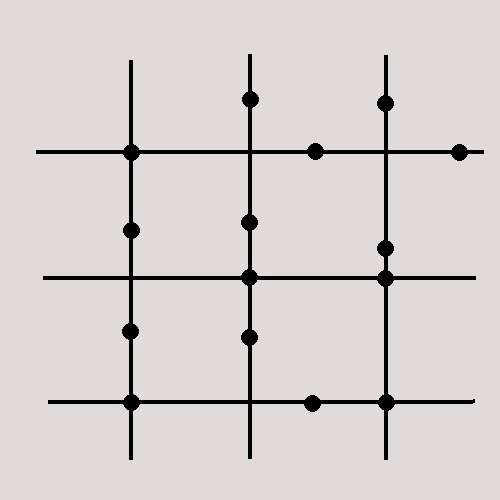
Vermaschtes Netz (z. B. Berlin, London, New York, Ōsaka, Paris)
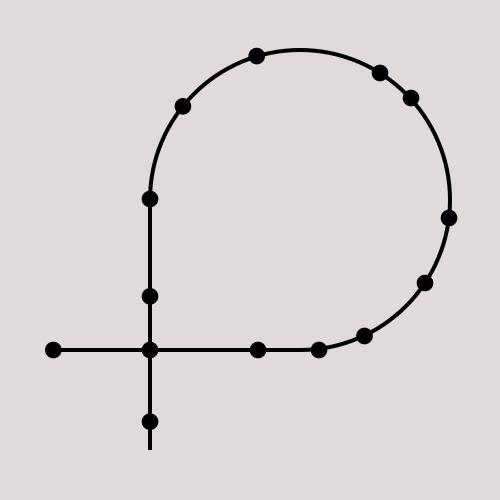
Schleife (z. B. Brüssel, Sofia)
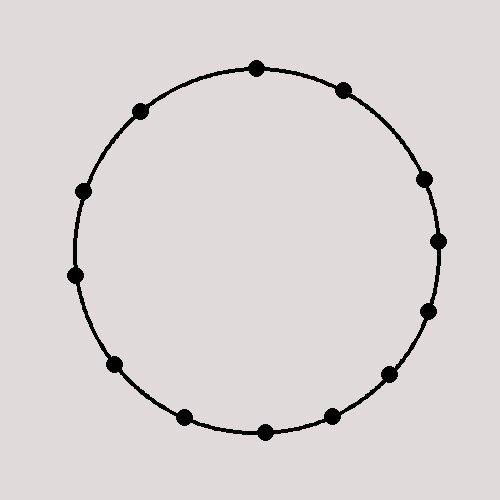
Ringlinie (z. B. Glasgow)
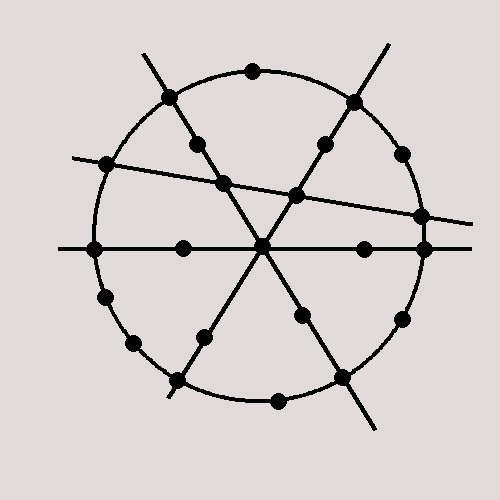
Ring-Radialen-Netz (z. B. Madrid, Moskau, Peking)

U-Bahn-Netze können in die oben dargestellten Grundtypen eingeteilt werden, wobei erkennbar ist, dass die verschiedenen Typologien aufeinander aufbauen bzw. Varianten und Kombinationen voneinander darstellen und die Auflistung daher weder exakt trennscharf noch zwingend abschließend ist. Entsprechend besteht ein Großteil der vorhandenen Netze aus Mischformen oder entwickelte sich von einem Typus zu einem anderen oder zu einer Mischform weiter. Beispielsweise hat die Münchner U-Bahn ein Sekantennetz, dessen Strecken sich außerhalb des Stadtzentrums verzweigen, das Netz der New Yorker U-Bahn ist vor allem in den Bezirken Manhattan und Brooklyn stark vermascht, besteht jedoch auf gesamtstädtischer Ebene betrachtet vorwiegend aus Radialstrecken, die auf das übergeordneten Stadtzentrum in Manhattan ausgerichtet sind, und in Tokio löst sich ähnlich zu New York das hochgradig vermaschte Netz der inneren Bezirke in den äußeren Bezirken und ihrem Umland in Radialstrecken auf und verfügt mit der Ōedo Line zusätzlich über eine Ringstrecke, die die inneren Bezirke umschließt.
Ausgangspunkt der Entwicklung der Mehrzahl der U-Bahn-Netze war bzw. ist die Erschließung der Innenstadt mit ihren bedeutenden Verkehrszielen (Haupt-/Fernbahnhöfe, Geschäfts- und Verwaltungszentren, Einkaufsstraßen u. a.) und die Verknüpfung der Innenstadt mit anderen Teilen des verdichteten Siedlungsbereichs, sodass Netze in ihren frühen Entwicklungsphasen häufig aus von der Innenstadt ausgehenden Radial- bzw. Transversallinien bestehen. Vorrangig in späteren Phasen wurden bzw. werden Tangential- und Ringlinien, die häufig außerhalb der engeren Innenstadt verlaufen und Querverbindungen zwischen den anderen Linien herstellen und so Reisewege und -zeiten verkürzen und innerstädtische Stationen vom Umsteigeverkehr entlasten, und Streckenverlängerungen in periphere Teile des Stadtgebiets, beispielsweise auch zur Anbindung der häufig am Rande des städtischen Siedlungsbereichs gelegenen Flughäfen, errichtet (siehe auch hier).

### Linienreinheit und Linienbündelung

Wien: Netz mit linienreinem Betrieb
Stockholm: Netz mit in sich geschlossenen Stamm- und Zweigstrecken
München: Netz mit Stamm- und Zweigstrecken und verflochtenen Linienverläufen
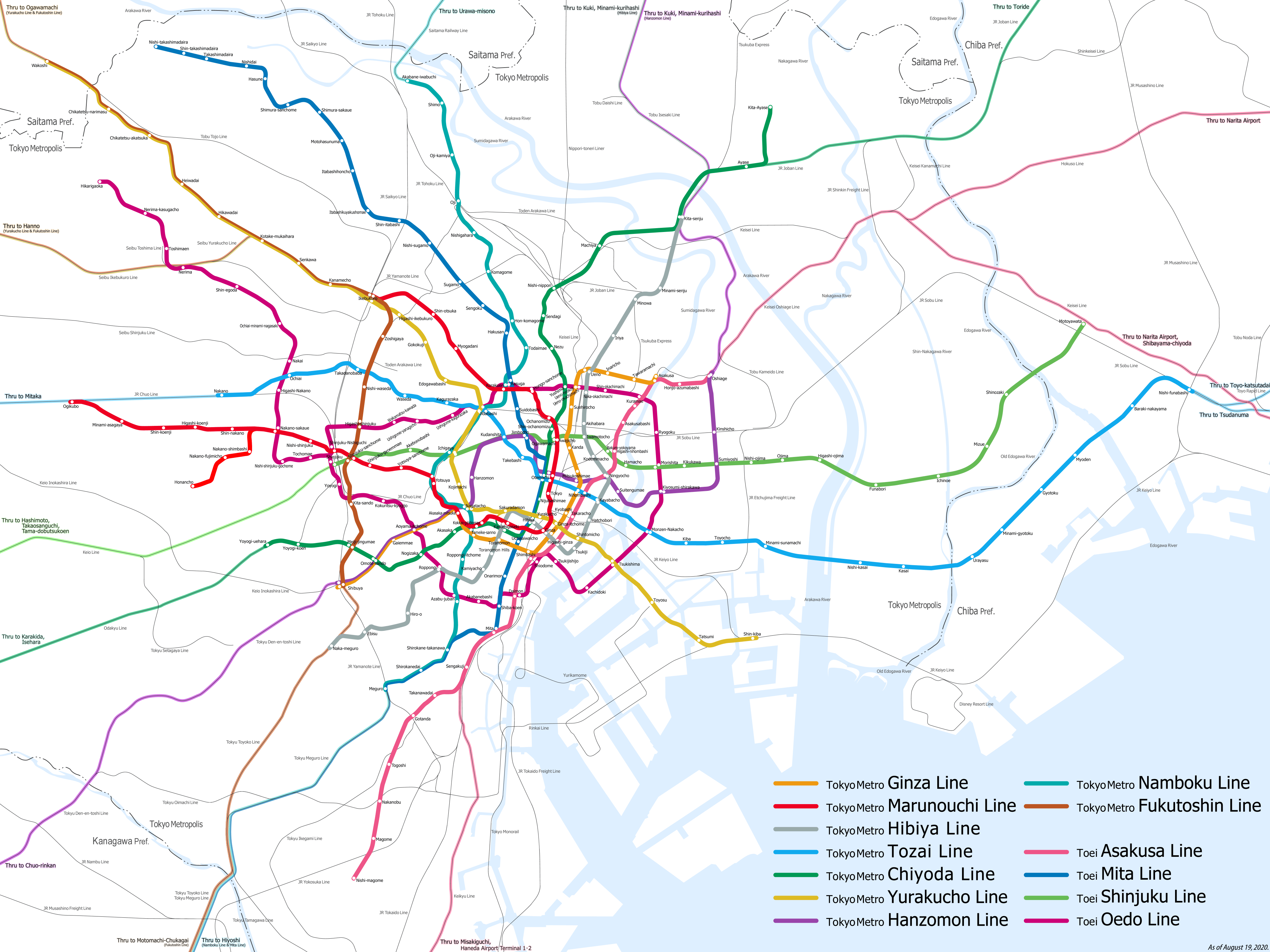
Tokio: Kernnetz von Tōkyō Metro und Toei (fette Linien) und Anschlussstrecken anderer Betreiber (dünne Linien)

U-Bahn-Strecken werden sowohl linienrein als auch mit gebündelten Linien betrieben. Linienrein bedeutet, dass eine Strecke ausschließlich durch eine Linie befahren wird und jede Linie über eine ihr vorbehaltene Strecke verfügt. Im erweiterten Sinne gehört hierzu auch, dass eine Strecke keine Äste hat, die jeweils von einem Teil der Kurse der auf der Hauptstrecke verkehrenden Linie bedient werden. Linienrein betriebene Netze finden sich z. B. in Lissabon, Montreal, Prag, Sapporo und Wien.
In Netzen mit gebündelten Linien werden demgegenüber dieselben Strecken von mehreren Linien befahren, häufiges Beispiel hierfür sind Netze mit Stammstrecken, die sich stadtauswärts in mehrere Äste aufteilen. Teilweise überlagern sich die Takte der einzelnen Linien dabei sinnvoll und erlauben so eine gleichmäßige Bedienung des gemeinsamen Streckenabschnitts. Nochmals unterschieden werden kann hierbei zwischen Netzen mit geschlossenen Linienbündeln, in denen die von einer bestimmten Liniengruppe befahrenen Stamm- und Zweigstrecken von anderen Stamm- und Zweigstrecken getrennt sind (z. B. Brüssel mit den Liniengruppen 1/5 und 2/6, Kopenhagen mit den Gruppen 1/2 und 3/4, Stockholm mit den Gruppen Blau, Rot und Grün), und Netzen mit verflochtenen Linien/Linienbündeln, in denen Linien zwischen verschiedenen Stammstrecken und ihren Ästen wechseln (z. B. New York, San Fransico, teilweise Amsterdam und London). Ferner sind Linienbündelung und der Wechsel zwischen verschiedenen Strecken charakteristisch für zahlreiche Straßenbahn- und S-Bahn-Netze.
Wesentliche Vorteile des linienreinen Betriebs sind der geringere Aufwand für die technische Sicherung und eine höhere Betriebsstabilität im Gesamtnetz, da Störungen auf einer Linie, etwa aufgrund eines liegengebliebenen Zuges, nicht auf andere Linien übertragen werden. Ein Vorteil in investiver Hinsicht kann im Verzicht auf kostenaufwändige und flächenintensive Überwerfungsbauwerke erkannt werden, die für die Trennung von U-Bahn-Strecken erforderlich sind, da diese – anders als Straßenbahnstrecken – höhenfrei entflochten werden müssen. Gleichwohl verfügen auch ansonsten linienrein betriebene Netze vielfach über Verbindungen zwischen den einzelnen Strecken, um beispielsweise für alle Linien einen Zugang zu einer zentralen Betriebswerkstatt oder einem zentralen Depot herzustellen oder um abweichende Linienlaufwege bei Streckensperrungen zu ermöglichen. Teilweise werden solche Betriebsstrecken auch temporär im regulären Linienbetrieb genutzt. So wurde nach Eröffnung der Südstrecke der U2 der U-Bahn Nürnberg 1984 bis 1988 eine zusätzliche U21 angeboten, die von Schweinau/Röthenbach kommend am Plärrer auf die Strecke der U1 wechselte.
Eine Sonderform des gebündelten Betriebs ist der Mischbetrieb mit anderen Bahnen, z. B. die in verschiedenen japanischen Ballungsräumen praktizierte wechselseitige Durchbindung zwischen U-Bahnen und Vorortbahnen, bei der Züge zwischen den Netzen verschiedener Eigentümer wechseln (siehe hier).

#### Situation in Deutschland
Von den vier deutschen U-Bahn-Netzen wird aktuell keines ausschließlich linienrein betrieben:
- Berlin: Die Linien U1 und U3 teilen den Großteil ihrer Strecke (Wittenbergplatz – Warschauer Straße), nachdem die U3 im Jahr 2018 von ihrem bisherigen Endpunkt Nollendorfplatz auf der Strecke der U1 bis zur Warschauer Straße verlängert wurde.
- Hamburg: Die Linie U1 verfügt im Nordosten der Stadt über zwei Streckenäste und die Linien U2 und U4 befahren zwischen Billstedt und Jungfernstieg dieselbe Strecke.
- München: Das Netz verfügt im inneren Stadtbereich über drei Stammstrecken, an die sich jeweils mehrere Zweigstrecken anschließen und die jeweils von zwei Hauptlinien (U1+U2, U3+U6 und U4+U5) befahren werden. Hinzu kommen zwei Verstärkerlinien, die zwischen den Linienfamilien wechseln.
- Nürnberg: Die Linien U2 und U3 befahren zwischen Rathenauplatz und Rothenburger Straße dieselben Gleise.

### Nicht kreuzungsfreie Strecken und Mischbetrieb

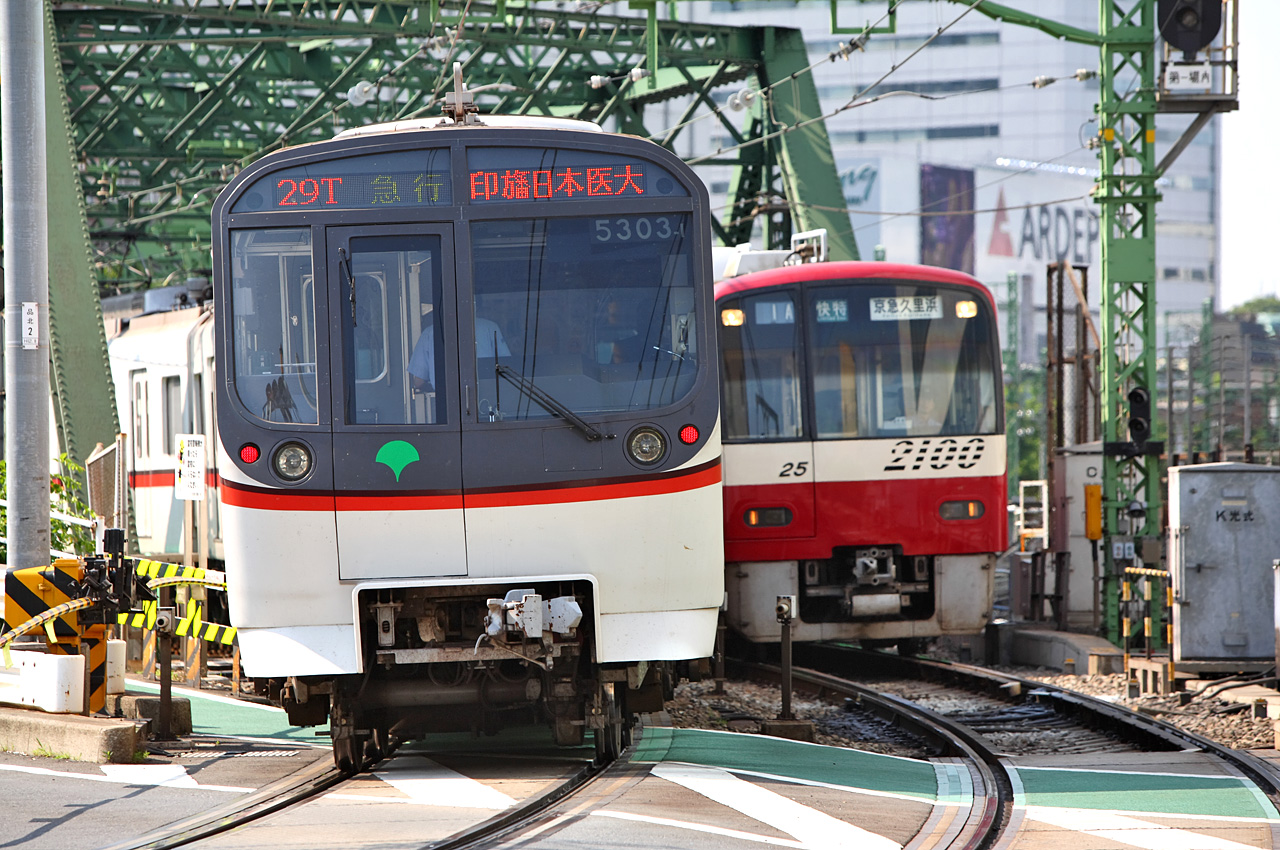
Tokio: Begegnung eines Zuges der Asakusa Line der Toei (links) und der Keikyū (rechts) an einem Bahnübergang im Netz der Keisei
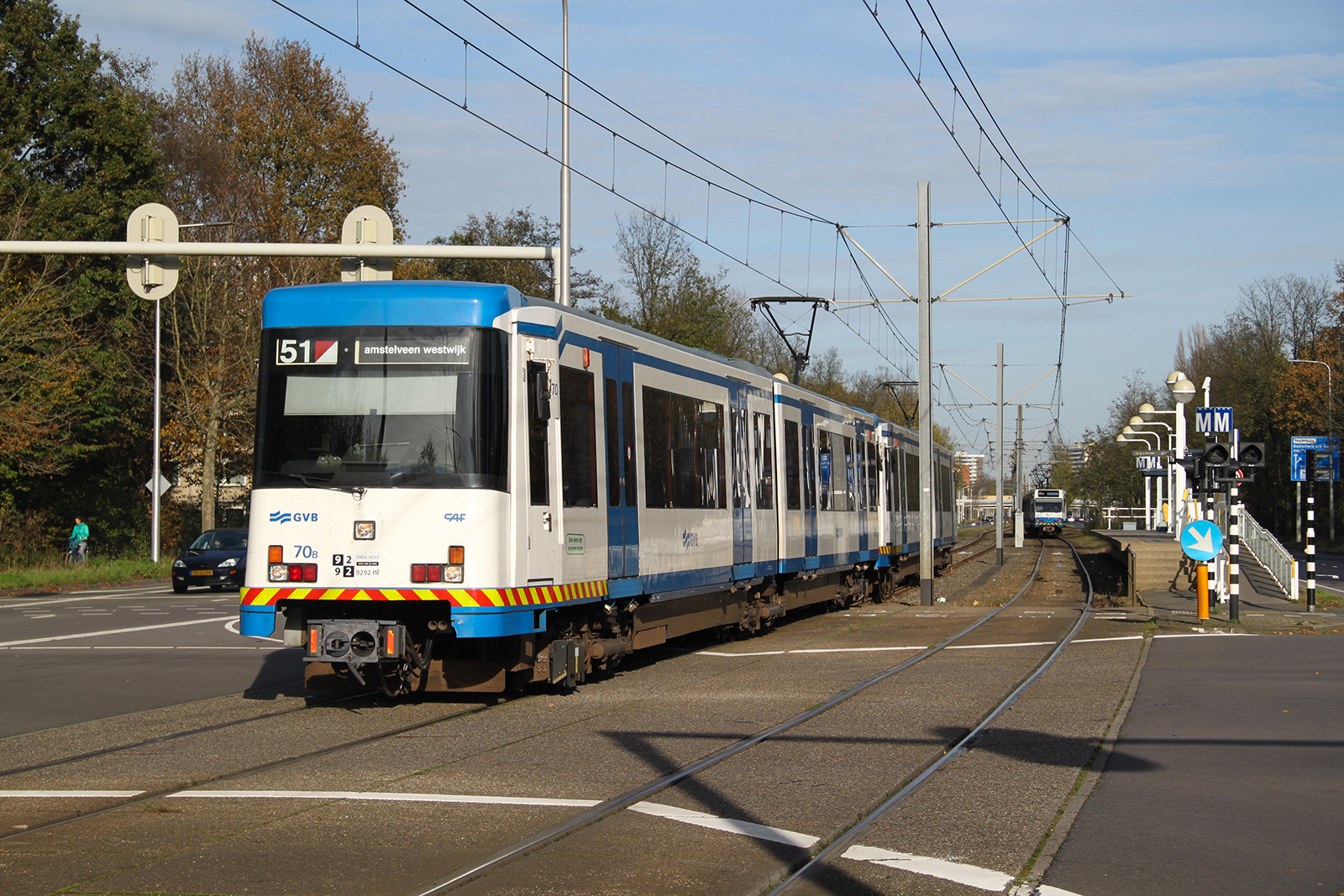
Amsterdam: Eine Sneltram verlässt die Station Sportlaan und überquert einen Bahnübergang (November 2014)
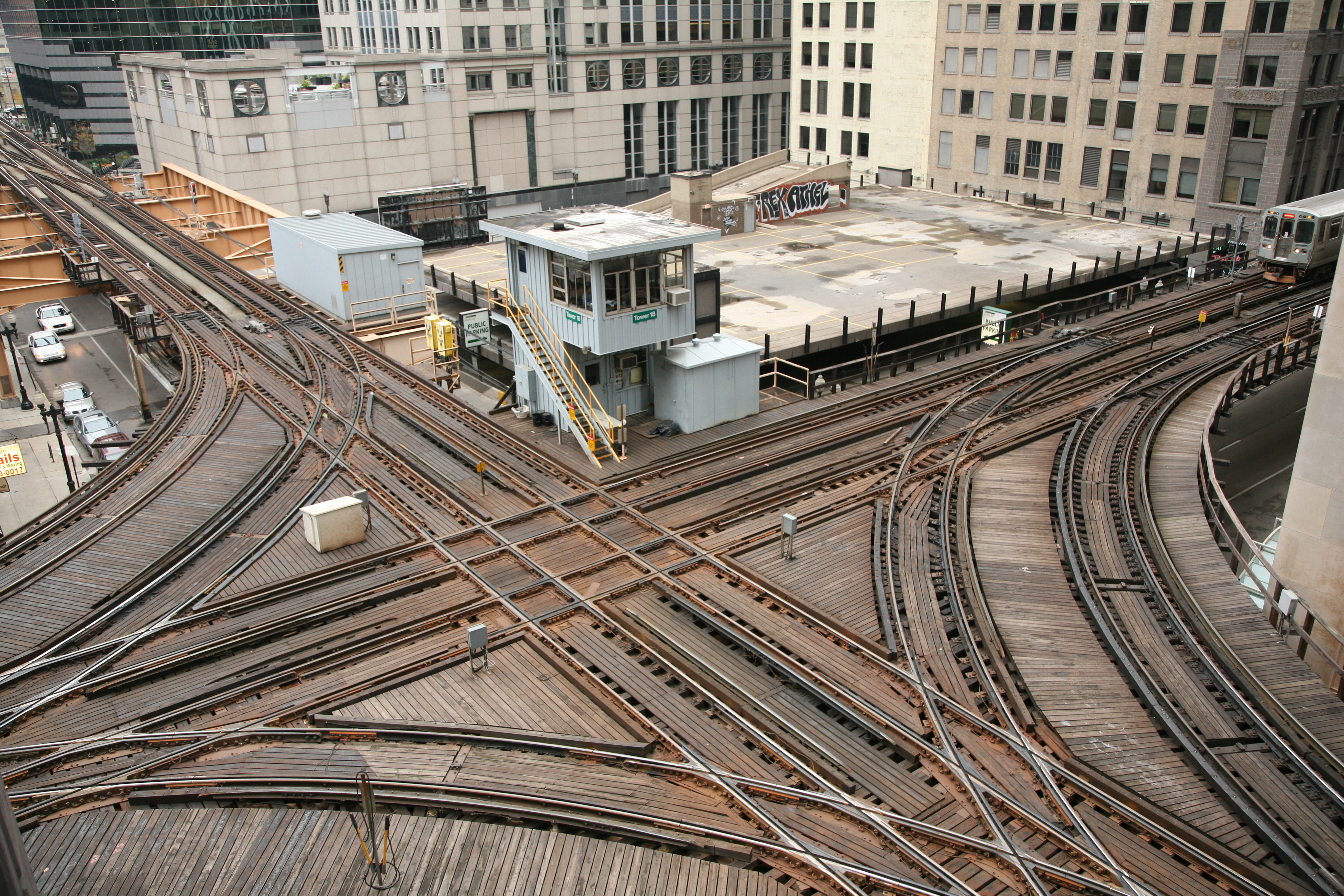
Chicago: Gleiskreuzung in der nordwestlichen Ecke des Loop
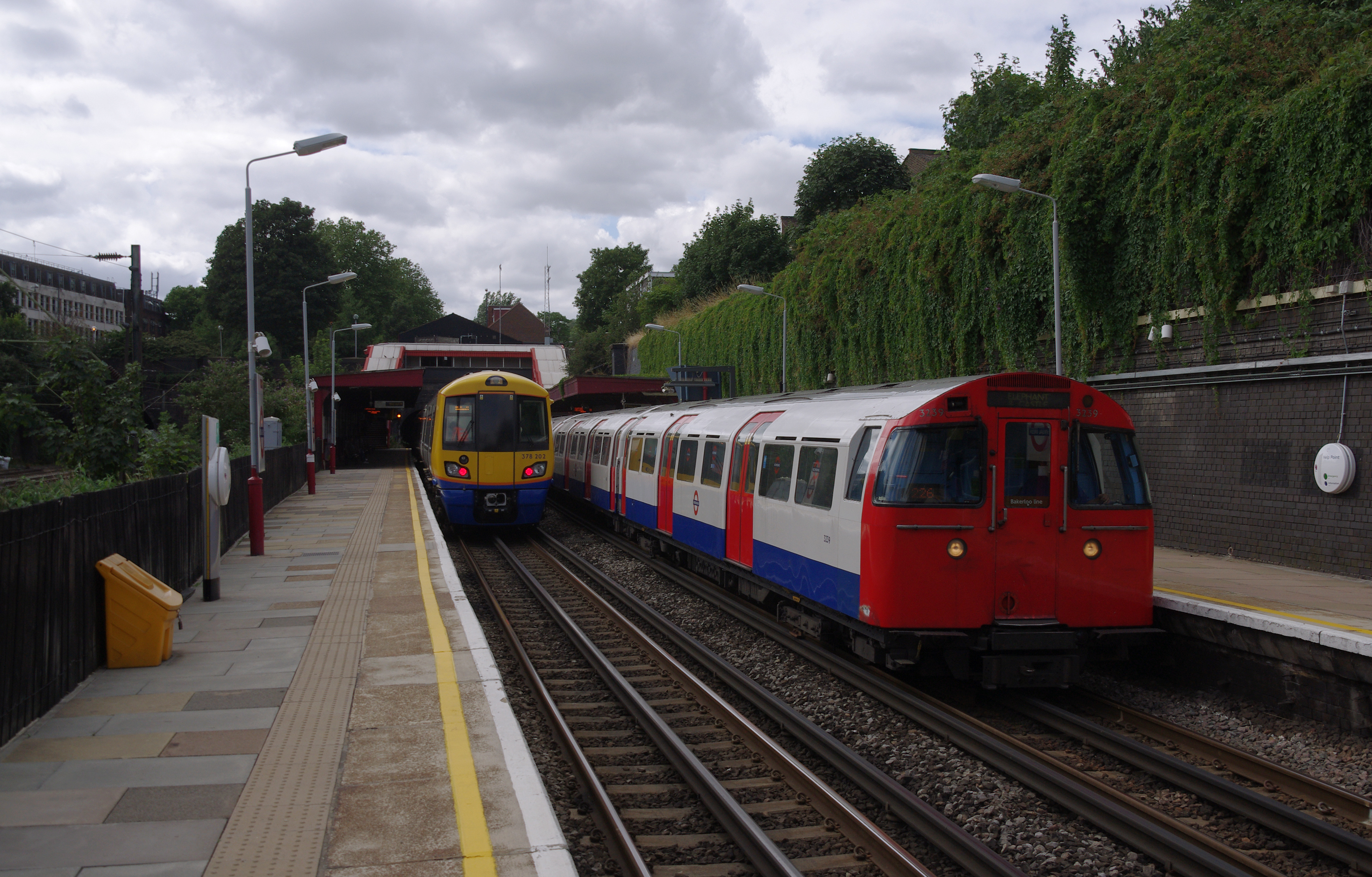
London: Begegnung eines Zuges der London Overground (links) und der Bakerloo Line der Underground (rechts) am Bahnhof Kensal Green
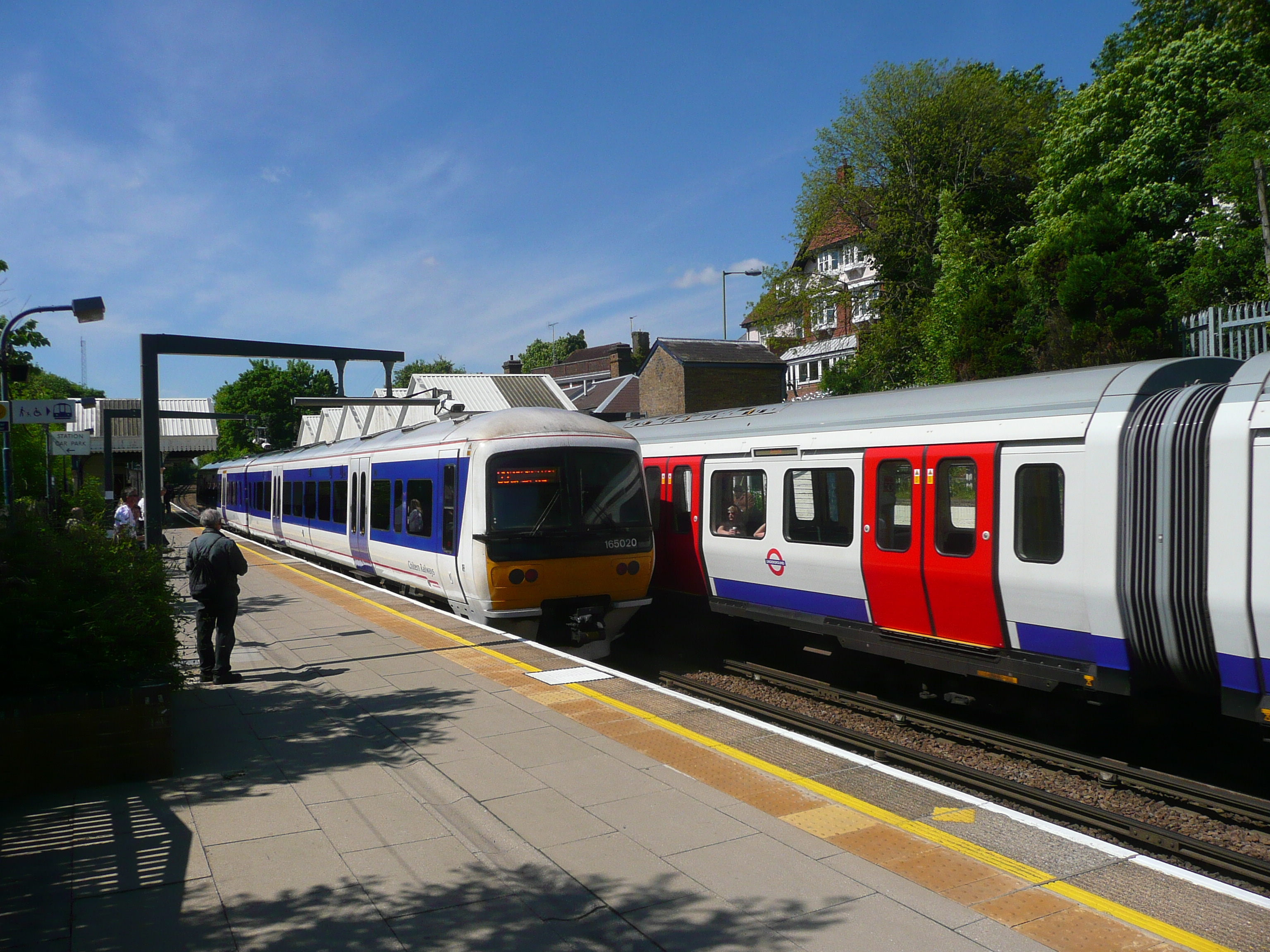
London: Begegnung eines dieselelektrischen Zuges der Chiltern Railways (links) und der Metropolitan Line der Underground (rechts) am Bahnhof Chorleywood
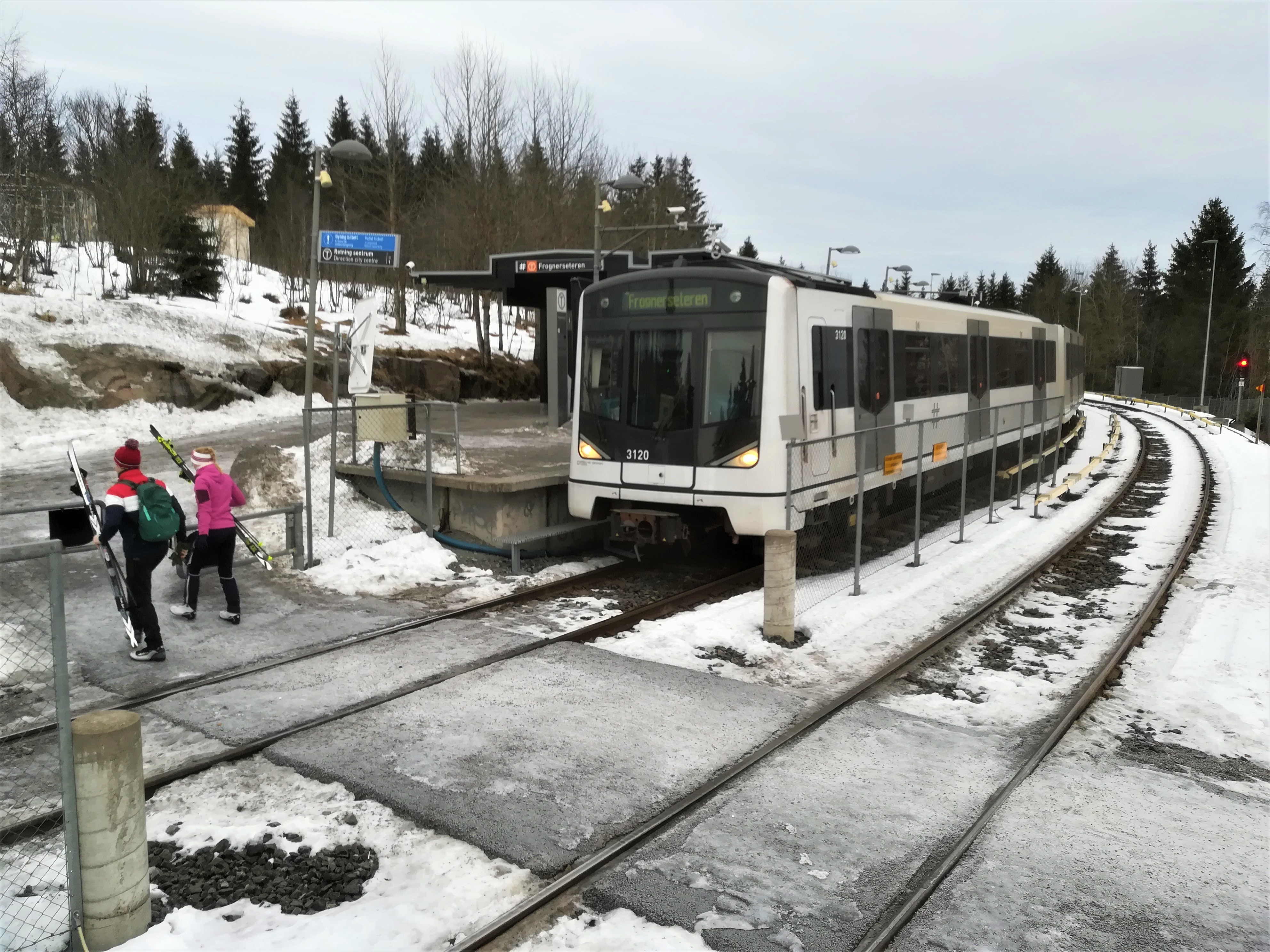
Oslo: Endstation Frognerseteren der Hollmenkollbane
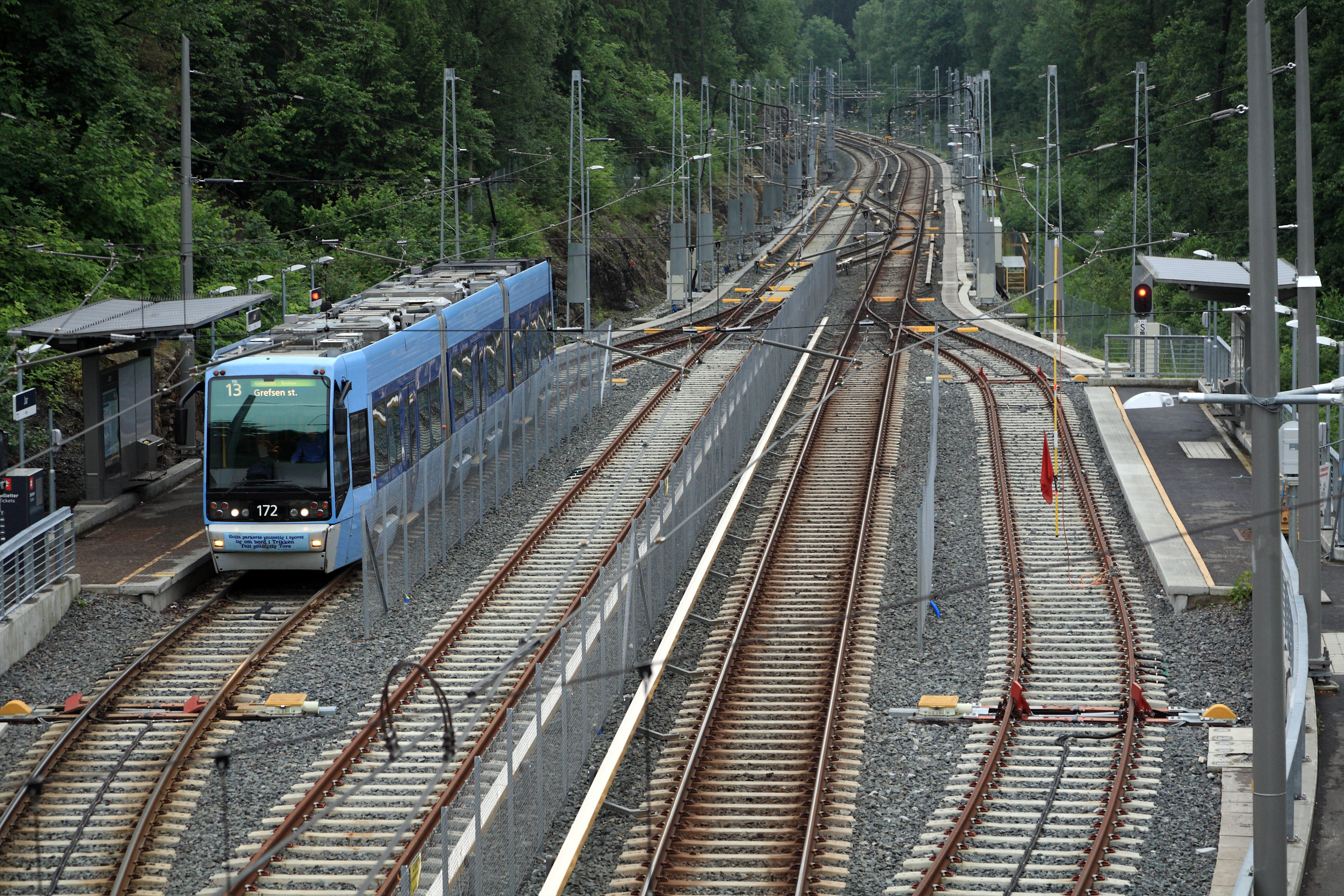
Oslo: Gemeinsame Strecke von T-bane und Trikk im Bereich der Station Jar; die Bahnsteiggleise der Straßenbahn zweigen in der Art von Ausweichstellen von den Streckengleisen ab

Einzelne Systeme verfügen über nicht vollständig kreuzungsfrei trassierte Strecken, die im Sinne der UITP-Definition (siehe hier) keinen Teil des eigentlichen U-Bahn-Netzes bilden. Gemeint sind hiermit im regulären Fahrgastbetrieb bediente Strecken, nicht jedoch Betriebsstrecken, die ausschließlich dem Depot- und Werkstattverkehr dienen, Übergabegleise zu anderen Bahnen, Strecken anderer Bahnen, die für Überführungsfahrten oder das Ein- und Ausrücken von Fahrzeugen genutzt werden und dergleichen.
Es kann sich hierbei sowohl um ausschließlich von der U-Bahn genutzte Strecken als auch um Strecken anderer Bahnen, mit denen eine ein- oder wechselseitige Durchbindung erfolgt, handeln. Wesentliche Vorteile eines solchen Betriebs können beispielsweise die Schaffung zusätzlicher umsteigefreier Verbindungen bzw. allgemein die Erweiterung des Netzes ohne den Bau zusätzlicher bzw. aufwendiger Infrastruktur und die effizientere Auslastung bestehender Infrastruktur sein. Ein zentraler Nachteil ist die potenzielle Schwächung der Betriebsstabilität der U-Bahn durch Übertragung von Störungen auf den nicht kreuzungsfreien Strecken.
Auf technischer Ebene erfordert der gemischte Betrieb unterschiedlicher Bahnen die Harmonisierung der technischen und betrieblichen Parameter der in den einzelnen Netzen eingesetzten Fahrzeuge (Lichtraumprofil, Fußbodenhöhen, Stromversorgung etc.; siehe auch hier) und/oder die Schaffung paralleler Infrastrukturen, beispielsweise die Ausrüstung einer Strecke sowohl mit Stromschiene als auch mit Oberleitung oder umgekehrt den Einsatz von Mehrsystemfahrzeugen, die für die unterschiedlichen Stromsysteme auf den einzelnen Strecken ausgerüstet sind.
Beispiele für nicht kreuzungsfrei trassierte Strecken und/oder wechselseitigen Betrieb finden sich u. a. in folgenden Systemen:
- Verschiedene japanische Netze: In den Ballungsräume von Fukuoka, Kōbe, Kyoto, Nagoya, Tokio und Osaka erfolgt eine wechselseitige Durchbindung zwischen U-Bahnen und den S-Bahn-artigen Vorortbahnen, bei der die Züge zwischen den verschiedenen Netzen wechseln. In der Mehrheit der Fälle wurde bei diesen durchgebundenen Verbindungen eine der beiden Strecken als Verlängerung der anderen geplant, das heißt U-Bahn-Strecken wurden zur Durchbindung der Vorortbahnen in die Innenstädte gebaut und neue Vorortstrecken wurden als logische Verlängerung bestehender U-Bahn-Linien in die Region geplant.
Der Großraum Tokio war 1956 die ersten Region Japans, für die die Einrichtung eines wechselseitigen Betriebs vorgeschlagen wurde, um die damals rapide wachsenden Vorstädte umsteigefrei mit den Stadt- und Bezirkszentren der Hauptstadt zu verbinden und die bisherigen stadtseitigen Endpunkte der Vorortbahnen vom Umsteigeverkehr zu entlasten. Gleichzeitig wurde hierdurch der Bau von U-Bahn-Depots auf günstigerem Bauland außerhalb der Kernstadt ermöglicht. Der erste wechselseitige Betrieb wurde 1960 mit Eröffnung der Asakusa Line zwischen dieser und dem Netz der Keisei Dentetsu aufgenommen. Aktuell sind zehn der 13 Linien des Tokioter Netzes mit anderen Bahnen verknüpft, wodurch sich die Länge des von der U-Bahn befahrenen Netzes von 304,1 km (Netze Tōkyō Metro und Toei) auf 926,5 km (Stand Mai 2016) erhöht.
Technisch wird die Durchbindung durch die (weitgehende) Standardisierung der Fahrzeug- und Streckenparameter und der Steuerungs- und Betriebstechnik zwischen den Strecken der einzelnen Eigentümer erreicht, wobei in der Regel die Standards der Bestandsstrecke, an die angeknüpft wurde, maßgeblich sind.[39][40]
- Amsterdam (historisch): Die Amstelveenlijn (M51) wurde von ihrer Inbetriebnahme 1990 bis zum Jahr 2019 als sogenannte Sneltram (dt. wörtlich Schnellstraßenbahn) mit gemischter Trassierung betrieben. Die Linie fädelte hierbei am Bahnhof Zuid aus dem Metro-Netz aus und erreichte über eine größtenteils auf besonderem Bahnkörper geführte Strecke mit zahlreichen Bahnübergängen ihren südlichen Endpunkt in Amstelveen. Bis kurz vor die Station Amstelveen Centrum wurde diese Strecke zudem im Mischverkehr mit der Straßenbahn bedient.
Die Amstelveenlijn wurde mit speziellen, lediglich 2,65 m breiten (Metro: 3 m) Fahrzeugen betrieben, die über ausfahrbare Schiebetritte zur Überbrückung des größeren Spalts zwischen Zug und Bahnsteig an den Metro-Stationen verfügten. Die Stationen auf dem gemeinsam mit der Straßenbahn bedienten Abschnitt verfügten über Bahnsteige mit verschiedenen Höhen für die hochflurigen Sneltram- und die mit Stufen ausgestatteten bzw. später niederflurigen Straßenbahnfahrzeuge. An der Station Zuid wechselte die Sneltram von Metro-Stromschiene zu Straßenbahn-Oberleitung.
Vor dem Hintergrund der negativen Erfahrungen beim Bau der Oostlijn (erhebliche Kostensteigerung, ablehnende Haltung der Öffentlichkeit) hatte die Stadt Amsterdam bereits 1975 den Verzicht auf den Bau weiterer Metro-Strecken erklärt. Die dennoch weiterhin wichtige Anbindung Amstelveens sollte durch das Sneltram-Konzept günstiger, baulich weniger aufwändig und begrifflich weniger vorbelastet realisiert werden. Die Aufgabe des Sneltram-Betriebs erfolgte aufgrund der seit Eröffnung überdurchschnittlich hohen Störanfällig der Strecke nach Amstelveen und der hiermit verbundenen Beeinträchtigungen des weiteren Metro-Netzes. Die Linie wurde ab Zuid auf die Strecke der zwischenzeitlich gebauten Ringlijn (M50) nach Isolatorweg verschwenkt und die Strecke nach Amstelveen auf reinen Straßenbahnbetrieb umgestellt.[237][68]
- Athen: Die Linie 3 wird an ihren nordöstlichen Endpunkt Doukissis Plakentias über die Strecke der S-Bahn-artigen Proastiakos zum Athener Flughafen durchgebunden. Die gemeinsam befahrene Strecke hat eine Länge von 21 km, die Züge der Metro wechseln zwischen den Netzen von seitlicher Stromschiene auf Oberleitung.
Die Verknüpfung erfolgte im Zuge der Verlängerung der Metro nach Doukissis Plakentias und des gleichzeitigen Baus der Flughafenstrecke der Proastiakos in Vorbereitung auf die Ausrichtung der Olympischen Sommerspiele 2004 und wurde im Juni 2004 in Betrieb genommen. Die Metro bediente auf der Strecke der Proastiakos zunächst nur den Flughafenbahnhof, bis die Bahnsteige der drei Zwischenstationen 2006 mit einem höheren Abschnitt auf U-Bahn-Niveau nachgerüstet worden waren und einen stufenlosen Einstieg erlaubten.[70]
- Chicago: Von den acht Linien des Chicagoer Netzes verfügen heute lediglich die Red und die Blue Line über vollständig kreuzungsfreie Strecken; die Außenstrecken der Brown, Pink, Purple und Yellow Line verlaufen zum Großteil ebenerdig und weisen zahlreiche Bahnübergänge auf und die von der Brown, Green, Orange, Pink und Purple Line genutzte Innenstadtringstrecke des Loop verfügt über zwei höhengleiche Kreuzungen. Mit Ausnahme der Yellow Line, die aus einer separaten Vorortbahn hervorgegangen ist, handelt es sich dabei jeweils um Strecken aus der Frühzeit des Systems, die unmittelbar um die Wende vom 19. zum 20. Jahrhundert angelegt wurden und bei denen vor allem aufgrund der geringeren Baukosten auf eine kreuzungsfreie Trassierung verzichtet wurde. Beim Loop kam als wesentliches Problem die bereits sehr dichte Bebauung im Trassenumfeld hinzu, die keine ausreichenden Flächen für den Bau von Überwerfungsbauwerken zur U-Bahn-konformen Entflechtung der Strecken bot.
Die Strecken der Red und Blue Line wiesen in der Vergangenheit ebenfalls nicht kreuzungsfreie Abschnitte auf, der letzte hiervon, eine höhengleiche Ausfädelung der Brown Line nördlich von Belmont, die die Gleise der Red sowie der Purple Line kreuzte, wurde Ende 2021 aufgelöst.[7][238]
- Oslo:
  - Hollmenkollbane: Die Hollmenkollbane, der westliche Ast der heutigen Linie 1 zwischen Majorstuen und Frognerseteren, weist auf ihrer Bergstrecke zahlreiche Bahnübergänge sowie an den Bahnhöfen Reisendenübergänge auf.
Die Strecke wurde zwischen 1898 und 1916 für eine Vorortstraßenbahn in Betrieb genommen, die Majorstuen am damaligen Stadtrand Oslos mit den beliebten Ausflugszielen in der Nordmarka und den wohlhabenden Vororten auf dem Holmenkollen verband. Sie wurde 1928 unterirdisch von Majorstuen bis Nationalteatret (heute Nationaltheatret) verlängert und bildete damit den ersten Teil der späteren Stammstrecke der T-bane. Während die anderen Straßenbahnstrecken, die in das U-Bahn-Netz integriert wurden (siehe hier), vollständig auf U-Bahn-Standard ausgebaut wurden, wurde bei der Hollmenkollbane mit Ausnahme der Umstellung von Oberleitung auf Stromschiene im frühen 21. Jahrhundert und der geringfügigen Verlängerung der Bahnsteige, die weiterhin maximal den Einsatz von 3-Wagen-Zügen (restliches Netz: 6 Wagen) erlauben, hierauf verzichtet.[158][69]
  - Kolsåsbane: Die Kolsåsbane, der westliche Streckenast der heutigen Linie 3, wird auf dem Abschnitt zwischen Jar und Bekkestua im Mischbetrieb mit der Straßenbahn bedient. Die Strecke ist hierfür sowohl mit Oberleitung als auch mit seitlicher Stromschiene ausgestattet und verfügt an den beiden gemeinsam bedienten Stationen über separate, unterschiedlich hohe Bahnsteige für T-bane und Straßenbahn.
Der Mischbetrieb ergibt sich aus dem Ursprung der Kolsåsbane als Teil der älteren Lilleakerbane, einer Vorstadtstraßenbahn zwischen der Osloer Innenstadt und Kolsås in Bærum. Der westlich Teil der Straßenbahn zwischen Jar und Kolsås wurde 1942 über eine Neubaustrecke an die Røabane, den westlichen Ast der heutigen Linie 3, und über diese an die spätere Stammstrecke der T-bane ab Majorstuen angeschlossen und ab diesem Zeitpunkt als Kolsåsbane bezeichnet. Die Lilleakerbane verkehrte jedoch bis 2003 weiterhin über Jar nach Kolsås, bis der Straßenbahnbetrieb aufgrund der fehlenden Einigung zwischen Oslo und Bærum über die Finanzierung zum heutigen Endpunkt Bekkestua zurückgezogen wurde. Der Ausbau der Kolsåsbane und die Ausrüstung mit Stromschiene erfolgten von 2008 bis 2014, bis dahin wechselten die Züge an der Station Montebello von Stromschiene zu Oberleitung.[158][69]

### Betriebsschemata

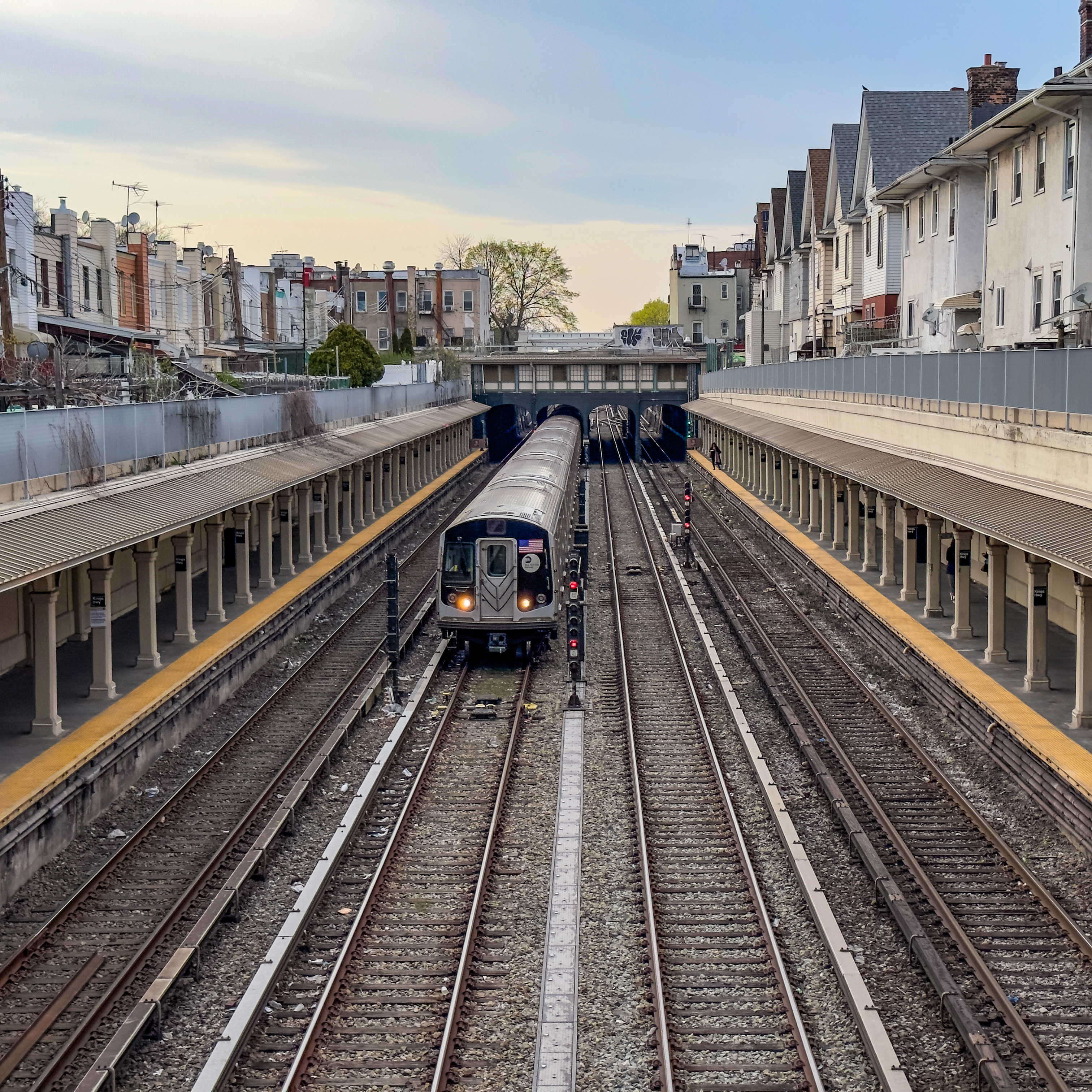
Viergleisige Strecke der BMT Sea Beach Line in New York City mit mittigen Expressgleisen

In den meisten Netzen bedienen alle auf einer Strecke verkehrenden Kurse alle dort vorhandenen Stationen. Verbreitet sind zudem kurzlaufende Kurse, die z. B. als Verstärkerfahrten in der Hauptverkehrszeit nur besonders stark frequentierte Streckenabschnitte bedienen, bzw. Linien, auf denen nur ein bestimmter Anteil der Kurse die gesamte Länge der Strecke befährt.
Daneben gibt es in einzelnen Netzen zusätzliche Expresslinien, die die gleiche Strecke wie reguläre Linien befahren, jedoch nur eine reduzierte Anzahl von Stationen bedienen und so eine schnelle Verbindung anbieten. Die zentrale infrastrukturelle Voraussetzung für den Expressbetrieb auf einer Strecke mit dichtem Taktverkehr ist ein entsprechender mehrgleisiger Ausbau oder mindestens die Einrichtung von Ausweich- und Überholstellen, um schnellere und langsamere Züge voneinander trennen bzw. aneinander vorbeileiten zu können.
Expresslinien werden traditionell auf zahlreichen Strecken der New Yorker U-Bahn und auf der Broad Street Line in Philadelphia betrieben und dort jeweils als express services bezeichnet. Linien, die an allen Stationen halten, werden demgegenüber als local services bezeichnet. Weiterhin wird die Purple Line der Chicago Elevated während der Hauptverkehrszeit als Express über ihren Regelendpunkt Howard hinaus auf der Strecke der Red Line und der Brown Line in die Innenstadt verlängert. Strecken, die von beiden Linienarten bedient werden, sind in den genannten Städten zu großen Teilen viergleisig ausgebaut mit jeweils zwei Gleisen für local und express services. In New York finden sich zudem dreigleisige Strecken mit einem einzelnen Expressgleis, das während der morgendlichen und nachmittäglichen Hauptverkehrszeit jeweils in Hauptlastrichtung befahren wird. In New York sind die Expressgleise zwischen den local-Gleisen angeordnet, von beiden Linientypen bediente Stationen verfügen vielfach über zwei Mittelbahnsteige und erlauben einen bahnsteiggleichen Umstieg zwischen Express- und local-Zügen in dieselbe Fahrtrichtung. Die Orange Line in Boston verfügt zwischen Wellington und dem Tunnelportal südlich von Community College ebenfalls über ein drittes Gleis für den Expressbetrieb, welches jedoch bislang nicht zu diesem Zweck genutzt wurde.
Von diesen im Mischverkehr betriebenen Expresslinien zu unterscheiden sind Linien, die vollständig auf eigener Infrastruktur verkehren und aufgrund einer direkteren Streckenführung, größerer Haltestellenabstände und ggf. schnelleren Fahrzeugen als Express bezeichnet werden. Hierzu zählen beispielsweise verschiedene Flughafenzubringer, die zwischen dem Zentrum einer Stadt und ihrem in der Peripherie gelegenen Flughafen verkehren (z. B. in Delhi, Peking und Shenzen). Ebenso weisen die seit Beginn des 21. Jahrhunderts in verschiedenen chinesischen Ballungsräumen eröffneten, eher regional ausgerichteten Linien teilweise die genannten Merkmale auf.
Ein mit dem Expressbetrieb verwandtes Schema ist das sogenannte Skip-stop, bei dem bestimmte Haltestellen entlang einer Strecke von aufeinander folgenden Kursen alternierend bedient werden. Ein Vorteil dieser Betriebsweise ist die Erhöhung der Beförderungsgeschwindigkeit ohne die Notwendigkeit des Baus zusätzlicher Infrastruktur, ein Nachteil die Reduzierung der Bedienungsfrequenz der einzelnen Stationen. Das Schema wurde früher u. a. in Chicago und bei der Market–Frankford Line in Philadelphia angewendet.

### Fahrplan

#### Betriebszeiten
Die Betriebszeiten variieren zwischen den einzelnen Systemen, grundsätzlich verkehren die meisten U-Bahnen jedoch an sieben Tagen in der Woche vom (frühen) morgen bis in die Abend- und Nachtstunden. Die meisten Systeme halten eine nächtliche Betriebspause ein, die u. a. für Inspektionen der Betriebsanlagen, Bauarbeiten, Reparatur- und Instandhaltungsarbeiten und die Reinigung von Stationen und Zügen genutzt wird, die im laufenden Betrieb nur erschwert durchgeführt werden könnten bzw. mit Einschränkungen für diesen verbunden wären.
In verschiedenen Netzen wird ein durchgehender Nachtverkehr angeboten, der jedoch mehrheitlich auf Wochenendnächte und teilweise zusätzlich auf Nächte vor Feiertagen begrenzt ist. Die Taktdichte und teilweise auch der Umfang der bedienten Strecken sind hierbei gegenüber dem Tagesbetrieb – teilweise deutlich – reduziert. Zu den wenigen Netzen weltweit, in denen ein täglicher 24-Stunden-Betrieb angeboten wird, zählen Kopenhagen, New York mit dem angrenzenden nordöstlichen New Jersey und das PATCO-System zwischen Philadelphia und seinen südöstlichen Vororten in New Jersey. In New York erlaubt der drei- und viergleisige Ausbau zahlreicher Streckenabschnitte (siehe hier) dabei die Durchführung der oben genannten technischen Arbeiten auch bei laufendem Betrieb.

#### Takt
U-Bahn-Linien verkehren in der Regel nach einem dichten Taktfahrplan mit Zugfolge-Zeiten im einstelligen Minutenbereich. Wie bei anderen öffentlichen Verkehrsmitteln wird die Taktung häufig nach Verkehrszeit, Wochentag und Bedienungsgebiet differenziert mit der höchsten Fahrplandichte während der werktäglichen Hauptverkehrszeiten in der Innenstadt und der geringsten Dichte in den Tagesrandzeiten am Wochenende am Stadtrand. In Netzen mit sehr dichtem Takt wird in Fahrplänen teilweise auf die Angabe präziser Abfahrtszeiten verzichtet, stattdessen wird ein sogenannter Intervallfahrplan verwendet, der lediglich das Abfahrtsintervall ausweist, also beispielsweise „alle zwei bis drei Minuten“.
Die technisch mögliche Taktdichte wird hauptsächlich durch die Steuerung und den Signal-Blockabstand begrenzt, wobei auf automatisch betriebenen Linien grundsätzlich höhere Taktdichten erreicht werden können. 
Längere eingleisige Abschnitte, auf denen die in unterschiedliche Richtungen fahrenden Züge einander nicht begegnen bzw. ausweichen können, begrenzen die mögliche Taktfolge ebenfalls.
Beispiele für Linien/Systeme mit besonders hoher Taktdichte sind:
- Paris: Die fahrerlos betriebene Linie 14 erreicht einen Takt von bis zu 85 Sekunden.[239]
- Kiew: Bis zu 90 Sekunden.[240]
- Moskau: Bis zu 90 Sekunden.[241]

### Fahrordnung
Aufgrund der unabhängigen Trassierung kann die Fahrordnung, das heißt die Seite, auf der der Zug auf zweigleisigen Strecken fährt, von der Fahrordnung des Eisenbahnverkehrs und der im Straßenverkehr verwendeten Straßenseite in der jeweiligen Region abweichen. So verkehrte beispielsweise die Budapester U-Bahn noch bis 1973 im Linksverkehr, obwohl im Straßenverkehr des Landes bereits seit 1941 Rechtsverkehr galt. Die Metro Rom wiederum fährt bis heute im Linksverkehr und orientiert sich damit an der Praxis des italienischen Eisenbahnverkehrs und nicht am Straßenverkehr. Die Pariser Metro hingegen fährt wie der Straßenverkehr in Frankreich rechts, während im französischen Eisenbahnverkehr der Linksfahrbetrieb vorherrscht. Daran wiederum orientiert sich die Métro Lyon, die ebenfalls links fährt. Die Metro Madrid verkehrt seit ihrer Eröffnung 1919 im Linksverkehr, der bis 1924 auch im madrilenischen Straßenverkehr galt, bis dieser an den im Rest Spaniens bereits seit 1918 geltenden Rechtsverkehr angeglichen wurde.

#### Deutschland, Österreich und Schweiz
Die Netze in Deutschland, Österreich und der Schweiz werden jeweils im Rechtsverkehr betrieben, was der jeweiligen Regelung für den Straßenverkehr und in Deutschland der Regelung für die Eisenbahn entspricht, während beim Schienenverkehr in Österreich eine gemischte Fahrordnung und in der Schweiz grundsätzlich Linksbetrieb gilt.

### Linienbezeichnungen
Die meisten U-Bahn-Systeme mit mehr als einer Linie verwenden heute individuelle Bezeichnungen, Kennfarben und Symbole (siehe hier) zur Unterscheidung der einzelnen Laufwege, wobei diese drei Elemente in der Regel miteinander korrespondieren.
Die Mehrheit der Systeme verwendet entsprechend der Praxis bei anderen öffentlichen Verkehrsmitteln abstrakte Kurzbezeichnungen zur Kennzeichnung der einzelnen Linien. Mehrheitlich sind dies fortlaufende Nummern, teilweise mit einem Präfix wie „M“ oder „U“, das sich in der Regel auf den Namen des jeweiligen Systems bezieht. In geringerem Umfang werden Buchstaben (z. B. Almaty, Buenos Aires, Los Angeles, Lyon, Prag, Rom, Rotterdam) oder die jeweilige Linienkennfarbe selbst (z. B. Boston, Chicago, Washington, D.C.) verwendet.
Die Vergabe von Nummern und Buchstaben erfolgt nicht zwingend aufsteigend nach dem Zeitpunkt des Baubeginns oder der Inbetriebnahme, sondern beispielsweise auch auf Grundlage der jeweiligen Gesamtnetzplanung; die erste Linie der U-Bahn München war beispielsweise die U6 und die Nummerierung in Wien weist seit 1989 eine Lücke zwischen U4 und U6 auf, die erst mit der für 2026 vorgesehenen Inbetriebnahme der U5 geschlossen wird.
Eine größere Zahl von Netzen, darunter London, alle Netze Japans und alle Netze der ehemaligen Sowjetunion, verwendet demgegenüber konkrete Liniennamen, die sich beispielsweise vom (historischen) Bedienungsgebiet (z. B. Moskau, Tokio, Toronto), Himmelsrichtungen bzw. dem Verlauf der Linie (z. B. Kyōto, Sapporo, Sendai, historisch Budapest), den Endstationen oder früherer Betreibergesellschaften bzw. Vorgängerbahnen ableiten oder auch weitgehend frei gewählt sind (z. B. Lissabon, Pjöngjang).
Teilweise werden die genannten Benennungssysteme kombiniert und Linien tragen parallel mehrere Namen (z. B. Montreal (Nummer+Farbe), New York (Nummer/Buchstabe+Name) und Toronto (Nummer+Name)), ebenso werden teilweise gemischte Systeme verwendet (z. B. Peking). In einzelnen Netzen werden bestimmte Streckenäste als Neben- oder Ergänzungslinien anderer Linien behandelt, beispielsweise die Linien 3bis und 7bis in Paris. Das lateinische Wiederholungszahlwort bis bedeutet zweimal, 3bis beispielsweise entspricht damit dem deutschen 3a und ordnet die Linie der Linie 3 zu.
In der Frühzeit des Verkehrsmittels wurden vielfach keine bestimmten Linien unterschieden bzw. wurden diese nicht individuell benannt. Eines der frühesten Beispiele ist die London Underground, die bereits 1908 unterschiedliche Bezeichnungen verwendete, wobei es sich hierbei genau genommen um die Namen verschiedener Eisenbahngesellschaften handelte, deren Namen jedoch zum großen Teil auf die späteren Linien übergingen (vgl. Abbildungen hier.
In Systemen, die nur aus einer einzigen Linie bestehen, wird vielfach auf eine spezielle Linienbezeichnung verzichtet (z. B. Baltimore, Genua, Glasgow, Honolulu, San Juan). Die Linie wird dann sinngemäß lediglich als die U-Bahn bezeichnet. Andere Systeme mit nur einer Linie verwenden Bezeichnungen nach den oben genannten Mustern, insbesondere, wenn weitere Linien geplant oder bereits im Bau sind (z. B. Almaty, Turin). 

#### Deutschland, Österreich und Schweiz
Die fünf U-Bahn-Systeme im deutschsprachigen Raum unterscheiden ihre Linien einheitlich mit einem führenden „U“ und einer fortlaufenden Nummer.
Die Hamburger Hochbahn führte das System als erster Betreiber am 22. Mai 1966 im Zusammenhang mit der kurz zuvor erfolgten Gründung des Hamburger Verkehrsverbundes ein. Die Netze in München und Nürnberg verwenden das System seit ihrer Eröffnung im Oktober 1971 respektive März 1972, in Wien wurde es mit Eröffnung der zweiten Linie im Jahr 1978 eingeführt.
Die Berliner Verkehrsbetriebe führten das System 1984 in West-Berlin ein, nachdem sie den Betrieb der in West-Berlin verkehrenden S-Bahn-Linien von der Deutschen Reichsbahn übernommen hatten, für die sie gleichzeitig die Bezeichnungen S1, S2 und S3 einführten. Die BVG hatte allerdings bereits seit März 1966 Liniennummern verwendet, die die seit 1928 verwendeten Buchstaben (A bis E sowie später G) ersetzt hatten und der späteren U-Nummerierung entsprachen.
Die BVG-Ost nutzte für die von ihr in Ost-Berlin betriebenen Linien zunächst die historischen Bezeichnungen A und E weiter, gab dies jedoch mit dem Bau der Berliner Mauer und der hiermit auch physisch verfestigten Teilung der Stadt und des Netzes auf und unterschieden die Linien nur noch nach ihren Endpunkten (zuletzt Pankow (Vinetastraße) – Otto-Grotewohl-Straße, historisch Linie A, heute Teil der U2; Alexanderplatz – Hönow, historisch Linie E, heute Teil der U5). Die U-Nummerierung wurde hier 1991 im Zuge der Wiedervereinigung der Netze von West und Ost eingeführt.
Weiterhin verwenden auch die Stadtbahn-Systeme in Frankfurt (seit 1978) und Stuttgart (seit 1989) sowie die Teilnetze der Stadtbahn Rhein-Ruhr (seit 1988) ein führendes „U“ mit fortlaufender Nummer, in Bonn wurde dieses System von 1975 bis 1988 genutzt.
Die Métro Lausanne in der französischsprachigen Schweiz verwendet ein führendes „M“ und eine fortlaufende Nummer.

### Zugbegleiter, Stationspersonal und Abfertigung

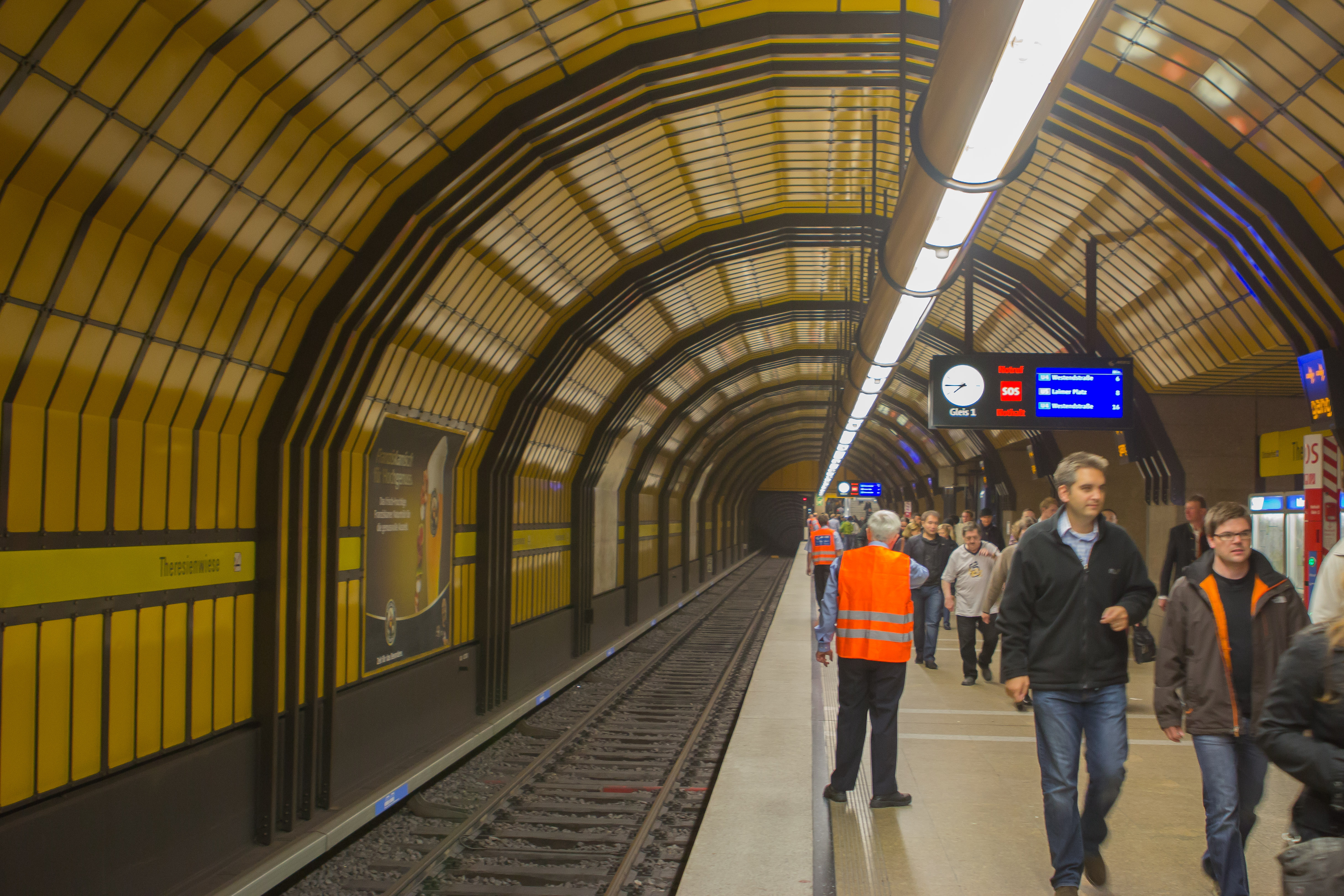
Sicherheitspersonal der MVG an der Station Theresienwiese während des Oktoberfests
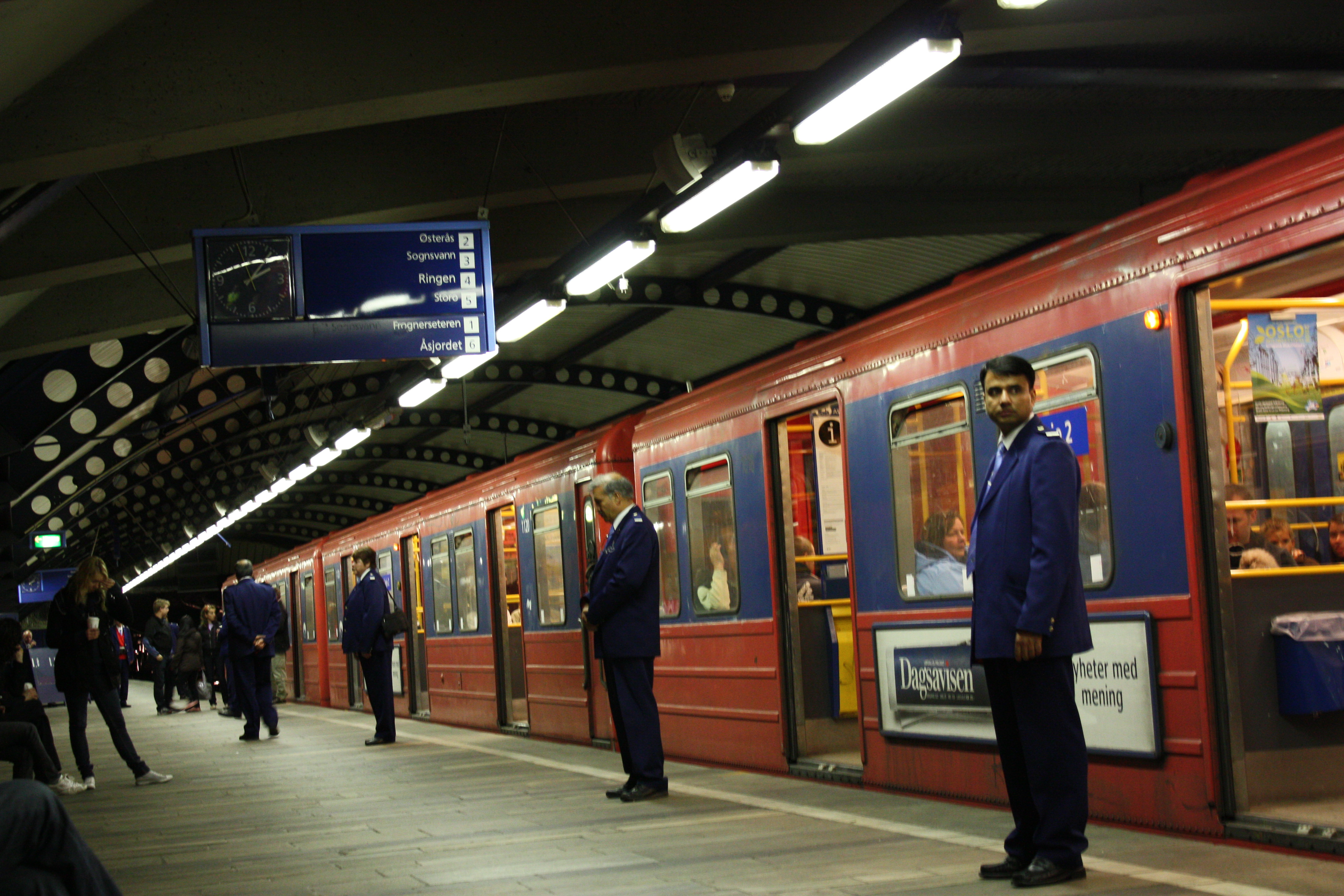
Fahrscheinkontrolle beim Einstieg in Oslo
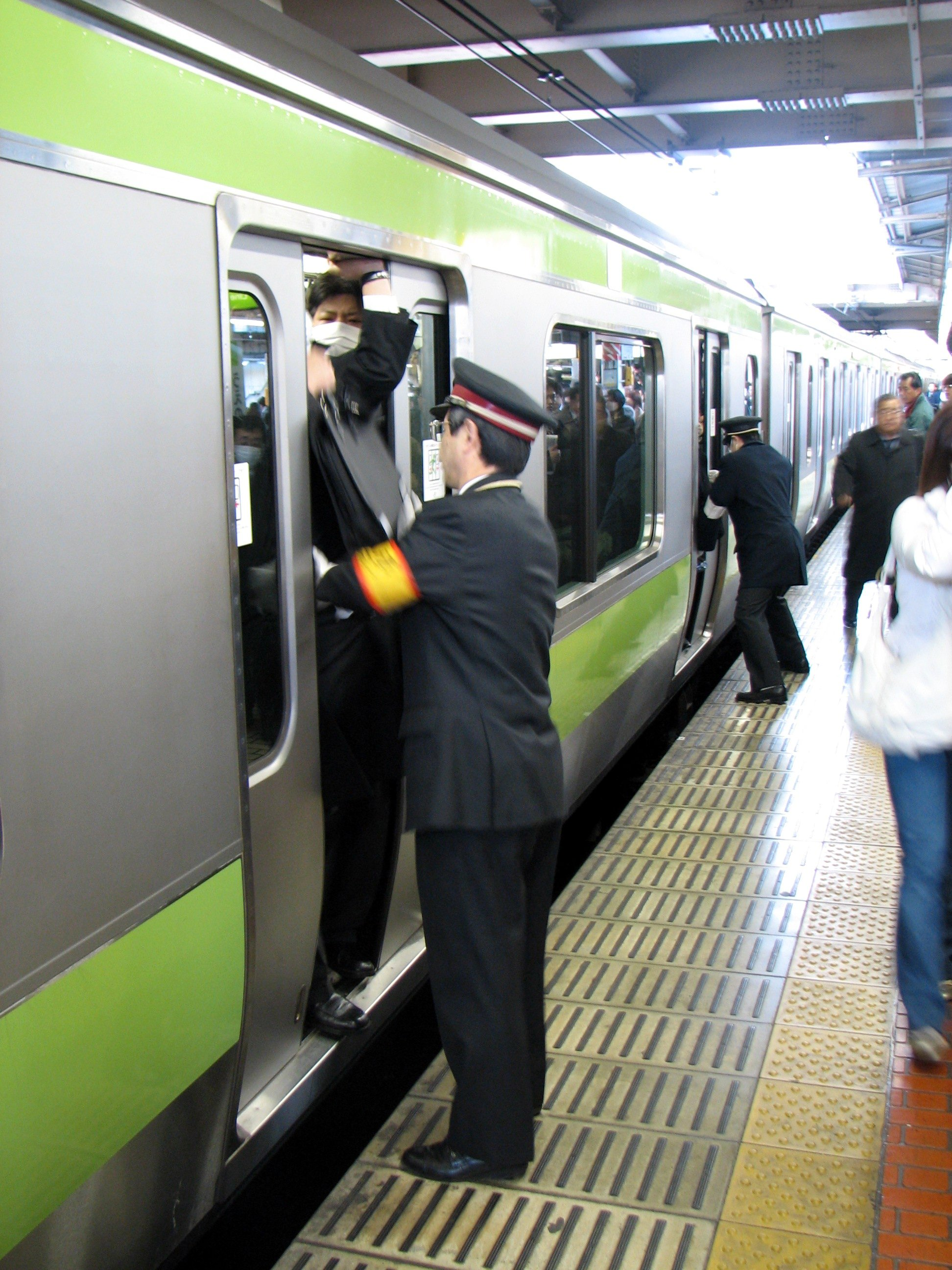
Oshiya bei der Arbeit, hier allerdings bei der S-Bahn-artigen Yamanote Line
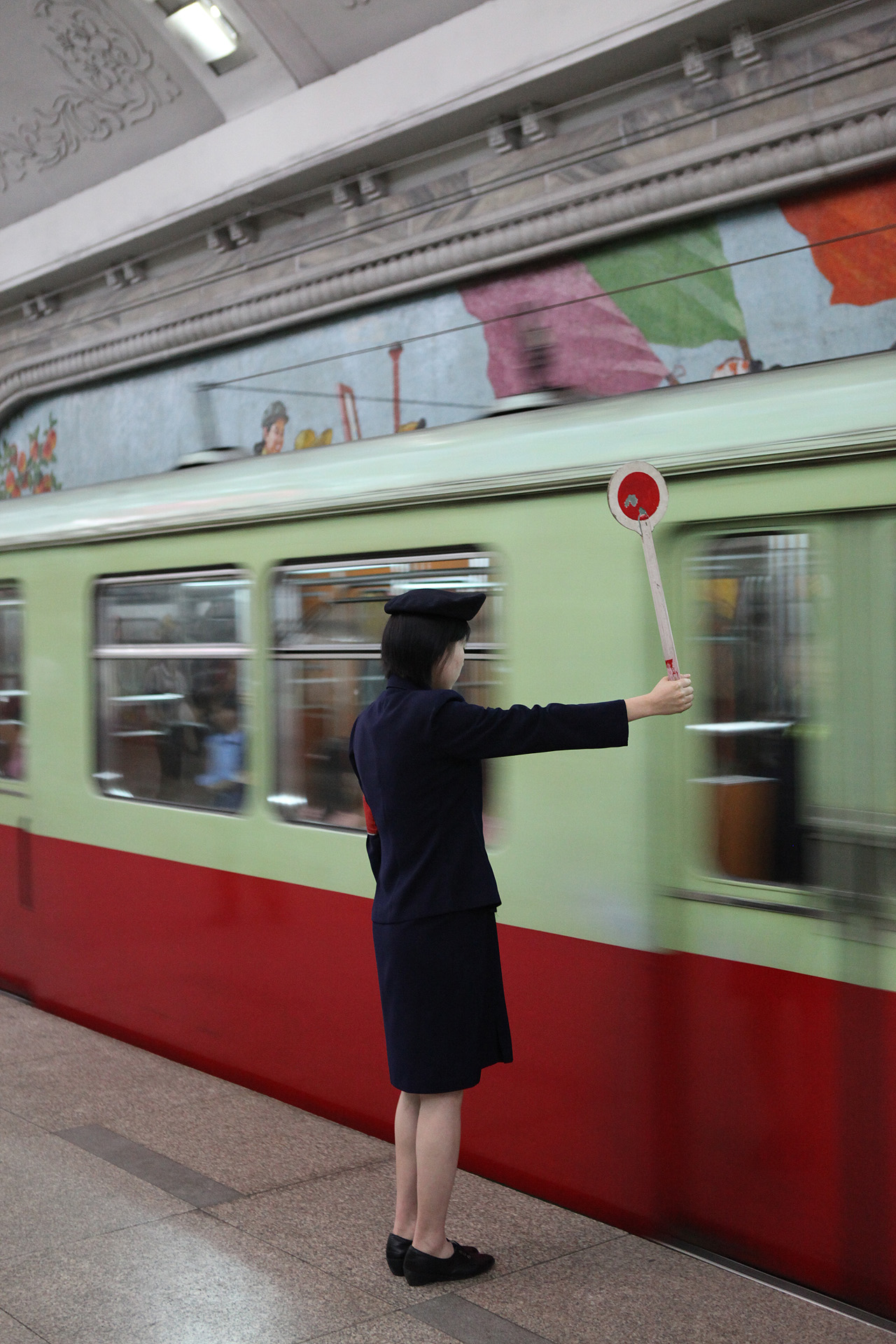
Manuelle Zugabfertigung mit Kelle in Pjöngjang, 2010
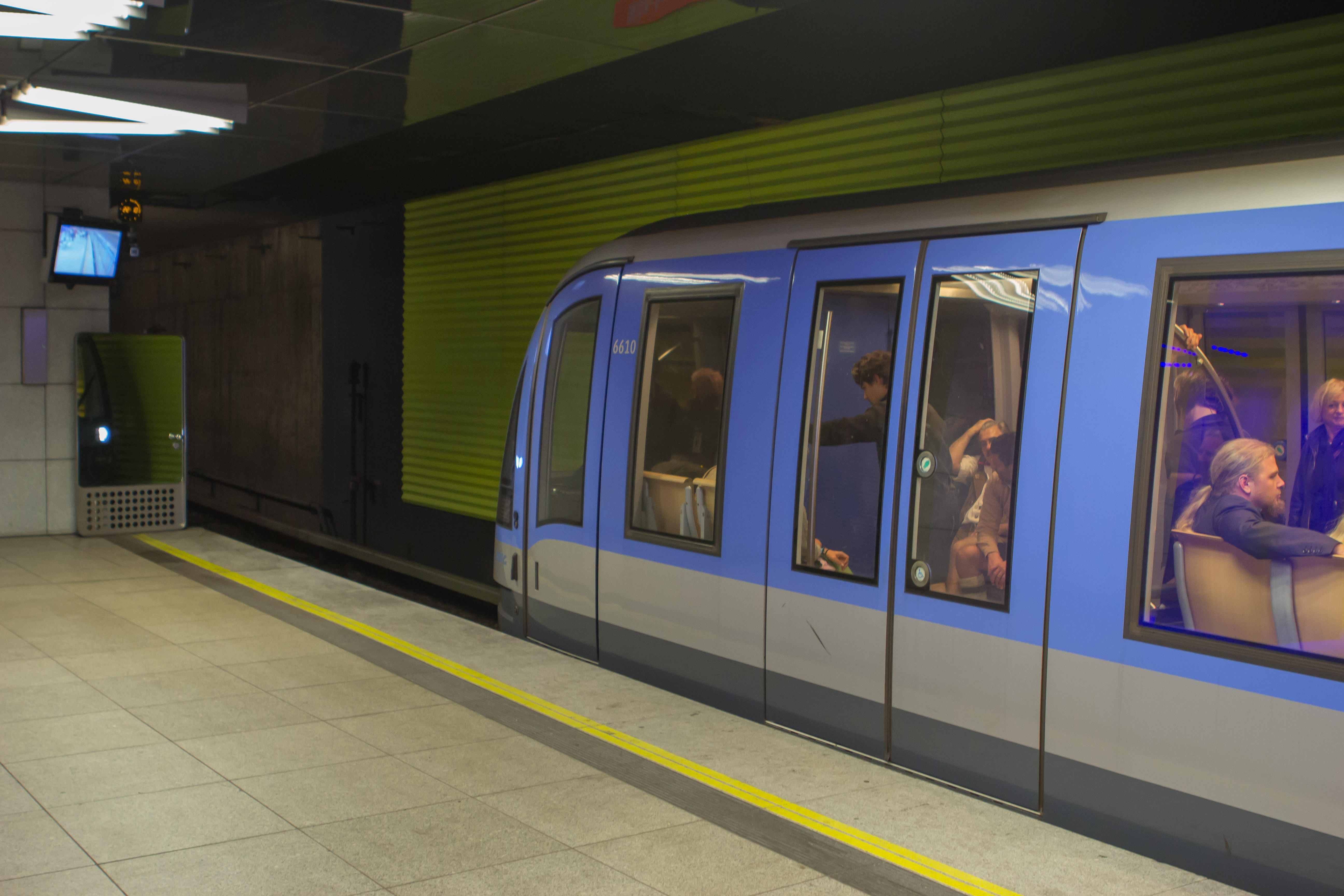
Kombinierte Monitor- und Spiegelabfertigung in München
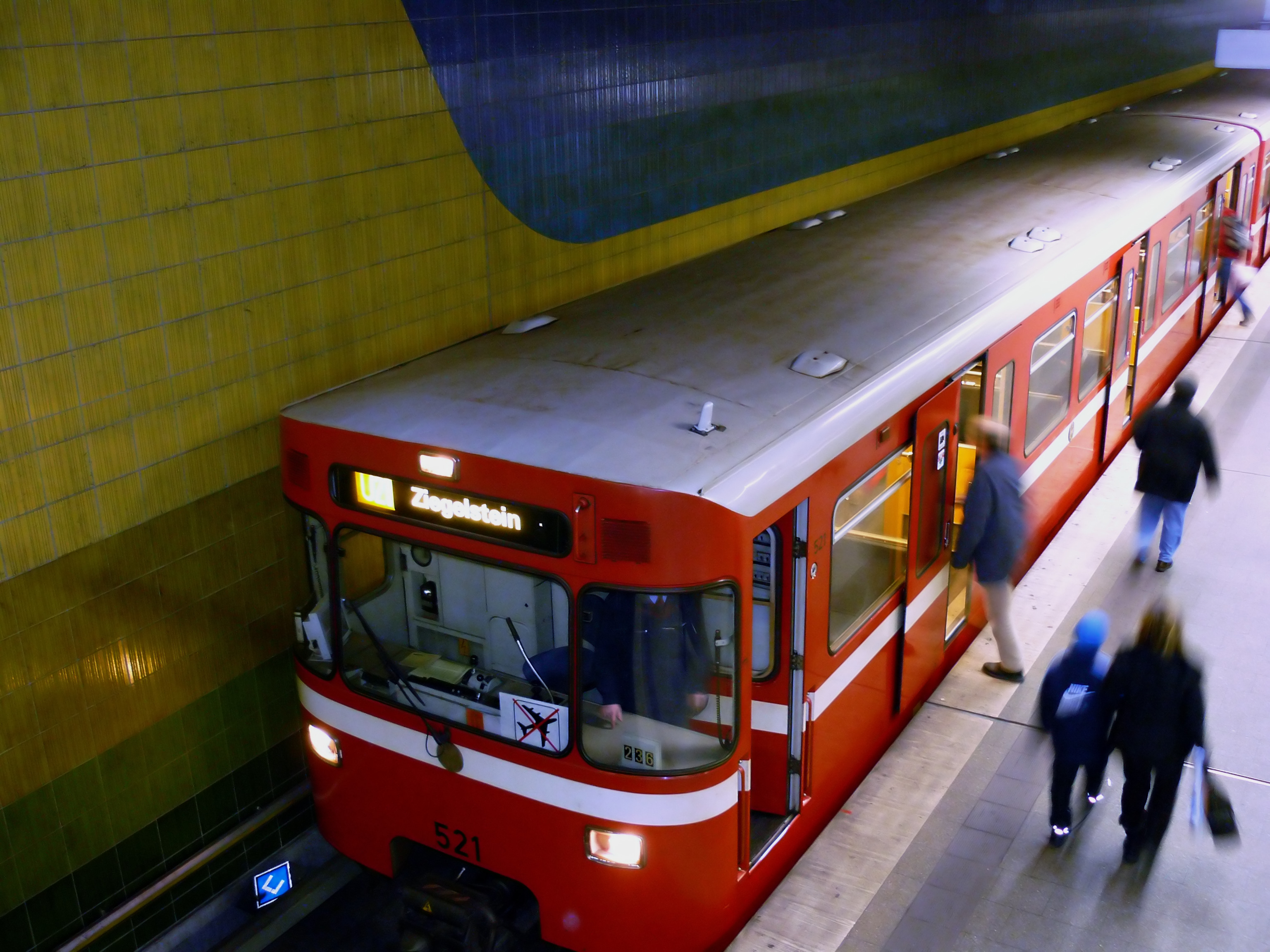
Selbstabfertigung bei einem Zug der Baureihe DT1 in Nürnberg mit Türschließknopf an der Außenseite

Der Großteil der U-Bahn-Betreiber verzichtet auf die ständige Präsenz von Zugbegleitern in den Fahrzeugen sowie von Aufsichts- und Servicepersonal auf den Stationen, teilweise sind jedoch besonders hochfrequentierte Stationen durchgehend mit Personal besetzt, um den sicheren Betriebsablauf zu unterstützen. Ausnahmen sind z. B. die London Underground und die Metro Pjöngjang, bei denen jede Station durchgehend mit mehreren Mitarbeitern besetzt ist. Die Aufgaben des Stationspersonals umfassen neben der allgemeinen Aufsicht z. B. die Zugabfertigung und die Unterstützung von Fahrgästen.
In zahlreichen Systemen wird anlassbezogen Personal in Präsenz eingesetzt, etwa an Stationen, die dem Veranstaltungsverkehr (Sportstadien, Volksfeste, Messen usw.) dienen und punktuell sehr große Fahrgastmengen bewältigen müssen. Eine Sonderform hiervon ist das u. a. aus Japan bekannte und dort umgangssprachlich Oshiya (dt. Drücker) genannte Personal, das während der Hauptverkehrszeit Fahrgäste in die Züge drückt, um die vorgesehenen Fahrgastwechselzeiten und damit die Pünktlichkeit einzuhalten.
In fahrerlos betriebenen Systemen werden teilweise Zugbegleiter eingesetzt, deren Aufgaben sich im regulären Betrieb etwa auf die Überwachung der Türschließung, Durchsagen und die Fahrscheinkontrolle beschränken, die jedoch bei Ausfällen des automatischen Systems die Züge manuell steuern können.
Eine wesentliche Aufgabe bei der Zugabfertigung besteht in der Prüfung, dass keine Personen durch das Schließen der Türen und die Abfahrt des Zuges gefährdet werden. Aufgrund des weitgehenden Verzichts auf Stationspersonal und Zugbegleiter erfolgt die Abfertigung überwiegend durch die Fahrer selbst, wobei verschiedene Systeme verwendet werden, um dem Fahrer einen Überblick über den Bahnsteig zu geben. Hierzu gehören insbesondere ortsfeste Spiegel am vorderen Bahnsteigende (Spiegelabfertigung), Videomonitore am Bahnsteigende oder im Fahrerraum (Monitor-/Videoabfertigung) oder der direkte Blick des Fahrers auf den Bahnsteig, wozu dieser das Fahrzeug ggf. verlassen muss. Bei fahrerlosen Systemen erfolgt die Abfertigung oftmals per Videoüberwachung von der Leitstelle aus.

### Sicherheit, Kriminal- und Vandalismusprävention

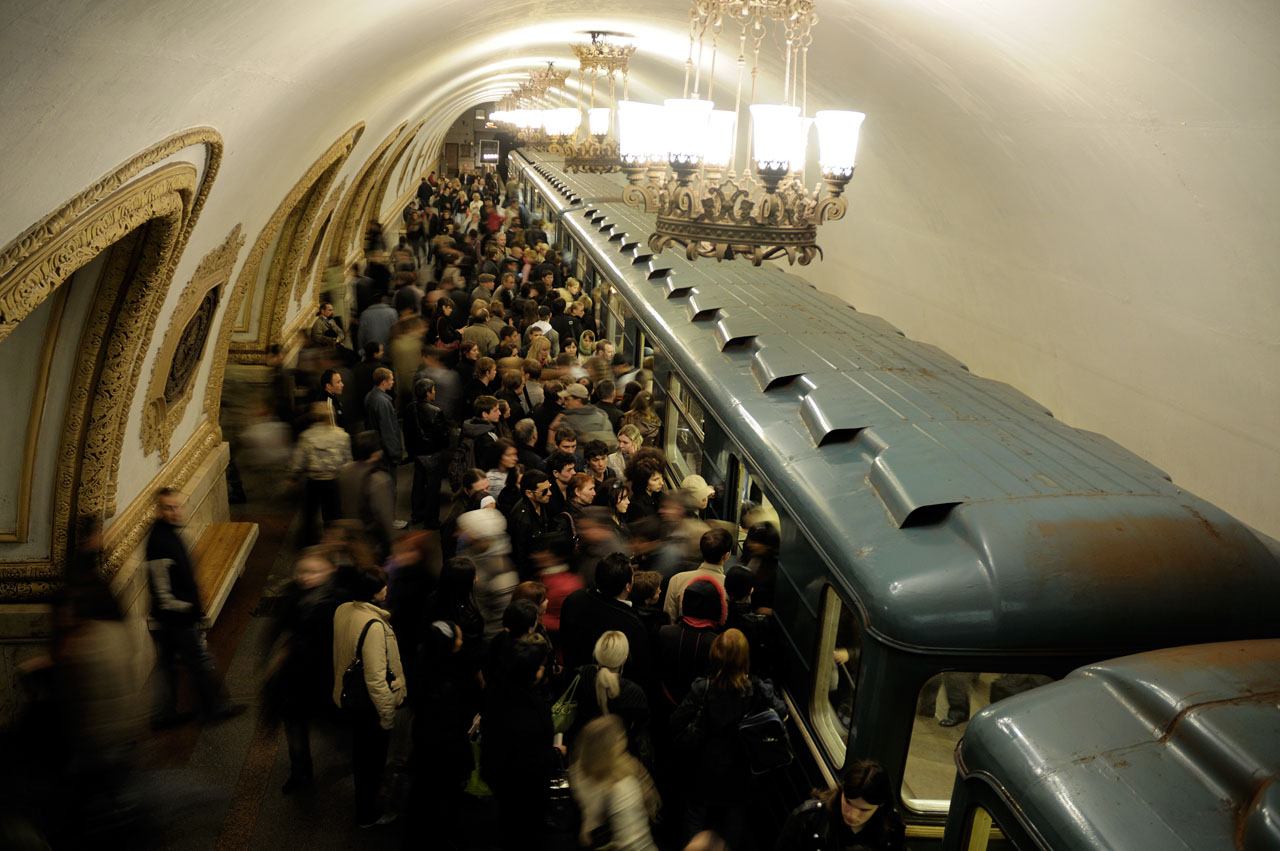
Gedränge auf einem Bahnsteig der Metro Moskau
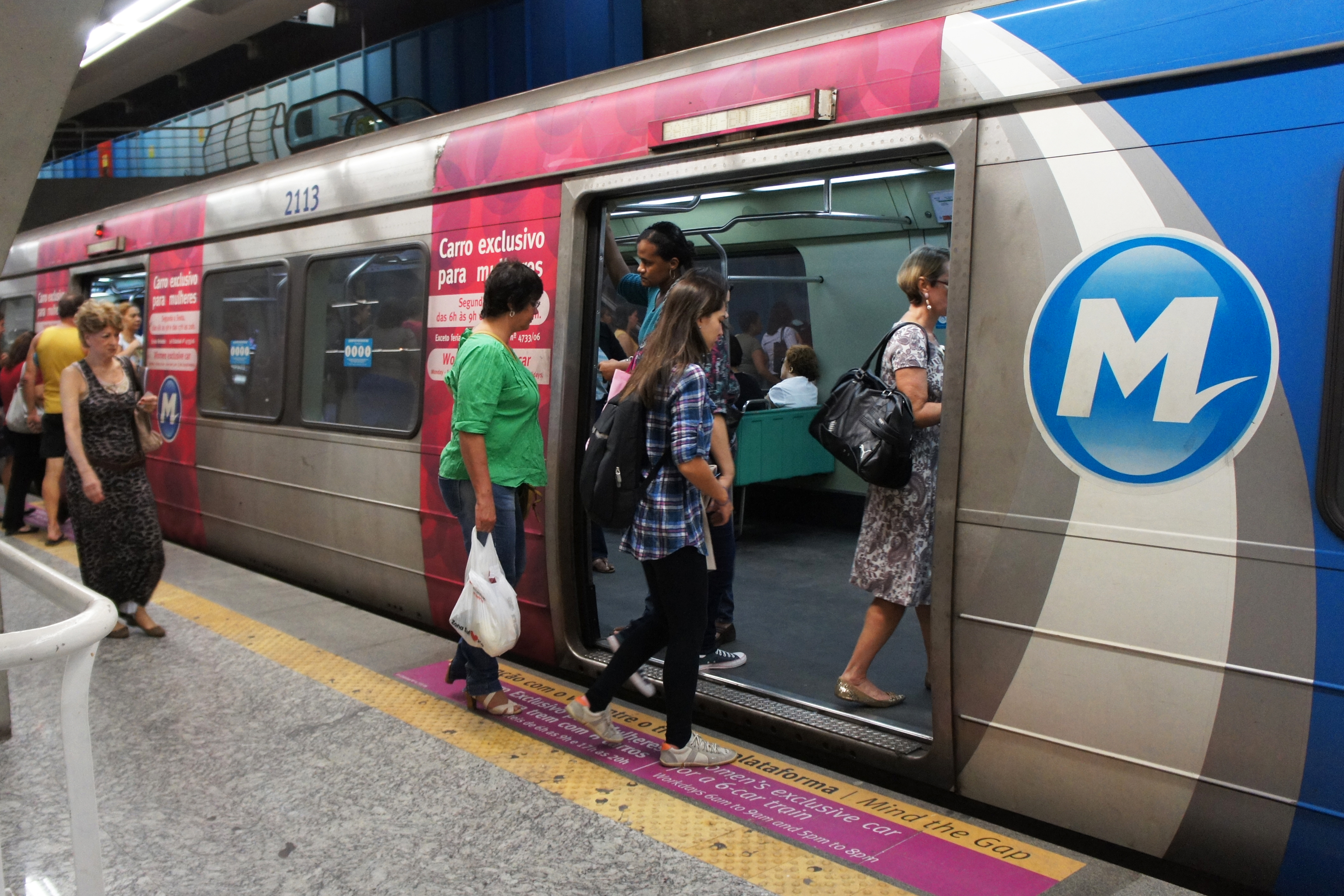
Wagen der Metrô Rio, der während der Hauptverkehrszeiten Frauen vorbehalten ist
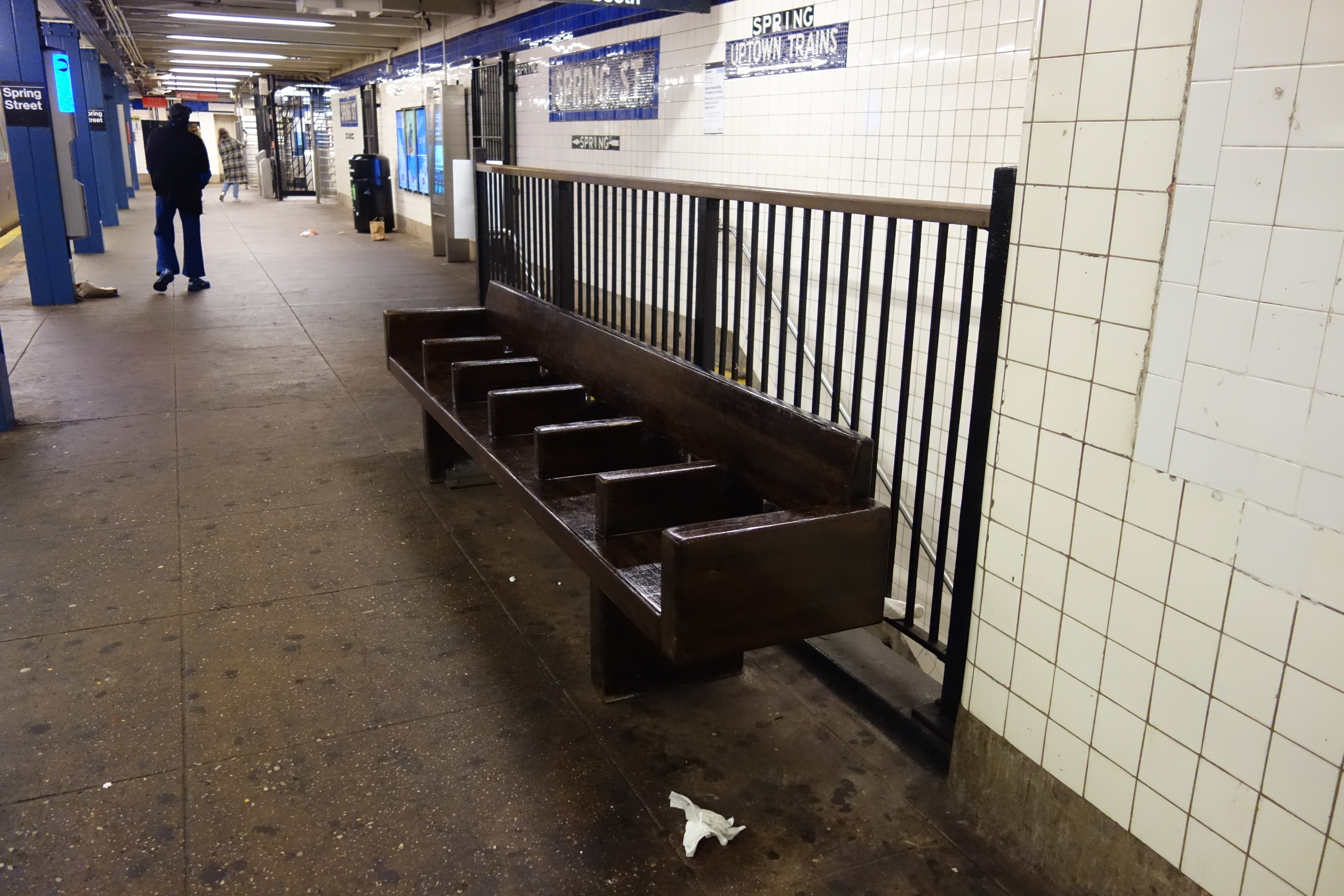
Defensiv gestaltete Sitzbank in einem U-Bahnhof in New York
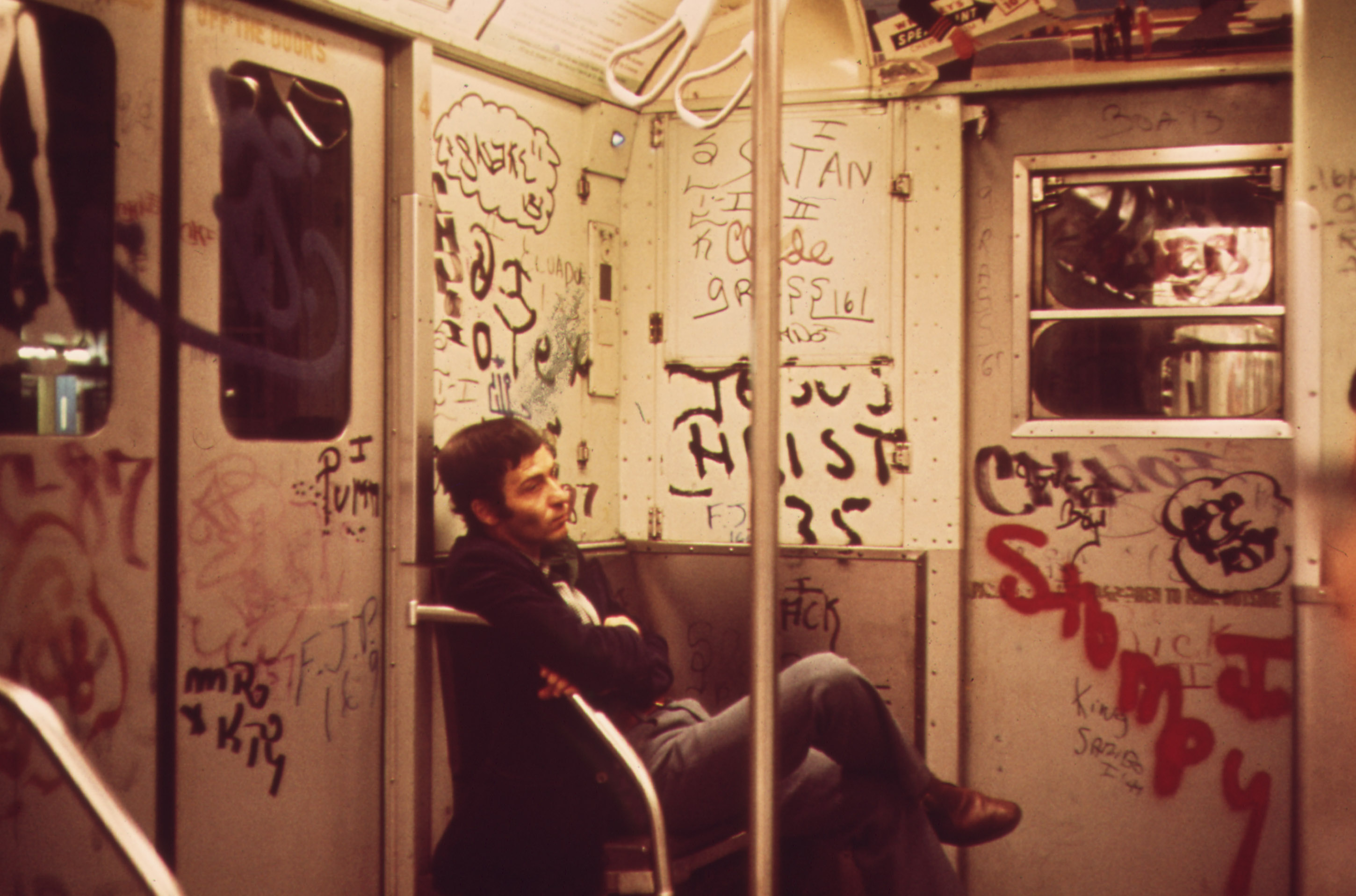
Innenraum eines Zuges der New York City Subway, 1973
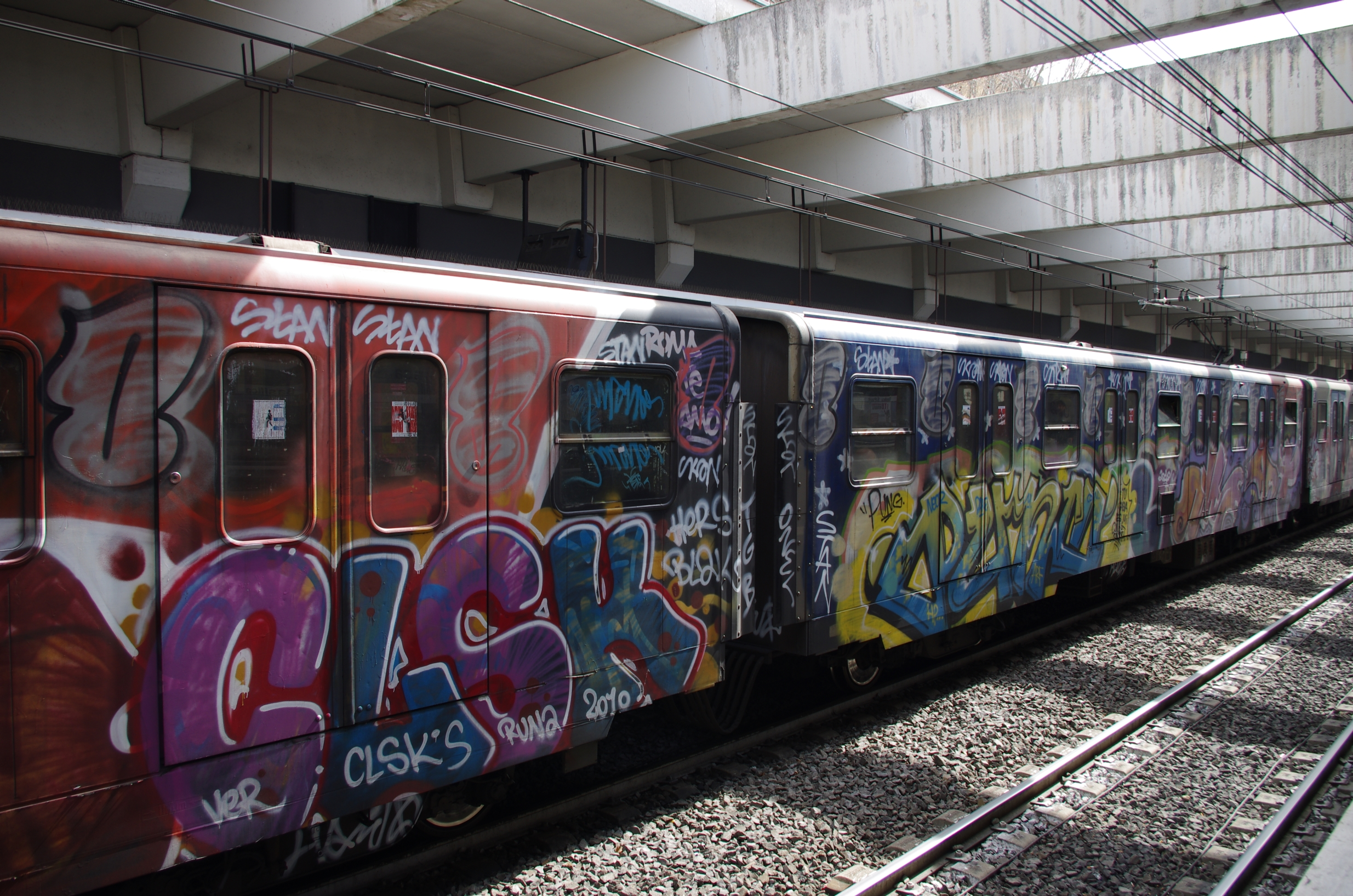
Graffiti auf einem Zug der U-Bahn Rom, 2012
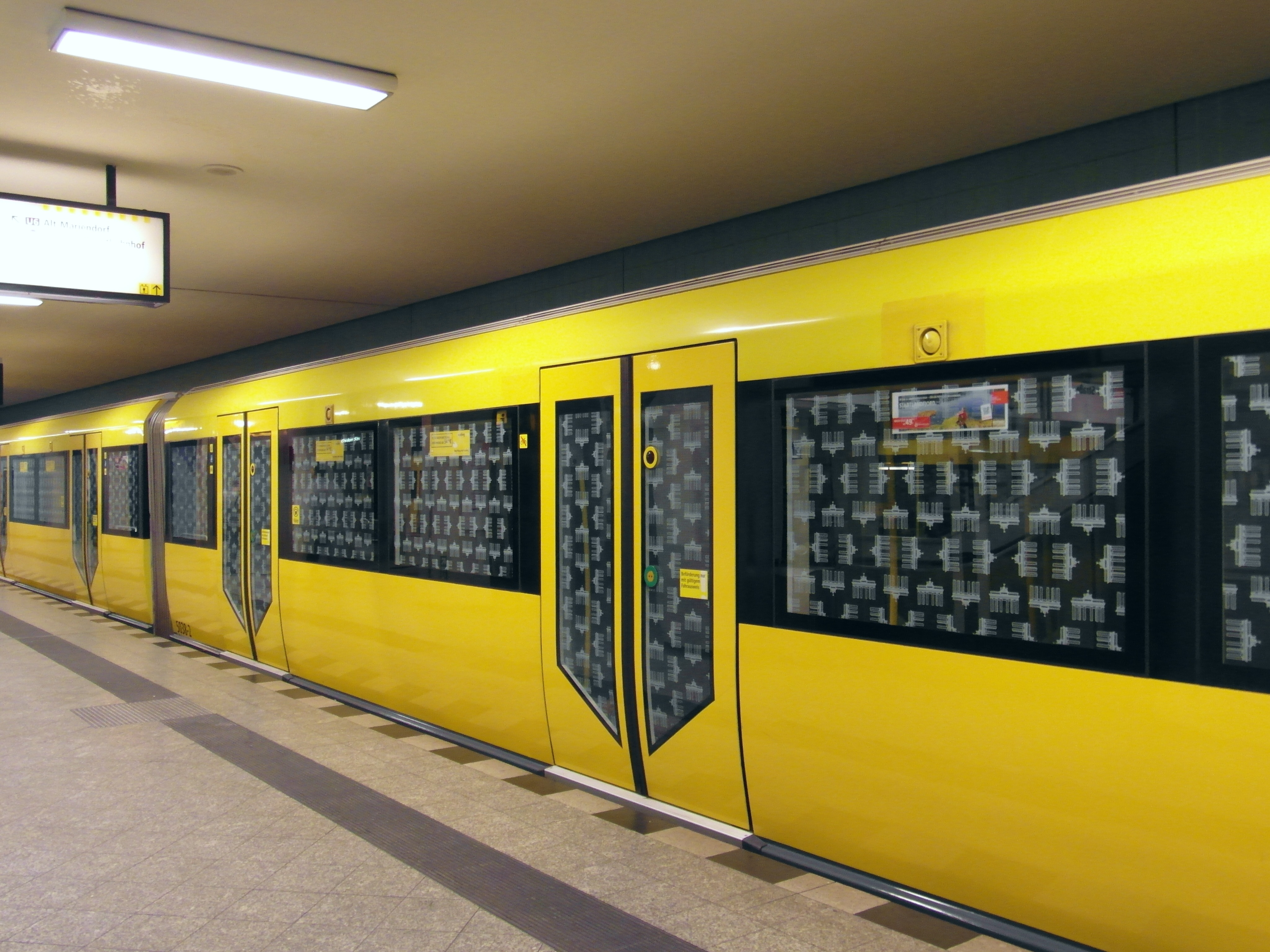
Folierte Fenster als Schutz gegen Scratching bei der Berliner U-Bahn
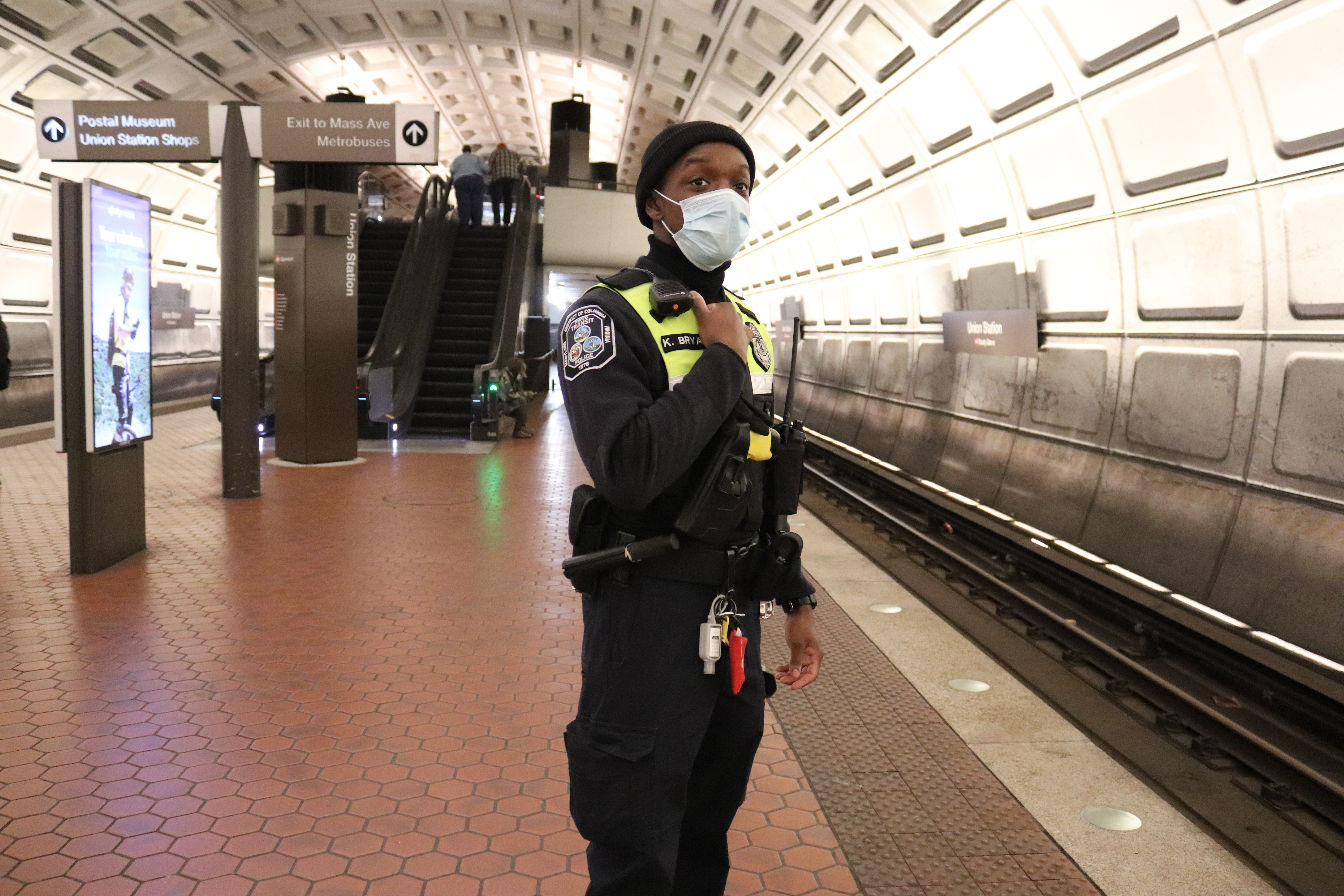
Mitarbeiter des Polizeidienstes der Metro Washington

#### Terrorismus
Aufgrund der großen Anzahl von Nutzern und den insbesondere in den Zügen begrenzten Fluchtmöglichkeiten sowie der Bedeutung für das städtische Verkehrsnetz stellen U-Bahnen ein potenziell reichweitenstarkes und zudem einfach zugängliches Ziel für terroristische Anschläge dar. Zu den bekannt gewordenen Zwischenfällen zählen der von der sogenannten Aum-Sekte verübte Saringas-Anschlag von Tokio im März 1995, die von islamistischen Selbstmordattentätern durchgeführten Sprengstoffanschläge von London im Juli 2005, die tschetschenischen Separatisten zugeschriebenen Sprengstoffanschläge von Moskau im März 2010, der Anschlag auf die Metro Minsk im April 2011 und die ebenfalls von islamistischen Selbstmordattentätern durchgeführten Anschläge von Brüssel im März 2016.

#### Kleinkriminalität, sexuelle Belästigung und Bettelei

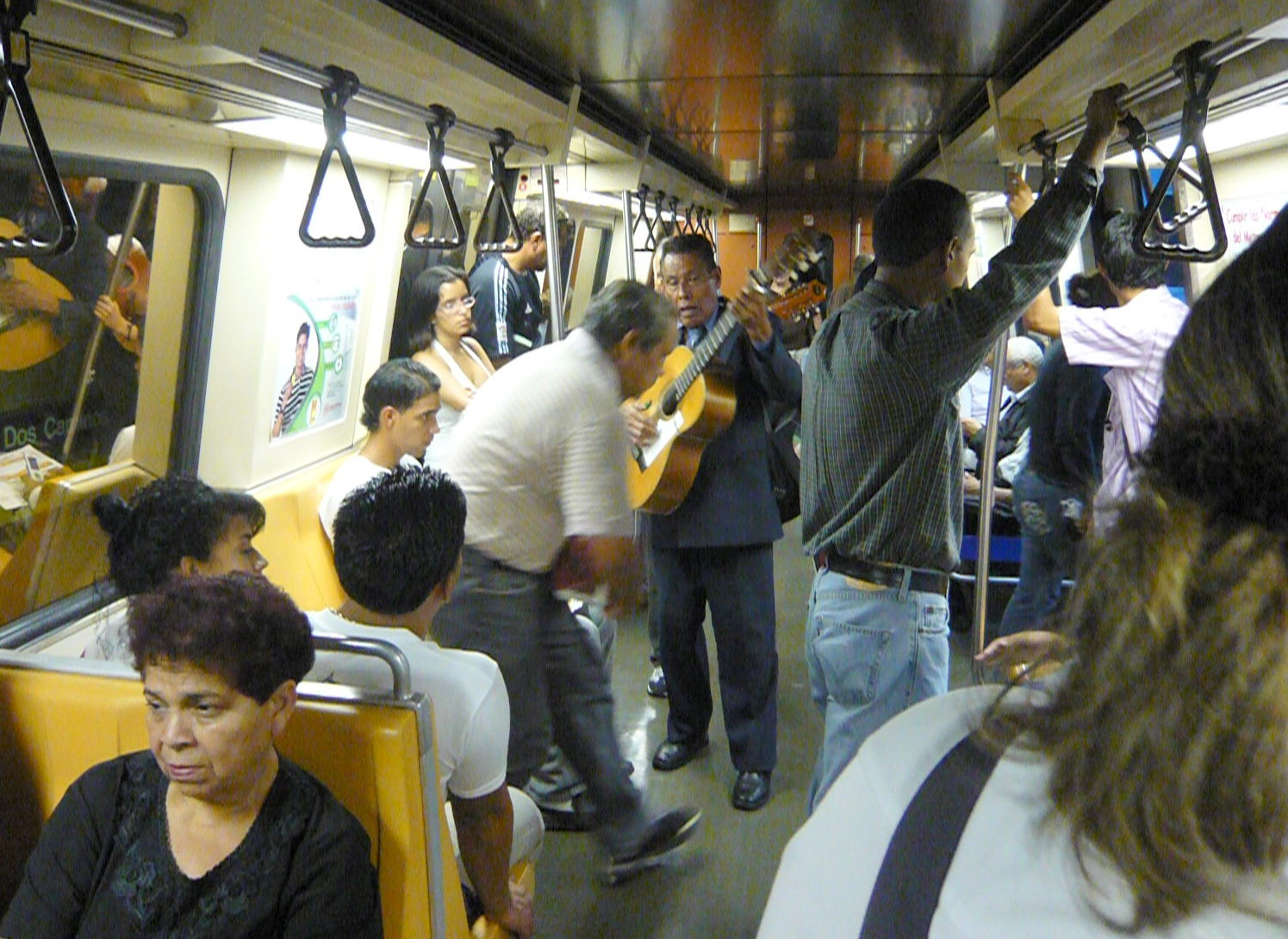
Musikant in der Metro Caracas

Aufgrund des bei hohem Fahrgastaufkommen auftretenden Gedränges und der hiermit verbundenen Unübersichtlichkeit auf den Stationen und in den Zügen können U-Bahnen ein geeignetes Umfeld für Taschendiebstahl und sexuelle Belästigung in Form des unerwünschten sexuell konnotierten Berührtwerdens durch andere Fahrgäste (vgl. Frotteur, Chikan) bieten. Da das letztgenannte Phänomen insbesondere Frauen als Opfer und Männer als Täter betrifft, haben verschiedene Betreiber hierauf mit der Einrichtung reiner Frauenwagen oder Frauenabteile reagiert, durch die sich Frauen der Gefahr einer Belästigung durch Männer entziehen können. Häufig gilt diese Trennung jedoch nur für die Hauptverkehrszeiten.
U-Bahn-Züge und -Stationen werden darüber hinaus oft von Bettlern und Straßenmusikanten frequentiert. Sie fahren dabei teilweise für eine oder mehrere Halte mit und wechseln teilweise zwischendurch auch den Wagen, um noch mehr Menschen ansprechen zu können. Dies erfolgt mitunter auch in Arbeitsteilung, das heißt eine Person musiziert und eine weitere sammelt im Anschluss Geld ein. Diese Praktiken sind in der Regel illegal um die Fahrgäste vor Belästigung zu schützen. Dies gilt auch wenn hinter dem Musizieren keine kommerzielle Absicht steht.

#### Umgang mit marginalisierten Gruppen
Da U-Bahn-Stationen witterungsgeschützt und über weite Teile des Tages offen zugänglich sind, in Systemen mit Nachtbetrieb auch durchgehend, werden sie teilweise von Angehörigen bestimmter marginalisierter Gruppen wie Obdachlosen und Drogenabhängigen zum Aufenthalt und auch zur Übernachtung genutzt. Unabhängig davon, ob der Aufenthalt, das Verhalten oder konkrete Handlungen der genannten Gruppen im Einzelfall tatsächlich illegal sind bzw. der Hausordnung oder den Beförderungsbedingungen des Betreibers widersprechen, empfinden Fahrgäste bereits ihre wahrnehmbare Präsenz teilweise als störend bis bedrohlich. Der Umgang hiermit variiert zwischen den einzelnen Betreibern und abhängig von der jeweils konkret vorliegenden Situation und reicht von einer gewissen Toleranz, solange beispielsweise keine Ansprache von Fahrgästen und kein offener Drogenkonsum erfolgen, bis zur grundsätzlichen Entfernung der betroffenen Gruppen aus den Anlagen durch Aufsichts- und Sicherheitspersonal sowie ggf. durch die Polizei. Auf baulicher Ebene wird dem Phänomen teilweise mit Maßnahmen aus dem Bereich der defensiven Architektur begegnet, beispielsweise durch die Verwendung von Sitzmöbeln, die aufgrund ihre Größe und/oder Formgebung kein Liegen ermöglichen und daher nicht bzw. nur erschwert zum Schlafen genutzt werden können. Ebenso können Bahnsteigkarten und Bahnsteigsperren, die bei U-Bahnen außerhalb des deutschsprachigen Raums weitverbreitet sind, die Präsenz der genannten Gruppen regulieren.

#### Vandalismus
Ausgehend von der New Yorker U-Bahn der 1970er Jahre und teilweise beeinflusst von Darstellungen in Filmen wie Wild Style! (1982) und Beat Street (1984), die in der amerikanischen Hip-Hop- und Breaking-Szene spielen, verbreiteten sich Graffiti und später auch Scratching in zahlreichen U-Bahn-Systeme auf der Welt. Rechtlich stellen diese eine Sachbeschädigung (vgl. Bahnfrevel) dar und stellen erhöhte Anforderungen an Pflege und Erhalt von Stationen und Fahrzeugen. Zudem kann ein erkennbar von Vandalismus belastetes Erscheinungsbild von den Fahrgästen als Ausdruck von Vernachlässigung und/oder fehlender Aufmerksamkeit auf Seiten des Betreibers interpretiert werden und so das Sicherheitsempfinden und damit die Attraktivität eines Systems insgesamt beeinträchtigen (vgl. Broken-Windows-Theorie, Angstraum).
Als Maßnahmen gegen Scratching und Graffiti an und in Zügen werden Fenster teilweise mit kratzfesten und austauschbaren Spezialfolien als Opferschicht ausgestattet und Sitzbezüge werden mit speziellen, kleinteilig-chaotischen Mustern gestaltet, auf denen z. B. Tags weniger auffallen und die daher weniger attraktiv für deren Anbringung sind.

#### Sicherheitsmaßnahmen
Aufgrund der genannten Aspekte ist in zahlreichen Systemen mittlerweile die Videoüberwachung von Stationen und Fahrzeugen verbreitet, um potenzielle Täter abzuschrecken, unzulässige Handlungen möglichst frühzeitig zu erkennen und im Falle eines Delikts die Strafverfolgung zu unterstützen. Weiterhin rufen zahlreiche Betreiber ihre Fahrgäste durch Maßnahmen wie Durchsagen und Plakatkampagnen zur Meldung auffälliger bzw. verdächtiger Verhaltensweisen anderer Personen und zur Meldung unbeaufsichtigten Gepäcks oder verdächtiger Objekte auf. Teilweise stehen auf Stationen auch Notruftelefone zur Verfügung.
Weiterhin unterhalten zahlreiche Betreiber eigene bzw. organisatorisch eng an sie angebundene Sicherheitsdienste (z. B. Hochbahn-Wache in Hamburg, U-Bahnwache in München) oder – abhängig von der jeweiligen lokalen Rechts- und Verwaltungstradition – eigene Polizeidienste (z. B. die MBTA Transit Police der Bostoner Verkehrsbetriebe oder das Metro Transit Police Department der Washingtoner Verkehrsbetriebe) oder werden durch beauftragte externe Sicherheitsdienste oder spezielle Abteilungen der lokalen und nationalen Polizeibehörden (z. B. das Transit Bureau des NYPD in New York, die Section métro der SPVM in Montreal oder die u. a. für die London Underground zuständige British Transport Police) unterstützt.

#### Sicherheitsmaßnahmen in Peking
Besonders weitreichende Sicherheitsvorkehrungen kommen in Peking zur Anwendung, wo in allen Stationen vor dem Zutritt Taschen, Gepäckstücke und andere Objekte, mit denen gefährliche Gegenstände wie Schuss- und Stichwaffen verborgen werden können, mit einem Gepäckscanner überprüft werden. An einer Reihe von Stationen werden zusätzlich Körperscanner zur Überprüfung der Fahrgäste eingesetzt. Zudem können für verdächtig befundene Getränkeflaschen separat überprüft werden, entweder maschinell oder indem der Besitzer unter Aufsicht des Sicherheitspersonal etwas vom Inhalt verzehren muss, um dessen Unbedenklichkeit zu demonstrieren. Die Maßnahmen wurden im Vorfeld der Olympischen Sommerspiele 2008, die in Peking ausgerichtet wurden, eingeführt und danach beibehalten. Der Einsatz von Körperscannern war dabei zunächst auf die Stationen der Linie 1 im Umfeld des Tian’anmen-Platzes (Xidan, Tian'anmenxi und Tian'anmendong), für den aufgrund seiner politischen, historischen und symbolischen Bedeutung grundsätzlich erhöhte Sicherheitsvorkehrungen gelten, beschränkt und wurde dann ab dem Frühjahr 2014 zunächst versuchsweise auf andere Stationen ausgeweitet. 2016 wurden Körperscanner an 51 Stationen des Netzes eingesetzt.

### Ersatzverkehr

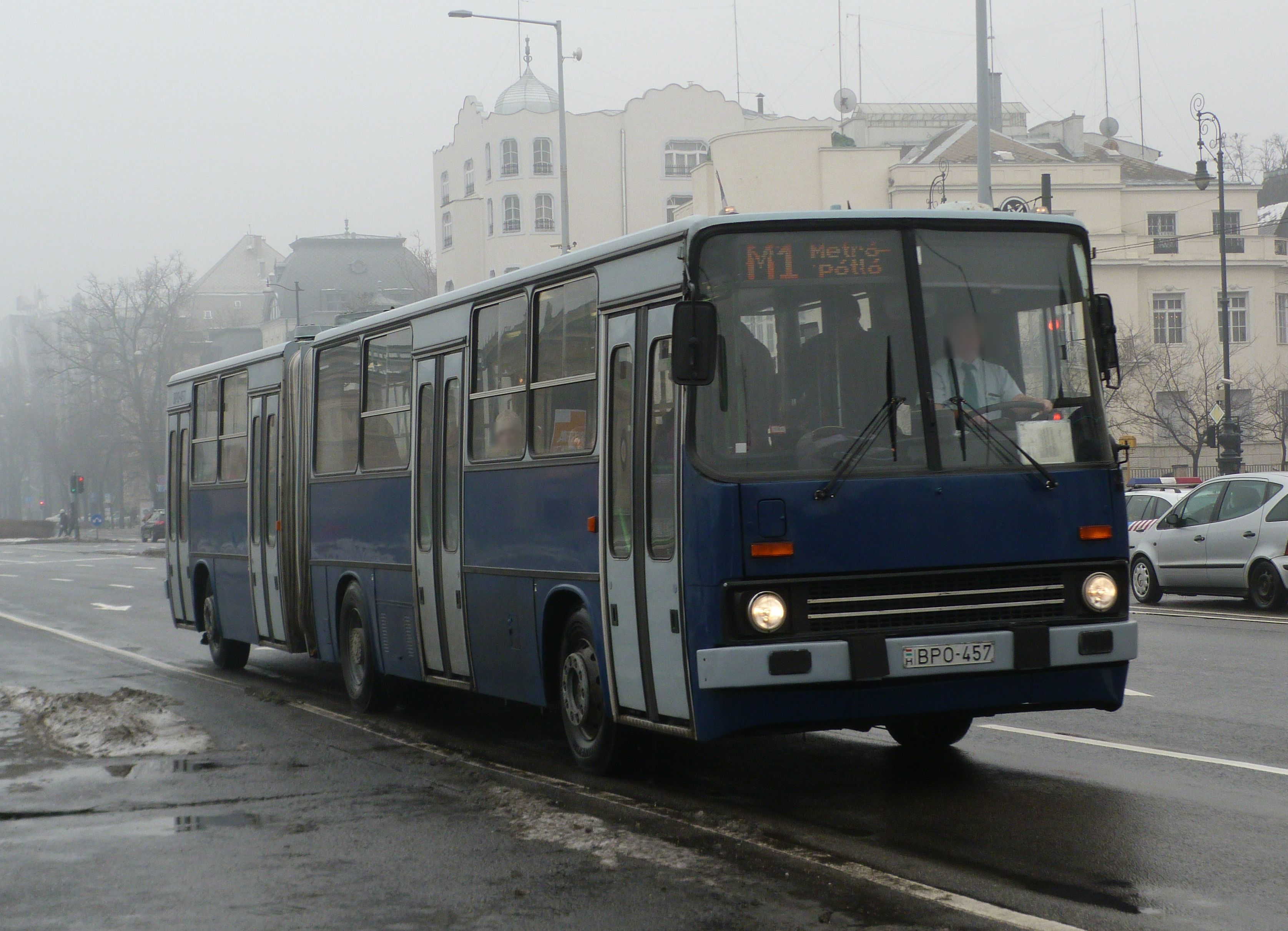
Schienenersatzverkehr für die Linie M1 in Budapest mit einem Ikarus 280, 2017
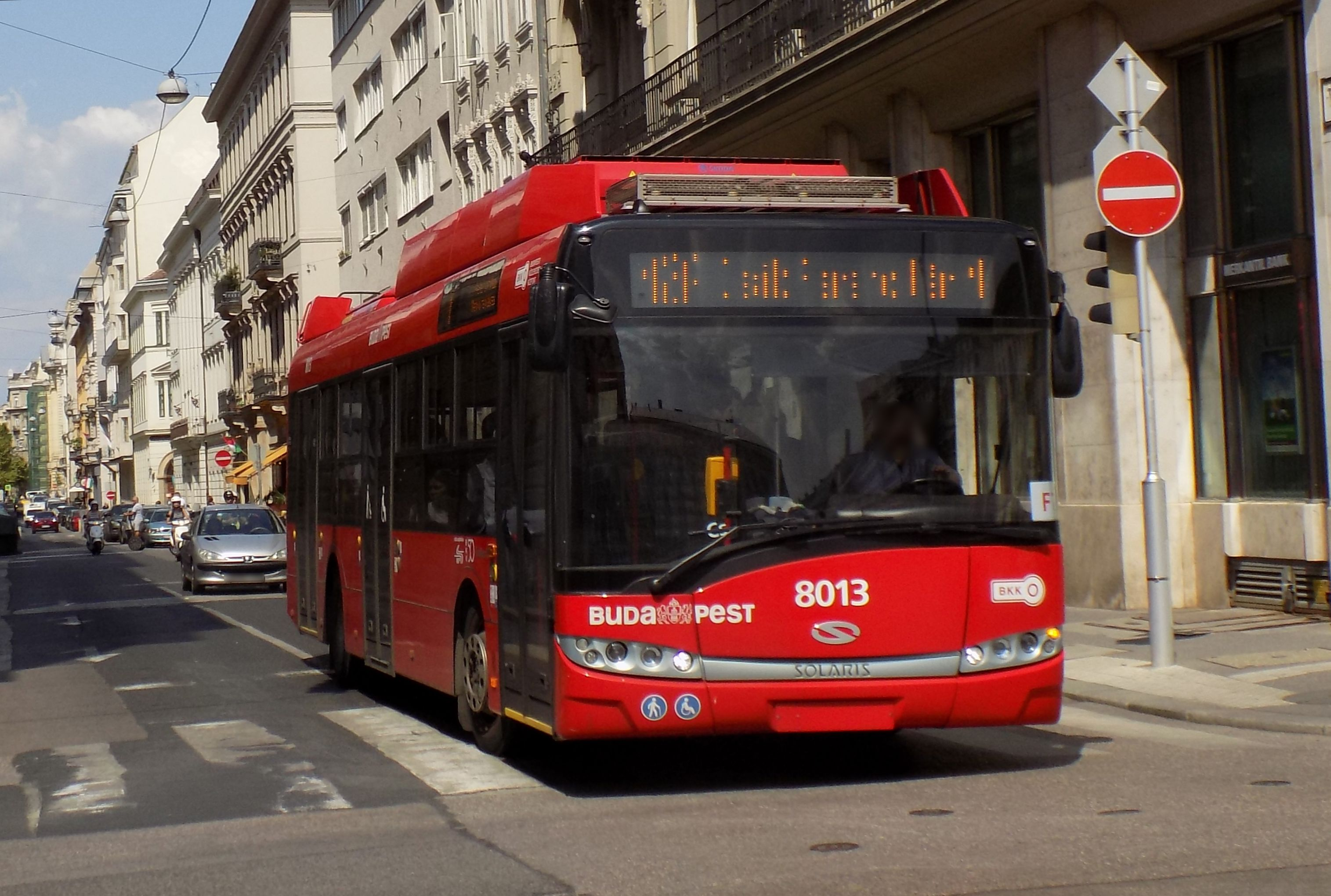
Zusatzlinie M2A in Budapest, betrieben mit Oberleitungsbussen im Hilfsantriebsmodus, während der Schließung der Station Kossuth Lajos tér der Linie M2, 2018
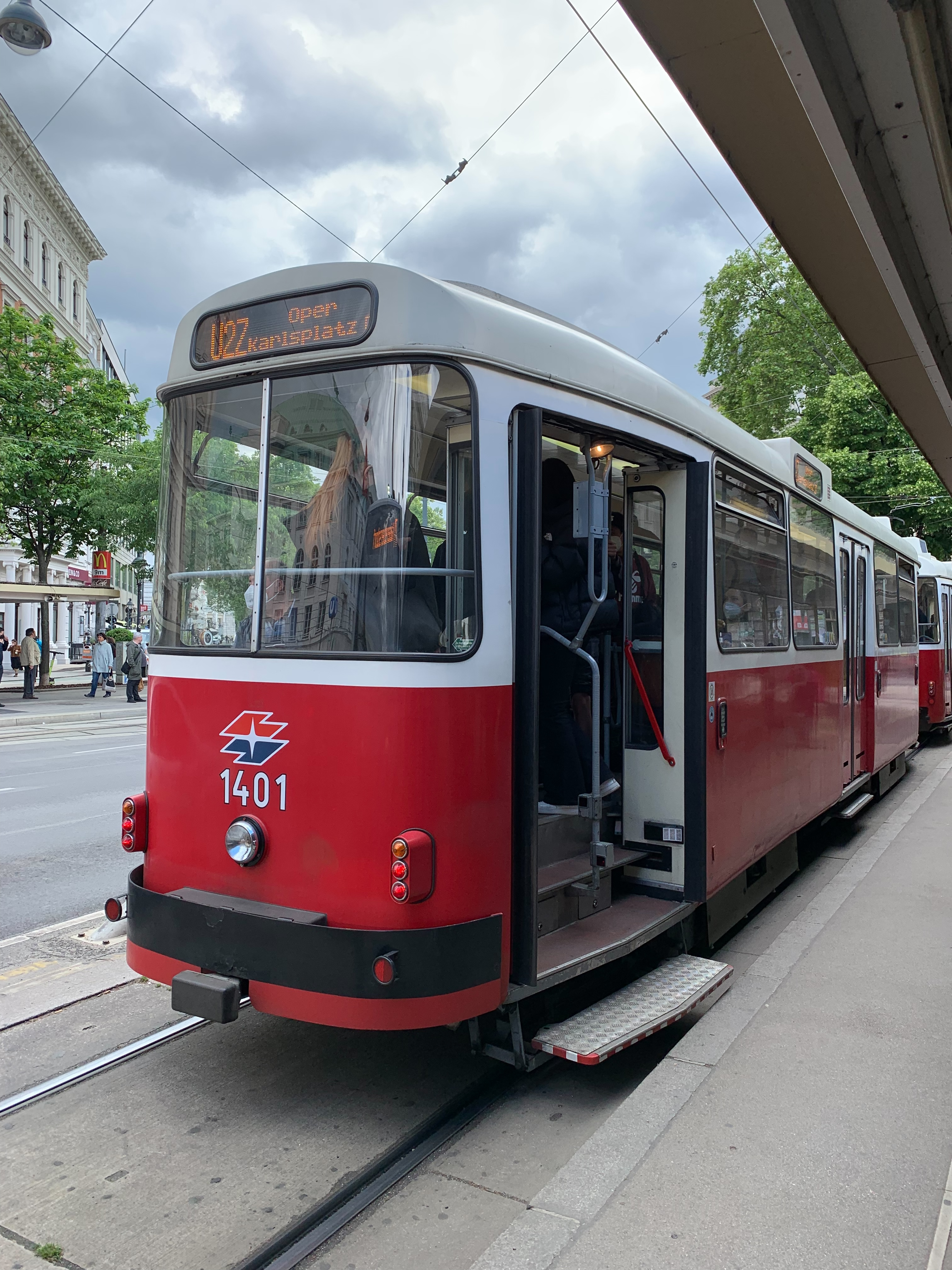
Im Anschluss an die verkürzte U2 verkehrende U-Bahn-Zusatzlinie U2Z der Straßenbahn Wien, 2021

Wie andere Schienenverkehrsmittel werden auch U-Bahn-Linien bei größeren Störungen oder Bauarbeiten häufig abschnittsweise oder vollständig im Ersatzverkehr betrieben. Hierbei werden je nach Betreiber bzw. lokalem Nahverkehrsnetz Omnibusse und/oder Taxen im Schienenersatzverkehr oder aber Straßenbahn-Sonderlinien eingesetzt. Der Ersatzverkehr kann dabei auch nur für einzelne U-Bahn-Stationen erfolgen, während diese saniert oder umgebaut werden. In diesem Fall pendelt der Ersatzverkehr nur zwischen der geschlossenen und einer regulär bedienten Nachbarstation.
In entsprechend verzweigten Systemen mit Linienüberlagerung werden U-Bahn-Linien auch zeitweise geändert und bedienen dann Relationen im Baustellenverkehr, welche normalerweise nicht angeboten werden. Ein Beispiel hierfür ist die immer wieder temporär auftauchende Berliner U12.

## Architektur und Kunst

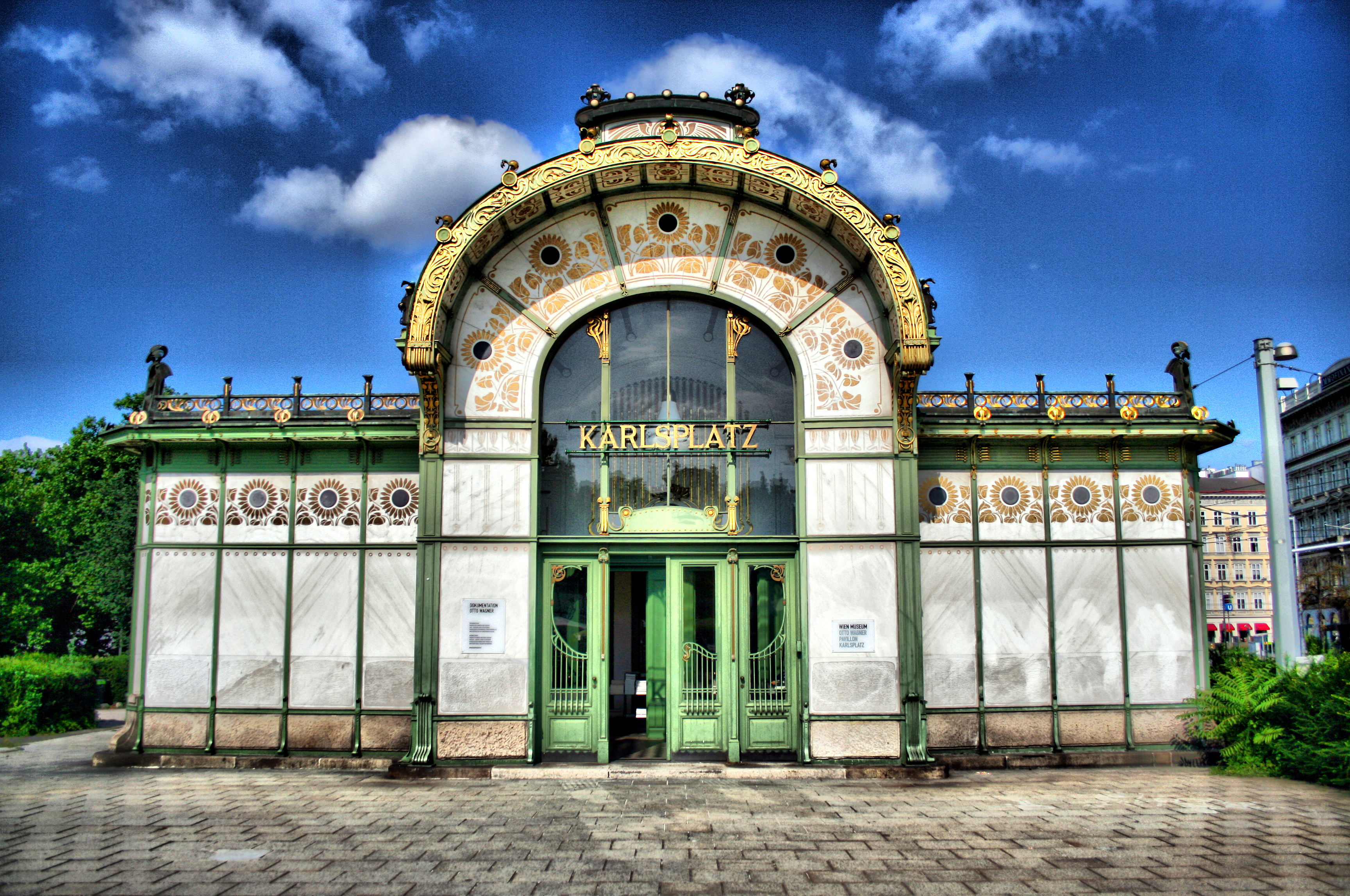
Karlsplatz, Wien (1900): Zugangspavillon im Secessionsstil Entwurf: Otto Wagner
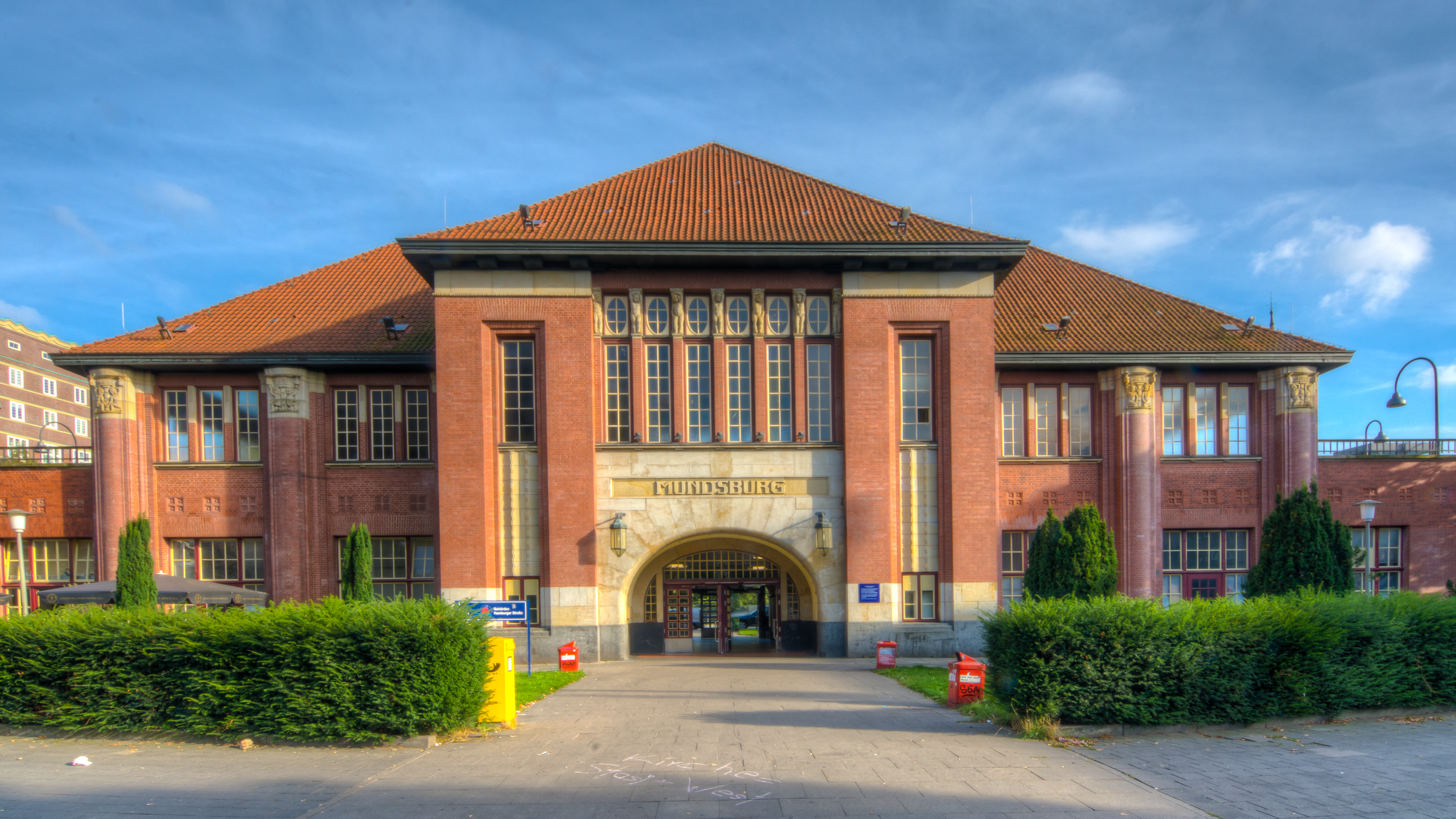
Mundsburg, Hamburg (1912): Reformarchitektur-Hochbahnhof Entwurf: Raabe & Wöhlecke
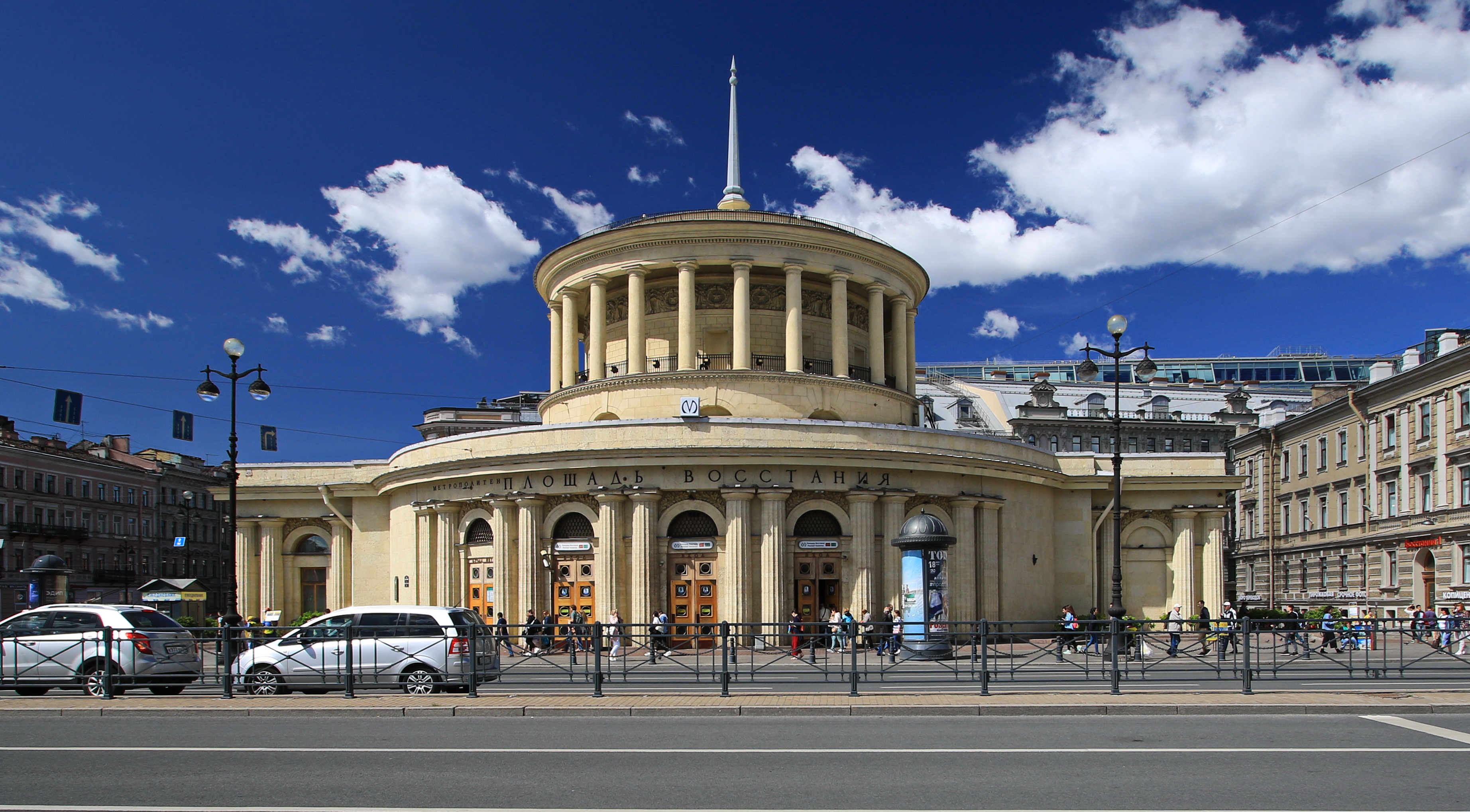
Ploschtschad Wosstanija, Sankt Petersburg (1955): Tempiettoartiger klassizistischer Zugangsbau
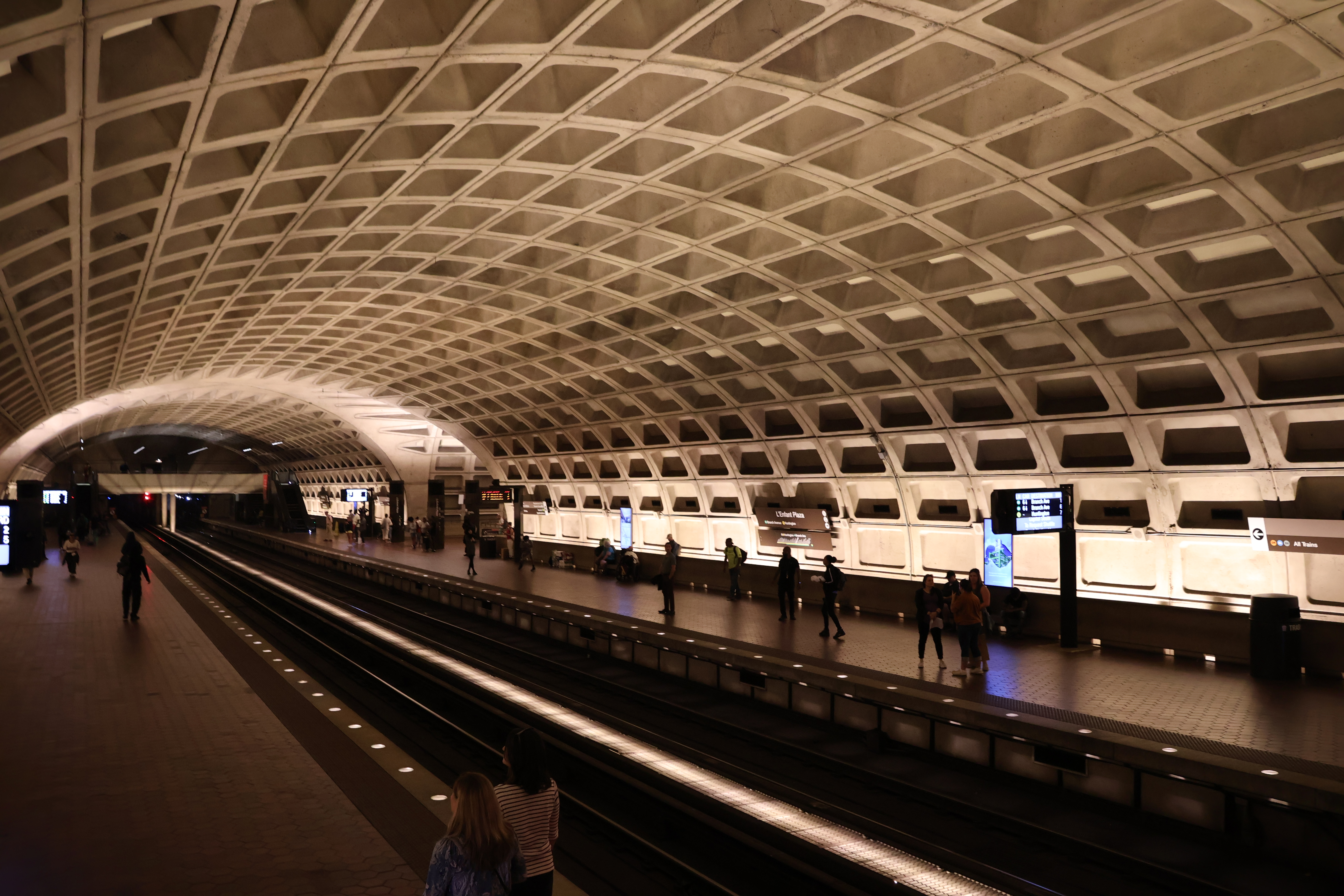
L'Enfant Plaza, Washington, D.C. (1977): Brutalistisches Kassettengewölbe mit komplexem Licht- und Schattenspiel Entwurf: Harry Weese
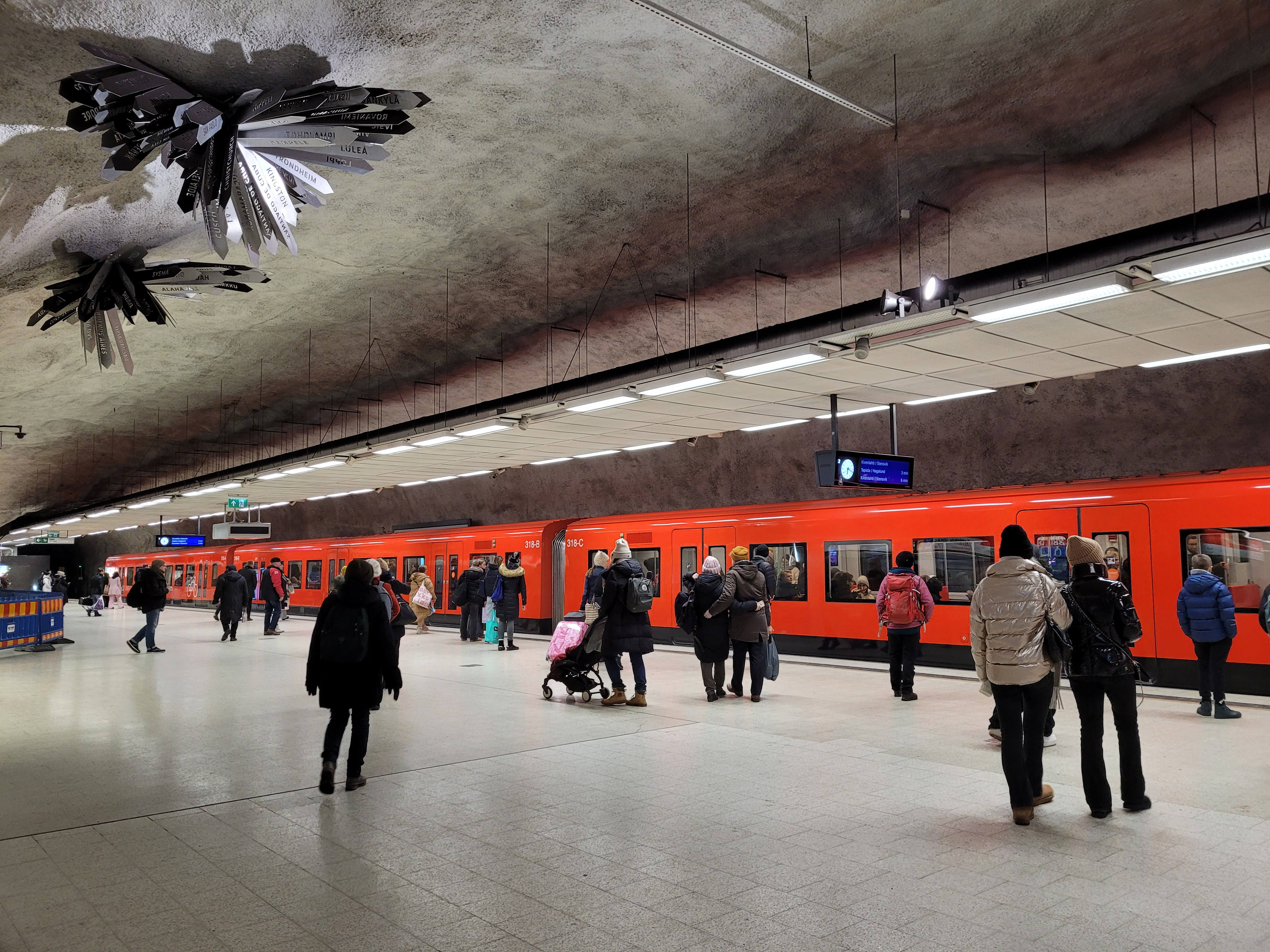
Kamppi/Kampen, Helsinki (1983): Sparsame Anklänge an die Postmoderne Entwurf: Eero Hyvämäki, Jukka Karhunen, Risto Parkkinen
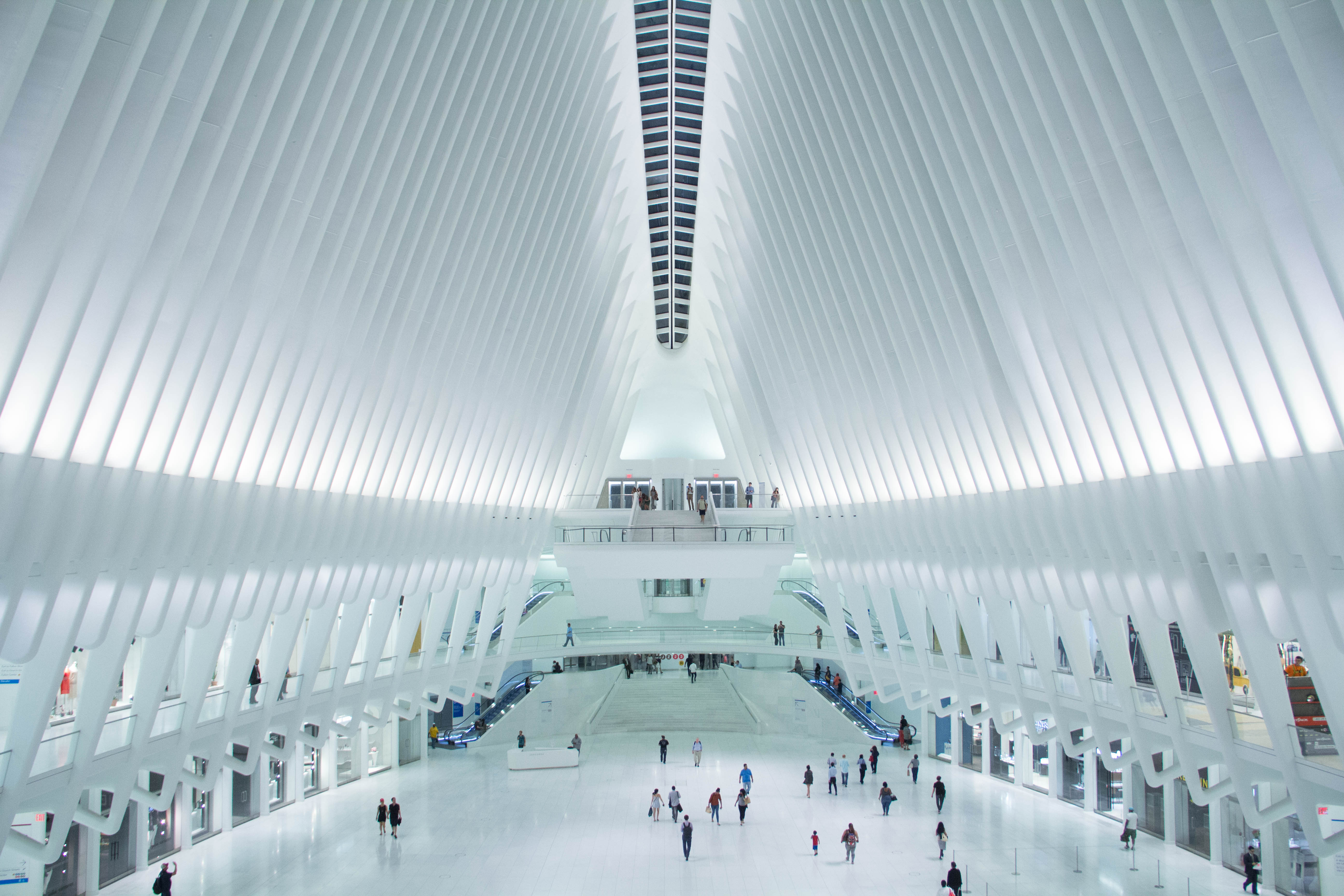
World Trade Center, New York (2016): Sakral anmutender Neo-Futurismus Entwurf: Santiago Calatrava
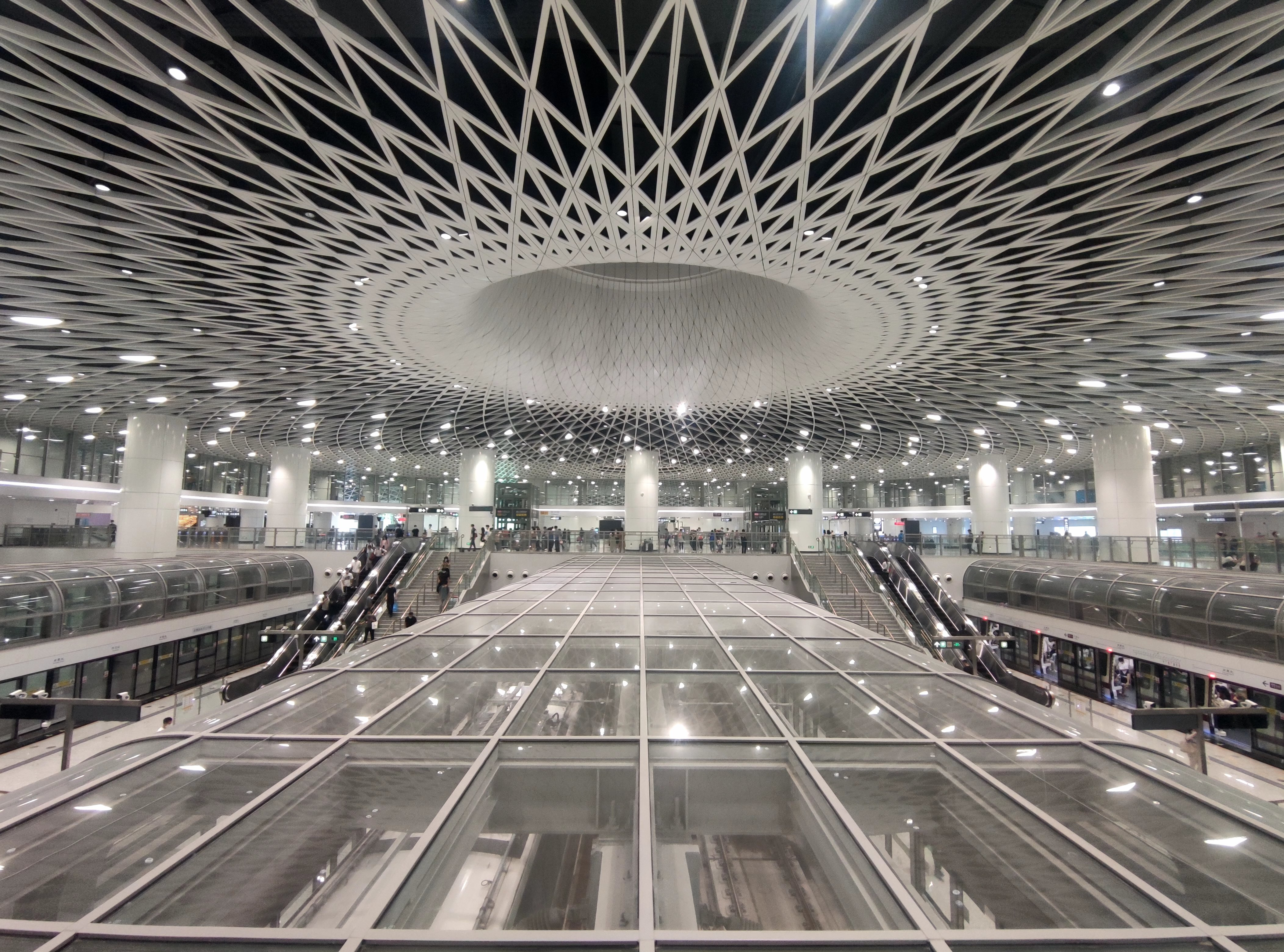
Gangxia North, Shenzhen (2022) Entwurf: Jiang & Associates Creative Design

Da U-Bahnhöfe häufig an innerstädtischen, vielfach stadtgestalterisch sensiblen Standorten liegen, wird ihr Entwurf seit der Frühzeit des Verkehrsmittels auch in seiner städtebaulichen, architektonischen, künstlerischen und dekorativen Dimension begriffen. Wie andere Bauaufgaben spiegeln Stationsbauwerke die stilistischen Moden und Geschmackstendenzen, den Stand von Bautechnik und Baukonstruktion, die spezifischen praktischen, technischen und sicherheitsbezogenen Erfordernisse der Nutzung und nicht zuletzt die finanziellen Möglichkeiten und Prioritäten sowie das Selbstverständnis des Vorhabenträgers einschließlich seines ggf. vorhandenen politisch-ideologischen Sendungsbewusstseins zur jeweiligen Entstehungszeit und am jeweiligen Entstehungsort wider. Das Spektrum der Entwürfe reicht entsprechend von reichhaltig und komplex ausgestalteten Stationen mit individuell angefertigten Bauteilen und aufwändigen Einzellösungen bis zu schlichten, betont sachlichen Entwürfen, die ausschließlich auf standardisierte Baumaterialien und Elemente zurückgreifen.
Vielfach zeigt sich beim Gestaltungsaufwand eine Abstufung, bei der insbesondere an solchen Standorten ein höherer Aufwand verfolgt wird, die sich durch eine besondere gesellschaftliche, kulturelle, ideelle, historische oder politische Bedeutung (Rathaus, Parlament, zentrale Sakralbauten, zentrale Innenstadtlagen u. a.), einen besonders wertvollen, häufig von Baudenkmälern geprägten baulichen Charakter, eine besondere Öffentlichkeitsreichweite bzw. Visitenkartenfunktion für die Stadt (Messe- und Kongresszentren, zentrale Sehenswürdigkeiten, wichtige Fernbahnhöfe, Flughäfen u. a.) oder eine besondere stadträumliche Exponiertheit und Stadtbildwirksamkeit auszeichnen, während etwa an peripheren und stadtgestalterisch weniger sensiblen Standorten häufig schlichtere Entwürfe realisiert werden.
Verschiedene Netze besitzen besondere Bekanntheit für die Gestaltung ihrer Stationen bzw. behandeln verschiedene Betreiber die Ausgestaltung von Stationen grundsätzlich mit besonderer Aufmerksamkeit. Weiterhin können weltweit bestimmte wiederkehrende Ansatzpunkte für Gestaltungen identifiziert werden, wobei diese häufig kombiniert werden bzw. Entwürfe mehrere der nachfolgend genannten Merkmale erfüllen können, die stellvertretend für die erhebliche Vielfalt von Stationsgestaltungen stehen.

### Paläste der Arbeiterklasse

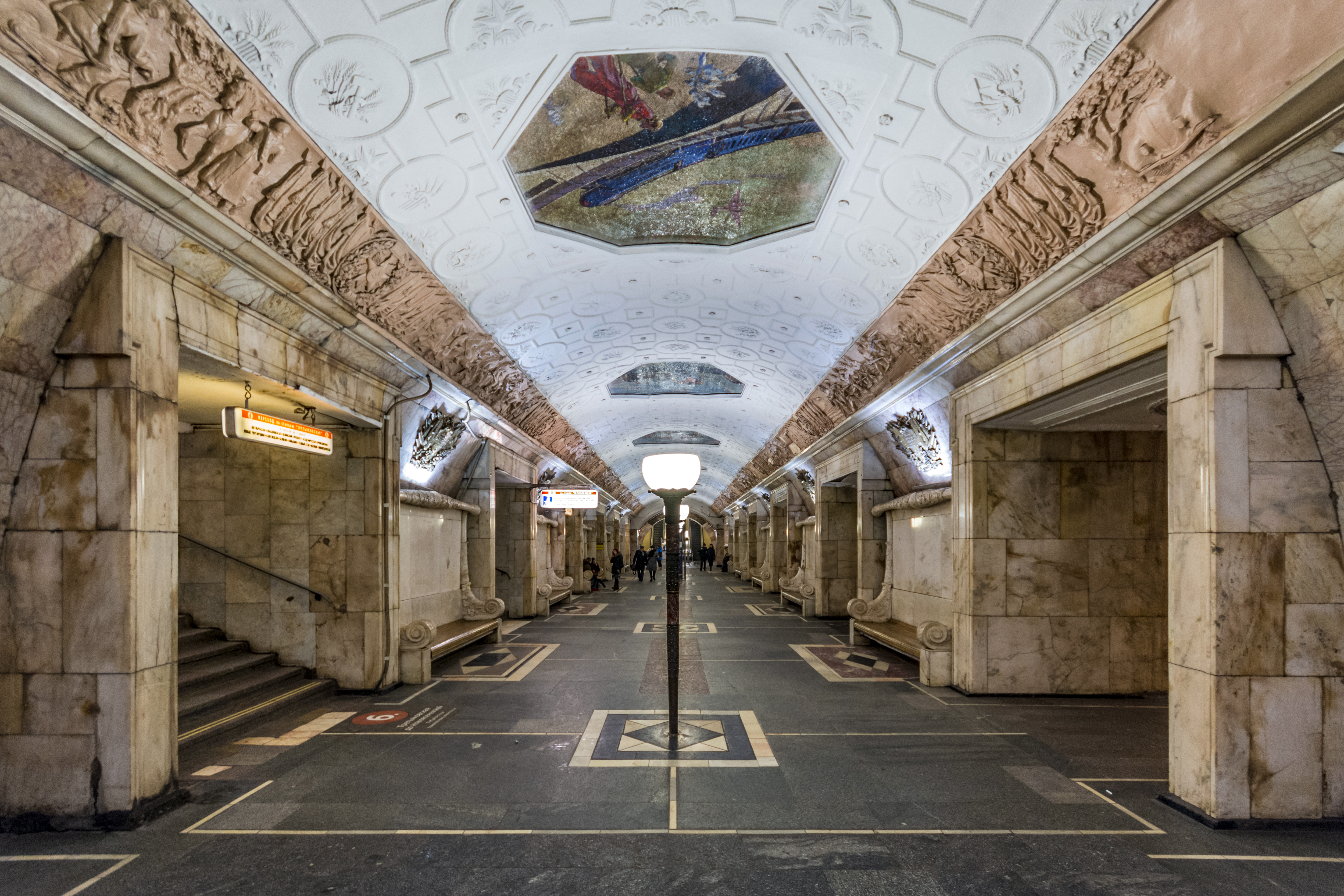
Nowokusnezkaja, Moskau (1943)
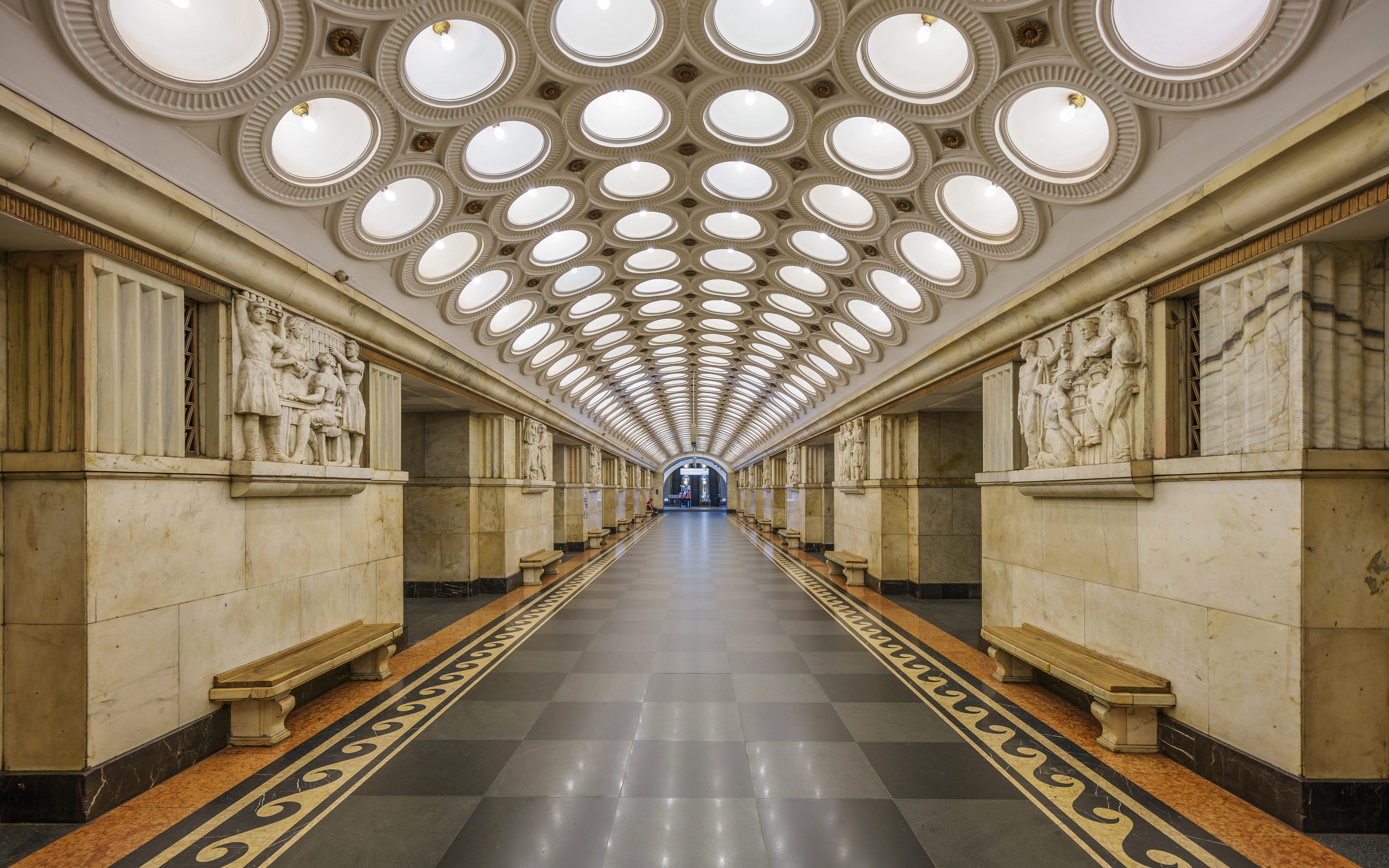
Elektrosawodskaja, Moskau (1944)
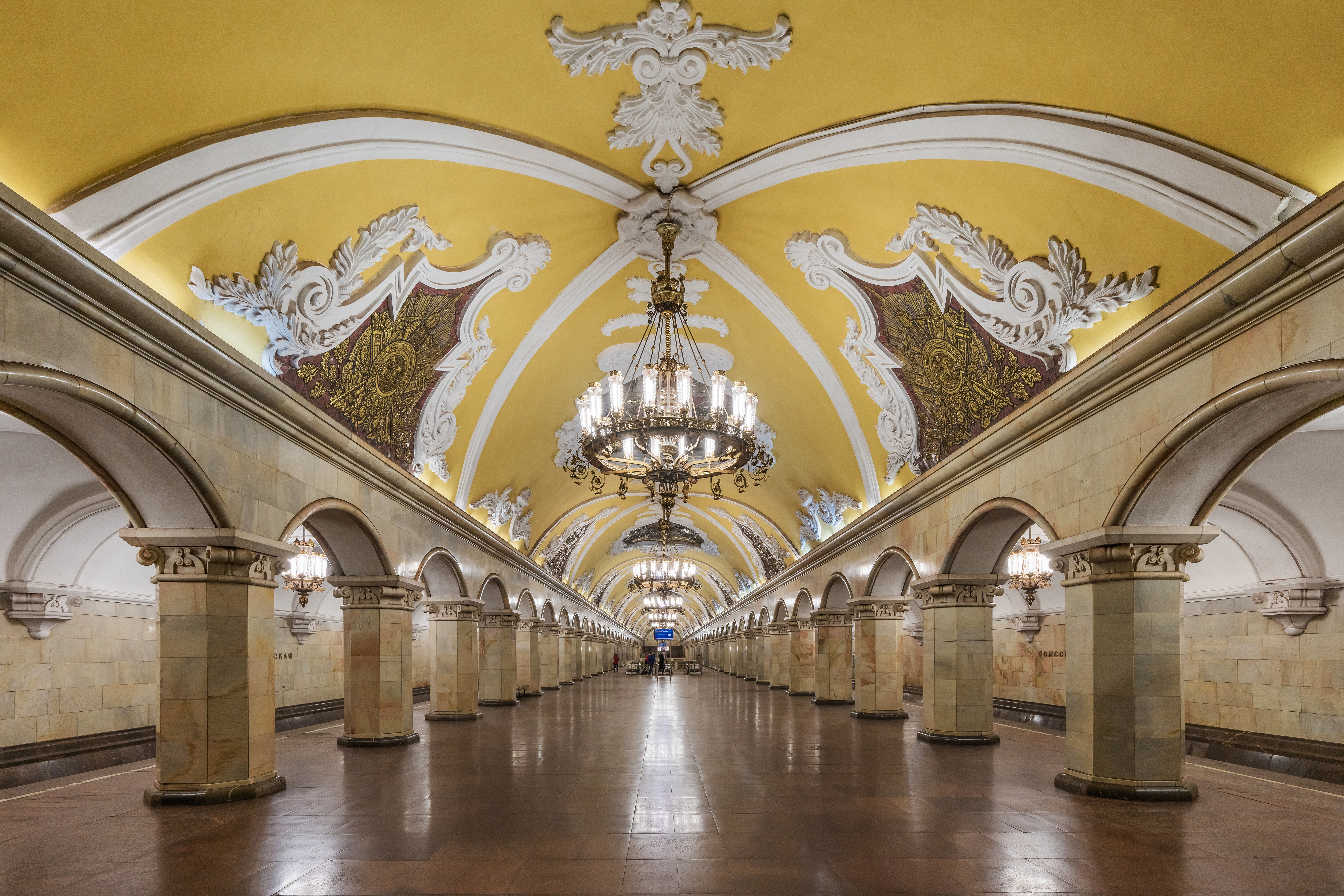
Komsomolskaja, Moskau (1952)
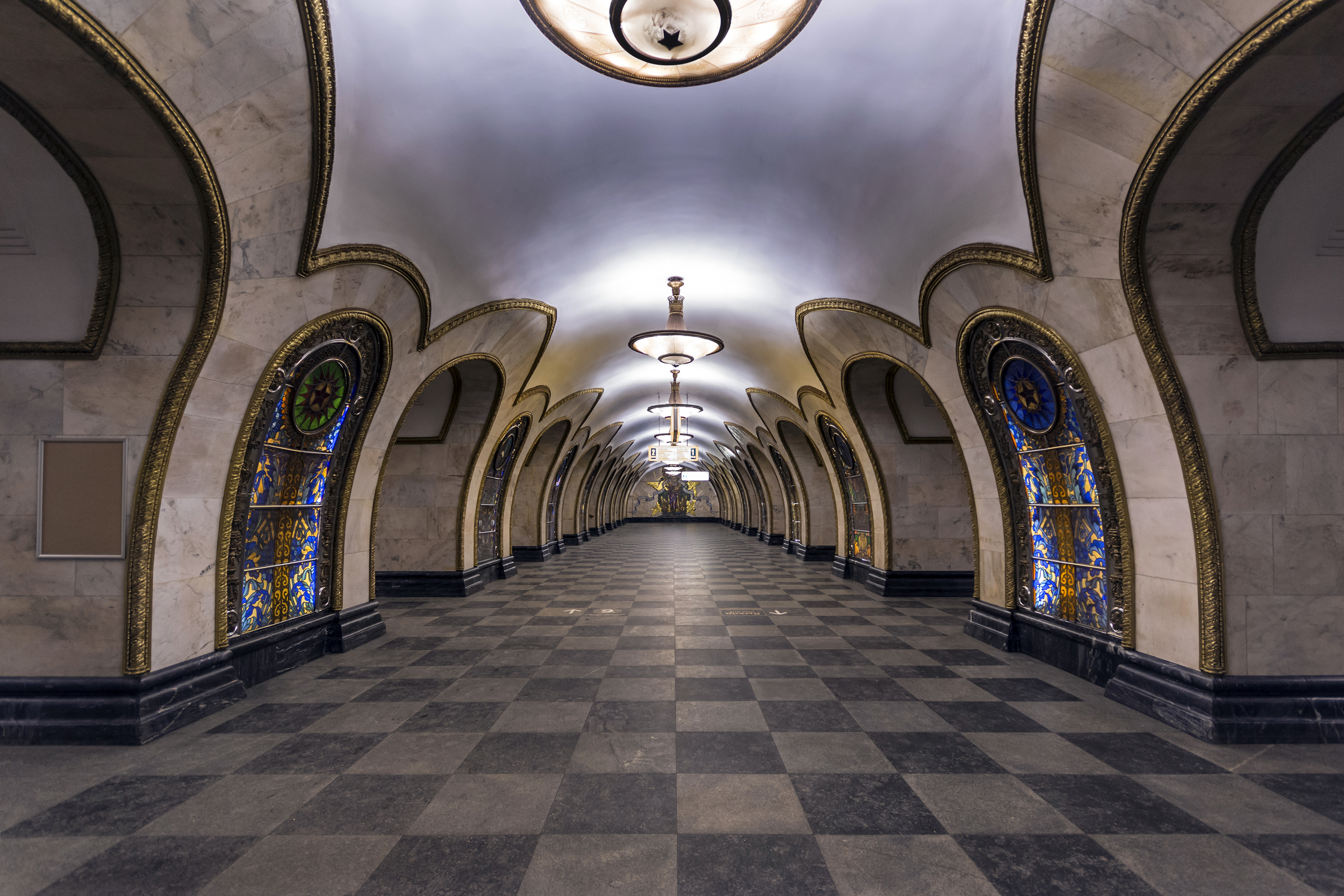
Nowoslobodskaja, Moskau (1952)
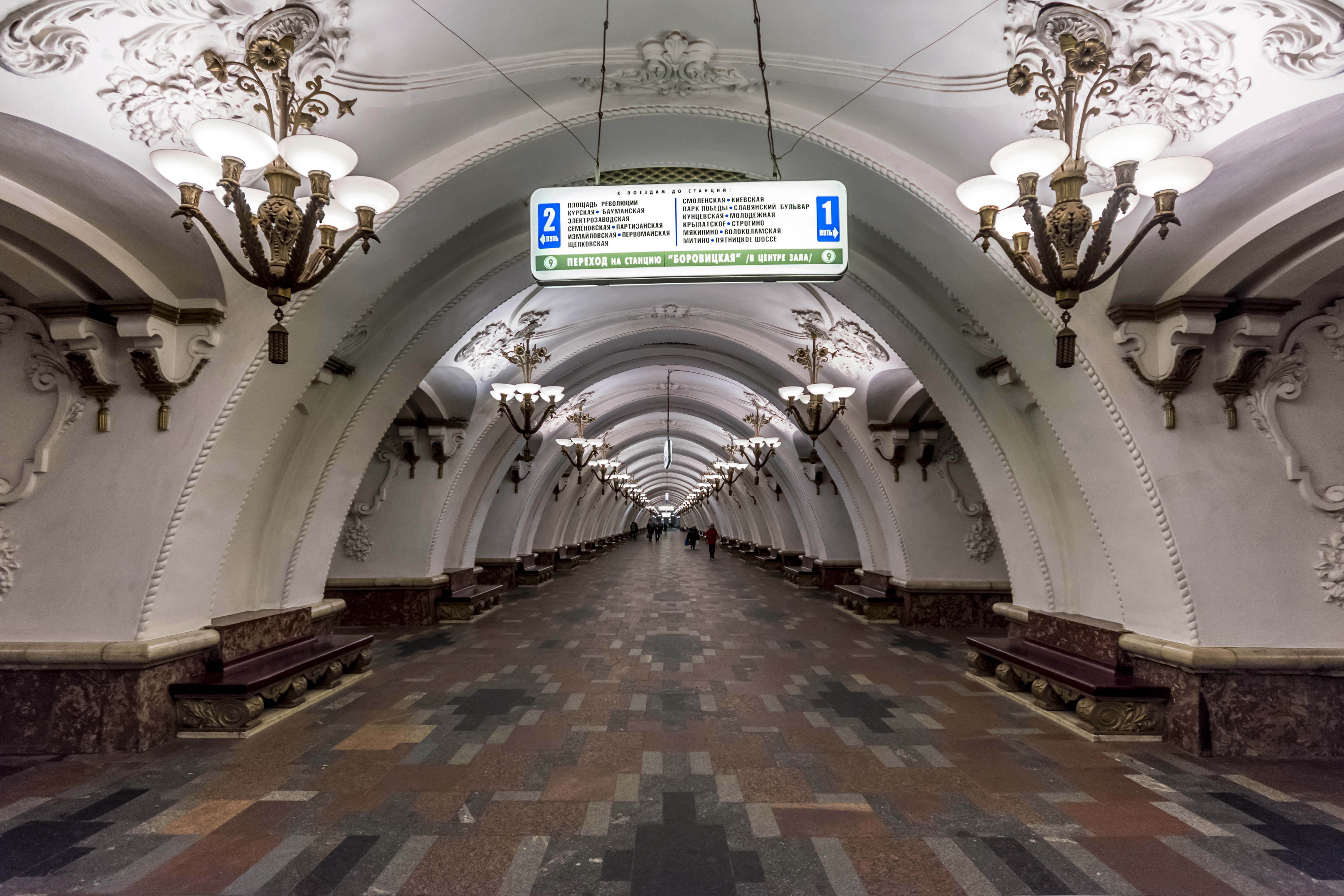
Arbatskaja, Moskau (1953)
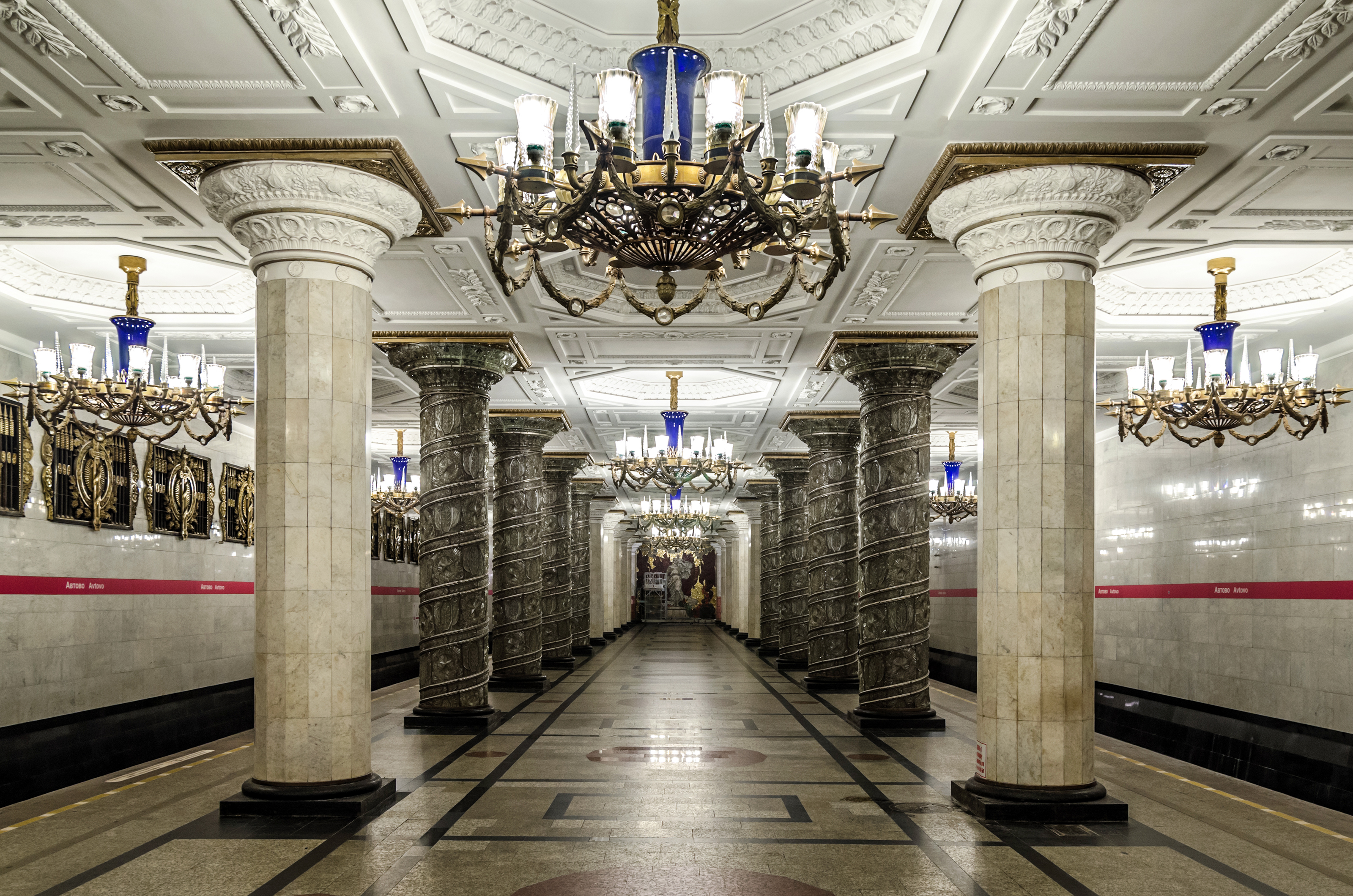
Awtowo, Sankt Petersburg (1955)
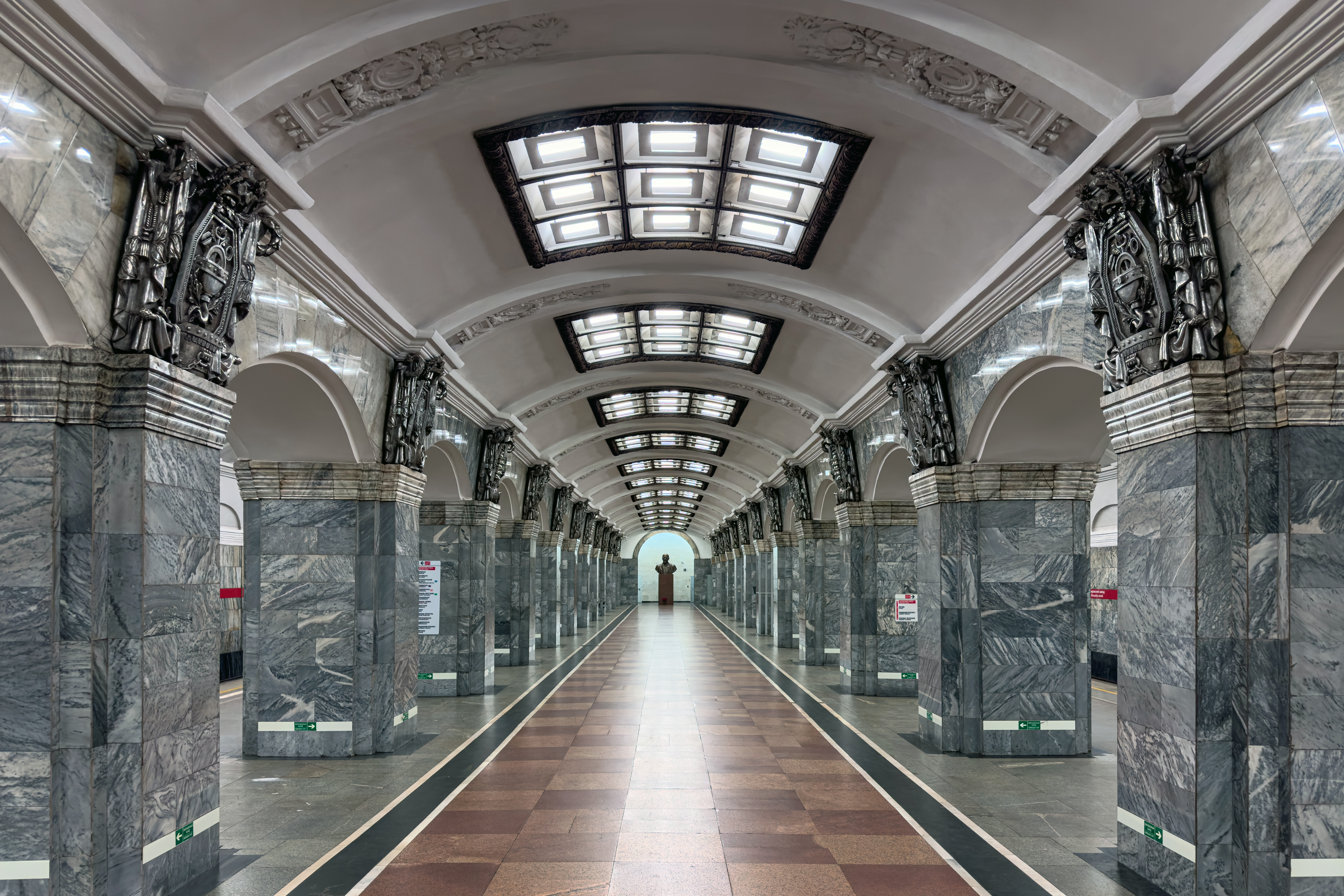
Kirowskij Sawod, Sankt Petersburg (1955)

Zu den für die Gestaltung ihrer Bahnhöfe besonders bekannten Netzen zählen die Moskauer Metro und – in unterschiedlichem Maße – die nach ihrem Vorbild geplanten weiteren Netze der (früheren) Sowjetunion und anderer (ehemals) sozialistischer Staaten. Besondere Bekanntheit haben die frühen Moskauer Stationen, die in opulentem Sozialistischem Klassizismus mit kostbaren Materialien wie Marmor, Einbauten wie Wand- und Kronleuchtern und reichhaltigen Dekorprogrammen mit aufwändigen Stuck- und Reliefarbeiten, Plastiken, großformatigen Malereien und Mosaiken und Glasmalereiarbeiten ausgestaltet sind.
Die Prachtentfaltung diente der Veranschaulichung und Versicherung des unter dem und durch den Sozialismus erreichten Wohlstandes sowohl gegenüber der eigenen Bevölkerung als auch gegenüber dem Ausland und gleichermaßen der Unterstreichung der Bedeutung öffentlicher bzw. der Allgemeinheit gewidmeter Güter im Sozialismus einschließlich der „Proletarisierung“ traditionell herrschaftlicher und aristokratischer Architekturmerkmale, womit auch die bewusste Abgrenzung zu den gestalterisch schlichteren Netzen im kapitalistischen Ausland verbunden war. In diesen Kontext ist auch die von offizieller Seite verwendete Bezeichnung der Moskauer Bahnhöfe als Paläste der Volkes und Paläste der Arbeiterklasse einzuordnen. Motivisch spiegelt sich dieser Anspruch zudem im Rückgriff eines großen Teils der dekorativen und baukünstlerischen Elemente der Gestaltung auf Symbole des Sozialismus und Kommunismus bzw. der Arbeiterbewegung (z. B. Hammer und Sichel, rote Sterne, rote Fahnen, Ährenbündel und landwirtschaftliches Gerät als Verweis auf die Bauernklasse und Metapher für wirtschaftliches und gesellschaftliches Gedeihen sowie Zahnräder, Werkzeuge und Maschinen als Verweis auf Arbeiterklasse und technischen Fortschritt) und in der zentralen Rolle von Bauern, Arbeitern, Techniker und Wissenschaftlern und ihren jeweiligen Tätigkeiten in den bildhaften Darstellungen wider.
Gleichzeitig entsprechen die reichhaltige Dekorierung und die Wiederaufnahme historisierender Motive einer allgemeinen Entwicklungstendenz der Architektur der 1930er Jahre, die sich parallel und teilweise als Gegenbewegung zur Moderne vollzog, die ihrerseits in Russland mit den unter dem Begriff der russischen Avantgarde zusammengefassten Strömungen bis in die Anfangsjahre der Sowjetunion äußerst produktiv war. Vergleichbare Entwicklungen bestanden etwa in den Vereinigten Staaten und im Deutschen Reich mit seiner ambivalenten Haltung zur Moderne. Ebenso können Parallelen zu Expressionismus und Art déco, das zur selben Zeit seinen Höhepunkt erlebte, gezogen werden, die zwar weniger stark bzw. weniger eindeutig historisch, jedoch ebenfalls stark dekorativ geprägt waren.
Nach dem Tod Stalins im Jahr 1953 und mit Beginn der Staatsführung unter Chruschtschow wurden neu geplante Stationen sowohl in Moskau als auch in anderen Städten der UdSSR insgesamt deutlich schlichter und stärker vereinheitlicht. Sie reflektierten dabei zu unterschiedlichen Graden auch die allgemeine Fortentwicklung der Architektur bzw. globale Strömungen und verwirklichten im Laufe der Jahrzehnte auch konsequent moderne und postmoderne Entwürfe.
Opulentere Entwürfe beschränkten sich in der zweiten Hälfte des 20. Jahrhunderts vorrangig auf die in dieser Zeit neu geschaffenen Netze, wobei hierbei vielfach auch lokale Bautraditionen und folkloristische Motive reflektiert wurden. Beispielsweise thematisiert die Haltestelle Kosmonavtlar (dt.: Kosmonauten) in Taschkent durch tiefe Blautöne und schimmernde Oberflächen, die an das Nachtfirmament erinnern, und großformatige Medaillons mit Darstellungen von u. a. Juri Gagarin und Walentina Tereschkowa den Weltraum und die Raumfahrt und verweist so auf die Rolle der Sowjetunion im sogenannten Wettlauf ins All, während Pfeiler und Deckenform der Stationen Alisher Navoiy, Mustaqillik Maydoni und Turkiston an traditionelle Formen der islamischen Architektur des historisch muslimisch geprägten Usbekistans erinnern.
Weiterhin ist festzuhalten, dass zu allen Zeiten und in allen Netzen der Sowjetunion und anderer sozialistischer Staaten eine Vielzahl von Stationen vorrangig funktionsbetont entworfen wurde und sich die besonders aufwändigen Entwürfe wie in den kapitalistischen Ländern vorrangig auf herausgehobene Standorte konzentrierten.

### Standardisierte Entwürfe/Architektur als Erkennungszeichen

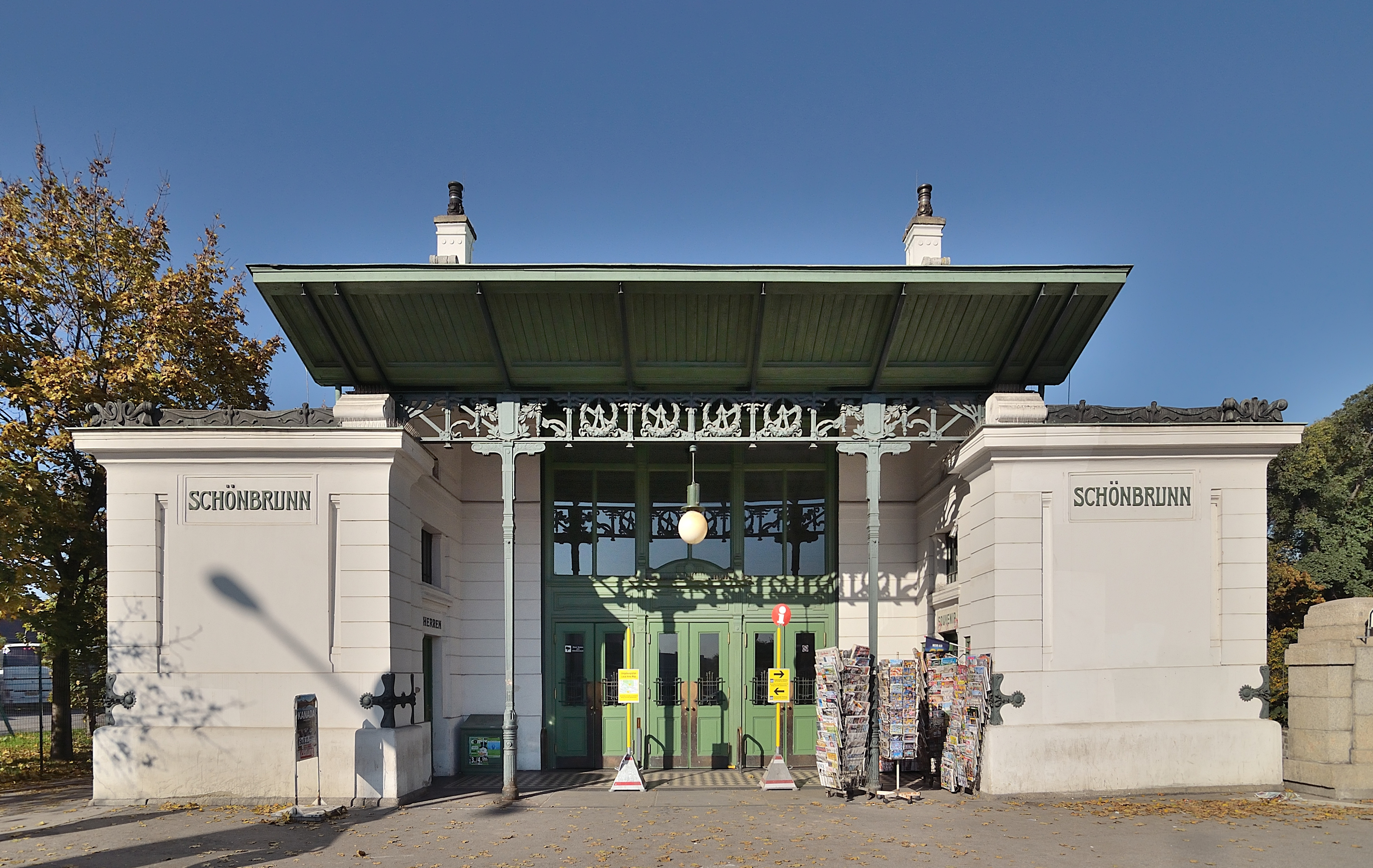
Einer der Standardtypen der Zugangspavillons der Wiener Stadtbahn, heute Teil der Linien U4 und U6 Entwurf: Otto Wagner
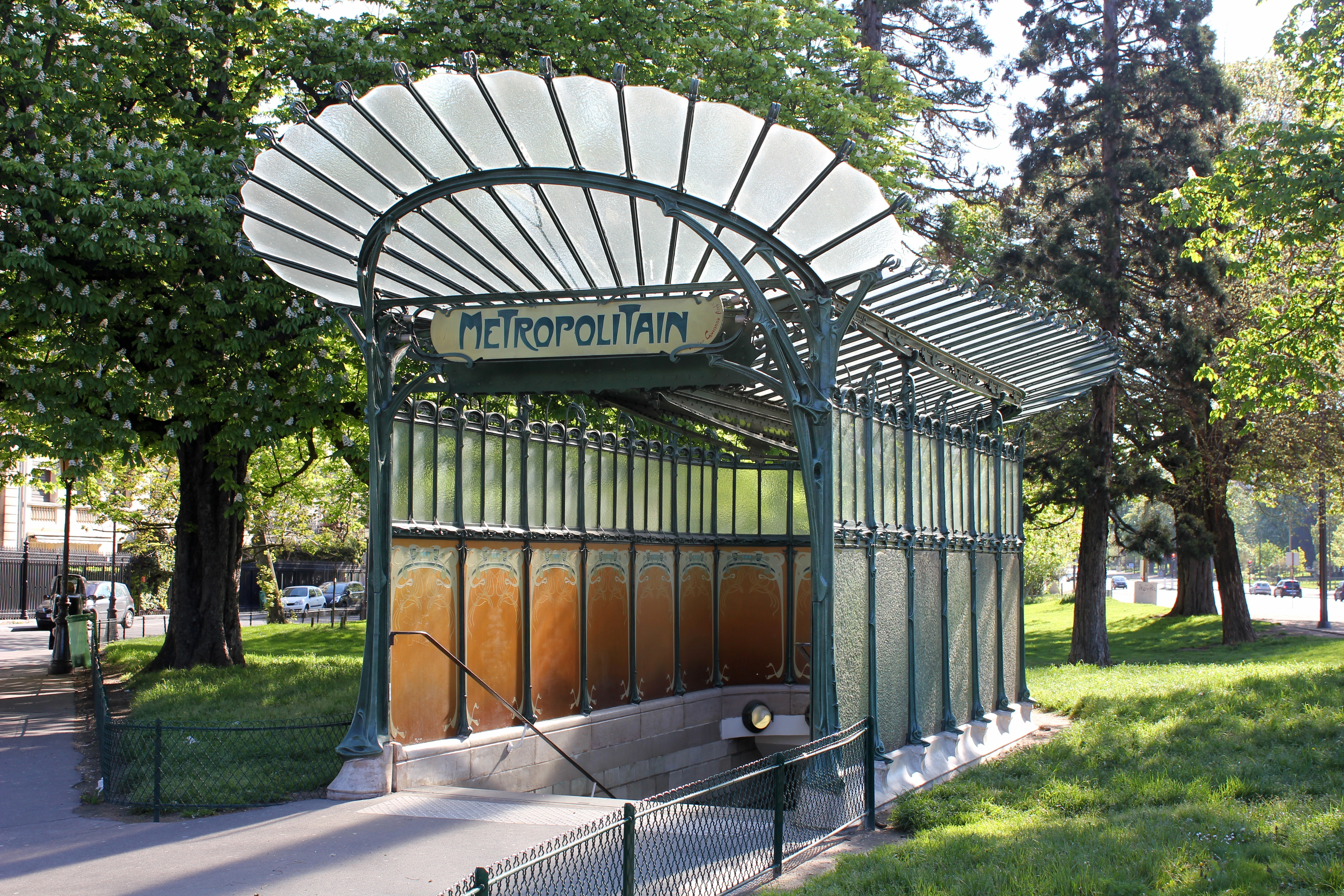
Einer der Standardtypen von Stationseingängen der Métro Paris Entwurf: Hector Guimard
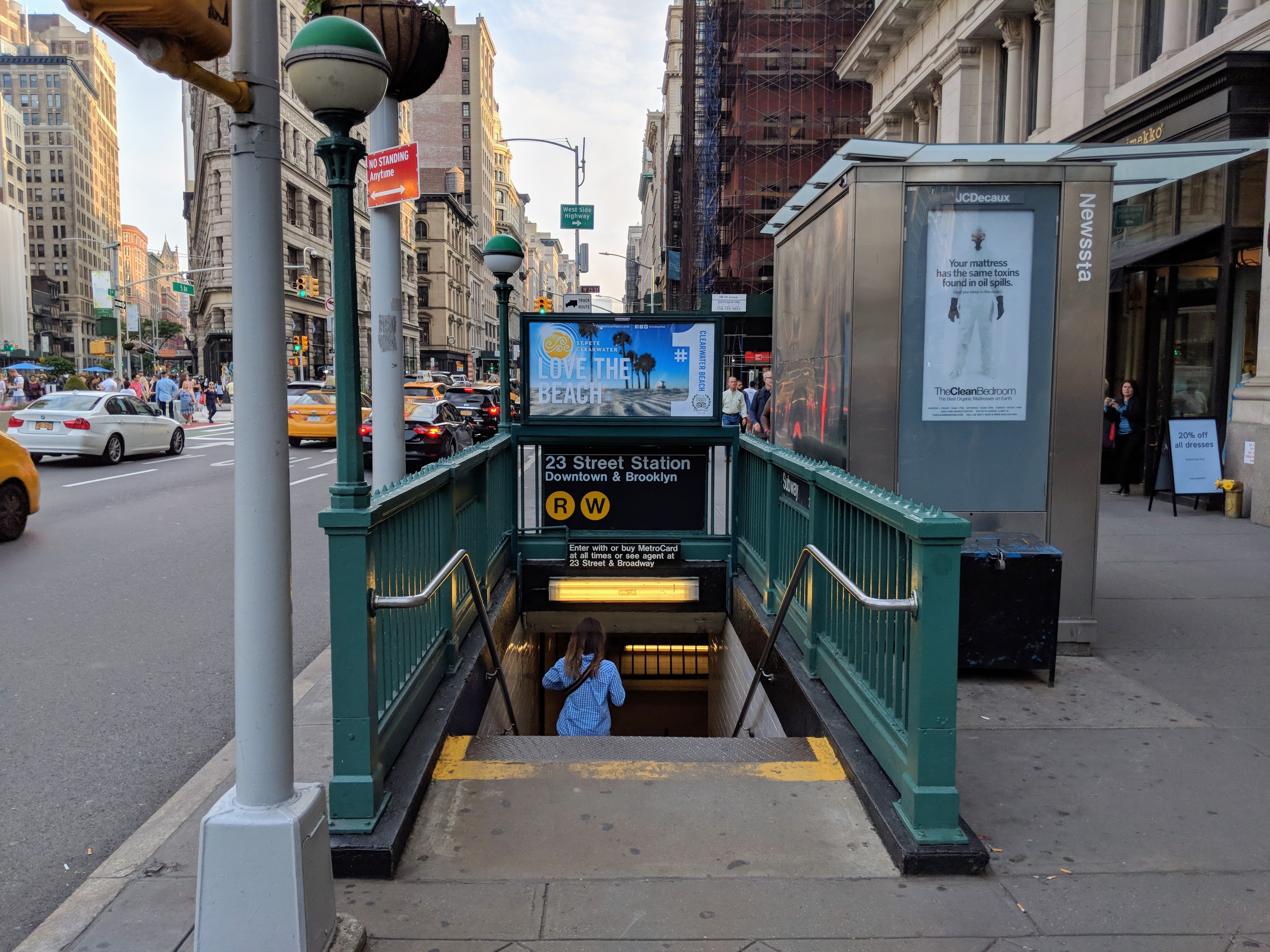
Typischer Abgang zu einer Station der New York City Subway mit grünem Geländer und Kugelleuchten
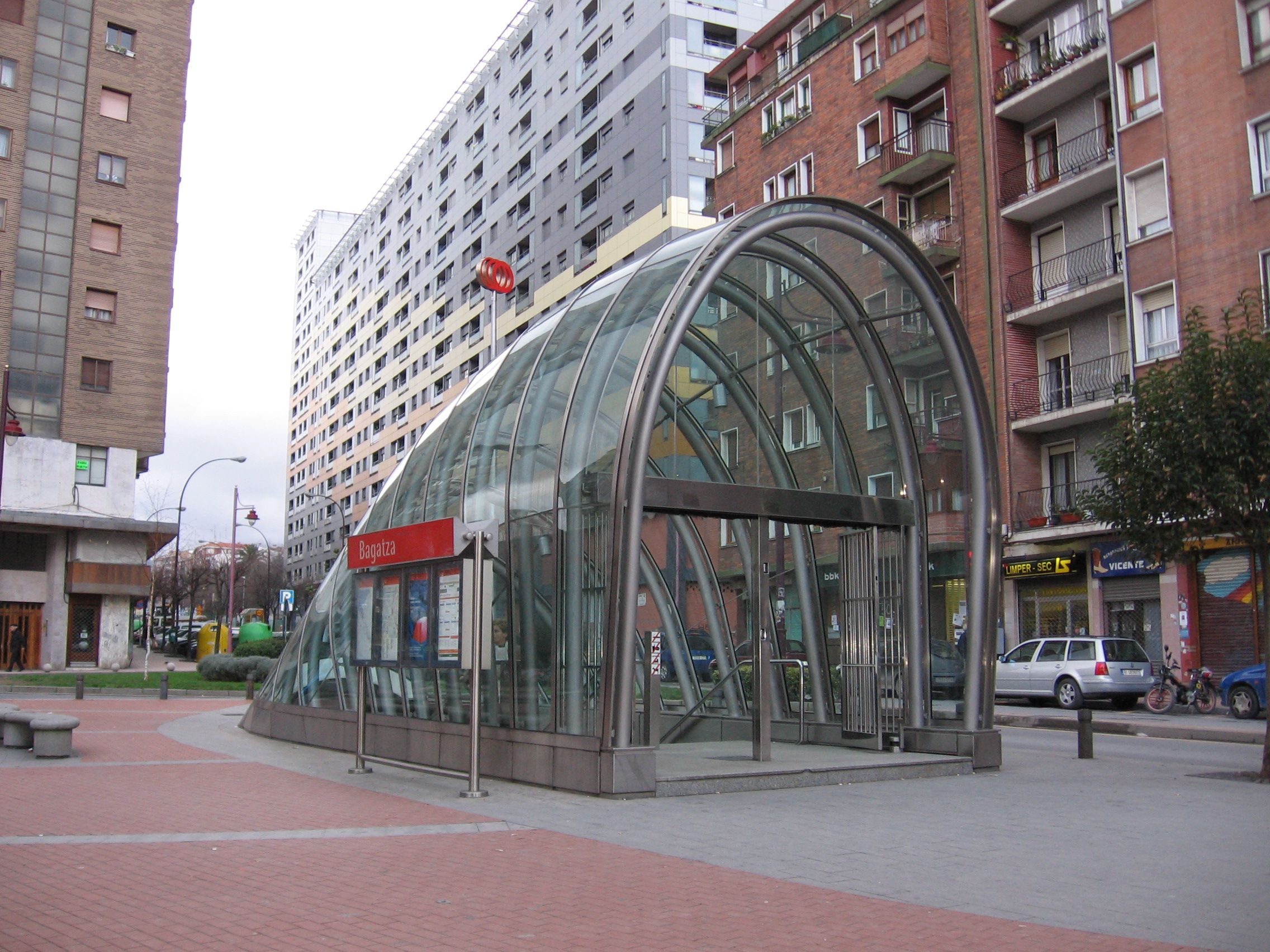
Fosterito der Metro Bilbao Entwurf: Foster + Partners
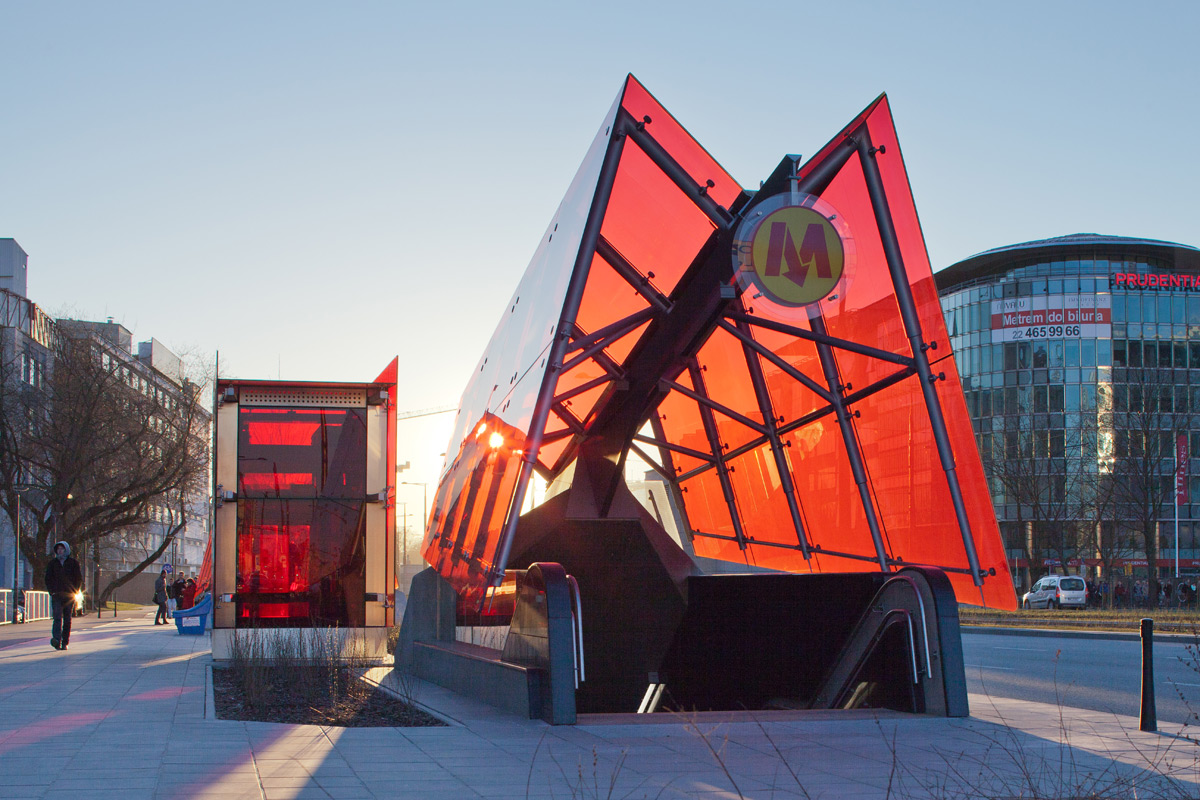
Typischer Abgang einer innerstädtischen Station der Linie M2 der Metro Warschau mit gefaltetem, M-förmigem Dach
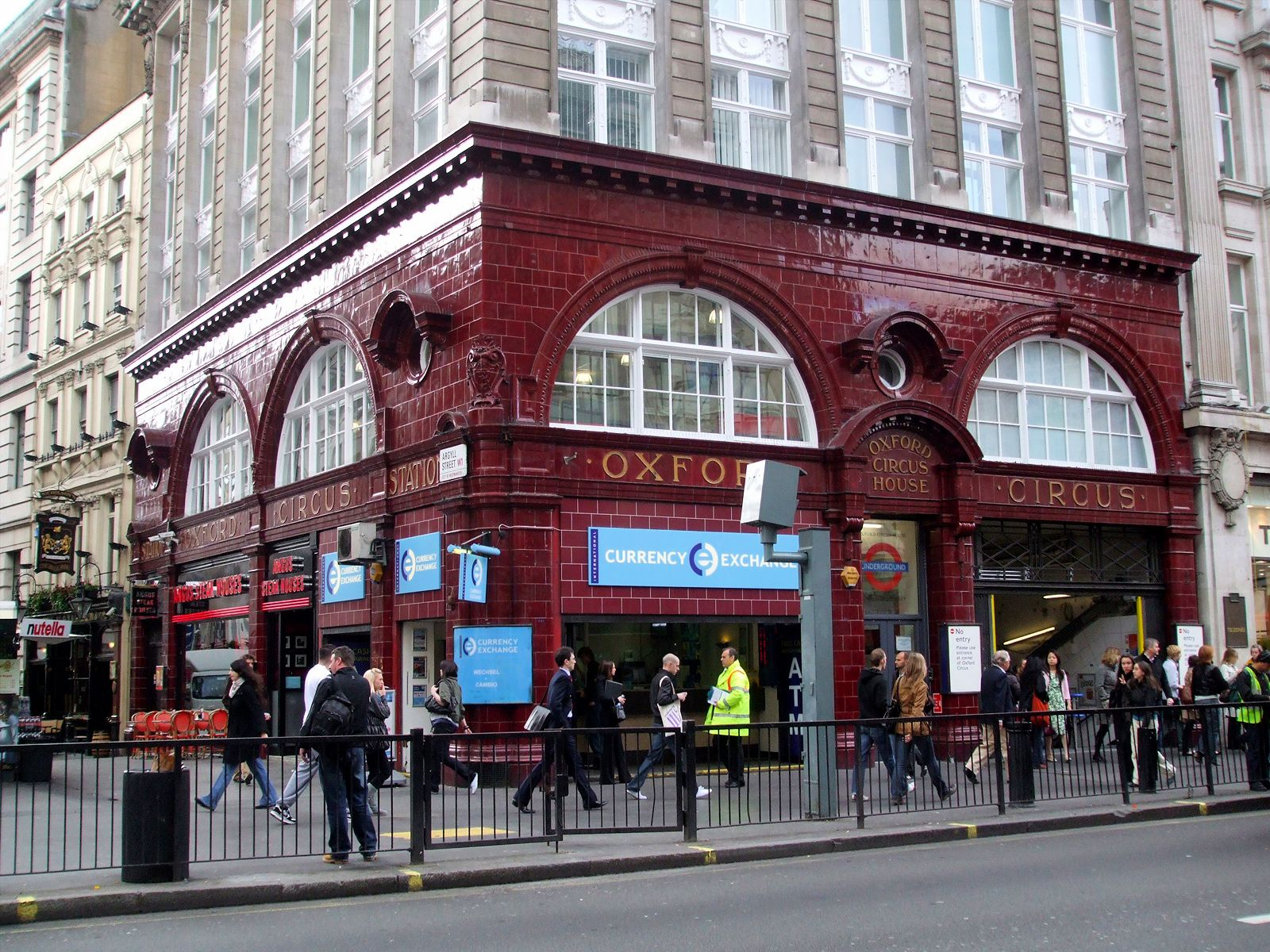
Oxford Circus, London: Typischer Entwurf von Leslie Green, hier als Gebäudesockel mit ergänzender Büronutzung in den weiteren Obergeschossen
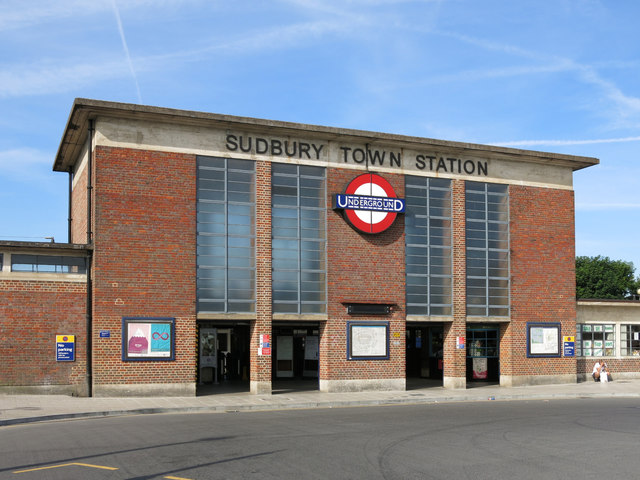
Sudbury Town, London: Typischer Entwurf von Charles Holden, errichtet 1931 als Klinkerbau mit starken Bezügen zur Neuen Sachlichkeit

Empfangsgebäude und Zugangsbauwerke von U-Bahn-Stationen sind in der Regel mit dem Logo des jeweiligen Systems gekennzeichnet (siehe auch hier) und so als Teil des U-Bahn-Systems erkennbar. In einigen Netzen dienen jedoch auch die Bauwerke selbst durch ihr charakteristisches und wiedererkennbares Aussehen und ihre Verwendung an mehreren Standorten als Symbol für ein System bzw. können auch ohne Markierung durch ein Logo o. ä. als U-Bahn-Bauwerk identifiziert werden und sich darüber durch ihre starke Präsenz auch zu einem Wahrzeichen für die jeweilige Stadt insgesamt entwickeln. Es kann sich hierbei sowohl um einen konkreten Bautyp handeln, der an mehreren Stationen identisch realisiert wird, als auch um bestimmte einheitliche gestalterische Prinzipien und Elemente, die auf unterschiedliche Entwürfe und Entwurfssituationen angewendet werden und hierdurch einen gestalterischen Zusammenhang zwischen den einzelnen Bauwerken schaffen.
Beispiele für einheitliche Bautypen sind die von Hector Guimard in fließenden Art-Nouveau-Formen entworfenen Zugänge der Métro Paris, die ursprünglich nur an den Stationen der Interborough Rapid Transit Company verwendeten und später in weitere Teile des Netzes übertragenen grünen Geländer und Kugelleuchten der New York City Subway, die postmodernen Überdachungen der Zugänge der Metro Bilbao, die in Anlehnung an das verantwortliche Architekturbüro Foster + Partners lokal umgangssprachlich als Fosteritos (dt. sinngemäß „Kleiner Foster“, „Fosterchen“) bezeichnet werden, und die zu einer M-Form gefalteten Glasdächer der Zugänge der innerstädtischen Stationen der Linie M2 der Metro Warschau, die durch Aufnahme des Hauptfarbtons der Innenraumgestaltung der jeweiligen Station individualisiert werden.
Verschiedene Architekten der London Underground entwickelten einheitliche Gestaltungskonzepte, die sie in einer großen Zahl von Entwürfen umsetzten und die die äußere Gestalt des Systems bis in die Gegenwart prägen. Hierzu gehören beispielsweise Leslie Green, der zu Beginn des 20. Jahrhunderts zahlreiche Entwürfe für Stationen der heutigen Bakerloo, Northern und Piccadilly Line erarbeitete, und Charles Holden, der in den 1920er und 1930er Jahren u. a. zahlreiche Stationen der Piccadilly Line gestaltete. Greens relativ dekorativ geprägtes Konzept war von der Arts-and-Crafts-Bewegung beeinflusst und sah einen zweigeschossigen Baukörper mit durch Pilaster und Gesimsbänder plastisch gegliederter Fassade aus ochsenblutroten, glasierten Terrakottafliesen vor, das Obergeschoss wird durch große, gesprosste Bogenfenster und Details wie Ochsenaugen gegliedert, den oberen Gebäudeabschluss bildet ein Geison mit Zahnschnittfries. Holdens rund 20 Jahre später entstandene Entwürfe spiegeln demgegenüber die modernistischen Strömungen der Zeit wider und weisen in ihrer formalen Klarheit und Reduziertheit und den weitestgehenden Verzicht auf Dekoration abseits des Underground-Logos vor allem deutliche Einflüsse der kontinentaleuropäischen Neuen Sachlichkeit und ihrer verwandten Strömungen auf, die Holden im Jahr 1930 auf einer Studienreise durch Deutschland, die Niederlande, Dänemark und Schweden näher kennengelernt hatte; die Entwürfe zeigen schlichte, vorwiegend aus kubischen Volumen entwickelte Baukörper mit flächiger, meist rötlicher Backsteinfassade, die lediglich durch großformatige, vertikale Fensterbänder gegliedert werden. Den oberen Abschluss bildete ein in Beton ausgeführtes, auskragendes Flachdach mit darunter liegendem Gesimsband.

### Referenz an den Stationsstandort

#### Innenraumgestaltung

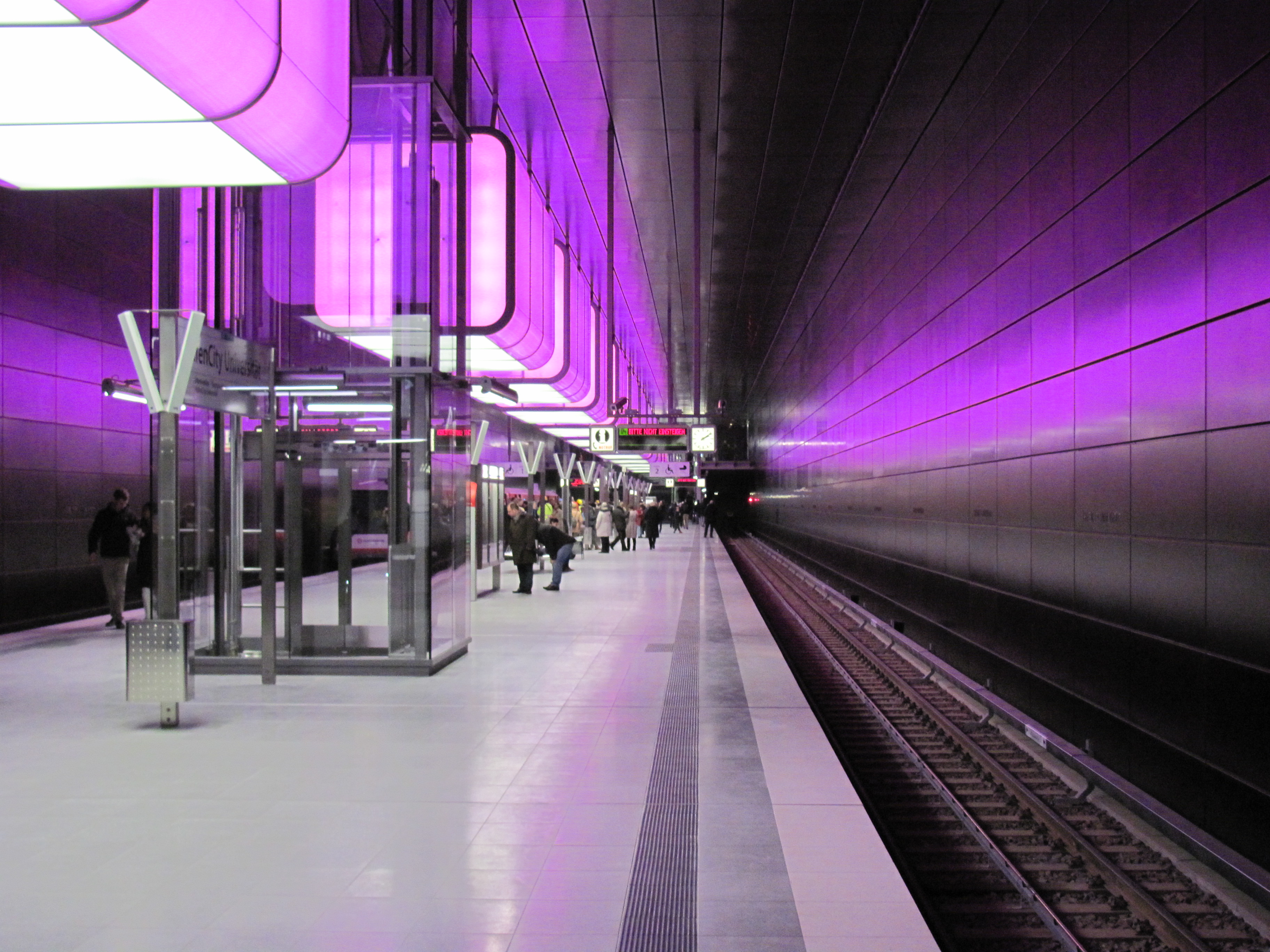
HafenCity Universität, Hamburg: Komplexe Farb- und Lichtstimmungen aus dem benachbarten Hafen Entwurf: raupach architekten mit pfarré lighting design und Stauss + Pedrazzini
Hollywood-Vine, Los Angeles: Kinoleinwand, Kameras, Projektoren, Filmrollen und kulissenhafte Palmen spielen auf die Filmstadt Hollywood an Entwurf: Adolfo Miralles, Gilbert Luján
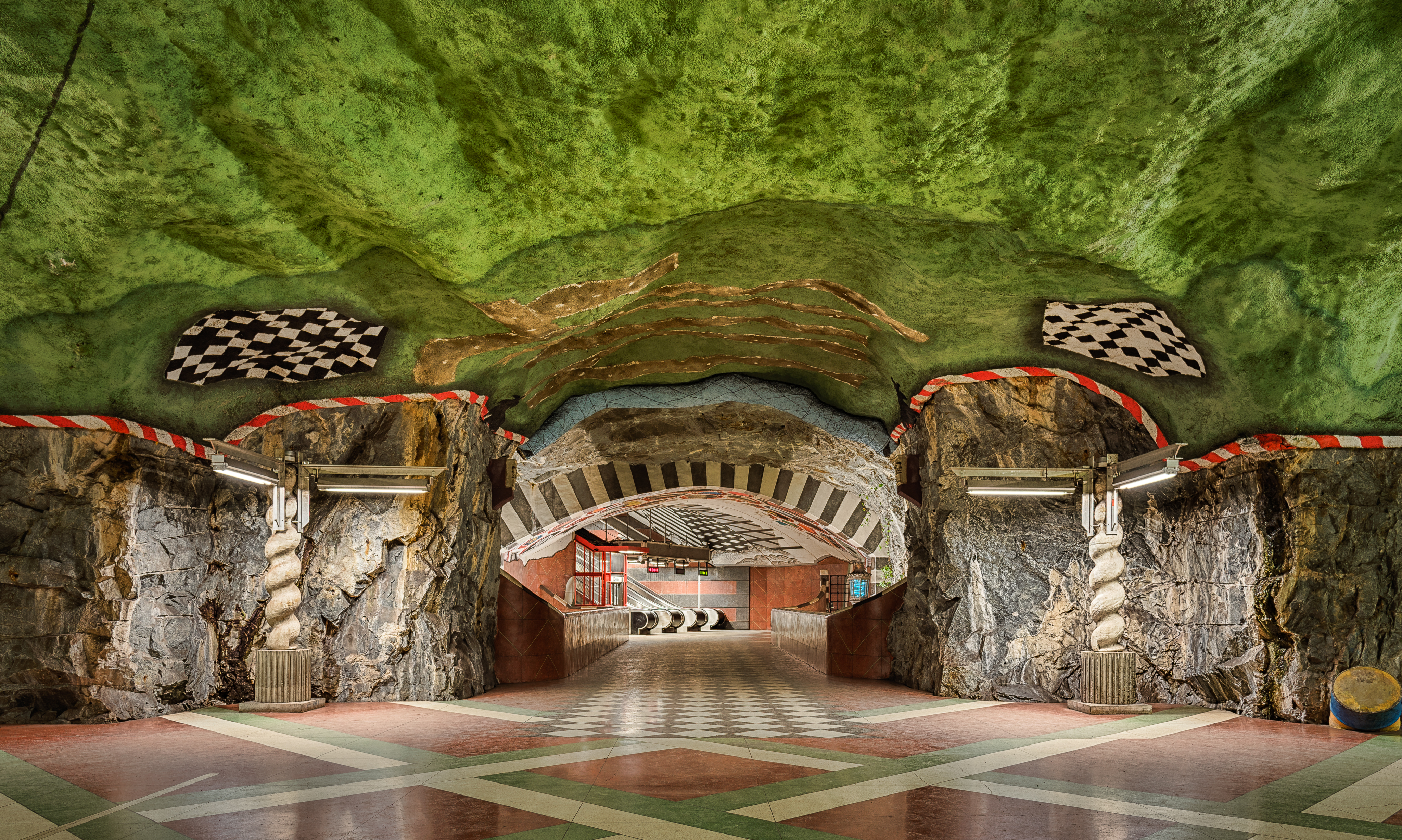
Kungsträdgården, Stockholm: Unterirdischer Garten in Anspielung an den früheren Schlossgarten
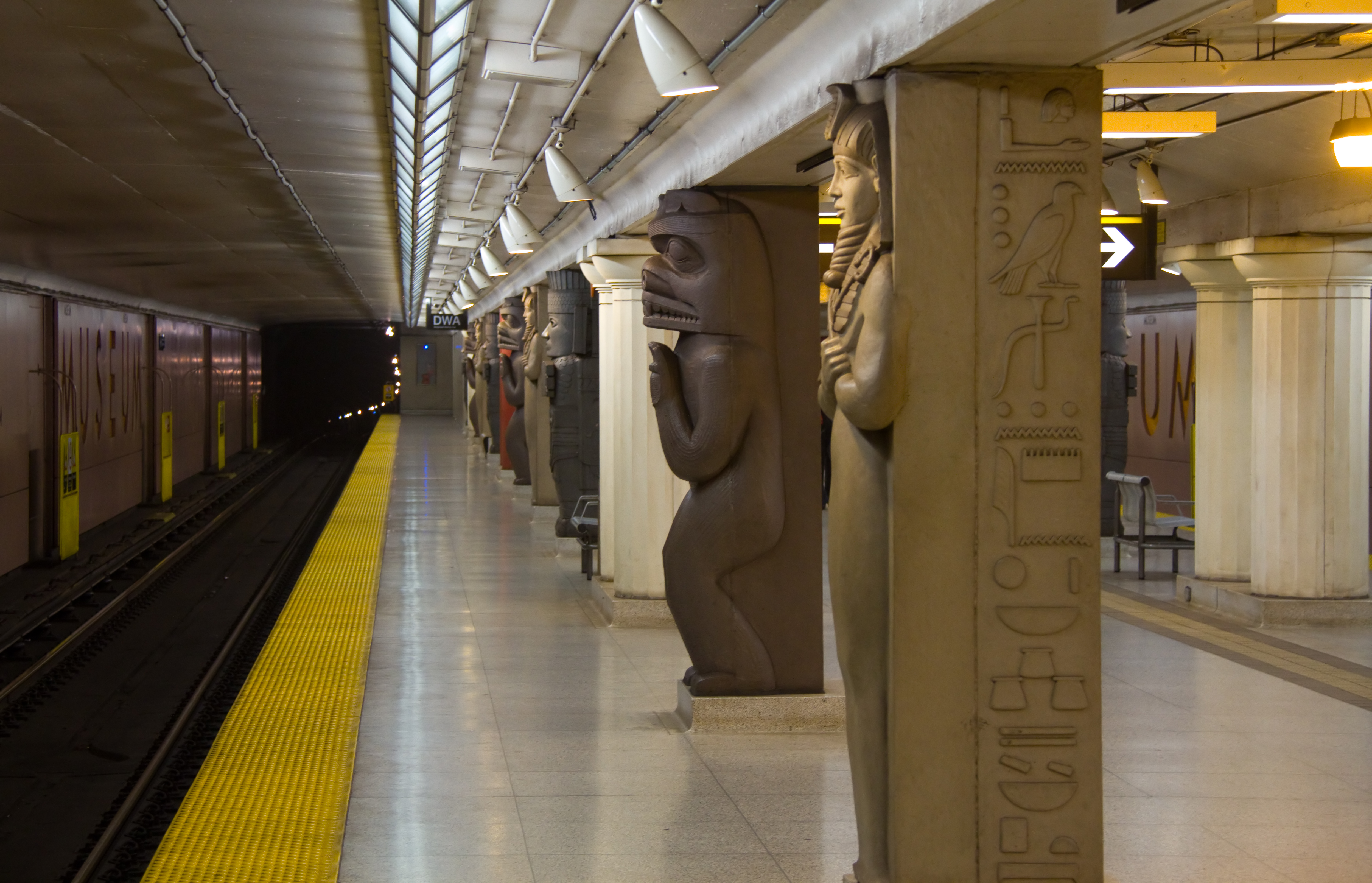
Museum, Toronto: Pfeiler auf Basis ausgewählter Exponate des benachbarten Royal Ontario Museum Entwurf: Diamond Schmitt Architects
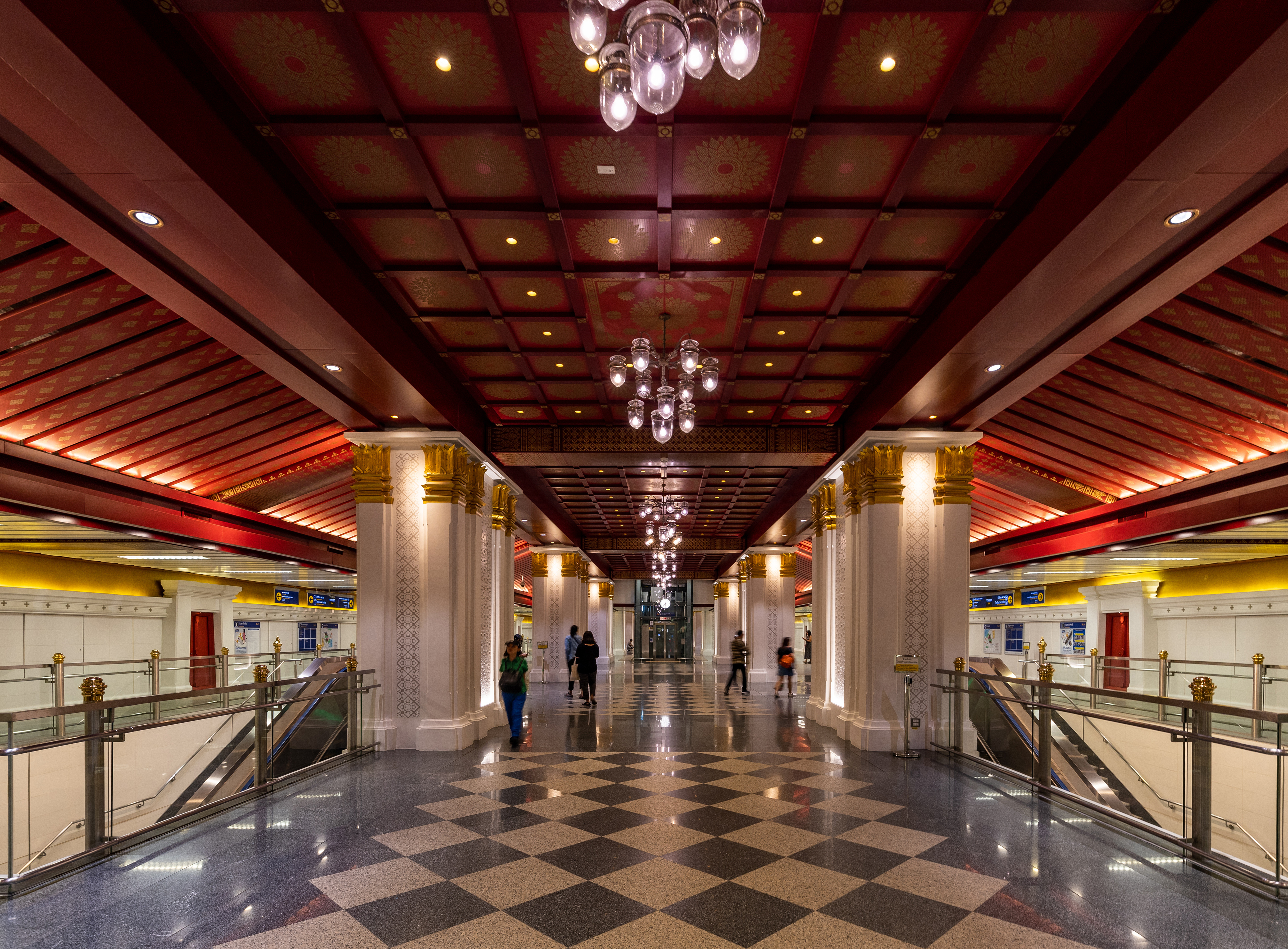
Sanam Chai, Bangkok: Station im historischen Zentrum Bangkoks, die auf die Palastarchitektur der Chakri-Dynastie verweist Entwurf: Pinyo Suwankiri
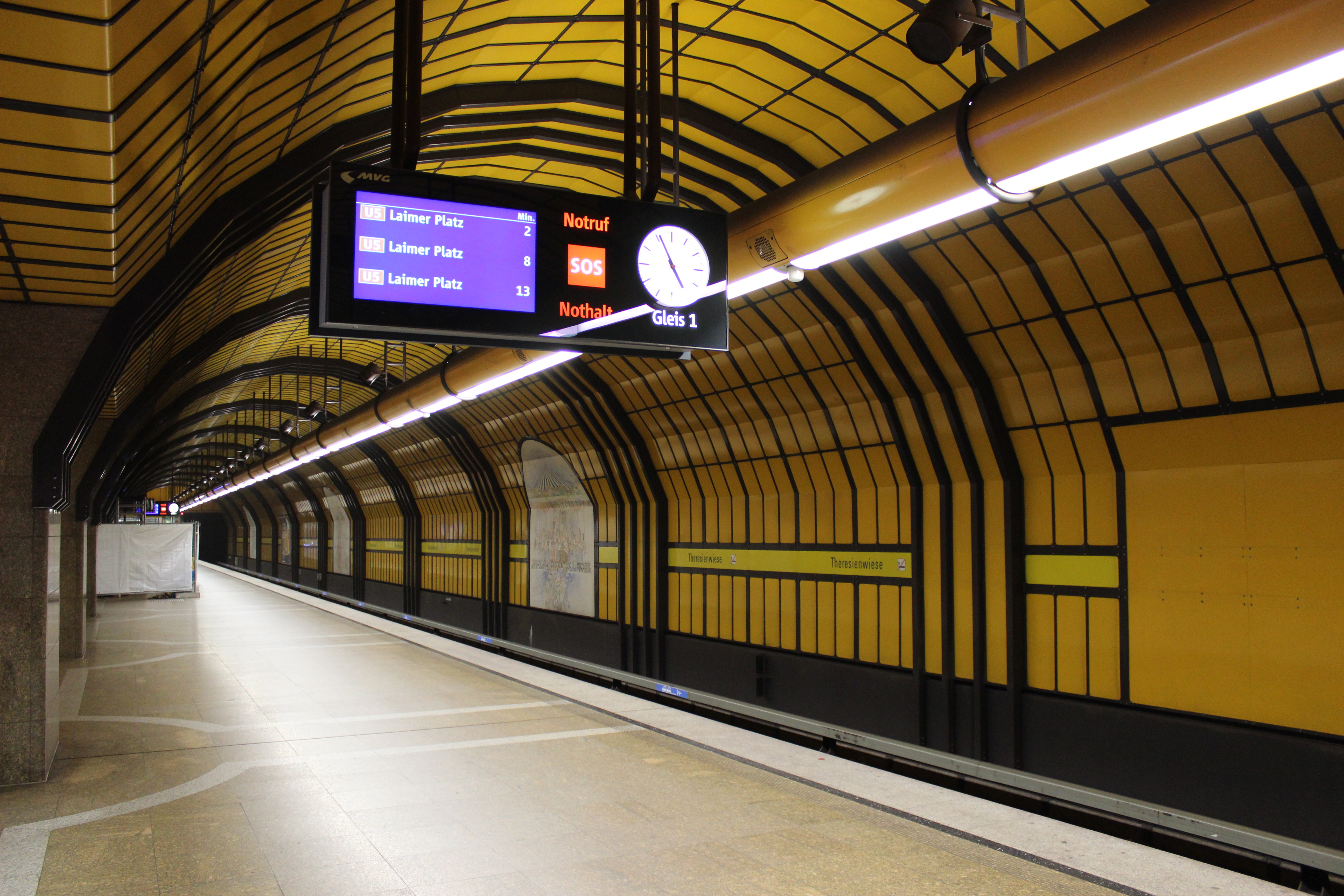
Theresienwiese, München: Motiv des Braukellers als Verweis auf die Festwiese des Oktoberfests Entwurf: Alexander von Branca
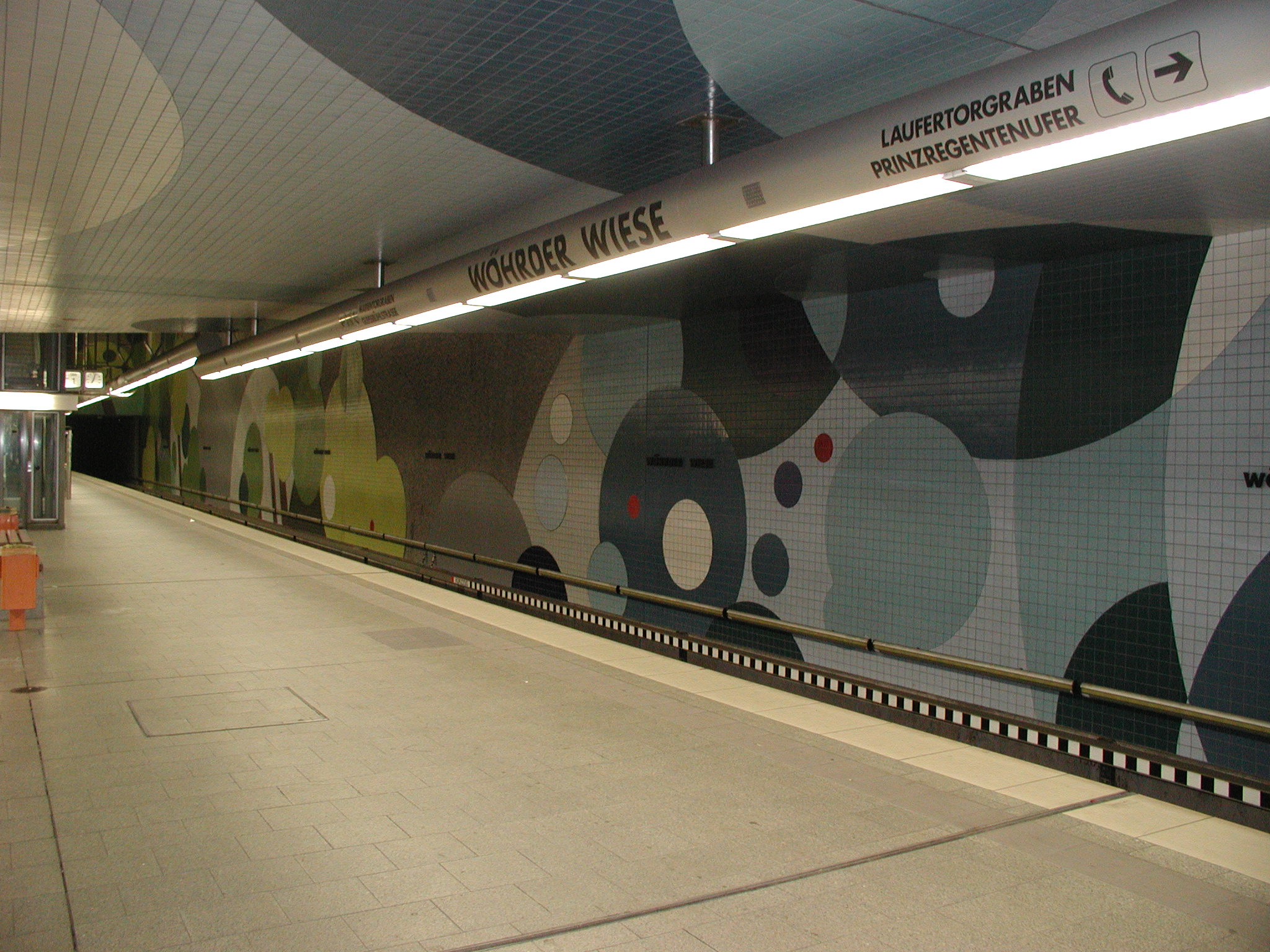
Wöhrder Wiese, Nürnberg: Sich spielerisch überlagernde und verschneidende Formen greifen abstrakt die darüber liegende Landschaft aus Pegnitz und Wöhrder Wiese auf Entwurf: Stefan Maier und Bernhard Lugert

Ein verbreitetes Gestaltungsprinzip für den Innenraum ist die Bezugnahme auf den Standort bzw. das Stationsumfeld, etwa auf bekannte Sehenswürdigkeiten und Baudenkmäler, bedeutende kulturelle und öffentliche Einrichtungen oder auf den allgemeinen Genius Loci, das heißt auf den Gebietscharakter und die spezifische Atmosphäre des Ortes. Der Verweis kann auf vielfältige Weise erfolgen und gleichermaßen konkrete Architektur- und Motivzitate und abstraktere thematische Anspielungen umfassen. Die Bahnhöfe werden so gestalterisch mit ihrem Standort verknüpft und bilden gestalterisch einen unmittelbaren Auftakt zu ihrer Umgebung.

#### Stationsgebäude

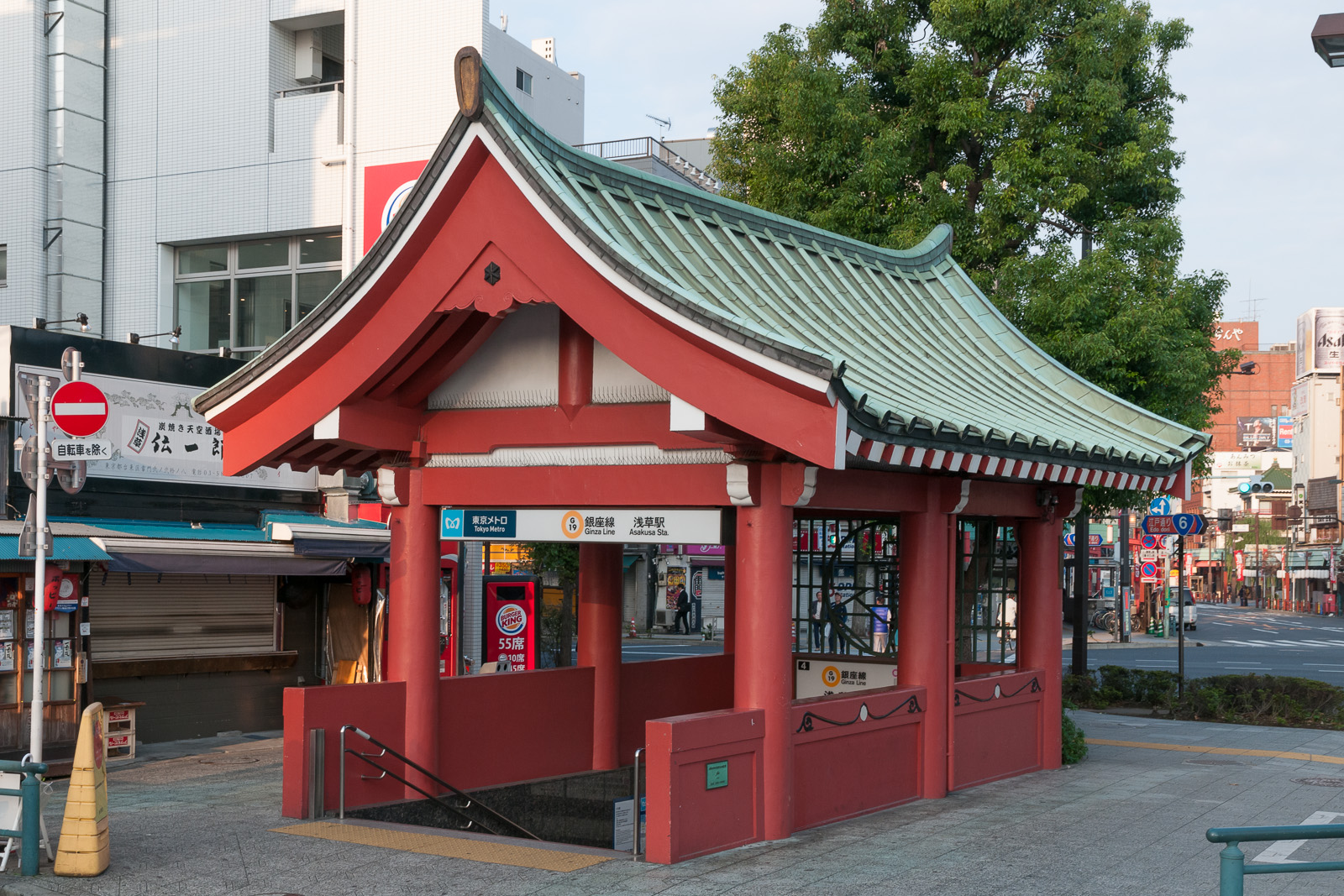
Asakusa, Eingang zur Ginza Line, Tokio: Anlehnung an japanische Tempel- und Schreinarchitektur als Verweis auf den nahe gelegenen Sensō-ji
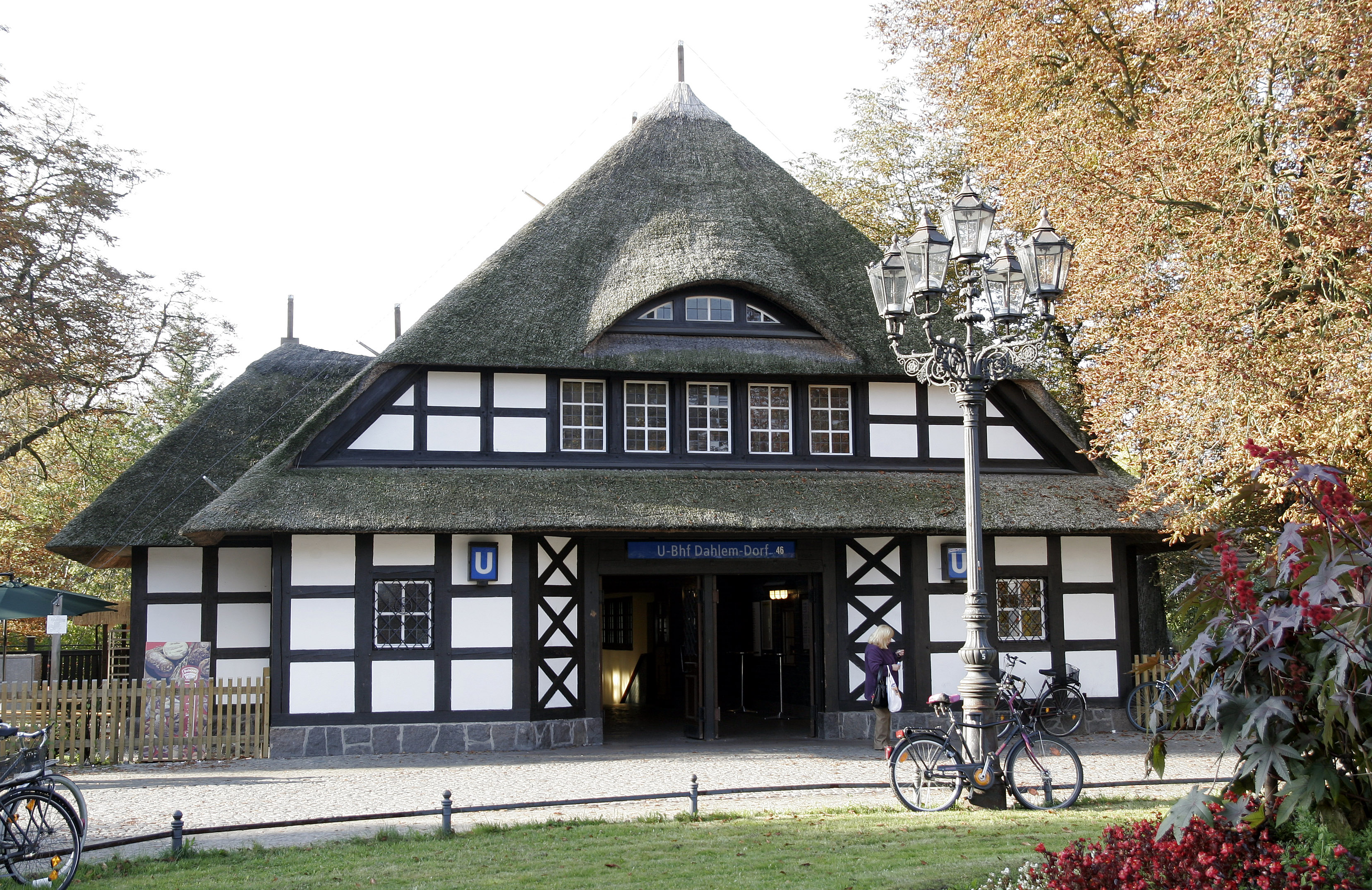
Dahlem-Dorf, Berlin: Motive ländlicher Idylle in der Villenkolonie Dahlem Entwurf: Friedrich und Wilhelm Hennings
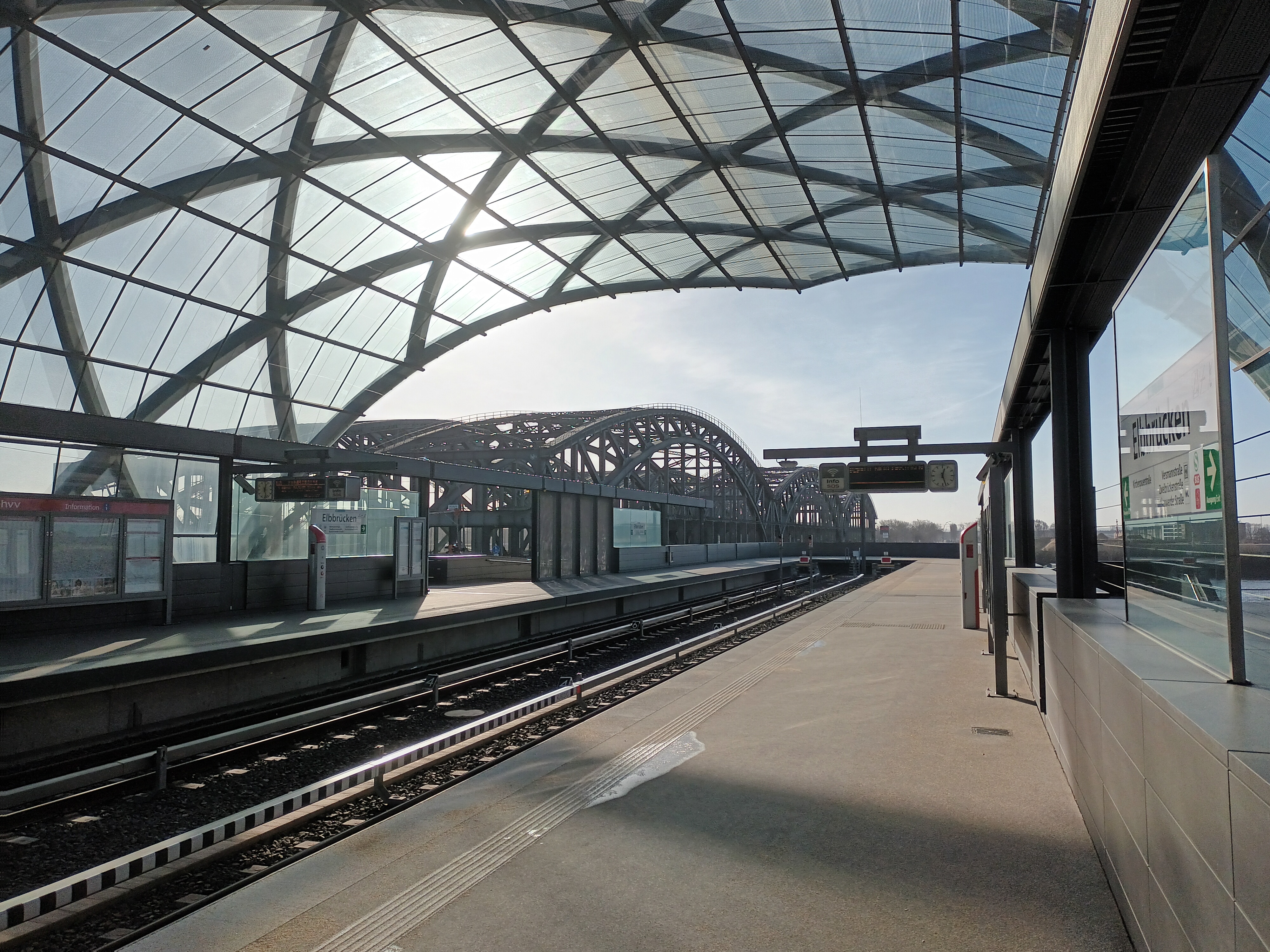
Elbbrücken, Hamburg: Variation des Stahlfachwerks der benachbarten Norderelbbrücken Entwurf: Gerkan, Marg und Partner
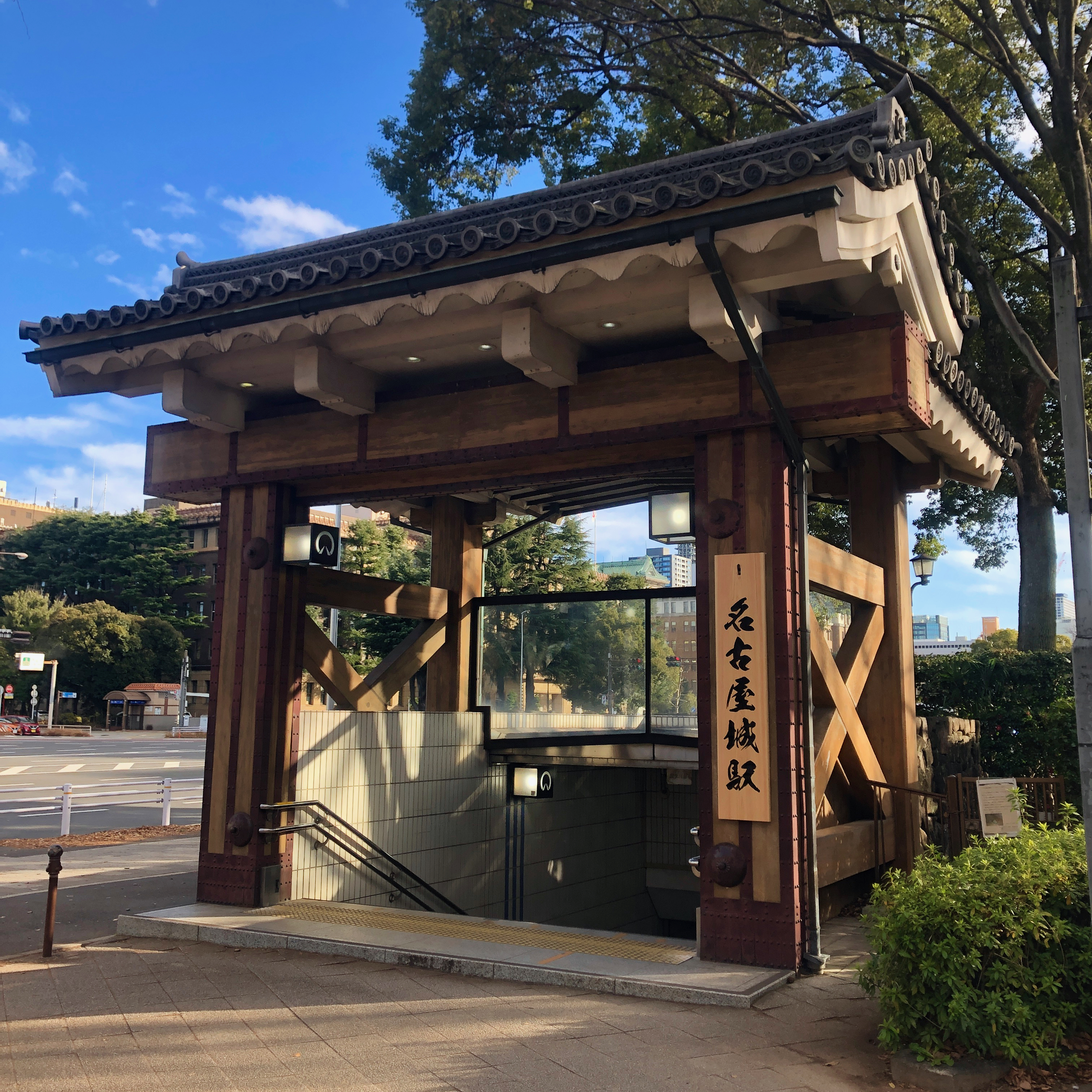
Nagoyajo, Eingang Nr. 7, Nagoya: Anlehnung an japanische Tempelarchitektur an der gleichnamigen Nagoya-jō
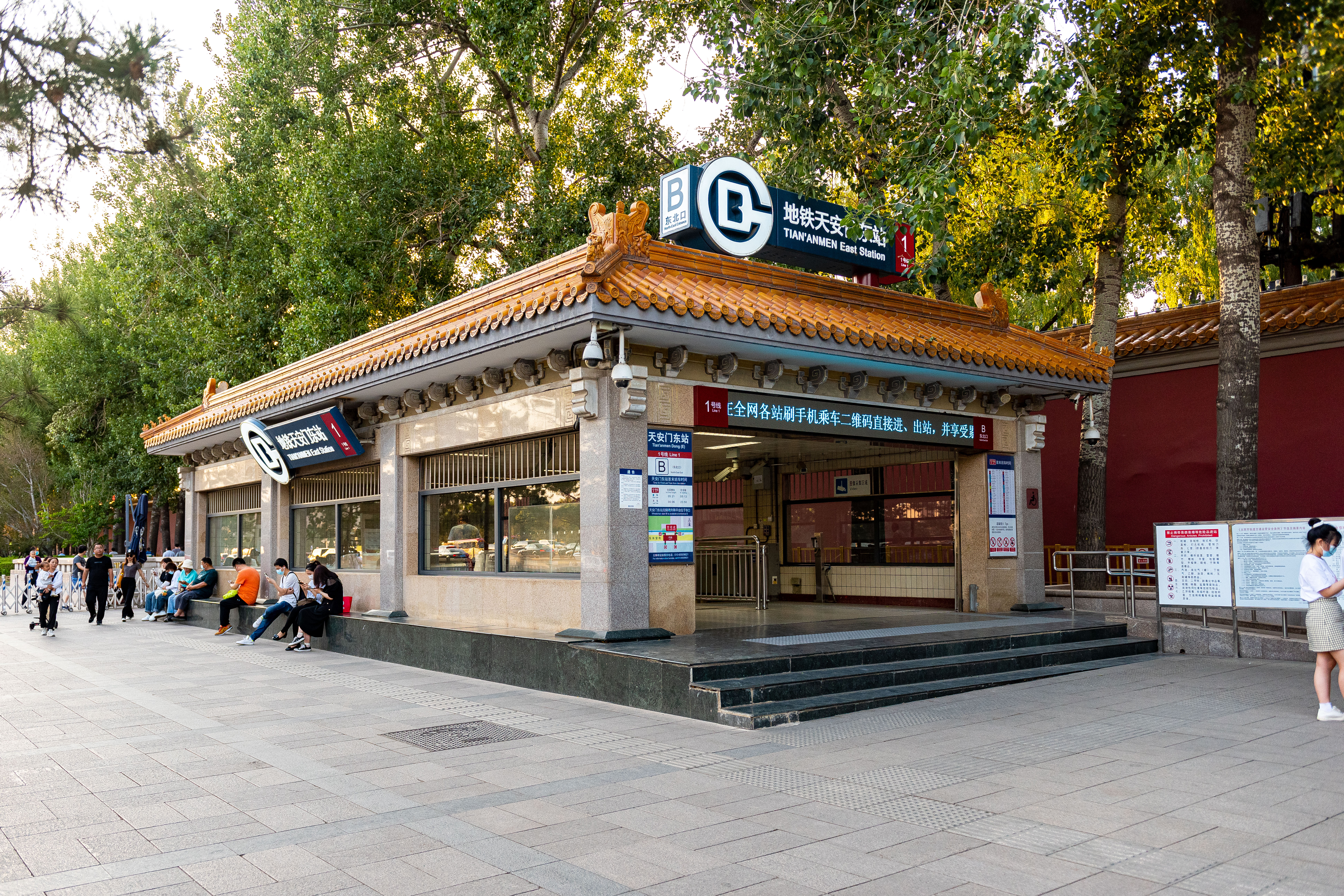
Tian-anmen East, Eingang B, Peking: Anlehnung an traditionelle chinesische Architektur vor der Verbotenen Stadt
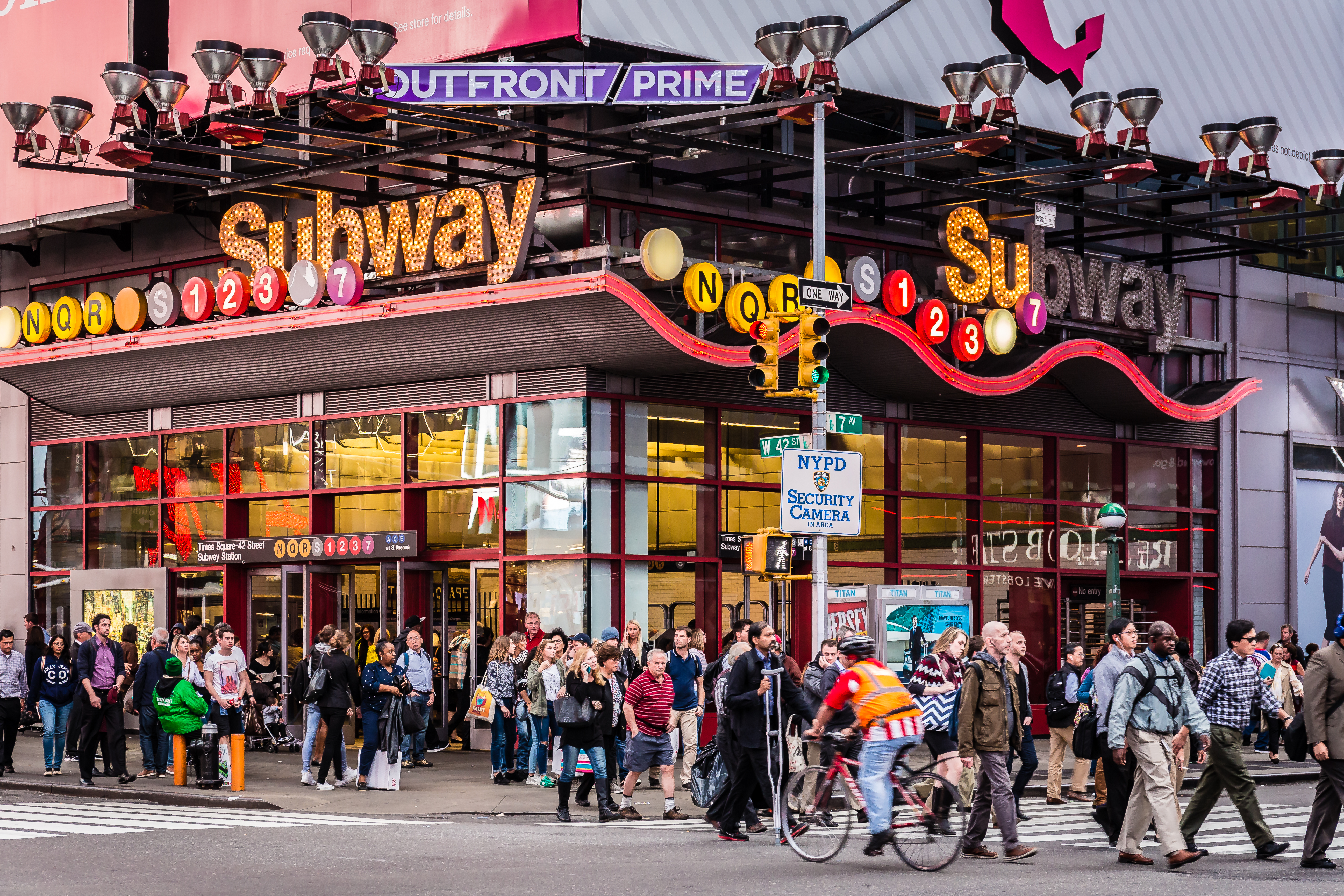
Times Square-42nd Street, New York: Anklänge an Googie und Postmoderne fügen die Station in die extravagante Kulisse des Times Square ein
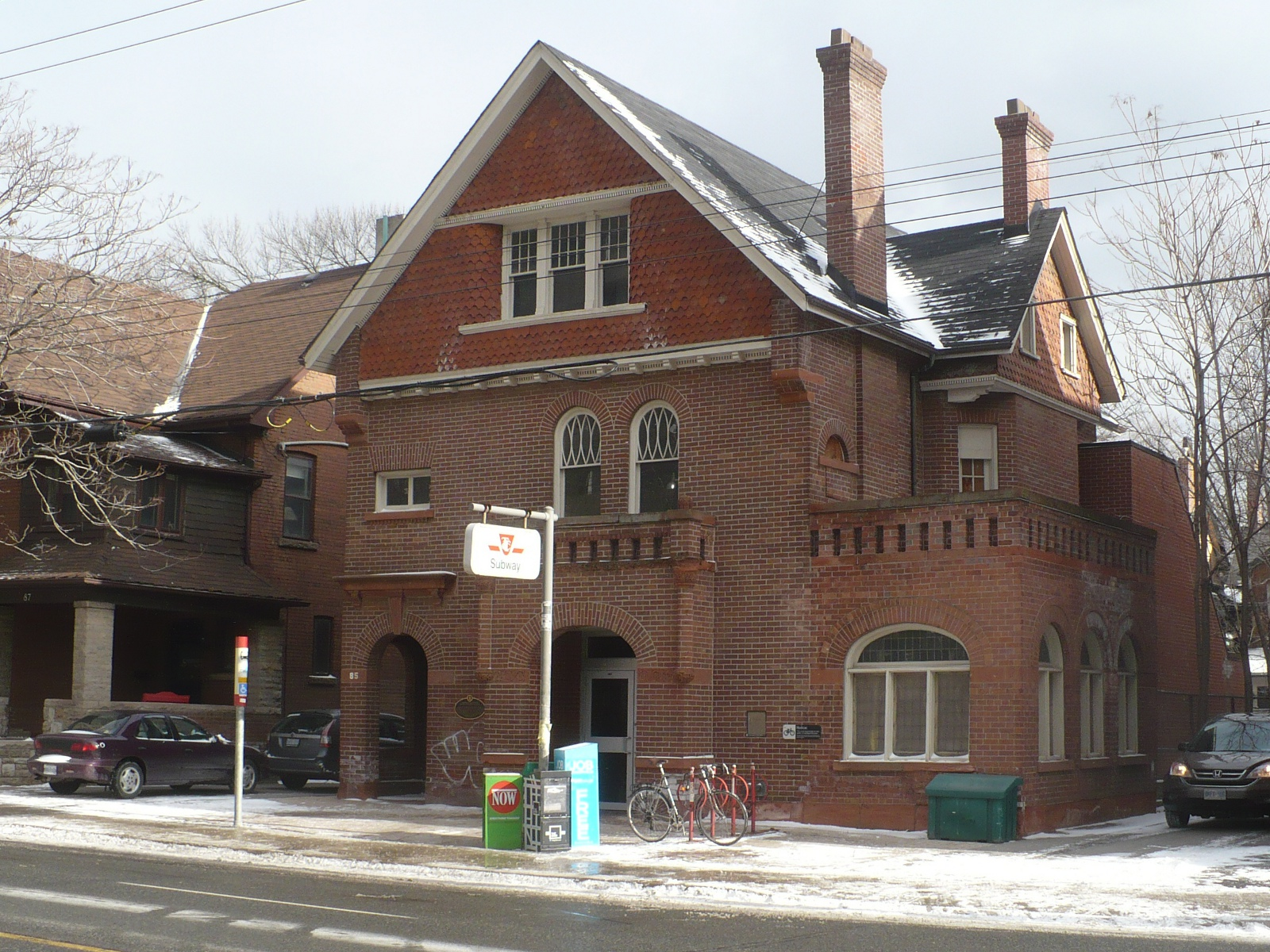
Spadina, Toronto: Sonderfall eines zum Stationsgebäude umgenutzten Wohnhauses

Im Verhältnis zur thematischen Innenraumgestaltung seltener ist die Anpassung des oberirdischen Stationsbauwerks an den städtebaulichen und hochbaulichen Gebietskontext durch Aufnahme kennzeichnender Merkmale aus dem Stationsumfeld. Das Spektrum reicht dabei von einem mimetischen Ansatz, bei dem durch Übernahme konkreter Architekturmerkmale, Gestaltungselemente und Material- und Farbthemen eine möglichst präzise formale Einfügung verfolgt wird, bis zur freieren Adaption des Genius Loci, die eher auf eine allgemeine ästhetische und thematische Anpassung an die Umgebung abzielt.

#### Regenbogenbahnhöfe

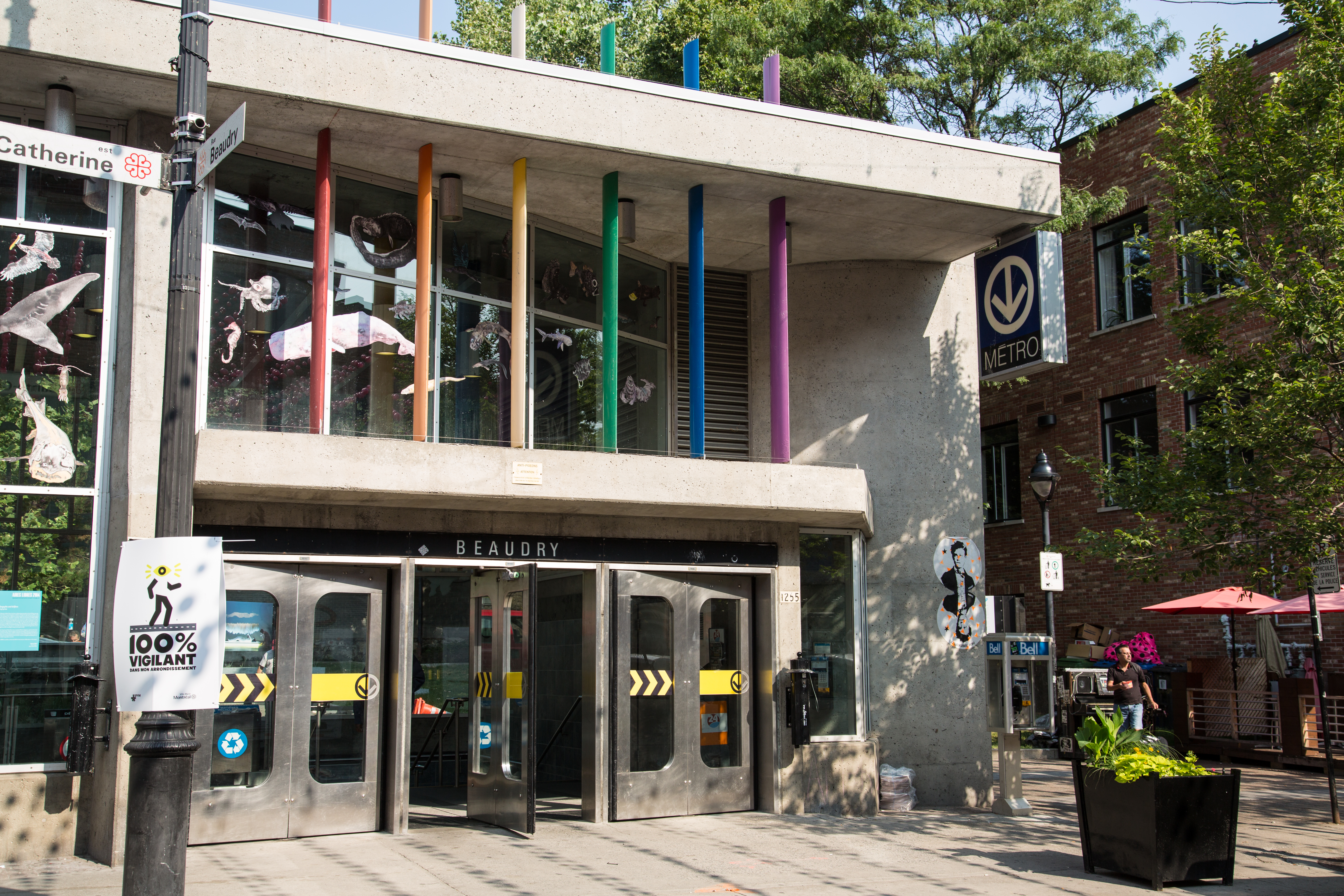
Beaudry, Montreal: Regenbogenfarbene Masten über dem Stationseingang im Village gai
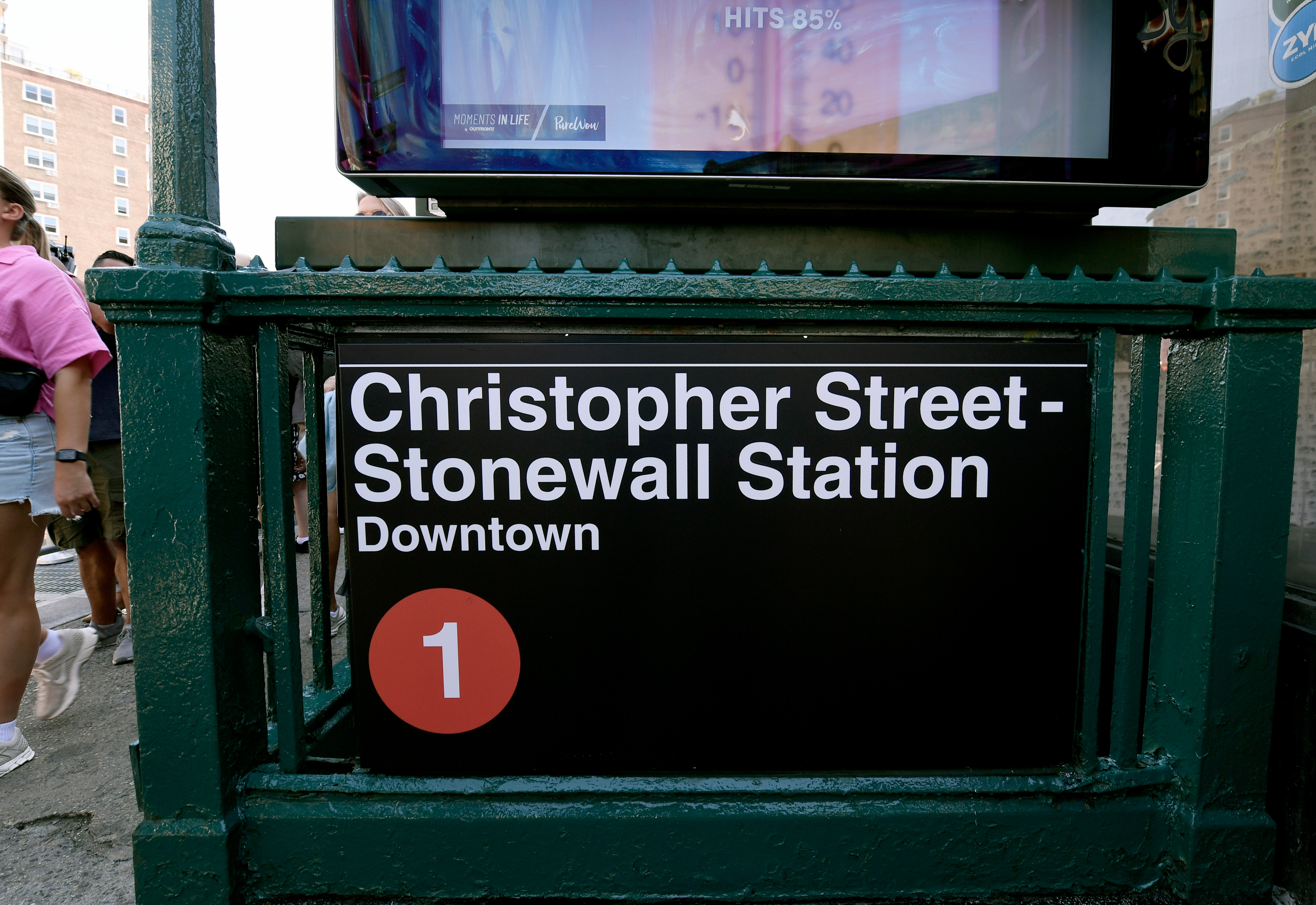
Christopher Street–Stonewall Station, New York: Station im Gay Village; der Name verweist u. a. auf das Stonewall Inn und die nach ihm benannten Stonewall-Unruhen
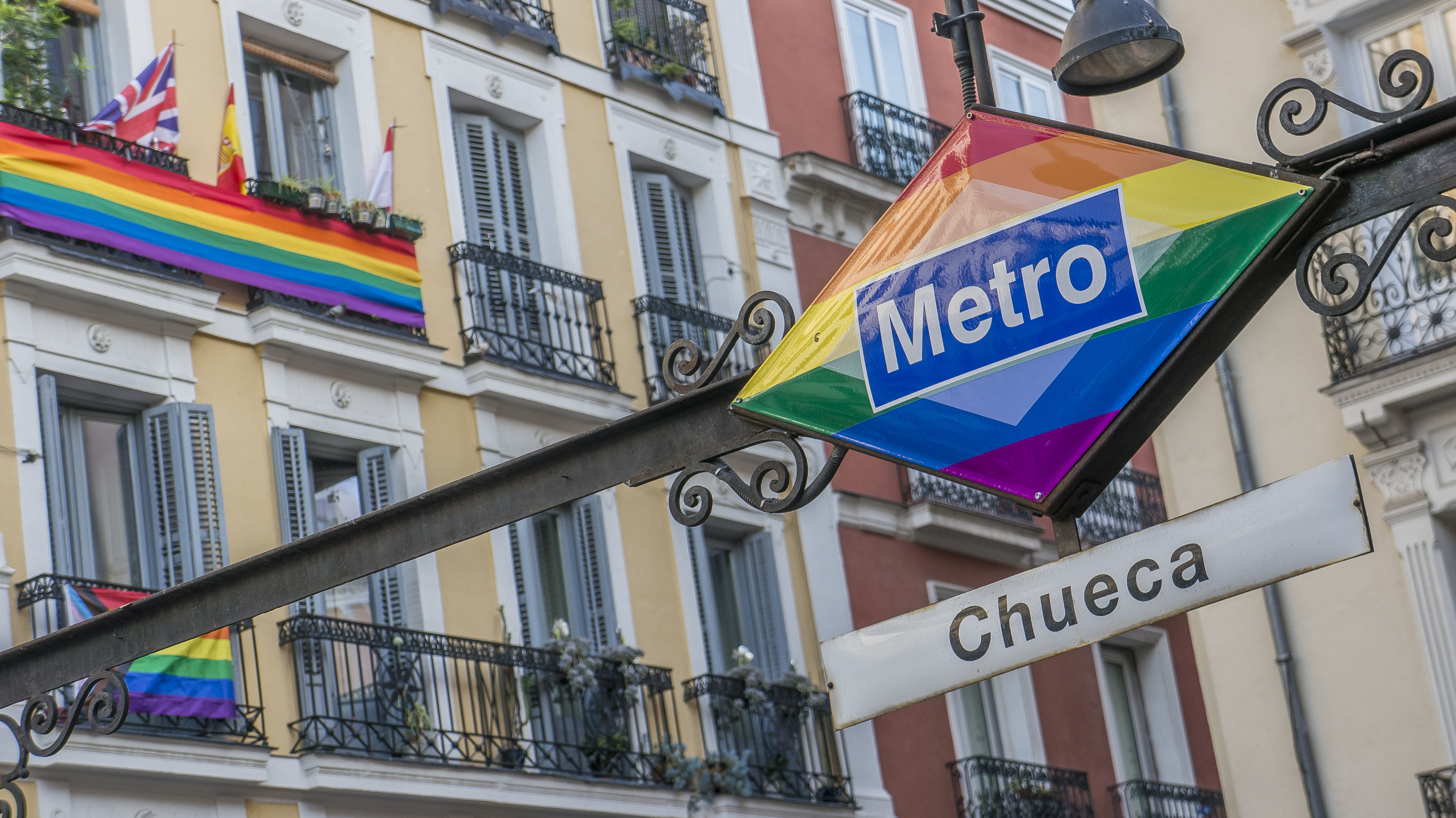
Chueca, Madrid: Metro-Logo im Regenbogendesign im Lesben- und Schwulenviertel
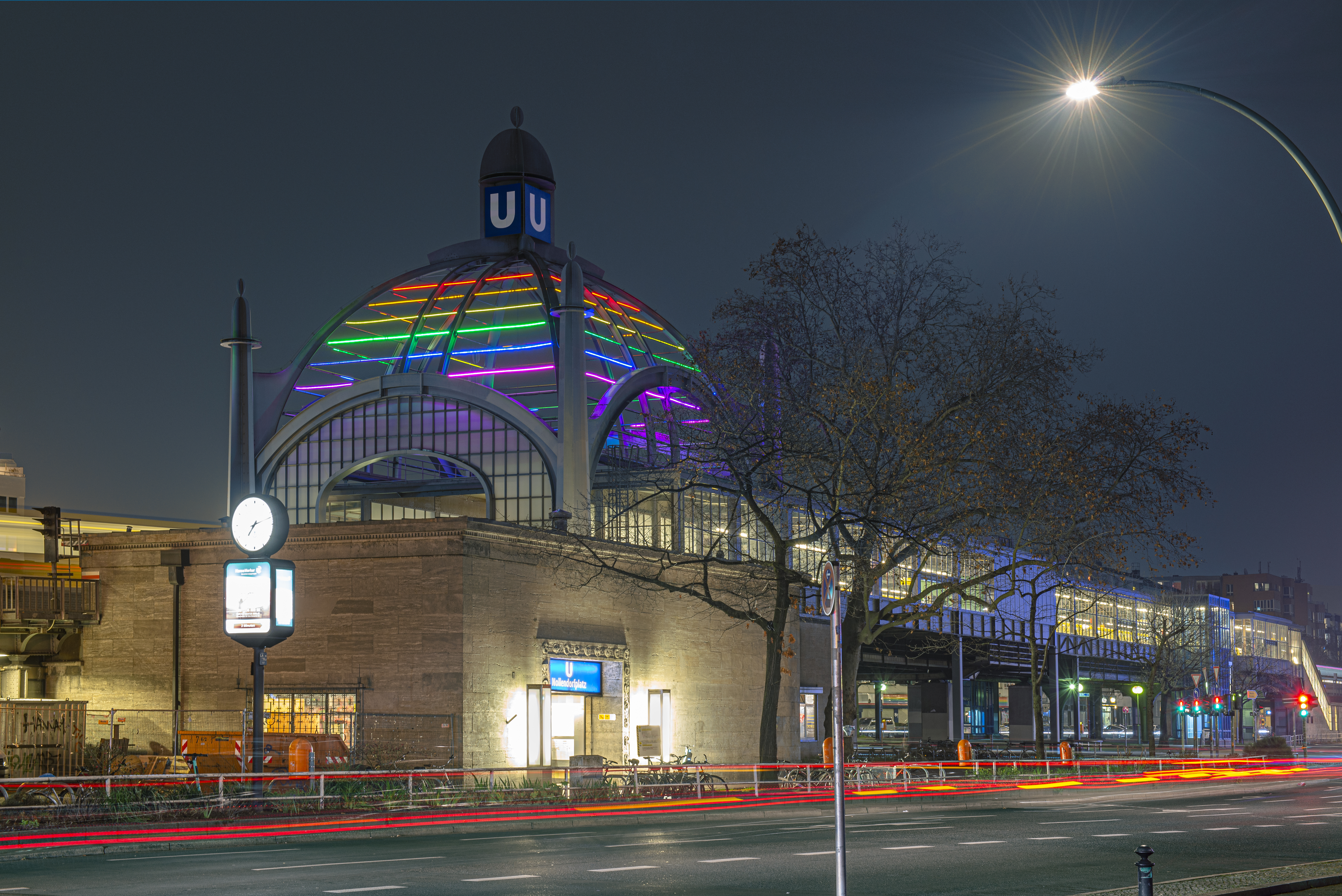
Nollendorfplatz, Berlin: Illumination der Kuppel über dem Hochbahnhof im Regenbogenkiez
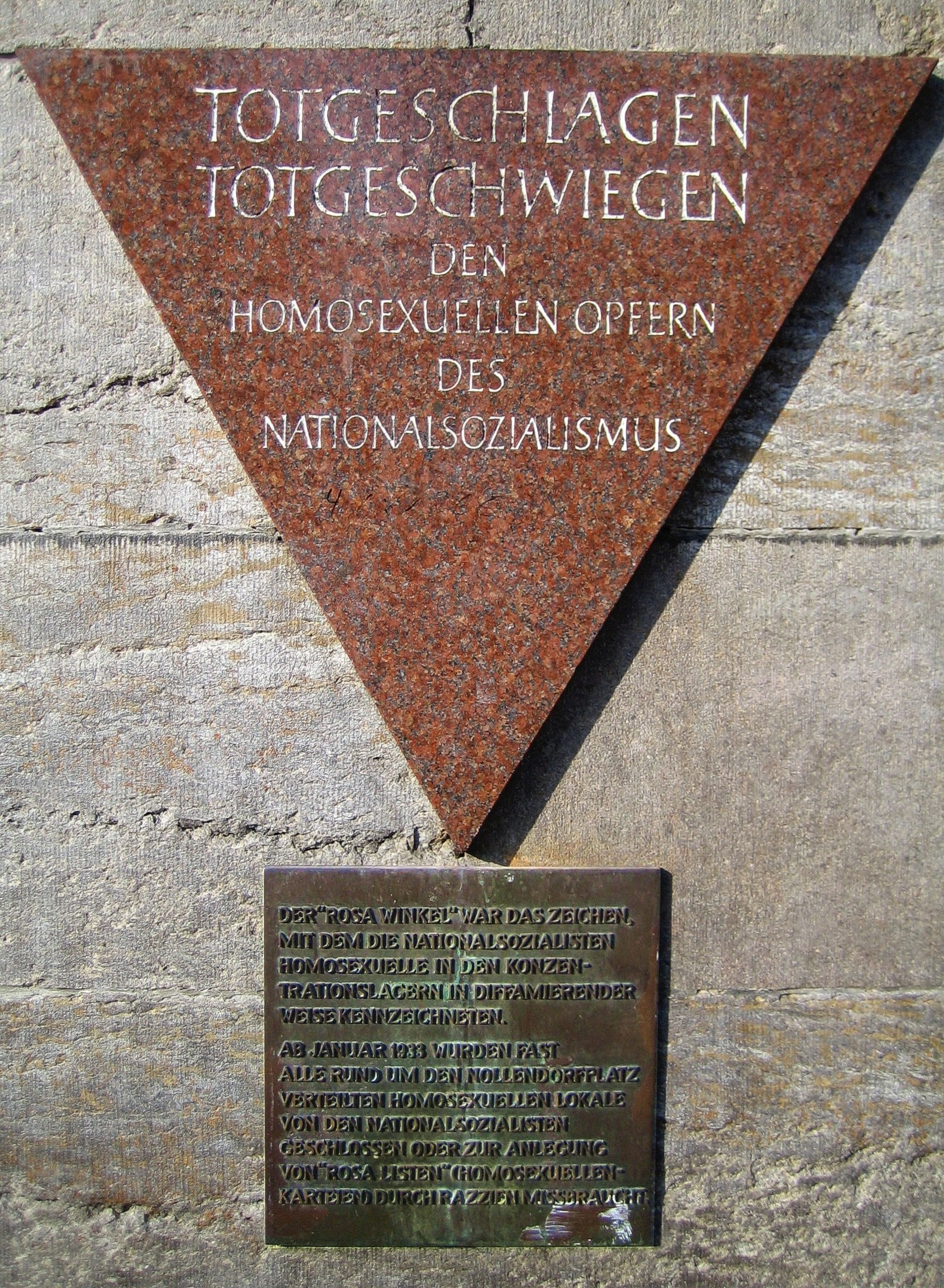
Nollendorfplatz, Berlin: Gedenktafel für die homosexuellen Opfer des Nationalsozialismus am Ausgang Motzstraße
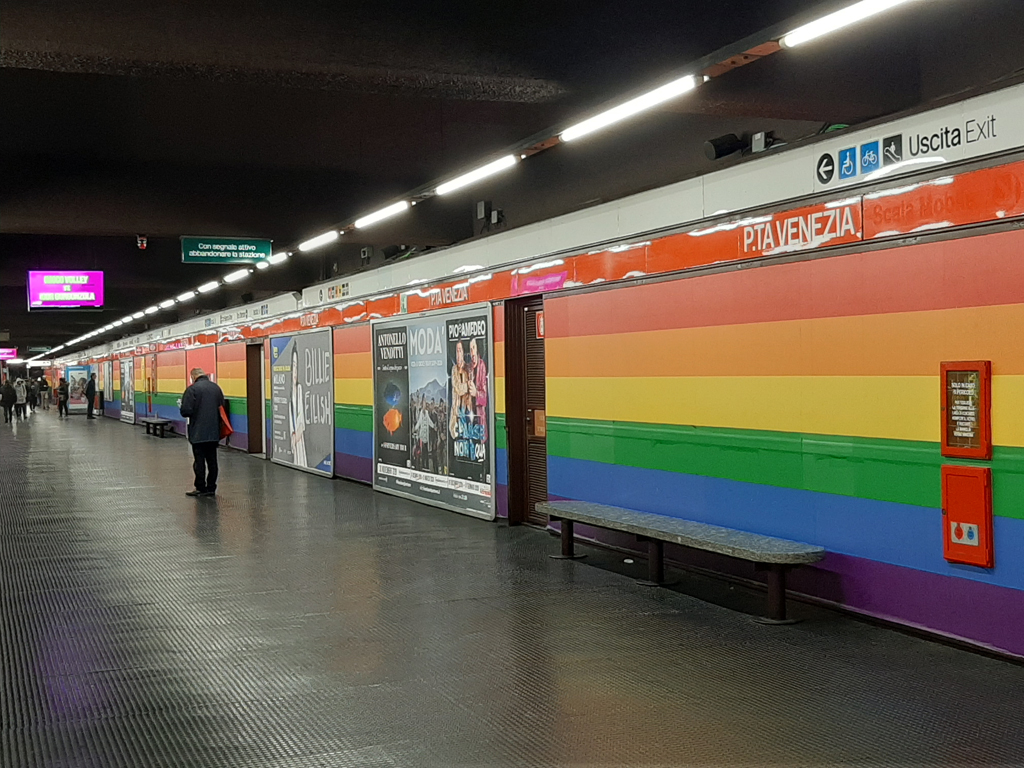
Porta Venezia, Mailand: Regenbogenfarbene Wände auf Bahnsteig- und Verteilerebene
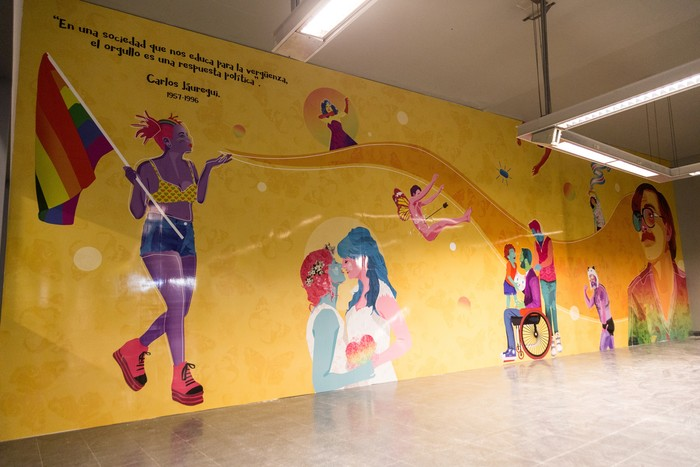
Santa Fe–Carlos Jáuregui, Buenos Aires: Wandbild u. a. mit Porträt und Zitat des LGBT-Aktivisten Carlos Jáuregui

In einzelnen Städten greift die Gestaltung der Bahnhöfe, die im dortigen Lesben- und Schwulenviertel liegen bzw. wichtige Zugänge hierzu sind, die Regenbogenfahne als Symbol der Lesben- und Schwulenbewegung auf oder verweist in anderer Weise auf die besondere Bedeutung des jeweiligen Standortes für LGBT.
Die Verkehrsbetriebe bzw. die als Eigentümer hinter ihnen stehenden Gebietskörperschaften nutzen diese Maßnahmen insbesondere auch zur Demonstration und Unterstreichung ihrer liberalen und unterstützenden Haltung gegenüber sexuellen und geschlechtlichen Minderheiten und ihrer allgemeinen Weltoffenheit und Wertschätzung gesellschaftlicher Vielfalt sowie teilweise auch zum Gedenken an lokale oder übergeordnete Ereignisse im Zusammenhang mit der LGBT-Bewegung. Entsprechend gestaltete Stationen können damit dem Bereich der politischen Architektur zugeordnet werden.
Entsprechende Stationen gibt es in:
- Berlin: Nollendorfplatz im sogenannten Regenbogenkiez rund um die Motzstraße, seit den 1920er Jahren bedeutendes Zentrum des schwul-lesbischen Lebens in Berlin.
Die Kuppel des Hochbahnhofs wird bei Nacht in Regenbogenfarben beleuchtet. Die Aktion war zunächst temporär angelegt und fand erstmals zwischen Dezember 2013 und Februar 2014 im Rahmen der Aktion „Lichter im Regenbogenkiez – Lichter für Toleranz und Vielfalt“ des Pink Schöneberg e. V. und des schwulen Anti-Gewalt-Projekts Maneo statt. Aufgrund der großen Beliebtheit kündigte die BVG bereits im Mai 2014 eine Wiederaufnahme und längerfristige Fortführung an, die schließlich 2019 auf unbestimmte Zeit verlängert wurde. Die Installation wurde von Maneo konzipiert und vom Lichtkünstler Moritz Wermelskirch umgesetzt, eine finanzielle Förderung erfolgt durch das Bezirksamt Tempelhof-Schöneberg, die BVG, das Berliner Toleranzbündnis und Spenden lokaler Unternehmen.[255][256][257][258]
Weiterhin befindet sich am Ausgang Motzstraße bereits seit 1982 eine Gedenktafel in Form eines Rosa Winkels, die an die homosexuellen Opfer des Nationalsozialismus erinnert.[259]
Im Oktober 2024 nahm die Bezirksverordnetenversammlung Tempelhof-Schöneberg einen Antrag der CDU-Fraktion an, sich gegenüber der BVG für eine Ergänzung des Stationsnamens um das Wort Regenbogenkiez zu bemühen, u. a. um hierdurch die historische und gegenwärtige Bedeutung des Standortes für LGBT und das Selbstverständnis Berlins als weltoffene und vielfältige Stadt zu unterstreichen.[260] Eine Umsetzung ist mit Stand April 2025 noch nicht erfolgt.
- Buenos Aires: Santa Fe–Carlos Jáuregui im Stadtteil Recoleta.
Die Station Santa Fe wurde im März 2017 auf gemeinsame Initiative der Stadt Buenos Aires und der argentinischen Regierung zu Ehren des argentinischen LGBT-Aktivisten Carlos Jáuregui umbenannt und durch den Künstler Daniel Arzola umgestaltet. Die Maßnahmen umfassen neben der Gestaltung der Treppenaufgänge in Regenbogenfarben die Installation einer Reihe grafischer Arbeiten, darunter eines großformatigen Wandbildes mit LGBT-Motiven und einem Porträt und Zitat Jáureguis; „En una sociedad que nos educa para la vergüenza, el orgullo es una respuesta politica.“ (dt. „In einer Gesellschaft, die uns zur Scham erzieht, ist Stolz eine politische Reaktion.“).[261][262]
- Madrid: Chueca im gleichnamigen Viertel.
Der Stationseingang wird durch ein abgewandeltes Metro-Logo in Regenbogenfarben markiert, die Wände von Bahnsteig- und Verteilerebenen sind großformatig in Regenbogenfarben gestaltet. Die Umgestaltung erfolgte im Juni 2020 auf Veranlassung der Regierung der Autonomen Gemeinschaft Madrid, der Eigentümerin des Systems, im Rahmen der Kampagne Metro somos todos (dt. Metro sind wir alle). Die Regierung wollte hiermit die Vielfalt der madrilenischen Gesellschaft und die zentrale Bedeutung persönlicher Freiheit und gegenseitigen Respekts unterstreichen.[263]
- Mailand: Porta Venezia im gleichnamigen Stadtteil.
Die Wände von Bahnsteig- und Verteilerebenen sind großformatig in Regenbogenfarben gestaltet. Die Umgestaltung erfolgte im Juni 2018 im Rahmen einer Werbekampagne des Streaminganbieters Netflix anlässlich der Mailänder CSD-Parade. Aufgrund der großen Beliebtheit und zur Unterstreichung von Mailands Weltoffenheit, Vielfalt und Bedeutung für die italienische LGBT-Gemeinschaft vereinbarte der Mailänder Stadtrat unter Bürgermeister Giuseppe Sala mit den Mailänder Verkehrsbetrieben den dauerhaften Erhalt der Regenbogenstreifen.[264][265][266]
- Montreal: Beaudry im Village gai rund um die östliche Rue Sainte-Catherine.
Der Eingang des Zugangspavillons der Station ist mit dem Kunstwerk Tubes Arc-en-ciel (dt. Regenbogenröhren) des Künstlers Jacques Thibault dekoriert, bestehend aus sechs Aluminiummasten in Regenbogenfarben. Die Arbeit entstand 1999 im Zuge des Ersatzneubaus des Pavillons im Auftrag der Montrealer Verkehrsbetriebe. Mit der Neugestaltung ging das Unternehmen darauf ein, dass sich das Umfeld der ursprünglich 1966 eröffneten Station seit den 1980er Jahren zu Montreals wichtigstem Schwulenviertel entwickelt hat.[267][268]
- New York: Christopher Street–Stonewall Station an der Christopher Street im Zentrum des Gay Village.
Die Station Christopher Street–Sheridan Square wurde im Juni 2024 auf Beschluss des Parlaments des Bundesstaates New York in Christopher Street-Stonewall National Monument Station (beschildert als Christopher Street–Stonewall Station) umbenannt, um auf das in unmittelbarer Nähe gelegene Stonewall Inn und die nach ihm benannten Stonewall-Unruhen, ein zentrales Ereignis der amerikanischen Schwulenrechtsbewegung, und das in diesem Zusammenhang im Jahr 2016 eingerichtete Stonewall National Monument hinzuweisen und um die historische und gegenwärtige Bedeutung der Stadt New York für die amerikanische LGBT-Gemeinschaft zu unterstreichen. Eine weitergehende Umgestaltung der Station erfolgte indes nicht.[269][270]

Daneben wird der Regenbogen auch als neutrales Gestaltungsmotiv ohne besonderen lokalen Bezug zur LGBT-Szene genutzt wie in Brüssel (Belgica), Hongkong (Choi Hung), München (Candidplatz) und Stockholm (Stadion).

##### Temporäre Maßnahmen

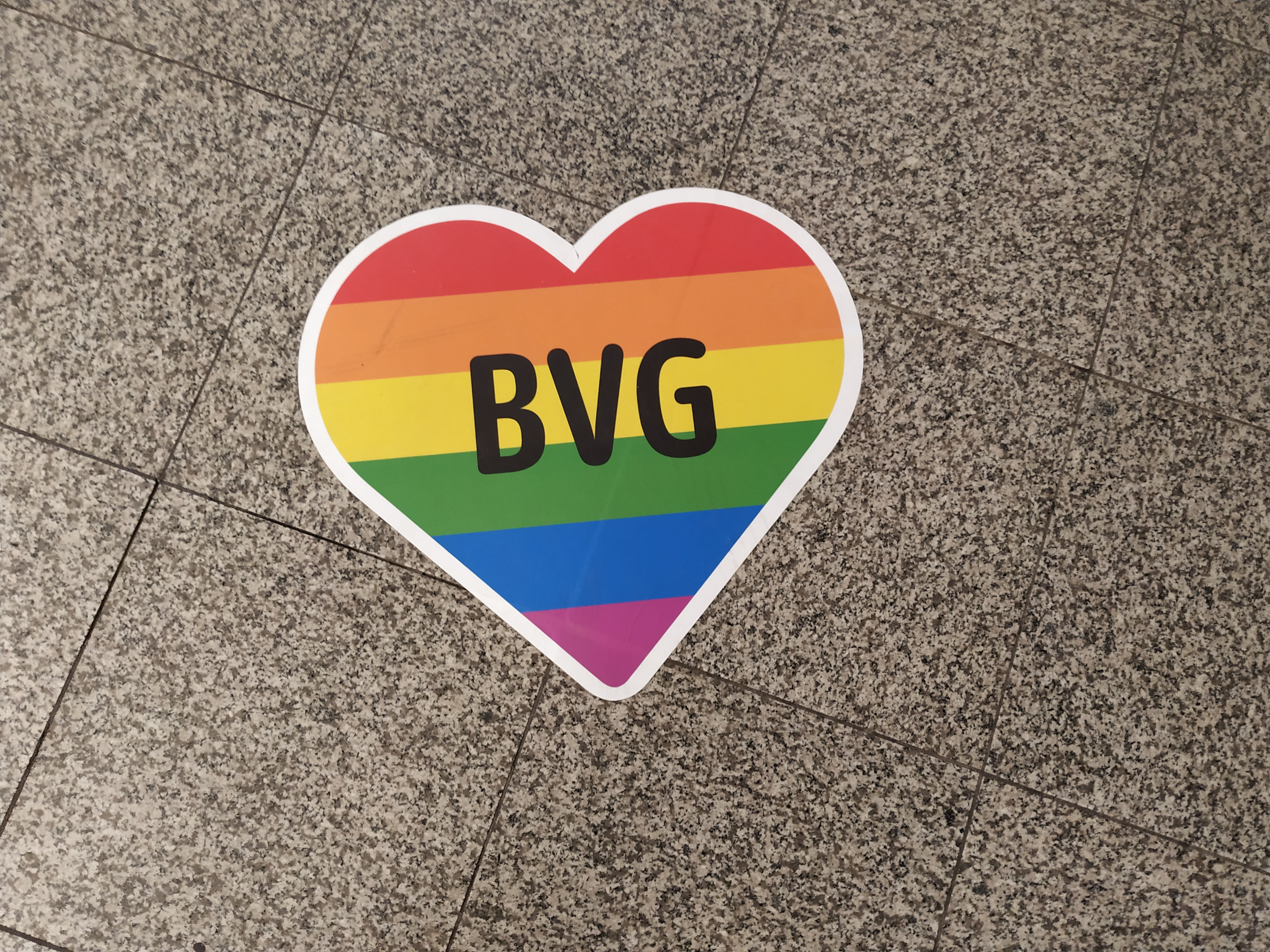
Alexanderplatz, Berlin: BVG-Logo im Regenbogendesign als Aufkleber während der CSD-Saison 2021
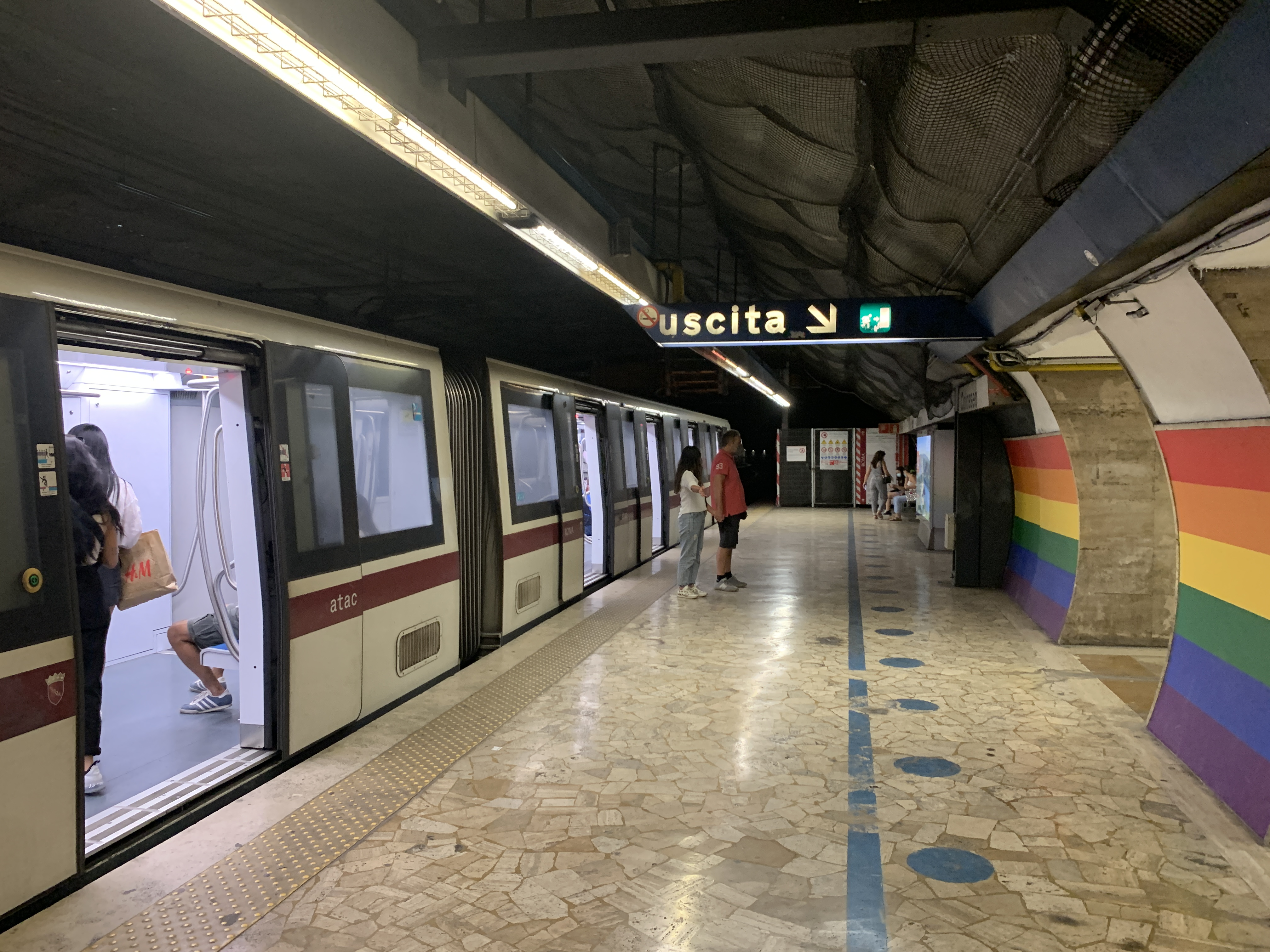
Colosseo, Rom: Regenbogenfarbene Wände auf Bahnsteig- und Verteilerebene während der CSD-Saison 2021
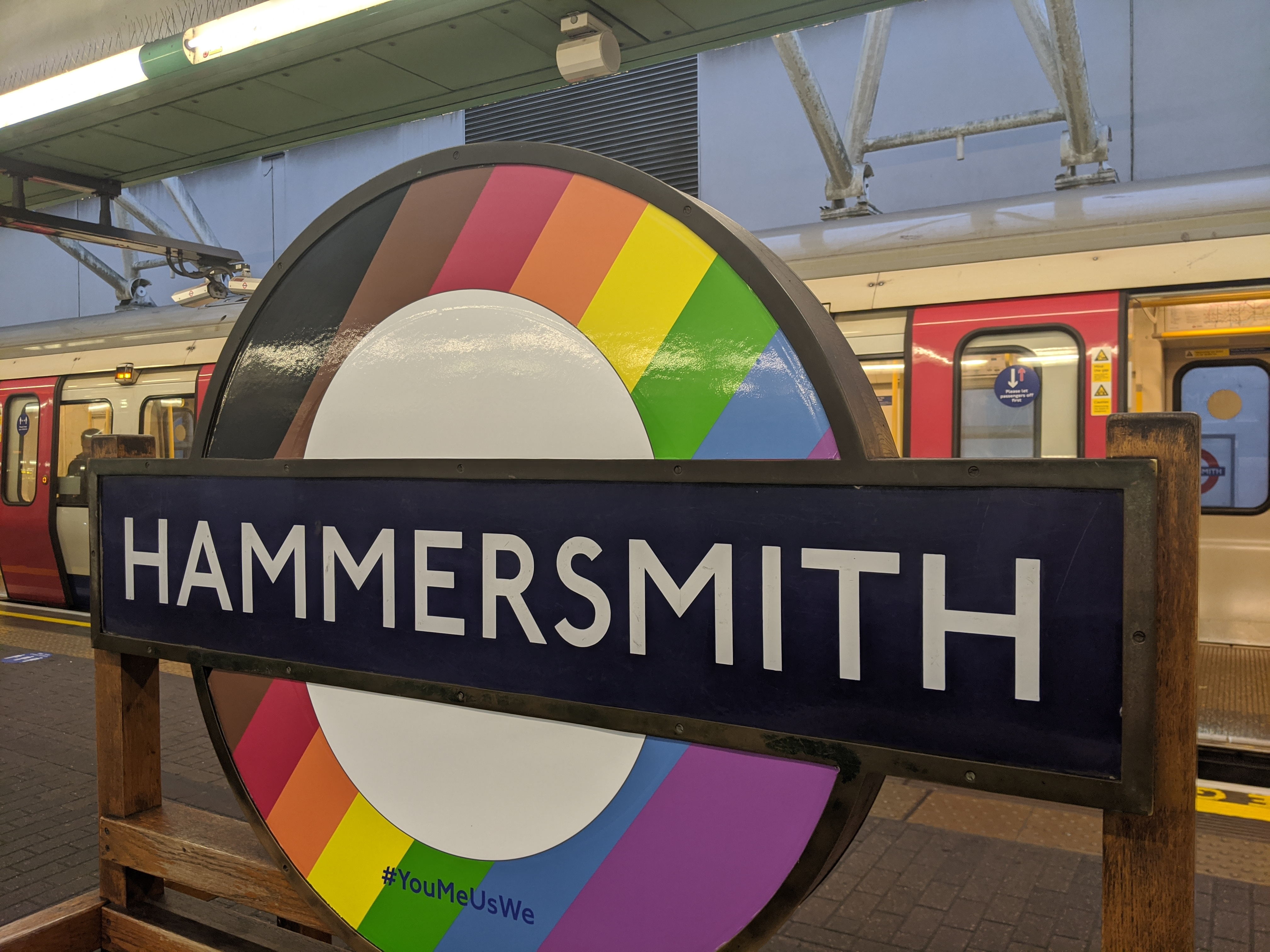
Hammersmith, London: Underground-Roundel in Regenbogendesign entsprechend Philadelphia Pride Flag
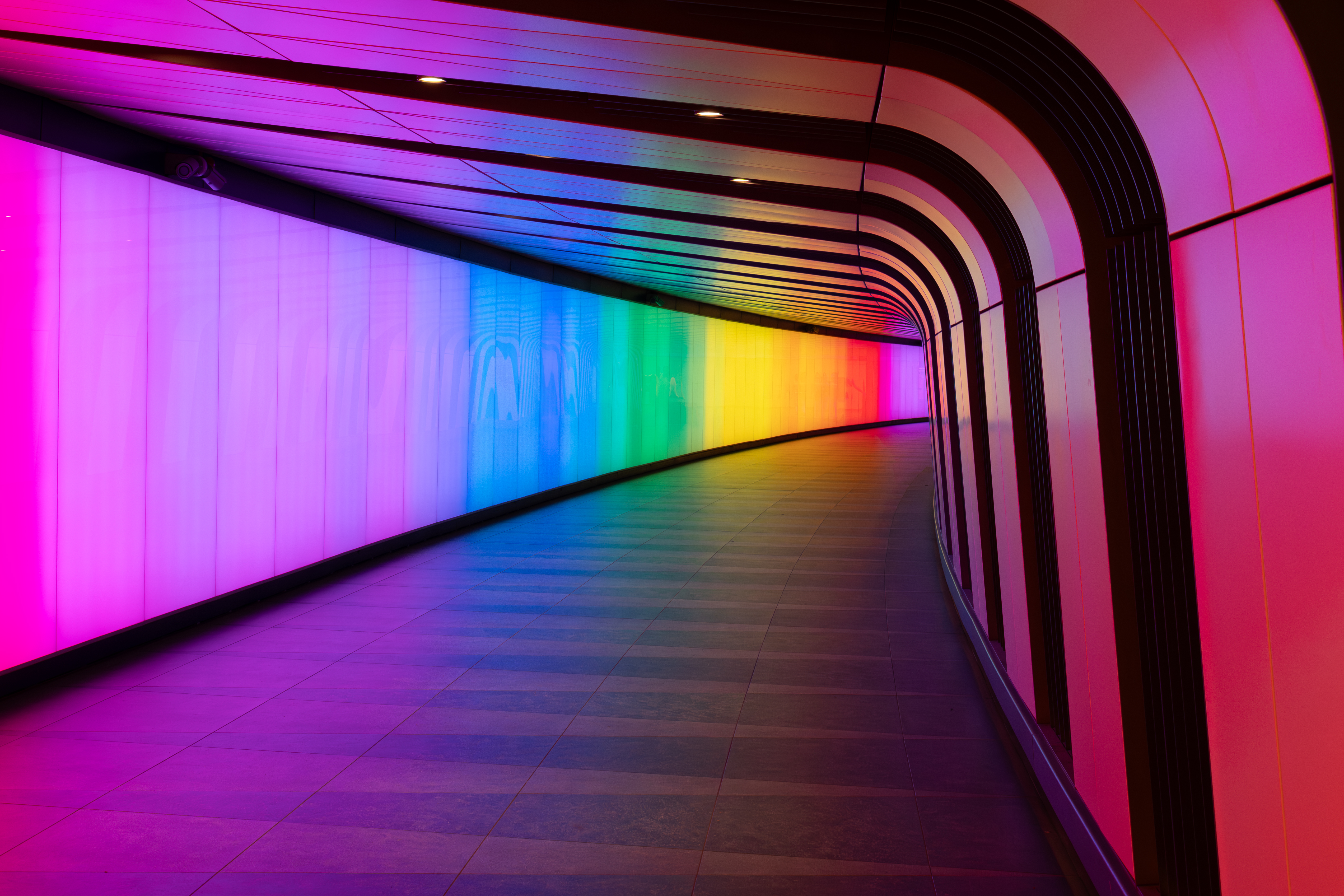
King's Cross, London: Das begehbare Lichtkunstwerk Light Tunnel nahm anlässlich des London Pride 2023 die Farben des Regenbogens an
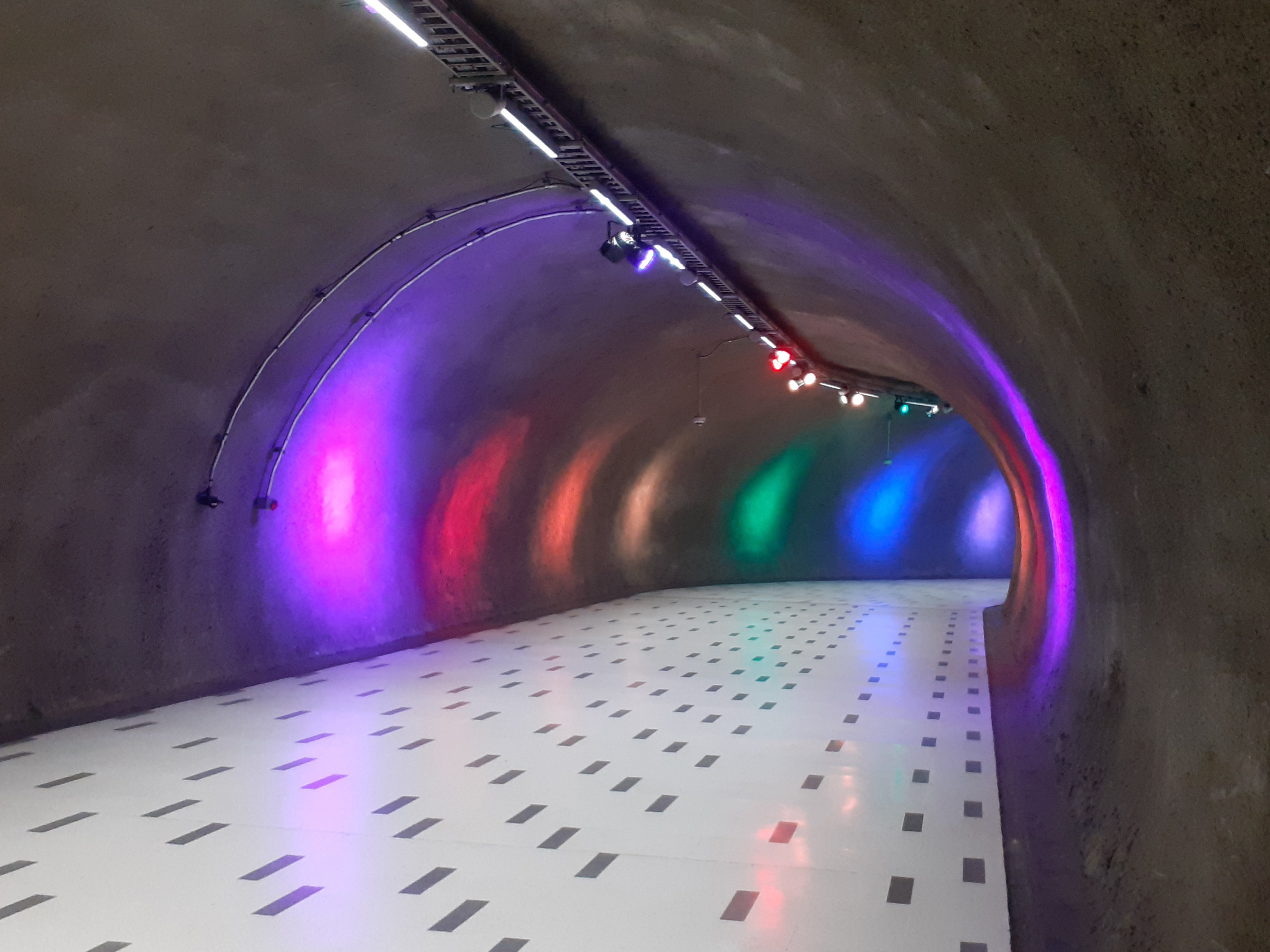
Plaza Egaña, Santiago de Chile: Regenbogen-Illumination während der CSD-Saison 2021
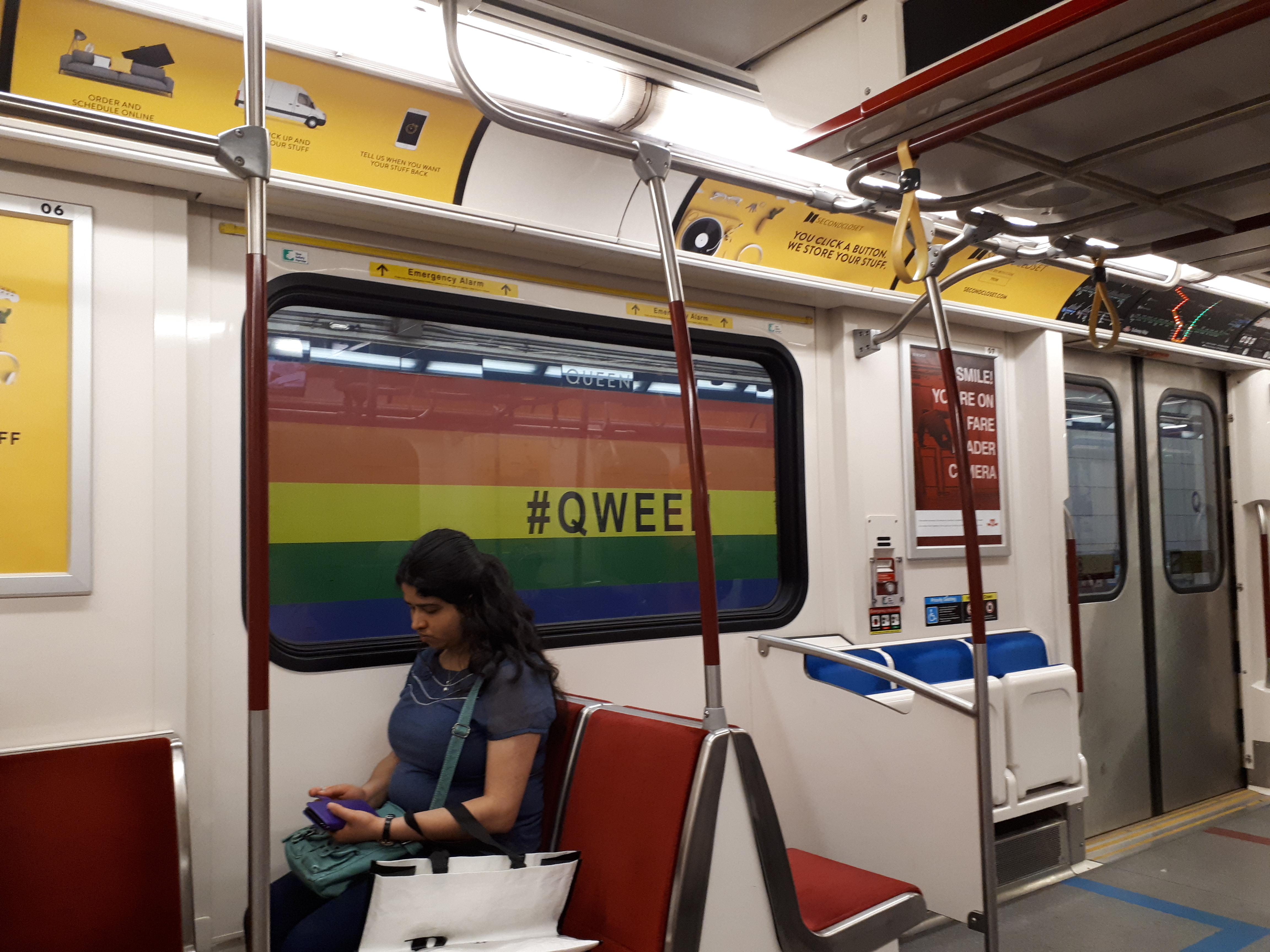
Queen, Toronto: Regenbogenfarbene Wände mit Hashtag #QWEEN während der CSD-Saison 2019; der Name spielt auf den Stationsnamen und einen Ausdruck aus der Drag-/LGBT-Szene an
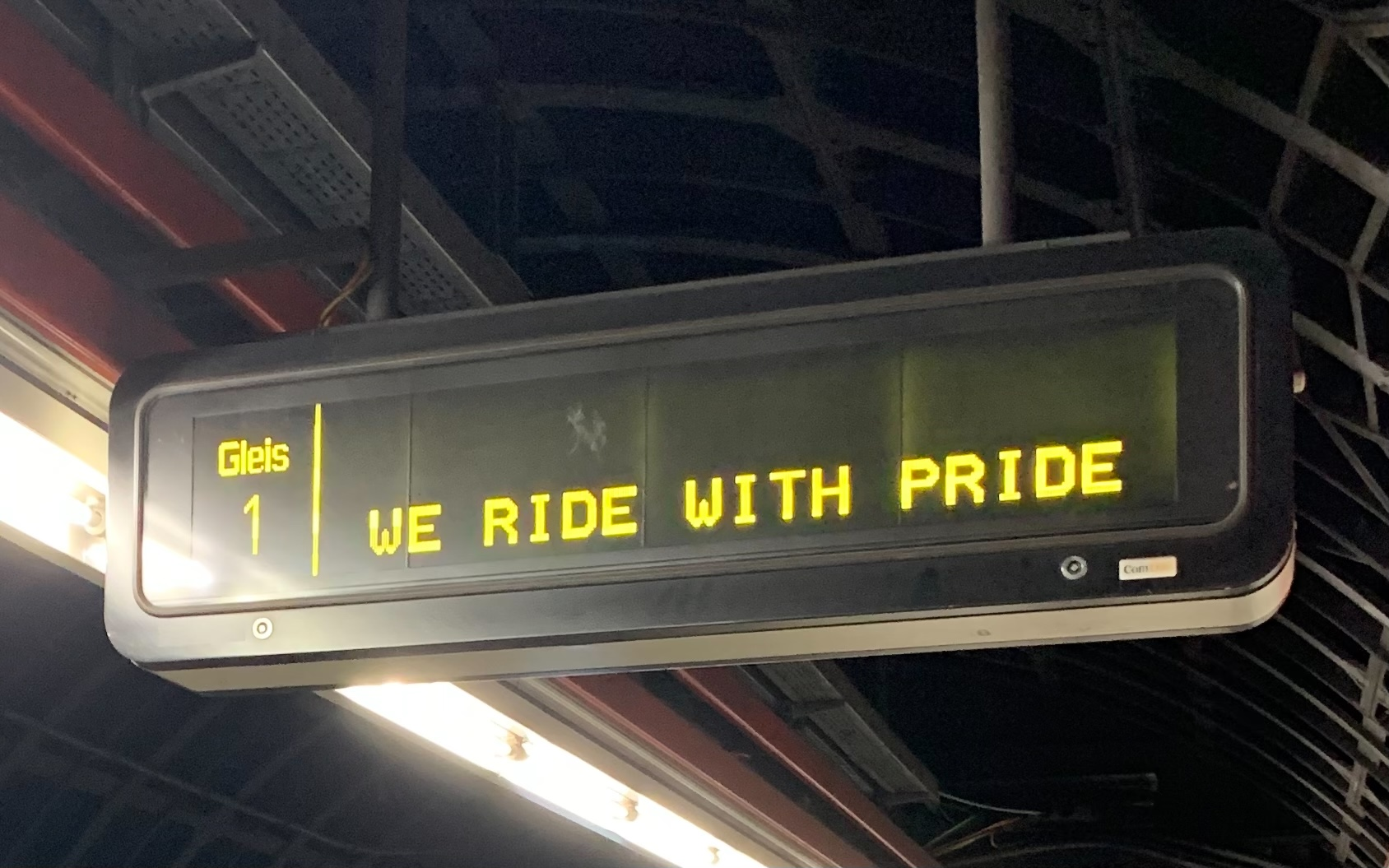
Karlsplatz, Wien: Pride-Slogan als Wechseltext auf einem Zugzielanzeiger während der CSD-Saison 2022

Parallel zur dauerhaften (Um-)Gestaltung von Stationen gingen im frühen 21. Jahrhundert zahlreiche Verkehrsunternehmen einschließlich von U-Bahn-Betreibern dazu über, Stationen anlässlich des Pride Months bzw. im zeitlichen Umfeld des Christopher Street Days temporär in Regenbogenfarben zu dekorieren. Die Auswahl der Stationen hat dabei nicht zwingend einen Bezug zur lokalen Lesben- und Schwulen-Szene und kann sich beispielsweise auch aus der zentralen Lage im Netz oder der wichtigen Knotenfunktion und der entsprechend hohen Publikumsreichweite ergeben. Entsprechende Maßnahmen beschränken sich dabei vorrangig auf Regionen mit liberaler Gesetzgebung und liberalem gesellschaftlichem Klima ggü. LGBT.

### Eigenständigkeit/Zeichenhaftigkeit

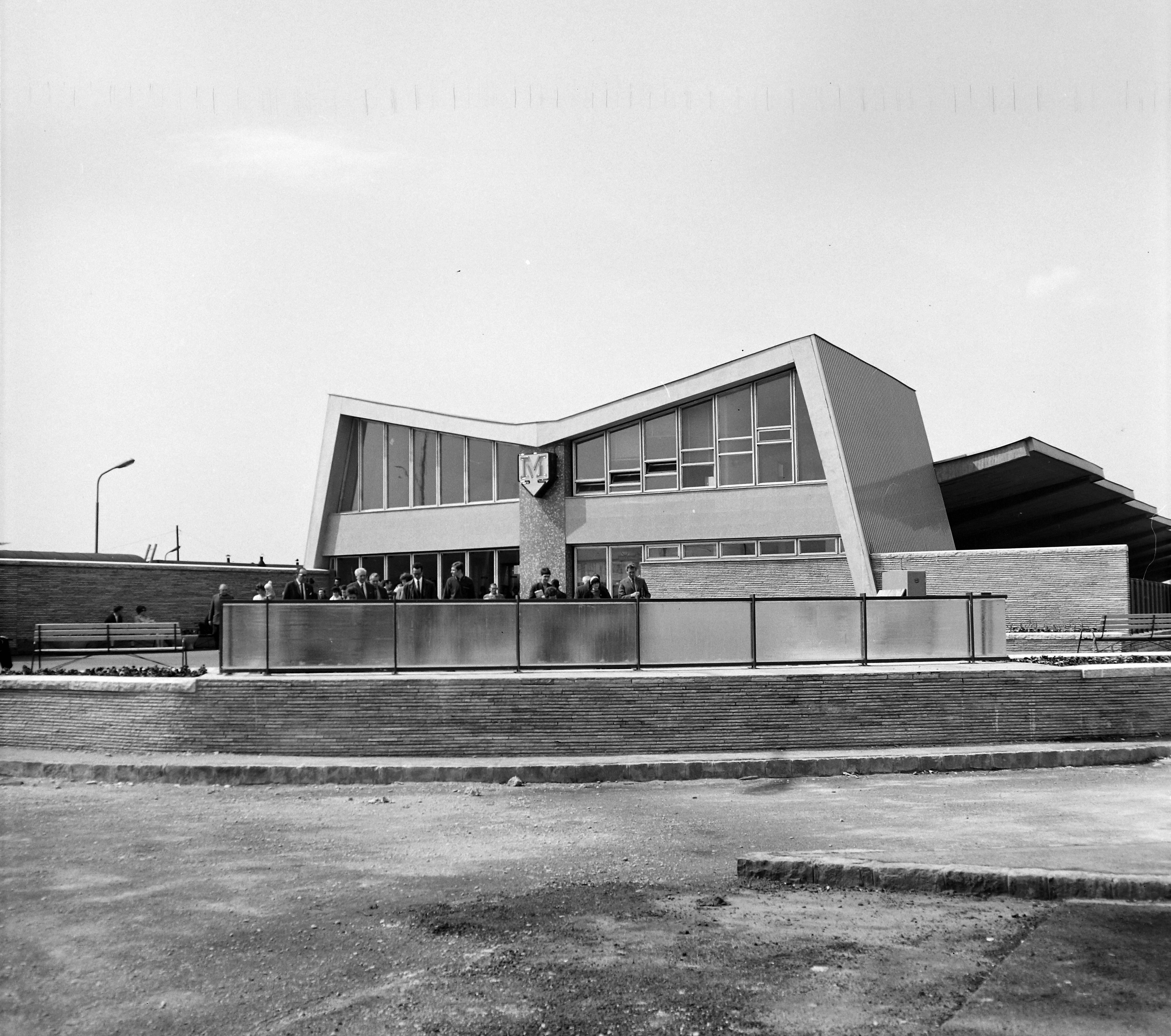
Örs vezér tere, Budapest (1970): Ursprüngliches Stationsgebäude mit M-förmigem Profil für Metró
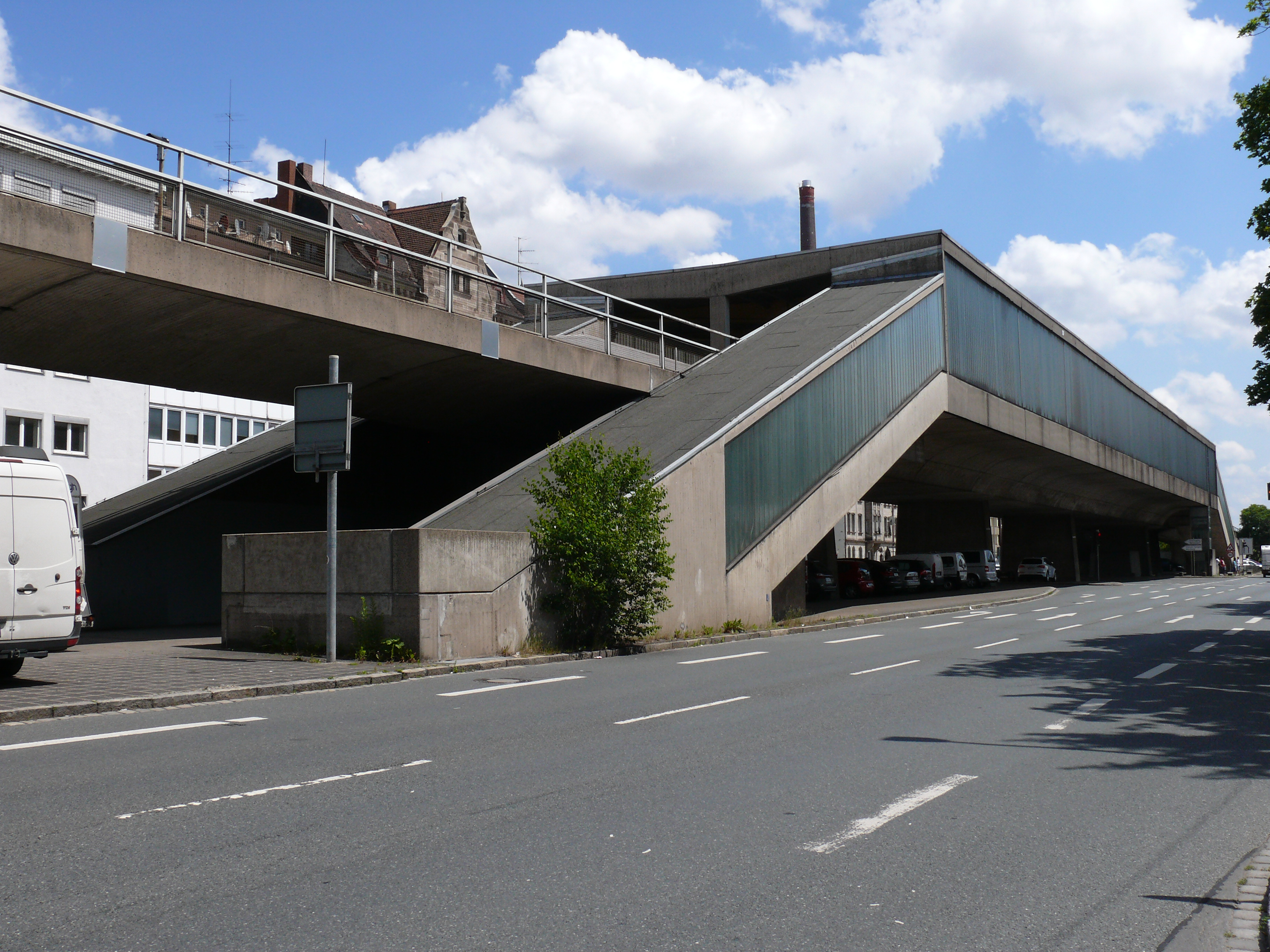
Muggenhof, Nürnberg (1970): Brutalistische stadträumliche Präsenz
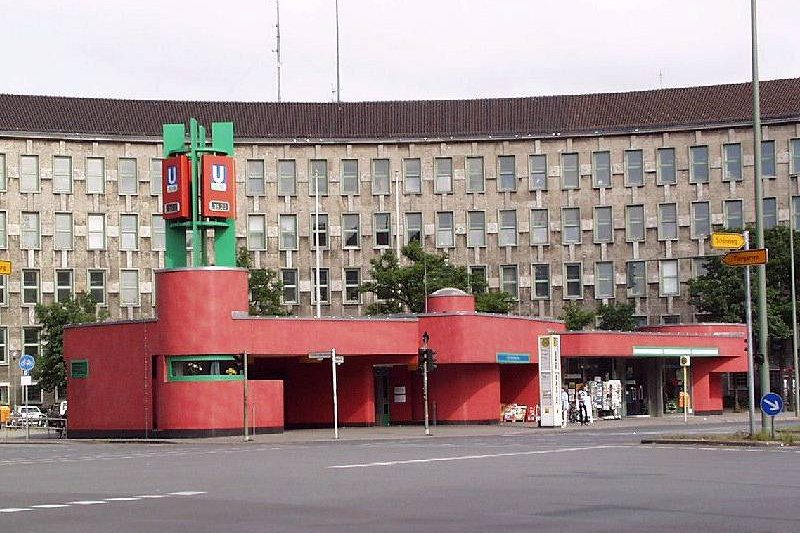
Fehrbelliner Platz, Berlin (1971): Pop-Art-Pavillon als Entgegnung auf nationalsozialistische Dominanzgeste Entwurf: Rainer G. Rümmler
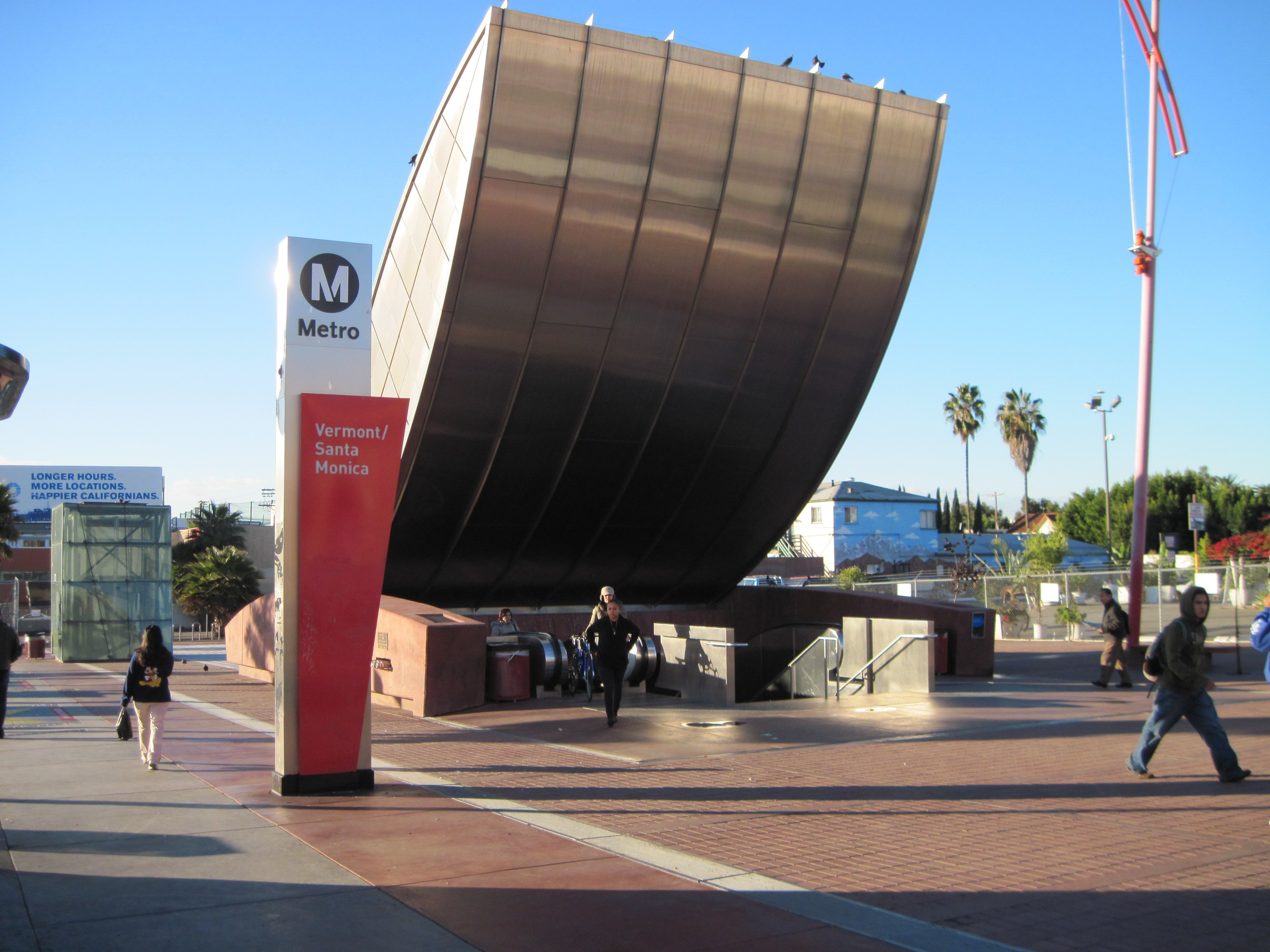
Vermont/Santa Monica, Los Angeles (1999) Entwurf: Ellerbe Becket, Inc.
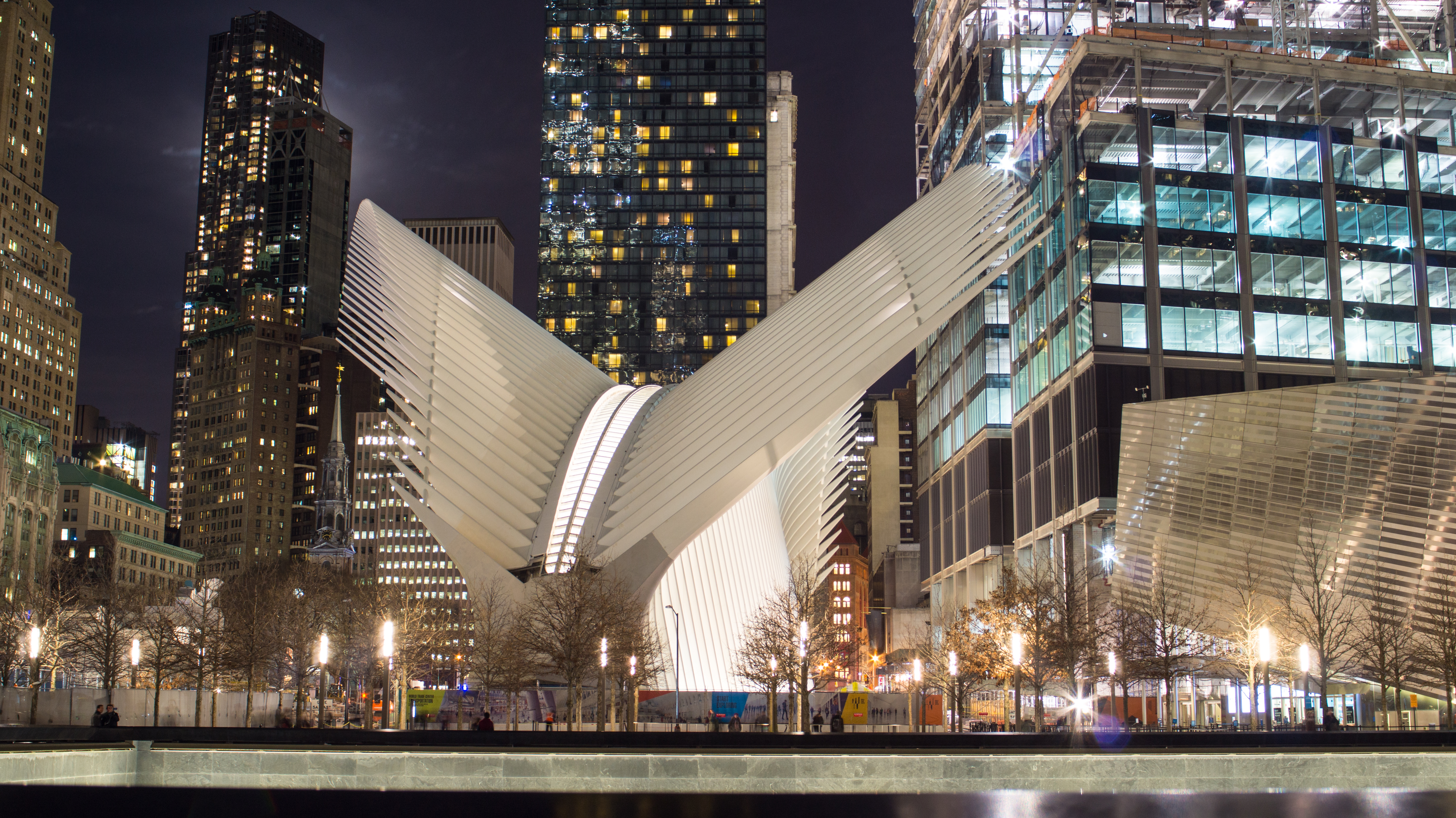
World Trade Center, New York (2016): Skulpturale Großform, die sich in Städtebau und Architektur vom orthogonalen Ordnungsraster der Umgebung löst Entwurf: Santiago Calatrava
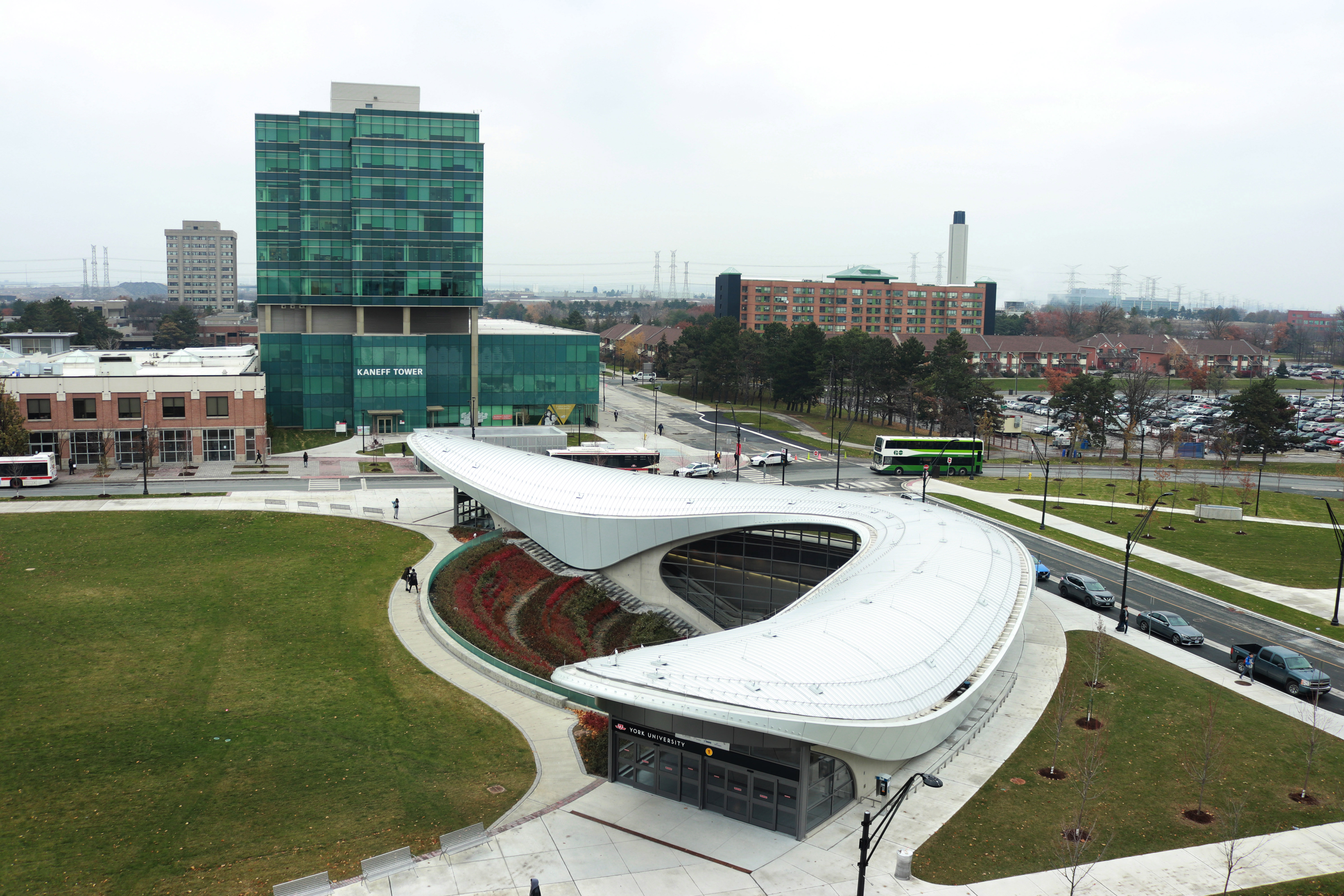
York University, Toronto (2017): Landschaftlich eingebundene, fließende Großform Entwurf: Foster + Partners
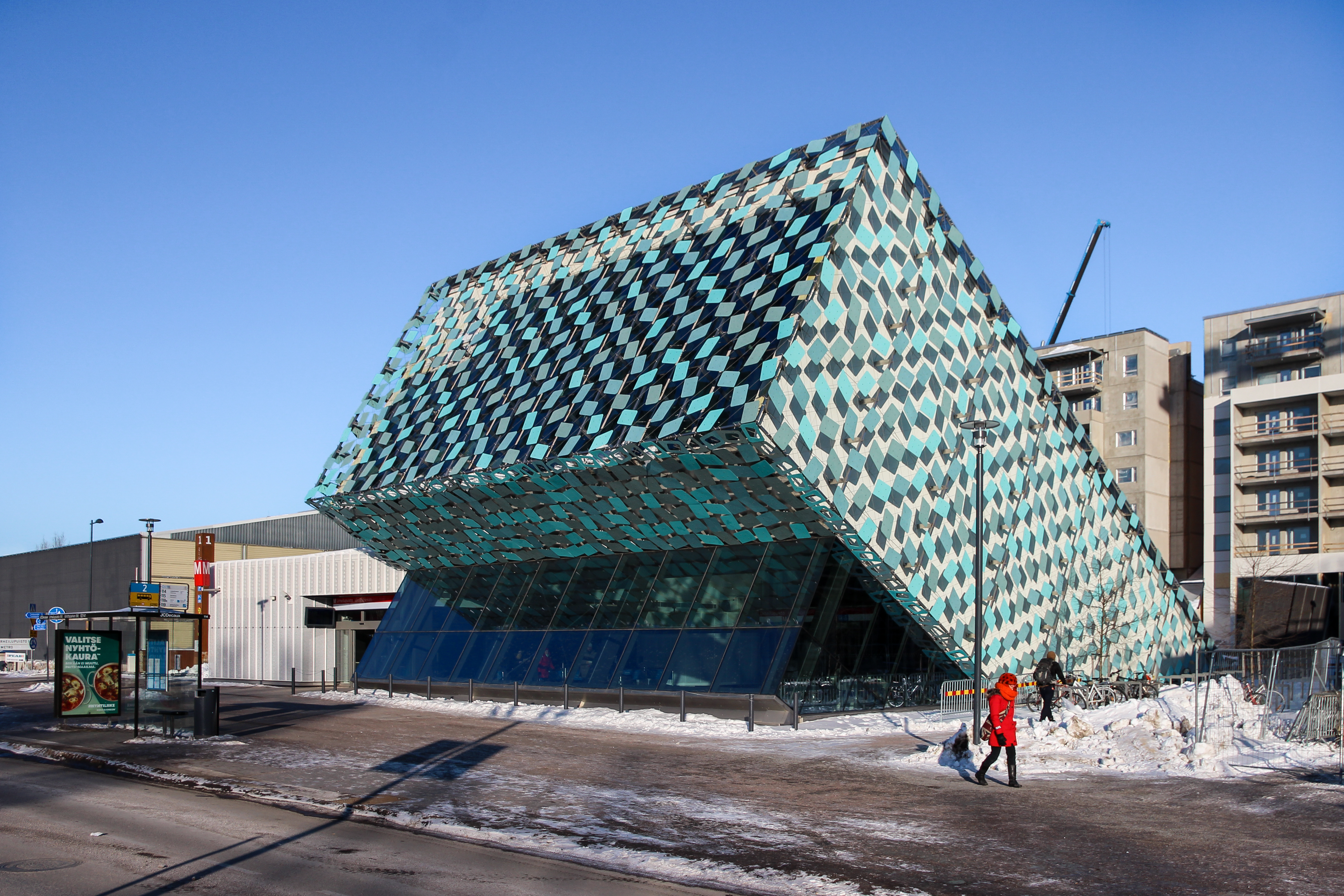
Urheilupuisto/Idrottsparken, Helsinki (2017): Kippung des Volumens und eigenständige Materialität Entwurf: Arkkitehtitoimisto HKP Oy

Im Gegensatz zur zurückhaltenden Einfügung und thematischen Anpassung des oberirdischen Stationsgebäudes an die Gebietskulisse steht die Inszenierung als gestalterisch eigenständiges, häufig freigestelltes Bauwerk oder skulpturales Großobjekt, das selbstbewusst auf sich und das Verkehrsmittel U-Bahn aufmerksam machen.

### Integration künstlerischer Arbeiten

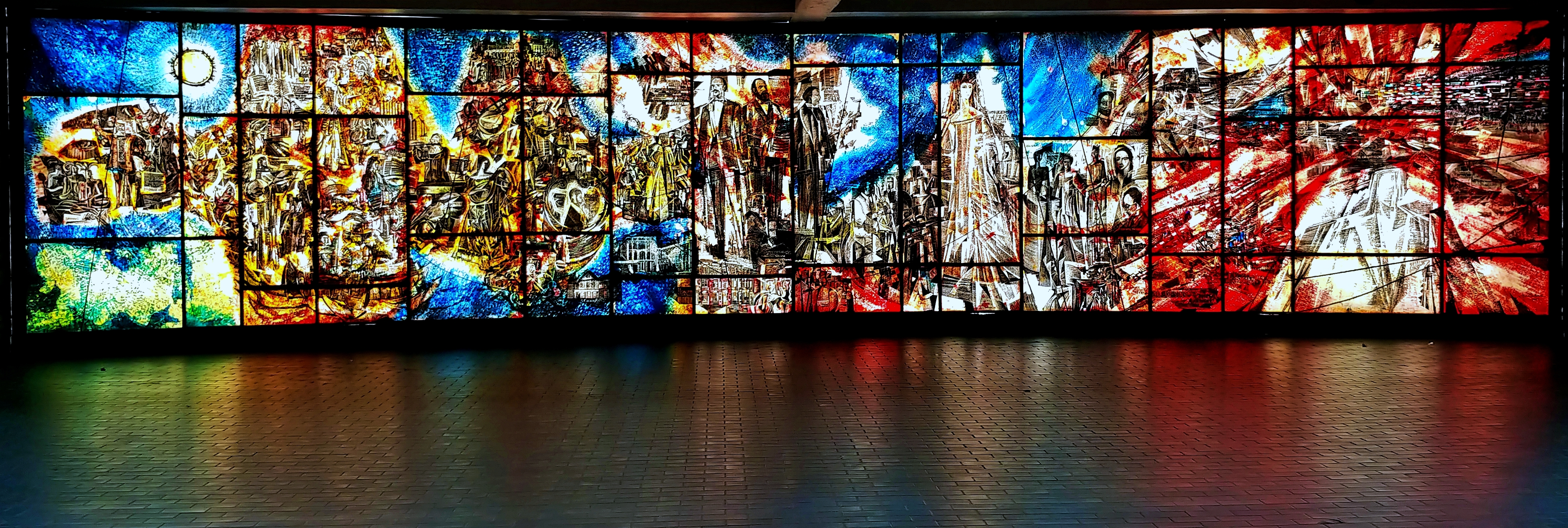
Place-des-Arts, Montreal: Frédéric Back: Hinterglasbild „Histoire de la musique à Montréal“ (1967) Erstes Kunstwerk in einer Station der Montrealer Metro
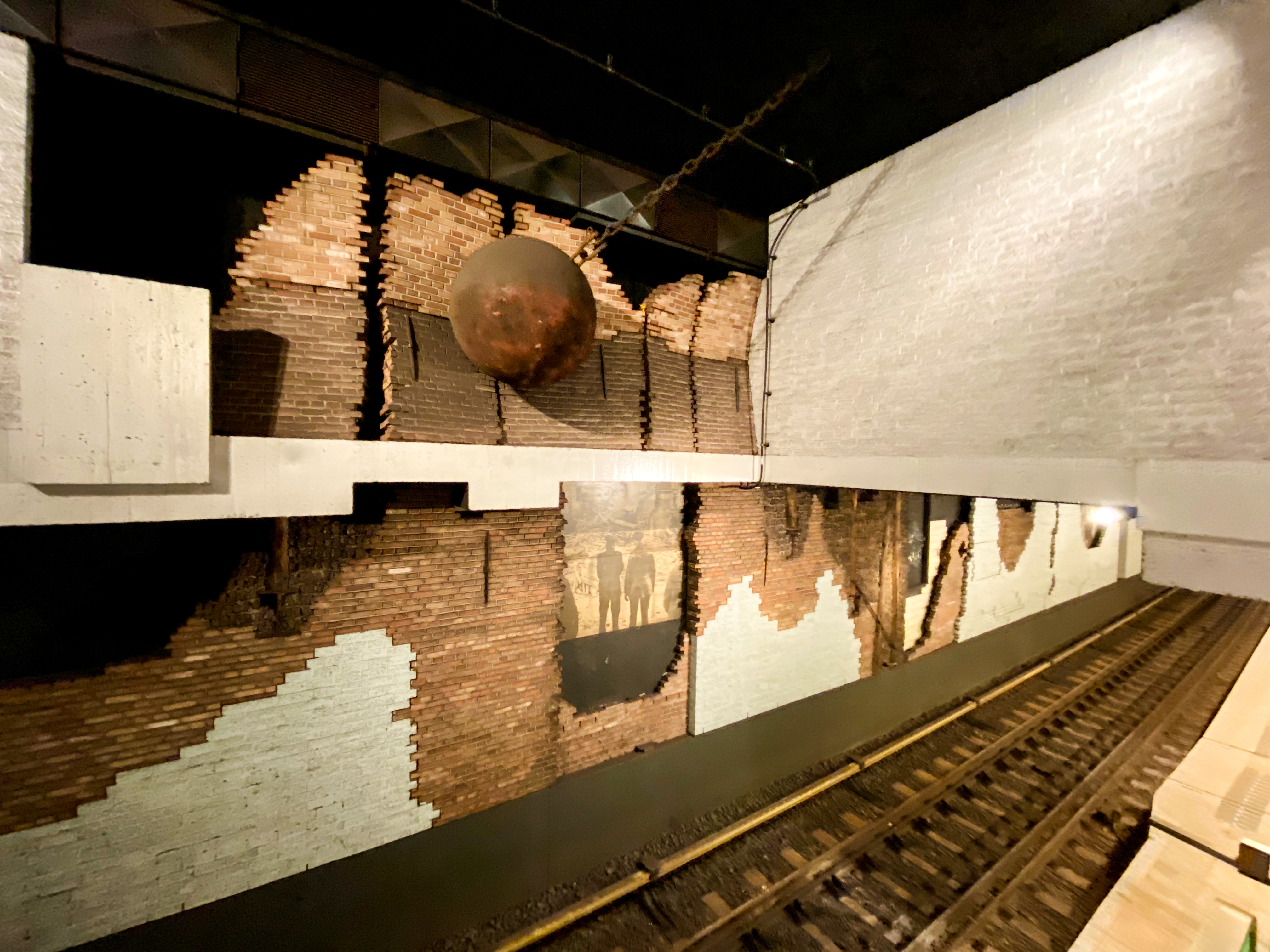
Nieuwmarkt, Amsterdam: Jan Sierhuis: Ohne Titel (1980) Selbstkritische (oder zynische?) Arbeit, die den heftig umstrittenen Abbruch von Wohngebäuden im Zuge des Streckenbaus thematisiert
Pershing Square, Los Angeles: Stephen Antonakos: „Neons for Pershing Square“ (1991) Leuchtröhren-Installation als Hommage an das erste Neon-Schild der USA, das 1924 in der Nähe installiert worden war[272]
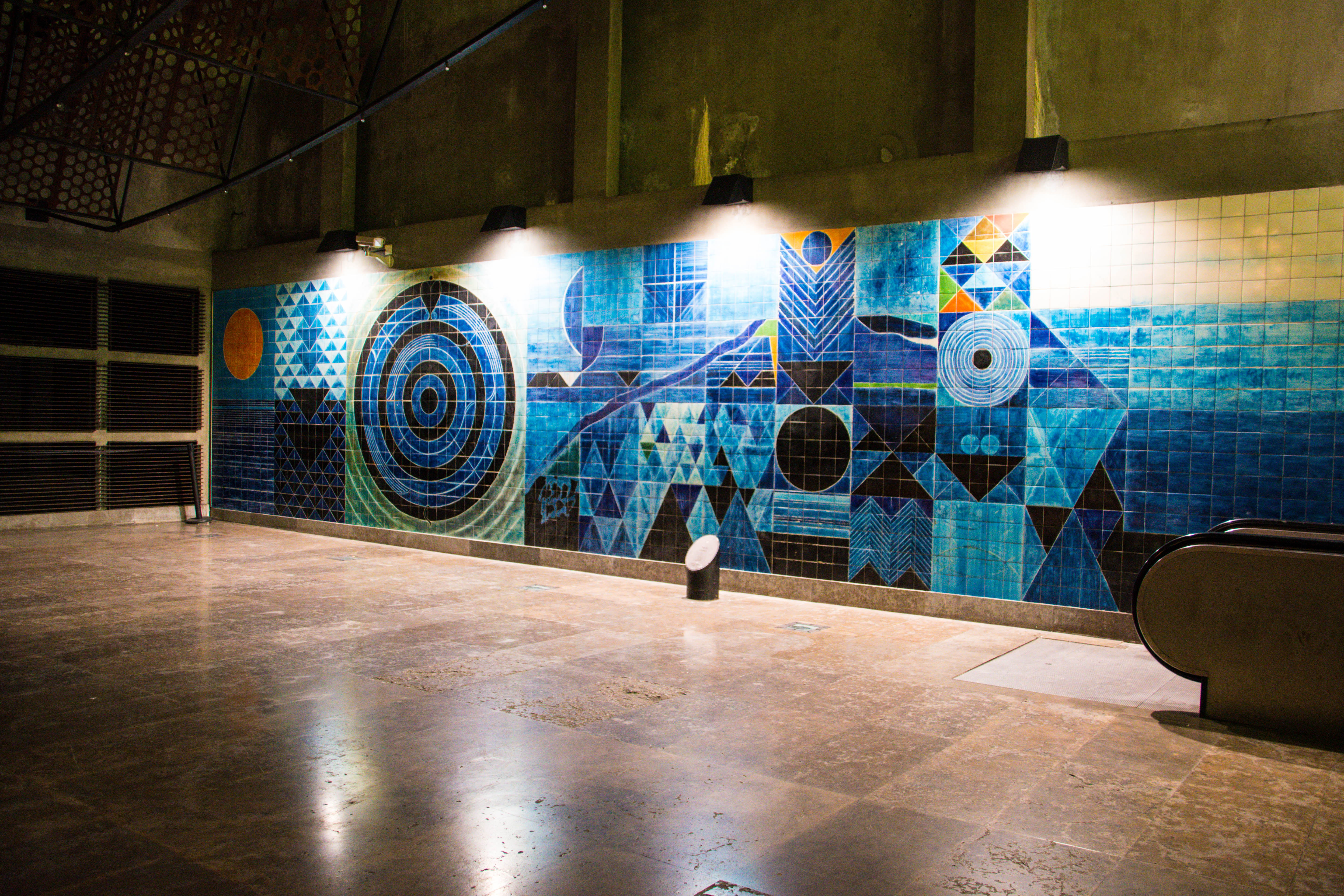
Oriente, Lissabon: S. H. Raza: „Les Océans“ (1998) Teil einer Serie von Arbeiten, die an das Leitthema der Expo 98 anknüpfen, die im benachbarten Parque das Nações stattfand
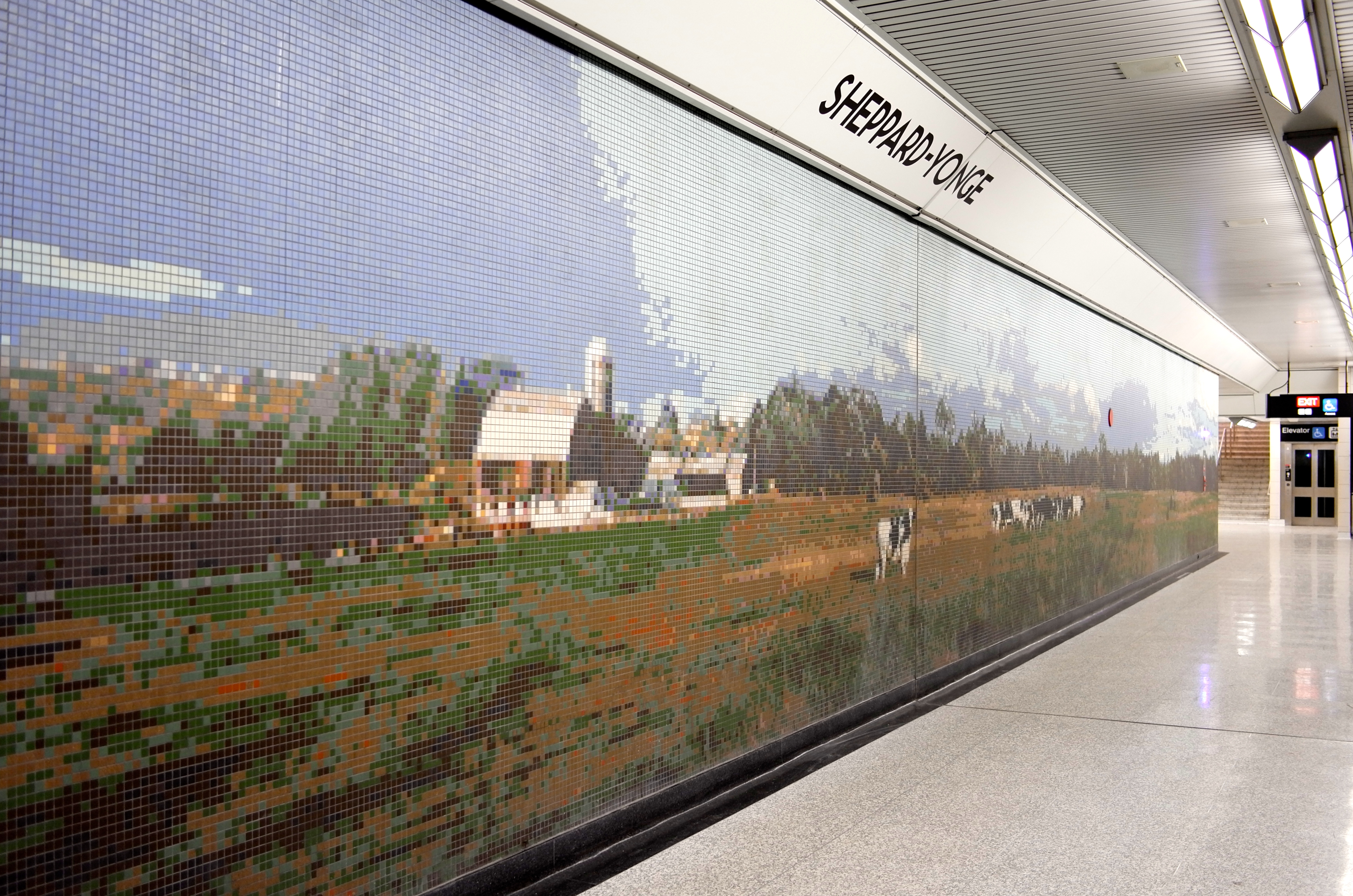
Sheppard-Yonge, Toronto: Stacey Spiegel: „Immersion Land“ (Ausschnitt, 2002) Wandmosaik aus 1,5 Millionen keramischen Bildpunkten mit Landschaften des südlichen Ontario
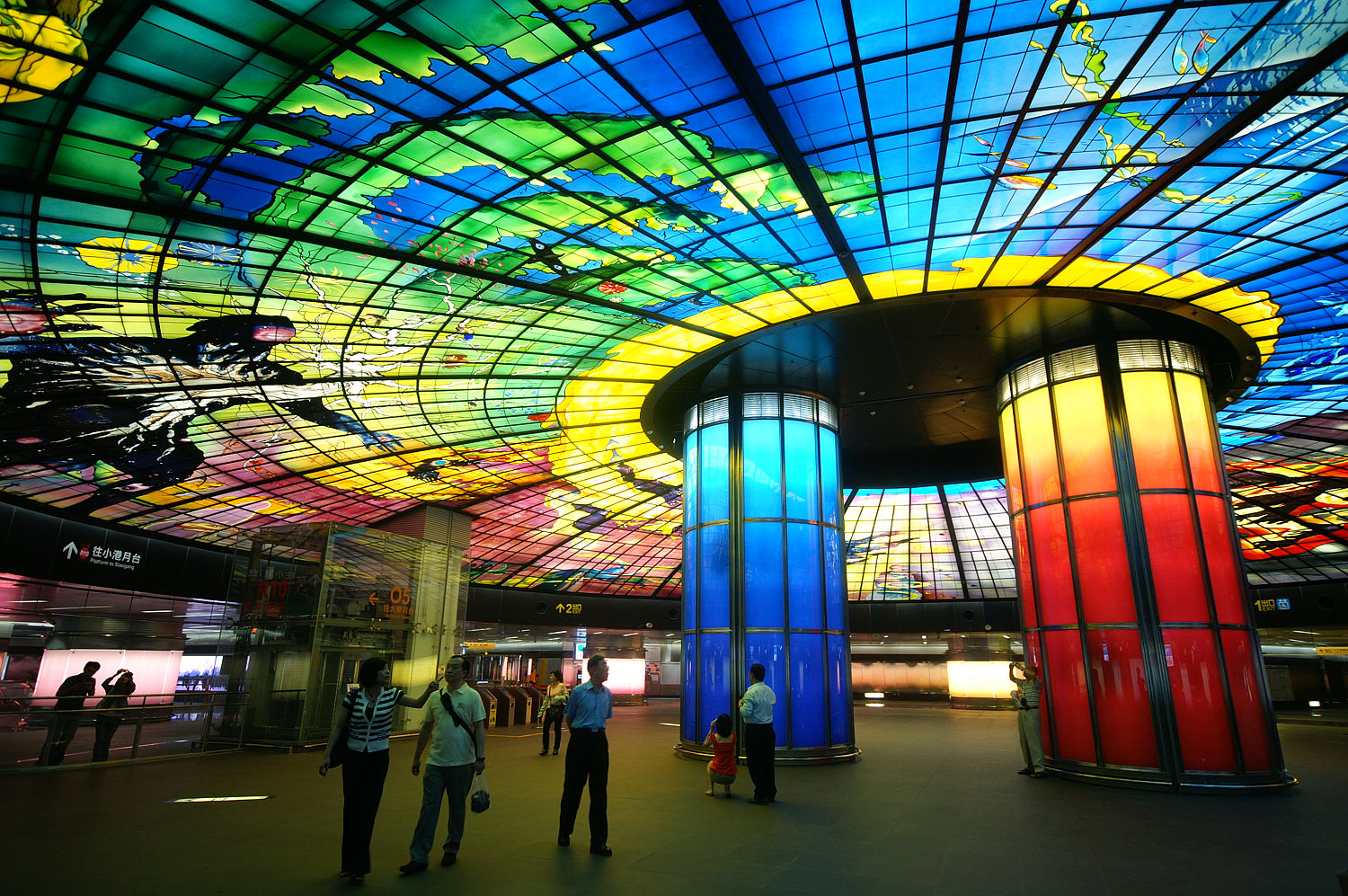
Formosa Boulevard, Kaohsiung: Narcissus Quagliata: Glasdecke „Dome of Light“ (2008)
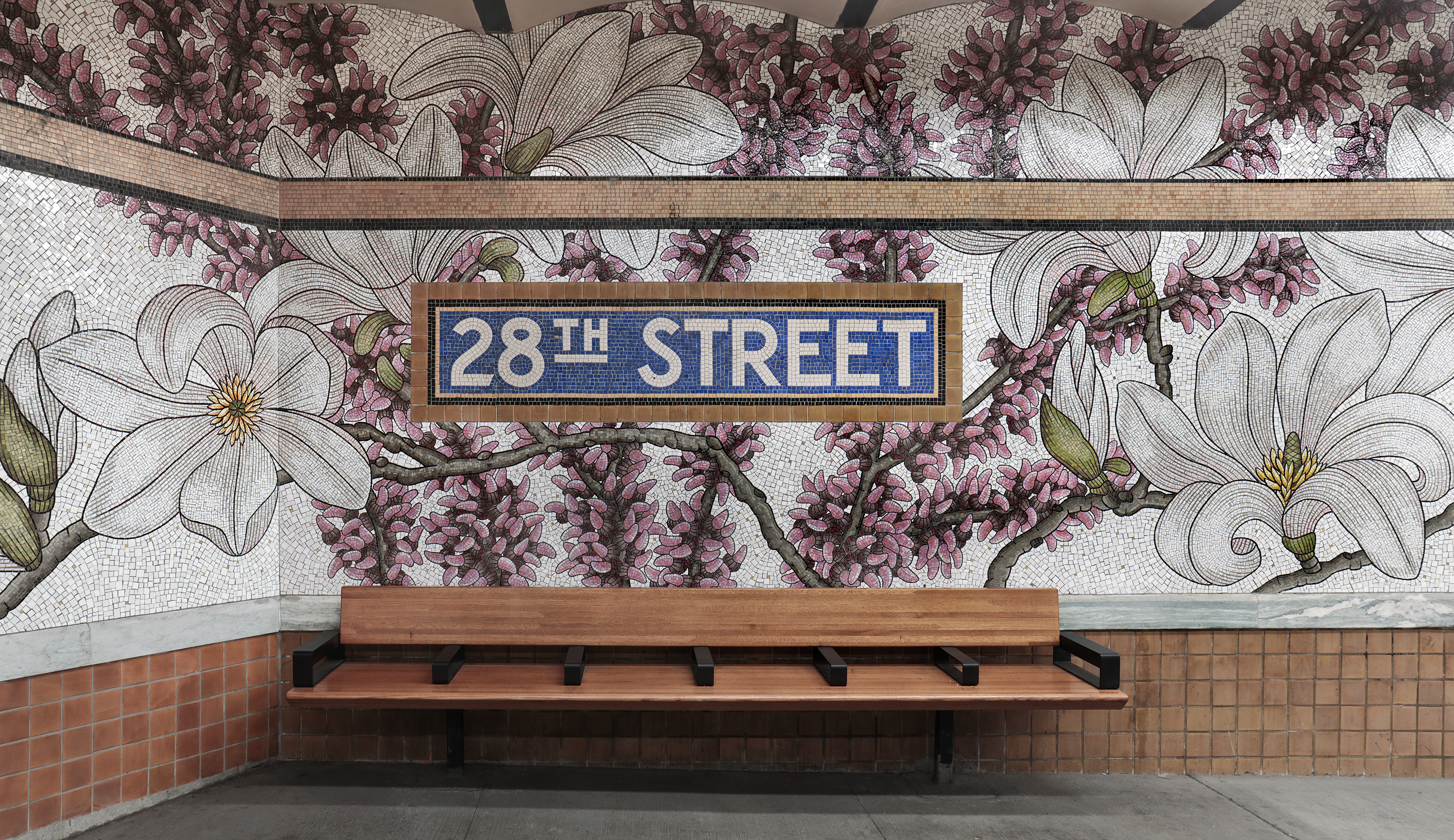
28th Street, New York: Nancy Blum: „Roaming Underfoot“ (Ausschnitt, 2018) Glasmosaik mit Pflanzenarten aus dem benachbarten Madison Square Park

Insbesondere seit den 1950er Jahren gewann die Einbindung künstlerischer Arbeiten Bedeutung für die Stationsgestaltung, wobei ein breites Spektrum unterschiedlicher Gattungen bildender Künste von Graphik über Plastik bis Installationen sowie auch Videokunst genutzt wird. Abhängig von Bauherr, Lage und Bedeutung der Station und Entstehungszeit werden unterschiedlich hohe Mittel für die Gestaltung bereitgestellt und Künstler unterschiedlicher Bekanntheit beauftragt. In Abgrenzung zur ebenfalls künstlerisch gestalteten Bauplastik (z. B. Reliefs, Friese, besonders ausgearbeitete Kapitelle) und zu anderen ornamentalen Elementen (z. B. besonders gestaltete Keramikfliesen und Leuchten) sind diese Werke vorrangig als eigenständige Arbeiten inszeniert und erlebbar und treten nicht innerhalb der Gesamtgestaltung in den Hintergrund.
Die Einbindung der Werke reicht von der einfachen, vorwiegend dekorativen Ausstellung im Stationsgebäude über die abgestimmte Planung von Kunstwerk und Architektur im Sinne von Kunst am Bau bis zur engen Integration von Kunst, Architektur und weiteren gestaltwirksamen Elementen zu einem komplexen atmosphärischen, ästhetischen und narrativen Gesamtkunstwerk, wobei der Übergang zwischen diesen Ansätzen teilweise fließend ist.
Gründe für die besondere Berücksichtigung von Kunst können u. a. ein grundsätzlicher baukultureller Anspruch auf Seite des Eigentümers bzw. der Stadtverwaltung, der Wunsch nach Präsentation des künstlerischen und kreativen Profils der jeweiligen Stadt oder Region und die Förderung lokaler Kunstschaffender, der Wunsch nach Distinktion des eigenen Systems durch eine positiv auszeichnende Prägung, Ausstrahlung und Qualität, die künstlerische, ästhetische und intellektuelle Erbauung der Fahrgäste und die Vermittlung, Demokratisierung und Popularisierung von Kunst im Sinne eines öffentlichen Bildungsauftrags sein, für die sich U-Bahnen aufgrund der großen Zahl täglicher Nutzer und ihrer erheblichen Zielgruppenreichweite in besonderer Weise eignen.
Grundsätzlich finden sich künstlerische Arbeiten in einer Vielzahl von Netzen, in einigen Systemen bildet ihre Integration jedoch einen zentralen Gestaltungsgrundsatz und wird konsequent im gesamten Netz oder in weiten Teilen davon umgesetzt. Zu den Betreibern, die sich bereits früh und umfassend mit Kunst in der Stationsgestaltung auseinandergesetzt haben, gehören beispielsweise Stockholm (Inbetriebnahme: 1950; künstlerische Arbeiten seit 1957), Lissabon (1959), Montreal (1966) und Brüssel (1976), ebenso Neapel und Los Angeles (jeweils 1993) als spätere Beispiele. Ebenso haben die Betreiber verschiedener früher U-Bahn-Netze später umfassende Programme zur (nachträglichen) künstlerischen Ausgestaltung und teilweise für weitergehende kulturelle Angebote aufgesetzt, darunter die Metropolitan Transit Authority mit MTA Arts & Design (seit 1985) und Transport for London mit Art on the Underground (seit 2000, zunächst als Platform for Art). In verschiedenen Fällen werden die Stationen eines Netzes aufgrund ihrer künstlerischen Gestaltung als eigenständige Anziehungspunkte vermarktet, so bewirbt die Stockholmer Nahverkehrsgesellschaft die U-Bahn der schwedischen Hauptstadt als „längste Kunstausstellung der Welt“, eine Bezeichnung, die in Literatur, Presse und Reisejournalismus übernommen wurde.

#### (Post-)sozialistische Länder

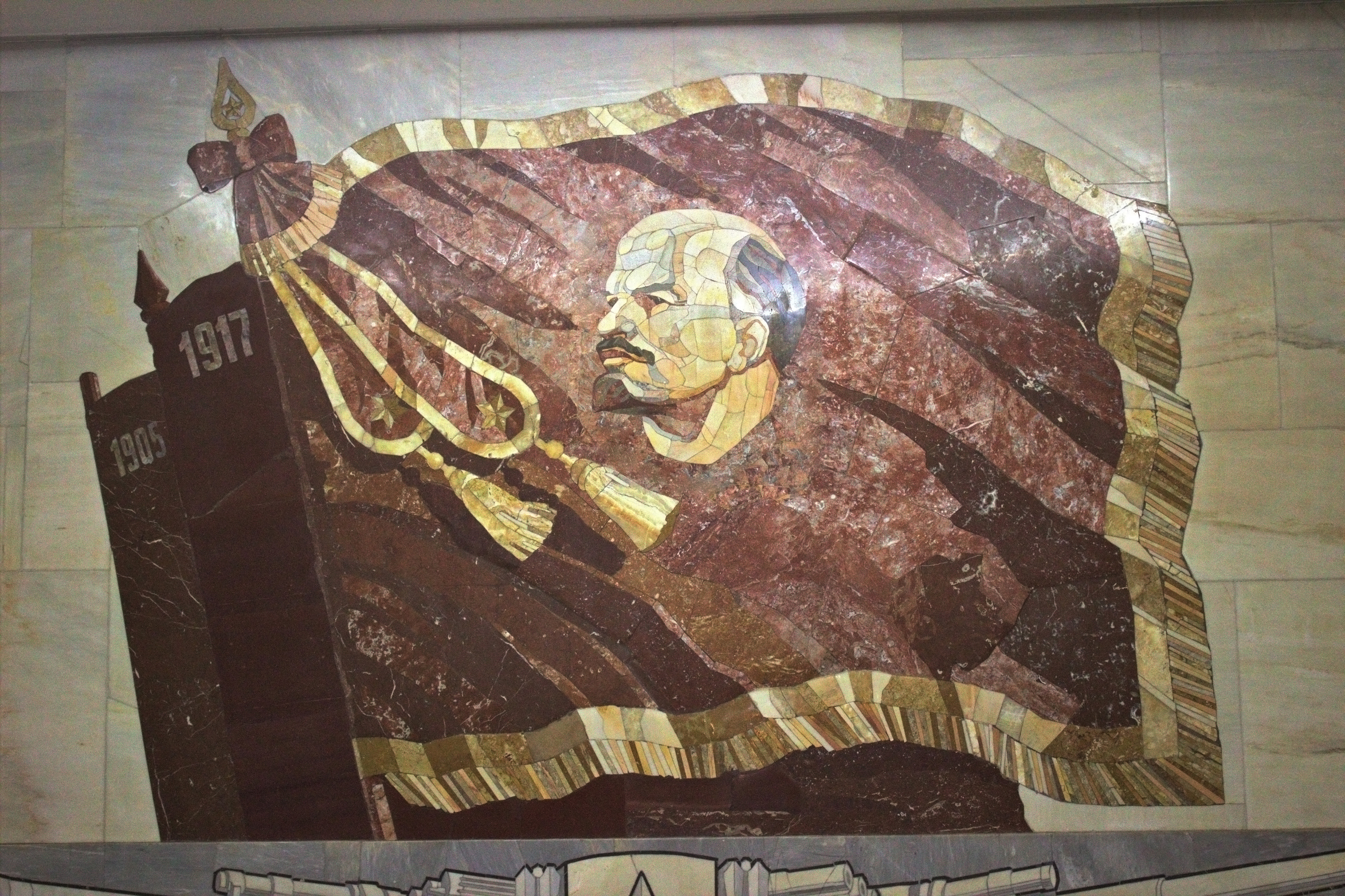
Baumanskaja, Moskau (1944): Wandmosaik mit Lenin-Portrait und Jahreszahlen der Russischen und der Februar- und Oktoberrevolution auf Roten Fahnen
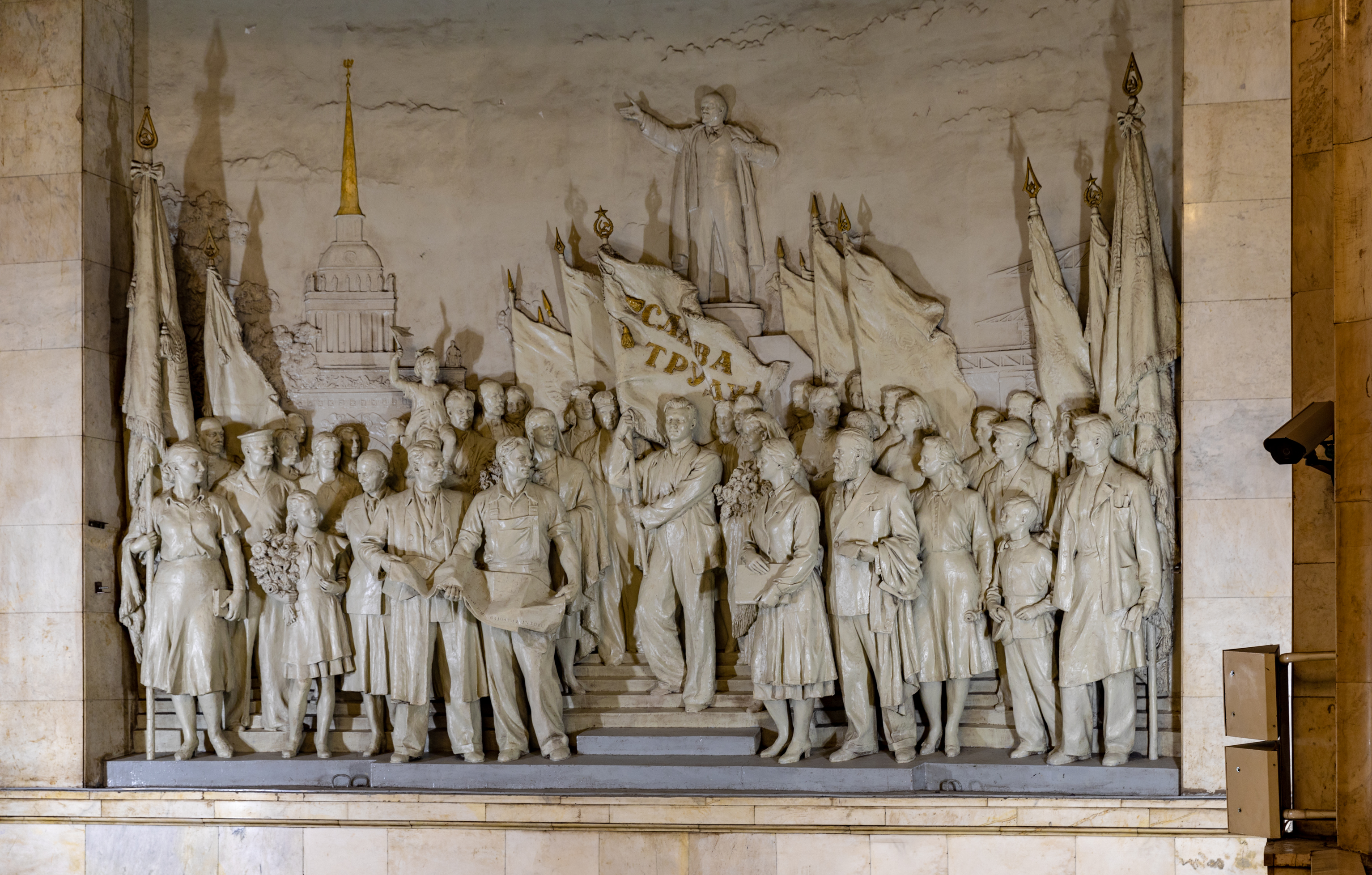
Narwskaja, Sankt Petersburg (1955): Die Bevölkerung vereint unter Lenin, Geschichte/Tradition und Zukunft/Aufbau verbunden; die Fahne im Zentrum trägt das Schlagwort Слава Труду (Slawa Trudu, dt. Ruhm (gelte) der Arbeit)
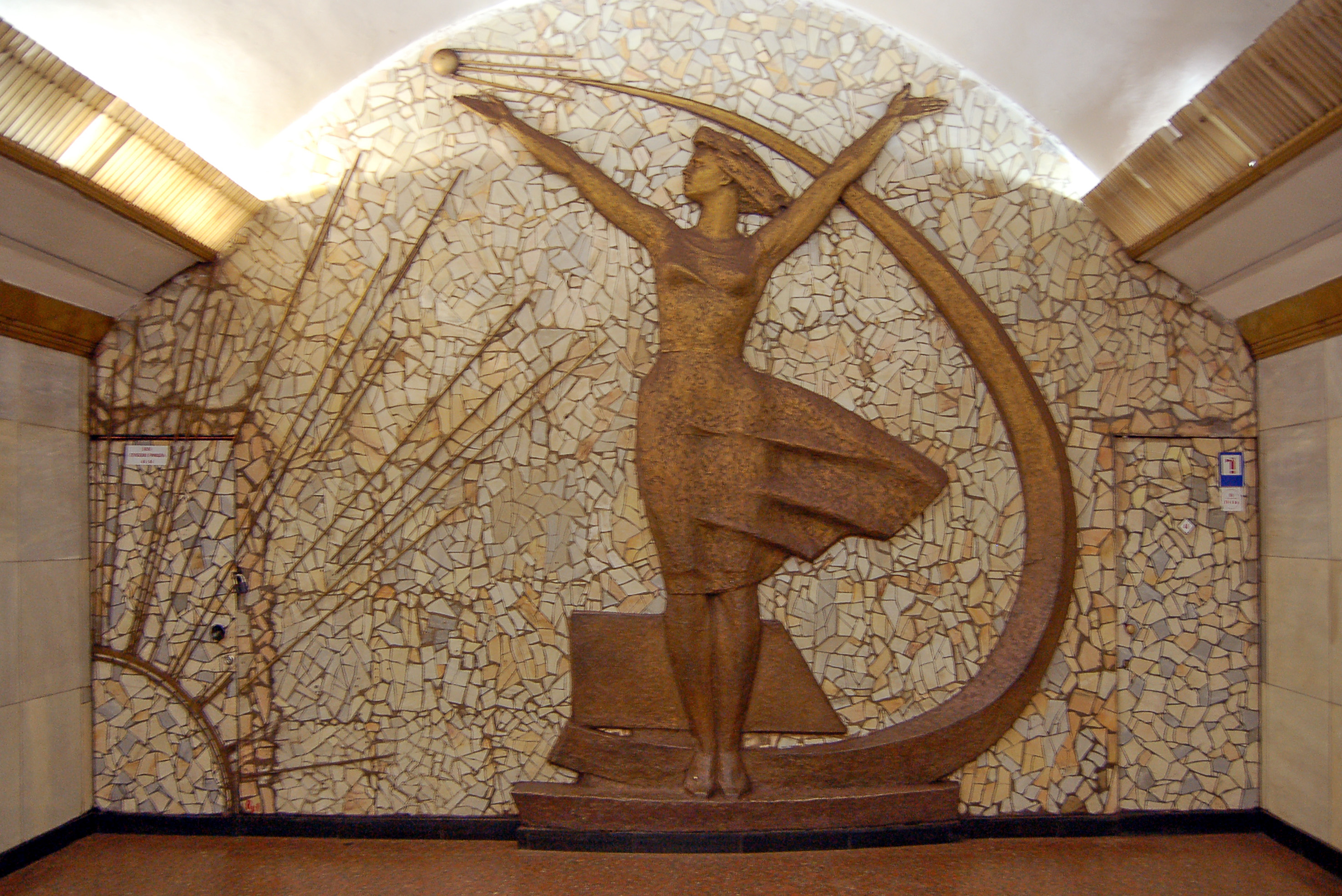
Politechnitschnyj instytut, Kiew (1963): Basrelief mit allegorischer Darstellung der sowjetischen Raumfahrt mit Satellit Sputnik 1
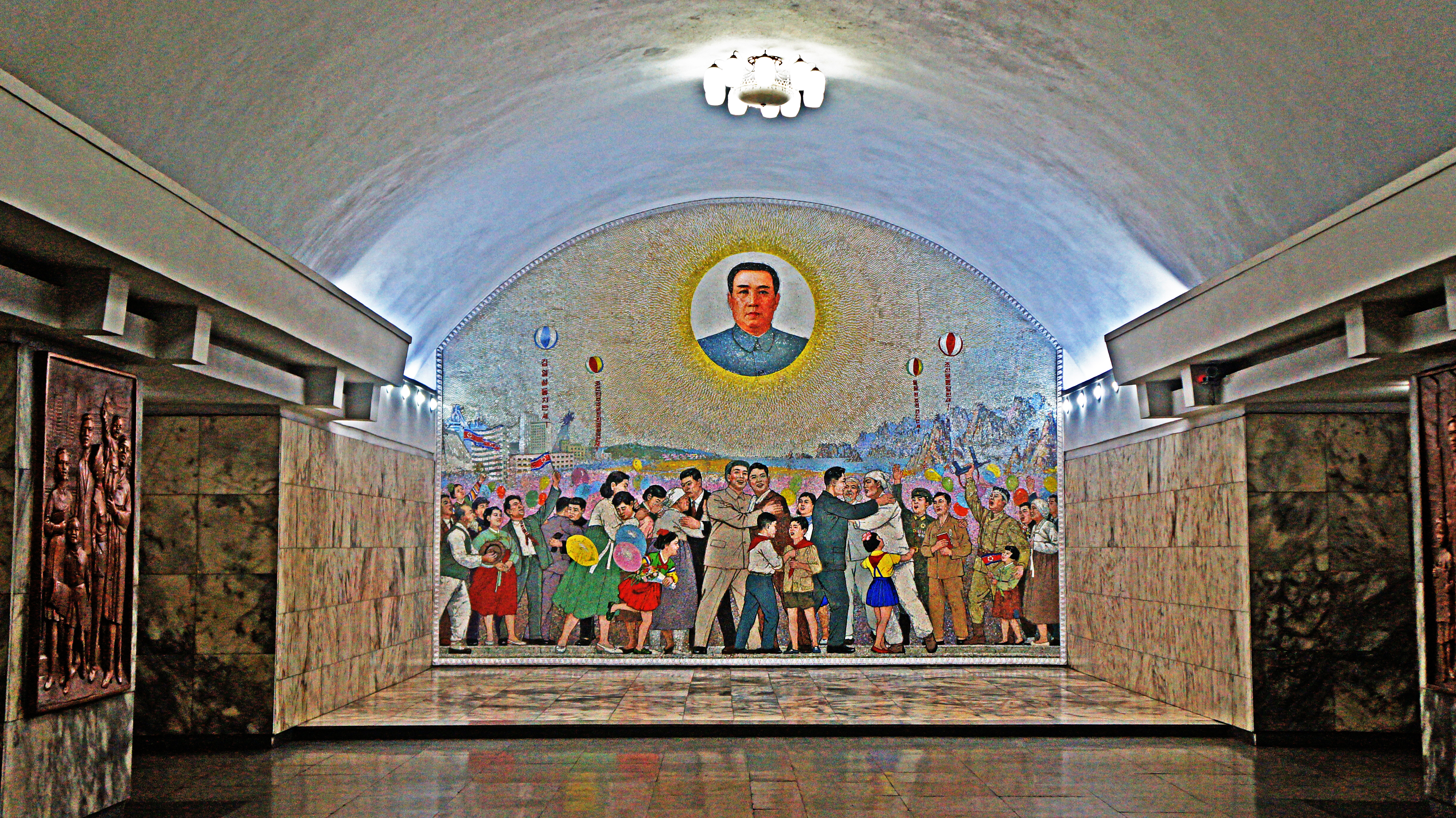
Tongil (dt. Vereinigung), Pjöngjang (1973): Wandmosaik – Die Sonne der Nation strahlt über dem ergriffenen (wieder)vereinigten koreanischen Volk
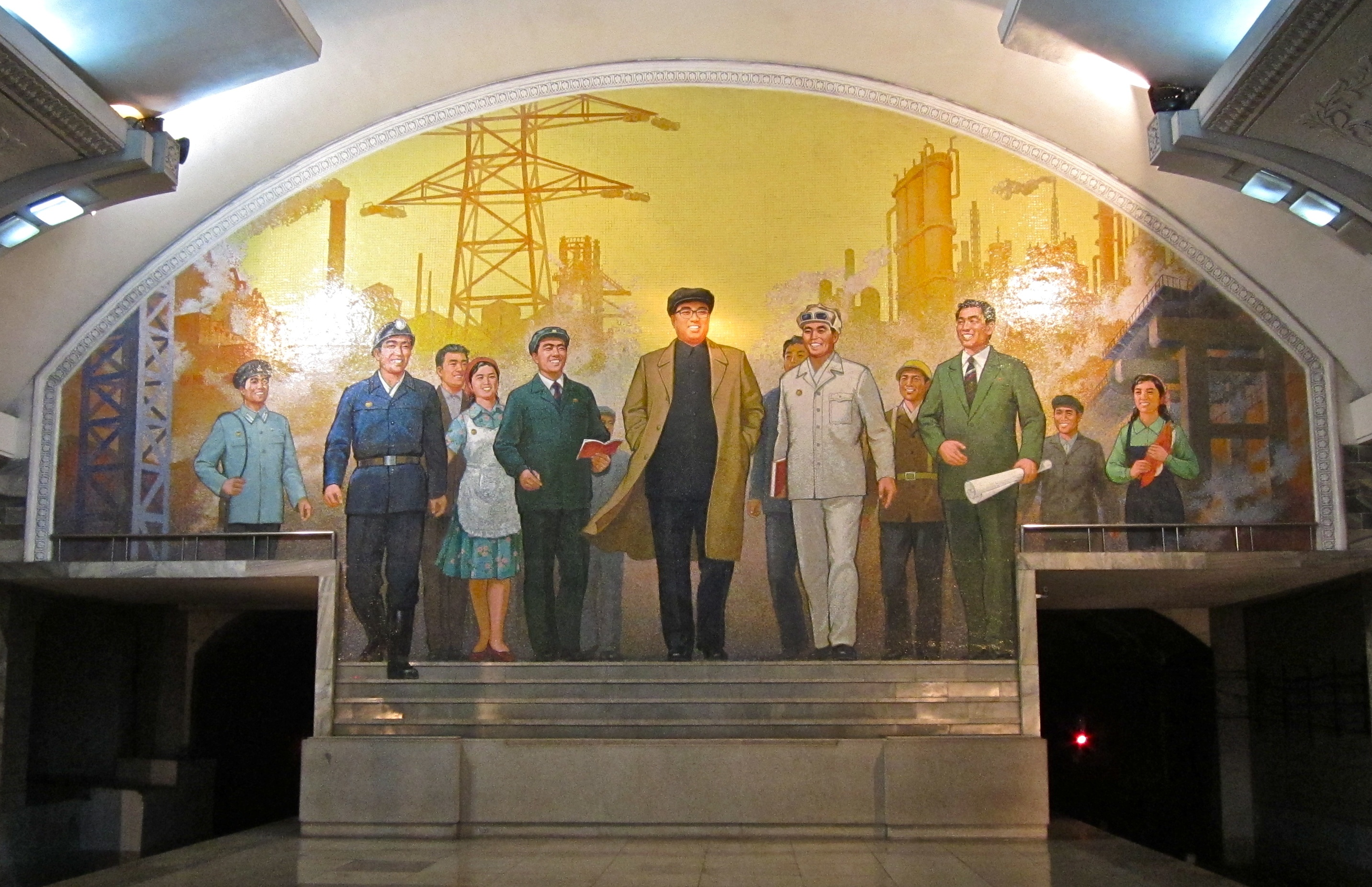
Puhŭng, Pjöngjang (1987): Wandmosaik „Der Große Führer Kim Il-sung unter Arbeitern“

Künstlerische Arbeiten spielten insbesondere bei der Ausgestaltung der Stationen verschiedener sowjetischer und anderer (ehemals) sozialistischer Städte häufig eine wesentliche Rolle. Diese konzentrierten sich häufig auf propagandistisch grundierte Motive der revolutionären Geschichte und des Sozialistischen Realismus und beschäftigten sich entsprechend vorrangig mit Aufbau- und Entwicklungsbemühungen und -leistungen sowie Zielen und Idealen der sozialistischen Gesellschaft und der jeweiligen Staatsführung, zeigten andererseits jedoch auch häufig zeitgenössische Alltagsmotive oder idyllisch-romantisierende historische Motive. Die Grenzen zu den oben genannten baukünstlerischen Elementen mit ihren thematisch eng verwandten Motiven und zum gestalterischen Ziel des Gesamtkunstwerks sind dabei teilweise fließend.
Die Werke reflektieren häufig nationale bzw. regionale Besonderheiten, wie sich beispielsweise in der spezifisch nordkoreanischen Färbung der Arbeiten in den Stationen der Metro Pjöngjang zeigt, die sich in den allgemeinen Duktus nordkoreanischer Propagandakunst einfügen. Grundsätzlich entsprechen die optimistisch-idealisierten Motive von wirtschaftlichem, wissenschaftlich-technischem und gesellschaftlich-kulturellem Aufbau und Fortschritt dem Grundton des Sozialistischen Realismus der Werke in Stationen anderer Netze. Formal und inhaltlich spiegeln die Arbeiten jedoch ausgeprägter als in anderen Systemen die dominante personelle Fixierung von Politik, Gesellschaft und Wirtschaft auf einen charismatischen Führer, hier den zum Zeitpunkt des Baus der U-Bahn amtierenden Staatspräsidenten und Generalsekretär der Partei der Arbeit Koreas Kim Il-sung, wider, der in der Rolle einer weise anleitenden und von der Bevölkerung hingebungsvoll verehrten väterlichen Figur den inhaltlichen und kompositorischen Mittelpunkt eines Großteils der Arbeiten bildet.

### Integration archäologischer Güter

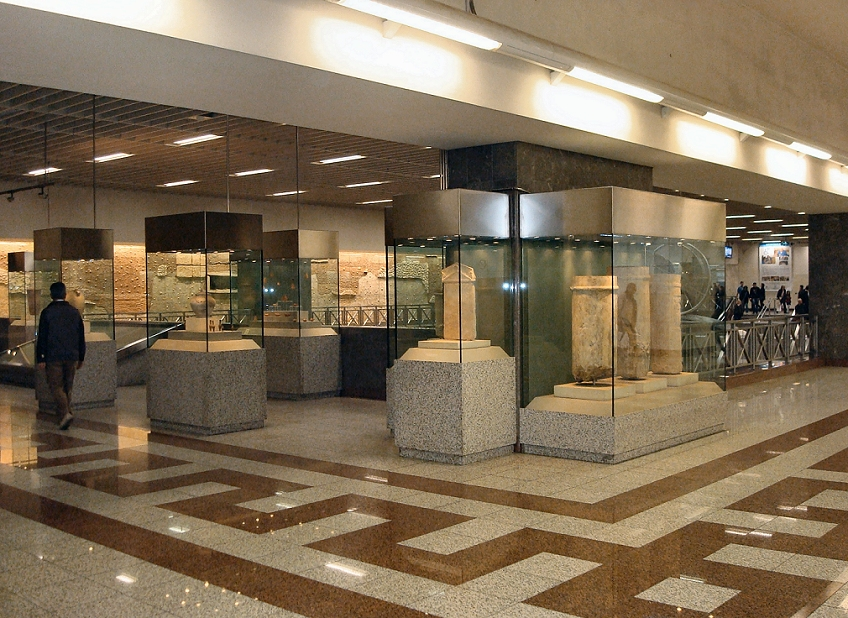
Syntagma, Athen: Ausstellungsvitrinen mit archäologischen Fundstücken aus dem U-Bahn-Bau
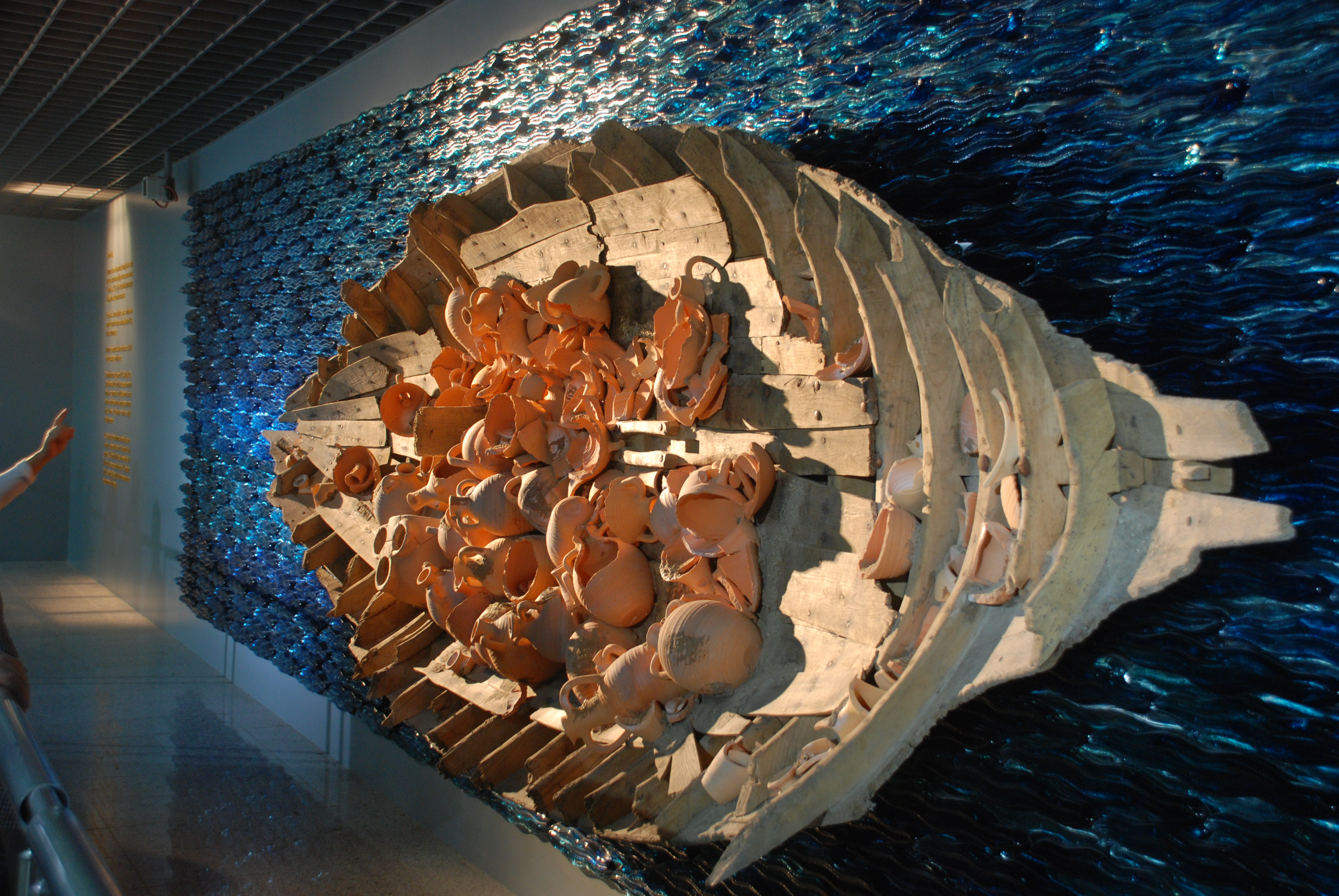
Yenikapı, Istanbul: Dekorativ inszenierte Fragmente eines antiken Holzbootes und von Tongefäßen
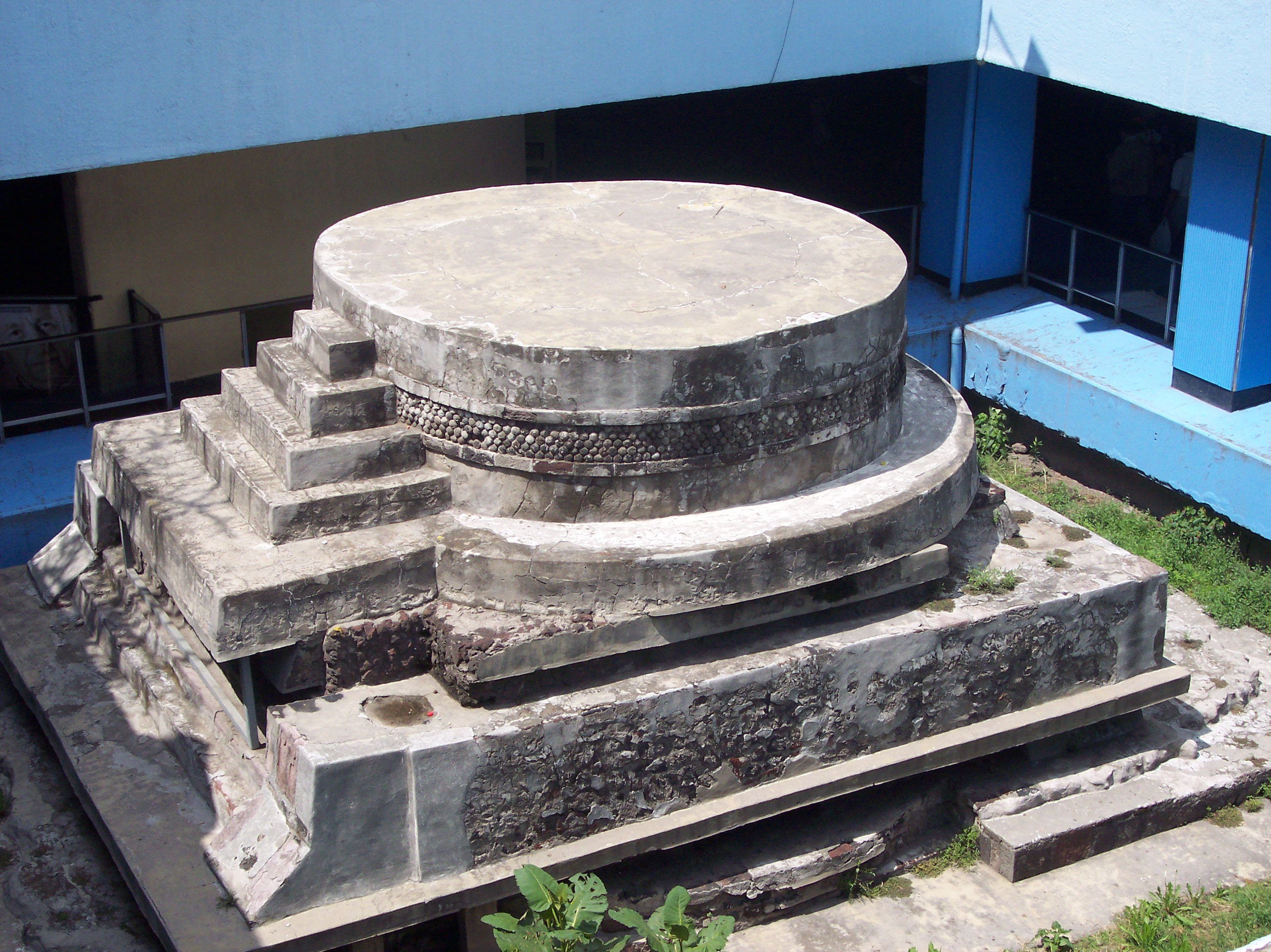
Pino Suárez, Mexiko-Stadt: Freigestellte, dem aztekischen Gott Ehecatl geweihte Pyramide
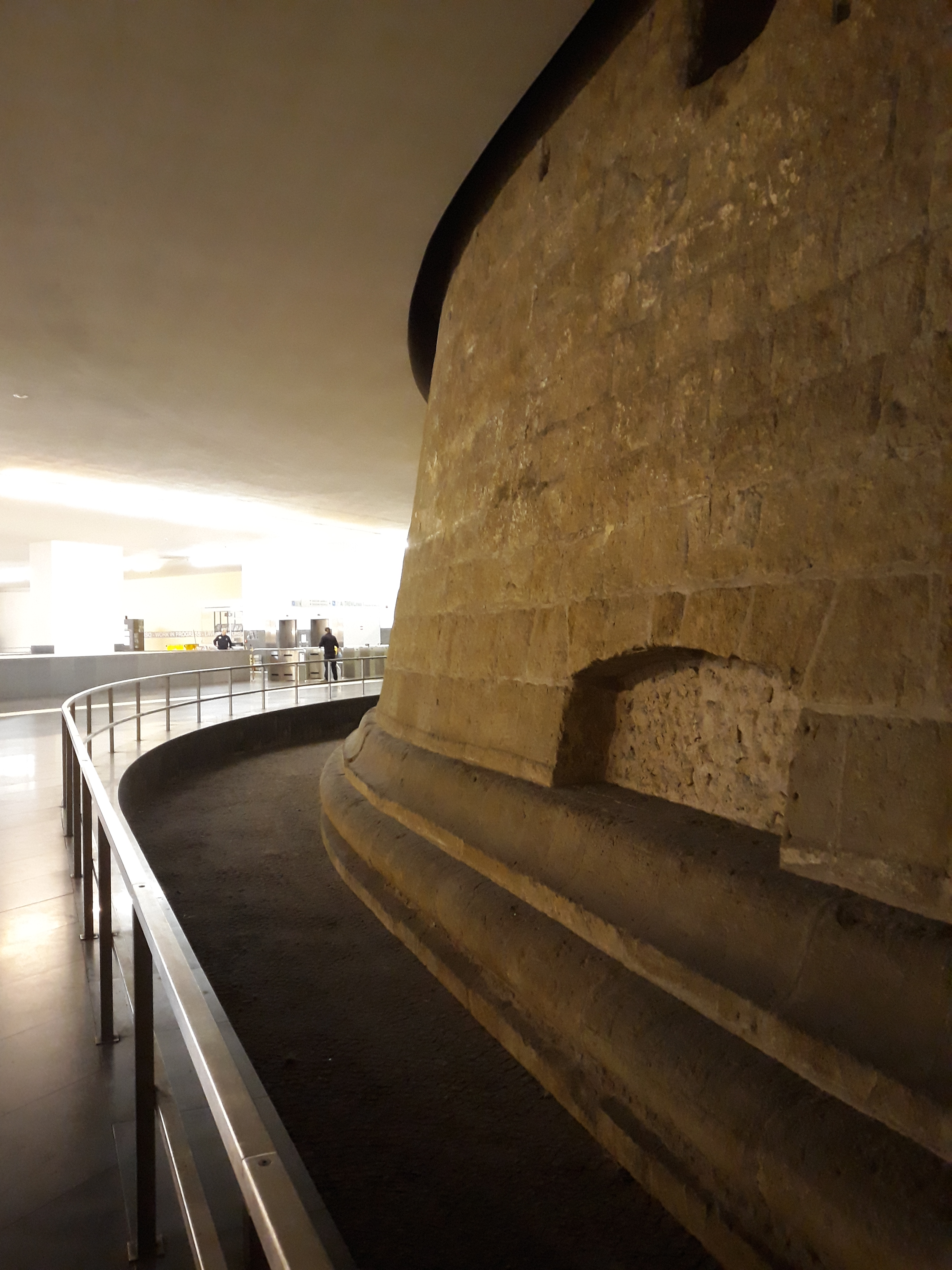
Municipio, Neapel: Basis eines Wehrturms der Stadtmauer
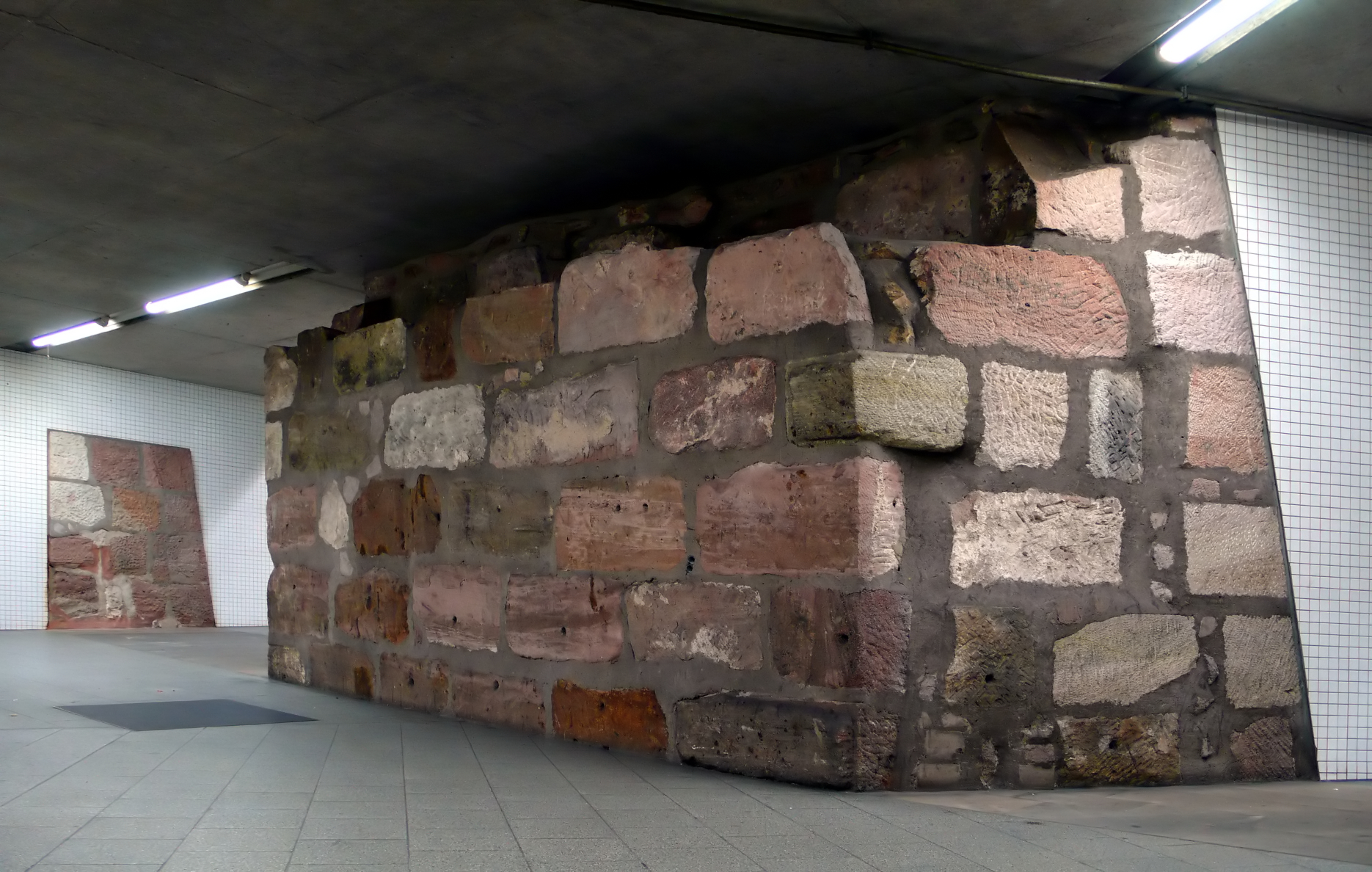
Rathenauplatz, Nürnberg: Fragmente der spätmittelalterlichen Stadtmauer als Teil des Personentunnels
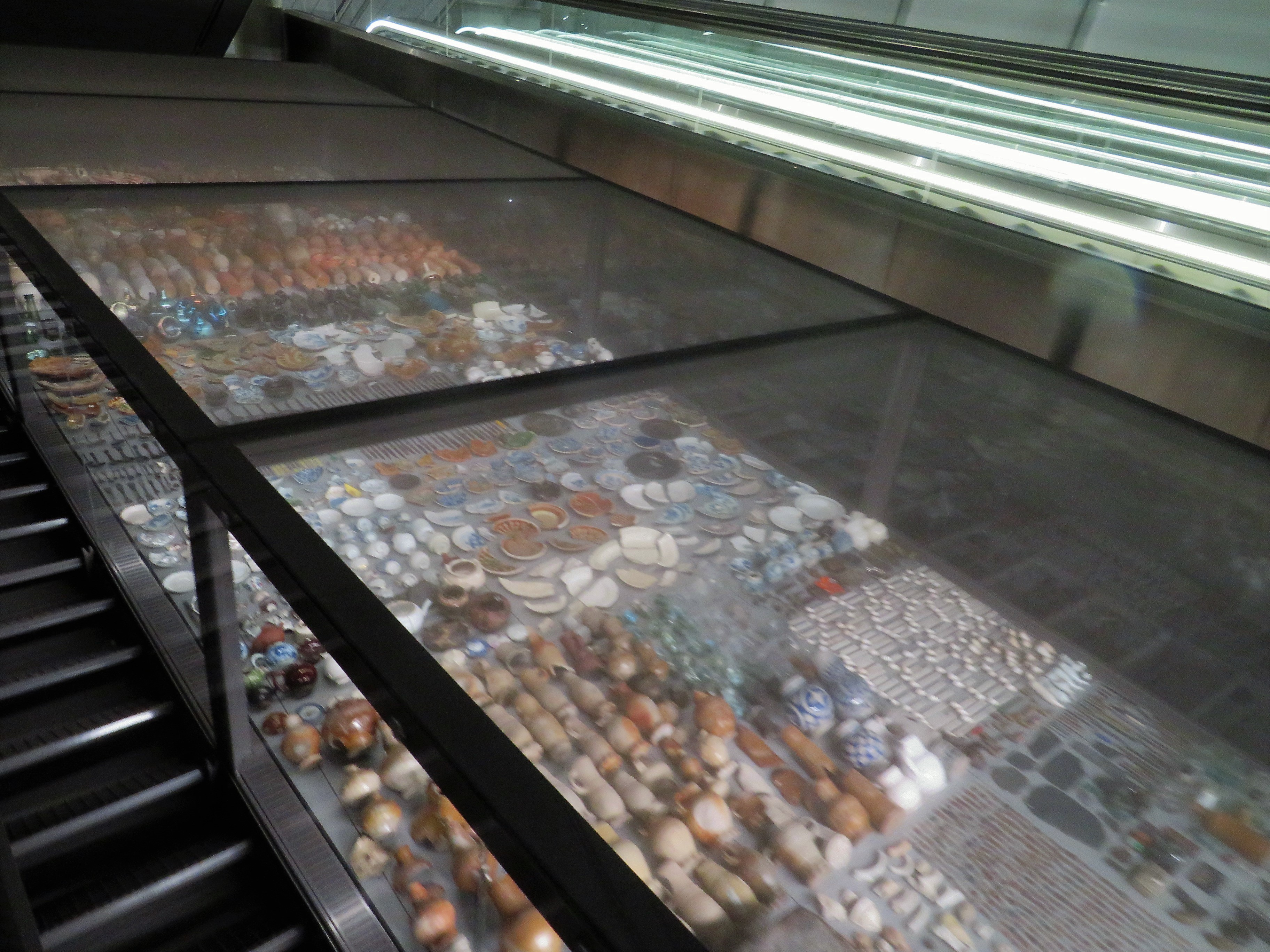
Rokin, Amsterdam: Akkumulationsartige Ausstellung der unter dem Rokin gefundenen archäologischen Artefakte zwischen den Fahrtreppen
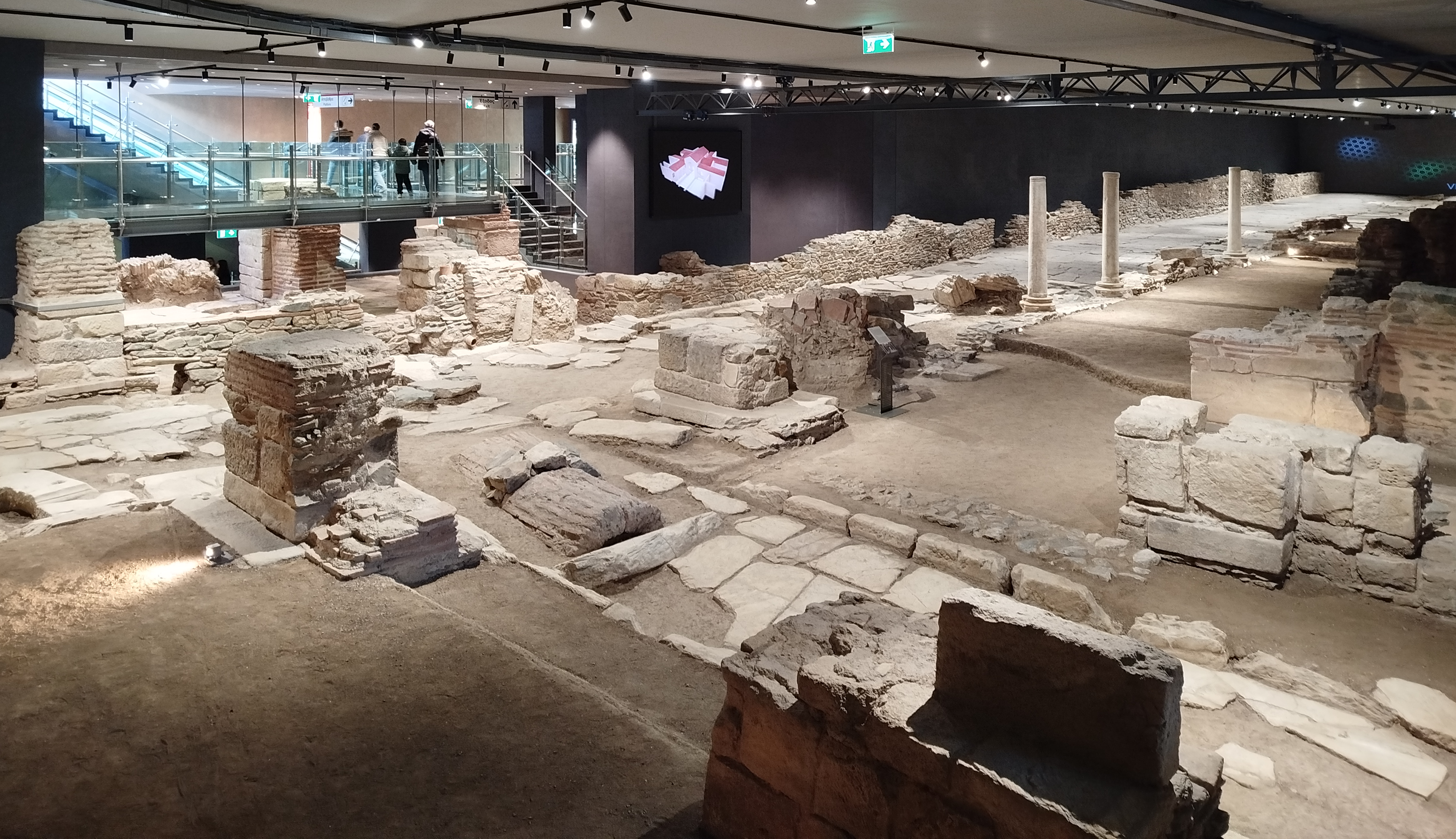
Venizelou, Thessaloniki: Abschnitt des römischen Decumanus Maximus im jetzigen Zwischengeschoss der Station

Vor allem in Städten mit vorneuzeitlichen Wurzeln (z. B. Athen, Istanbul, Mexiko-Stadt, Neapel, Nürnberg, Rom, Thessaloniki und Wien) wurden und werden im Rahmen des Tunnelbaus teilweise archäologische Funde in Form größerer und kleinerer beweglicher Objekte und von ortsfesten Objekten wie historischer Bausubstanz gemacht. Diese werden häufig museal aufbereitet und als Verweis auf die berührten Zeitschichten und zu ihrer Erlebbarmachung in den späteren Stationsbauwerken ausgestellt, entweder auf speziell gewidmeten separaten Flächen oder – insbesondere bei ortsfesten Objekten – in situ, teilweise auch in den Entwurf der Station eingebunden.
In Wien wurde beispielsweise die aus dem 13. Jahrhundert stammende Virgilkapelle 1972 im Rahmen des U-Bahn-Baus wiederentdeckt und anschließend in die Station Stephansplatz integriert. An der Station Stubentor sind zudem Fragmente der ursprünglichen Wiener Stadtmauer zu finden, an der Station Municipio in Neapel ähnlich hierzu ein Teil eines Wehrturms der früheren Stadtmauer. In Thessaloniki wurden im Zuge des Metrobaus rund 300.000 Einzelobjekte sowie ein größerer zusammenhängender Abschnitt des römischen Decumanus Maximus einschließlich Fragmenten der straßenbegleitenden Bebauung und einer öffentlichen Platzanlage entdeckt, der in das Stationsbauwerk von Venizelou integriert wurde bzw. von dort aus besichtigt werden kann.
Auch in Fällen, in denen bereits vor Baubeginn von der Entdeckung archäologischer Funde ausgegangen wird und die Arbeiten entsprechend fachlich begleitet werden und der Zeit- und Kostenplan des Bauvorhabens entsprechend ausgestaltet wird, können unerwartete Funde auftreten, bei denen unter archäologischen Gesichtspunkten eine Sicherung durch eine Rettungsgrabung geboten ist. Hierdurch können sich Zielkonflikte zwischen der Umsetzung innerhalb des definierten Zeit- und Kostenplans einerseits und dem fachgerechten Umgang mit dem Befund andererseits ergeben. Beispielsweise verzögerte sich die Fertigstellung der Station Rotes Rathaus in Berlin aufgrund archäologischer Funde im Zusammenhang mit dem mittelalterlichen Rathaus.

## U-Bahnen in Kunst, Medien und Unterhaltung
Als Bestandteil der Alltagswelt zahlreicher Städte, als etabliertes und wiedererkennbares Lokalkolorit, das etwa in Filmen eine schnelle Identifikation des Handlungsschauplatzes erlaubt, und als generelles Merkmal von bzw. Symbol für Urbanität sind U-Bahnen ein regelmäßig auftauchendes Element in Kunst, Medien und Unterhaltungsprodukten.
Darüber hinaus können U-Bahnen auch selbst Motiv, Handlungsort oder Handlungsbestandteil in den oben genannten Disziplinen sein.

### Bildende Künste und Philatelie

Thomas Cantrell Dugdale: Underground, 1932, Walker Art Gallery, Liverpool
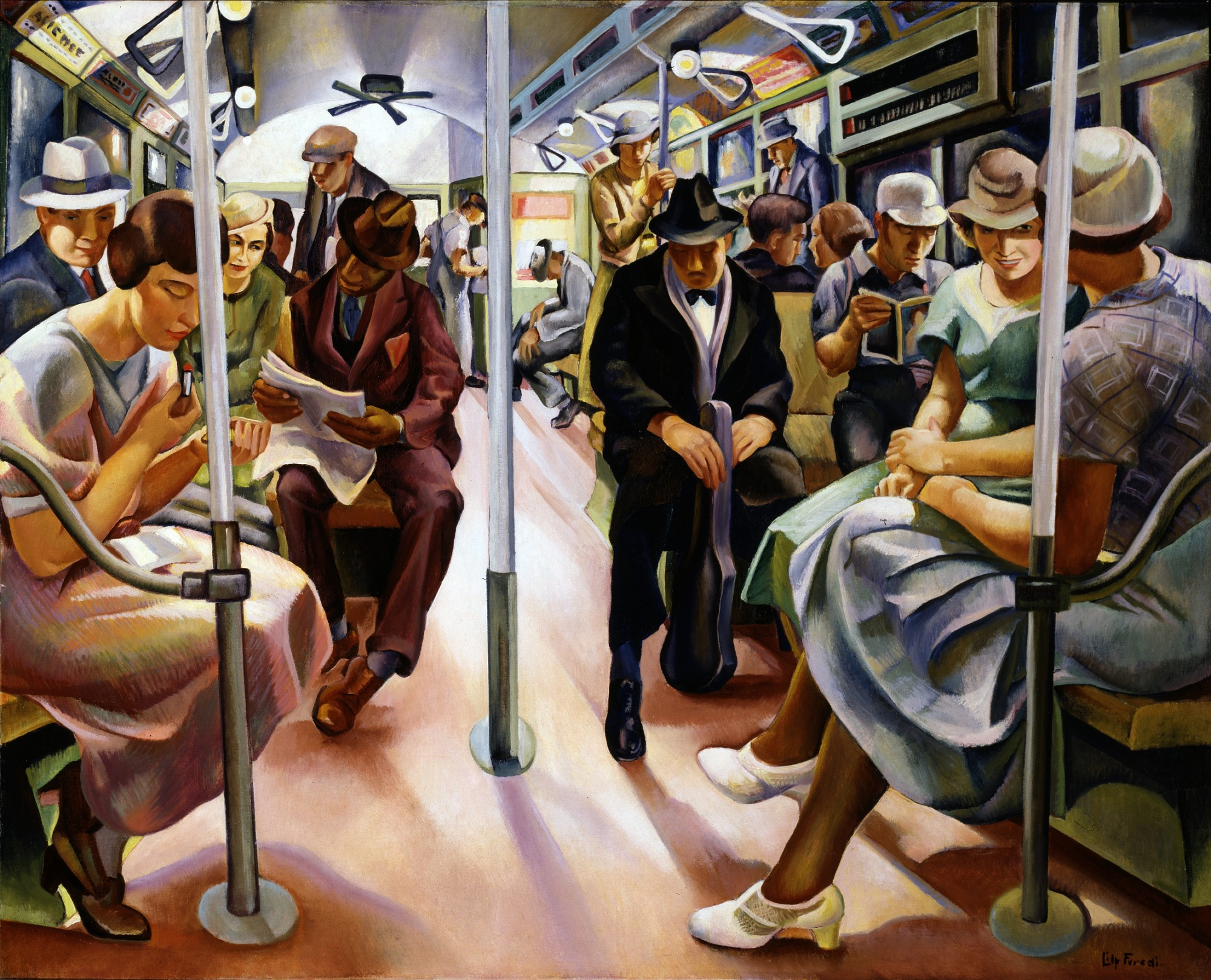
Lily Furedi: The Subway, 1934, Smithsonian American Art Museum, Washington, D.C.

U-Bahnen sind seit ihrem Bestehen Gegenstand künstlerischer Auseinandersetzung, beispielsweise aufgrund der hier möglichen Beobachtungen von Menschen unterschiedlicher sozialer Hintergründe, die auf begrenztem Raum aufeinandertreffen und sich für die Zeit des Wartens auf die Bahn und der gemeinsamen Zugfahrt miteinander arrangieren müssen, oder zur Dokumentation der verkehrlichen und städtebaulichen Entwicklung der jeweiligen Stadt. Zu den Malern, die sich mit der U-Bahn befassten, gehörten u. a. Daniel Celentano, Else Hertzer und Mark Rothko.
- Zwei Genrebilder aus den 1930er Jahren befassen sich mit U-Bahn-Fahrten in London und New York und vermitteln hierbei auffallend unterschiedliche Eindrücke über die Atmosphäre der Situation und das Verhalten der Fahrgäste; sowohl das dem Realismus zuzuordnende Bild Underground des britischen Malers Thomas Cantrell Dugdale von 1932 als auch das impressionistische Werk The Subway der ungarisch-amerikanischen Künstlerin Lily Furedi aus dem Jahr 1934 zeigen einen Blick aus Fahrgastperspektive durch einen U-Bahn-Wagen und auf die vielfältigen Typen von Fahrgästen und damit gleichzeitig auf einen Ausschnitt der jeweiligen Gesellschaft der damaligen Zeit. Dugdales Bild beschreibt detailreich und in vorwiegend dunklen und gedeckten Farben einen bis zum letzten Platz besetzten Zug, in dem die zahlreichen Figuren trotz der unmittelbaren räumlichen Enge isoliert wirken und in keiner direkten Interaktion miteinander stehen, Blicke weichen einander aus oder sind ins Leere gerichtet, die Gesichtsausdrücke sind neutral bis abwesend. Auffallend ist eine weibliche Figur im Vordergrund, die als einzige annähernd vollständig abgebildet ist und fast die gesamte Vertikale des Bildes einnimmt. Ihr angespannter körperlicher und abwesender mimischer Ausdruck fassen die in diesem Bild von Disziplin, Statik, Anonymität und einem gleichzeitigen Gefühl von Bedrängnis geprägte Atmosphäre des U-Bahn-Fahrens zusammen.
Furedis Blick in die New Yorker U-Bahn zeigt ein differenzierteres Bild, in dem sich ebenfalls Figuren finden, die schlafend oder lesend auf sich selbst bezogen sind, jedoch auch solche, die aufeinander eingehen wie zwei in ein Gespräch vertiefte Frauen und ein einander zugewandtes Paar, ebenso finden sich einseitige Kontaktaufnahmen wie eine Frau, die in die Zeitung ihres Sitznachbarn blickt und ein Mann, der seine Sitznachbarin beim Auflegen von Lippenstift beobachtet. Unterstrichen durch das heitere und abwechslungsreiche Farbspiel wird die U-Bahn hier als durchaus positiv besetzter Ort des Kontakts, der Kommunikation und der Aktivität dargestellt. Furedis Bild entstand im Rahmen des Public Works of Art Project, einem Programm des New Deal zur Unterstützung bildender Künstler durch Auftragsarbeiten zur Ausstattung öffentlicher Einrichtungen.[294]
- Der Künstler Martin Kippenberger realisierte ab 1993 mit Metro-Net ein mehrteiliges Kunstwerk, das aus Attrappen von Stationszugängen und Lüftungsrohren besteht und den Eindruck eines weltumspannenden U-Bahn-Netzes schaffen sollte.
- Seit April 2020 veröffentlicht die Deutsche Post AG in der Sonderpostwertzeichen-Serie U-Bahn-Stationen in unregelmäßigen Abständen Briefmarken mit Motiven deutscher U-Bahnhöfe sowie von Tunnelstationen anderer Bahnen in Deutschland. Im Januar 2024 erschien die achte Marke der Serie mit einer Darstellung der Münchner Station Westfriedhof und einem Nennwert von 160 Eurocent.[295] Die weiteren in der Serie dargestellten U-Bahn-Stationen sind Heidelberger Platz (Berlin), Marienplatz (München) und Überseequartier (Hamburg), hinzu kommen die drei Stadtbahn-Stationen Heumarkt in Köln, Reinoldikirche in Dortmund und Westend in Frankfurt und die S-Bahn- bzw. Eisenbahn-Station Wilhelm-Leuschner-Platz in Leipzig.[296][297][298]

### Film

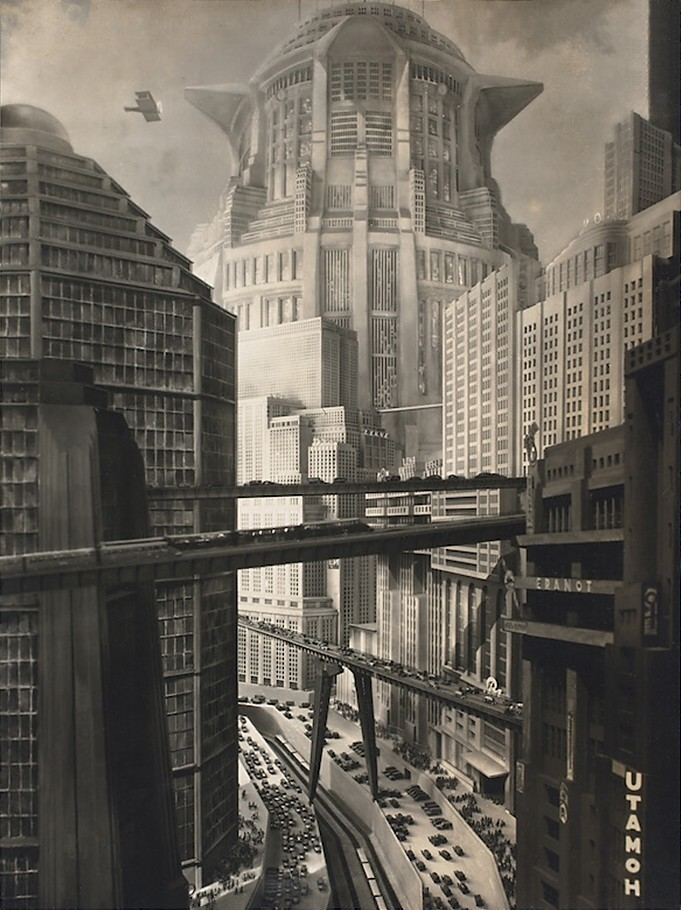
Stadtszenerie aus Metropolis

### Museen

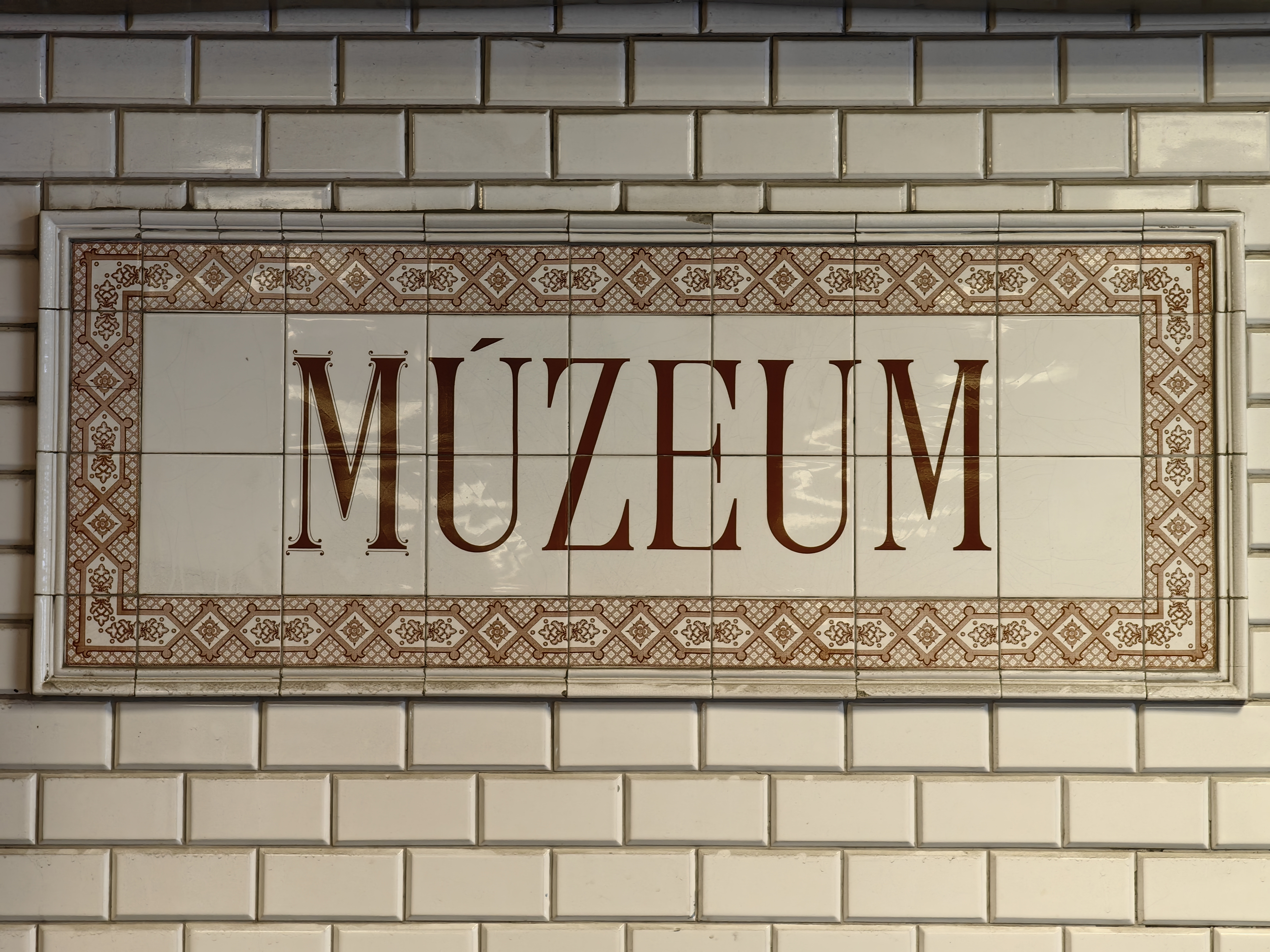
Schild im U-Bahn-Museum Budapest im Stile klassischer Stationsschilder der Porzellanmanufaktur Zsolnay
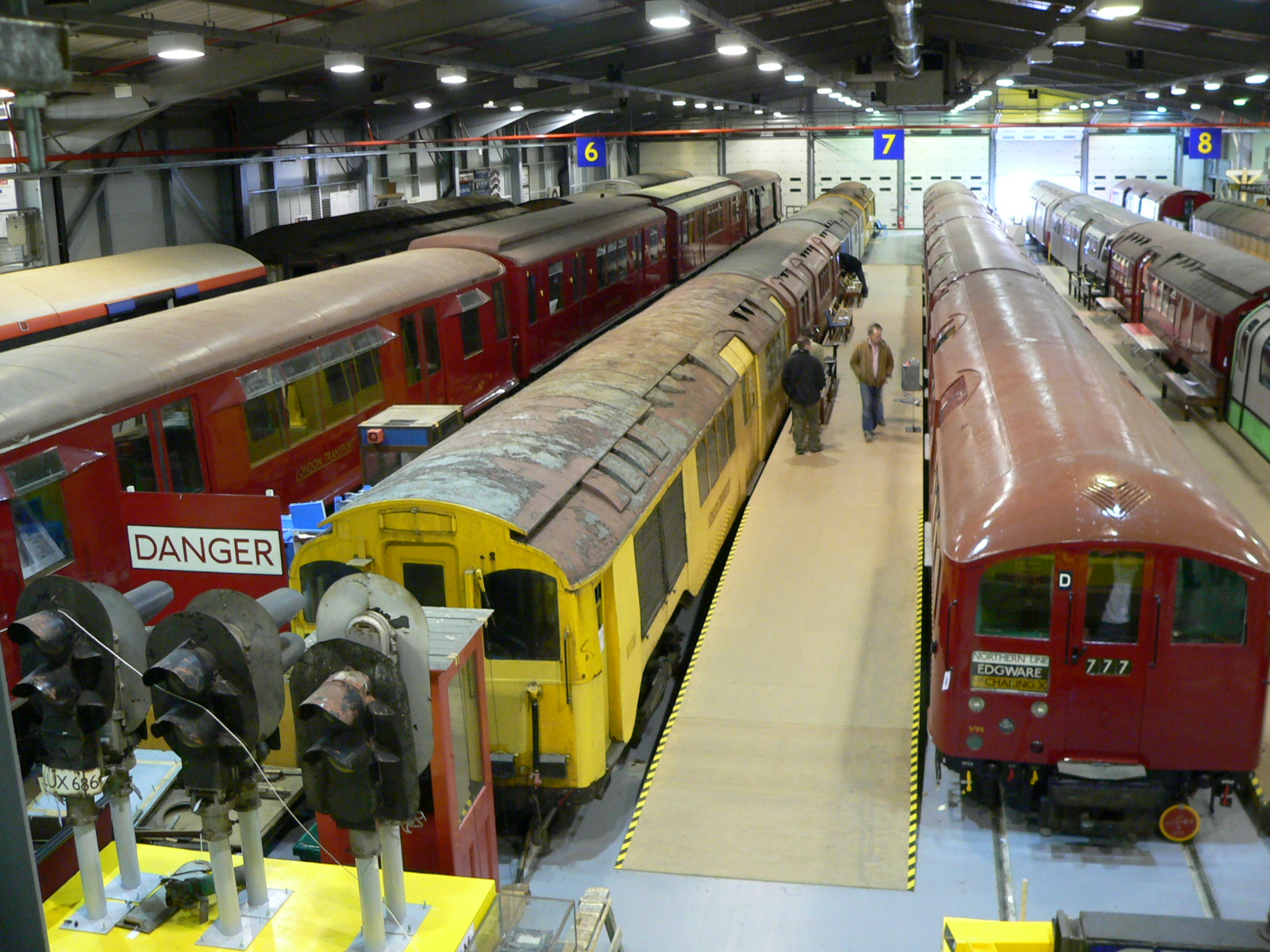
Historische Fahrzeuge der London Underground im Museumsdepot des London Transport Museum
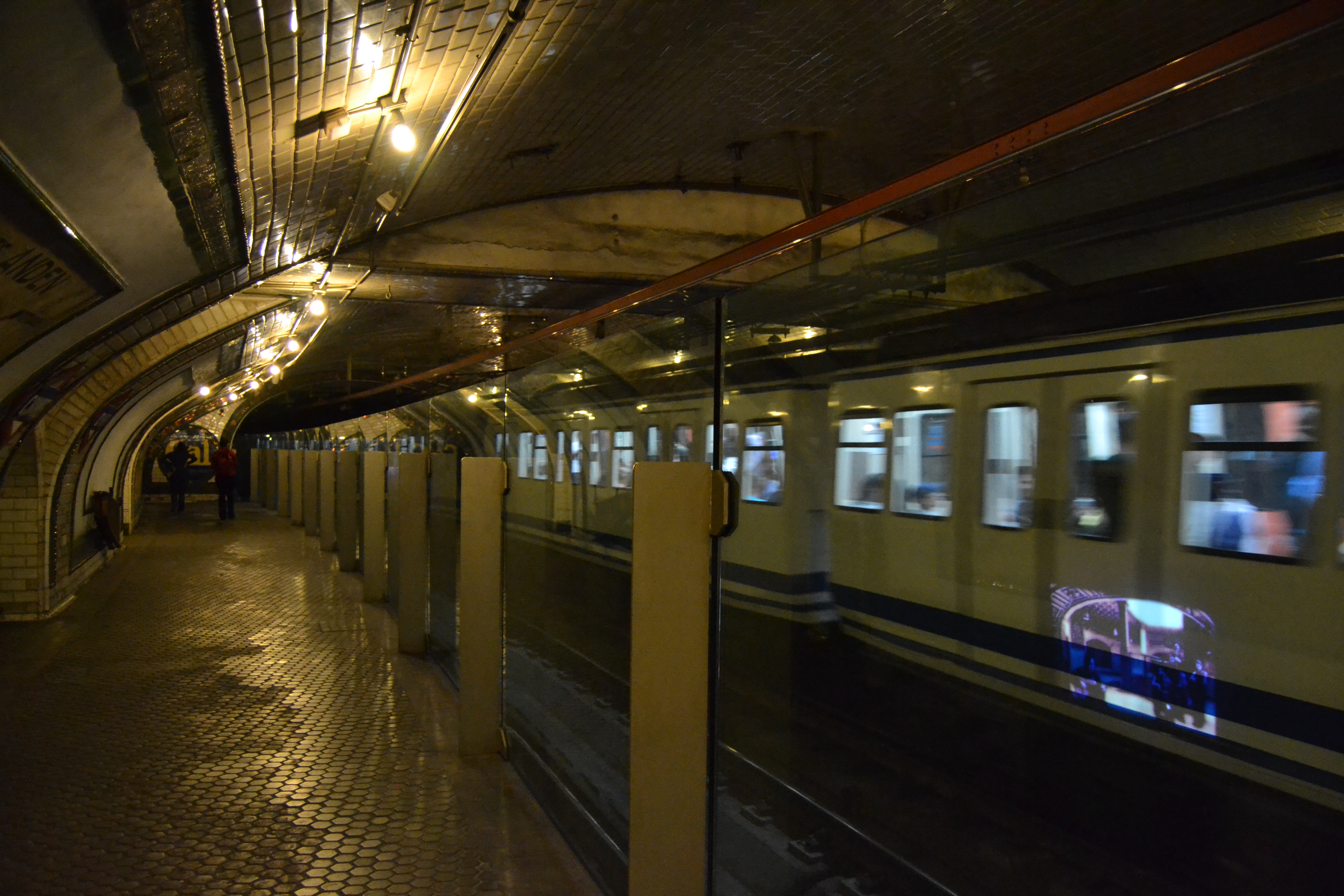
Zum Museum umgebaute ehemaliger Bahnhof Chamberí in Madrid; die Strecke wird weiterhin im Regelbetrieb befahren
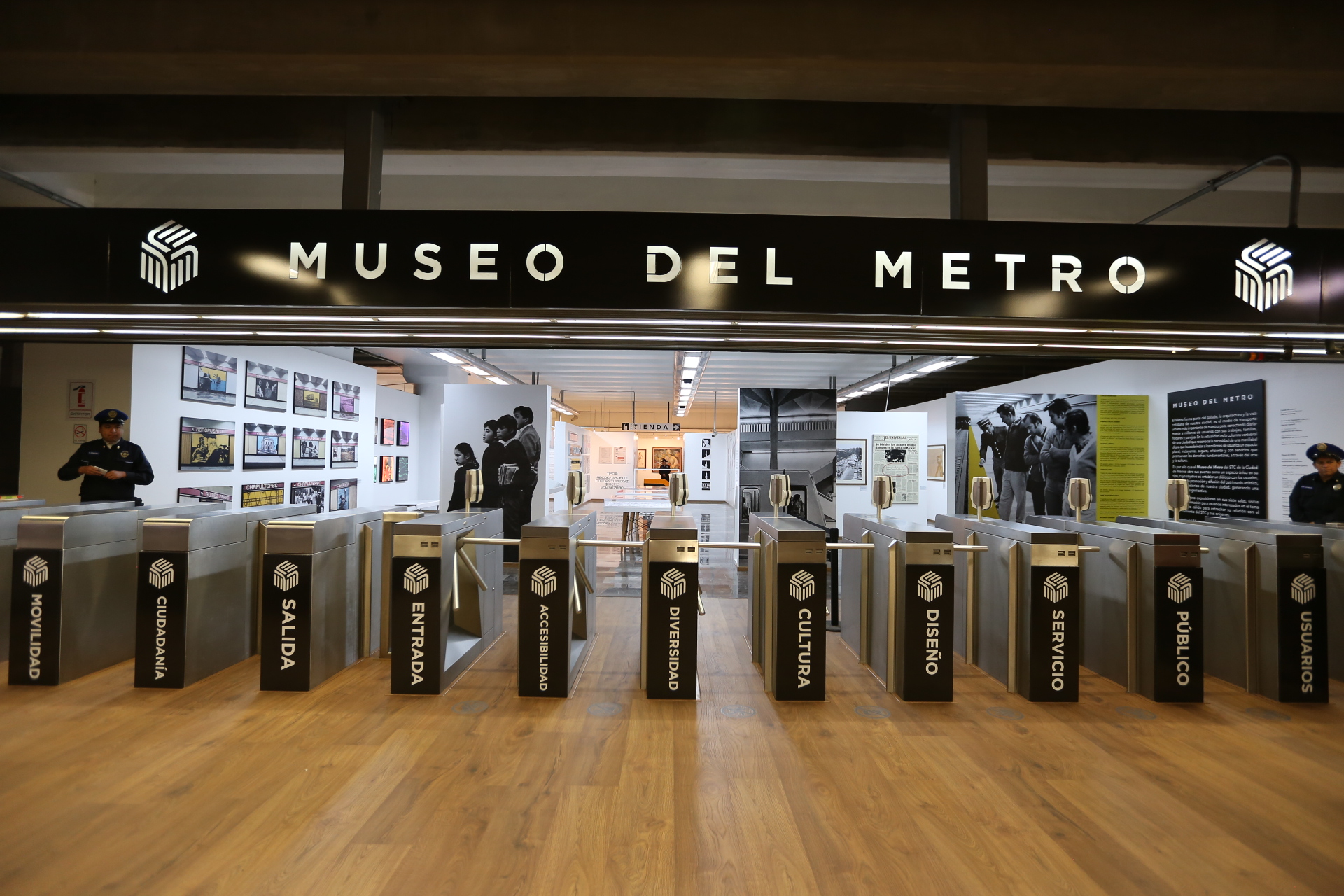
Thematisch gestalteter Eingang zum Museo del Metro in Mexiko-Stadt
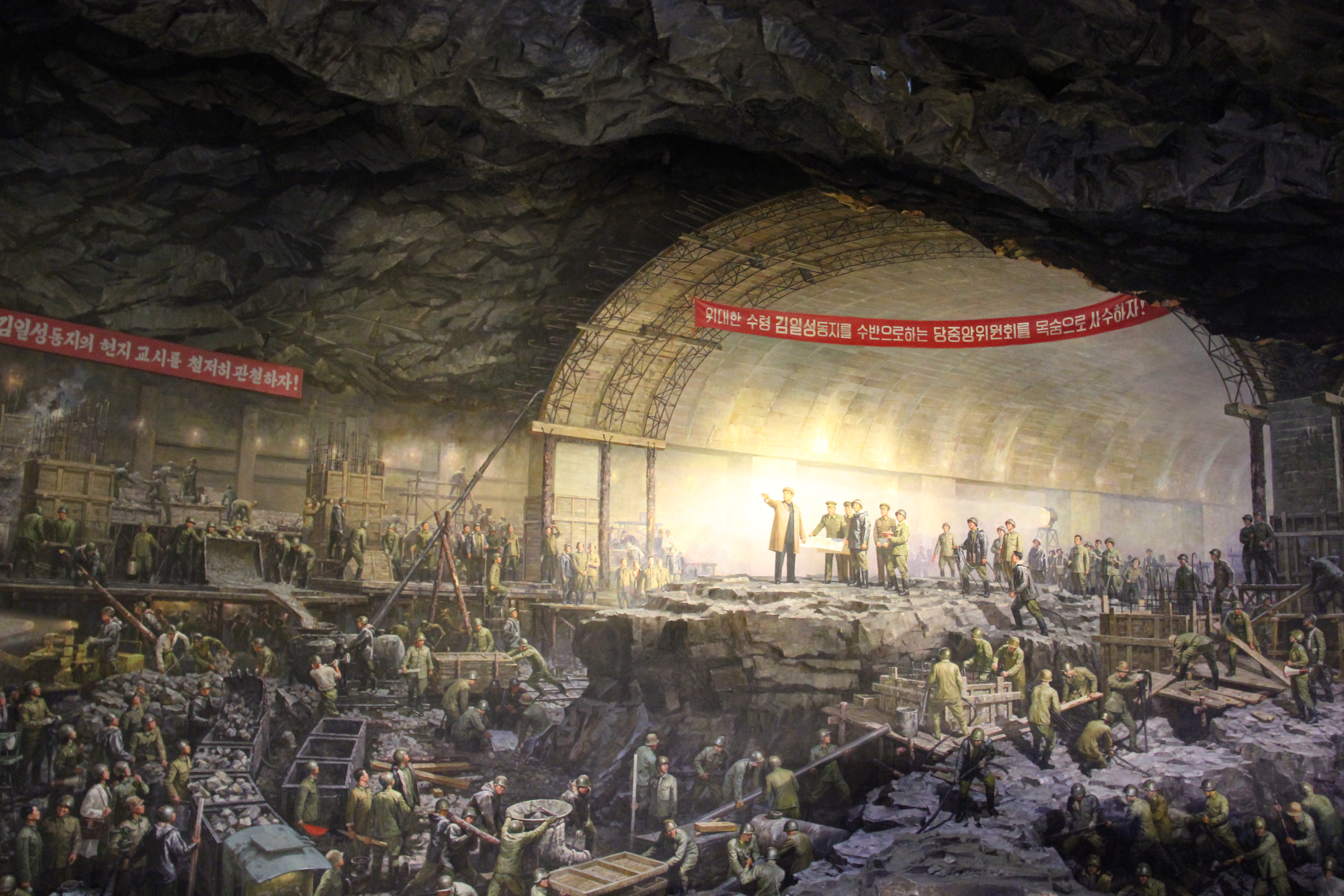
Künstlerische Darstellung des Baus der Metro Pjöngjang unter Anleitung von Kim Il-sung im Metro-Museum Pjöngjang
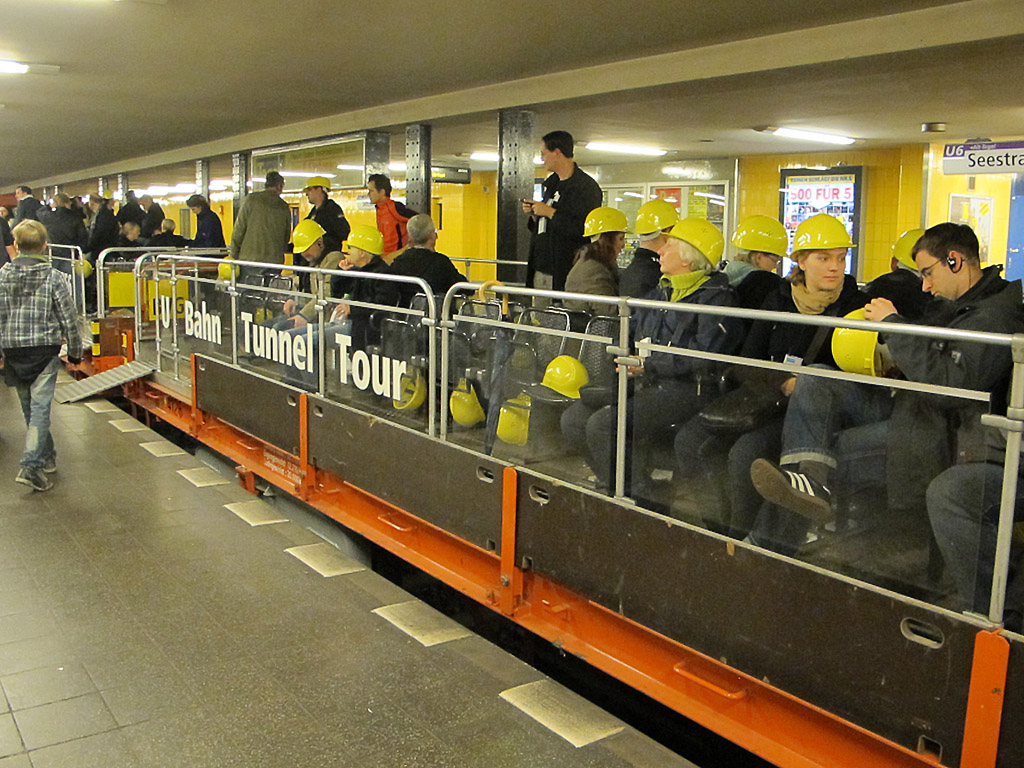
TunnelTour der BVG, 2012
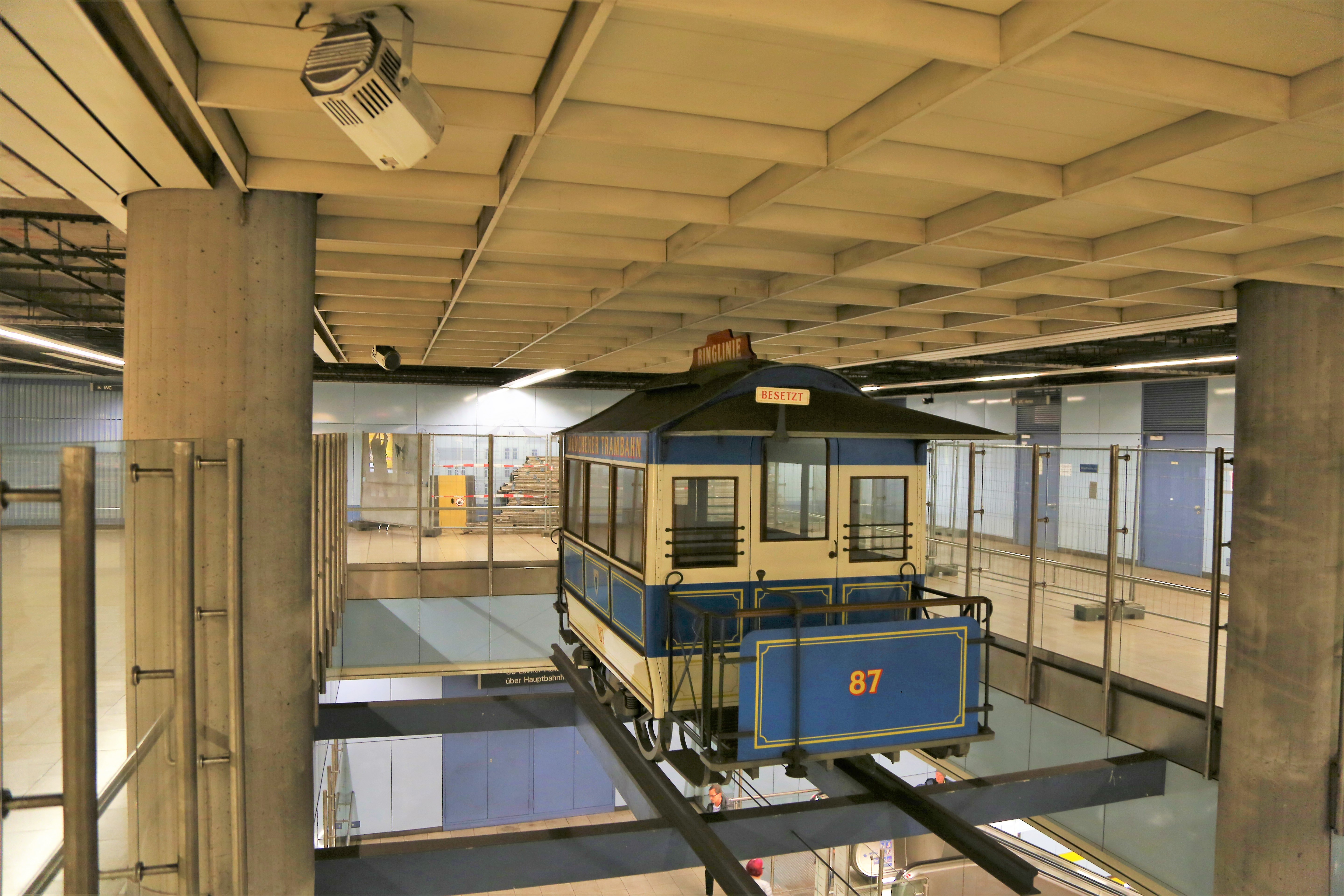
Max-Weber-Platz, München: Nachbildung eines Pferdebahnwagens als Verweis auf die Entwicklung des städtischen Nahverkehrs